# Bauwerke in Bockenheim
Bauwerke im Frankfurter Stadtteil Bockenheim.

## Erläuterungen und Regeln

### Gliederung
- Der Hauptteil des Artikels mit der Bezeichnung Die Straßen ist hierarchisch gegliedert nach Straße, Adresse (Straße mit Hausnummer) und Gebäude.
- Bei der alphabetischen Sortierung werden Groß- und Kleinschreibung (A, a) sowie Umlaute und Grundbuchstaben (Ü, U) nicht unterschieden.
- Die Gebäude werden unter ihrer heutigen Adresse aufgeführt. Frühere Straßennamen und Hausnummern werden im Text zur Straße oder zum Gebäude erwähnt.
- Gab es an einer Adresse im Laufe der Zeit mehrere verschiedene Gebäude, zum Beispiel zuerst eine Fabrik und später ein Wohnhaus, erhalten diese getrennte Einträge in chronologischer Abfolge.
- Hat ein Gebäudekomplex mehrere Adressen, wie zum Beispiel die Dondorfsche Druckerei, gibt es an einer Adresse einen Haupteintrag und an den anderen Adressen einen Nebeneintrag, der nur auf den Haupteintrag verweist.
- Die Tabelle mit den höchsten Gebäuden Bockenheims steht mit einer eigenen Überschrift am Ende des Artikels.
- Gebäude des Campus Bockenheim sind unter → Hauptartikel: Bauwerke auf dem Campus Bockenheim zu finden.

### Bilder
- Die Bilder werden alle direkt unter der Gebäudeüberschrift in Galerien platziert; dadurch bleiben sie auch bei verschieden großen Browserfenstern stets beim Text.
- Maximal drei Bilder pro Gebäude, damit das Layout nicht zu unruhig wird.
- Bildtext mit maximal zwei Zeilen; am Ende gibt jeweils eine Jahreszahl in Klammern an, von wann der Inhalt des Bildes stammt.

## Die Straßen

### Adalbertstraße
Vor den Stadtmauern der Reichsstadt Frankfurt wurden Landwehrtürme errichtet, wie u. a. die Bockenheimer Warte, und mit Schlagbäumen ausgerüstet, auch um Ein- und Ausgänge unliebsamer Menschen zu regelemtieren. Das damalige Dorf Bockenheim gehörte vor Napoleon zur Grafschaft Hanau mit dem Dorfzentrum um die St.-Jakobskirche. Den unbebauten Weg nach der Stadt Frankfurt nannte man Schöne Aussicht. Nach der Niederlage Napoleons und der Errichtung des Herzogtums Nassau nannte man den Weg dann Nassauer Straße. Ab 1841 begannen die Verhandlungen über einen Bau der Main-Weser-Bahn als Voraussetzungen für die rasante wirtschaftliche Entwicklung Bockenheims. Lange wehrte die Bürgerschaft Frankfurts die Ansiedlung arbeitsreicher Betriebe ab, während Bockenheim sogar ein eigenes Stichgleis vom Westbahnhof bis an die Bockenheimer Warte legen ließ. 1866 erfolgte die Okkupation Nassaus, Hessen-Kassel und der freien Reichsstadt Frankfurt durch das Königreich Preußen, 1871 die Ausrufung des Deutschen Kaiserreichs. Kriegsgewinne, verbunden mit dem technischen Fortschritt, boten entlang der Nassauer- sowie der Solmsstraße enorme wirtschaftliche Chancen, die durch die Eingemeindung Bockenheims in die Stadt Frankfurt von 1895 kulminierten. Die Nassauer Straße wurde in Adalbertstraße umbenannt zu Ehren von Adalbert Hengsberger (1853–1923), dem letzten Bürgermeister der selbständigen Stadt Bockenheims.

#### Adalbertstraße 6b

##### Apotheke an der Bockenheimer Warte

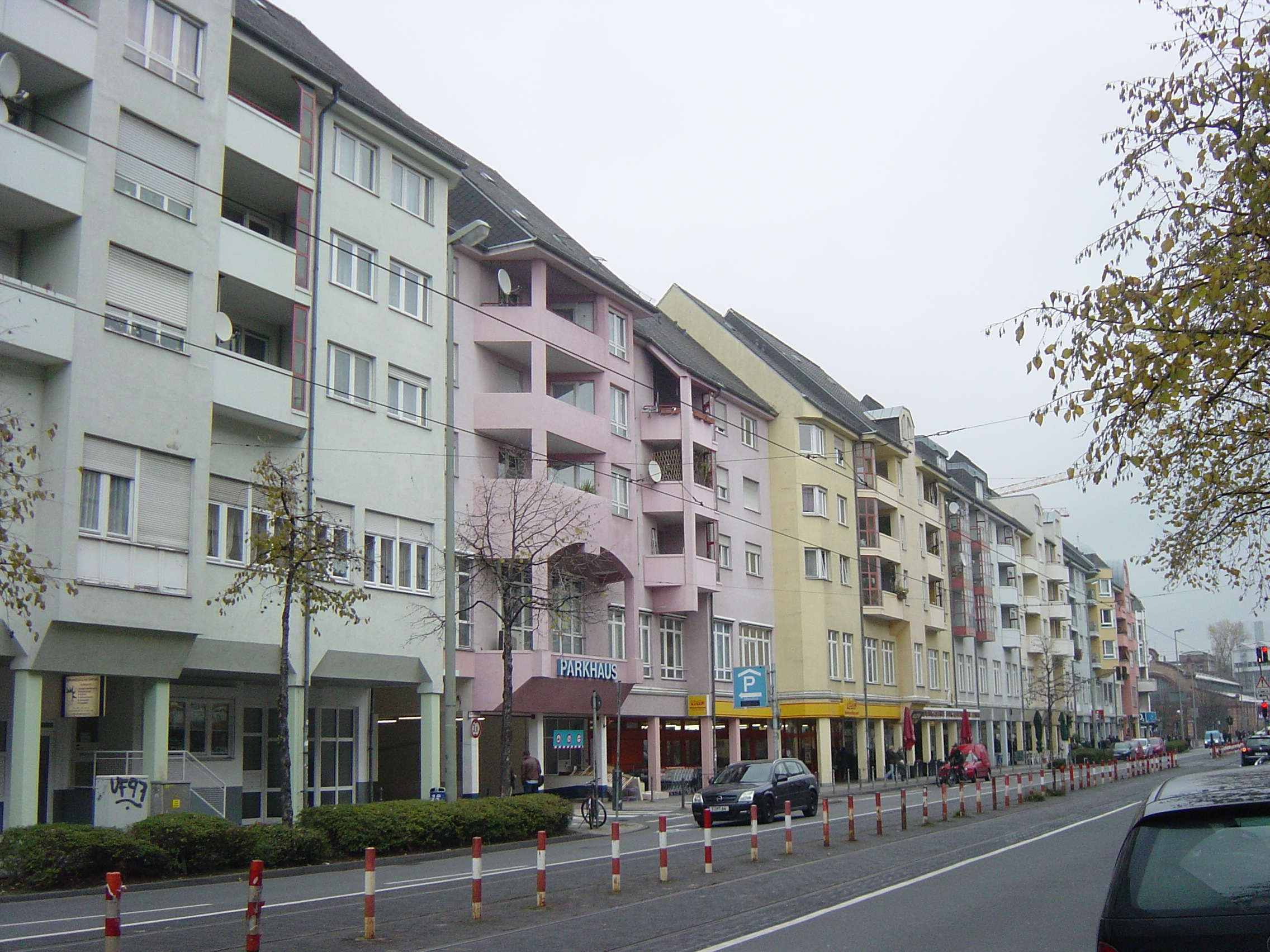
Ladengalerie Bockenheimer Warte, Adalbertstraße 2–12 (2013)

Die Apotheke an der Bockenheimer Warte warb damals mit den Begriffen Allopathie und Homöopathie. Die Geschäftsräume wurden 1944 durch Fliegerbomben zerstört und danach nicht wieder aufgebaut. Erst 1984 errichtete die DG Immobilien hier ein großflächiges Gebäudeensemble namens Ladengalerie Bockenheimer Warte mit Ladengeschäften und 152 Wohnungen. 2018 wurde die Liegenschaft an einen Frankfurter Privatinvestor verkauft. Spuren der Apotheke An der Bockenheimer Warte sind nicht mehr vorhanden.

#### Adalbertstraße 7

##### Öl- und Gewürzfabrik Josef Georg Mohr & Co.

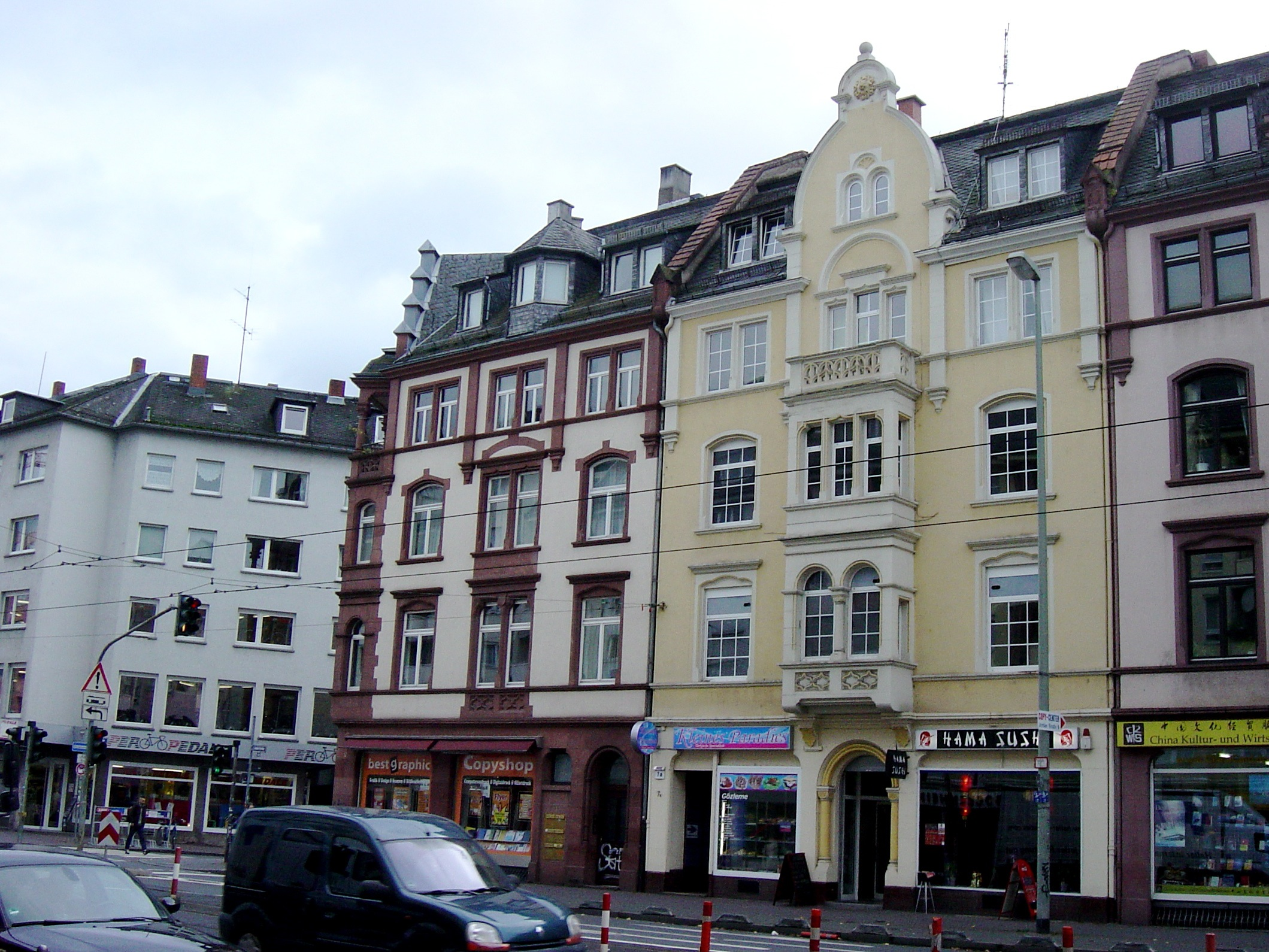
Adalbertstraße 7a und 7b (2013)

Ab 1862 wurde Zimmermannsmeister Georg Hermann Löhnholdt (1840–1910), Gründer der Bauunternehmung Julius Lönholdt & Co. in Frankfurt Eigentümer der Parzellen entlang der Adalbertstraße 7 und Kiesstraße 41-45. Auch Johann Georg Mohr ergriff seine Chance und gründete um 1882 auf den Grundstücken entlang der Adalbertstraße 7 und Kiesstraße 41-45 eine Öl- und Gewürzfabrik mit Stallungen, die er ab 1894 mit seinen Söhnen als Jos. Gg. Mohr & Co. betrieb. Das ISG Institut für Stadtgeschichte Frankfurt am Main dokumentiert am 21. April 1897 einen Großband auf dem Betriebsgelände und den Stallungen der Öl- und Gewürzfabrik Jos. Gg. Mohr & Co. Statt Wiederaufbau beschloss Mohr eine Betriebsverlagerung nach Oberursel. Das niedergebrannte Betriebsgelände wurde intensiv mit mehrstöckigen Wohnhäusern bebaut. 1906 produzierte man als Ölmühle und Gewürzmahlerei in Oberursel Kupferhammer, allerdings ohne wirtschaftlichen Erfolg. 1911 stellte Mohr den Betrieb auf die Produktion von Holzwolle erfolglos um. Im zweiten Kriegsjahr wurde 1915 das vormalige abgebrannte Bockenheimer Unternehmen Josef Georg Mohr & Co. vom neuen Eigentümer dem Frankfurter Bankhaus D. & J. de Neufville vor Ort als Holzwollefabrik Taunus GmbH erfolglos weitergeführt. Für 1927 und 1935 belegte der Bockenheimer Chronist Hermann Ludwig den Wohnsitz des Privatmanns Gg. Mohr in Bockenheim, Adalbertstraße 7.

#### Adalbertstraße 9

##### Immobilie

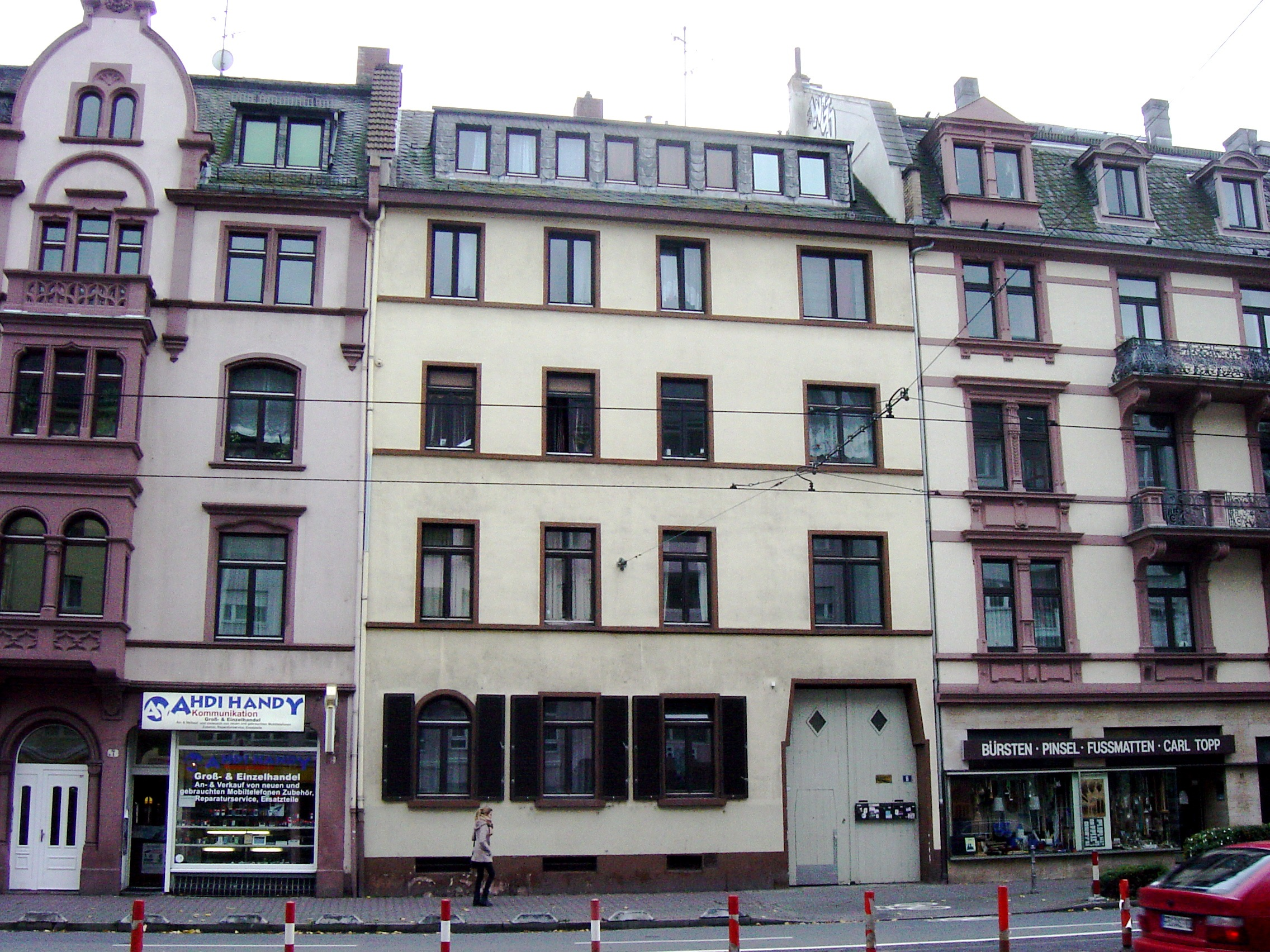
Adalbertstraße 9 (2013)

Im ehemaligen Gewerbegebiet um die Bockenheimer Warte entwickelte sich bereits in der Gründerzeit und verstärkt nach der Eingemeindung der selbständigen Stadt Bockenheim 1895 aus der Straße Schöne Aussicht die mit mehrstöckigen Wohn- und Geschäftshäusern bebaute Adalbertstraße. Der Namenspatron dieser Straße wurde Adalbert Hengsberger (1853–1923), letzter Bockenheimer Bürgermeister bis zur Eingemeindung 1895, danach Erster Stadtrat der Stadt Frankfurt am Main. Das 1846/47 erbaute fassadenschlichte, eingeschossige, dreiachsige Wohn- und Geschäftshaus Adalbertstraße 9 wurde von Fr. Leßdorf erbaut und 1882 an Tierarzt F. Jelkmann verkauft. Ab 1904 betrieb A. Gerlich im Hinterhof eine Kohlenhandlung, die ab 1927 von der Kohlenhandlung Noll & Co. abgelöst wurde. Der Bombenangriff auf Bockenheim 1944 zerstörte auch diese Liegenschaft, während die mehrgeschossigen Nachbarhäuser rechts und links in ihrer Substanz überdauerten. Einzig das linke untere Fenster dieses Hauses Adalbertstraße 9 hat noch seinen historischen Baubezug mit der Rundung des Oberlichts erhalten. Der vormalige Hinterhofzugang wurde vollständig überbaut, die Geschosszahl verdoppelt. Heute wird die Liegenschaft ausschließlich als Wohnhaus genutzt. Ein Ladengeschäft wurde im Gegensatz zu den Nachbarhäusern nicht eingebaut.

#### Adalbertstraße 10

##### Liegenschaft

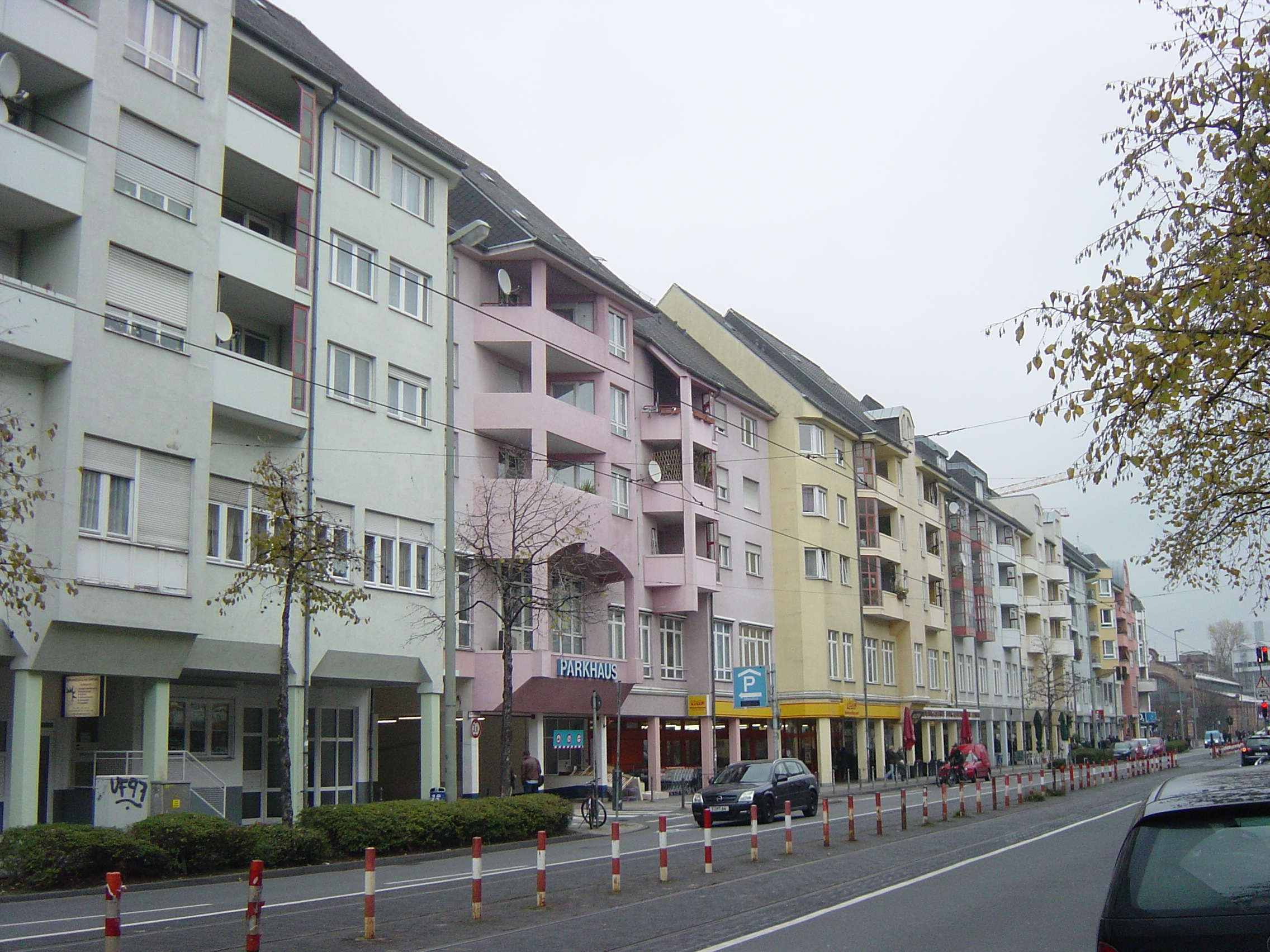
Adalbertstraße 2–12 von West (2013)

Blick um 1906 auf die Bebauung der Adalbertstraße 10-16, Nordseite. Links sieht man einen Teil des Hotels und Restaurants „Zum Rheingauer Hof“, dann die Restauration „Zur schönen Aussicht“ und rechts eine Fahrradhandlung. Das Gebäudeensemble einschließlich der Hinterhofbebauung wurde 1944 durch Fliegerbomben stark zerstört. Im Hinterhof dieser Liegenschaft, etwa auf Höhe der gegenüber befindlichen Kiesstraße, lag die sogenannte Fabrik. Dieses mehrstöckige Gebäude wurde nur notdürftig nach Bombenschäden repariert. Die bekannte US-amerikanische Bürgerrechtlerin und Schriftstellerin Angela Davis (* 1944) beschrieb in ihrem Buch Mein Herz wollte Freiheit. Eine Autobiographie, Hanser Verlag 1975, später ihre erbärmliche Unterkunft. Sie studierte 1965–1967 Soziologie und Philosophie auf Empfehlung Herbert Marcuses am wiedereröffneten Institut für Sozialforschung der nahen Goethe-Universität. Auch der deutsche Bildhauer Eberhard Fiebig (* 1930) hatte hier zu dieser Zeit ein Atelier, ebenso wie der jetzt in Köln lebende Autor und Filmemacher David Wittenberg (* 1940). Wittenberg und Edith Schmidt drehten 1974/75 den Film Pierburg: Ihr Kampf ist unser Kampf über den Streik gegen Lohndiskriminierung in der westdeutschen Autozulieferungsfirma Solex-Alfred Pierburg, Neuss, heute Rheinmetall Automotive. Die Liegenschaft wurde 1983 mit Nachbarimmobilien komplett niedergelegt und 1984 auf ca. 17.000 m² ein großes Wohn- und Geschäftszentrum mit der Ladengalerie Bockenheimer Warte und Tiefgarage erbaut, das von der Bilfinger Real Estate Frankfurt verwaltet wird. Die einst hohen Erwartungen an die Ladengalerie haben sich auch hier, zum großen Teil wegen der hohen Ladenmieten, nicht erfüllt.

#### Adalbertstraße 11

##### Günther & Kleinmond GmbH
In der Adalbertstraße 11 wurde 1895, im Jahr der Eingemeindung Bockenheims, die Frankfurter Präzisions-Werkzeug-Fabrik Günther & Kleinmond GmbH gegründet. Nach zahlreichen Übernahmen durch diverse Investoren, einschließlich mehrfacher Verlagerung des Produktionsstandortes, existiert derzeit noch die Firma ILIX Präzisionswerkzeuge-GmbH in Kriftel (Taunus), die Bohrwerkzeuge produziert und auch noch Namensrechte innehält.

##### Bürstenhaus Carl Topp

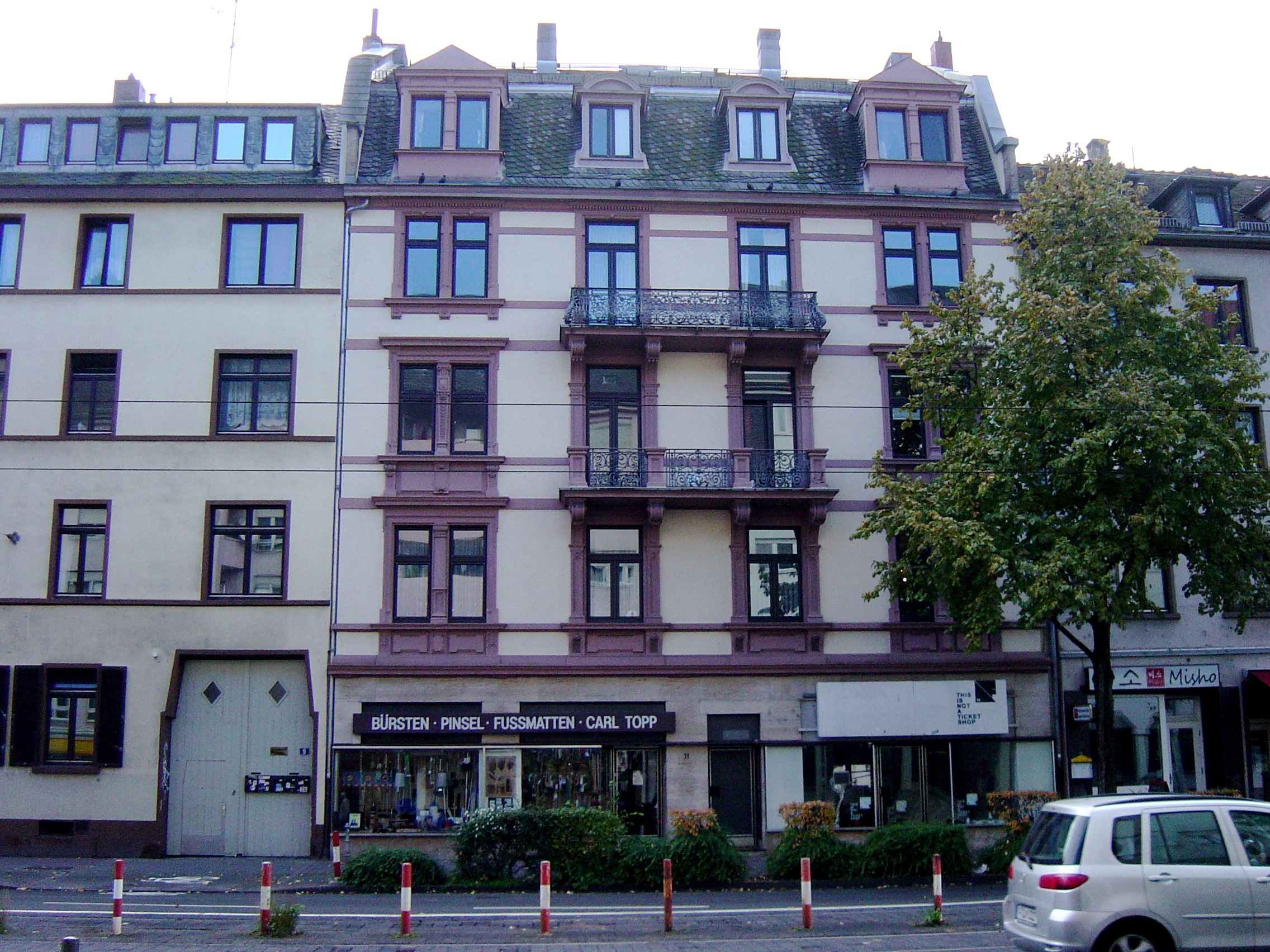
Adalbertstr.11

Seit 1902 ist im Frankfurter Adressbuch die Bürstenhandlung Carl Ernst Topp mit Ladengeschäft in der Adalbertstraße 11 verzeichnet, seit 1927 firmiert das Geschäft unter dem Namen Carl Topp. 1960 übernahm die Familie Graf, die aus der DDR emigriert war, das Ladengeschäft und betrieb es weiter unter dem Namen Carl Topp bis zur Aufgabe und dem Warenabverkauf 2021 weiter. In dem Geschäft, über das auch in Julia Söhngens Buch „Zeitkonserven. Frankfurter Traditionsgeschäfte“ von 2009 geschrieben wurde, war noch die 1928 verbaute Einrichtung vorhanden. 2022 wurde die Einrichtung abgebrochen und entsorgt. Im Jahr 2023 eröffnete das Marburger Familienunternehmen Hintz-Bürsten das Geschäft mit einer neuen Ausstattung.

#### Adalbertstraße 12

##### Kunstglasmälerei Witthuhn & Co.
Laut Adressbuch Deutschlands der Glasindustrie von 1925, betrieb die Firma Witthuhn & Co. in der Adalbertstraße 12 eine Kunstglasmälerei, die sich auf Glasmalerei und Kunstverglasung in Blei und Messing spezialisiert hatte.

##### Ladengalerie Bockenheimer Warte

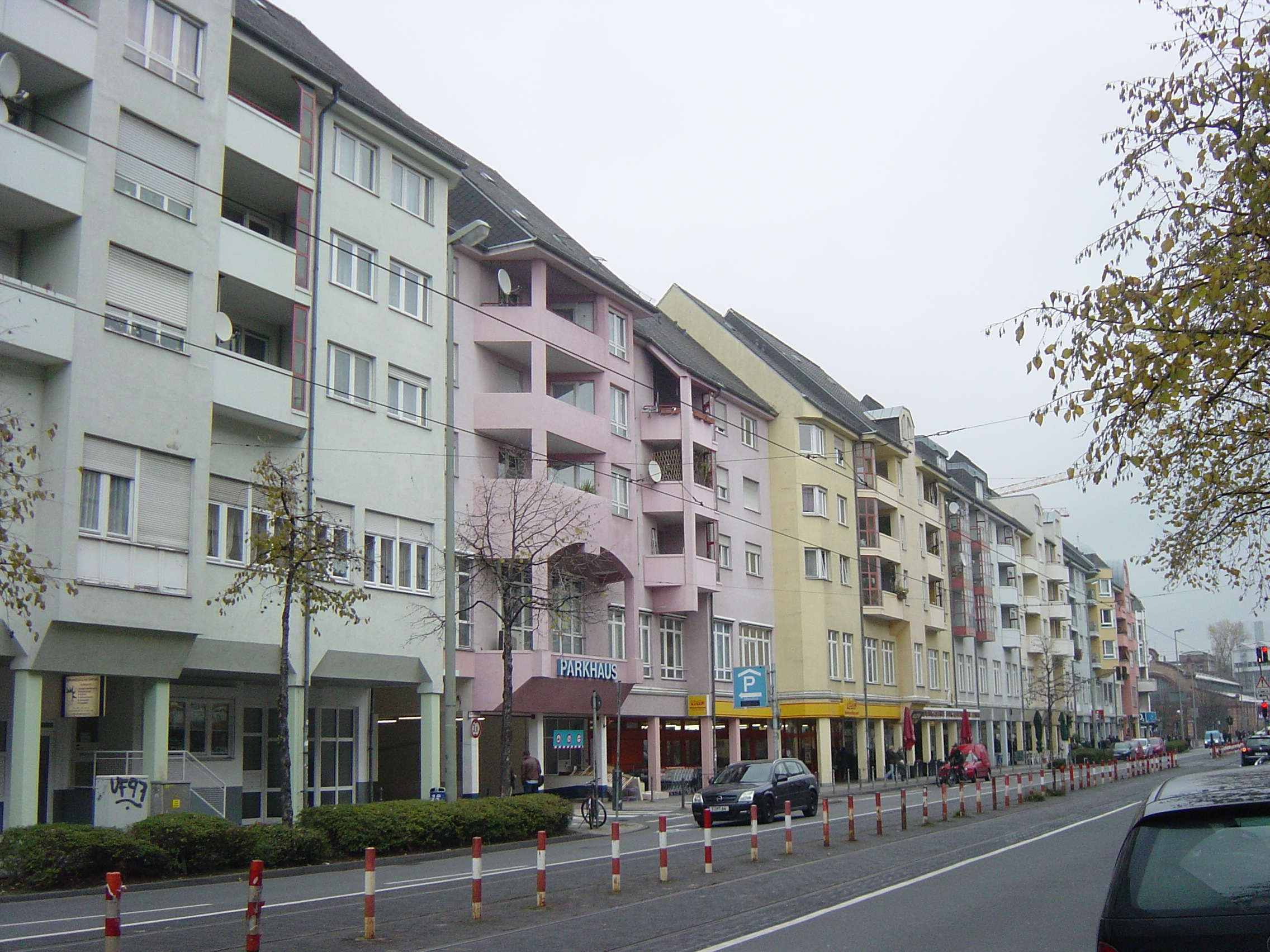
Adalbertstraße 2-12 von West (2013)
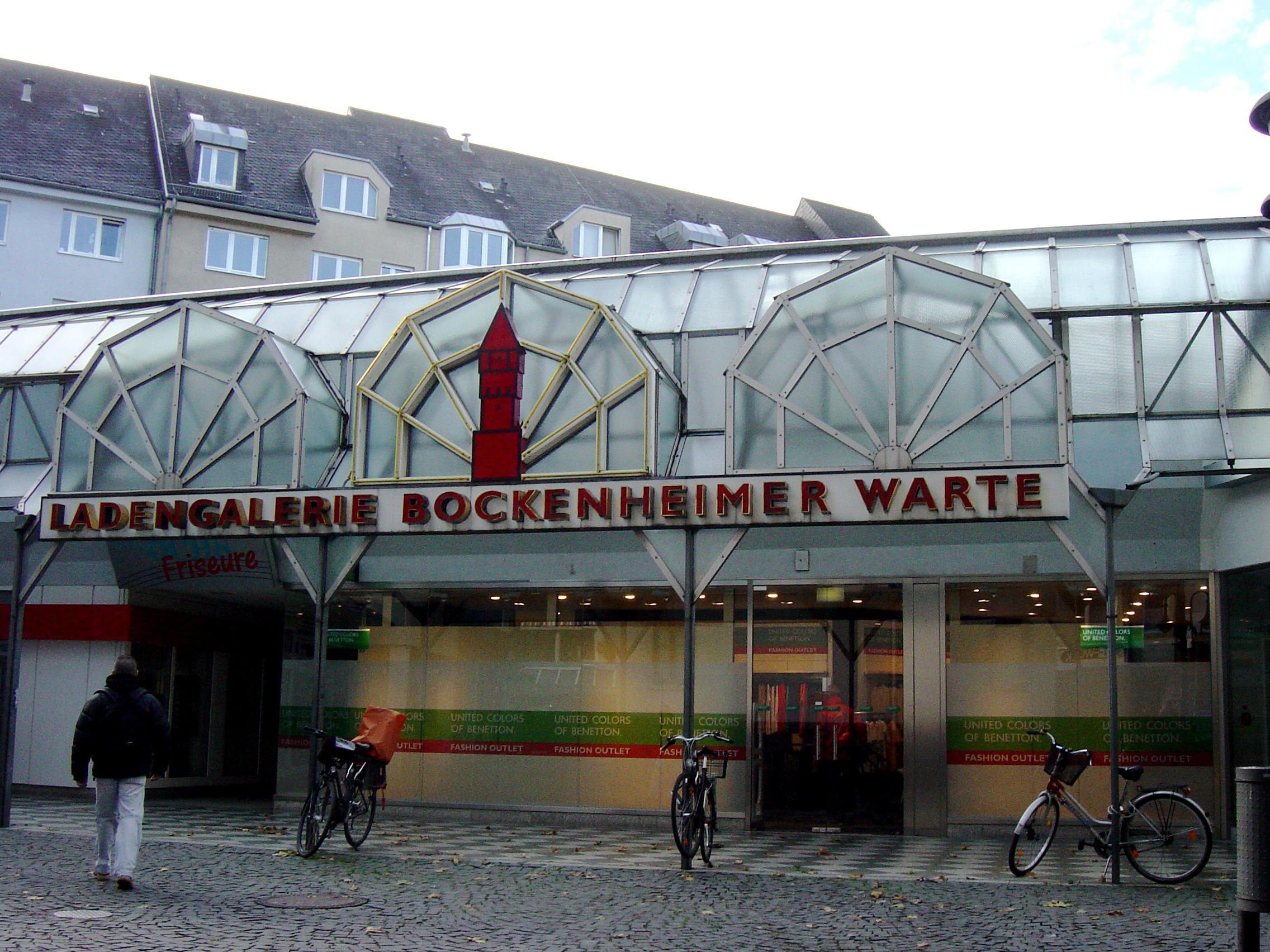
Blick von Leipziger Straße (2013)

Auf dem im Krieg durch Bomben zerstörten Grund und Boden erbaute erst 1984 die DG Immobilien das Gebäudeensemble der Ladengalerie Bockenheimer Warte mit Ladengeschäften und 152 Wohnungen. Mitte 2018 wurde nach 34 Jahren die Ladengalerie von der DG Immobilien an das Family Office eines Frankfurter Privatinvestors verkauft.

#### Adalbertstraße 16

##### Rheingauer Hof
Das Gebäude des Gasthauses Zum Rheingauer Hof in der Adalbertstraße 16 (Nordseite) entstand zwischen 1823 und 1840 in der damals noch selbständigen Stadt Bockenheim in Kurhessen. Entsprechend der damaligen Zeit wurde das Gebäude mit einem auffallenden Giebelschmuck versehen. Höhepunkte waren das Akroterion als Architekturelement der Bekrönung des Giebelfirstes sowie zahlreiche Vasen und natürlich auffallende Voluten an den Giebelecken. Die Liegenschaft lag vormals mit ihrer Straßenfront an der Straße Schöne Aussicht. Diese wurde zu Ehren des letzten Bürgermeisters Adalbert Hengsberger (1853–1923) nach der Eingemeindung von 1895 in Adalbertstraße umbenannt. Hinter dem Gasthausgebäude gab es ein Gartenlokal sowie ergänzende Gebäude wie Kegelbahn, Apfelwein-Kelterhaus und einen Vereinssaal für Veranstaltungen. Nach historischen Dokumenten des Instituts für Stadtgeschichte (Frankfurt am Main) veranstaltete hier zum Beispiel am 11. Februar 1893 die Bockenheimer Turngemeinde einen Maskenball. Auch fand, gemäß Auszug aus der Allgemeinen Deutschen Lehrerzeitung 1896, im Rheingauer Hof die 28. Jahresversammlung der israelitischen Lehrer Kurhessens statt. Nach dem Stadtchronisten Heinrich Ludwig wurde das Gasthaus 1830 erbaut, 1832 weiterverkauft an Herrn Bücking, 1839 an Jean Pierre Jansen. 1857 entstand der Saalbau als Hinterhaus. 1882 erwarb den Rheingauer Hof zeitweise der Rheinische Actien-Verein für Weinbau und Weinhandel Dilthey, Sahl & Co. als Hotel Kräusel. Zu den Gründern dieser 1867 errichteten Gesellschaft gehörte Theodor Dilthey aus einer der größten Rheingauer Weinhändlerfamilien und Erster Präsident der Wiesbadener Industrie- und Handelskammer. In den 1880er Jahren entwickelte sich die Gesellschaft zum Hoflieferanten des Kaisers von Österreich sowie des russischen Zaren. Um 1900 kaufte den Rheingauer Hof der Hotelier Jean Zobel, daher auch der Name Hotel Zobel. 1935 war seine Tochter A. M. Zobel noch Firmeneigentümerin. Während der Arisierung wurde sie zur Geschäftsaufgabe gezwungen. Im Zweiten Weltkrieg wurden hier Zwangsarbeiter für die Hartmann & Braun AG einquartiert. Fliegerbomben zerstörten das Gebäude 1944. Historische Ansichtskarten vom Rheingauer Hof werden noch antiquarisch angeboten.
Seit 1984 steht hier der Wohn- und Geschäftshauskomplex Ladengalerie Bockenheimer Warte (siehe Adalbertstraße 12) mit Tiefgarage, deren Einfahrt den Standort der untergegangenen Immobilie markiert.

#### Adalbertstraße 16H

##### Sommertheater in Bockenheim

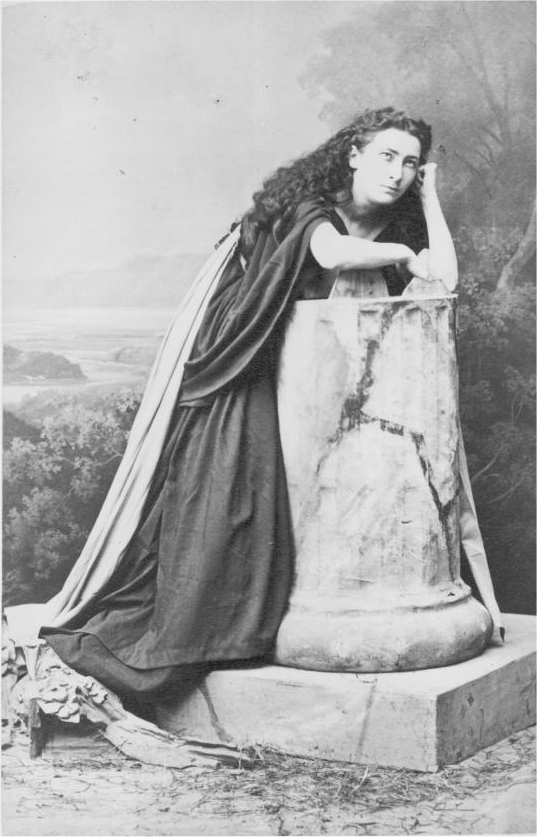
Rollenbild aus Mosenthals Deborah am Wiener Burgtheater (19. Jahrhundert)

Antiquarisch wird ein historischer Programmzettel einer Vorstellung des Ballettmeisters Friedrich Wilhelmi-Hoffmann vom Samstag, den 4. September 1858 im damaligen unbeheizten, strom- und abwasserlosen Bockenheimer Sommertheater angeboten. Dieses Sommertheater lag nach historischen Dokumenten der ISG Frankfurt am Main im Gartenbereich des zwischen 1823 und 1840 erbauten Gasthauses „Zum Rheingauer Hof“ in der ehemaligen Nassauer Straße, der späteren Adalbertstraße 16 (Nordseite) in der damals noch selbständigen Stadt Bockenheim. Diese Liegenschaft hatte damals noch ein Gartenlokal sowie ergänzende Gebäude wie Kegelbahn, Apfelwein-Kelterhaus und einen Vereinssaal für Veranstaltungen, wie für das Sommertheater Bockenheim. Annonciert wurde die Darbietung des damals bekannten Volksschauspiels in vier Akten Deborah des deutschen Dramatikers und Librettisten Salomon Hermann Mosenthal (1821–1877). Dieses, im sogenannten bürgerlichen Revolutionsjahr 1848 entstandene berühmteste Stück, behandelte die Ideen von Freiheit und Gleichheit, vom Brechen mit Religionsvorurteilen, stellte die unglückliche Liebe einer jungen, schönen Jüdin zu einem Christen dar und thematisierte vor allem die Frage, ob und wie christliche Mehrheit und jüdische Minderheit in einem aufgeklärten Staat miteinander leben könnten. Deborah wurde zu einem Repertoirestück an vielen deutschen Theatern und machte Mosenthal in der ganzen Welt bekannt. Schon vor der Annexion Kurhessens 1866 durch das Königreich Preußen musste der Betrieb dieses Sommertheaters eingestellt werden. Erhalten hat sich nur dieser Programmzettel.

#### Adalbertstraße 21

##### Drogerie Walter Englert

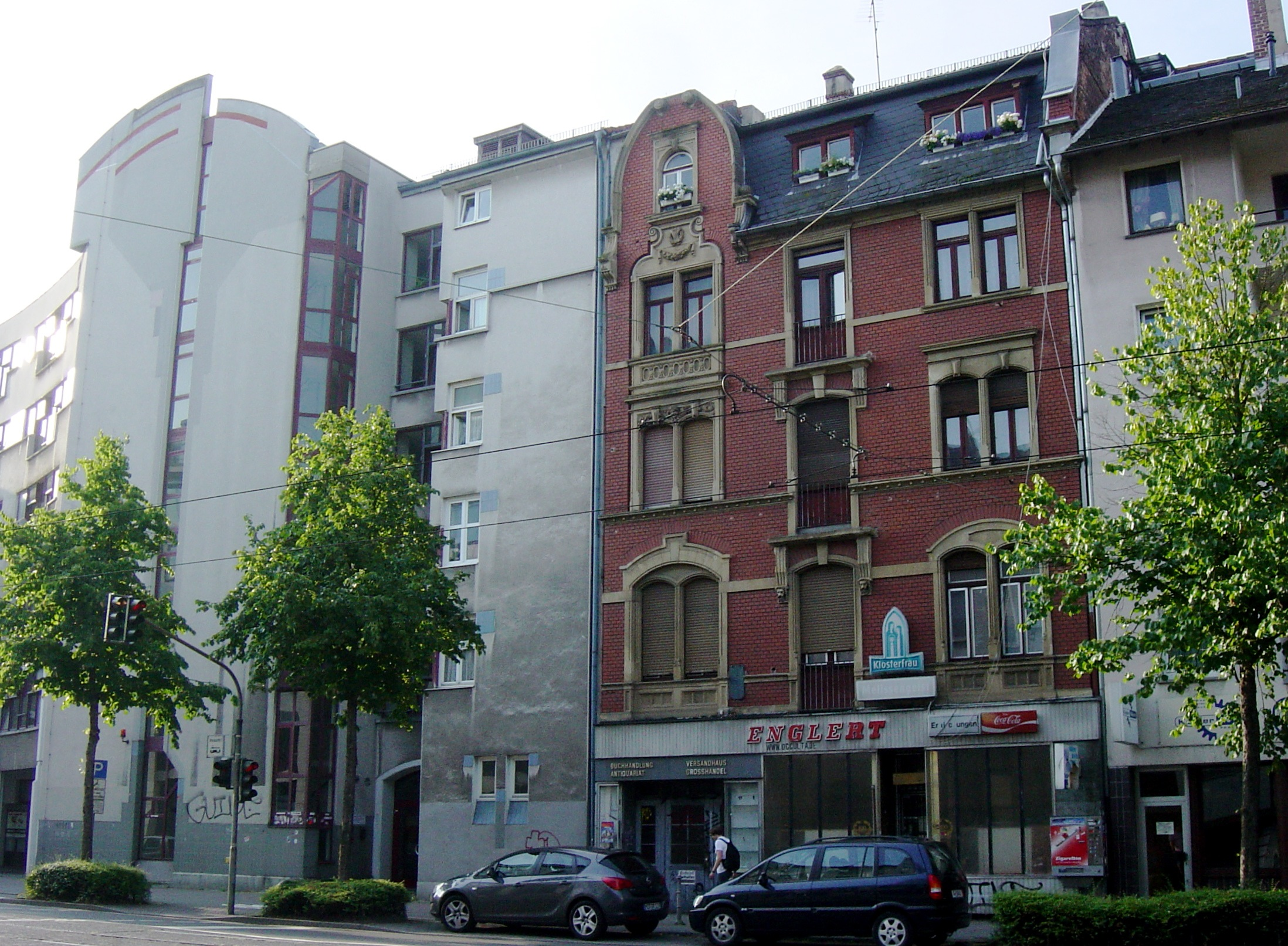
Drogerie Walter Englert (2013)

Walter Englert (* 16. März 1924; † 29. Mai 2011), war ein Okkultist und betrieb gemeinsam mit seiner Frau Uta in der Adalbertstraße 21 das Buch- und Kräuterhaus Occulta mit Drogeriebereich nebst Kiosk.
In den 1960er Jahren operierte Walter Englert in der Loge „Freiherr Adolf von Knigge“ des Schweizer O.T.O.-Illuminatenordens, einem Mitglied der Fraternitas Saturni, der Fraternitas Rosicruciana Antiqua (F.R.A.) und der Gnostisch-Katholischen Kirche. Der O.T.O. war dank seiner sexualmagischen Ausrichtung und seinem Rückgriff auf angebliche Traditionen des im Hochmittelalter zerschlagenen Templerordens zum populärsten Okkultorden des 20. Jahrhunderts geworden. Englert machte sich selbständig und sah sich seit den 1970er Jahren als weltweites Oberhaupt des O.T.O.-Ordens. Die damalige Mitgliederzahl dürfte allerdings äußerst gering gewesen sein.
Schon vor dem Tod Walter Englerts im Jahr 2011 galt sein Geschäftsziel in Bockenheim als unverständlich, entsprechend zeigten die verstaubten Auslagen seiner Buchhandlung kaum Bewegungen. Vor Jahren wurde die Buchhandlung vollständig geräumt. Verstaubte Glasscheiben und eine teilweise zerstörte Leuchtreklame zeugen noch heute von der Wirkungsstätte des Bockenheimer Okkultisten.

#### Adalbertstraße 23

##### Kino Germania-Theater

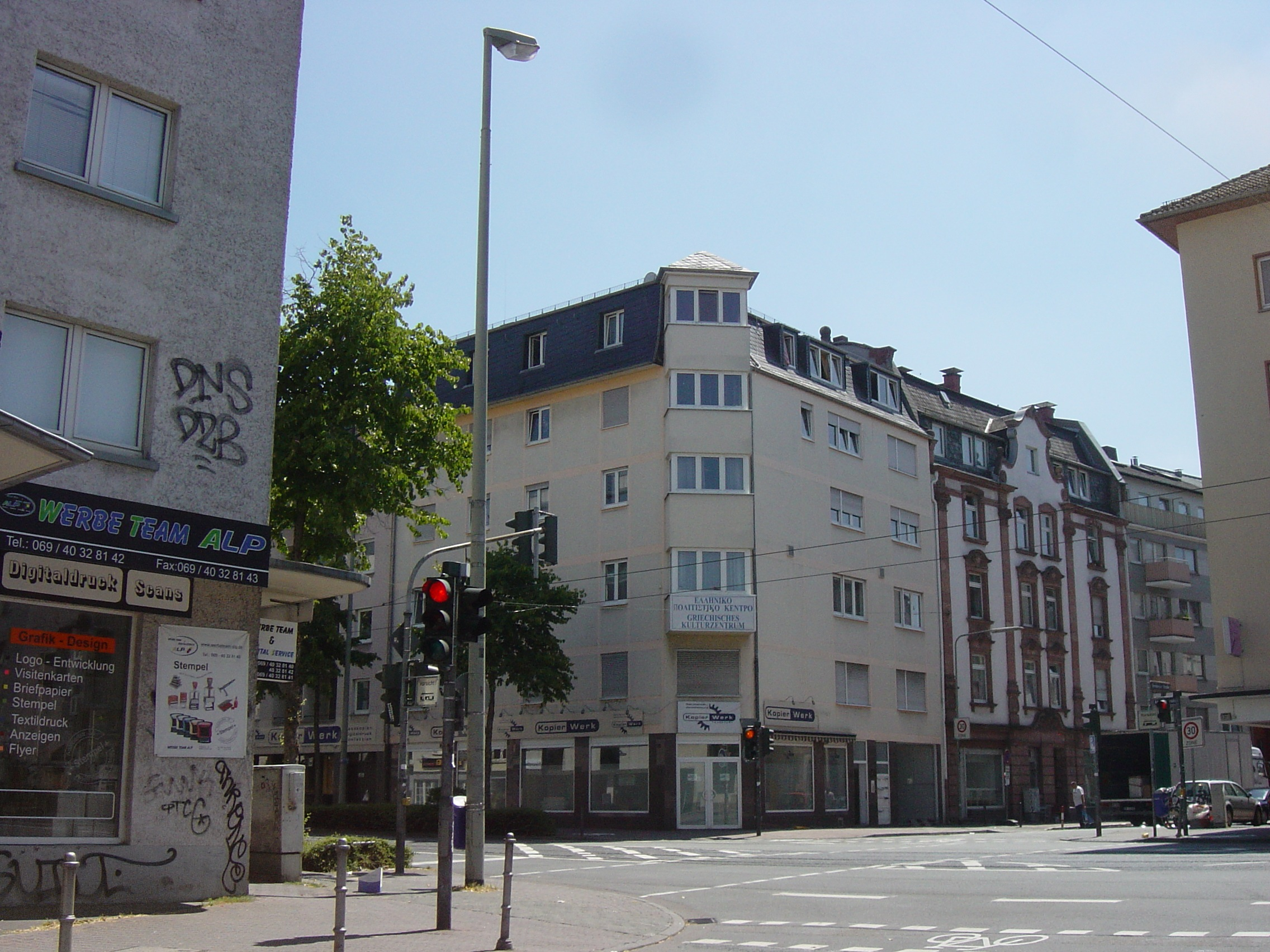
Ecke Homburger Straße 34 Adalbertstraße 23 (2013)

Das Kino Germania-Theater auf dem Eckgrundstück Adalbertstraße 23 und Homburger Straße 34 mit 131 Sitzplätzen wurde um 1910 eröffnet. Der Erste Weltkrieg führte zur Schließung des Kinos.
Der mehrstöckige Vorkriegsbau wurde im Zweiten Weltkrieg zerstört und danach zunächst nur provisorisch einstöckig wieder aufgebaut. Hier wurde die legendäre Gaststätte Zum Trompeter Karl betrieben. In den 1980er Jahren kaufte die Griechische Gemeinde Frankfurt am Main – Hessen e. V. das Eckgrundstück Adalbertstraße 23, Homburger Straße und errichtete hier ein neues, mehrstöckiges Geschäftshaus, in dem sie ein griechisches Kulturzentrum, einen Kindergarten und Räume für ihre Volkstanzgruppe unterhält. Das angrenzende neobarocke Mietshaus mit symmetrischer Putz- und Sandsteinfassade und reicher Bauplastik von 1904 in der Homburger Straße 36 hat den Zweiten Weltkrieg fast unzerstört überstanden und steht jetzt saniert unter Denkmalschutz.

#### Adalbertstraße 30

##### Gasthaus „Zum goldenen Löwen“

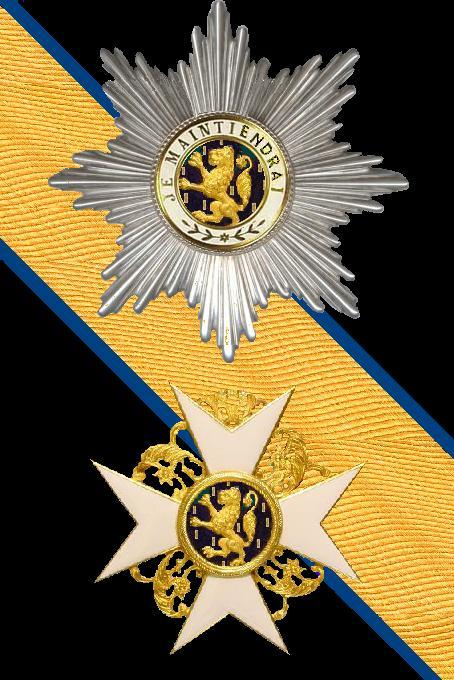
Nassauischer Hausorden vom Goldenen Löwen

Das Wappentier des 1866 durch das Königreich Preußen okkupierten und untergegangenen Herzogtum Nassau war der nassauische goldene Löwe. Mit der Annexion des Herzogtums Nassau durch Preußen wurde das Gebiet zur preußischen Provinz Hessen-Nassau. Auch im Wappen der preußischen Provinz Hessen-Nassau von 1868–1944 blieb der goldene Löwe erhalten. Oftmals schmückten sich nunmehr Gasthäuser mit dem Namen „Goldener Löwe“ im Stadtgebiet und im Umland. So verzierte auch dieses Wappen u. a. eine im Handel befindliche historische Werbepostkarte der Restauration „Zum goldenen Löwen“, Inhaber Josef Köhler, Ecke Adalbertstraße, Große Seestraße.
Fliegerbomben zerstörten 1944 auch die Gebäude auf diesem Eckgrundstück. Als Nachkriegsbebauung wurde ein heute noch bestehendes mehrstöckiges Wohngebäude errichtet, in dessen Erdgeschoss Ladenschäfte eingerichtet wurden.

#### Adalbertstraße 38-40

##### Turngeräthe-Fabrik Heinrich Helwig
Während der ausklingenden Gründerzeit schaltete 1897 Heinrich Helwig für seine Bockenheimer Turngeräthe-Fabrik diese Werbeanzeige. Im Institut für Stadtgeschichte Ffm haben sich vom Sport- und Badeamt unter der Signatur 50 Az:449G noch Dokumente wie Sonderpreislisten über Turn- und Spielgeräte der Firma Heinrich Helwig, der Ersten Frankfurter Turn- und Spielgeräte-Fabrik aus Bockenheim, erhalten. Ebenso werden hier aus 1917 Briefkopf, Rechnung vom 6. März 1917 und Abbildung der Fabrik feiner Lacke, Polituren, Holzbeizen, Mattpräparate G.Helwig, Inh. Ernst Engelhard-Mannes, gegründet 1884, in der Adalbertstraße 38-40 aufbewahrt, wie auch Teile des Geschäftsverkehrs mit der Firma Statorwerk G. Helwig und Co. und/oder GmbH, Turn- und Spielgeräte, aus 1943, aufbewahrt.
Ein Bombenangriff zerstörte 1944 großflächig u. a. die Bebauung im Geviert Große Seestraße, Adalbertstraße und Schloßstraße, die in der Nachkriegszeit mit mehrstöckigen Mietwohnanlagen wiederaufgebaut wurde. Im Innenbereich dieser Bebauung der Adalbertstraße wird in einem Hinterhaus eine Bar/Restaurant betrieben. Spuren der ehemaligen Turngeräthe-Fabrik Heinrich Helwig bzw. der Firma Statorwerk G. Helwig und Co. sind nicht mehr vorhanden.

#### Adalbertstraße 42

##### Feuerwehrausrüster Conrad F. Heitefuss

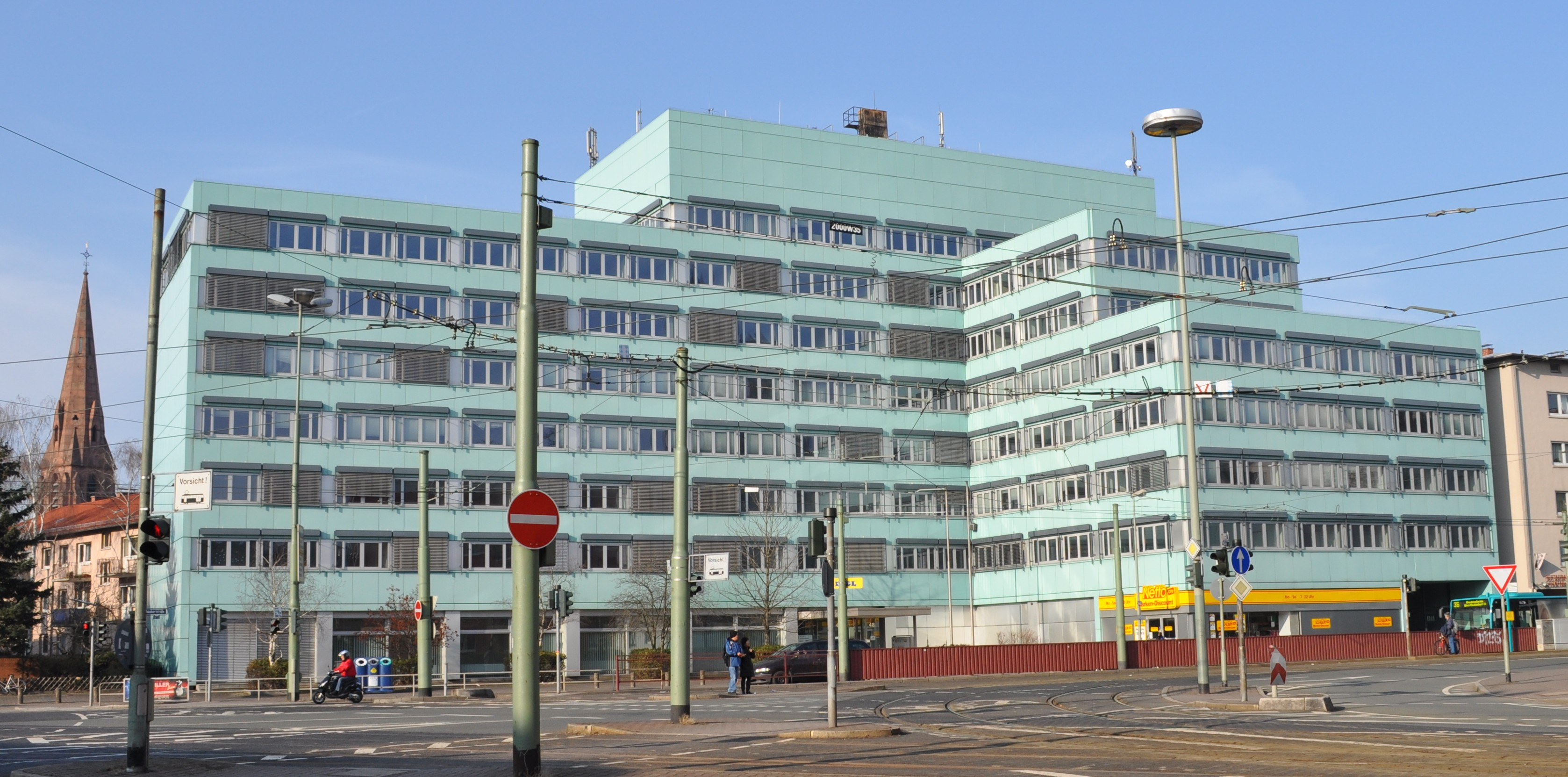
Adalbertstraße 44-48, aktuelle Bebauung (2010)

Feuerwehrausrüster Conrad F. Heitefuß für Feuerwehr- und Sanitäts-Mannschaftsausrüstungen – Vertreter von Carl Henkel, Bielefeld, seit 1871 Ausrüster von Feuerwehren und anderen Hilfsorganisationen. Fabrik sämtlicher Ausrüstungs-Gegenstände für Feuerwehren, Sanitäts- und Samariter-Kolonnen, im Besonderen: Uniformen und Kleidungen.

#### Adalbertstraße 44–48

##### Liegenschaft

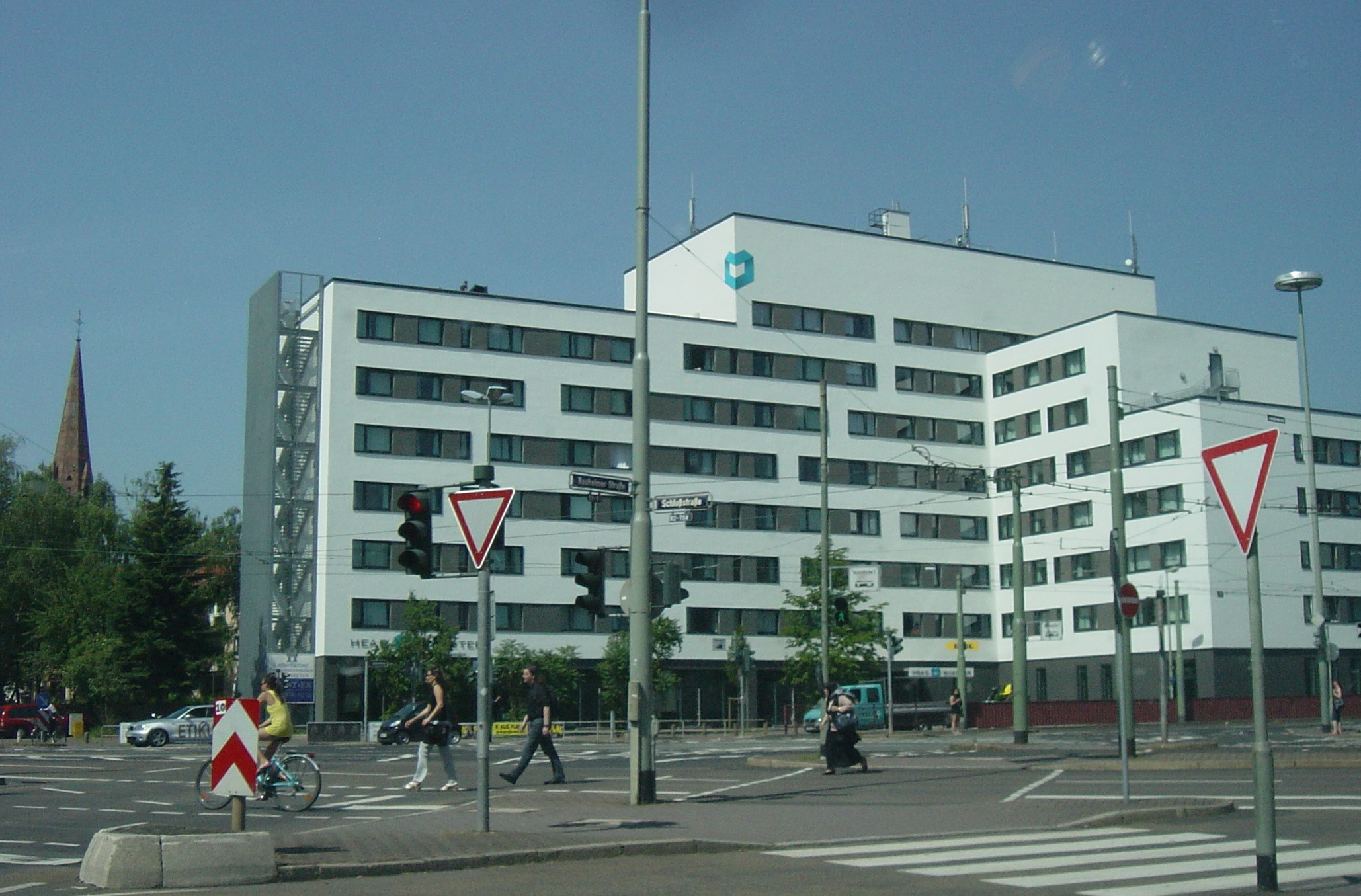
Nach dem Umbau: Studentenheim Alvarium, ehemals Headquarters (2013)

Das Grundstück wurde während der Industrialisierung Bockenheims vor und nach dem Ersten Weltkrieg bis 1939 gewerblich genutzt. Es lag verkehrsgünstig nahe dem Westbahnhof, zu dem damals noch ein Stichgleis von der Bockenheimer Warte aus führte. Ehemals war es Firmensitz der Frankfurter Strohhutfabrik AG, Adalbertstraße 44, deren Geschäftsführer und Aktionär Paul Gross (1883 Beindersheim – 1942 deportiert und ermordet in Lodz) war. Er, seine Ehefrau Elsa Gross, geb. Mayer (1895–1942), sowie deren Eltern und Schwester wurden ebenfalls deportiert und in Lodz ermordet. Nach 1939 produzierten auf dem Gelände Adalbertstraße 44–48 die Präzisionswerkstätten Seeger & Co. (Kolben-Seeger), die 1970–1972 ihre Firmenzentrale nach Eschborn und 2003 nach Steinbach am Taunus verlegten.
Im Zweiten Weltkrieg wohl vollständig zerstört, wurde auf dem Grundstück nach 1949 ein Verwaltungsgebäude errichtet, das in den vergangenen Jahrzehnten u. a. das Verwaltungsgericht Frankfurt und Büroräume verschiedener Firmen beherbergte. Nach dem Umzug des Verwaltungsgerichts in die Adalbertstraße und einem Leerstand wurde der, auch als „blaues Gebäude“ bekannte, Komplex an einen privaten Investor verkauft. Dieser baute es bis 2012 zu einem privaten Studentenwohnheim mit gehobenem Standard um und betrieb es unter der Bezeichnung Headquarters. Nach weiterem Verkauf an den Investor Uninest Student Residences Deutschland im Jahr 2017 wurde das Gebäude in Alvarium umbenannt.

#### Adalbertstraße 61

##### Dampfschmirgelwerk J. Schönberg & Co.

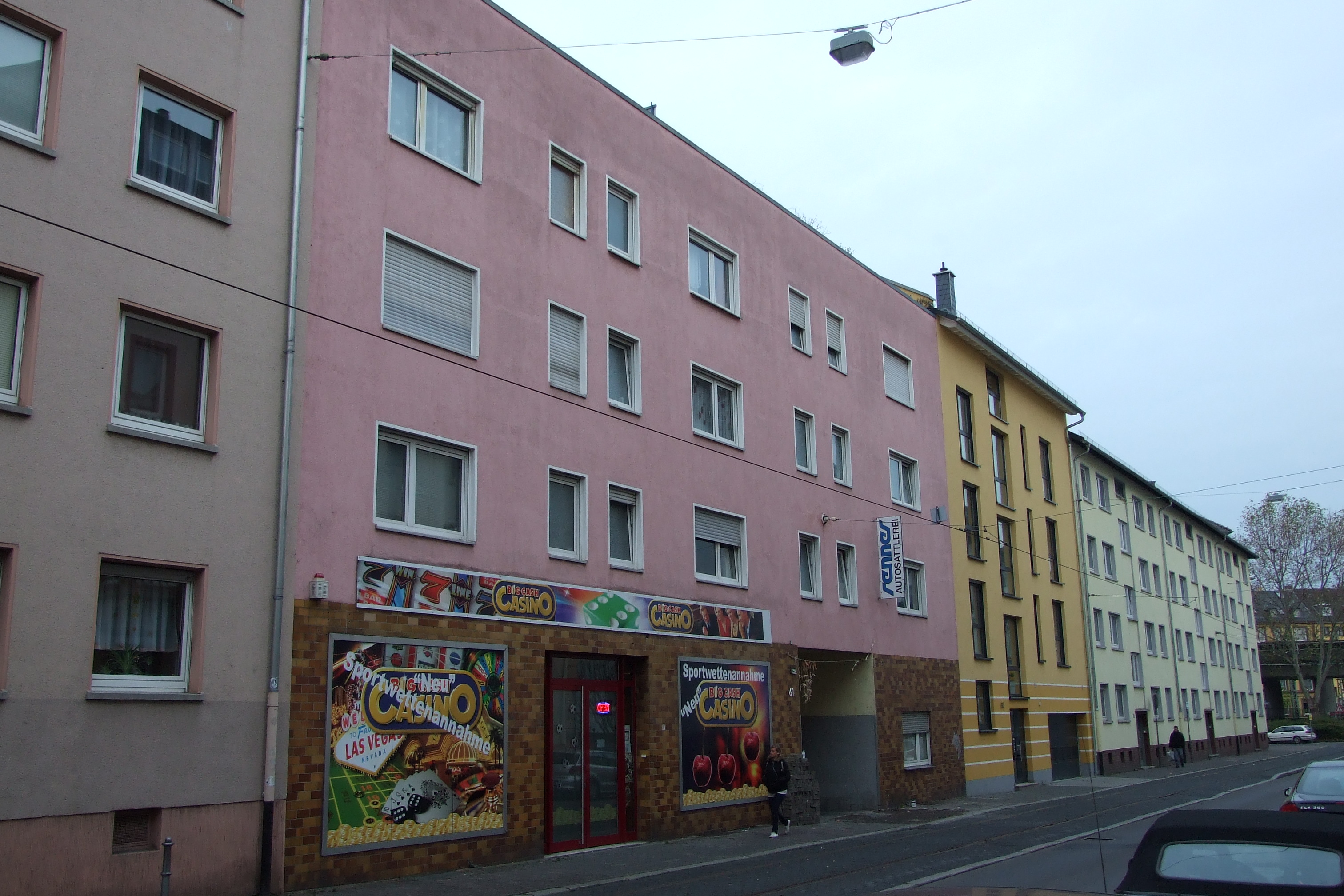
Adalbertstraße 61, Straßenseite (2010)
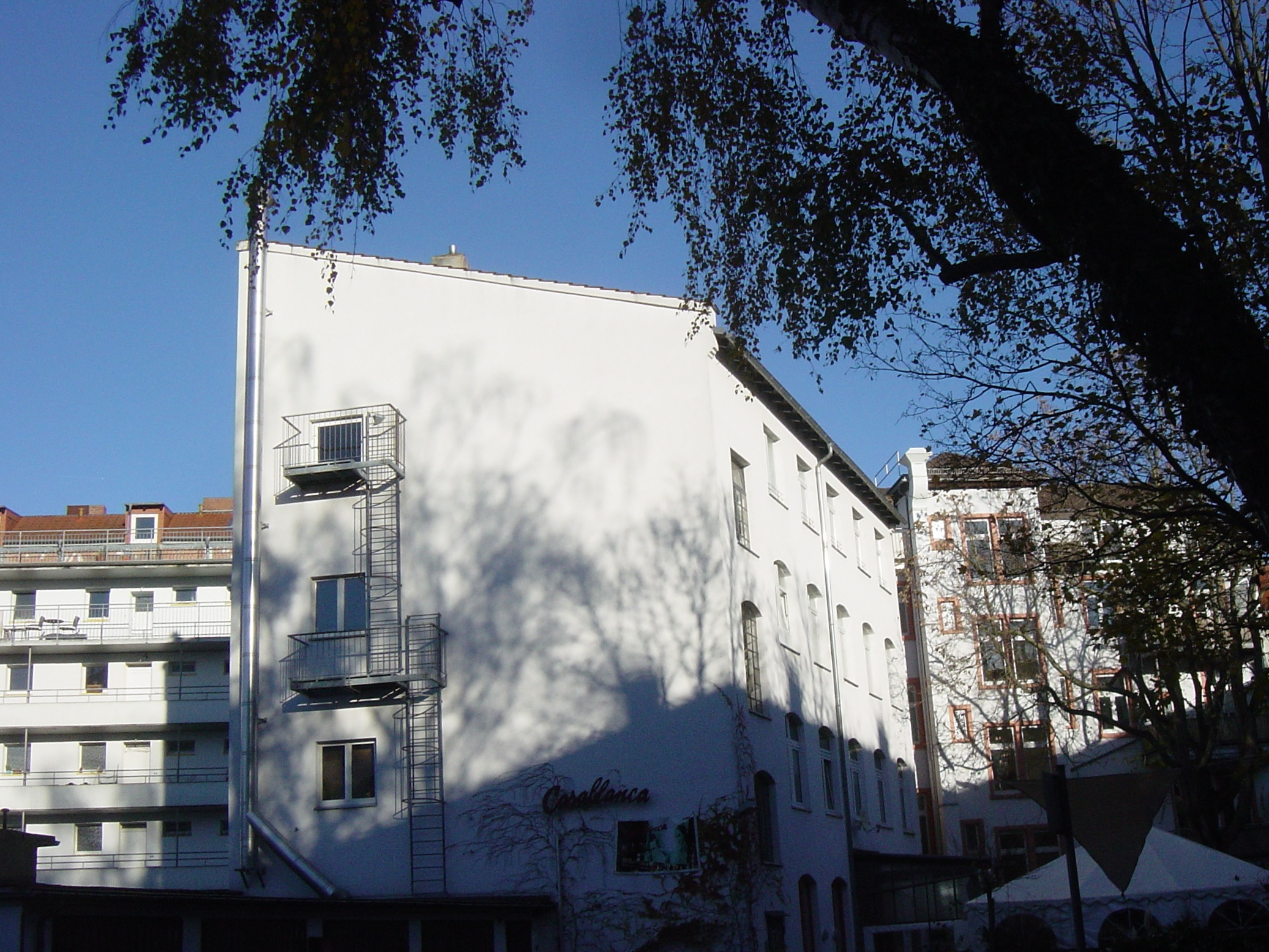
Adalbertstraße 61, Hinterhof (2013)

Fünfzehn Jahre nach Gründung des Deutschen Kaiserreiches wurde 1886 das Dampfschmirgelwerk als Raffinerie, Schmelzerei und Metallhandlung J. Schönberg & Co. in der Adalbertstraße 61 gegründet. Schönberg betrieb hier in der Nähe bereits das Dampfsägewerk Delkeskamp & Schönberg. Bald verbesserte sich auch für dies Unternehmen die Infrastruktur entscheidend. 1888 wurde der Frankfurter Hauptbahnhof als damals größter Bahnhof Europas eröffnet und der naheliegende Bahnhof Bockenheim angebunden. 1891 beantragte J. Schönberg aus Bockenheim bei Frankfurt für seine Schärfmaschine ein Reichspatent. 1892, sechs Jahre nach Gründung, zählte das Unternehmen, nach der Umstellung auf Schmirgelprodukte, bereits sechzig Arbeiter und zehn Angestellte einschließlich vier technischer Leiter. Damit gehörte es damals zu den größten Arbeitgebern Bockenheims.
1944 wurde die Liegenschaft, wie auch viele Nachbargrundstücke, bei einem Bombenangriff großflächig zerstört. Wiederaufgebaut wurde sie, den neuen Bedürfnissen entsprechend, als Mehrfamilienhaus mit schmuckloser Fassade. Spuren der historischen Bebauung des ehemaligen Dampfschmirgelwerkes J. Schönberg & Co. sind nicht mehr vorhanden.
Im Erdgeschoss des Vorderhauses betreibt ein deutschlandweiter Glücksspiel-Anbieter unter dem Namen Big Cash Casino GmbH eine seiner zahlreichen Frankfurter Filialen.

##### Kfz-Werkstatt MB Motors Inhaber Ralf Fischer
Nach 44 Geschäftstätigkeit wurde der freien Kfz-Werkstatt MB Motors des Inhabers Ralf Fischer seine gepachtete Betriebsfläche im Hinterhof der Adalbertstraße 61-63 gekündigt, da der neue Eigentümer dieses Grundstück neu verdichtet und einen neuen Wohnkomplex errichten wird.

##### Autosattlerei Renner GmbH
Das in den 1950er Jahren vom Sattlermeister Erwin Renner gegründete Unternehmen, wird jetzt von Uwe Renner, der auch Vorstandsmitglied der Innung und Mitglied des Berufsbildungsausschusses ist, in der Adalbertstraße 63 geführt und zählt zu den regionalen und bundesweiten anerkannten Sattlerbetrieben Deutschlands.

##### Hinduistischer Tempel Sri Nagapooshani Amman Temple der Tamilen
Seit 2000 bestand im Hinterhof der Adalbertstraße 61-63 ein hinduistischer Tempel Sri Nagapooshani Amman Temple der Tamilen, der aber vor Neubebauung des Grundstücks aufgegeben wurde. Die Tamilen stellen knapp zwölf Prozent der 20 Millionen Sri Lanker, die Singhalesen fast 74 Prozent. Große tamilische Emigrationswelle gingen seit den 1980er Jahren von Sri Lanka aus, da viele Tamilen dem Bürgerkrieg dort zu entfliehen versuchen. Die wirtschaftliche Entwicklung führte jüngst zu massiver Verarmung und Hungersnöten. Die weiteren Flüchtlinge flohen nach Australien, Europa, Nordamerika und Südostasien. Die größten Gemeinschaften außerhalb Südasiens sind heute in Durban, Toronto,London und Paris zu finden. Die größte tamilische Gemeinde in Deutschland befindet sich in Dortmund. Der größte Tamilische Hindutempel Kontinentaleuropas steht in Hamm (Sri-Kamadchi-Ampal-Tempel).Vor zehn Jahren wurden von der Botschaft schon 60.000 Geflüchtete geschätzt. In Frankfurt wurde der „Sri Nagapooshani Amman Temple Germany“/ஸ்ரீ நாகபூஷணி அம்மன் கோவில் in den Hinterhof der Schlitzer Straße 4 verlegt.

### Am Industriehof

#### Am Industriehof 17

##### Fatima Zahra-Moschee
Der Mädchenname Zahra stammt aus dem Arabischen und bedeutet zum einen „die Blume“ oder „die Blüte“, von arabisch zahra (Blume, Blüte). Zum anderen wird dem Vornamen Zahra auch die Bedeutung „die Strahlende“, von arabisch zahara (leuchten, blühen), zugeschrieben. Vermutlich als Kombination aus beidem ist aber auch „die Schöne“ eine beliebte Namensbedeutung für Zahra. In der arabischen und muslimischen Welt wurde der Vorname Zahra durch Fāṭima bint Muḥammad verbreitet, die Tochter des Propheten Mohammed, die den Beinamen „Zahra“ trug und unter dem Namen Fāṭima al-Zahrā bekannt ist.
2007 hat, begleitet vom sogenannten „Hausener Moscheenstreit“, die Planung zum Bau einer Moschee am Rande des Industriehofs begonnen. Im darauffolgenden Jahr wurde der Bau genehmigt, der Grundstein wurde im Juni 2009 gelegt. Die Moschee soll Fatima Zahra-Moschee heißen und wird von türkisch-pakistanischen schiitischen Muslimen betrieben. Die Architektur ist modern gehalten und hat nur wenige dezent orientalisierende Elemente. Das Gemeindehaus hat einen Kuppelaufbau und zwei Minarette, die mit 16 Meter Höhe den vier- bis fünfstöckigen Gebäudekomplex geringfügig überragen. Neben Gebetsräumen soll das Gebäude über mehrere Läden, ein Bistro sowie Mehrzweckräume für Gemeinde- und Jugendarbeit verfügen. Durch den Bau eines angrenzenden Wohnhauses soll das Projekt finanziert werden. Das Mehrfamilienhaus wurde 2013 fertiggestellt, die Bodenplatte der zukünftigen Moschee 2013 gelegt. Trotz Baubeginns im Jahr 2009 ist die Moschee im Jahr 2021 noch immer im Rohbau. 2010 war die Moschee wegen radikaler Äußerungen ihres damaligen Imams bundesweit im Gespräch.

### Am Leonhardsbrunn

#### Am Leonhardsbrunn 7

##### Villa Schwarzschild

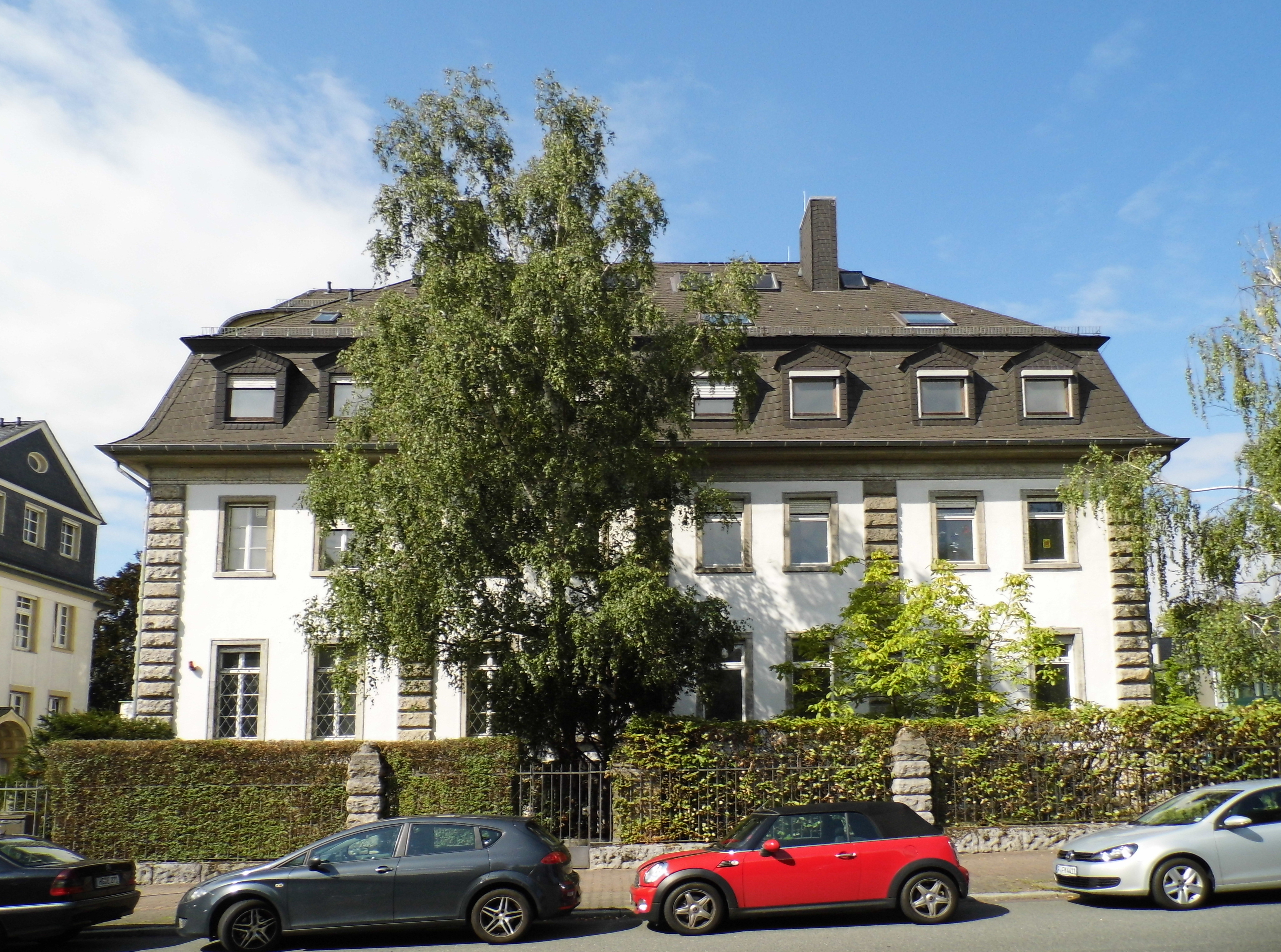
Villa Schwarzschild (2012)

Repräsentative neoklassizistische Villa , Am Leonhardsbrunn 7 und Ditmarstraße 9. Entwurf des Architekten L. Valentin mit bossierter Fassade von 1913. Bauherr war das Ehepaar Eduard Heinrich David Schwarzschild (1875–1939) und Blanche Julie, geb. Pohl, (* 1885 Paris), Teil der Familie Scharzschild-Ochs, eine alteingesessene Händlerdynastie der Textilbranche, Zweig einer alten niederrheinischen 1499 in Frankfurt eingewanderten jüdischen Familie mit einem Seidenhandelsgeschäft in herausragender Lage am Rossmarkt 13 (vormals Rossmarkt 7)/Kleiner Hirschgraben 10. Dieses Geschäftshaus wurde von den Architekten Hermann Ritter (1851–1918) und Hellmuth Cuno (1867–1951) erbaut. Ein weiteres Geschäft befand sich in Berlin, Leipziger Straße 83.
Das Ehepaar Schwarzschild musste nach Ausweisung aus ihrer Villa Am Leonhardsbrunn 7 nach Frankfurt, Liebigstraße 53 (Doppelhaus siehe Liebigstraße 51) zwangsumsiedeln. In dem Haus lebte vormals von 1894 bis 1898 der Arzt Alois Alzheimer. Eduard war Mitinhaber des alteingesessenen Seidenhandelsgeschäftes Schwarzschild-Ochs am Rossmarkt, das zwangsarisiert wurde und als arische Firma SETAG AG Berlin fortgeführt wurde. Eduard Schwarzschild nahm sich hier 1939 das Leben. Seine Frau Blanche konnte zunächst nach Frankreich entkommen und 1941 von Südfrankreich in die USA emigrieren. Nach Kriegsende wurde das Doppelhaus Am Leonhardsbrunn 7, Ditmarstraße 9 von der US-Armee, wie die Gebäude der Nachbarschaft, beschlagnahmt. Nach Freigabe mietete dies Gebäude das Versorgungswerk der Landesärztekammer Hessen. Seit 2016 Leerstand mit umfangreicher Sanierung und Umbauarbeiten.
Einigen Familienmitgliedern der Schwarzschilds gelang in der Nazizeit die Flucht, andere wurden verschleppt und ermordet, einige verübten Selbstmord. Siehe dazu Eva Stille, Vertreibung der Frankfurter Juden aus der Bekleidungswirtschaft, 1999. Nachkommen leben in den USA. In Großbritannien gibt es noch ein Textilunternehmen Schwarzschild-Ochs.

#### Am Leonhardsbrunn 12-14

##### Villa Merton

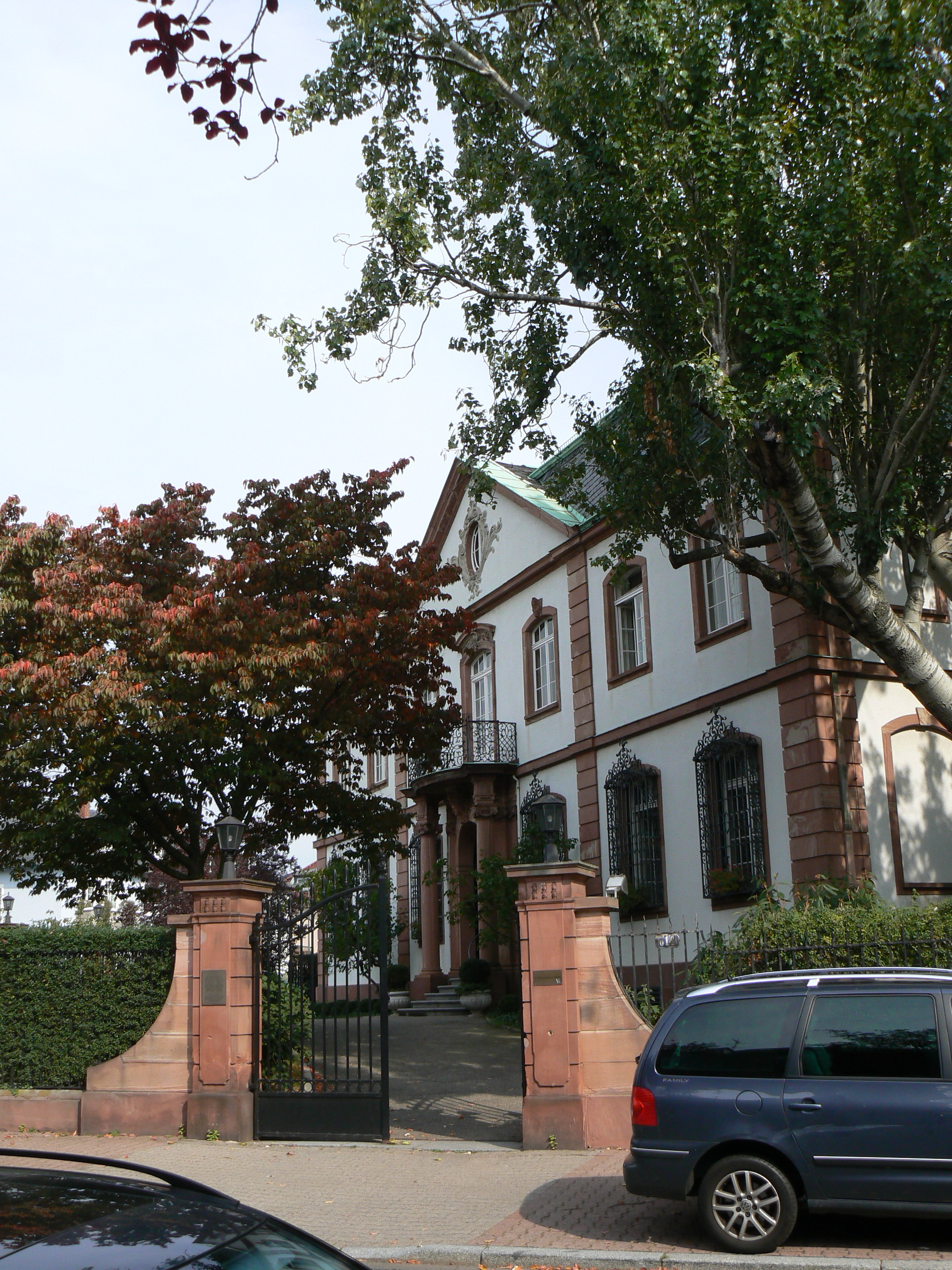
Villa Merton (2007)

Die Villa Merton ist eine neubarocke Villa von 1927 mit symmetrischer Fassade und Mittelresalit mit aufwendigem Eingangsportal. An das Gebäude schließt sich ein Gartensaal an. Bauherr war Richard Merton, unter anderem Eigentümer der Metallgesellschaft. Die Villa wurde gebaut nach Plänen des barocken Holsteinerhof in Basel, der Architekt war der Frankfurter Anton Eyssen. Das Bauvolumen soll damals bei einer Million Reichsmark gelegen haben. Richard Merton wurde von den Nationalsozialisten verfolgt und musste seine Villa 1939 für 135.000 Reichsmark verkaufen. Der Kaufpreis wurde nicht bezahlt. Merton floh nach England, seine Villa wurde im Zweiten Weltkrieg beschädigt. Nach dem Krieg wurde das Haus zunächst von der US-Militärbehörde beschlagnahmt und danach an den aus dem Exil zurückgekehrten Richard Merton zurückgegeben. Merton verkaufte die Villa an die Stadt Frankfurt, die sie langfristig an den Union International Club e. V. verpachtete. Der Union-Club lässt im Haus Vortragsveranstaltungen abhalten und richtete ein First-Class-Restaurant mit dem Namen Villa Merton ein.

### Am Römerhof

#### Am Römerhof X

##### ADAC-Verkehrsübungsplatz
Nach 54 Jahren wurde der Pachtvertrag von 1958 von der Stadt Frankfurt am Main mit dem ADAC Hessen wegen des geänderten Bebauungsplans für das Rebstockviertel-Am Römerhof nicht verlängert, auch um zunächst Parkplatzfläche für die immens vergrößerte Messe Frankfurt auszuweisen.

#### Am Römerhof 13

##### Bowling- und Kegelzentrum Rebstock
Ende 2022 wurde nach fast 50-jähriger Betriebsdauer das Bowling- und Kegelzentrum Rebstock zugunsten einer zukünftigen Wohnbebauung aufgegeben.

#### Am Römerhof 13c

##### Gymnasium Römerhof

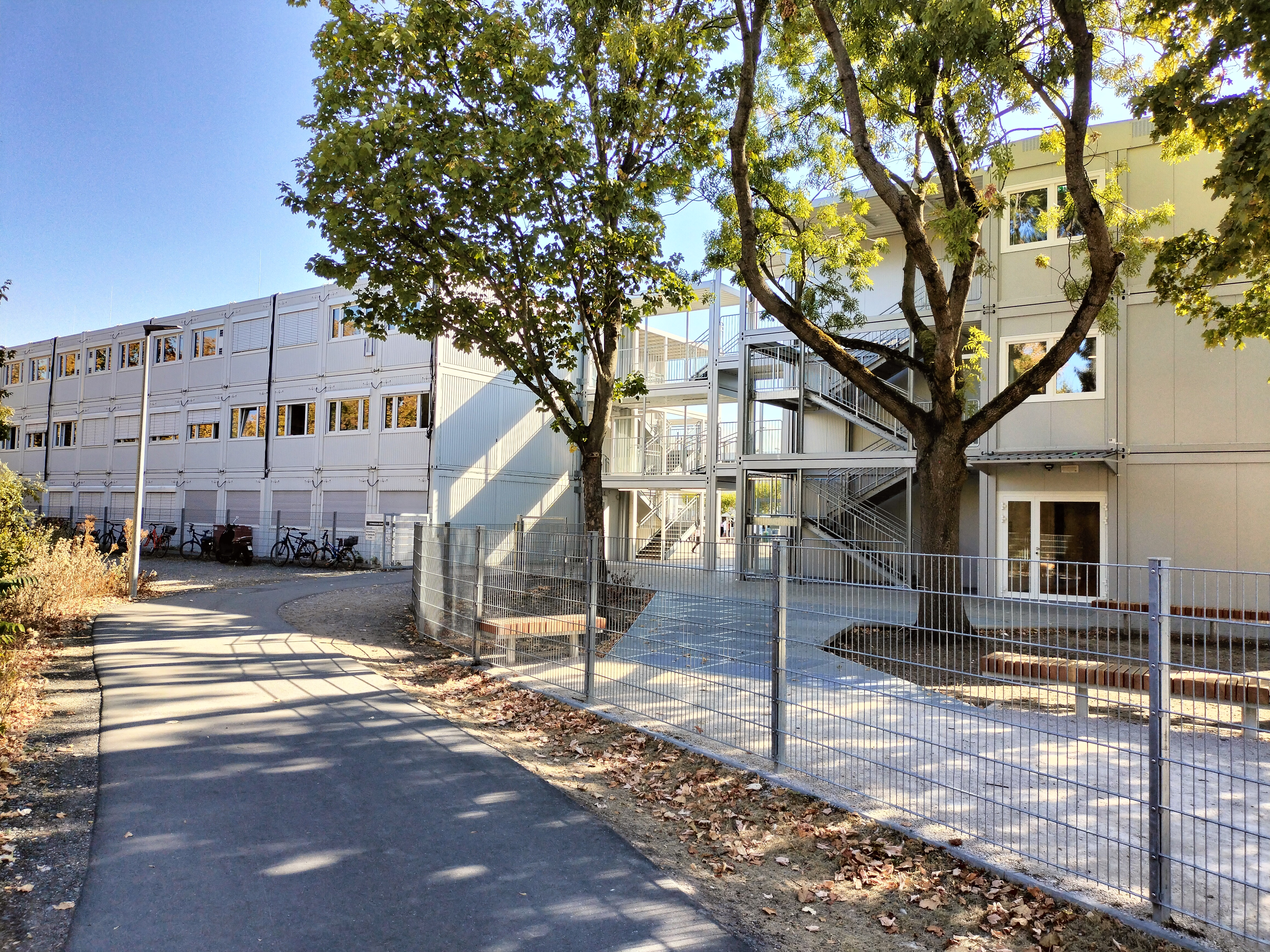
Eingang Gymnasium Römerhof (2022)
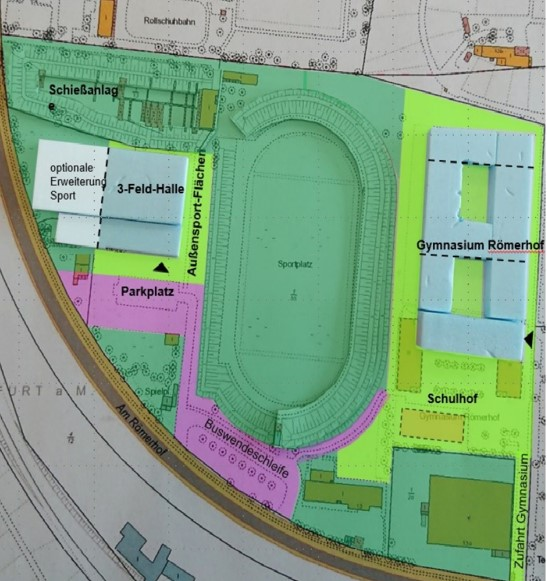
Planung Gymnasium Römerhof (2020)

#### Am Römerhof 15f

##### Gutshof Rebstock
Den Gutshof Rebstock gab es schon vor der Straße Am Römerhof. Er befand sich an der heutigen Adresse Am Römerhof 15f.

##### Rebstock-Flugplatz

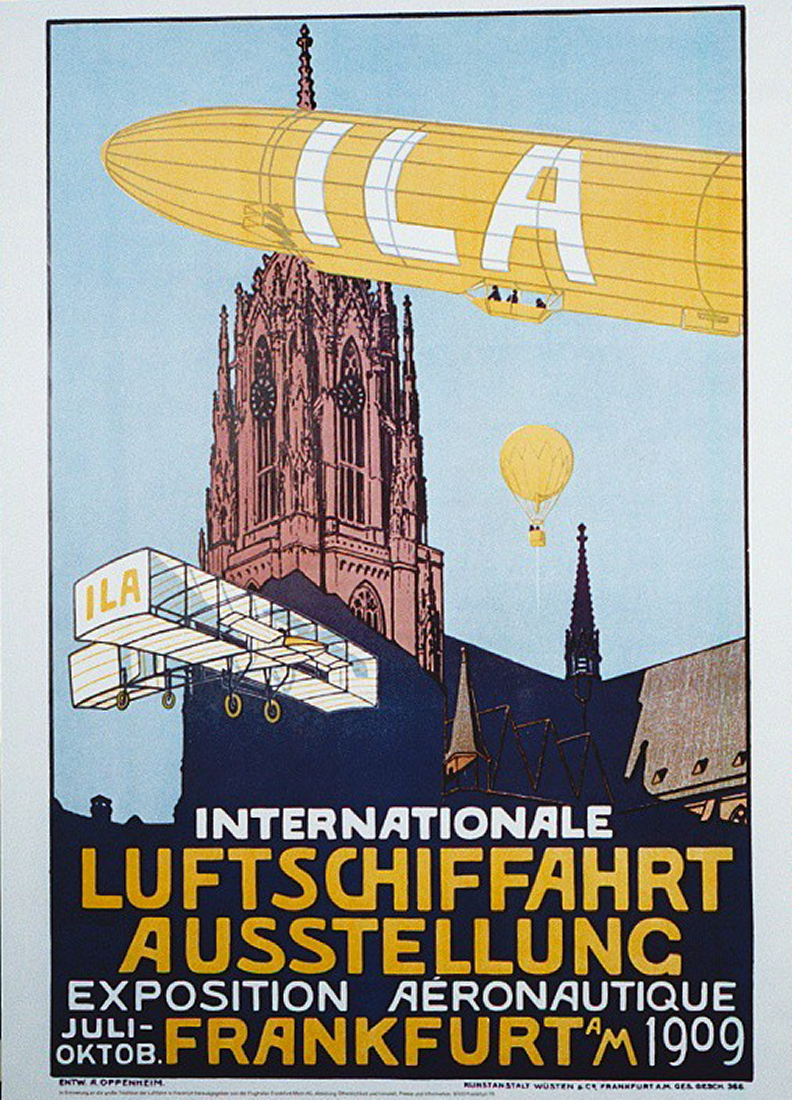
Plakat der Internationalen Luftschifffahrtaustellung (1909)

Auch den Rebstock-Flugplatz gab es schon vor der Straße Am Römerhof; aber an der heutigen Adresse Am Römerhof 15f lagen dessen Gebäude, und das eigentliche Flugfeld erstreckte sich nördlich davon. Der Gutshof Rebstock auf einem Teil des Rebstockgeländes entwickelte sich, ausgehend von der Internationalen Luftschifffahrtaustellung vom 10. Juli bis zum 31. Oktober 1909, mit seinen Luftschiffhallen und seinem Flugplatz für Propellerflugzeuge zu einem ersten Flughafen der Stadt Frankfurt. Das ISG Frankfurt vermerkte am 19. April 1926, dass der Flughafen Frankfurt nunmehr von elf Fluglinien beflogen werde. Damals neu in Betrieb waren die Linien Frankfurt/M.-Karlsruhe-Basel, Frankfurt/M.-Köln-Düsseldorf-Amsterdam und Frankfurt/M.-Düsseldorf-London.
Ende des Zweiten Weltkriegs zerstörten Fliegerbomben die damalige Bebauung.

##### Frankfurter Feldbahnmuseum

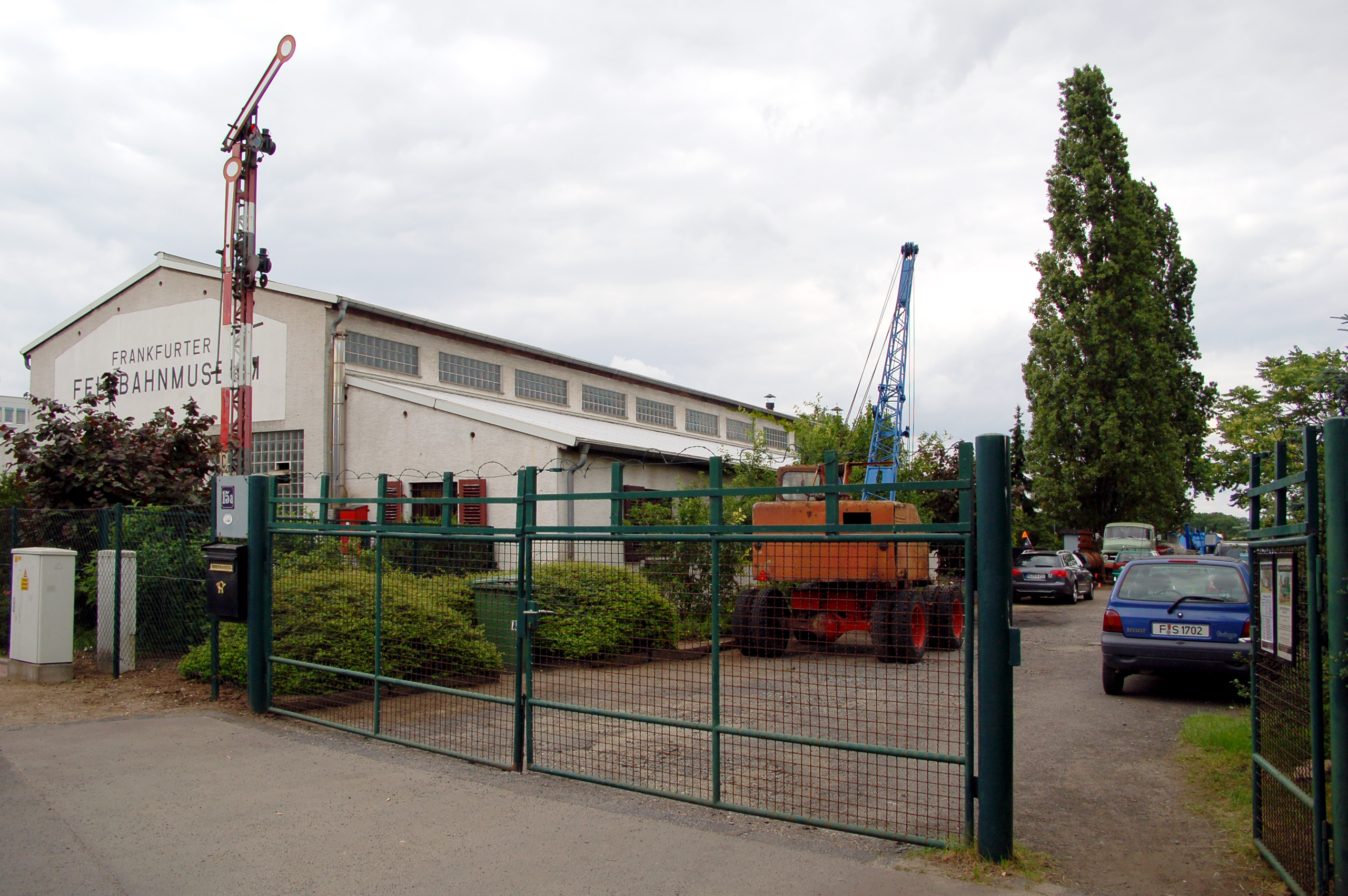
Frankfurter Feldbahnmuseum (2007)

Am Römerhof 15f ist seit 1987 die Adresse des Frankfurter Feldbahnmuseums, das 1976 an anderer Stelle begründet wurde.

##### Deutsche Touring

Firmenlogo (2015)

Die DTG Deutsche Touring GmbH wurde 1948 von der Deutschen Bundesbahn mit Sitz in Frankfurt/Main-Rebstock als deutsches Busunternehmen zwecks Betrieb internationalen und nationalen Linienbusverkehrs am ersten Flughafen in Frankfurt, dem sogenannten Luftschiffhafen am früheren Hofgut Rebstock gegründet. Sie gehörte, auch dank gesetzlicher Vorgaben, einst zu den bedeutenden Busgesellschaften Europas.
Bis 2005 besaß die DB Fernverkehr AG die Mehrheit an der Deutschen Touring, ab 2005 wechselten die meist ausländischen Anteilseigner und -mehrheiten. Der Hauptsitz wurde nach Eschborn verlegt. 2017 meldete die Deutsche Touring Insolvenz an. Im August 2017 wurde die Deutsche Touring vom langjährigen Partner CroatiaBus, einem Tochterunternehmen der Globtour-Gruppe, übernommen, die seither alleiniger Gesellschaft ist.
Im Rahmen der Liberalisierung des Fernbusmarkts und einer Novellierung des Personenbeförderungsgesetzes erreicht das erst 2012 gegründete Unternehmen Flix in Deutschland 2018 einen Marktanteil von 90 Prozent.

#### Am Römerhof 19

##### Ordnungsamt Frankfurt am Main
Ordnungsamt Frankfurt einschließlich Zulassungsbehörde, Führerscheinstelle etc.

#### Am Römerhof 23

##### Busbetriebshof der „Verkehrsgesellschaft Frankfurt“ (VGF) und der „In der City Bus“ (ICB)
traffiQ ist für die Stadt Frankfurt am Main das, was der RMV für die Region ist. traffiQ organisiert als lokale Nahverkehrsgesellschaft für die Stadt Frankfurt am Main den gesamten Bus- und Bahnverkehr.
Der sanierungsbedürftige Busbetriebshof (ICB) der Verkehrsgesellschaft Frankfurt (VGF) wird durch den britischen Industrieimmobilienkonzern Segro nach Rödelheim verlegt. Die ICB ist eine Konzernschwester der VGF und benötigt für das Depot eine Fläche von etwa 46 000 Quadratmetern für zirka 200 Busse. Auf dem früher von der US-Army genutzten Gelände in Rödelheim, an der Gaugrafenstraße, wird die ABG der VGF für einen zweistelligen Millionenbetrag ein neues Busdepot mit Werkstatt bauen. 2025 werde der Umzug abgeschlossen sein, und dann werden auf dem Areal des alten Depots am Rebstock die Bagger rollen. Geplant sind rund 200 Millionen Euro für 600 Wohnungen im ersten Bauabschnitt. Bei einer dichteren Bebauung mit bis zu sieben Stockwerken, sind noch mehr Wohnungen möglich. Für ein urbanes Quartier mit Blockrandbebauung und Innenhöfen soll es alsbald einen städtebaulichen Wettbewerb ergeben, den die Stadt noch ausloben will.
Planerische Konsequenzen ergeben sich auch für das westlich anschließende Gebiet bis zum Gelände des Polizeisportvereins Grün-Weiß. Dessen Sportplatz soll ein Stück nach Norden verlagert werden. Ob der Schießstand bleiben kann, wird noch geprüft. Das Sportgelände haben die Planer als Standort für eine weiterführende Schule vorgesehen. Welche das sein könnte, ist noch offen. Klar ist nur: Bedarf gibt es wegen des rasanten Wachstums der Schülerzahlen. Attraktiv wäre der Standort auch für den Frankfurter Westen.
Schwieriger ist die Entwicklung der Grundstücke zwischen Busdepot und Sportplatz. Erhalten bleiben soll das erst 2009 errichtete Zentrum Rund ums Auto mit der Kfz-Zulassungsstelle. Geplant ist aber, den großen Parkplatz deutlich zu verkleinern. Die Entwicklung sei vergleichsweise einfach, da die Grundstücke bereits der Stadt oder stadtnahen Stiftungen gehörten. In Privatbesitz ist nur das Gelände des TÜV Hessen, das zum Teil an einen Autohändler vermietet ist. Der TÜV wäre aber bereit, es bis auf eine kleine Service-Stelle zu räumen.
Nicht bedroht von Planungsänderungen seien, laut Aussagen der Stadt Frankfurt, das Feldbahnmuseum und die benachbarten Kleingärten.

##### KGV Römerhof 1947 e. V.
Kleingartenverein mit 120 Kleingärten.

#### Am Römerhof 53

##### Battelle-Institut
Das deutsche Battelle-Institut, benannt nach dem nur 40 Jahre alt gewordener Stifter Gordon Battelle (1883–1923) aus den USA, mit Sitz in Frankfurt war schon seit Gründung im Vereinsregister am 23. Mai 1949 mit der Rechtsform Verein als gemeinnützige Laboratorien für Vertragsforschung eingetragen. Vereinszweck war offiziell die Gewinnung neuer wissenschaftlicher Erkenntnisse für die Allgemeinheit der Wirtschafts- und Sozialforschung einschließlich der Beratung und Bearbeitung von Forschungsaufträgen auf den Gebieten Chemie, Physik, Metallurgie und Maschinenbau. Gründungsinitator war das Battelle-Memorial-Instituts in Columbus (Ohio). Die Steuerlast und die einzelnen Kapitalgeber blieben so im diffusen. Dem Battelle-Institut mit Sitz in Frankfurt haftete seit seiner Gründung das Vorurteil einer tätigen US-Wirtschaftsspionage an.
Am 19. Oktober 1956 wurde hier der erste kommerziell erhältliche Computer aus den USA im Wert von damals sieben Millionen DM, ein UNIVAC I Factronic des US-Herstellers Remington Rand, eingeweiht. Die Rechenanlage wird heute im Deutschen Museum in München ausgestellt. Im Sommer 1956 wurde dieser Univac-Rechner Nr. 35, insgesamt wurden 46 Stück produziert, zerlegt und mit Konsole, Drucker und Bandlaufwerken in zwei Transportflugzeugen von der Ostküste der USA nach Frankfurt geflogen. Der Röhrenrechner stand im Europäischen Rechenzentrum, das räumlich zum Frankfurter Battelle-Institut gehörte. Hier setzten sechs Techniker die 20 Tonnen schwere Anlage wieder zusammen, und am 19. Oktober 1956 wurde der Computer in Dienst gestellt. Im Februar 1960, nach dreijähriger Laufzeit, wurde die Anlage als technisch veraltet abgeschaltet
Auch das Gebäude des Battelle-Instituts war dann in die Jahre gekommen, und die Stadt Frankfurt sah nach Plänen der Architekten Peter Eisenman und Albert Speer für das gesamte Rebstockgelände eine andere Nutzung vor. So wurde es notwendig für Battelle, ein neues Forschungsinstitut zu errichten. Die Steucon GmbH übernahm diesen Auftrag und plante zusammen mit Architekten und Fachingenieuren auf einem Grundstück in Sossenheim ein komplett neues Forschungsinstitut. Die Vertragsverhandlungen mit allen rechtlichen Vereinbarungen und finanziellen Auswirkungen waren abgeschlossen, die Verträge lagen zur Unterzeichnung bereit. Kurz vor Abschluss entschied allerdings Battelle in USA, die Europa-Aktivitäten in Genf zu konzentrieren, womit das Projekt hinfällig wurde.
Das Battelle-Institut Frankfurt wurde Mitte der 1990er Jahre geschlossen. Alle Betriebsgebäude wurden vollständig abgebrochen. Auch die Reste des von 1958 bis 1968 betriebenen Forschungsreaktors FRF-1 des Instituts für Kernphysik der Frankfurter Johann Wolfgang Goethe-Universität mussten entsorgt werden. In den Jahren 2005 und 2006 wurden die schwach strahlenden Reste des Forschungsreaktors vollständig zurückgebaut. Im Oktober 2006 wurde auch dieses Gelände zur uneingeschränkten weiteren Nutzung freigegeben. Ein neuer Bebauungsplan wurde von der Stadt Frankfurt am Main beschlossen.
Bereits 1991 wurde nach Aufzeichnungen des Instituts für Stadtgeschichte Frankfurt am Main in Eschborn die „Battelle Ingenieurstechnik GmbH“, Düsseldorfer Straße 9, 65760 Eschborn, als eine Nachfolgeorganisation des Battelle-Institutes gegründet. In diese Battelle Ingenieurstechnik GmbH ging zunächst nach der Privatisierung das Institut über; sie endete dann aber in einer Insolvenz.
Beispielhafte Literaturerzeugnisse:
- Die gesellschaftliche Herausforderung der Informationstechnik. Battelle-Institut: Sozialwissenschaftliche Reihe des Battelle-Instituts e. V. ; Bd. 10. Krebsbach-Gnath, Camilla und Shirley van Buiren. Oldenbourg Verlag; 1986. IX, 238 Seiten; Broschiert. Sprache: Deutsch. ISBN 3-486-53651-6; EAN: 9783486536515
- Wasserbedarfsentwicklung in Industrie, Haushalten, Gewerbe, öffentlichen Einrichtungen und Landwirtschaft: Prognose des Wasserbedarfs in der BRD bis zum Jahr 2000; Verlag: Battelle-Institute e. V.; Frankfurt, 1972
- Wärmepumpen für Heizung, Kühlung und Energierückgewinnung 1976–1990; Battelle-Institute e. V. (Hrsg.); ISBN 3-921059-93-3 / ISBN 978-3-921059-93-7; Verlag: Köln : TÜV Rheinland, 1979

Auf die freigeräumte Grundstücksfläche des ehemaligen Battelle-Institutes und ihrer Nachbarschaft zwischen Leonardo-da-Vinci-Allee, Wiesbadener Straße und Am Römerhof sollen, nach Projektion des Frankfurter Stadtplanungsamtes von 2019, rund 950 Wohnungen gebaut werden. Das Gelände war ursprünglich für eine gewerbliche Bebauung vorgesehen. Auch müssen für das neue Baugebiet rund 0,38 Hektar Wald gerodet werden, der aber ein Restbereich des ehemaligen Rebstockwaldes als Teil des Biegwaldes wäre. Teil des neuen Wohngebiets soll auch der Lindberghplatz sein, benannt nach dem Luftfahrt-Pionier Charles Lindbergh. An der Ecke zum Katharinenkreisel solle es dann ein Hotel, gewerbliche Nutzungen und weitere circa 50 Wohnungen geben

### Am Weingarten

#### Am Weingarten 12

##### Wohnhaus des Wilhelm Eckerlin

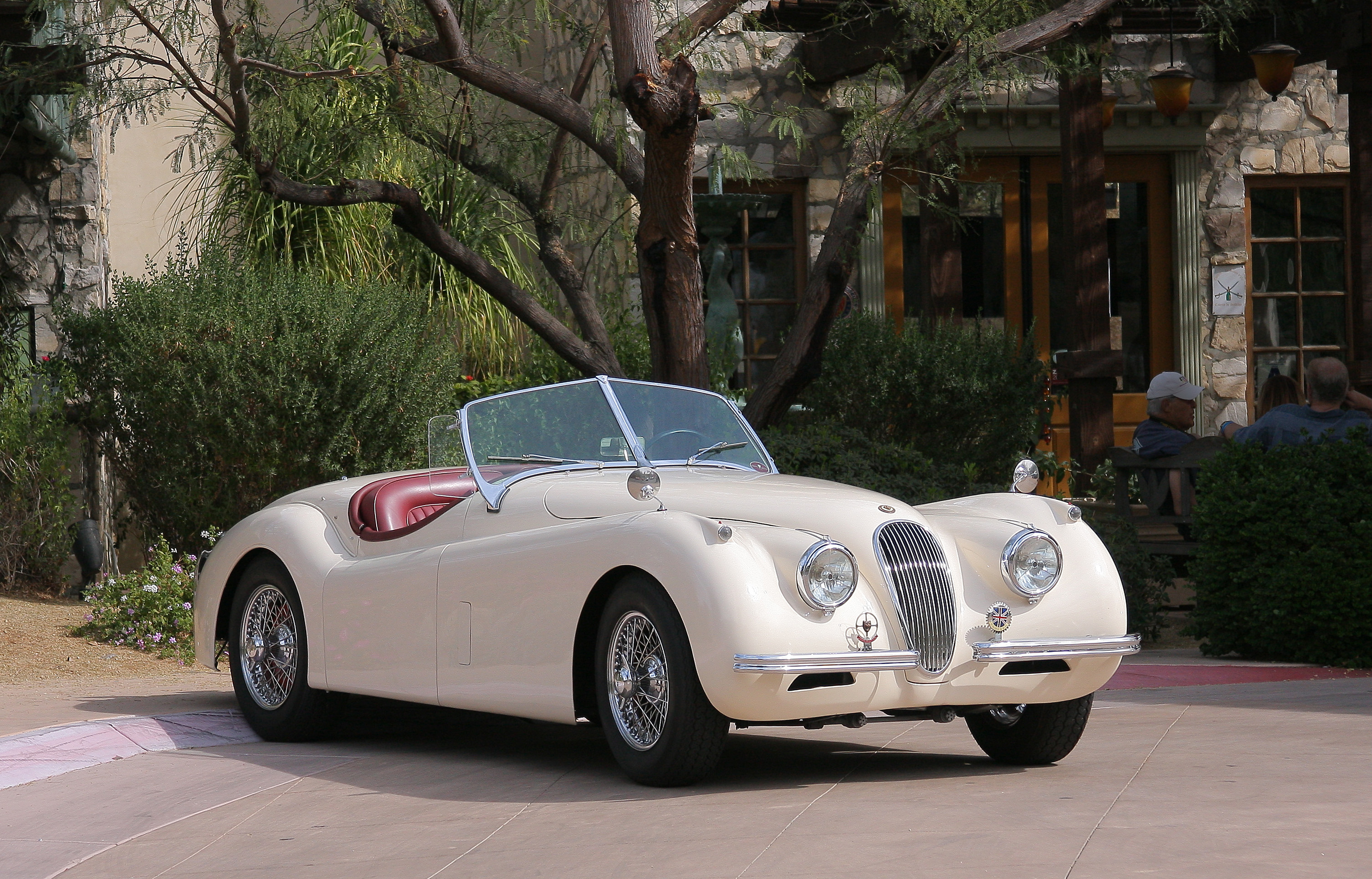
Ein Jaguar XK 120 Cabrio (2014)

Am Weingarten 12 wohnte der Rechtsanwalt und Fabrikant Wilhelm Eckerlin, einer der zwei Gesellschafter der Raster-Fabrik Herbst & Illing, die Druckraster für die Glas- und Textilindustrie lieferte. Heute noch wird ein Preisverzeichnis aus 1926 über Koh-in-Noor Original-Glas-Gravur-Raster von der Firma Herbst & Illig, Frankfurt-Bockenheim, antiquarisch zum Kauf angeboten. Wobei Koh-i-Noor auf Persisch so viel wie „Berg des Lichts“ heißt und hier für die herausragende Gütebezeichnung steht. Leider sind Unterlagen und das Unternehmen fast vollständig untergegangen.
Wilhelm Eckerlin gehörte 1922, mitten in Inflation und hoher Arbeitslosigkeit, zum Gründerkreis des Sportvereins für Schutz- und Gebrauchshunde (SSGH) in Bockenheim. Gründungslokal war ein Gasthaus an der Ecke Schloßstraße und Große Seestraße. Er verpachtete, laut Vereinshistorie der SSGH, verschiedene Vereinsgrundstücke und verkaufte letztlich dem Verein zu Sonderkonditionen das heutige Vereinsgrundstück im Biegwald in Frankfurt-Rödelheim. Auch war Eckerlin als potenter Autofan bekannt, der nach dem Zweiten Weltkrieg in Zeiten hoher Inflation und Arbeitslosigkeit bei dem Darmstädter Karosseriebauer Autenrieth den Umbau seines englischen Jaguars XK 120 Cabrio in Auftrag gab und diesen auch bezahlen konnte.

### Basaltstraße

#### Basaltstraße 17

##### Frankfurter Vereinigte Kunst- und Natur-Eiswerke J. F. W. Haack
Das Unternehmen „Natur-Eiswerke J.F.W. Haack“ lieferte bereits 1862 Eis in die damals noch Freie Reichsstadt Frankfurt am Main, J.W. Haack war ursprünglich ein Konditoreibetrieb. 1898 übernahm die von Gustav Adolf Günther in Hanau gegründet Firma „Eis-Günther“ das Geschäft, der Eis aus eigenen Teichen gewann und in meterdick isolierten Eisspeichern einlagerte. Fünf Jahre vor der Übernahme der „Natur-Eiswerke J.F.W. Haack“ kamen 1884 die Eiswerke in Enkheim zur Firma „Eis-Günther“. Dort war der Riedteich die Grundlage für deren Eisgewinnung. Zum Riedteich wurde das Enkheimer Ried durch den Abbau von Torf; von 1829 bis 1864 hatte die Gemeinde Enkheim das Gebiet zu diesem Zweck verpachtet. Durch den Torfstich entstanden mehrere Tümpel verschiedener Größe und mit bis zu fünf Metern Tiefe. An diesen wurde bis 1924 Eis für Kühlungszwecke gestochen. Um die Ausbeute an Eis zu vergrößern, wurde das im Ried stehende Wasser im Herbst aufgestaut und das Schmelzwasser im darauf folgenden Frühjahr wieder abgelassen.
Fabrikant Günther ließ dort jeden Winter, sofern es ging, Eis abbauen und lagerte es in zwei riesigen Holzhallen nördlich des Riedteichs. Damit seine Ware ihm nicht dahin schmolz, waren die Hallen mit einer zusätzlichen Schicht aus Sägemehl isoliert. Sobald das Eis dick genug war, rückten Männer, die sogenannten Eisbären, an und machten sich mit bleibeschwerten Sägen und Flößerhacken daran, das Eis abzubauen. Ähnliche Technik wird heute in den Alpen zur Sicherung der Restgletscher angewandt. 1907 wurde in Frankfurt die in der Langestraße 23 seit 1883 ansässige Likör- und Essigfabrik Daniel de Bary Nachfolger Andreas Ebert übernommen und zu einer Kunsteisfabrik umgebaut. Das Unternehmen „Eis-Günther“ besaß ca. 100 Pferde und 30 gelbe Fuhrwerke. Dank der Homepage der Freiwilligen Feuerwehr Enkheim kann man erfahren, dass die große Eishalle der „Eiswerke Günther“ in Enkheim am 7. Mai 1928 ein Opfer der Flammen wurde. Das Werk in Enkheim wurde 1981 abgerissen und es entstand eine Einfamilienhaussiedlung „Am Eiswerk“.
Das ISG Frankfurt verwahrt noch ein Foto, dass eine größere Wasserfläche mit Blick auf Gebäude der Basaltstraße zeigt. Vom Unternehmen „Natur-Eiswerke J.F.W. Haack“ zeugt noch ein Prospekt mit einer Preisliste zum Eis Abonnement von 1931. Angeboten wird Krystall-Eis aus reinem Quellwasser. Auch Eisschränke wurden gleich mit angeboten.
In der Basaltstraße 17 betrieb ab 1885 die Frankfurter Vereinigte Kunst- und Natur-Eiswerke von J. F. W. Haack ihr Unternehmen ausschließlich mit Natureis. Sein Gewerbebetrieb war aber nach Unterlagen des ISG Frankfurt nicht nachhaltig und wurde aufgegeben. 1874 und 1876 hatte Carl von Linde Patente für Kältemaschinen erhalten. Deren Markteinführung bedeuteten das Ende der Natureis Anbieter. Lindes Maschinen wurden zunächst industriell in Brauereien eingesetzt. Daher bauten die Eiswerke J.F.W.Haack um 1900 einen fünfstöckigen Gebäudekomplex in der Nachbarschaft in der Basaltstraße 23.

#### Basaltstraße 23

##### Schlachthof Bockenheim (1855)
Zehn Jahre vor der 1866 erfolgten Okkupation Bockenheims durch das Königreich Preußen, ließ 1855 das Kurfürstentum Hessen-Kassel auf damals noch freiem Feld ein städtisches Schlachthaus für die selbständige Stadt Bockenheim errichten, um dem wachsenden Zustrom von Menschen eine Versorgungsgrundlage zu sichern. Zwischen die später angelegten Metzstraße, Basaltstraße und Florastraße wurden eine Schlachthalle für Großvieh, sowie eine Schlachthalle für Schweine und Kleinvieh errichtet, nebst Stallungen und Verwaltungsgebäude im damals üblichen Backsteinstil in gotischen Formen. Historische Aufzeichnungen vermerken im Durchschnitt ca. 10.000 jährliche Schlachtungen. Der rasante Bevölkerungsanstieg von 41.458 Einwohnern 1817 zu 136.831 Einwohnern in 1880 in Frankfurt, die Bemühungen einer Eingemeindung von Bockenheim nach Frankfurt oder auch die 1866 erfolgte Okkupation Kurkassel, führte zum Bau des Frankfurter Schlacht- und Viehhofs 1882–1885 und damit zur Schließung des Schlachthofs Bockenheims. Deren Gebäude wurden niederlegt, Straßen und Wohnhäuser auf deren Grund angelegt. Dadurch verlor auch eine Eisfabrik, Frankfurter Vereinigte Kunst- und Natur-Eiswerke von J. F. W. Haack, in der Nachbarschaft zum Schlachthof ihre wirtschaftliche Existenzgrundlage. Um 1900 wurde auf diesem Grund eine Gaststätte mit dahinter liegendem Festsaal Zur Liederhalle erbaut.

##### Gaststätte mit Festsaal
Um 1900 entsteht der Gebäudekomplex in der Basaltstraße 23, Eigentümer sind die Eiswerke vorm. Haak. Das Erdgeschoss des fünfstöckigen Vorderhauses wird als Gaststätte genutzt und ist über einen Zwischenbau mit dem Festsaal im Hinterhaus, dem heutigen Titania, verbunden. In den folgenden Jahren übernimmt der Frankfurter Bürgerbrauverein die Liegenschaft.

##### Gaststätte „Zur Liederhalle“

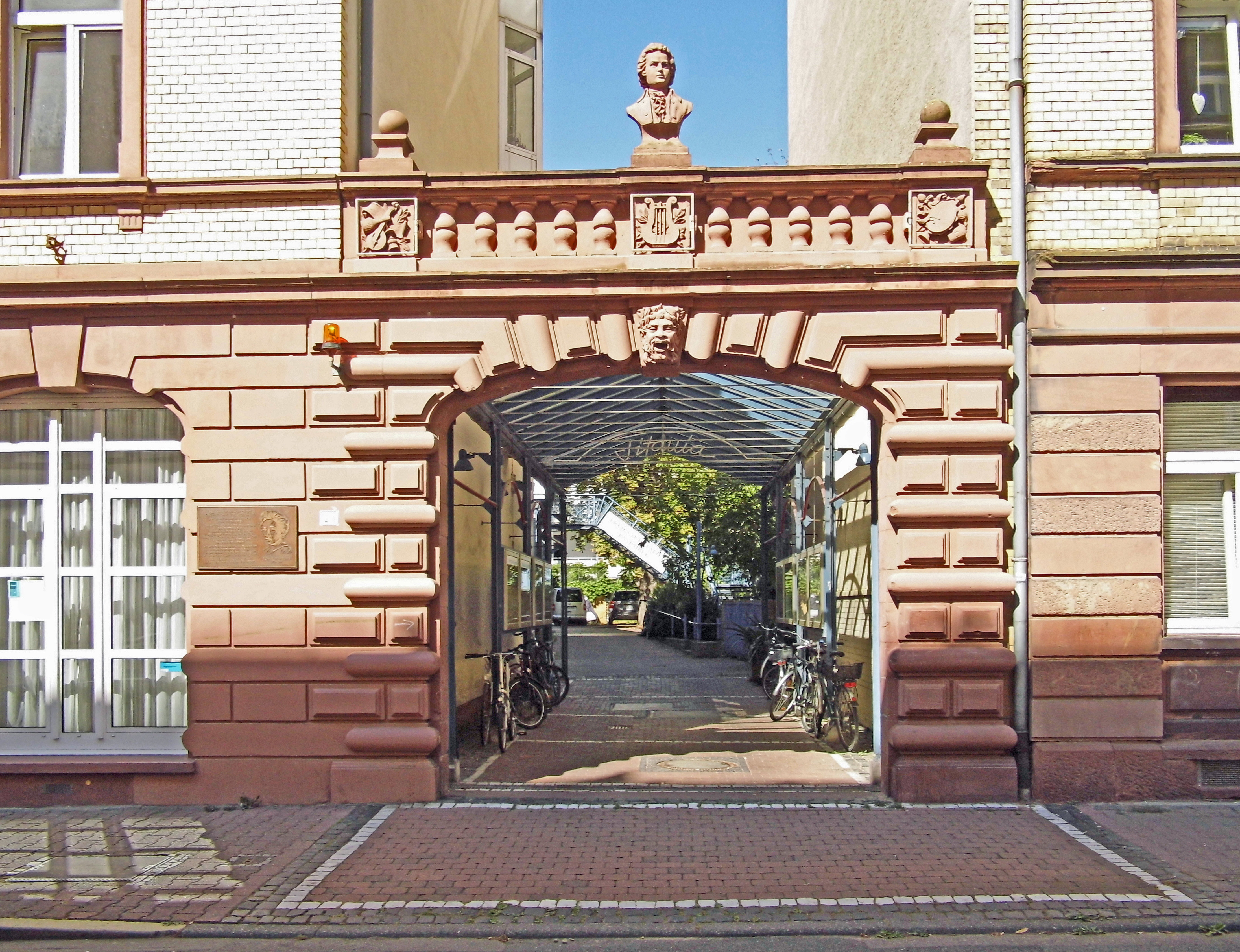
Basaltstraße 23, Torbogen (2012)
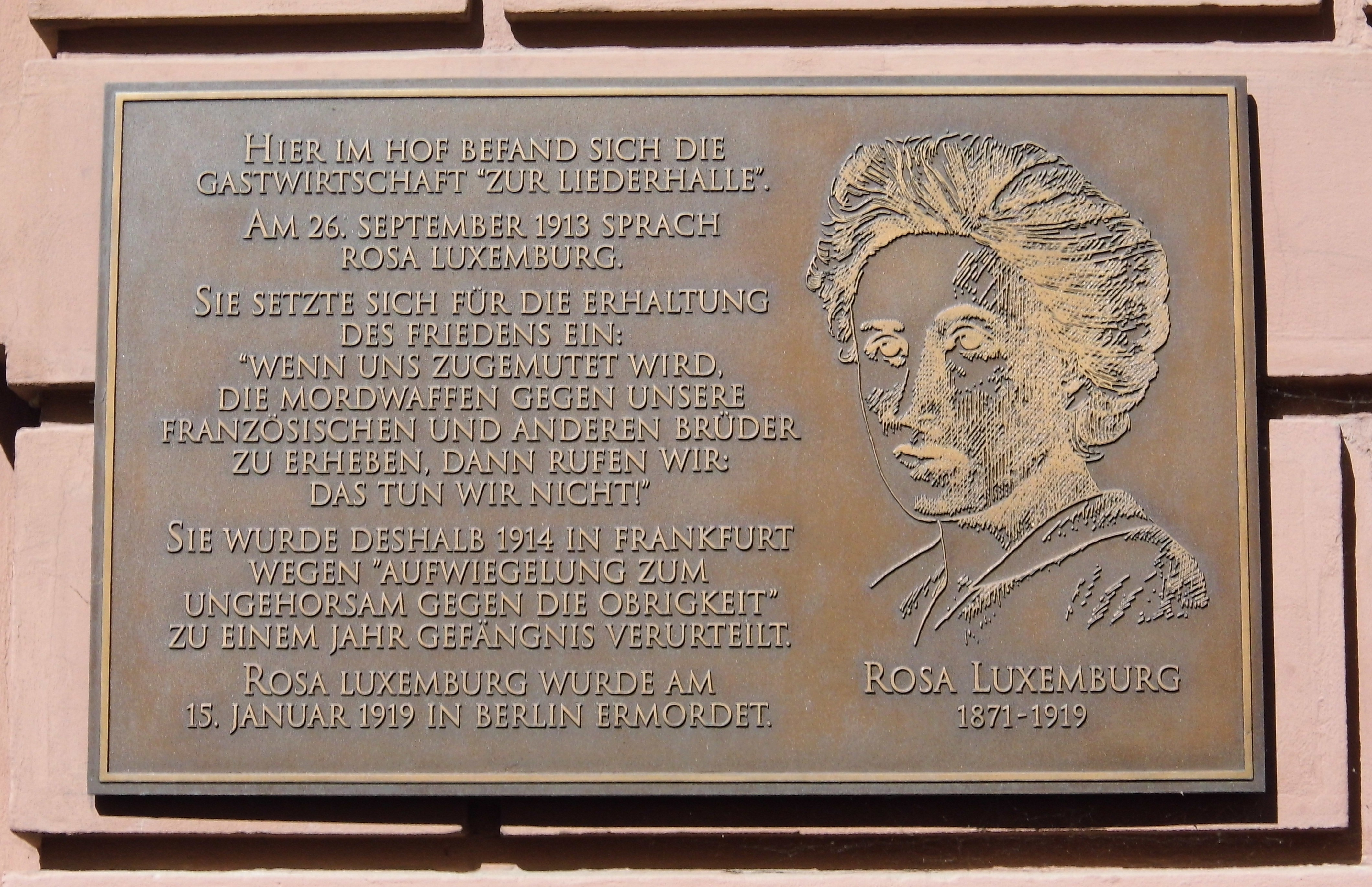
Gedenktafel Basaltstraße 23, Rosa Luxemburg (2012)

Die Liederhalle, Pächter Hans Müller, mit angeschlossenem Saal für Tanzveranstaltungen und größere Vereinsfeiern wird in dieser Zeit zu einer der größten Veranstaltungssäle Frankfurts, insbesondere für politische Zusammenkünfte. Sie ist das Stammlokal der Frankfurter Sozialdemokraten. In den Räumen der Liederhalle befindet sich ab 1907 auch die vereinigte Bibliothek der Bockenheimer Gewerkschaften und der Sozialdemokratie.

##### Titania-Lichtspielpalast
Nach dem Ersten Weltkrieg erwirbt der Wirt Hans Müller die “Liederhalle” und baut diese im Jahr 1928 zu einem Lichtspieltheater um, die Gaststätte wird eingeschränkt weitergeführt. 1941 wird der “Titania-Lichtspielpalast” umfangreich modernisiert und die Gastwirtschaft muss dem neuen Kinofoyer mit Nebenräumen weichen. Der Gebäudekomplex übersteht den Zweiten Weltkrieg weitgehend unbeschadet, in den 1950er Jahren wird das Kino nochmals modernisiert, muss 1977 jedoch aus wirtschaftlichen Gründen seine Pforten schließen.

##### Alt-Katholische Kirche

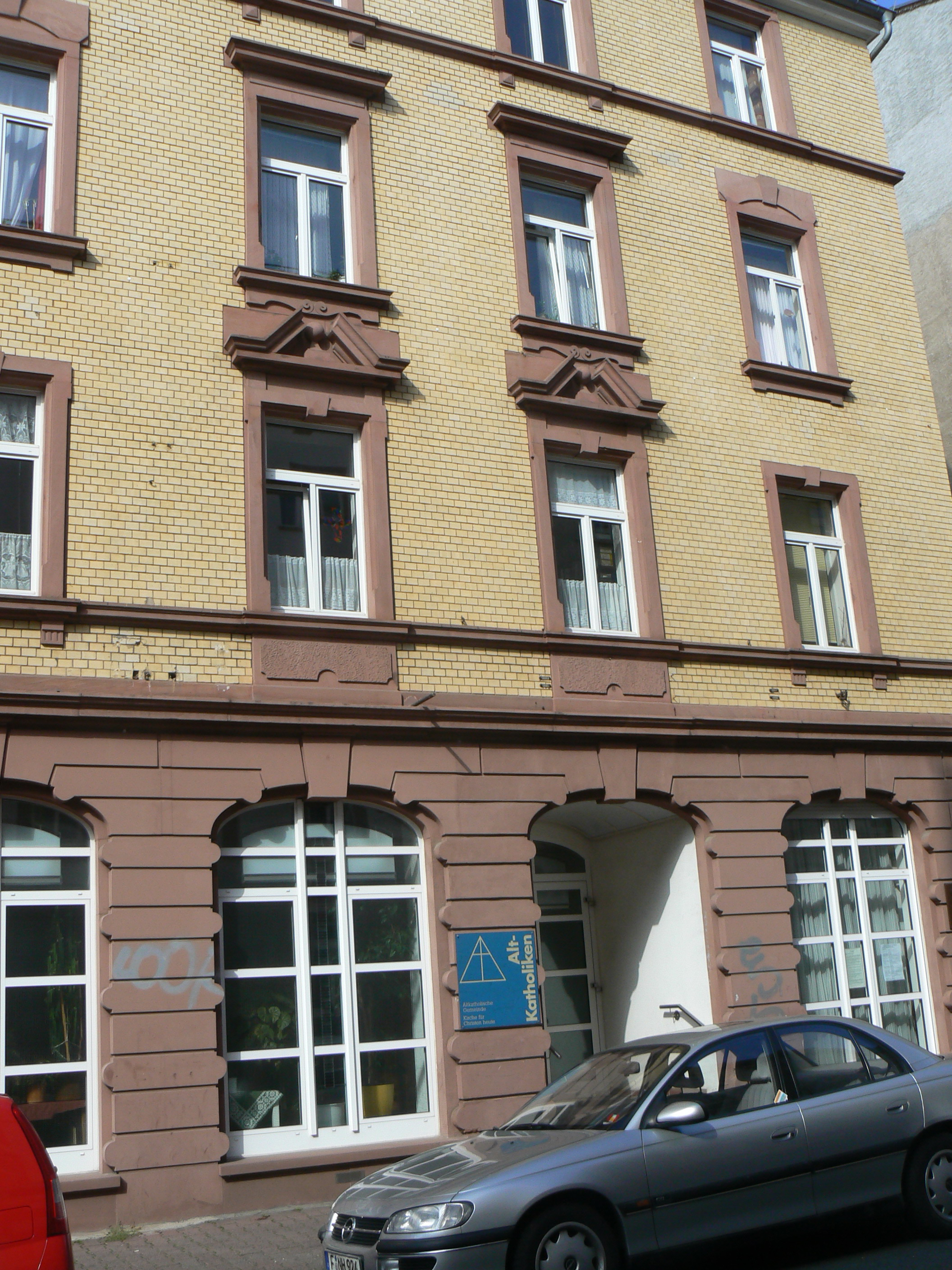
Alt-Katholische Kirche (2007)

Die Alt-Katholische Gemeinde Bockenheim erwirbt 1985 den gesamten Gebäudekomplex von der Familie Müller für ihr Gemeinde- und Pfarramt sowie ihr Bildungswerk. Im ehemaligen Café wurde eine Kapelle eingerichtet. Sie veräußert den Kinosaal mit Hoffläche und Tordurchfahrt an die Saalbau GmbH der Stadt Frankfurt.

##### Saalbau Bürgertreff Titania (1989–1998)

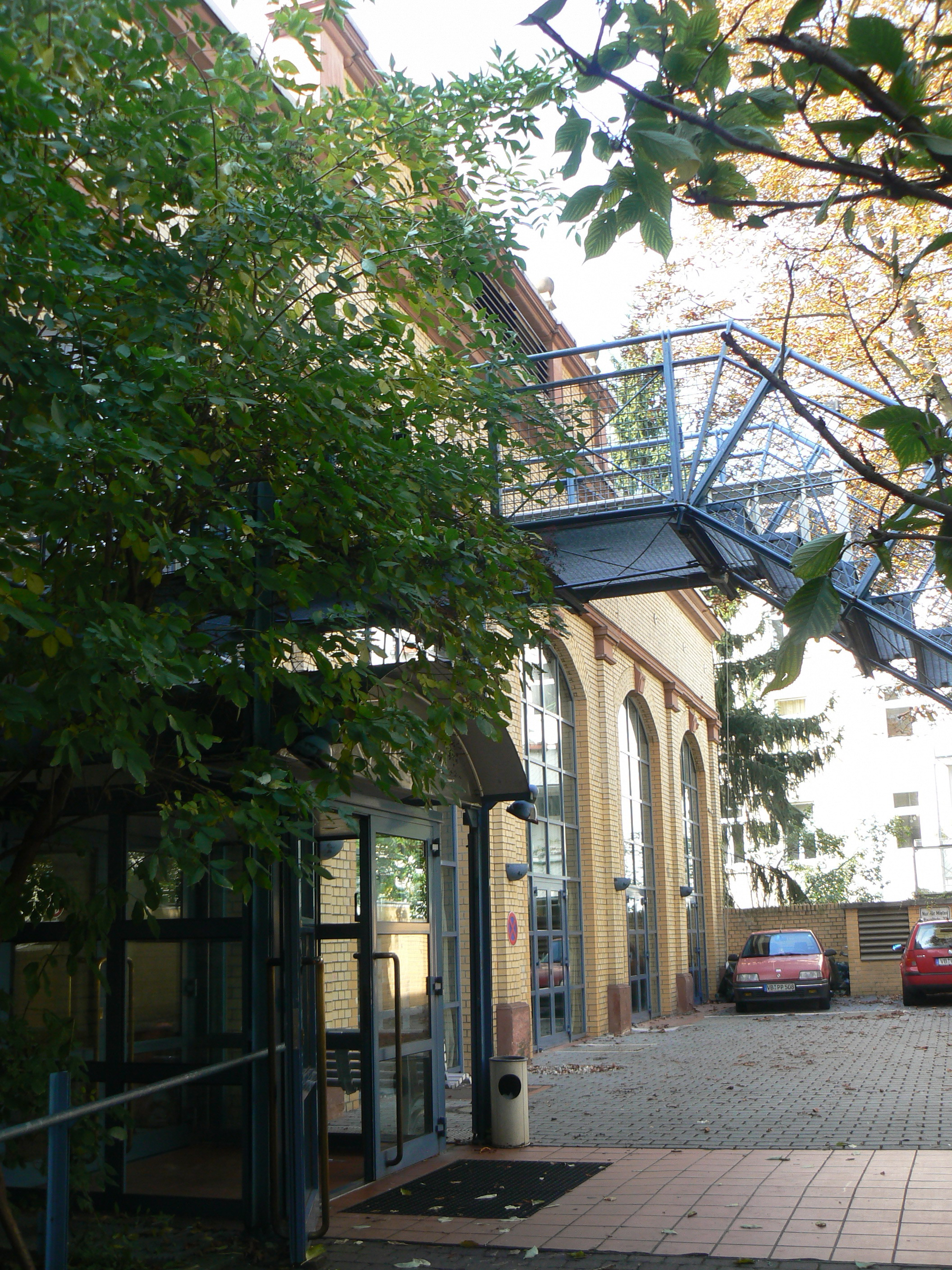
Bürgertreff Titania Basaltstraße (2007)

1987–1989 erwirb die Saalbau GmbH der Stadt Frankfurt den Kinosaal, die ehemalige “Liederhalle”, und eröffnete hier im Juni 1989 das 38. Bürgerhaus der Stadt Frankfurt namens "Titania"mit ca. 300 Sitzplätzen. Damalige Umbaukosten ca. 7,5 Millionen DM. 1985 hatte die Stadt zuvor das Bockenheimer Depot saniert und als Spielstätte eröffnet. 1998 beschloss die Saalbau GmbH im Zuge ihrer Sparmaßnahmen die Schließung dieses Bürgerhauses. Die Räumlichkeit wurde zunächst vom Privattheater Galli genutzt.In Zusammenarbeit mit der FAAG, der Saalbau GmbH und dem Kulturamt der Stadt Frankfurt baut das FREIE SCHAUSPIEL ENSEMBLE das TITANIA zu einem Theaterraum um. Im Herbst 2010 bezieht das FREIE SCHAUSPIEL ENSEMBLE sein neues Domizil und eröffnet die erste Spielzeit im neuen Haus mit DIE HEILIGE JOHANNA DER SCHLACHTHÖFE. Zurzeit ist das Titania die subventionierte Spielstätte auch anderer freien Bühnen.

### Bockenheimer Landstraße

#### Bockenheimer Landstraße 121

##### BP-Großtankstelle
Bis zum Abbruch, bedingt durch Bau der 1962 vom Architekt Ferdinand Kramer konzipierte zweigeschossige Mensa, befand sich auf diesem Grundstück in der Nachkriegszeit im Nahbereich der Autobahn eine BP-Großtankstelle, anfangs sogar mit Tankservice. Später wurde, nach abendlichem Betriebsschluss, das Betriebsgelände der Tankstelle gerne als Parkplatz von den abendlichen Gästen der Keller-Musiklokal/bar Mackie Messer benutzt.

#### Bockenheimer Landstraße 133

##### Mexicana Bar, Ecke Merton Straße

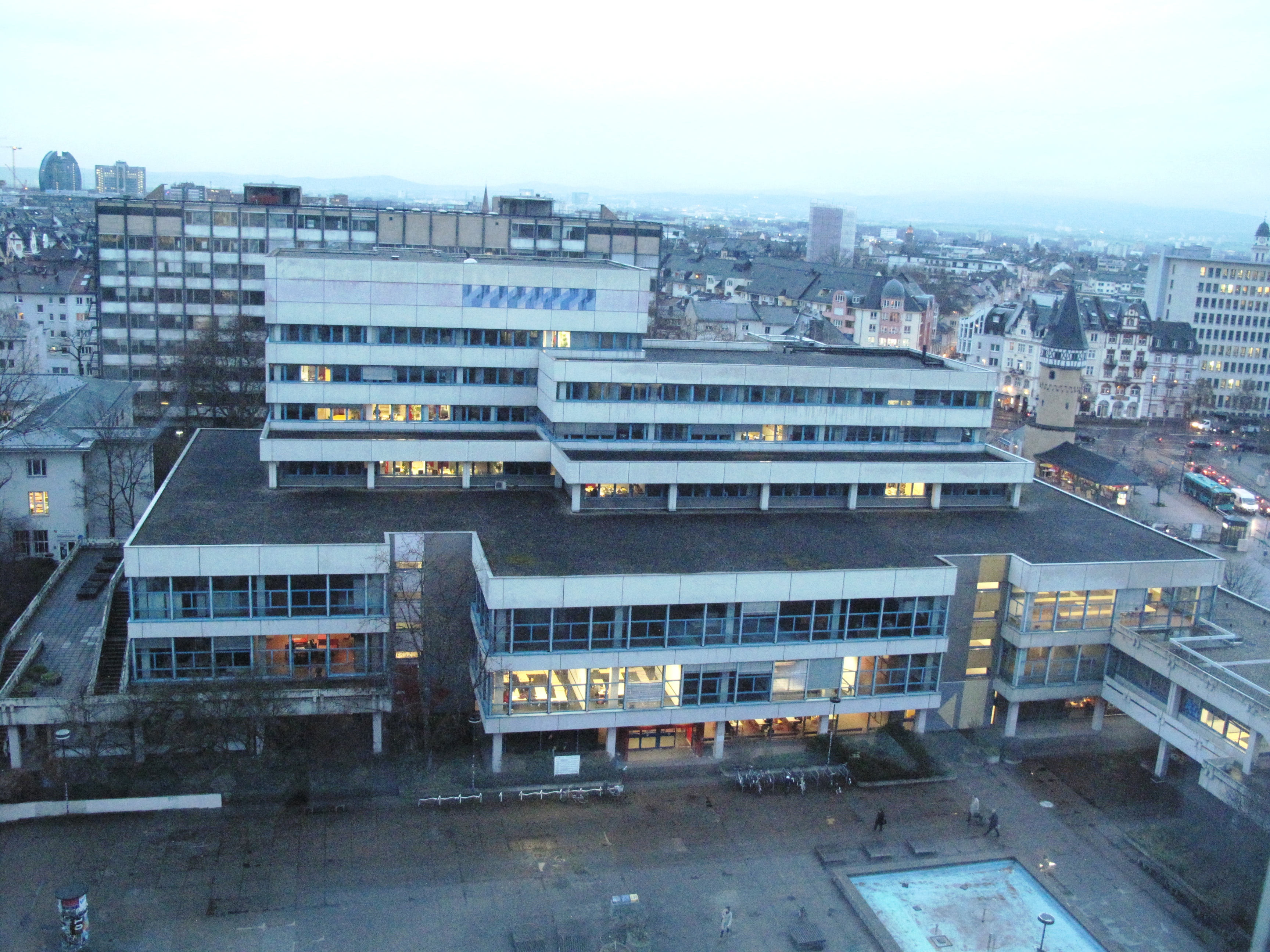
ehemaliger Standort der Mexicana Bar

Noch vor den 68er trieb es junge Studenten und/oder Revoluzzer, GI’s aus dem fernen USA vor und nach ihrem Kriegseinsatz in Vietnam, angehende und berufserfahrene Zuhälter zum Trinken, Tanzen mit damals aktueller Musik des Rock & Roll-, Beat- und Blues die steile Treppen runter in Rotlicht beleuchteten Kellerräume der teilweise kriegsbeschädigten, meist schon besetzten Wohnhäuser in der Merton Straße Nähe der Bockenheimer Warte. Diese Gebäude säumten die Stichstraße „Merton Straße“ Richtung Haupteingang Jügelhaus der Johann-Wolfgang-Goethe Universität. Sie wurde nach Kriegsende nach dem durch die Nazis verfolgten, Bankier, Industriellen und Mäzen der Universität Rudolf Merton (1881–1960) benannt. Die Bauplanung sah, auch wegen des starken Anstiegs der Studentenzahlen, den Abriss dieser Häuser und die Bebauung mit einem studentischen Sozialzentrum nebst zweiter Mensa vor. Dies bedeutete natürlich auch das Ende der MEXICANA BAR. Der Umzug des Unicampus von Bockenheim ins Westend machte auch diese Planung nachträglich wieder obsolet. Die zweite Mensa wurde zwischenzeitlich wieder geschlossen. Der Teil der Merton Straße, die von der Bockenheimer Landstraße bis zum Jügelhaus führte, wurde beseitigt, bzw. komplett überbaut.

#### Bockenheimer Landstraße 134-138

##### Universitätsbibliothek Johann Christian Senckenberg

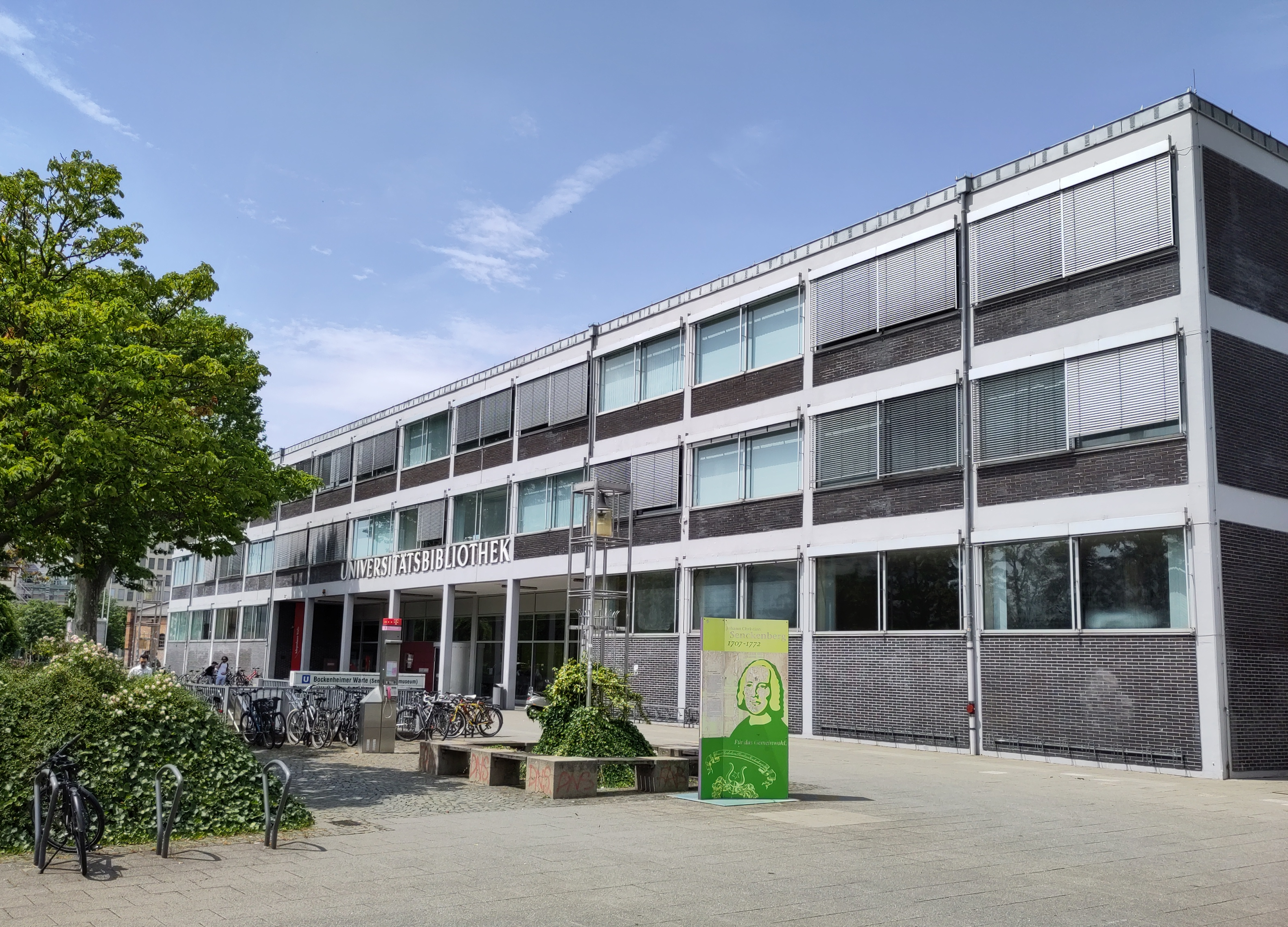
Zentralbibliothek, von Ferdinand Kramer entworfen (2023)

Die Universitätsbibliothek Johann Christian Senckenberg der Johann Wolfgang Goethe-Universität Frankfurt am Main ist mit über zehn Millionen Medieneinheiten die größte Universitätsbibliothek in Deutschland und die fünftgrößte Bibliothek im deutschsprachigen Raum. Sie ist laut Bibliotheksgesetz des Landes Hessen Pflichtexemplarbibliothek für das Stadtgebiet Frankfurt.
Sie entstand 2005 aus der Stadt- und Universitätsbibliothek, in der nach dem Zweiten Weltkrieg mehrere Frankfurter Bibliotheken zusammengeführt worden waren – darunter die seit dem 15. Jahrhundert bestehende Stadtbibliothek und die Rothschild-Bibliothek – und der Senckenbergischen Bibliothek.

#### Bockenheimer Landstraße 136

##### Druckerei Dondorf

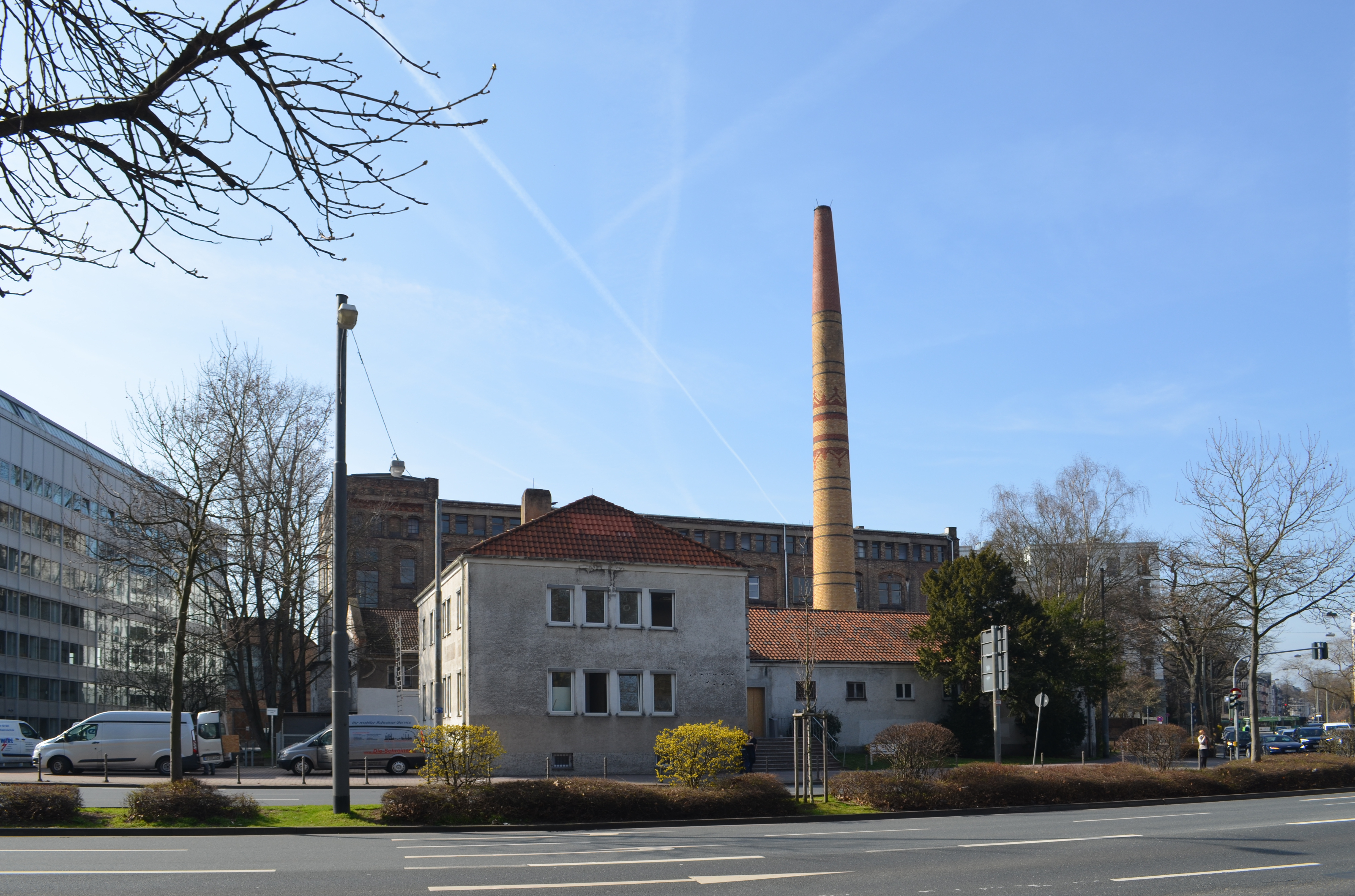
Druckerei Dondorf (2017)

Der Frankfurter Lithograf, Abgeordneter und Unternehmer Bernhard Dondorf (1809–1902) erbaute 1873 ein neues Fabrikgebäude in Bockenheim an der Bockenheimer Landstraße 136. auf einer Fläche von insgesamt 6000 m² Fläche, dass er von der die Stadt Frankfurt für 73.000 Mark gekauft hatte. Dieses Fabrikgebäude wurde 1899 mit einem großen Backsteingebäude auf einem neu erworbenen Nachbargrundstück erweitert. Der hohe Schornstein zeugt noch heute von der damaligen Dampfmaschinentechnik.
Weltkrieg und Wirtschaftskrise führten 1928 u. a. zur Aufgabe und Verkauf an die Union-Druckerei, Das nunmehr 11.206 m² Betriebsgrundstück wurde für 935.000 Mark verkauft. und 1929, nach Plänen des Architekten J.W. Lehr, für weitere 300.000 Mark, mit einem repräsentativen Verwaltungsgebäude der gewerkschaftlichen Volksstimme im Bauhausstil neu bebaut. Mit der Machtergreifung der Nationalsozialisten wurde die Volksstimme verboten und die Union-Druckerei aufgelöst. Nun wurde der Gebäudekomplex durch eine Vielzahl von Mietern genutzt. Ein Luftangriff am 8. Februar 1944 zerstörte große Teile des Komplexes. Das repräsentative Verwaltungsgebäude wurde völlig zerstört, das Backsteingebäude brannte aus, blieb jedoch erhalten. Unversehrt blieb der Schornstein. Nach dem Krieg erfolgte die Rückgabe der Liegenschaft an die Union-Druckerei und der Wiederaufbau. Seit 1961 werden Teile der Gebäude durch die benachbarte Johann Wolfgang Goethe-Universität Frankfurt am Main genutzt.
Nach Umzug des Kunstgeschichtlichen Institutes der Uni-Frankfurt, als eines der 54 Kunsthistorischen Institute in Deutschland, die den Studiengang Kunstgeschichte mit unterschiedlichen Schwerpunkten anbieten, vom Campus Bockenheim zum neugebauten Campus Westend in die Rostocker Straße 2, stand das Gebäude der ehemaligen Druckerei Dondorf leer. 2023 wurde beschlossen, das das Max-Planck-Institut für empirische Ästhetik seinen Standort von Frankfurt, Grüneburgweg 14, nach Bockenheim zu verlegen und in einen Neubau auf dem Gelände der ehemaligen Druckerei Dondorf ziehen wird. Eingehende Analysen der noch vorhandenen Bausubstanz machen einen Abriss dieses Bockenheimer Industriedenkmals, dass auch wegen der großen Bombenschäden keinem Denkmalschutz unterliegt, unumgänglich. 2012 war das neue Max-Planck-Institut für empirische Ästhetik als sechste Einrichtung der Max-Planck-Gesellschaft in Hessen gegründet worden, dass mit 45 Millionen Euro vom Land Hessen mitfinanziert wurde. Es soll mit wissenschaftlichen Methoden klären, welche psychischen, neuronalen und soziokulturellen Grundlagen ästhetische Empfindungen und Urteile beim Menschen haben. Zusätzlich zu bereits drei existierenden Instituten in Frankfurt/Main und damit insgesamt fünf Einrichtungen im Bundesland Hessen, wurde dieses weltweit einzigartiges Institut gegründet.

#### Bockenheimer Landstraße 136-138

##### Verwaltungsgebäude des sozialdemokratischen Presseverlags „Die Volksstimme“

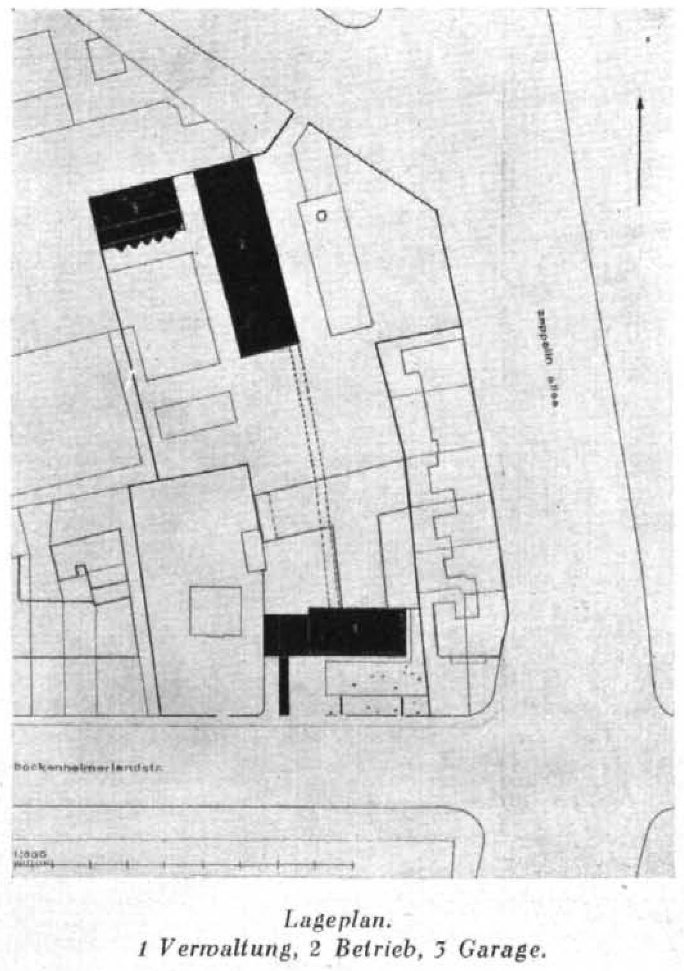
Lageplan Verlagsgebäude (1930)
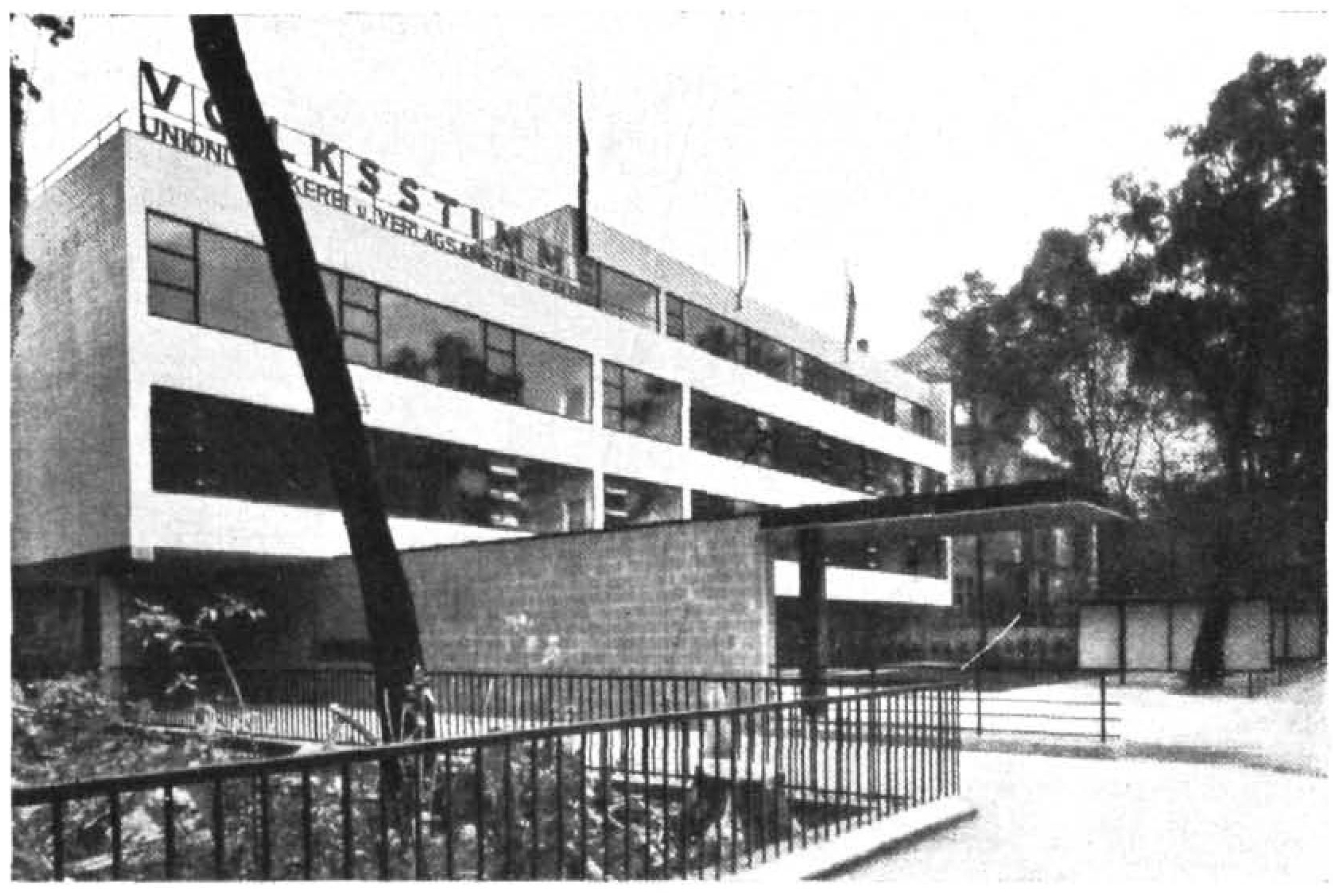
Foto des Verlagsgebäudes (1930)

1929 wurde ein neues großes Verwaltungsgebäude in der Bockenheimer Landstraße 136–138, ein architektonisches Glanzstück im Stil des „Neuen Bauens“ nach Plänen des Architekten Johann Wilhelm Lehr, des sozialdemokratischen Presseverlags „Die Volksstimme“ erbaut, der sich Mitte der 1920er Jahre zu einer Großdruckerei entwickelt hatte mit 220 Beschäftigten, zu denen noch 600 bis 700 Austrägerinnen kamen. Mit dem Aufstieg der Nazis gingen Niedergang und Schließung des Unternehmens einher. Bombentreffer zerstörten 1944 die Betriebsgebäude. Nach Kriegsende entstand zunächst an der Theodor-Heuss-Allee 90-98 in Frankfurt am Main ein Standort der gewerkschaftlichen Union- und Verlagsdruckerei, die später in einer ruhmlosen Insolvenz endete.

#### Bockenheimer Landstraße 141

##### Restaurant „Zum Schlagbaum“
Namensgeber des ehemaligen Restaurants Zum Schlagbaum an der Bockenheimer Warte, Bockenheimer Landstraße 141, war ein historischer Schlagbaum, der hier die Grenze zwischen der Freien Reichsstadt Frankfurt am Main und dem Dorf Bockenheim der Landgrafenschaft Hanau, bzw. Kurhessens markierte und an dem Zoll und Wegekosten zu entrichten war. Schon das ursprüngliche Zollwärterhäuschen wurde 1866 nach Annexion Kurhessens und Frankfurts durch Preußen privatisiert und zum Gasthaus. Noch vor dem Ersten Weltkrieg entstand dann das abgebildete mehrstöckige Wohn- und Geschäftshaus. Der Bauherr war die Frankfurter Binding-Brauerei, deren Pächter hier markante Bierumsätze erzielte. Vor dem Zweiten Weltkrieg wurde die Gaststätte „Zum Schlagbaum“ auch zum Vereinslokal des Radsportvereins RV WANDERLUST 05, dessen Mitglieder Eugen Blersch und Richard Schreiber hier ihre mehrfachen Deutsche und Weltmeisterschaften feierten.
In der Nachkriegszeit wurde hier von der Binding-Brauerei ein nunmehr fünfstöckiges Wohn- und Geschäftshaus neu errichtet. Das Haus mit dem gleichnamigen Restaurant „Zum Schlagbaum“, sowie das benachbarte vom Architekt Ferdinand Kramer 1956 konstruierte Studentenhaus und die im Nachbarhaus etablierte „Mexicana Bar“ wurde zu einer der Treffpunkte der trinkfreudigen Studentenschaft der nahen Goethe-Universität.

##### Café Extrablatt
1979 eröffnete in den ehemaligen Räumen der Lokalität „Zum Schlagbaum“ ein Franchise-Nehmer der 1971 in München gegründete Schnellrestaurantkette McDonald’s hier ihre zweite Filiale in Frankfurt am Main. 1999 löst die BINDING-Brauerei dessen Pachtvertrag auch wegen mangelnden Bierabsatzes. Neuer Pächter wurde 2000t einer von zurzeit 70 Franchise-Nehmer der 1988 in Emsdetten gegründete Ganztages-Kneipen-Gastronomie Systemgastronomiekette Cafe Extrablatt. Deren Geschäftskonzept ist vor allem mehr getränkeorientiert mit 150 Innenplätzen und 300 Plätzen im Außenbereich, wie das vormalige in damaligen Studentenkreisen legendäre Lokal „Zum Schlagbaum“.

### Broßstraße
Johann Wolfgang Ludwig Broß (1803–1880) stiftete einen Stipendienfonds für Schüler hiesiger höherer Schulen.

#### Broßstraße 5

##### Villa Steinthal

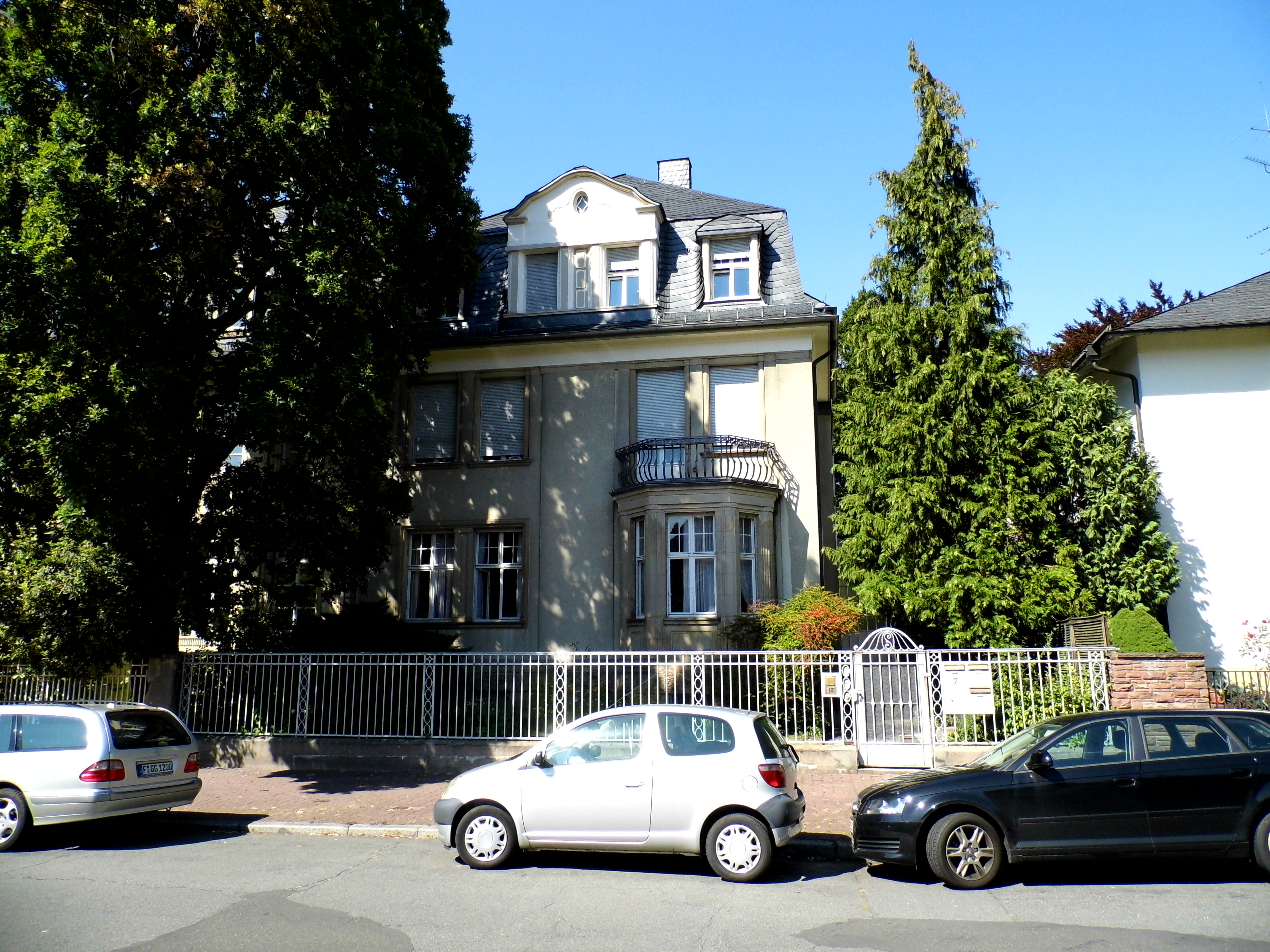
Villa Steinthal (2012)

Villa Steinthal, Broßstraße 5, errichtet 1911 als neoklassische Villa nach Entwurf von Alfred Engelhard (1867–1941) mit reich gegliederter symmetrischer Fassade, profilierten Fenstergewänden aus Sandstein und skulptierten Brüstungsfeldern. Weitere Arbeit: 1912, Neoklassische Villa in der Zeppelinallee 77.
Eigentümer war die Familie des Johannes Moritz Steinthal (geb. 27. August 1869 Bradford/England; gest. 12. März 1943 Selbstmord vor Verfolgung durch Gestapo), jüngster Sohn des aus Hamburg gebürtigen Wollkaufmanns Carl Gustav Steinthal (1823–1890). Seit 1902 war er Syndikus und später auch Prokurist der Cassella Farbwerke Mainkur, seit 1926 bei der I.G. Farbenindustrie in Frankfurt. Am 1. Weltkrieg nahm er freiwillig teil, zuletzt als Hauptmann, und wurde mit dem Eisernen Kreuzen E.K.2 und E.K.1 ausgezeichnet. 1931 trat er in den Ruhestand. Er war Mitglied vieler Frankfurter Vereine. 1899 heiratete er Hedwig Engelhard, Tochter von Bernhard A. Engelhard und Johanna M. Hauck. Sie bekamen drei Töchter. J. M. Steinthal entstammte einer seit 110 Jahren evangelisch-reformierten Familie, hatte aber drei jüdisch geborene Großeltern, galt damit für die Nazis als Jude und wurde deshalb von der Gestapo verfolgt und verhört. Ein Stolperstein vor seinem Haus soll an ihn erinnern.

### Carlo-Schmid-Platz

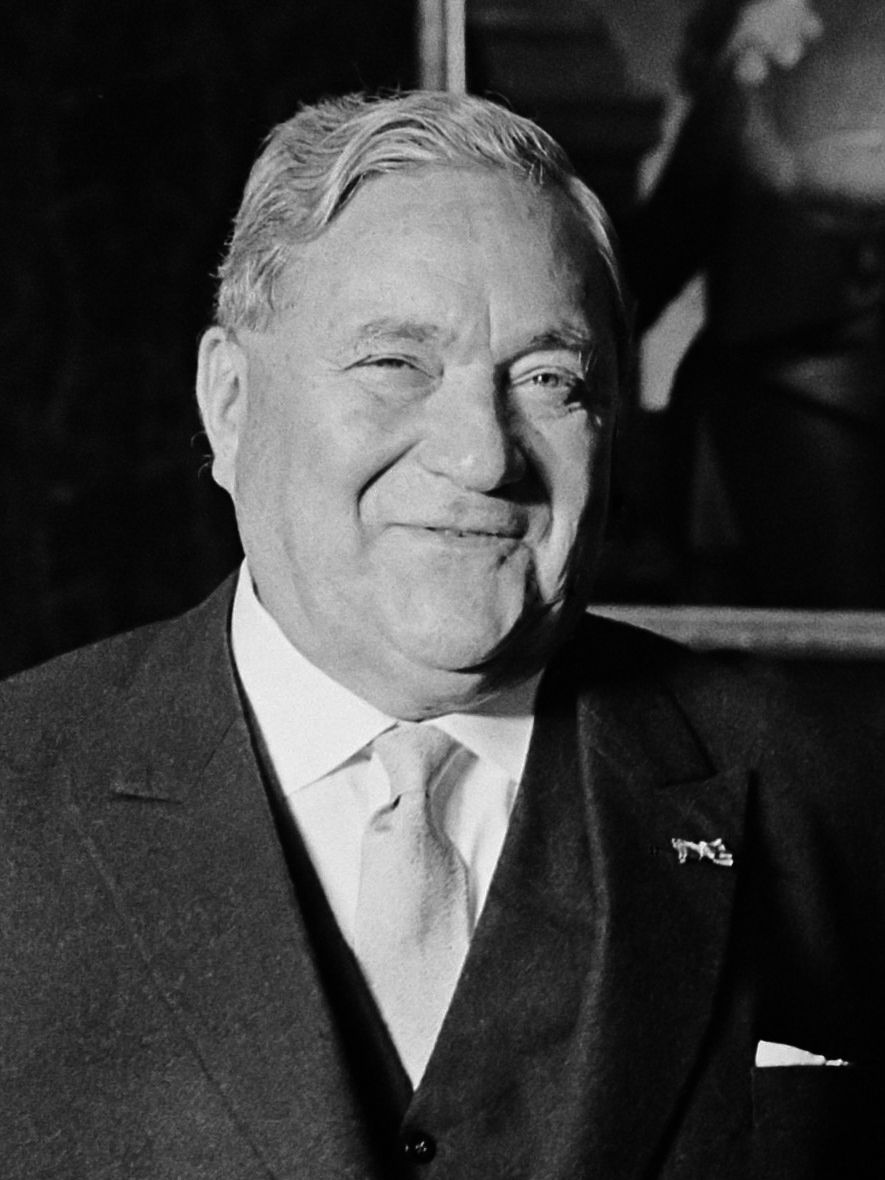
Karl Johann Martin Heinrich Schmid; genannt Carlo (1963)
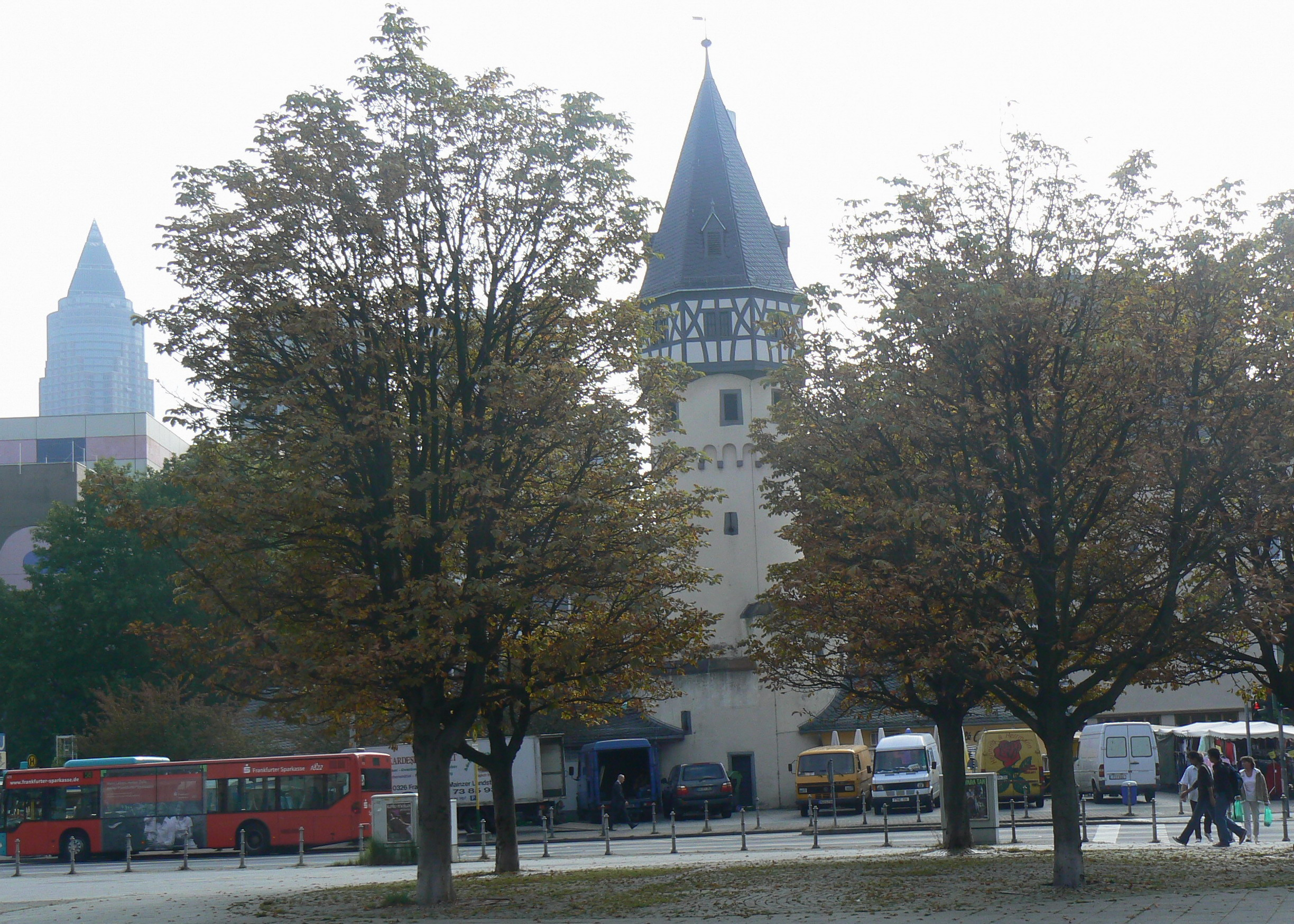
Carlo Schmid-Platz Frankfurt am Main (2007)

Carlo Schmid (1896–1979) war ein deutscher Politiker (SPD), einer der Väter des Grundgesetzes und auch des Godesberger Programms der SPD. Setzte sich stark für die deutsch-französische Aussöhnung ein. Der Carlo-Schmid-Platz in Frankfurt-Bockenheim hat eine Länge von rund 204 Metern und befindet sich die Haltestellen zum öffentlichen Nahverkehr Falkstraße und Bockenheimer Warte, nahe der Gräfstraße und des neugebauten Gabriel Riesser-Weges.
Exkurs: Ab dem Wintersemester 1967/68 war Carlo Schmid mit Erreichen der Altersgrenze emeritiert, wollte jedoch auch in diesem Semester montags von 11 bis 13 Uhr seine Vorlesung zur „Theorie und Praxis der Außenpolitik“ halten. Es lag nahe, einen solch profilierten Vertreter des „Establishments“, der zugleich ehemaliger Ordinarius war, vom SDS aufgefordert wurde, sein formuliertes Notstandsmanifest zu unterschreiben und ihn anschließend nach Verweigern der Unterschrift aufsehenerregend als „Notstandsminister“ unter Druck zu setzen. Dies kumulierte mit Vorlesungsboykott, Rektoratsbesetzung, Anzeigen und Gerichtsurteilen Carlo Schmid stellte seine Lehrtätigkeit daraufhin ein. Später wurde er dann durch diese Platzbenennung wieder geehrt.
Im Schatten der Bockenheimer Warte wurde 2013 die Schauspielerin Hannelore Elsner (1942–2019), die zum Teil im Westend wohnte und unter anderem auch im Bockenheimer Depot auftrat, mit einer Platzbenennung durch den Ortsbeitrag 2 geehrt.

#### Carlo-Schmid-Platz 1

##### Bockenheimer Depot

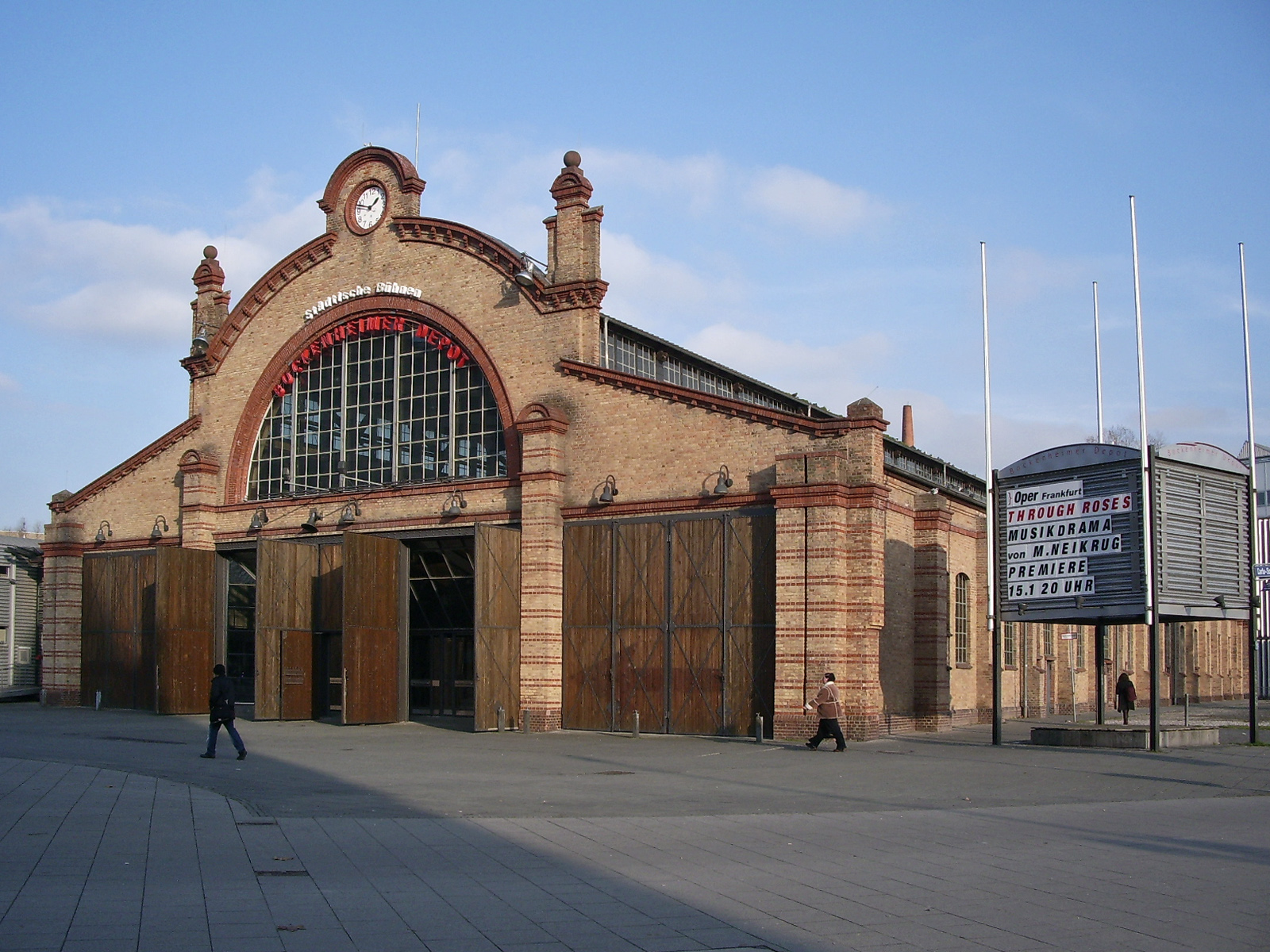
Bockenheimer Depot, Haupteingang (2005)
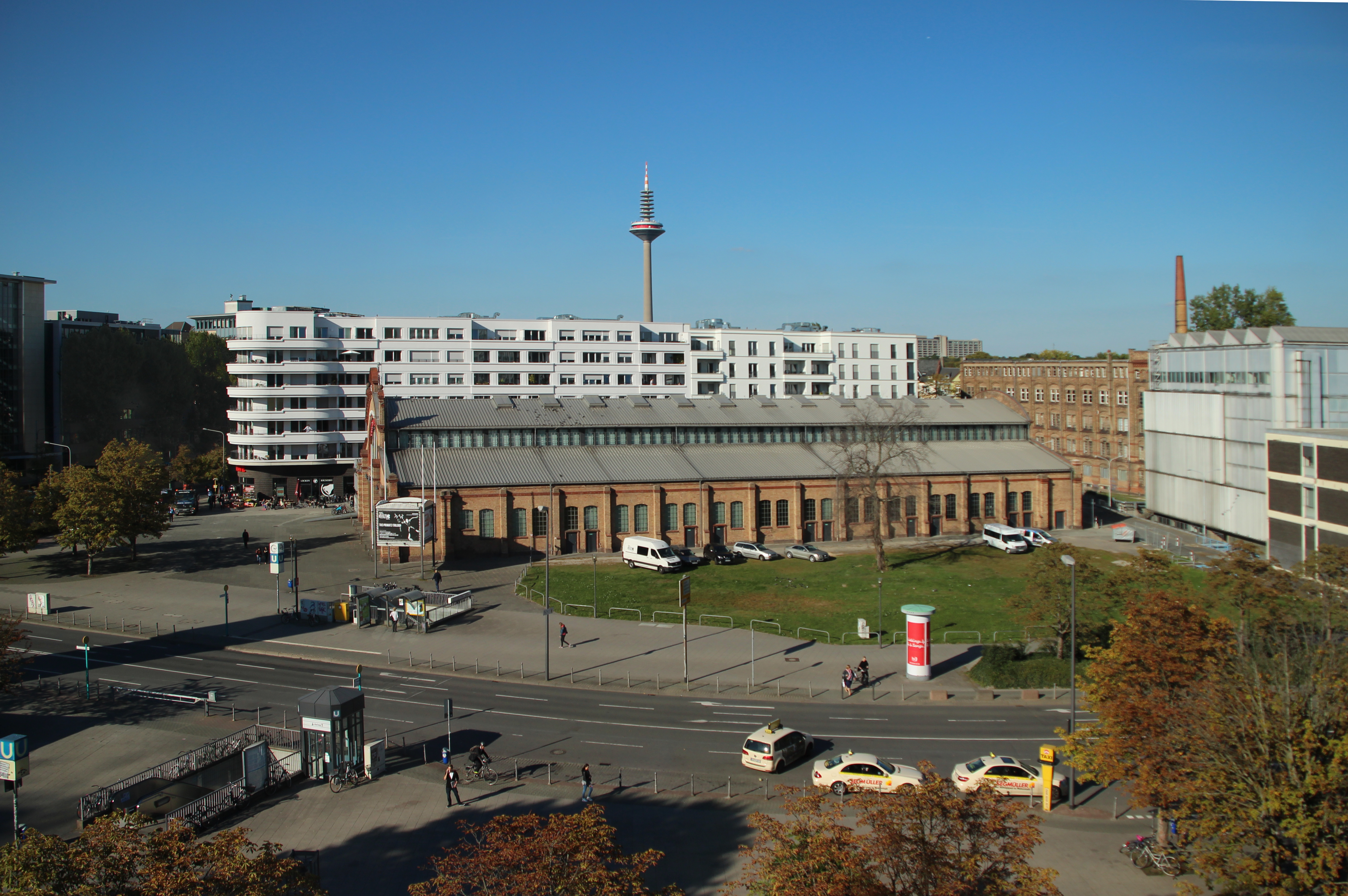
Bockenheimer Depot (2015)

Das Bockenheimer Depot ist ein ehemaliger Betriebshof und die ehemalige Hauptwerkstatt der Straßenbahn in Frankfurt am Main. Das Gebäude an der Bockenheimer Warte aus dem Jahr 1900 wird heute als Spielstätte der Städtischen Bühnen genutzt und ist ein Kulturdenkmal nach dem Hessischen Denkmalschutzgesetz. In anderen Quellen auch unter der Adresse Gräfstraße 94–96 geführt.

### Clemensstraße

#### Clemensstraße X

##### Ferdinand Bendix Söhne AG für Holzbearbeitung
Die Ferdinand Bendix Söhne Aktiengesellschaft für Holzbearbeitung wurde 1892 von den Brüdern Georg und Carl Bendix in Landsberg an der Warthe, heute Stadt Gorzów Wielkopolski, Westpolen, gegründet mit Zweigniederlassungen in Berlin O-27 (Friedrichshain-Kreuzberg) und Frankfurt am Main-Bockenheim.
Die Frankfurter Niederlassung wurde während des Ersten Weltkriegs geschlossen, bzw. aufgelöst. Ein Briefumschlag von 1901 mit der Ferdinand Bendix Söhne Aktiengesellschaft für Holzbearbeitung, Niederlassung Frankfurt am Main-Bockenheim hat sich erhalten, ebenso ein Nonvaleur-Aktienmantel der AG, sowie ein Firmenprospekt. Ein Erzeugnis der Firma, ein Schulpavillon von 1912 in Berlin, Pankow-Weißensee, Parkstraße 15E, hat sich bis heute erhalten und wurde vom Land Berlin unter Denkmalschutz gestellt. Am 18. Juli 1932 wurde die AG aufgelöst.

### Diebsgrundweg
Der Diebsgrundweg wurde früher auch einfach als Ginnheimer Höhe bezeichnet.

#### Diebsgrundweg X

##### Bockenheimer Wasserturm
Der Bockenheimer Wasserturm auf der Ginnheimer Höhe war ursprünglich als Überlaufbehälter des Pumpwerkes Praunheim angelegt, zu dem eine 3,8 km lange Röhre führte, um so den Wasserdruck für die Stadt Bockenheim zu gewährleisten. Er war somit kein Trinkwasserspeicher. Der Wasserturm wurde nach dem damals üblichen System des Aacheners Otto Intze konstruiert, hatte einen eisernen Behälter mit einem Durchmesser von 11,20 m bei 8,40 m, besaß einen Fassungsraum von 700 m³ und wurde auf der Ginnheimer Höhe 141,92 m NN errichtet. Der den Behälter tragende Unterbau bestand aus Backsteinmauerwerk. Der noch von der selbstständigen Stadt Bockenheim als Teil Kurhessens auf der Ginnheimer Höhe errichtete Wasserturm kam 1866 durch Annektierung unter die Verwaltung des Königreichs Preußen. Nach der Eingemeindung Bockenheims am 1. April 1895 wurde er zu einem der zahlreichen Wassertürme der Stadt Frankfurt am Main, wie zum Beispiel auch der heute noch erhaltene Wasserturm Rödelheims. Da das Pumpwerk Hausen samt Wasserversorgung der Stadt Bockenheim nach der Eingemeindung an das Wassernetz der Stadt Frankfurt angeschlossen wurde, war der Bockenheimer Wasserturm danach funktionslos. Er wurde später niedergelegt und verschwand samt seinem Fundament vollständig. Historische Abbildungen werden vom ISG Frankfurt am Main aufbewahrt, insbesondere ein Photo von 1891 des Frankfurter Fotografen Carl Friedrich Mylius (1827–1916).

##### Vereinshaus KGV Ginnheimer Höhe

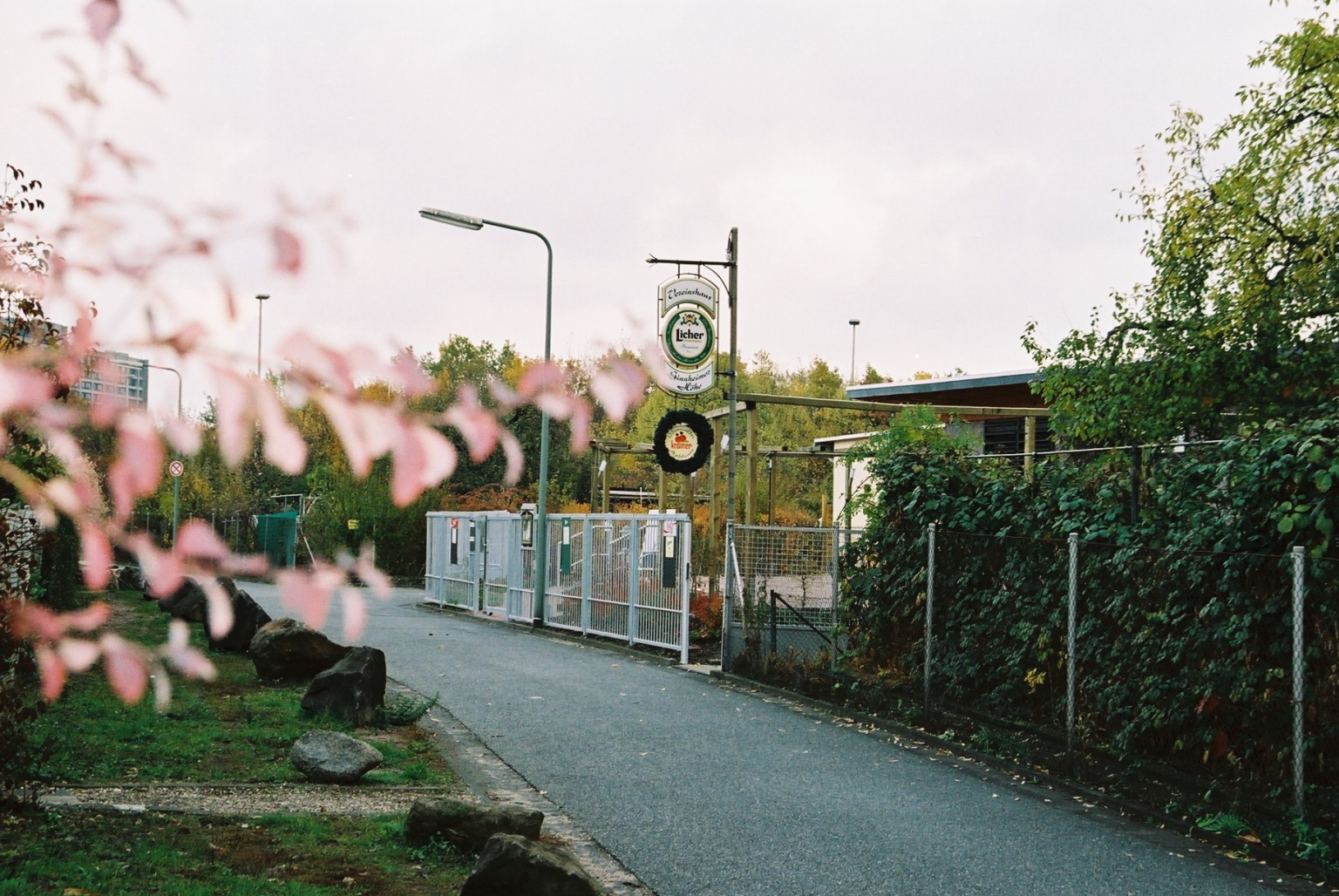
KGV Ginnheimer Höhe (2013)

Kleingartenverein Ginnheimer Höhe, Vereinsgelände mit Vereinshaus

### Ditmarstraße

#### Villa Hauck

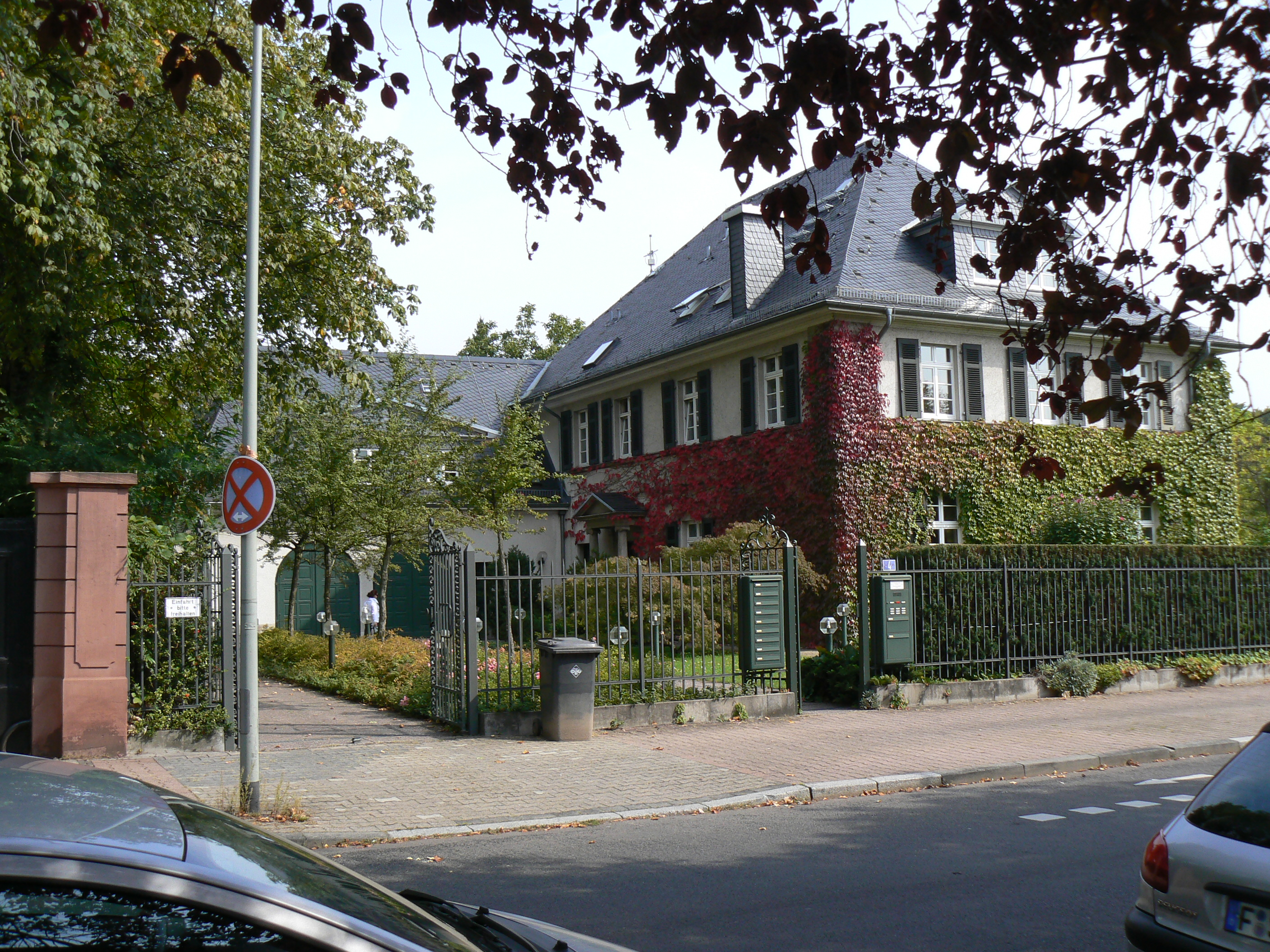
Villa Hauck, jetzt Uni-Gästehaus (2007)

Villa der Familie Hauck, Inhaber des traditionsreichen Bankhauses Georg Hauck & Sohn. Seniorchef Otto Hauck (1863–1934) wurde 1933 als langjähriger Präsident der Frankfurter Industrie- und Handelskammer mitsamt dem kompletten Präsidium aus dem Amt gedrängt und Sohn Alexander Hauck (1893–1946) standen bei den Nationalsozialisten wegen ihrer liberalen Einstellung und anti-nationalsozialistische Haltung unter argwöhnischer Beobachtung. So standen beide beispielsweise im engen Kontakt zu ihrem Villennachbarn Richard Merton. Die repräsentative, durch Anbauten erweiterte Villa Hauck entstand 1923 nach einem Entwurf von Hermann Muthesius. Sie ist ein Beispiel einer landhausähnlichen Baukunst mit Reminiszenzen des ausklingenden Historismus. Auch diese Villa wurde nach dem Krieg zunächst von den Amerikanern beschlagnahmt, stark sanierungsbedürftig dem Land Hessen zurückgegeben und dann nach umfangreicher Sanierung und teilweisem Wiederaufbau langfristig der Universität als Gästehaus verpachtet.

### Ederstraße

#### Ederstraße 12

##### St. Elisabethen-Krankenhaus
Nachdem die Dernbacher Schwestern zunächst 1882 in der Weserstraße ein kleines privates Krankenhaus errichtet hatten, ließen sie um 1888 in der Ederstraße, nahe dem Westbahnhof, in der damals noch selbständigen Stadt Bockenheim das katholische St. Elisabethen-Krankenhaus erbauen. Dieses Gebäude wurde am 12. September 1944 durch Fliegerbomben der Amerikaner vollständig zerstört.
Auf das Gelände wurde in der Nachkriegszeit ein Bürogebäude für die Landesgeschäftsstelle der Diakonie Hessen gebaut. Das St. Elisabethen-Krankenhaus wurde in die Ginnheimer Straße 3 (siehe da!) verlegt.

### Elisabethenplatz

#### Elisabethenplatz 5

##### St.-Elisabeth-Kirche

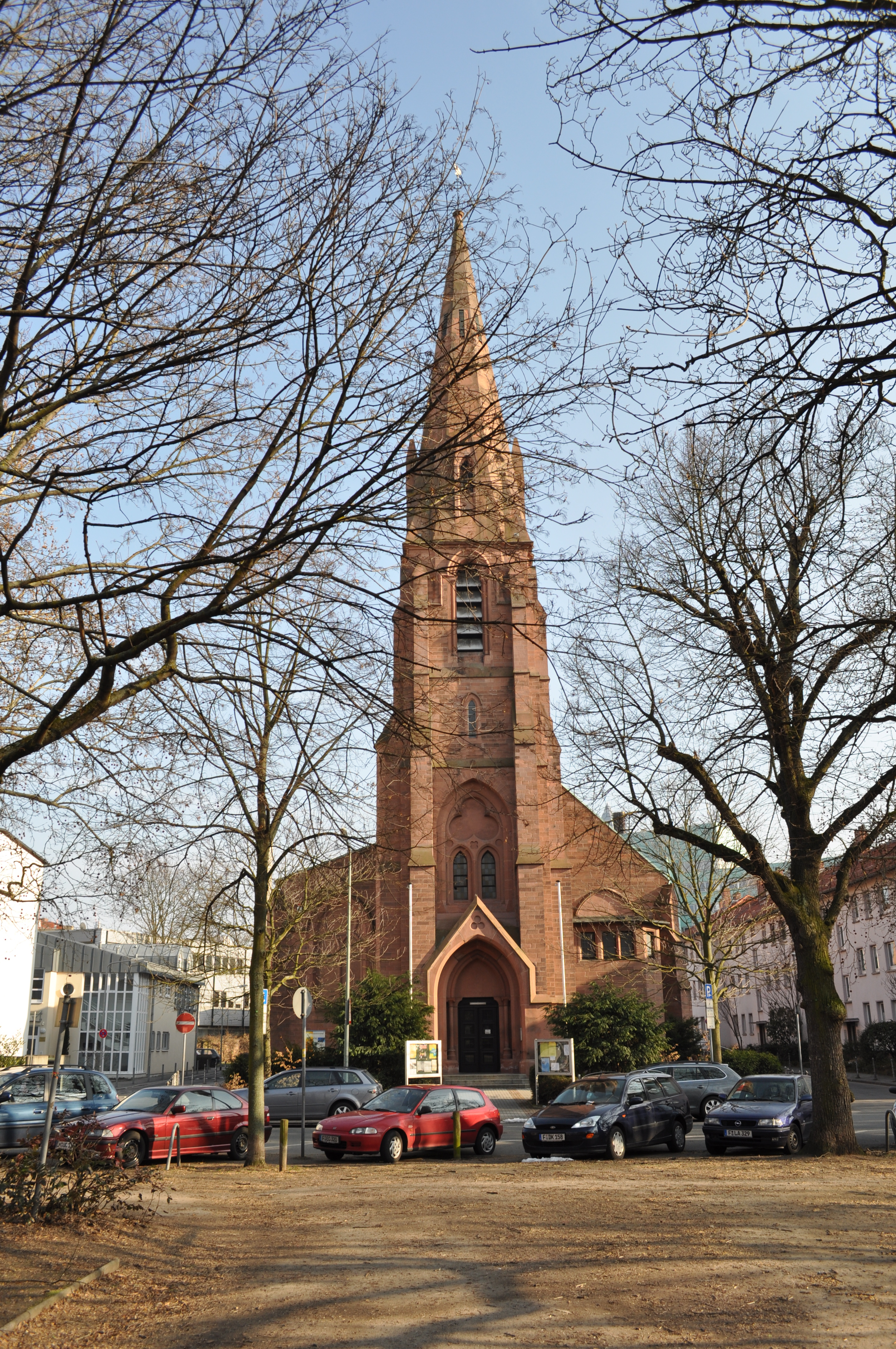
St.-Elisabeth-Kirche vom Kurfürstenplatz aus gesehen (2010)

Römisch-katholische St.-Elisabeth-Kirche in neugotischem Stil, erbaut 1868 in Ziegelmauerwerk mit einem monumentalen Frontturm, bekrönt von einem Spitzhelm als Randbebauung am Kurfürstenplatz. Der Kirchenbau wurde 1944 zerstört und bis zum 30. April 1950 wieder aufgebaut.

#### Elisabethenplatz 10

##### Bockenheimer Volksbank

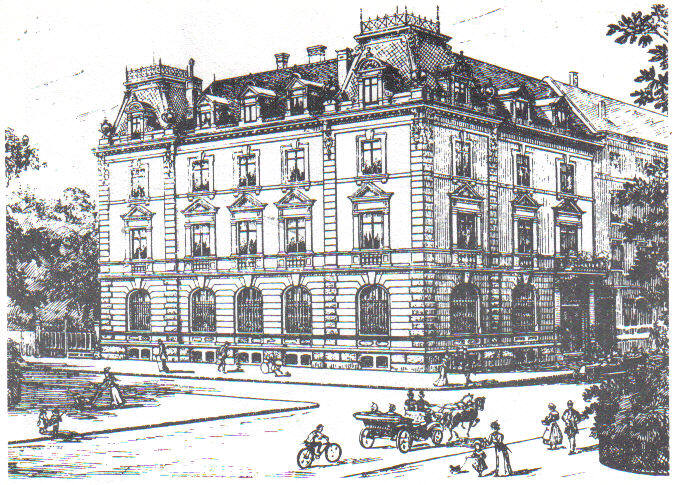
Bockenheimer Volksbank (um 1900)
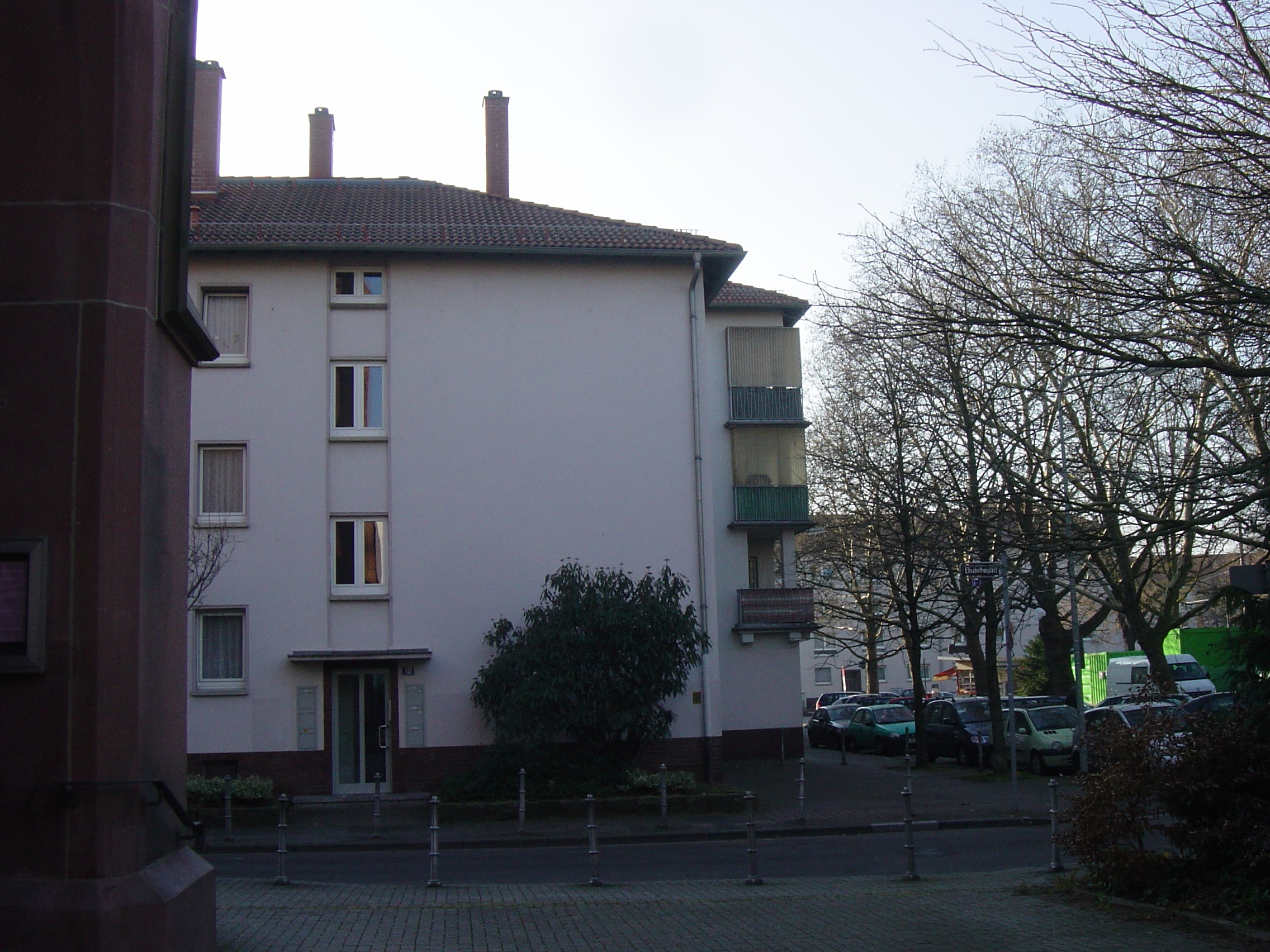
Nachkriegsbebauung über den Vorplatz der Kirche betrachtet (2013)

Die selbständige Stadt Bockenheim im Kurfürstentum Hessen-Kassel gründete drei Jahre vor der Okkupation durch das Königreich Preußen 1863. eine eigenständige Volksbank. 30 Jahre später wurde 1893 ein eigenes Bankgebäude gegenüber der St. Elisabethkirche am Kurfürstenplatz bezogen. Die sogenannte Gründerkrise hatte man erfolgreich überlebt. Auch dank des neuen preußischen Genossenschaftsgesetzes von 1868, nachdem alle Mitglieder einer Volksbank nunmehr nur noch mit der sog. Solidarhaft und nicht mehr mit ihrem gesamten Vermögen hafteten. Auch die Wirren der Weltwirtschaftskrise, Inflation, Kriegszeit und Währungsreform wurden gemeistert. 1955 fusionierte man zunächst mit der Volksbank Eschborn und Niederrad und 1970 mit der Frankfurter Volksbank. Seit der Nachkriegszeit betreibt man die Bankgeschäfte im Gebäude an der Ecke Leipziger Straße und Am Weingarten, jetzt als Filiale der Frankfurter Volksbank. Auf dem Grundstück des im Zweiten Weltkrieg zerstörten Bankgebäudes der Bockenheimer Volksbank wurde in der Nachkriegszeit eine große Wohnsiedlung errichtet, die sich vom Elisabethplatz und Kurfürstenplatz bis zur Schloßstraße erstreckt.

### Falkstraße

#### Falkstraße 2

##### Staudt & Voigt
1885 gründete der aus einer Pfarrersfamilie in Sandersleben, heute einem Ortsteil der Stadt Arnstein im Landkreis Mansfeld-Südharz in Sachsen-Anhalt, stammende 28-jährige Heinrich Ferdinand Julius Voigt (* 20. Juli 1857 in Sandersleben; † 10. Februar 1937) mit seinem Geldgeber Jakob Staudt die Firma Staudt & Voigt in Frankfurt, in der Schlesinger Gasse. Hergestellt wurden von dem in Dessau studierten Elektrotechniker Installationsmaterial jeder Art, Hoch- und Niederspannungs-Schaltgeräte und komplette Schaltwarten. In den ersten 2 Jahren beschäftigte die Firma sich überwiegend mit Versuchen und Konstruktionen neuer Apparate, sowie mit Installation von Beleuchtungsanlagen, um die praktische Brauchbarkeit der eigenen Erzeugnisse zu erproben. De wirtschaftliche Erfolg stellte sich nach Markteinführung im Winter 1888 ein, sodass die Arbeiterzahl, die 1886 noch 3, 1887 bereits 8,1888 dann 25 und 1889 schon 90 Mann betrug. Das fertig eingerichtete Fabriklokal musste verlassen werden. Die neue Fabrik wurde 1889 fertig und sofort bezogen.
1890 scheidet Jakob Staudt durch Tod aus und Adolf Haeffner (1862–1947), der Sohn eines Hoteliers, tritt als neuer Teilhaber in die Firma ein, die ab 1. Februar 1891 in die Aktiengesellschaft Voigt & Haeffner umgewandelt wurde. Auch wurde der Firmensitz in den Osten von Frankfurt am Main verlegt. Nach Tod von Heinrich Voigt und Adolf Haeffner gaben die Erben die Aktienanteile hauptsächlich an die Deutsche Bank sowie an die Dresdner Bank ab. Das ehemalige Firmengelände in Bockenheim war vorab bereits an die VDO Adolf Schindling AG verkauft worden.

##### Voigt & Haeffner AG bzw. Prometheus GmbH

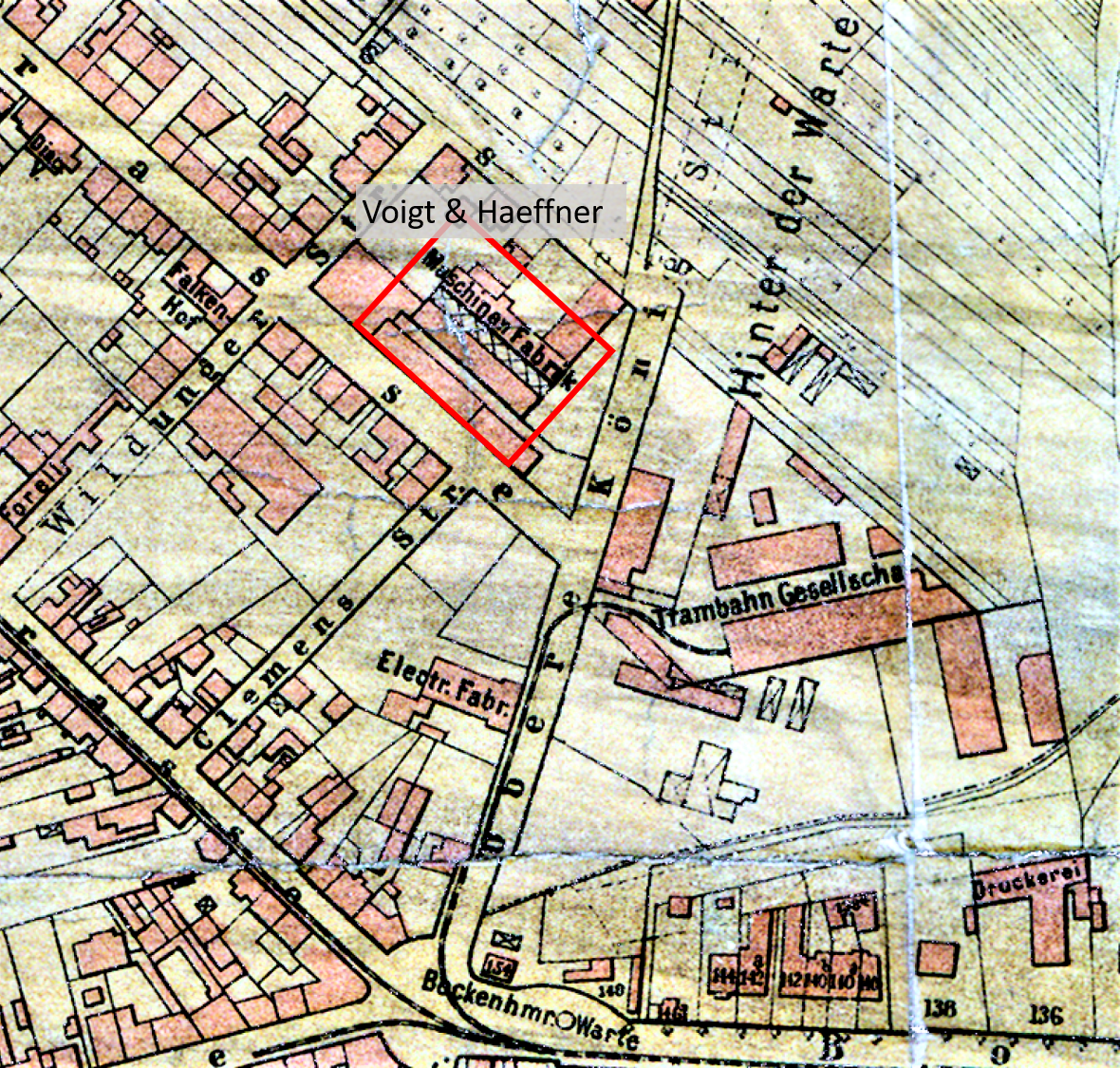
Lage der Firma Voigt & Haeffner in einem alten Stadtplan (Jahr unbekannt)

Heinrich Voigt (1857–1937) gründete 1896 eine Firma für Installationsmaterial jeder Art, Hoch- und Niederspannungs-Schaltgeräte und komplette Schaltwarten. 1889 wurde das Werk von der Frankfurter Innenstadt nach Bockenheim verlegt. Ab 1900 entsteht hieraus die Firma Voigt & Haeffner, die bald viele Mitarbeiter beschäftigt. Daher wird das Werk an den neuen Osthafen verlegt. Fast zeitgleich gründet Heinrich Voigt auch eine „Chemisch-elektrische Fabrik“ in der Falkstraße 2, die Kleingeräte für Endverbraucher herstellte. Das Unternehmen wurde rasch von Voigt & Haeffner übernommen, die das Unternehmen in eine GmbH und dann zeitweise in die Prometheus, Aktiengesellschaft für Elektrische Heizeinrichtungen (früher: Fabrik elektrischer Koch- und Heizapparate) umwandelten. Die Marke „Prometheus“ wurde zum Firmennamen. Weit vor den Bomben des Zweiten Weltkrieges wurde ein Teil der Produktion nach Bad Soden-Salmünster ausgelagert. 1955 wurde für das Unternehmen Prometheus der Produktionsstandort Eschwege erbaut, der im nordhessischen Zonengrenzgebiet lag. 1964 wurde die Mehrheitsbeteiligung der Prometheus Elektrische Geräte und Heizeinrichtungen GmbH (Eschwege), elektrische Haushaltgerätehersteller von Heizgeräten, Bügeleisen und Expresskocher sowie hermetisch gekapselte Kältemaschinen an General Electric (GE) verkauft. In Eschwege waren damals rund 600 Personen beschäftigt. Verkäufer war die Continental Elektroindustrie AG (Düsseldorf), eine Tochter der Deutsche Continental-Gas-Gesellschaft (Düsseldorf). Sie hielt auch die Mehrheit von Voigt & Haeffner. Bereits acht Jahre später, 1972, zieht sich General Electric wieder zurück und verkauft an Stiebel Eltron. Die in Bockenheim geschaffene Marke „Prometheus“ verschwindet vom Markt.

#### Falkstraße 27

##### Rademanns Nährmittelfabrik GmbH
Die Rademanns Nährmittelfabrik GmbH war spezialisiert auf die Herstellung von Diabetikernahrung, wie Nähr-Biscuits und Kindermehl. Das ISG Frankfurt verwahrt den Schriftverkehr der Firma Rademann von 1895 mit der Baupolizei bezüglich der Genehmigung von Bauanträgen mit Briefkopf der Firma Rademann’s Nährmittelfabrik mbH (Bl. 142). Der Geschäftssitz war zeitweise auch in Berlin-Charlottenburg, Kantstraße 35, später verzogen sie nach Bad Homburg vor der Höhe im Taunus. Der Unternehmer und Apotheker Otto Rademann war auch Autor des Buches „Wie nährt sich der Arbeiter?“. Auf Veranlassung des Internisten und Diabetologen Carl von Noorden (1858–1944) stellte die Nährmittelfabrik des Otto Rademann in Bockenheim ein derbes Roggenbrot her, in welchem fünf Prozent Kalk eingebacken war. Grundsätzlich empfahl Carl von Noorden u. a. in seinem 1907 in Berlin veröffentlichten Buch „Die Zuckerkrankheit und ihre Behandlung“ ohne Einschränkung die Produkte der O. Rademanns Nährmittelfabrik für Zuckerkranke, die nach dem Zweiten Weltkrieg zeitweise in die Hanauer Landstraße 175, Frankfurt, umzog. Ebenfalls erfolgreich war seine Methode, Früchte so ohne jeden Zucker einzumachen, dass sie nicht verderben. Die Firma brachte diese „Früchte im eigenen Safte“ erfolgreich in den Handel. Im privaten Diabetes-Museum in München-Pasing, Veldener Straße 136, wird eine farbige Schmuck-Blechschachtel mit Firmenbedruckung für ihr Erzeugnis Diabetiker-Zwieback aufbewahrt. Die Firmenrechte gingen dann an die Rademann-Diätprodukte in Bad Homburg vor der Höhe über. Lange Zeit führte eine Reformhauskette noch die diätischen Rademann-Fruchtbonbons in ihrem Verkaufsprogramm.

##### Vereins- und Gemeindehaus Falkenhof
Die historische Erstbebauung erfolgte mit dem Vereins- und Gemeindehaus des Evangelisch Kirchlichen Hilfsvereins Frankfurt-Bockenheim, genannt Falkenhof, in der Falkstraße mit seinem zeitgemäßen Dachreiter durch den Stifter Emil Moritz von Bernus (1843–1913) nebst seiner Ehefrau Helen Trench, aus dem Hause Ashtown (* 1853 in Carlow, Irland; † 1934). Emil Moritz von Bernus war einer der Söhne des Jakob Emil von Bernus (1805–1851) und der Susanne Berta Grunelius (1808–1877). Beide Elternteile stammten aus wohlhabenden Frankfurter Kaufmanns- und Bankierfamilien mit Migrationshintergrund.
Emil Moritz’ elf Jahre älterer Bruder, Bankier Andreas Ludwig (Louis) von Bernus (1832–1913), war mit Bettina von Guaita verheiratet, die ebenfalls zum maßgeblichen oberen Bürgertum Frankfurts gehörte. Am 27. Januar 1912 wurde sein Bruder Andreas Ludwig vom deutschen Kaiser Wilhelm II. in den Adelsstand erhoben und somit zum Gründer der preußischen Linie derer von Bernus, die bereits 1863 vom österreichischen Kaiser Franz Joseph I. nobilitiert worden waren. Andreas Ludwig (Louis) erbte von seiner Mutter Susanne Berta das Bockenheimer Schloss, später Bernus-Schlösschen genannt, und verfestigte damit die spätere örtliche Verbundenheit Emil Moritz zu Bockenheim. Bruder Andreas Ludwig starb am 5. Oktober 1913 mit 81 Jahren, fünf Monate nach dem Tod seines Bruders Emil Moritz. Das Bockenheimer Schlösschen erbte sein Sohn Alexander von Bernus, einst Landrat des Kreises Ruppin der preußischen Provinz Brandenburg.
Emil Moritz, der spätere Bauherr des Vereinshauses Falkenhof, war sehr vermögend und theologisch gebildet, sowie ein Anhänger des Schweizers Evangelisten Elias Schrenk (1831–1913). Er wurde maßgeblich geprägt von einem langjährigen Aufenthalt im Königreich England zwecks theologischer Studien. Er lebte in einer europäischen Epoche des Antikatholizismus, dessen Auswirkungen zum Beispiel in England und Irland bestehende katholische Bindungen aufheben wollte, oder auch im säkularen Frankreich, welches damals zur Verfolgung und Deportation französische katholischer Priester aufrief und im neuen Deutschen Kaiser Bismarckscher Prägung mit seinem Kulturkampf und Katholikengesetzen. Intensiv wurde sein Kontakt zu Reverend Frederic FitzJohn Trench (1808–1859) und seiner Familie, Mitglied der protestantischen Brüderbewegung im überwiegend katholischen Irland.
Nach seiner Hochzeit kehrte 1874 Emil Moritz mit seiner Ehefrau in das 1871 neu gegründete Deutsche Kaiserreich mit seinem dominant protestantisch geprägten Königreich Preußen in seine Geburtsstadt, der lutherisch geprägten ehemaligen Freien Reichsstadt Frankfurt am Main, zurück. Hier war er über die kirchlichen Verhältnisse in Frankfurt anno 1874 so bestürzt, dass er einen Verein gründete, dessen Ziel die Predigt des Evangeliums ohne die konfessionelle Bindung an lutherische oder reformierte Glaubenssätze war. Der wohlhabende Emil Moritz wurde mit anderen vermögenden Gleichgesinnten zum Initiator und Mitgründer des Evangelisch Kirchlichen Hilfsvereins Frankfurt am Main als Teil der vielerorts gegründeten kaisernahen privaten Unterstützungsvereine der evangelischen Kirche. Diese sogenannten Hilfsvereine wollten sich aber nicht der Evangelischen Kirchenorganisation unterordnen. Durch das starke Bevölkerungswachstum der teilweise katholischen Arbeiterschaft aus dem Umland nach Bockenheim, sollte der Evangelisch Kirchliche Hilfsverein Frankfurt am Main einer „seelischen Verwahrlosung“ und wohl auch politischen Radikalisierung durch die Begleitumstände der Industrialisierung entgegenwirken. Hier wirkten seine Ansicht und Erfahrung aus dem katholischen Irland nach.
Emil Moritz Bernus ließ 1883 die Christuskirche im Frankfurter Westend vor den Toren der noch selbständigen Stadt Bockenheim aus seinem Vermögen errichten. Wenig später wurde das Vereins- und Gemeindehaus Falkenhof in der Bockenheimer Falkstraße errichtet. Er betrachtete sie quasi als Eigenkirche und behielt sich auch das alleinige Recht der Berufung des Predigers vor. Auch hatte die Christuskirche als Freikirche keinen Kirchenbezirk, da sie sich nicht in die vorhandene protestantischen Kirchenorganisation einfügen wollte.
Seine für ihn sehr erfolgreiche Arbeit im Westend und in Bockenheim, veranlasste Emil Moritz Bernus, 1902 auch im Nordend eine Kirche zu bauen, die Immanuelskirche (heutige Epiphaniaskirche) und ein dazu gehörendes Vereinshaus, den Eschenhof in der Nibelungenallee analog dem Falkenhof in Bockenheim.
Daneben war Emil Moritz Bernus auch 1885 Mitstifter und Mitgründer des Vereins Frankfurter Buerger 'Verein für die Einrichtung deutsch-evangelischer Gottesdienste in Kurorten (in Italien)’, damit dort vermögenden deutsche protestantischen Wintertouristen im katholischen Italien mittels möglichen Kirchbesuch seelisch versorgt werden konnten, analog den vermögenden englischen nicht katholischen Reisenden. Bernus ließ am 24. Dezember 1899 die heute noch existierende Deutsche Evangelische Kirche auf Capri einweihen. Schließlich war ihr Einfluss und Vermögen göttlicher protestantischer Wille.
Nach dem Tod des kinderlos gebliebenen Stifters Emil Moritz von Bernus 1913 im Alter von 70 Jahren und nach dem Ende des Ersten Weltkriegs, wurde der Falkenhof nach nur 30-jährigem Bestand verkauft, umgebaut und später als Betriebsgebäude der expandierenden Firma Hartmann & Braun AG benutzt. Nach Bombentreffer im Zweiten Weltkrieg wurde die Ruine verändert wieder aufgebaut. Nach vollständiger Räumung des Betriebsgeländes der Hartmann & Braun AG wurde auch diese Bebauung gänzlich niedergelegt. Ende des 20. Jahrhunderts erfolgte eine Wohnblockbebauung einschließlich einer Mehrfamilienhaus-Bebauung des dortigen Hinterhofes.
An den ehemaligen Falkenhof in Bockenheim erinnern heute nur noch ein antiquarisch gehandeltes Foto, sowie der von ihm gegründete Evangelisch Kirchlichen Hilfsvereins Frankfurt am Main nebst dem Stiftungsvermögen, die im Zweiten Weltkrieg zerbombte und verändert wiederaufgebaute Christus-Immanuiel-Kirche nebst lebendiger Kirchengemeinde sowie u. a. Literaturvermerke in Büchern, wie
- An den Rändern: theologische Lernprozesse mit Yorick Spiegel; Festschrift zum 70. Geburtstag, Ilona Nord; LIT Verlag Münster, 2005, Seite 35 ff;
- Das Reich Gottes in Deutschland bauen von Jörg Ohlemacher, Vandenhoeck & Ruprecht, Göttingen.

Seine in Irland geborene Ehefrau Helen (1853–1934), nannte sich nach dessen Tod zeitgemäß wie die Kaiserwitwe Friedrich Frau Moritz Bernus und zählte zu den Gründerinnen des Vorläufervereins für internationale Jugendarbeit. Sie finanzierte mit anderen wohlhabenden Frauen in Frankfurt ein erstes Wohnheim „Heimat für Mädchen“ in der Taunusstraße 9 und wird heute noch ehrend erwähnt.
Neben seinem repräsentativen Stadtwohnsitz in der Taunusanlage 4, heute Sitz der Bundesbank-Zweigstelle Hessen, ließ sich Stifter Emil Moritz Bernus 1892 in Falkenstein bei Königstein, Reichenbachweg 24a, das große Landhaus Schardau im damals modischen englischen Landhausstil von dem bekannten dänischen Schwiegersohn Aage von Kauffmann seines Bruders Andreas Ludwig (Louis) von Bernus (1832–1913) erbauen, dessen denkmalgeschütztes Pförtnerhaus sich bis heute erhalten hat.
Emil Moritz von Bernus und seine Ehefrau Helen wurden auf dem Hauptfriedhof der Stadt Frankfurt beigesetzt. Es wurde zum Ehrengrab der Stadt erklärt. Seine von ihm gestifteten Vereins- und Gemeindehäuser des Evangelisch Kirchlichen Hilfsvereins, der Falkenhof in Bockenheim und der Eschenhof im Nordend, sind vollständig verschwunden. Einzig die nach dem Zweiten Weltkrieg teilweise wiederaufgebaute Christuskirche und seine Stiftung zeugen heute noch vom Bauherr und Stifter des untergegangenen Vereins- und Gemeindehaus „Falkenhof“ in der Falkstraße.

#### Falkstraße 35

##### Diakonissenheim
Am 1. Februar 1876 wurde der Bockenheimer Diakonissenverein gegründet und 1890/91 das Diakonissenheim als dreistöckiger Backsteinbau mit fünf ausgebauten Mansardenzimmern errichtet. Im ersten und zweiten Stock befanden sich 20 Krankenbetten, wobei nur die Zimmer der ersten Klasse einen eigenen Waschtisch hatten, die der zweiten Klasse teilten sich jeweils einen Waschtisch am Flurende. Für die Diakonissen waren die fünf Mansardenzimmer vorgesehen. Vor der Einweihung des Hauses wurden das vollständige Fehlen einer Heiz- und Gasversorgung bemerkt. Der Bockenheimer Unternehmer und Mitglied des Vorstands des Bockenheimer Diakonissenvereins Julius Wurmbach spendete Öfen und deren Einbau.

##### Altenwohnanlage
Neubebauung 1981, als Teil einer Altenwohnanlage und eines Sozialzentrums des Frankfurter Verbands im Bereich Falkstraße und Am Weingarten. Sie ersetzte das Diakonissenheim sowie das St. Markuskrankenhaus nach dessen Umzug in den Neubau in die Wilhelm-Epstein-Straße nach Ginnheim.

#### Falkstraße 72-74

##### Restaurant Weinhaus Falkenberg
Philipp Gaul eröffnete das Restaurant Weinhaus Falkenberg in der Falkstraße 72-74. Laut ISG Frankfurt hatten Philipp und Mina Gaul 1931–1933 auch eine Wirtschaftserlaubnis bzw. Konzession zum Kleinhandel mit Spirituosen für einen Weinkeller mit Verkaufsraum für die Seilerstraße 25, Ecke Klapperfeldstraße und für die Stiftstraße 30. Das Restaurant Weinhaus Falkenberg stand auf einem Teil des ehemaligen Betriebsgeländes der Firma Oel Heinrich Rudolph in unmittelbarer Nachbarschaft des den Krieg überdauerten Wohn- und Geschäftshauses Rudolphs. Der vom Geschäftsinhaber Philipp Gaul gewählte Lokalname Restaurant 'Weinhaus Falkenberg' war u. a. eine Hommage an die damals, besonders in der Kaiserzeit, deutschlandweit berühmte Weinabteilung im Ratskeller im Roten Rathaus in Berlin-Mitte, Inhaber Heinrich Falkenberg. 1929 wurden 60 Jahre Berliner Ratskeller (1862–1929) mit einer Jubiläumsschrift gefeiert, in der seine Ursprünge und seine Geschichte dargestellt wurden. Im Berliner Bezirk Charlottenburg-Wilmersdorf, Berliner Straße 150, betrieb auch um 1905 ein Eduard Falkenberg sein 'Restaurant Falkenberg'. In Frankfurt, gegenüber der Falkstraße 71, befindet sich, auch heute noch, das 1876 errichtete Gebäude der Franckeschule.
Nach dem Zweiten Weltkrieg wurde die durch Fliegerbomben beschädigte Immobilie des Weinhauses Falkenberg verändert als Bürogebäude wiederaufgebaut.

#### Falkstraße 82a

##### Oel-Industrie Heinrich Rudolph
Heinrich Rudolph gründete 1894 die Firma Oel-Industrie Heinrich Rudolph für Schmierstoffe aller Art. Dieser Mineralgroßhandel mit Niederlassung in Hamburg räumte später dieses Betriebsgelände und zog nach Frankfurt-Fechenheim, Sontraer Straße. Grund und Boden wurden dann überwiegend mit Wohngebäuden entlang der Falk-, Markgrafen- und Sophienstraße bebaut. Das auf dem Briefkopf im Vordergrund skizzierte Wohn- und Geschäftshaus mit dem markanten Fassadenteil eines Fenstererkers als Schmuck- und Gliederungselement in der Falkstraße hat den Zweiten Weltkrieg überdauert, wurde saniert und ist aktuell bewohnt. Laut beim ISG Frankfurt aufbewahrter Rechnung vom 20. Juni 1949 betrieben in diesem Haus später die Gebrüder Ruths eine Großhandlung für Wasch- und Putzmittel, Toilettenartikel und Bürstenwaren.
Im Hintergrund links auf der Zeichnung des Briefkopfes wurde der später niedergelegte Bockenheimer Wasserturm auf der Ginnheimer Höhe dargestellt. Er wurde als Überlaufbehälter von der damals noch selbständigen Stadt Bockenheim zur Gewährleistung des Wasserdrucks errichtet. Schräg gegenüber auf der Falkstraße 71 wurde 1876 die Falkschule, später in Franckeschule umbenannt, erbaut.

### Franklinstraße
Der Straßenname ehrt Benjamin Franklin (1706–1790), nordamerikanischer Verleger, Beamter (im Dienste der britischen Krone), Politiker, Schriftsteller, Naturwissen-schaftler, Erfinder, Naturphilosoph und Freimaurer. Seine bekannteste Erfindung ist der Blitzableiter. In der benachbarten Voltastraße befindet sich ein ehemaliger, jetzt denkmalgeschützter Kraftwerksbau. Im Viertel sind weitere Straßen nach Elektrizitätsforschern benannt.

#### Franklinstraße 44

##### Evangelische Kindergartenstätte Sternschnuppe
Der Evangelische Regionalverband Frankfurt und Offenbach stellt hier die Evangelische Kindergartenstätte Sternschnuppe für die Betreuung von 82 Kindern im Alter von drei bis zwölf Jahren in zwei Kindergarten- und zwei Hortgruppen.

#### Franklinstraße 65

##### Radisson SAS Hotel Frankfurt „Blue Heaven“

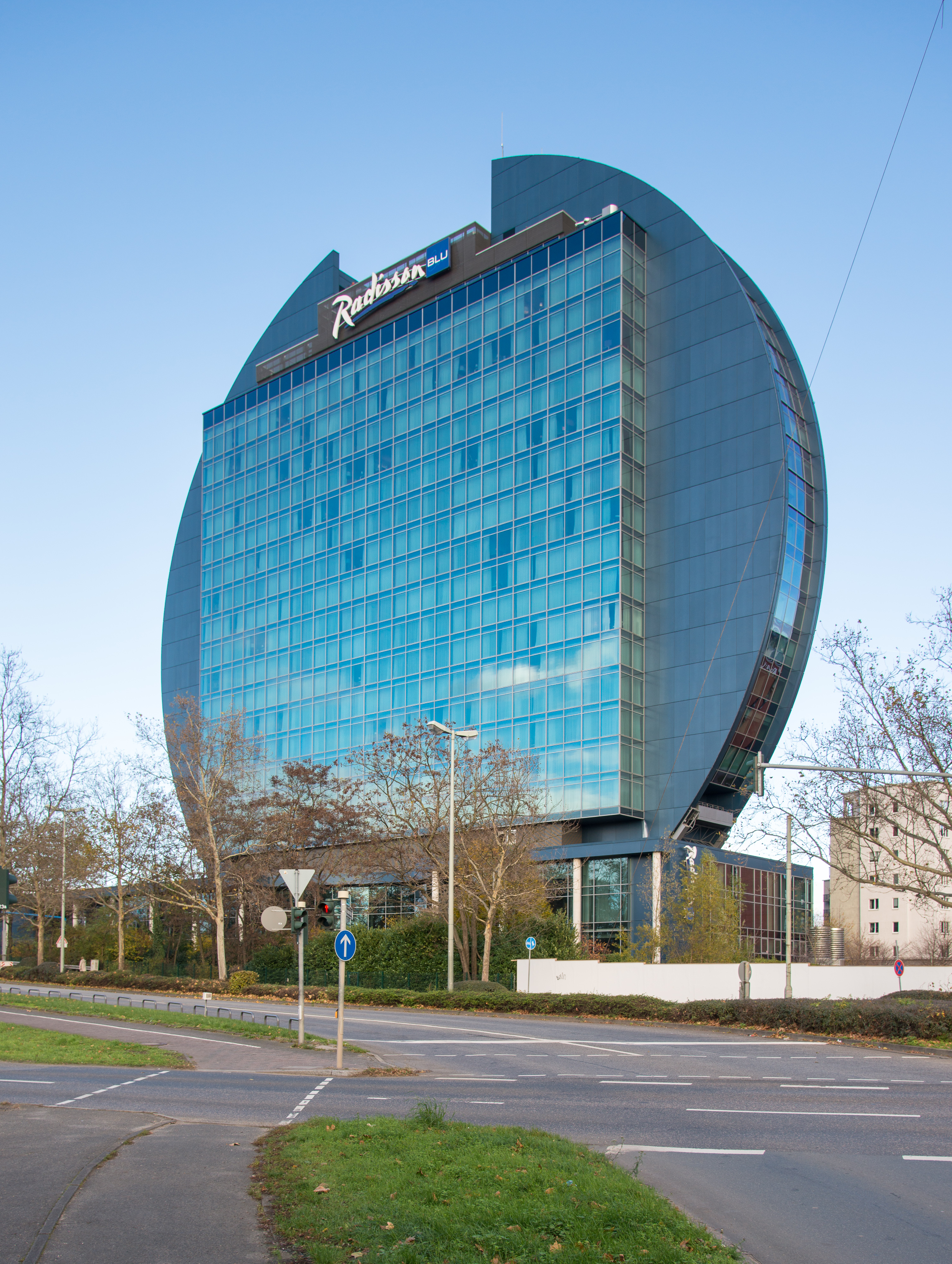
Radisson Blu Hotel (2013)

2005 eröffnete in Frankfurt ein in Europa einzigartiges scheibenförmiges Hotel. Seine bemerkenswerte Struktur und seine vollständig aus Glas bestehende Fassade wurden von dem auf die Gestaltung von Hotels und Resorts spezialisierten Londoner Star-Architekten John Seifert entworfen, der seinen spektakulären Entwurf selbst Blue Heaven nannte. Die Fassade ist in einem dezenten Blauton gehalten, das Sockelgeschoss an die umliegende Bebauung angepasst. Der Bau steht in Nachbarschaft zur ehemaligen Zentrale der AC Nielsen Deutschland, Ludwig-Landmann-Straße 405. Der Hotelbetreiber war mehrheitlich die skandinavische SAS Group, Muttergesellschaft von SAS Scandinavian Airlines, und firmierte unter dem Namen Radisson SAS. Das 20-geschossige Radisson SAS Hotel Frankfurt wurde von 2003 bis 2005 erbaut. Das Vier-Sterne-Haus mit 440 Zimmern wurde im Herbst 2005 eröffnet. Radisson SAS hatte einen mindestens 20 Jahre laufenden Betreibervertrag abgeschlossen. Das Investitionsvolumen betrug 110 Mio. EUR. Das Vier-Sterne-Hotel Blue Heaven wurde für rund 130 Mio. EUR von einer zehnköpfigen dänischen Investorengruppe übernommen. Bauherr und Verkäufer war die Hochtief Projektentwicklung GmbH. Die Investition wurde über Einlagen in eine von der Kopenhagener Investmentgesellschaft Keops A/S für diese Immobilie gegründeten Beteiligungsgesellschaft getätigt. Für das erste Jahr erwarteten die Investoren einen Ertrag von etwa 6 %. Später wechselte die Immobilie zu einem norwegischen Investor.
Große wirtschaftliche Verluste zwangen die SAS Group zur massiven Reorganisation und führten 2006 zur frühzeitigen vollständigen Übernahme des Betreibervertrages durch den US-Minderheitsmiteigentümer Carlson Companies unter dem Namen Rezidor (Rezidor Hotel Group). Im Februar 2009 wurden die Namen Radisson Hotel Group (für den Betreiber) und Radisson Blu (für die Hotels) etabliert.
Die Radisson Hospitality, Inc. (im Außenauftritt Radisson Hotel Group, vorher Carlson Rezidor Hotel Group) ist eine große international agierende US-Hotelkette mit Sitz in Minnetonka, Vereinigte Staaten. 2017 waren die Modernisierungs- und Sanierungsarbeiten im Radisson Blu Hotel Frankfurt und damit eine Vorzeigeinvestition für weitere Radisson Blu Hotels weltweit abgeschlossen. Ende 2018 wurde die Radisson Hotel Group zunächst vom chinesischen Mischkonzern HNA, dann wenig später vom chinesischen staatseigenen Tourismus- und Hotelkonzern Jin Jiang International übernommen. Die EU-Kommission genehmigte 2019 die Übernahme.

### Frauenlobstraße

#### Frauenlobstraße 1

##### Villa Cahn

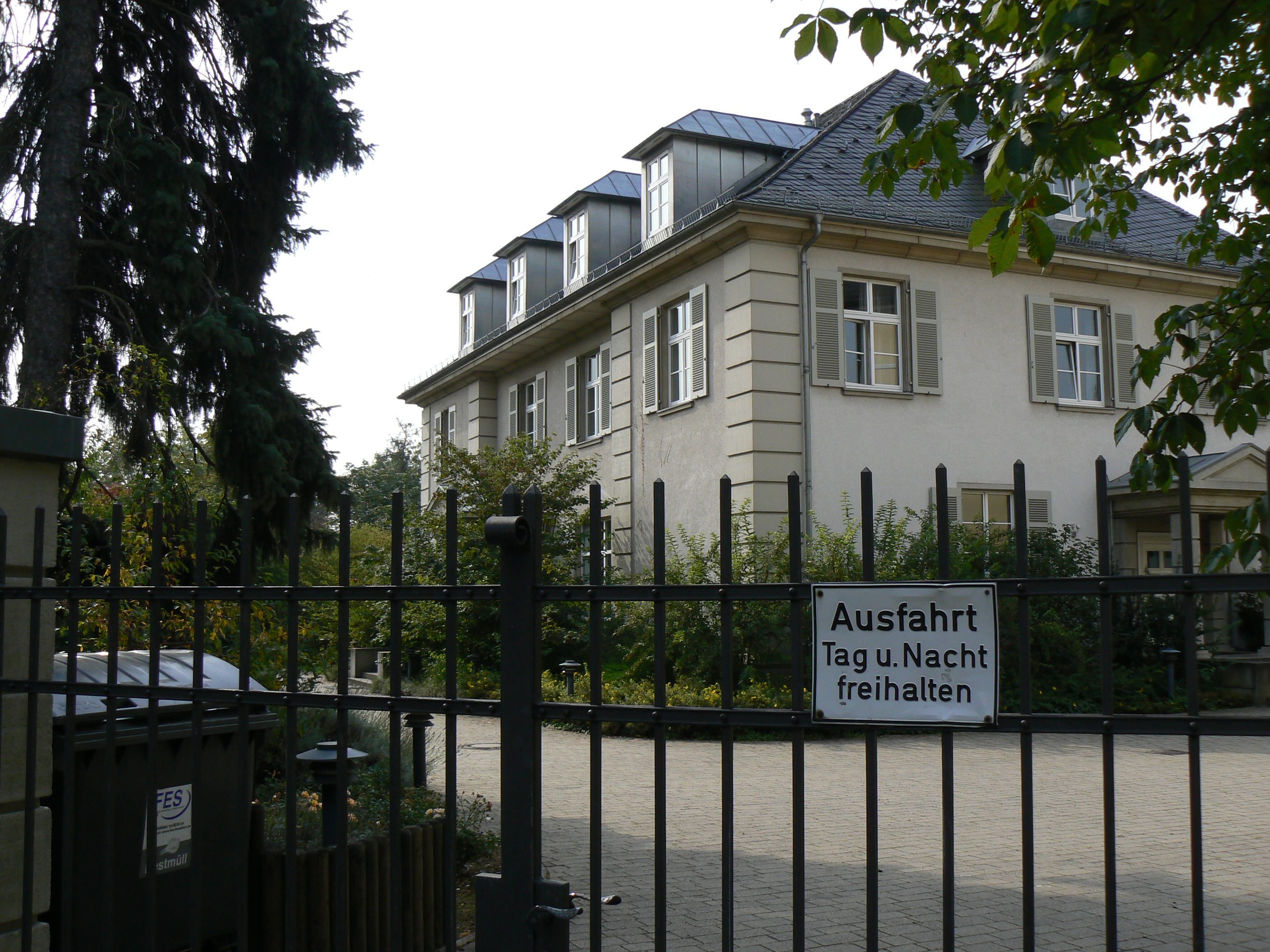
Villa Cahn (2007)

Die Villa Cahn wurde 1928/29 durch den Architekten Willi Cahn (1889–1960) erbaut, der unter anderem auch das 1929/30 erbaute 4.000 m² große neue Funkhaus im Bauhaus-Stil der Frankfurter Rundfunkgesellschaft in der Eschersheimer Landstraße 33 entwarf. Der damalige neuartige große Sendesaal war nach dem Krieg eine der zwei nicht zerbombten Konzertsäle der Stadt des ansonsten stark zerstörten Gebäudes und dient heute noch der Musikhochschule mit seiner Kapazität für 350 Zuhörer als Veranstaltungsräum-lichkeit.
Eigentümer der Villa Cahn war bis Kriegsende ein hoher Repräsentant des I.G.-Farben-Konzerns. Auch diese Villa wurde nach Kriegsende von der US-Army beschlagnahmt und diente als Residenz hoher US-Militärs. Nach Abzug der Amerikaner wurde zunächst die Bundesrepublik, dann das Land Hessen Eigentümer der Immobilie, die es der Stiftung IBZ Internationales Begegnungszentrum für 50 Jahre unentgeltlich überließ. Bis 1993 ließ die Stiftung das Anwesen für über 8 Millionen DM nach ihren Bedürfnissen entkernen und modernisieren.
Heute wird es als Gästehaus II der Goethe-Universität genutzt. Sie ist durch einen weiträumigen Stiftungspark mit der ebenfalls aufwendig sanierten ehemaligen Villa Hauck, dem Gästehaus I, in der Ditmarstraße 4 verbunden. (Siehe hierzu www2.uni-frankfurt.de/38294572/geschichte).

#### Frauenlobstraße 2

##### Sophia-Kirche

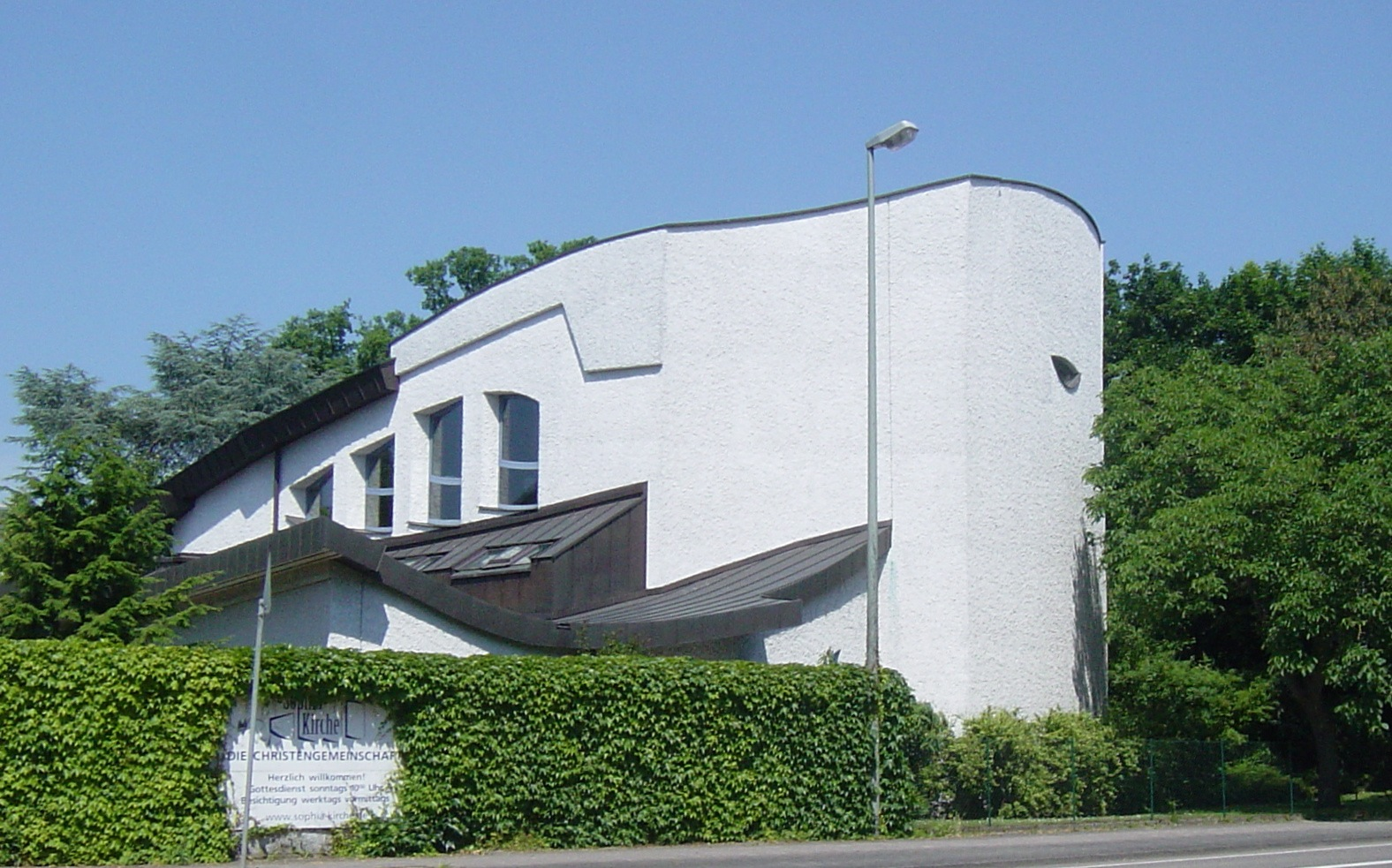
Sophia-Kirche (2013)

Die von dem Architekten Nikolaus Ruff (1934–2002) entworfene moderne Sophia-Kirche wurde von der Frankfurter Gemeinde Die Christengemeinschaft – gebaut und im Jahr 2001 eingeweiht.

#### Frauenlobstraße 13

##### Villa Bär

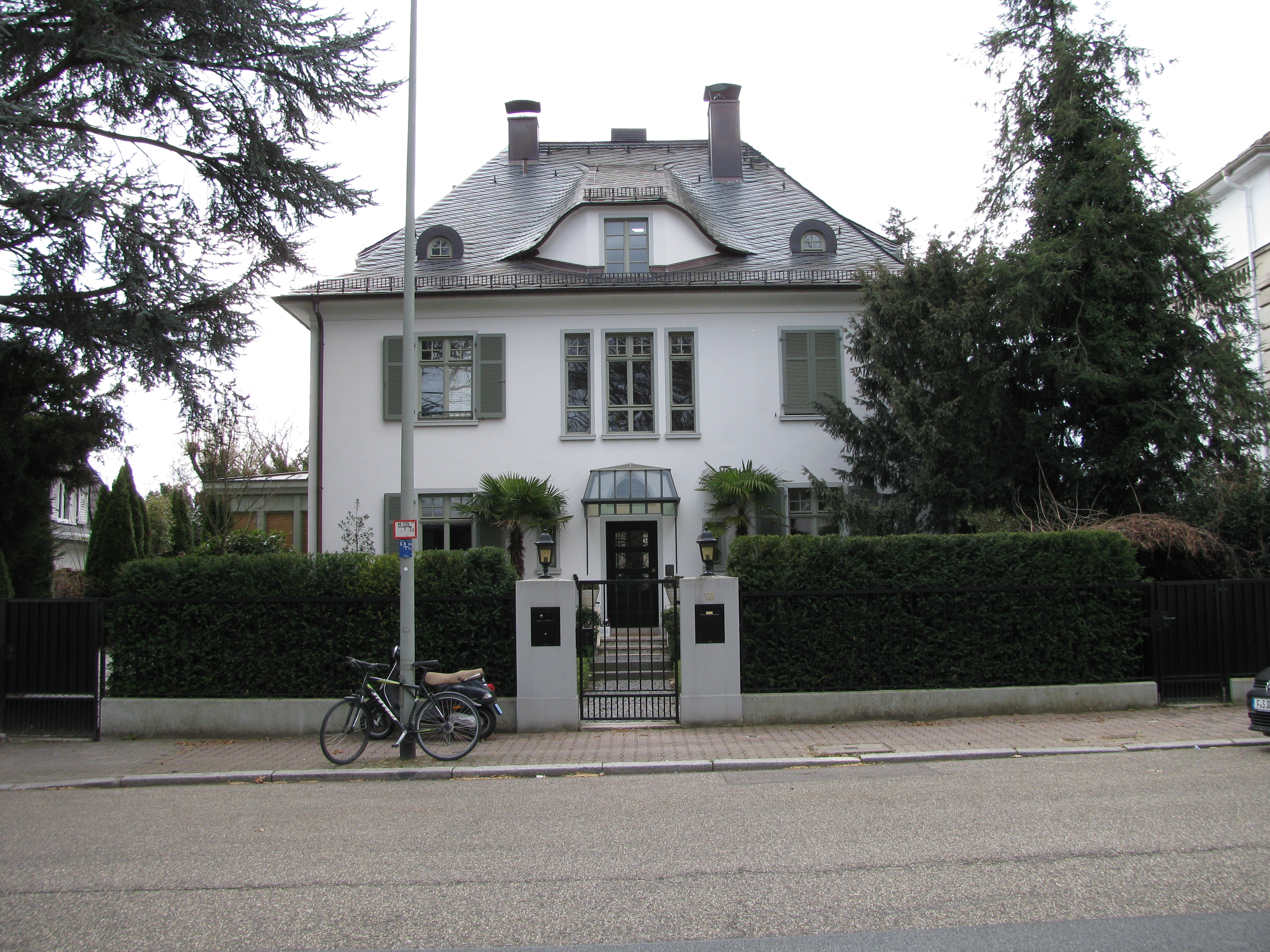
Villa Bär (2021)

Villa der Eheleute Karl S. Bär (1886–1968) und Gretel Bär geb. Kuch (* 1900). Beide flohen 1937 vor den Nazis und lebten ab 1941 in den USA.

#### Frauenlobstraße 22

##### Verlag Vittorio Klostermann

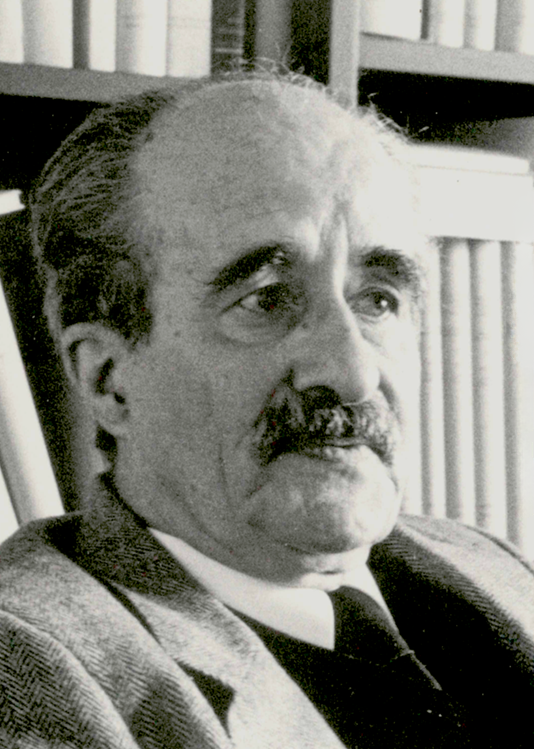
Vittorio Klostermann (1975)

Der Verlag Vittorio Klostermann GmbH, gegründet von Vittorio Klostermann (1901–1977), war ein anerkannter wissenschaftlicher Kleinverlag mit Schwerpunkt Geisteswissenschaften, insbesondere Philosophie, in der Frauenlobstraße 22. Klostermann war in der Nachkriegszeit Mitgründer der Deutschen Bibliothek in Frankfurt, der Frankfurter Buchmesse und zeitweise Vorsitzender des Börsenvereins des Deutschen Buchhandels. Das bekannteste Verlagsprojekt war die 1975 begonnene Martin-Heidegger-Gesamtausgabe, von der 95 der auf 102 Bände veranschlagten Ausgabe bis zum Jahr 2019 erschienen sind.
Der Sitz des Unternehmens wurde von der Frauenlobstraße 22 in Bockenheim in die Westerbachstraße 47 in Rödelheim verlegt.

### Friedrich-Wilhelm-von-Steuben-Straße
Die Straße ist nach dem preußischen Offizier und US-amerikanischen General Friedrich Wilhelm von Steuben benannt.

#### Friedrich-Wilhelm-von-Steuben-Straße 2
Lebenshilfe-Gebäude, welches seit 1964 besteht.

#### Friedrich-Wilhelm-von-Steuben-Straße 4
Ein Kindergarten für 30 Kinder in drei Gruppen mit sechs integrativen Kindern von ein bis drei Jahren.

### Friesengasse

#### Friesengasse 3

##### Restaurant Gargantua
Von 1984 bis 1993 betrieb hier Klaus Trebes (1947–2011), der 68er Frankfurter Philosophie- und Jurastudent mit Erstem Staatsexamen, Kabarettist, erfolgreicher Kochbuchautor und begnadeter Koch, im kleinen Erdgeschoss in der Friesengasse 3 sein Restaurant, benannt nach dem Riesen Gargantua des französischen Schriftstellers François Rabelais, dem er einen übermäßigen Hunger und einen ungeheuren Durst zugeschrieben hatte. Rasch verbreitete sich der exzellente Ruf seiner Kochkunst über den Alt-68-Freundeskreis und über den Stadtteil hinaus.
1993 zog er mit Ehefrau in das größere Erdgeschoss eines 1902 gebauten vornehmen Mietshauses Liebigstraße 47/Ecke Feldbergstraße um. Ein Jahr vor seinem plötzlichen Tod übersiedelte das Gargantua 2010 letztmals in die Liegenschaft Frankfurter Welle, unweit der Frankfurter Alten Oper. 2013 wurde es geschlossen.
Am ursprünglichen Gründungsort in der Friesengasse 3 wird im Erdgeschoss ein spanisch-galicisches Tapas-Restaurant namens Galicia betrieben.

### Fritzlarer Straße
Der Name Fritzlarer Straße in Bockenheim erinnert an die Eingliederung der Stadt Fritzlar 1803 in das Kurfürstentum Hessen-Kassel nach jahrhundertelanger Zugehörigkeit der Stadt zum Erzbistum Mainz.

#### Fritzlarer Straße 18

##### Besetztes MehrfamilienhausDie Fritze
Im Verlauf der Suche nach und des Kampfes um bezahlbaren Wohnraum, entdeckte eine Gruppe von Erwachsenen in der Fritzlarer Straße 18 ein um 1900 erbautes, vierstöckiges, sanierungsbedürftiges Mehrfamilienwohnhaus, in dem die ältere Hauseigentümerin drei Wohnungen bereits längere Zeit nicht vermietete und verrotten ließ. 1991 begann diese Gruppe mit einer von der Presse begleiteten Hausbesetzung, und das Gebäude wurde zu einem der ersten selbstverwalteten Wohnhäuser Frankfurts. Mit der Hausbesetzung starteten natürlich auch vielfältige gruppendynamische Prozesse, verbunden mit Austausch bzw. Wechsel der Gruppenmitglieder. Zwingend notwendige Arbeiten an der insgesamt 630 m² großen Wohnfläche des Wohnhauses auf dem 252 m² großen Grundstück stellten nicht nur kommunikative und handwerkliche, sondern auch finanzielle Ansprüche. Das Wohnprojekt bekam als Die Fritze in Frankfurt einen politischen Ruf mit entsprechenden Verdachtsmerkmalen im staatlichen Ordnungs- und Sicherheitsapparat. 2002 hatte sich die Gruppe teilweise konsolidiert und gründete als rechtlichen Rahmen die Hausprojekt Fritze GmbH zur sozialgebundenen Vermietung und Verwaltung in Selbstorganisation, die das Haus kaufte.

#### Fritzlarer Straße 28

##### Autohaus Gebr. Rychetsky

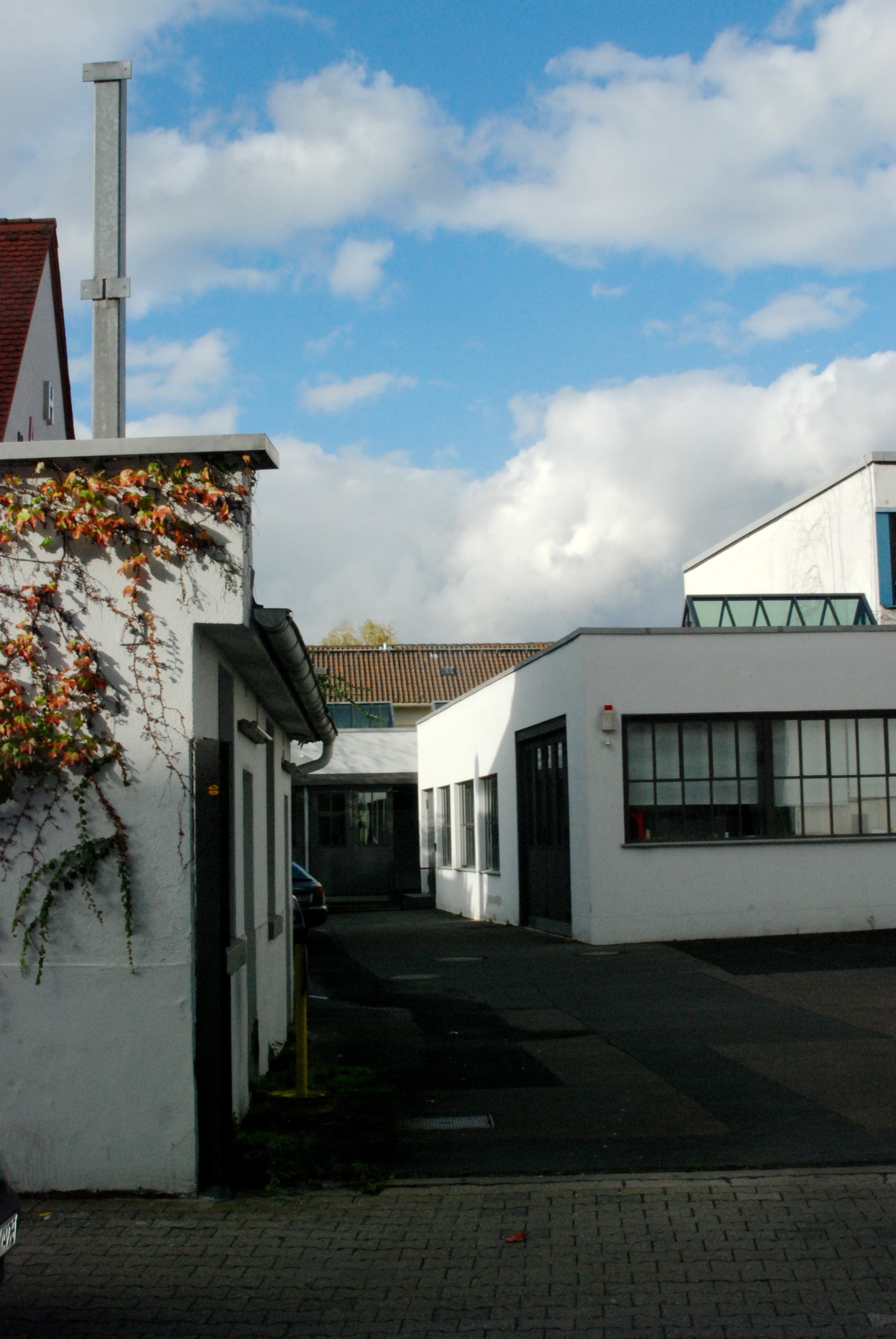
Fritzlarer Str. 28 (2013)

In der Fritzlarer Straße 28 betrieb von 1927 bis 2003 das Autohaus Gebr. Rychetsky eine Mercedes-Vertragswerkstatt inklusiv Hebebühnen, Gruben und Waschanlage. Laut ISG Frankfurt feierte das Unternehmen 1967 sein 40-jähriges, bzw. 1977 sein 50-jähriges Betriebsjubiläum. Die Änderung der Mercedes-Benz-Vertriebspolitik mit Kündigung des Vertragswerkstattstatusses führte letztlich zur Geschäftsaufgabe.
Seit 2004 arbeitete hier das Designbüro Heine/Lenz/Zizka, später als HLZ Communication GmbH als Agentur für visuelle Kommunikation, Pressearbeit und Public Relations.
Danach wurde das Gelände nebst Nachbargrundstücken gekauft und die alte Bebauung niederlegt. Der Investor errichtet hier ein Neubauobjekt mit 33 Wohneinheiten nebst Innenhof.

### Gabriel-Riesser-Weg
Der Gabriel-Riesser-Weg – nördlich des Bockenheimer Depots, westlich der Dondorfschen Druckerei, zwischen Gräf- und Sophienstraße gelegen und etwa 200 Meter lang – ist eine öffentlich begehbare, mit einer Schranke gesicherte Privatstraße.

#### Gabriel-Riesser-Weg 12–14

##### Wohnen am Depot
Siehe unter Gräfstraße 94!

### Galvanistraße

#### Galvanistraße 22-24

##### Arbeitersiedlung der ABG Frankfurt Holding von 1910
Mit dem Widerstand zahlreicher damaliger Mieter in der 1910 errichteten sogenannten Arbeitersiedlung des städtischen Wohnungsbaukonzerns ABG Frankfurt Holding in der Volta-, Galvani- und Ohmstraße entbrannte ein durch den Filmemacher Martin Keßler auch filmisch dokumentierter Häuserkampf in Bockenheim-Süd. Im April 2002 wurde der erste Häuserblock niedergelegt, bald darauf die gesamte Arbeitersiedlung abgerissen. Unter Leitung des Architekten Stefan Forster wurde eine Flachbau-Wohnanlage errichtet (Adressen: Galvanistraße 22-24, Ohmstraße 29-37 und Voltastraße 38-50), die laut Architekturbüro an die Tradition der großen Wiener Wohnhöfe erinnern wollte. Die Bebauung folgte grob dem Grundriss der alten Arbeitersiedlung, jedoch mit Verschluss des Zugangs zum einstmals großen und mit alten Bäumen bestückten Innenhof zwischen den Wohnhäusern und mit Verkleinerung der begrünten Fläche.

#### Galvanistraße 23

##### GESWA Versandhaus GmbH
Siehe den Eintrag in der Ohmstraße 48

### Ginnheimer Landstraße

#### Ginnheimer Landstraße 1

##### Metallkapselfabrik Bruch & Co.

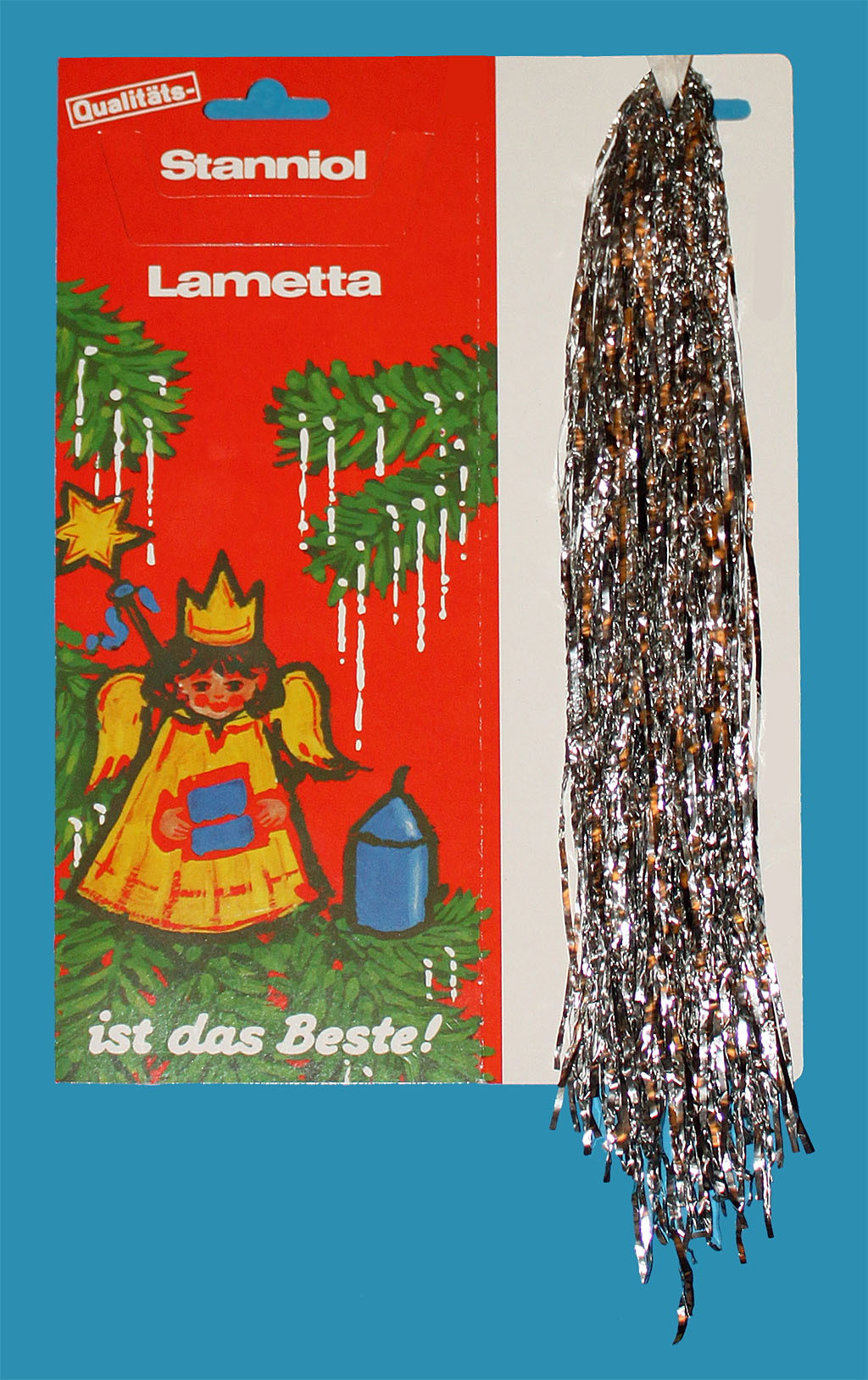
Stanniol – Lametta
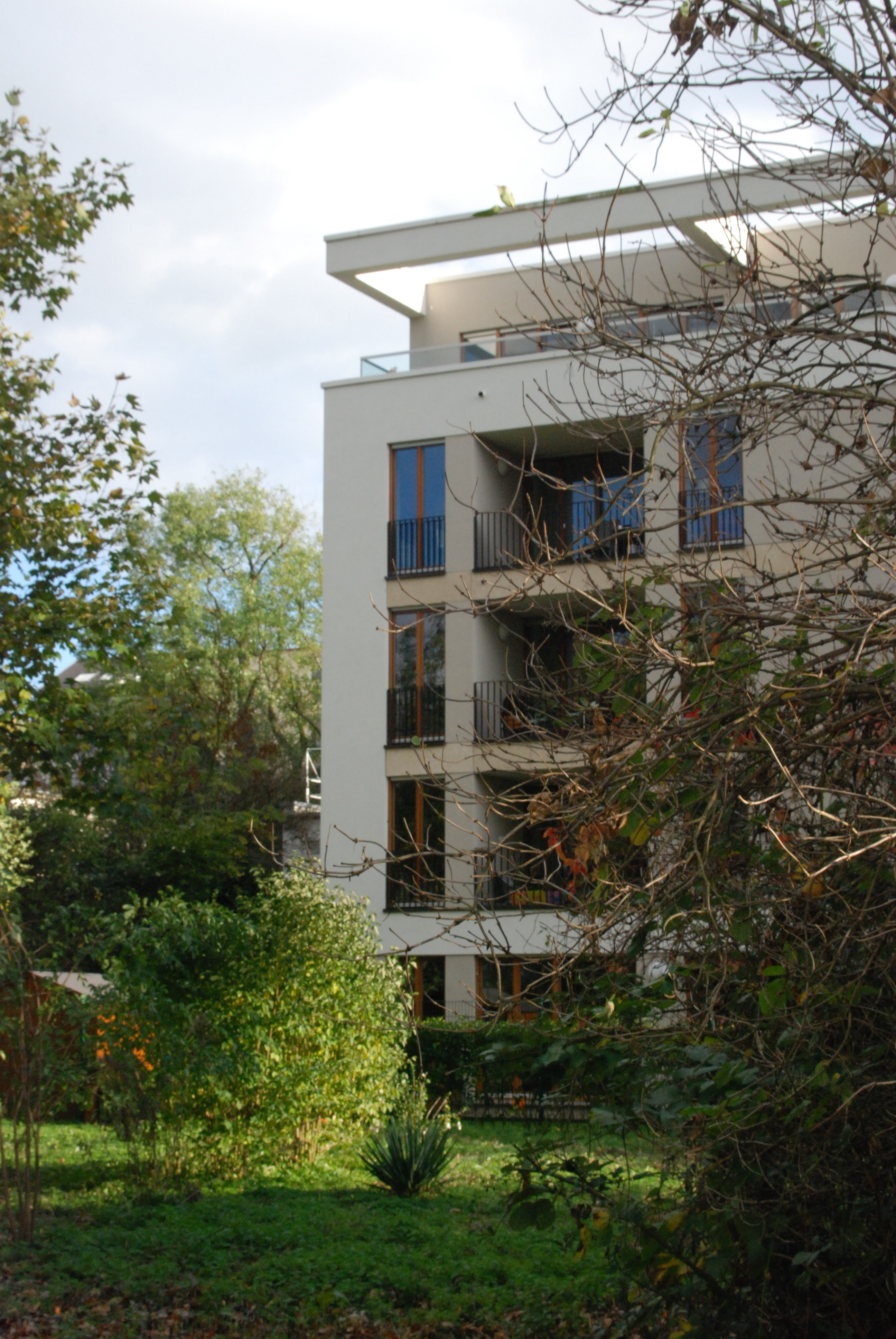
aktuelle Bebauung Ginnheimer Landstr. 1

1886 wurde die Metallkapselfabrik Bruch & Co. in der Ginnheimer Landstraße 1 der Unternehmer Wilhelm Bruch, Carl Bruch und Josef Braun, laut Buch des Architekten- und Ingenieursvereins Frankfurt am Main und seine Bauten ISBN 978-3-95564-819-0, die sich ab 1892 zu einer Fabrik für Zinnfolien mit damals 30 Arbeitern entwickelte. Laut Wikipedia ist Zinnfolie eine dünn ausgewalzte oder gehämmerte Folie aus Zinn. ursprünglich eine Bleisilberlegierung, auch Stanniol genannt. Heute wird die Bezeichnung umgangssprachlich auch für Folien aus Aluminium (Alufolie) verwendet, da Produkte aus dem wesentlich kostengünstigeren Aluminium das Stanniol aus seinen Anwendungsgebieten verdrängt haben. In Metallfolienkondensatoren und als Dekoration und Christbaumschmuck (Lametta) ist der Werkstoff auch noch zu finden.
Metallkapseln finden heute als Kaffeekapseln Anwendung. Spuren der Metallkapselfabrik Bruch & Co., Ginnheimer Landstraße 1 sind vor Ort nicht mehr vorhanden. 2007 wurde das Grundstück mit einer Wohnanlage für 30 Wohnungen überbaut.
Fabrikant Wilhelm Bruch und Ehefrau Auguste Mohr hatten u. a. eine Tochter Else Bruch (*1881 Wiesbaden; † 1915 Frankfurt am Main), die nur 34 Jahre alt wurde. Tochter Else heiratete als 24-jährige 1905 in Frankfurt am Main den 36-jährigen Unternehmer Alfred Teves (*1869 † 1953), der 1911 die Alfred Teves Maschinen- und Armaturenfabrik KG, später ATE, gründete. Sie war seine erste Ehefrau.

##### Werkstätten für Innenausbau Gerhardt & Dielmann
Aus der Tischler- und Schreinerei entwickelte sich die Werkstätten für Innenausbau Gerhardt & Dielmann in der Ginnheimer Landstraße 1. Als Spezialfirma schufen sie u. a. eine DRGM geschützte Großschiebetüre.
Dieses Gebrauchsmuster (DRGM) wird auch als der „kleine Bruder“ des Patents bezeichnet und ein Schutzrecht des gewerblichen Rechtsschutzes. Diese sogenannten Harmonika-Schiebetüren bestehen aus beidseitigen untereinander verbundenen Sperrplattenteilen, die sich harmonikaartig zusammenschieben lassen. U. a. wurde im Bauwelt-Katalog von 1940 des Bauwelt-Verlags Berlin S. 156 über diese besondere Schiebetürkonstruktion dieser Firma geworben.
Aktuelle Spuren dieser Firma sind in Bockenheim nicht mehr vorhanden.

#### Ginnheimer Landstraße 19

##### AW Armaturen-Werke GmbH
Die AW Armaturen Werke GmbH produzierte in Kleinserie diverse AW-Fabrikate meist als Nachbau für den Zweirad-Motorenbau wie zum Beispiel Durchgangs-, Benzin-, Kompressions-, Kühler-Ablass- sowie Dreiweghähne, Schieberventile, T- und Winkelstücke, Brems- und Kupplungshebel und auch Gummi-Türhalter und Verschraubungen. Werbeanzeige in der Zeitschrift „DER SCHWARM“, Herausgeber von der Gesellschaft der Immefreunde, Nr.1 August 1950, Seite 12. Vertrieb von „A M A T O“-Apparate, wie Seifenspender Amato für flüssige Seife und Seifenpulver in Hochglanz-vernickelter Apparatur in stabiler Bauart mit bester Präzisionsarbeit. Ersatzteillieferant für die die IMME-R 100, ein Leichtmotorrad der 1949 gegründeten Firma Riedel Motoren AG, siehe auch Riedel Imme, Immenstadt/Allgäu.
Nachfolger wurde die elektromechanische Werkstatt Gerhard Heller, Ginnheimer Landstraße 19. Das Hauptaufgabengebiet war die Instandsetzung bzw. Restaurierung elektrischer Aggregate, wie Anlasser, Lichtmaschinen und Zündungen alter Fahrzeuge. Eigene Ankerwickelei, Einrichtung zur Neuwicklung von Zündspulen, Zündankern, Feldspulen, Spulen von Zugmagneten usw. Anfertigung von Verschleiß- und Ersatzteilen aus Kunststoff, Messing, Aluminium, Stahl. Das Produktionsgebäude hat sich bis heute äußerlich erhalten. Diese gewerblichen Tätigkeiten auf dem Grundstück wurden aber eingestellt.

#### Ginnheimer Landstraße 39

##### Sportcampus Ginnheim

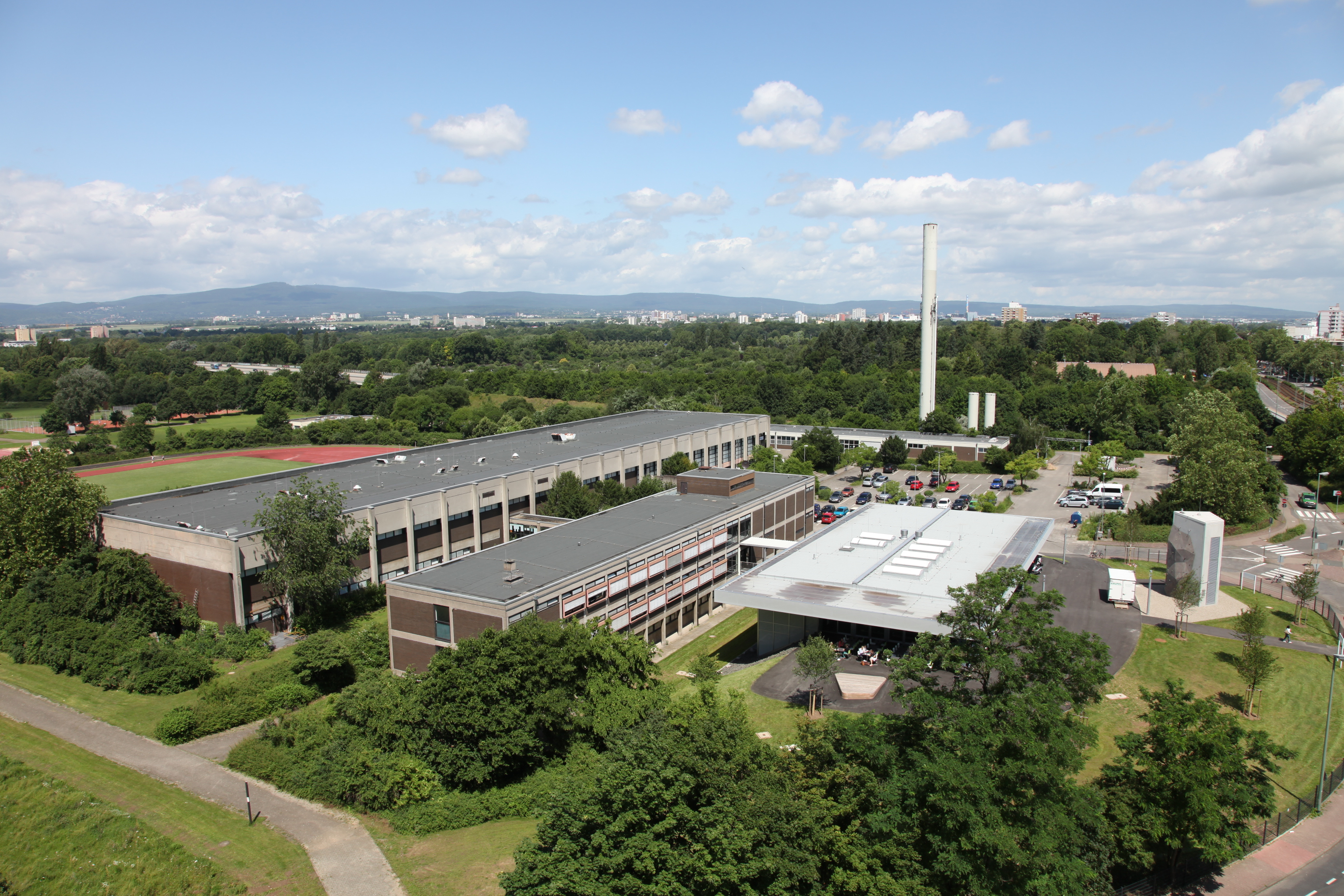
Blick von Westen (2012)

Der Sportcampus Ginnheim ist der zweite Campus der Johann Wolfgang Goethe-Universität in Bockenheim. Er gehört im Gegensatz zum Campus Bockenheim komplett zu Bockenheim.

#### Ginnheimer Landstraße 39 a–c

##### Studierendenwohnheime
Zwei neue Wohnheime mit 297 Wohnheimplätzen, Baujahr 2021 .

#### Ginnheimer Landstraße 40 und 42

##### Studierendenwohnheime

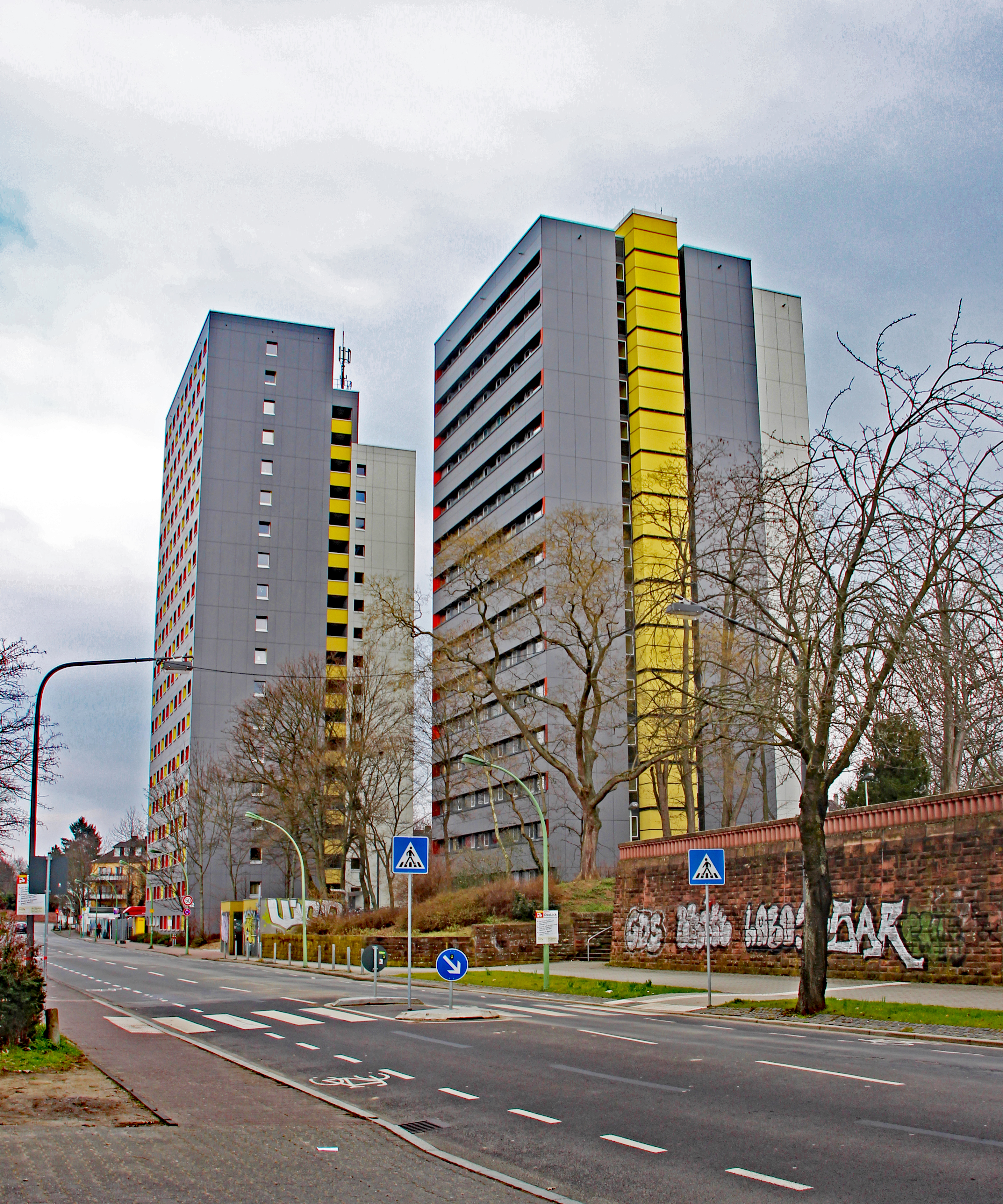
Studentenwohnheime von Südwest aus (2016)
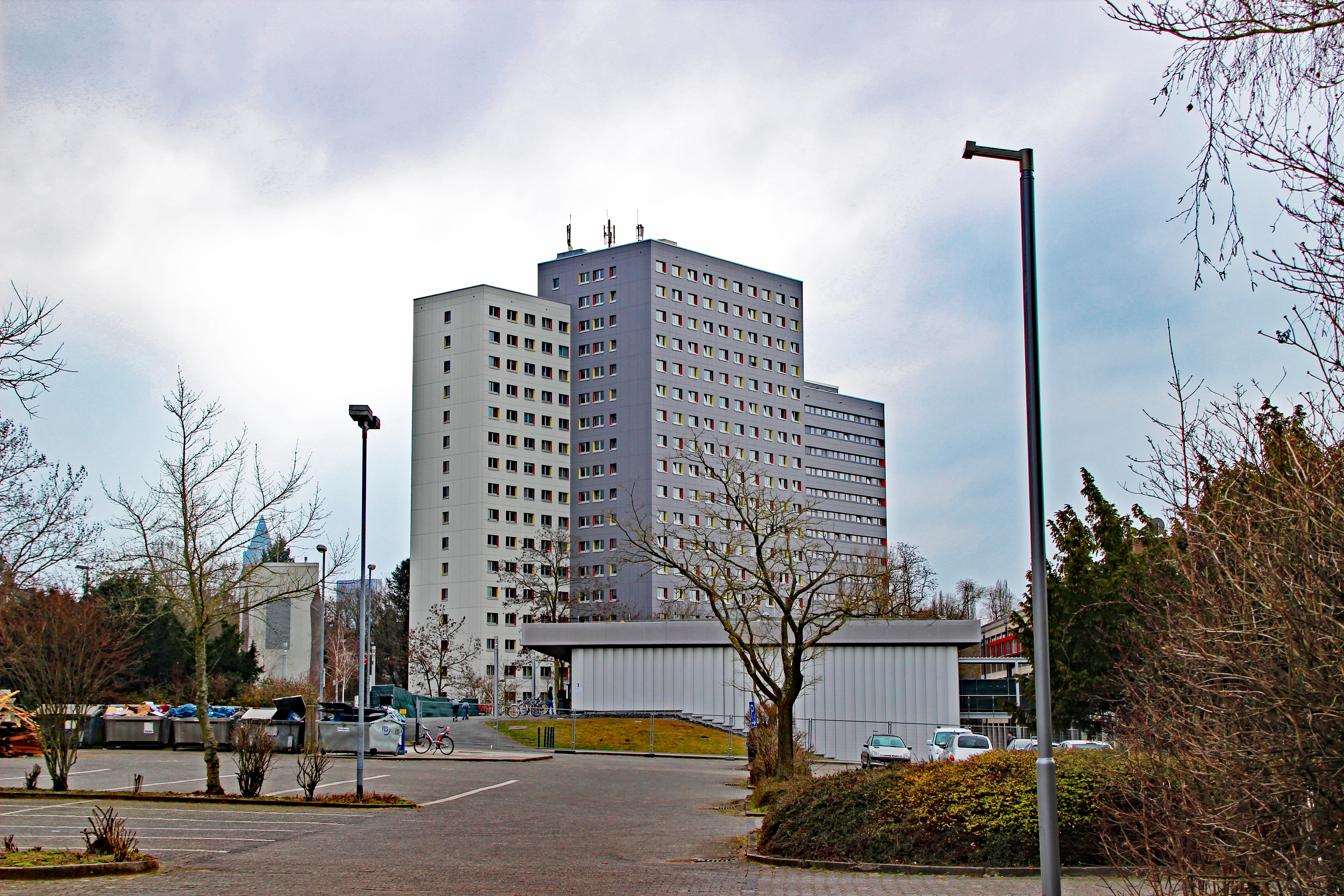
Studentenwohnheime von Nord aus (2016)
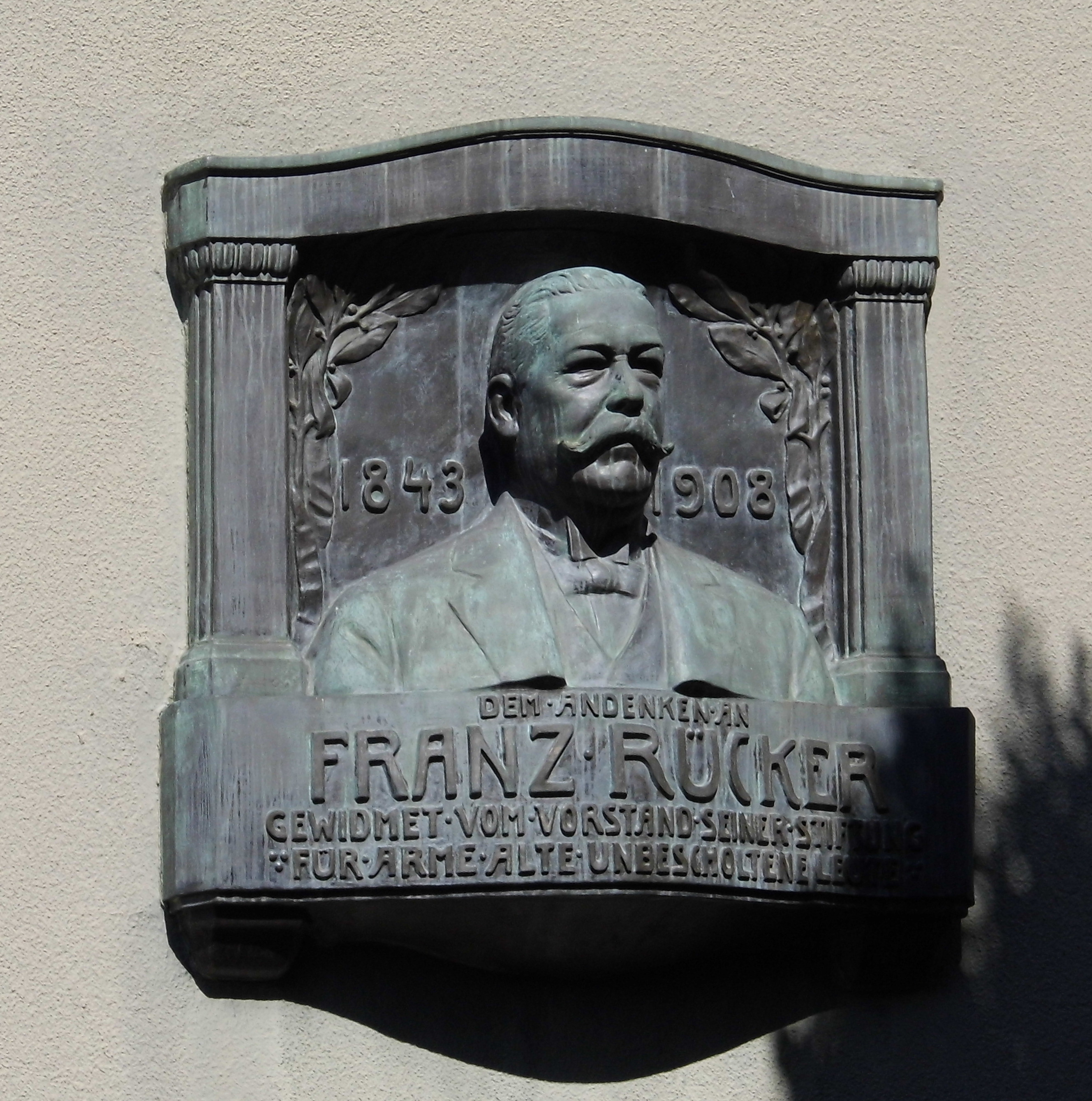
Büste Franz Rücker am Haus Franz-Rücker-Allee 2 (2012)

Das Studierendenwohnhaus, Ginnheimer Landstraße 40, Baujahr 1972 (saniert 1998) mit 286 Wohnhausplätzen und das benachbarte Studierendenwohnhaus, Ginnheimer Landstraße 42, Baujahr 1974 mit 445 Wohnhausplätzen bilden das größte Studentenheim des Studentenwerks Frankfurt am Main. Die Gebäude wurden auf einer Liegenschaft Perlenfabrik errichtet. 1846 betrieb hier die spätere Degussa ein chemisches Unternehmen (Herstellung von Kunstdünger), wo seit 1857 Gold- und Stahlperlen fabriziert wurden. Einer der letzten Direktoren war Franz Rücker (1843–1908), Namensgeber der nahe gelegenen Franz-Rücker-Allee. Er hinterließ per Testament Gelder für eine Armenstiftung. 1903 endete das Unternehmen im Konkurs. Die Immobilie wurde von der Stadt Frankfurt übernommen, die es zunächst als Armenhaus, dann als Erziehungs- bzw. Fürsorgeheim für Jugendliche unter dem Namen „Westendheim“ nutzte. 1933 errichtete hier das NS-Regime zunächst unter der Herrschaft der SA eines der ersten Lager zum Weitertransport von Regimegegnern nach Osthofen, Dachau und Buchenwald. Eine Bronzetafel von Wolf Spemann am Studierendenwohnhaus, Ginnheimer Landstraße 42, sollte an diese Vorgänge mahnend erinnern. Nach erneuter Sanierung 2012 wurde diese wieder entfernt und 2015 durch zwei durch Bernd Fischer, gestaltete Aluminiumschilder in deutscher und englischer Sprache ersetzt.

#### Ginnheimer Landstraße 74

##### Kurmilchanstalt Friedrich Gottschalk
Vor hundert Jahren gab es wenig Veredelung von Milch, nur Rahm und Butter als Erzeugnisse. Mit der damaligen Landflucht und der Verdichtung in Städten, erwachte auch der Wunsch nach Verfügbarkeit von Milch. In zahlreichen Städten entstanden sogenannte Milchkuranstalten, verkaufsfördernd auch Schweizer Milchanstalten genannt. Allein In Frankfurt entstanden mehrere private Milchkuranstalten. Hier wurden mehrere Kühe in Ställen gehalten, mit der Hand gemolken und in Milchkannen gefiltert. Die Kannen wurden per Handkarren in die Milchannahmestelle gefahren oder direkt in Milchkuranstalten verkauft. Diese wurde später auch behördlich überwacht. Das Produkt war teuer und immer noch voller Gefahren. Zusätzlich verknappte die englische Wirtschaftsblockade während des Ersten Weltkriegs das heimische Angebot. Der Hungerwinter 1917 und 1918, auch in Frankfurt, gefährdete die Existenzen der Milchkuranstalten, die dann ab 1930 vom Markt verschwanden.
Info zur Reklamemarke für Homogena Rahm. Gesetzlich darf nach BGBL Nr. 90 vom 25. März 1931 Kinder- und Kurrahm. Kindermilch, so auch Vorzugs-, Säuglings- und Kurmilch usw., nur von Betrieben stammen, deren Personal, deren Tiere und deren Einrichtungen unter amtlich ärztlicher und tierärztlicher Aufsicht stehen. Zu beachten sind besonders die Art der Milch, die Beschaffenheit der Milchtiere und die Stallungen. Eine der überwachten Frankfurter Abgabestelle für Kuh- und Ziegenmilch war die Kurmilchanstalt Friedrich Gottschalk, Frankfurt-Bockenheim, Ginnheimer Landstraße 74. Hier wurde die ungesäuerte Rohmilch dann abzentrifugigiert, so entstand Rahm mit entsprechend unterschiedlichen Fettstufen.
Laut dem Bockenheimer Chronisten Hermann Ludwig lag die Kurmilchanstalt Friedrich Gottschalk bis etwa 1930 in der Ginnheimer Landstraße 74 auf dem Gelände der ehemaligen Verblendziegel der Dampf- und Handziegelei C.G.Hänsel. Die Backsteinfabrik mit Wohnhaus wurde 1856 durch Georg Schuld (1807-N.N.) angelegt. Der musste sie aber bereits nach sechs Jahren 1862 an Maurermeister Georg Derlam (1819–1869) verkaufen, der aus der alteingesessenen Bockenheimer Unternehmerfamilie Derlam stammte.
Laut Aussagen des Kleingartenvereins Bockenheim anlässlich seines 100-jährigen Bestehens, dessen Uranlage zwischen Markuskrankenhaus und Ginnheimer Spargel liegt, verpachtete Friedrich Gottschalk bereits 1908 einen Teil seiner Liegenschaft als Armengärten. In der am 17. November 1908 unterzeichneten Vereinbarung heißt es: „Der Gutspächter Herr Fr. Gottschalk verpachtete dem Bockenheimer Kleingartenbau Verein e. V. ein an der Ginnheimer Landstraße neben der Milchkuranstalt gelegenes Gelände von 14.875 Quadratmeter zum Preise von 4,50 Mark pro Ar zu landwirtschaftlichen Zwecken“.
Nach mehreren Infrastrukturmaßnahmen und vielfacher Klinikerweiterung sind Spuren der vormaligen Kurmilchanstalt Friedrich Gottschalk nur noch im ISG Frankfurt am Main vorhanden.

#### Ginnheimer Landstraße 66

##### Gärtnerei und Grabpflege Wolfgang Paizdzior
Das Gärtnereigelände der alteingesessenen Gärtnerei und Friedhofsgärtnerei Paizdzior, sowie der benachbarten Gärtnerei Blumen-Rumler, südlich des Markuskrankenhauses, begrenzt von der Ginnheimer Landstraße, einem Parkdeck, der A 66 und Kleingärten,.wurde komplett an das Markuskrankenhaus verkauft, die auf dem schon freigeräumten 16.000 m² großen Gelände ein weiteres Wohnheims für die Beschäftigten des Klinikums und weiterer Flächen für die Kliniknutzung, sowie noch eine neue Seniorenresidenz entsteht.

#### Ginnheimer Landstraße 75

##### Autowerk Steber
In Frankfurt am Main-West, Bockenheim, Ginnheimer Landstraße 75, wurde 1926 das Automobilwerk Steher gegründet. Es brachte unter anderem ein dreirädriges Lieferfahrzeug auf den Markt, dass mit Zwei- und Viertaktmotoren unbekannter Herkunft und Leistung ausgestattet war. Inflation und aufkommende Weltwirtschaftskrise verbunden mit dem Anstieg der Zahl der Arbeitslosen von etwa 1 Mio. auf über 6 Mio. im Jahr 1932 bewirkten schon 1927 ein frühes Ende des Autowerks Steber. Aktuell ist das ehemalige Betriebsgelände von einem Sportverein bebaut worden. Wohl hat sich aber in Oberbayern, östlich von München, in 84562 Mettenheim eine Kfz-Werkstatt namens Steber GmbH & Co. KG erhalten.

#### Ginnheimer Landstraße 97

##### Neuer Friedhof Bockenheim

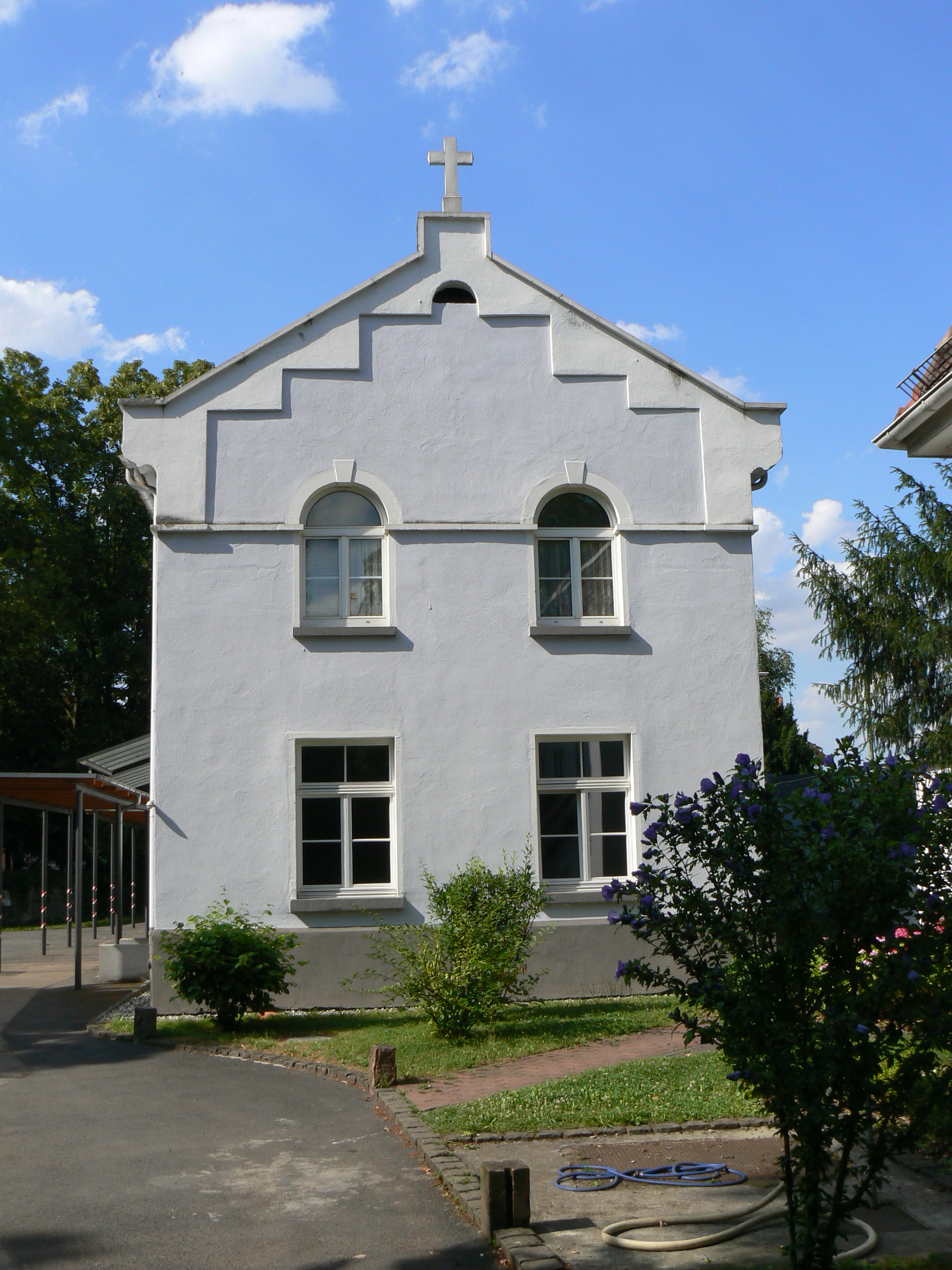
früheres Brauhaus (2009)
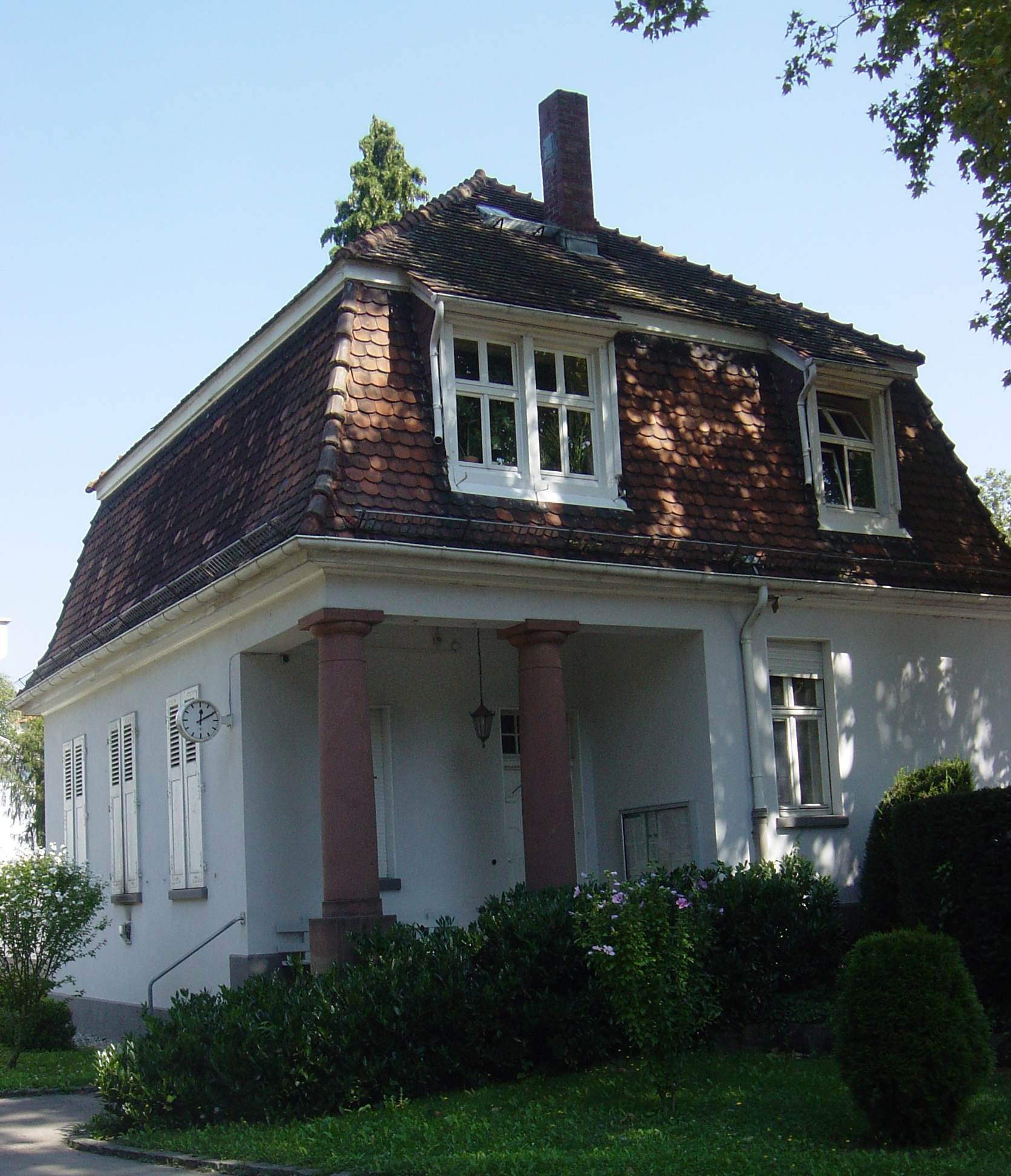
Verwaltung, Büro (2013)

Der Neue Friedhof Bockenheim ist seit 1878 der Friedhof Bockenheims. Er liegt an der Ginnheimer Landstraße 97 gegenüber dem Markuskrankenhaus an der Grenze zum Stadtteil Ginnheim.

### Ginnheimer Stadtweg

#### Ginnheimer Stadtweg 57A

##### Restaurant Feldbergblick
Versteckt im Kleingartenverein Feldbergblick liegt das Restaurant Feldbergblick mit traditioneller Küche zu Füßen des Ginnheimer Spargels.

#### Ginnheimer Stadtweg 88

##### Deutsche Telekom

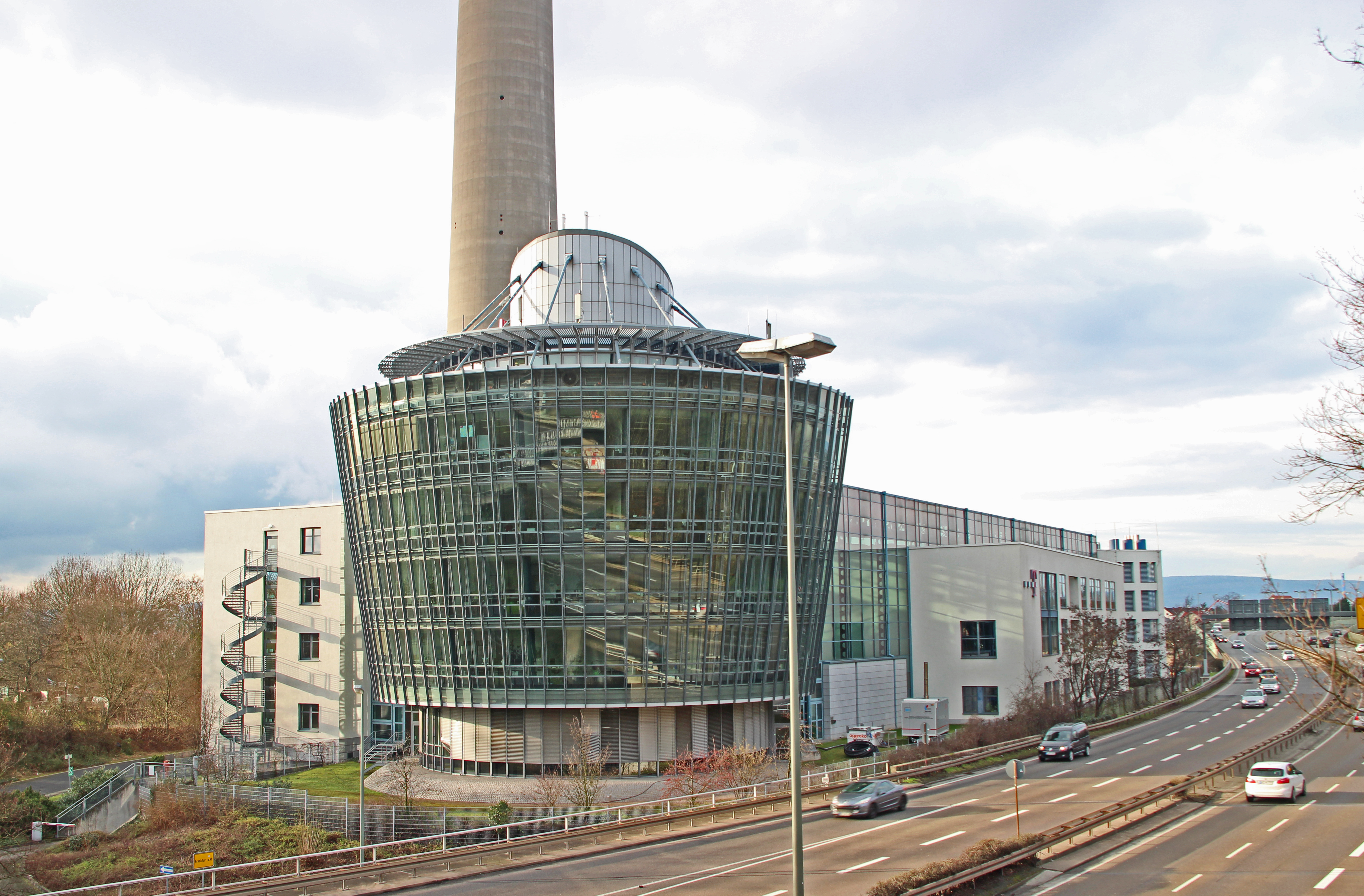
Deutsche Telekom am Ginnheimer Stadtweg 88 (2016)

Niederlassung der Telekom Deutschland.

##### Droniq GmbH
Das Unternehmensziel der Droniq GmbH ist eine sichere unbemannte Luftfahrt. Die beiden Gesellschafter, die Deutsche Flugsicherung (DFS) und die Deutsche Telekom, haben das Ziel, der erste zertifizierte U-Space Service Provider Deutschlands zu werden. Sitz ist Frankfurt, Ginnheimer Stadtweg 88.

#### Ginnheimer Stadtweg 90

##### Europaturm

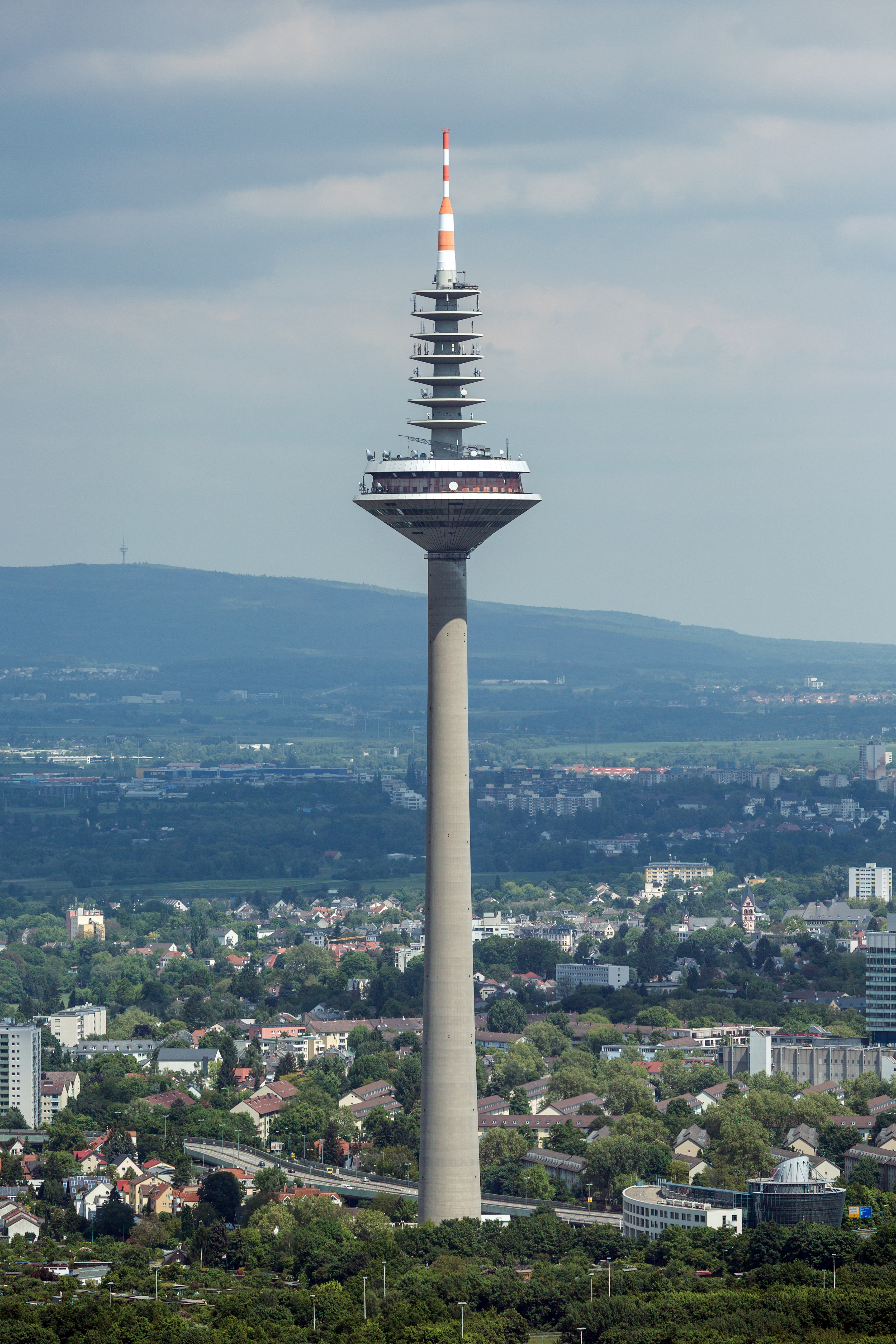
Europaturm vom Messeturm aus (2013)
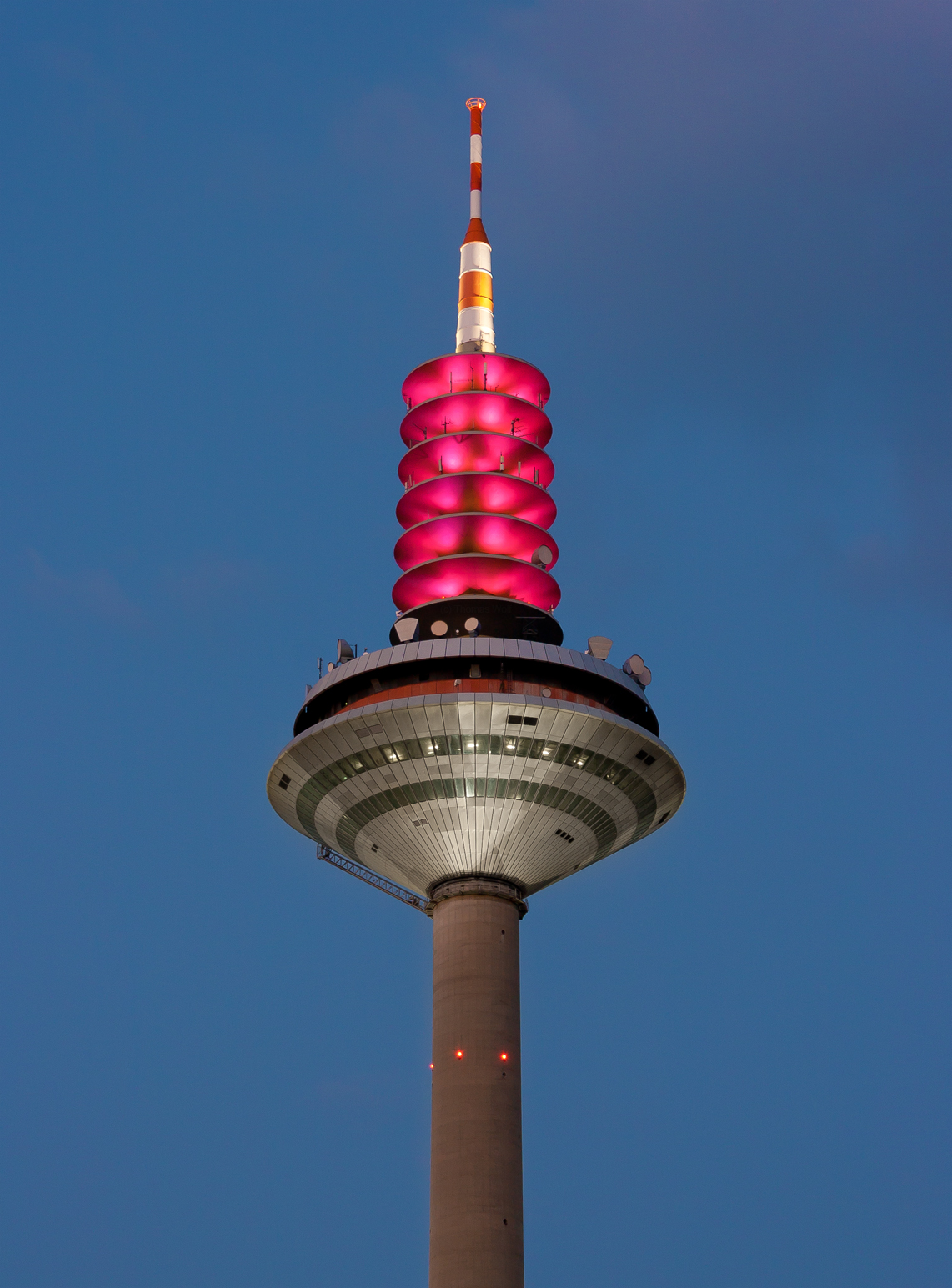
Europaturm in der Blauen Stunde (2008)

Der Europaturm, ein 337 Meter hoher Fernmeldeturm, wird im Volksmund auch Ginnheimer Spargel genannt, obwohl er nicht in der Gemarkung Ginnheim liegt, sondern in Bockenheim. Er ist das höchste Bauwerk der Stadt mit einem auf 222 Metern Höhe gelegenen Dreh-Restaurant, das höchstgelegene in Deutschland und der EU. 1979 eingeweiht, wurde das Drehrestaurant bereits 1999 für die Öffentlichkeit wegen fehlender Brandfluchtwege geschlossen.

### Ginnheimer Straße

#### Ginnheimer Straße 3

##### Reichsluftschutzschule

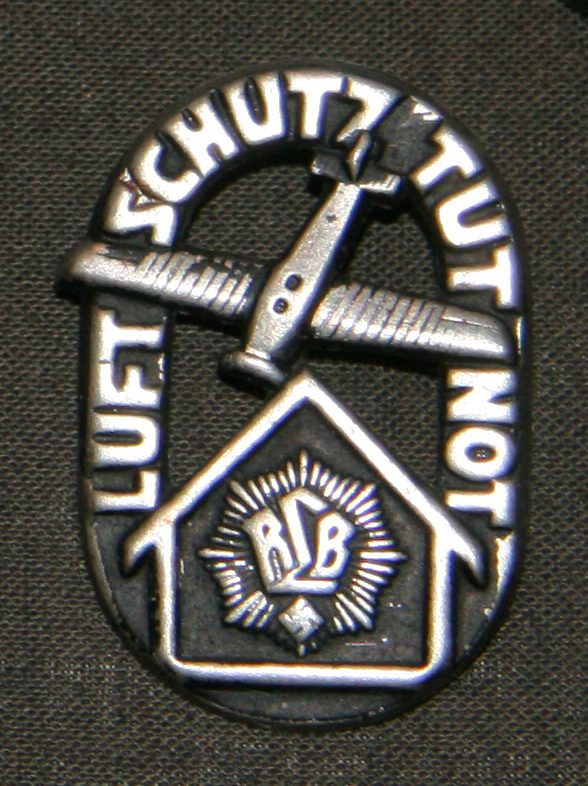
Reichsluftschutz (1930er oder 19+40er Jahre)

Laut Aufzeichnung des Institut für Stadtgeschichte (Frankfurt am Main) erfolgte am 24. Juni 1933 die Gründung der Landesgruppe Hessen-Rheinland-Süd des Reichsluftschutzbundes (Berlin) mit Sitz in Frankfurt am Main, Ginnheimer Straße. Zeitgleich verfügte Hermann Göring die Umnutzung des Gebäudes in der Ginnheimer Straße als Luftschutzschule der Landesgruppe Hessen-Rheinland-Süd des Reichsluftschutzbundes (RLB) zur zivilen Ausbildung von Luftschutzwarten, samt Unterkünften und Wirtschaftsgebäuden, einem Kameradschaftssaal als Casino und einem Hörsaal. Zuvor erfolgte in Berlin die Gründung des Reichsluftschutzbundes als Körperschaft des Öffentlichen Rechts. Dieser Bund gab bis zu seiner zwangsweisen Auflösung bei Kriegsende die Illustrierte Wochenzeitschrift „Die Sirene“ für Mitteilungen des Reichsluftschutzbundes heraus, die antiquarisch noch angeboten werden. Nach Fliegerbomben sind Spuren dieser ehemaligen Luftschutzschule sind in der Ginnheimer Straße nicht mehr vorhanden.
Nach dem Krieg entstand auf dem gesamten Gelände der Komplex ST. ELISABETHEN KRANKENHAUS der Dernbacher Gruppe Katharina Kasper. 2017 wurde das St. Marienkrankenhaus vom Frankfurter Nordend der Dernbacher Gruppe Katharina Kasper hier auf dem Gelände aufgenommen. Im Sommer 2019 ging das St. Elisabethen-Krankenhaus von der Dernbacher Gruppe Katharina Kasper in die Artemed Klinikgruppe über. Die Gruppe des ehemaligen Direktor bei McKinsey und jetzigen geschäftsführenden Gesellschafters Rainer Salfeld mit Sitz im oberbayerischen Tutzing ist ein mittelständisch geprägtes Gesundheitsunternehmen mit über 7.500 Mitarbeitern, dem sechzehn Krankenhäuser in ganz Deutschland angehören.

##### St. Elisabethen-Krankenhaus

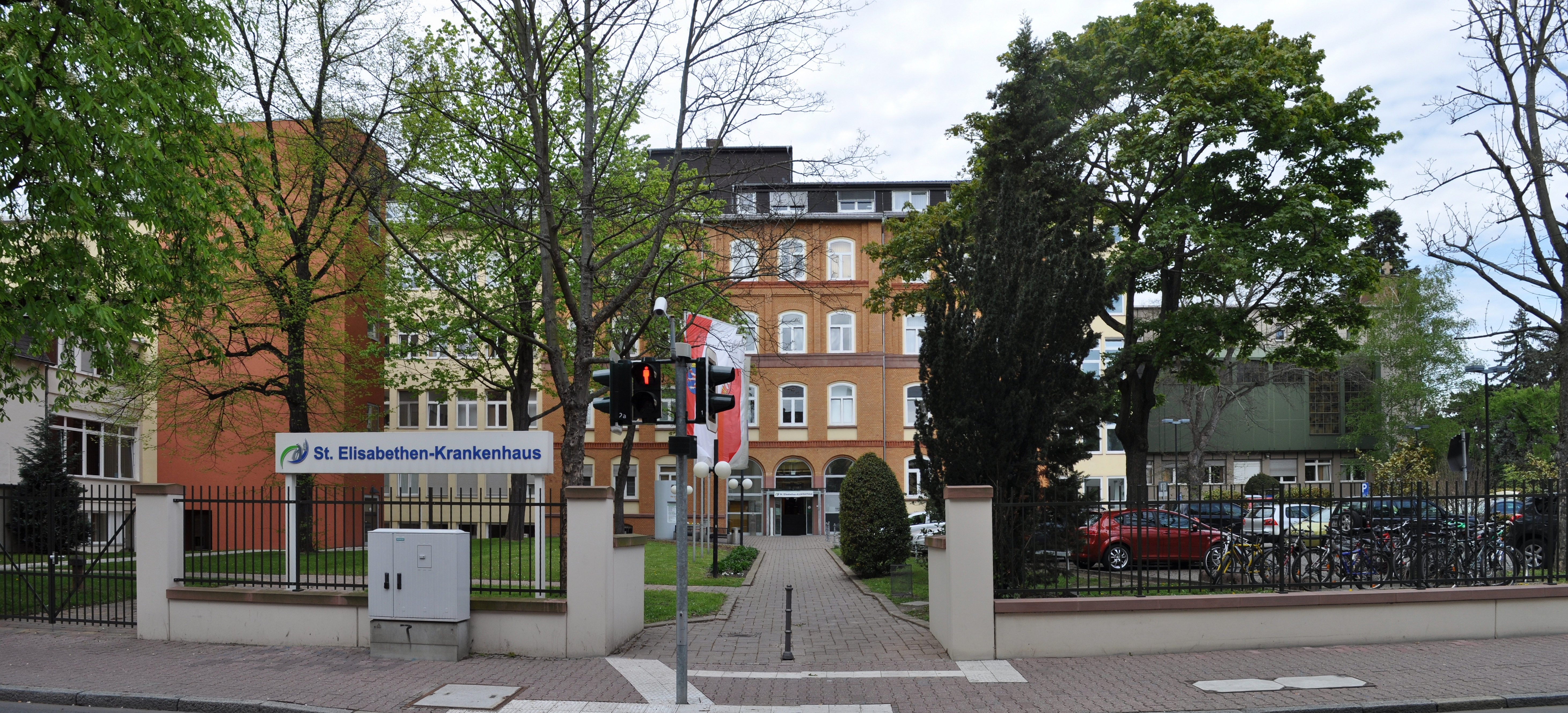
St. Elisabethen-Krankenhaus, Haupteingang (2012)
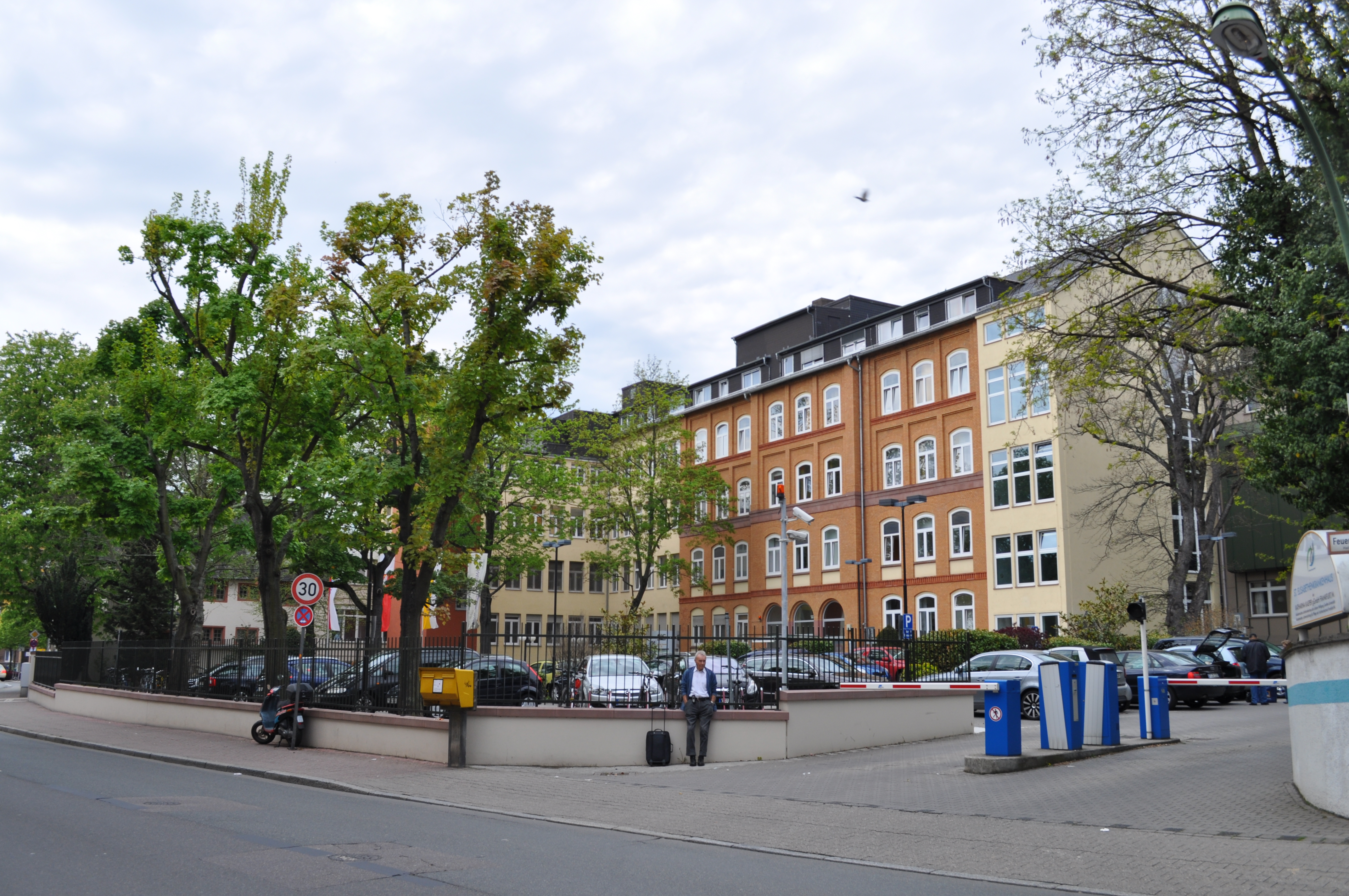
Einfahrt zu den Parkplätzen (2012)

Nach Kriegsende spendeten die Amerikaner als Notersatz für das zerstörte Gebäude in der Ederstraße 12 zwei Baracken, die zwischen den Trümmerbergen nahe der Passavantschen Villa aufgestellt wurden. Der Park wurde zum Bauernhof für die Versorgung der Patienten, und gekocht wurde in einem Trümmerhaus. Als Notquartier wurde dann 1945 das Gebäude der ehemaligen Knaben-Volksschule nahe dem Kirchplatz in der Ginnheimer Straße 3 genutzt und zum katholischen St. Elisabethen-Krankenhaus, Trägerschaft: Arme Dienstmägde Jesu Christi. Mehrfach wurde dann der ursprüngliche Mittelbau erweitert und ausgebaut. 2017 wurde zusätzlich ein Erweiterungsbau fertiggestellt, der die Einrichtungen des aufgegebenen Marienkrankenhauses aus dem Nordend übernahm.

#### Ginnheimer Straße 9

##### Landhaus Passavant

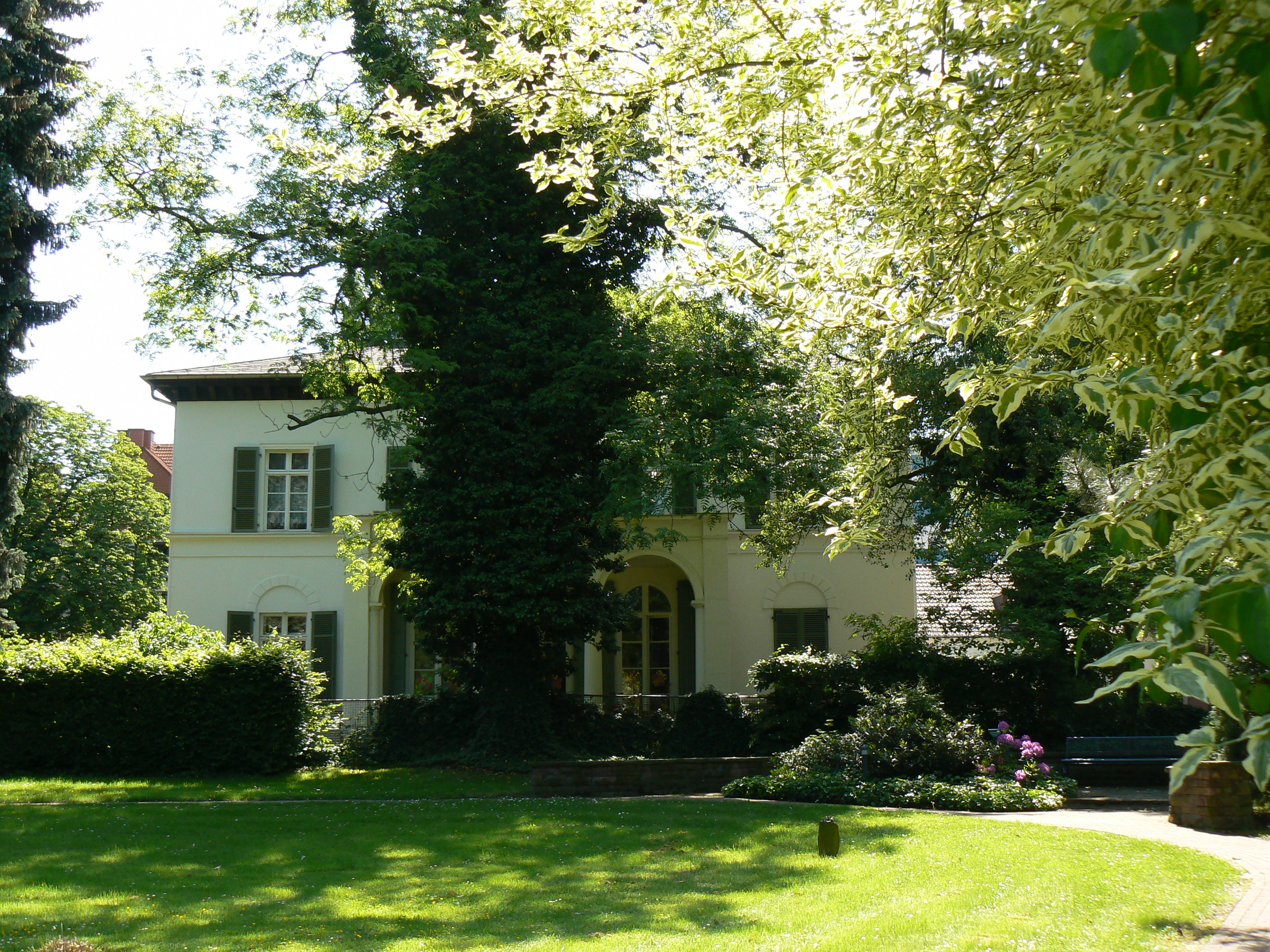
Landhaus Passavant von 1829 (2009)
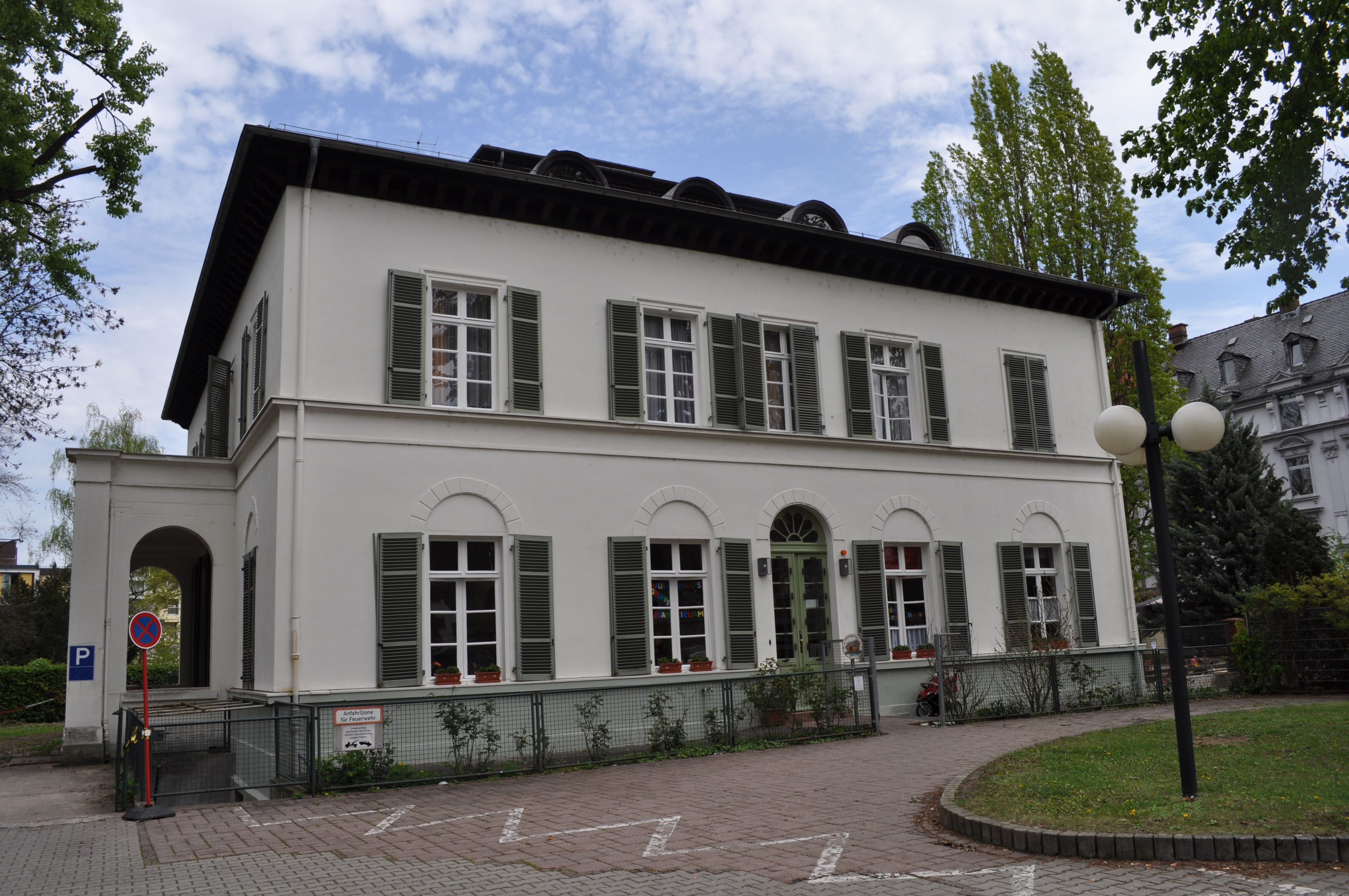
Andere Seite (2012)

Im Park hinter dem Grempschen Haus steht das klassizistische Landhaus Passavant von 1829. Die repräsentative Gartenvilla im Stil der italienischen Renaissance wurde 1829 nach dem Entwurf von Johann Friedrich Christian Hess (1785–1845) für Samuel Passavant (1787–1855) errichtet. Der Bauherr, selbst Architekt, kaufte bald darauf die Michelbacher Hütte in Michelbach (Aarbergen), daher sieht man heute noch den Namen Passavant auf vielen Kanaldeckeln. Die eigentlich bedeutendste Liegenschaft, die sogenannte Villa Passavant Andreae, wurde abgerissen und der Standort zum Schulbau genutzt. Auf einer Karte von etwa 1900 wird das Gebäude als Diesterweg-Schule bezeichnet. Heute sind von der großen Liegenschaft nur noch dies Landhaus und Reste der Begrenzungsmauern an der Ginnheimer Straße übrig. Das Landhaus wird derzeit vom Kindergarten des St. Elisabethen-Krankenhauses Die Arche benutzt. Auf dem großen Gelände, früher ein Hofgut mit Wirtschaftsgebäuden, dann Schulbau, steht heute das katholische St. Elisabethen-Krankenhaus, dessen Mittelbau immer noch an die ehemalige Schule erinnert. Auf dem Gelände entstand mit dem St. Josefhaus ein neu errichtetes Altersheim. Ein Restpark mit Blick auf die Nidda und den Taunus blieb von der großen Liegenschaft übrig.

#### Ginnheimer Straße 47

##### FTG Sportfabrik

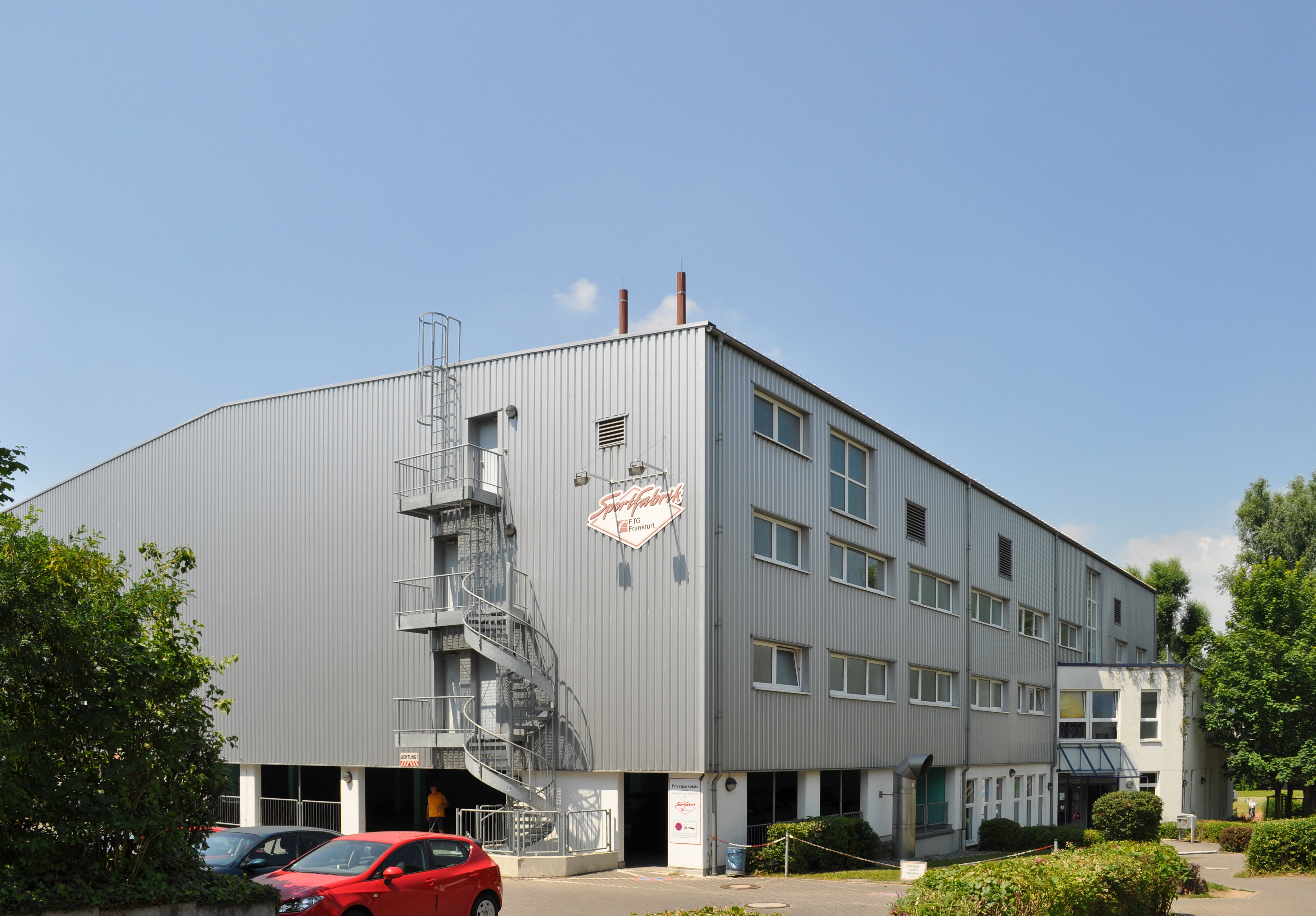
FTG Sportfabrik (2010)

### Gräfstraße
Bis zur Eingemeindung Bockenheims hieß die Straße Obere Königstraße. Danach wurde sie in Gräfstraße umbenannt, nach Eduard Gräf (1870–1936), einem deutschen sozialdemokratischen Politiker, der von 1920 bis 1932 hauptamtlicher Bürgermeister und Dezernent für Jugend und Wohlfahrt in Frankfurt war.

#### Gräfstraße X

##### Maschinenfabrik Gebrüder Pintsch

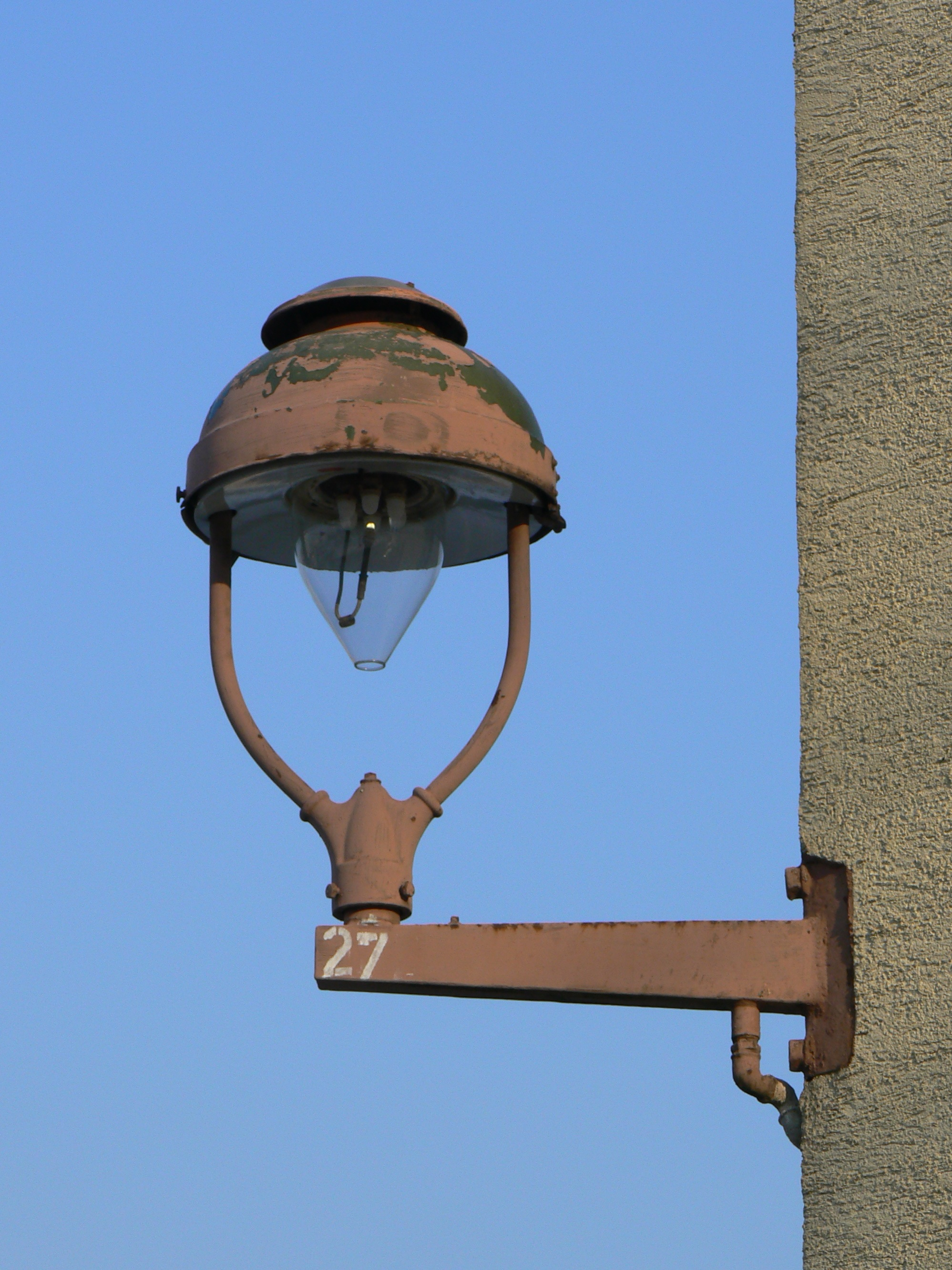
Gaslaterne in der Solmsstraße, ein Pintsch-Produkt (2009)

Zwischen der jetzigen Jordan-, Gräf- und Emil-Sulzbach-Straße erstreckte sich von 1895 bis 1917 die Gasapparate- und Maschinenfabrik Pintsch, eine von mehreren Niederlassungen der Firma Julius Pintsch in Fürstenwalde/Spree bei Berlin. Dieses Pintsch-Unternehmen stellte die idealen Ergänzungsprodukte zum 1869 an der Solmsstraße in Frankfurt-Bockenheim eröffneten ICGA-Gaswerk der Imperial Continental Gas Association, das spätere Gaswerk West, dar. 1927 arbeitete auch dieses Bockenheimer Werk der Pintsch AG erstmals mit der „Berlin-Anhaltischen Maschinenbau AG“ (Bamag-Megius AG) in Berlin und Butzbach (Hessen) zusammen, an der die Fa. Pintsch zeitweise mit 60 Prozent beteiligt war. Das 1936 zu einer Kommanditgesellschaft umgewandelte Unternehmen blieb in Familienbesitz und baute Anlagen zur Holzverzuckerung, Vakuumtrockenapparate, Lichtanlagen für den See-, Luft- und Straßenverkehr, Müllverbrennung und Ölheizungen für Eisenbahnen.
Antiquarisch hat sich von diesem Bockenheimer Unternehmen ein bebilderter kommentierter Firmenkatalog mit Präsentation beispielhafter Schaufenstergestellen für Schuh-, Miederwaren-, Optiker-, Pfeifen-, Hut-, Schmuck-, Schirm-, Lebensmittelhandlungen u. a. von 1893 erhalten. Nach dem Zweiten Weltkrieg zog sich die Pintsch-Gruppe aus Bockenheim zurück. Bauliche Spuren der ehemals großen Industriefirma, die vor der Elektrifizierung mit ihren mit Leuchtgas betriebenen Produkten Licht in Stadt und Häuser brachte, sind nicht mehr vorhanden.

#### Gräfstraße 40

##### Uhrmacher-Werkzeug-Fabrik Lorch, Schmidt & Co. GmbH

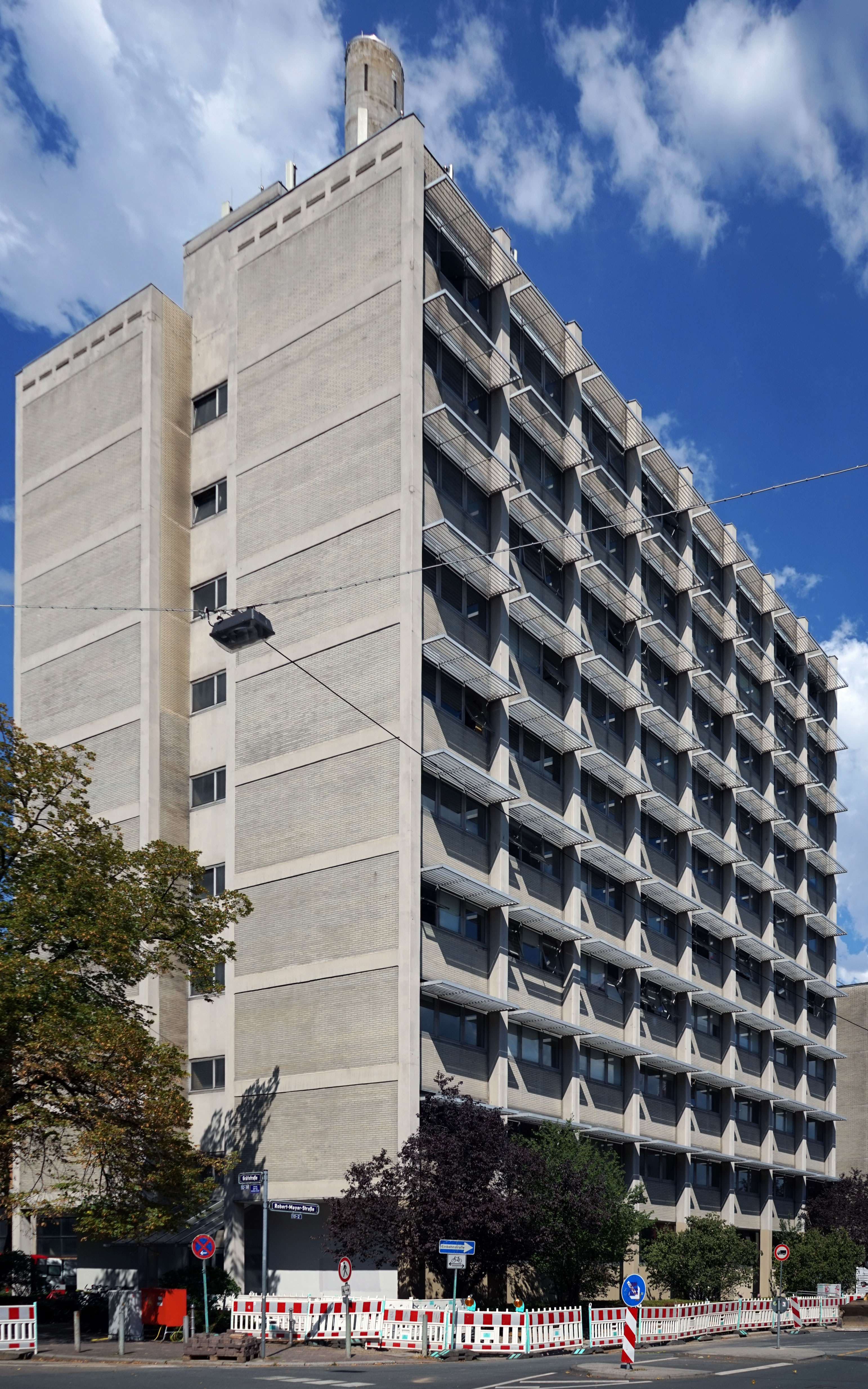
Ehemaliges Firmengelände, jetzt Matheturm (2018)
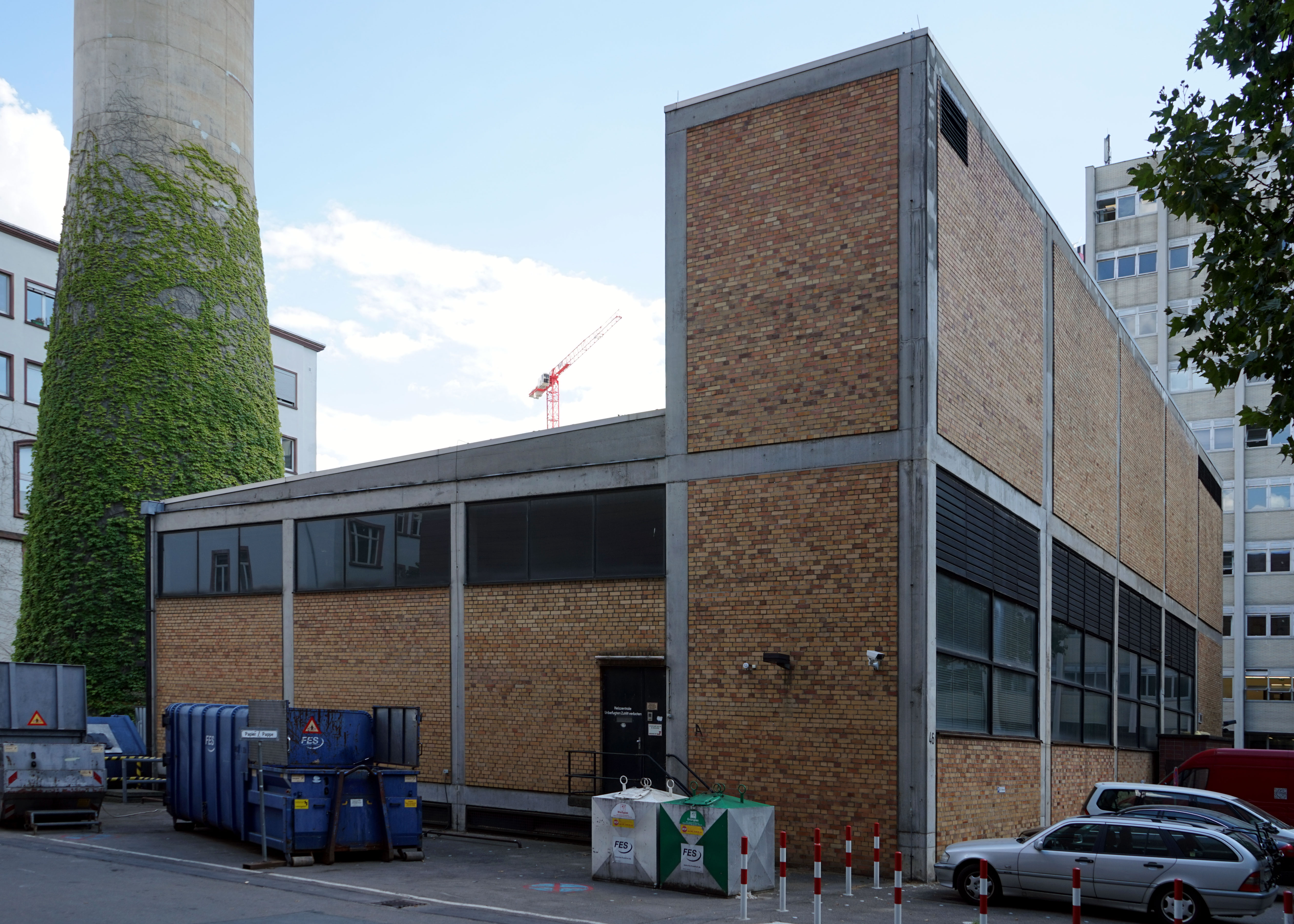
Ehemaliges Firmengelände, später Uni-Heizkraftwerk (2018)

Die Frankfurter Uhrmacher-Werkzeugfabrik wurde ca. 1880 von Fritz Lorch, Frankfurt, Scheffeleck, und weiteren Gesellschaftern gegründet und zunächst in der Hanauer Landstraße 135-137 angesiedelt. Später zog die Firma um nach Bockenheim in die Königstraße 40, später Gräfstraße. Die Deutsche Nationalbibliothek Frankfurt bewahrt mehrere Druckwerke von und über die Firma, besonders deren Geschichte von 1885 bis 1950 auf. Nach Zerstörung im Zweiten Weltkrieg, wurde auf dem ehemaligen Firmengelände der mehrstöckige sogenannte Matheturm für das Institut für Mathematik (heute Fachbereich 12) der Goethe-Universität, Robert-Mayer-Straße 5-10, Ecke Grafstraße 38, errichtet. Die traditionsreiche Firma Lorch nahm nach dem Zweiten Weltkrieg die Produktion von Drehbänken in der Hanauer Landstraße 135-137 wieder auf, wobei sich das Firmengelände bis zur Ferdinand-Happ-Straße erstreckte. Ende der 60er Jahre stellte sie dort den Betrieb wegen sinkender Nachfrage ein und suchte Mieter für die Firmenimmobilie. Von 1984 bis 1989 stand die Liegenschaft leer. 1989 zogen, wie in dem EMDA-Haus der benachbarte Zahntechnikfirma Emda, Betriebe aus der Werbebranche und Künstler ein.
Der Bockenheimer Unternehmer Georg Hartmann (1870–1954) hatte die EMDA „Elektro-Medico-Dental-Apparatur“ als Spezialfabrik für elektro-medizinische und zahnärztliche Apparate gegründet, die auch im Bereich der Feinmechanik tätig war. Nach Umzug der EMDA-Produktion von Zahnarztstühlen in die Kaiserleistraße 19 startete in deren geräumter Liegenschaft zeitweise der legendäre Musikclub Omen. Auch jetzt werden Teilbereiche des EMDA- und Lorch-Hauses zur Miete angeboten. Zahlreich finden sich auch noch Anbieter gebrauchter Drehmaschinen und Werkbänke der Firma Lorch, Schmidt & Co. GmbH auf dem Markt.

#### Gräfstraße 47

##### Buchhandlung Theo Hector
1969 wurde die Buchhandlung Theo Hector in der Gräfstraße 47 von Theo Hector und Christian Witsch zunächst als eine Universitätsbuchhandlung gegründet. Später erweiterte sich der Kundenstamm um Privatkunden, Firmen, Anwaltskanzleien und Behörden. Als Kerngebiet blieben sämtliche Rechtsgebiete sowie Wirtschaftswissenschaften mit Bank- und Finanzbereich. Zum 1. Januar 2020 übernahm die A. Stein’sche Mediengruppe aus Werl die Wissenschaftliche Buchhandlung Theo Hector, die Alexander Stein in neunter Generation als Mediengruppe führt. Er bündelte 2019 in Werl seine elf deutschen Einzelbuchhandlungen mit einem jährlichen Umsatz von über 80 Millionen Euro. Die Liegenschaft in Bockenheim, Gräfstraße 47 wurde aufgegeben und als Online-Angebot T. Hector der A. Stein’schen Mediengruppe fortgeführt. Die Räumen werde jetzt von der Firma Toddler School & Kindergarten als Multilinguale Primary School genutzt.

#### Gräfstraße 49

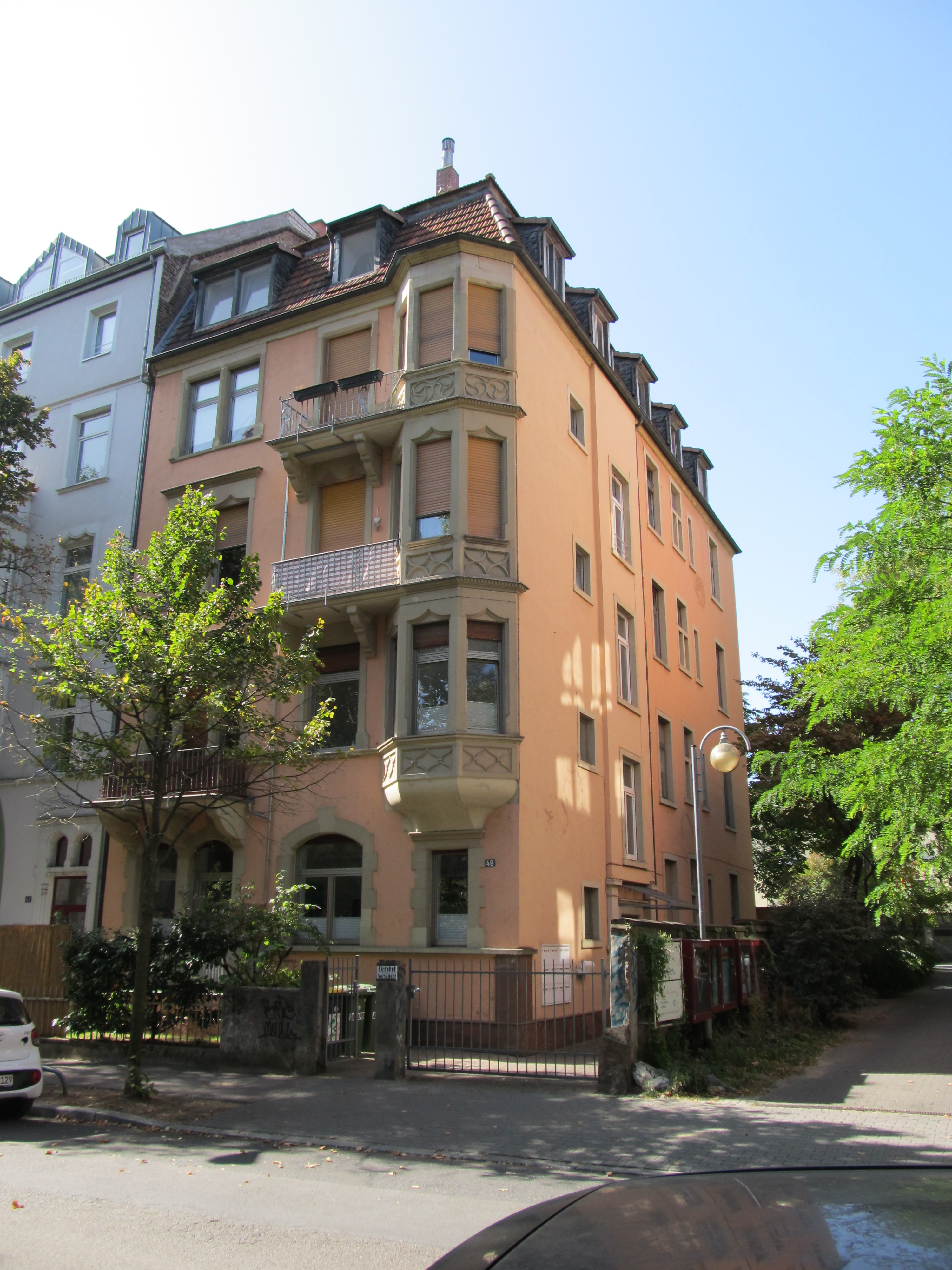
ehemaliger Wohnsitz der Familie Hoexter (2020)

Stolpersteine am ehemaligen Wohnsitz der Familie Hoexter.

#### Gräfstraße 51

##### Gravis-Shop
Im Hinterhofbereich der Gräfstraße 51 eröffnete 1993 in einem Neubau die Gravis Computervertriebsgesellschaft eine Filiale, die sich auf den Vertrieb von Apple-Produkten und deren Zubehör spezialisiert hatte. Der Mobilfunkanbieter Freenet übernahm 2012 den Apple-Händler Gravis. Mit dem Kauf wurde Freenet zu einem der größten Partner von Apple in Deutschland und unterhielt 2012 einen Marktanteil von 14 Prozent im deutschen Apple-Retail-Geschäft. Der weitere Markterfolg von Gravis mit Apple-Produkten verursachte einen größeren Raumbedarf und zwang zur Aufgabe des Geschäfts in der Gräfstraße 51. Diese Räume werden jetzt von einem Kindergarten benutzt.

#### Gräfstraße 77

##### Verlag Harri Deutsch
Der Wissenschaftliche Verlag Harri Deutsch GmbH wurde 1961 von Harri Deutsch gegründet. Der Schwerpunkt lag auf Lehrbüchern und Nachschlagwerken zu den Themen Mathematik, Naturwissenschaften und Technik. Die Bücher sprachen im Allgemeinen Studenten an, es waren jedoch auch populärwissenschaftliche Werke erhältlich. Seine Geschäftsidee entsprang der Nutzung der Ost-West-Trennung Deutschlands und des wirtschaftlichen Kampfes des westdeutschen Börsenvereins gegen die DDR. So nahm zum Beispiel der Frankfurter Börsenverein den Mauerbau zum Anlass, endlich die „Abwehr östlicher Unterwanderung durch billige Bücher“ vor allem im Lehr- und Fachbuchbereich zu verstärken. Verlage wie der Wissenschaftliche Verlag Harry Deutsch verdienten sich eine goldene Nase zum Beispiel mit dem Fortdruck ostdeutscher Titel als Lizenzausgaben des VEB Fachbuchverlags Leipzig. Dies war dem Börsenverein ein Dorn im Auge. Solche Bücher waren nur noch durch die abweichende Verlagsangabe äußerlich als Produkt westlicher Verlage gekennzeichnet.
Zum 31. Mai 2013 beendete der Verlag sein aktives Geschäft. Die Rechte und Bestände ausgewählter Titel gingen an den Verlag Europa-Lehrmittel über, Zuvor war der Bereich Buchhandlung vom Verlagsgeschäft rechtlich abgetrennt und am 1. Januar 2001 als Buchhandlung Harri Deutsch GmbH an den Kölner Carl Heymanns Verlag verkauft worden. Der Käufer wurde insolvent und 2004 von der Gladenbacher Fachbuch Mediasales GmbH & Co. KG gekauft, die aber 2006 ebenfalls insolvent wurde. Danach wurde 2007 erneut die Wissenschaftliche Verlagsbuchhandlung Harri Deutsch GmbH gegründet, die aber am 22. August 2013 auch schon wieder geschlossen wurde. Seitdem werden die Räume von einer privaten zweisprachigen Kindertagesstätte nebst Kindergarten genutzt.

#### Gräfstraße 79

##### Kino Camera

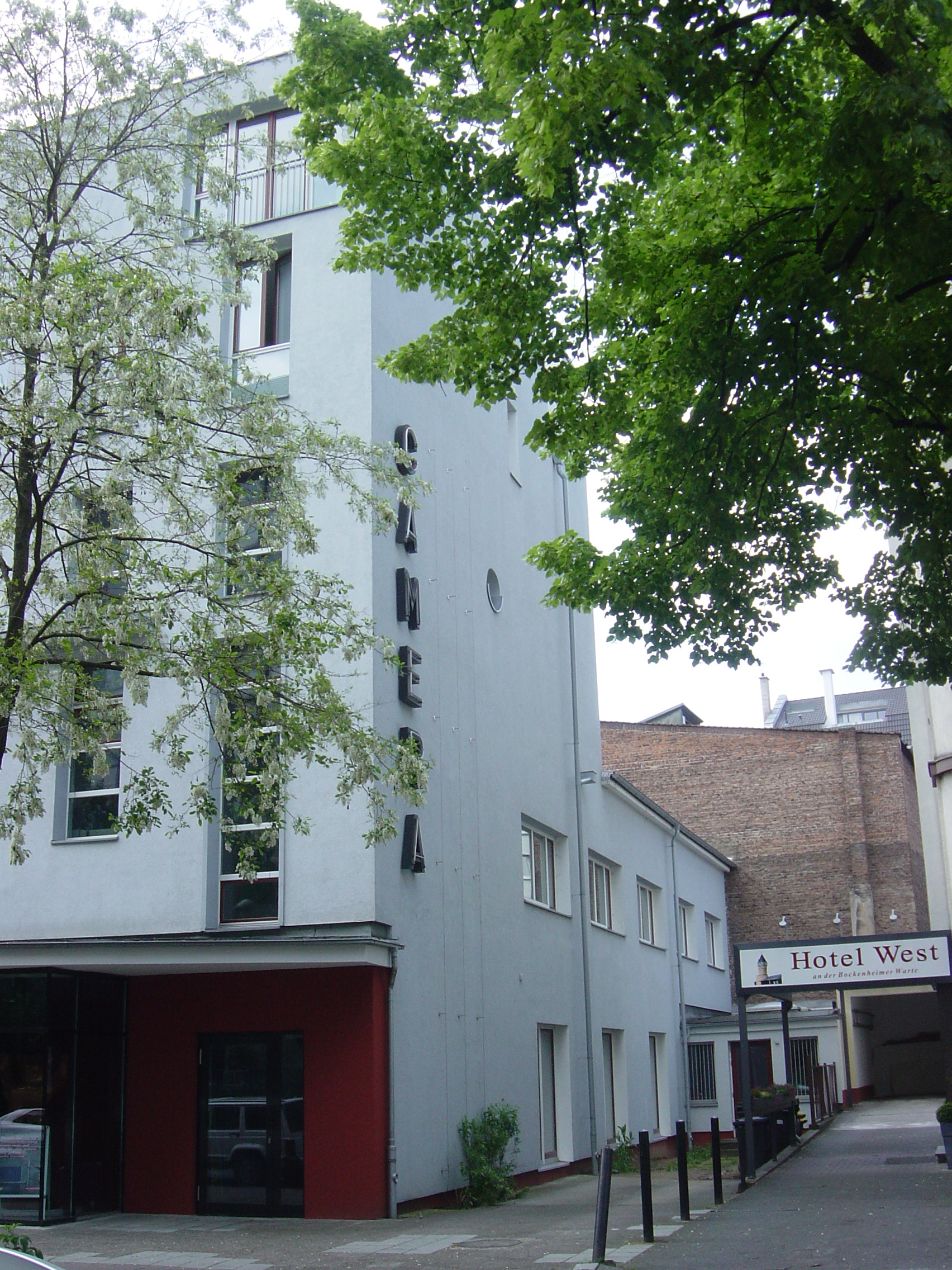
Ehemaliges Kino Camera (2013)
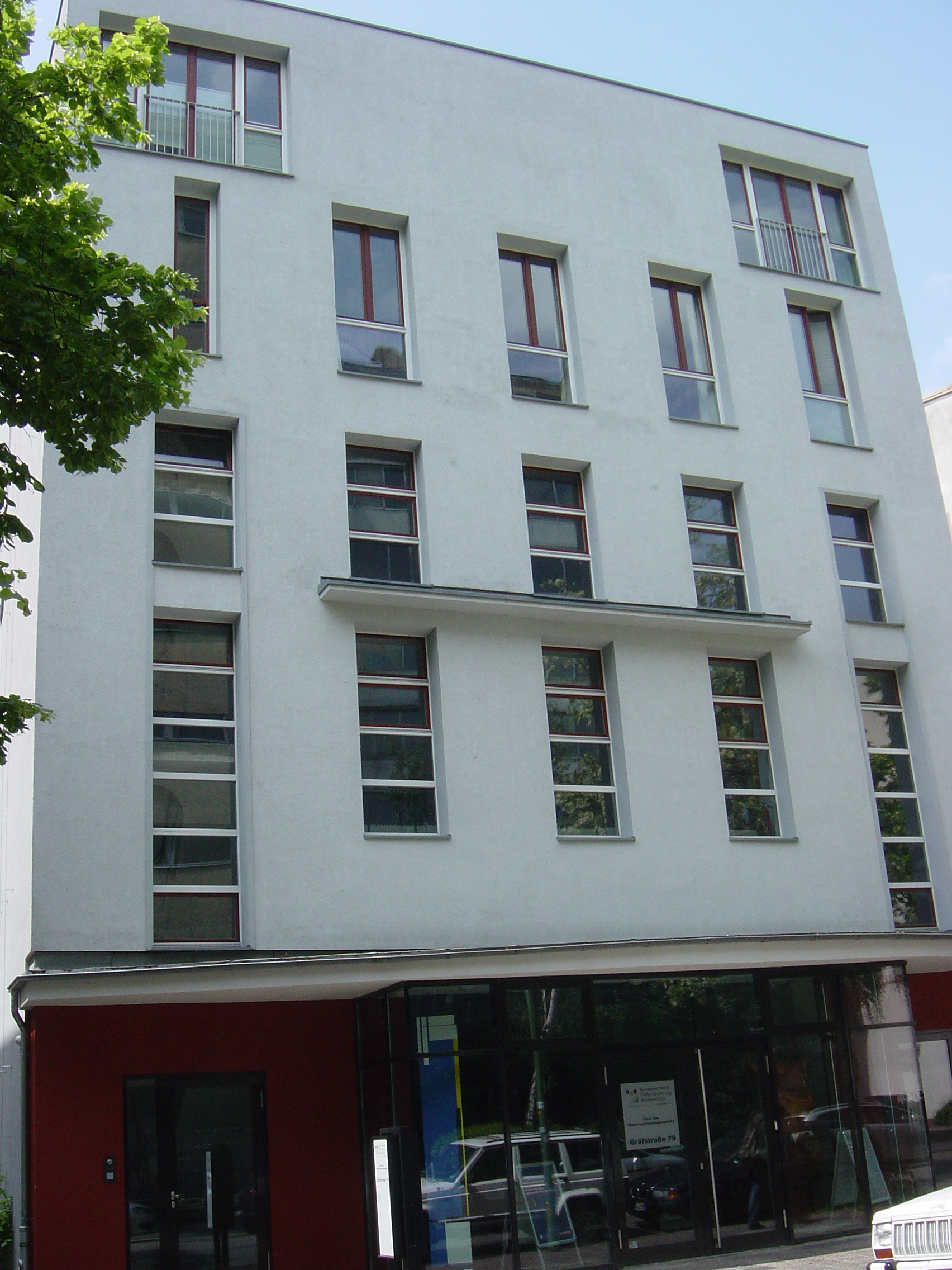
Ehemaliges Kino Camera (2013)

In der Gräfstraße 79, wurde nach zehnmonatiger Bauzeit am 18. Mai 1956 in der Nähe der Universität das Kino Camera des Architekten Heinz Junker mit 564 Plätzen eröffnet. Aber bereits 1960 musste der Spielbetrieb wieder eingestellt werden.
Danach wurde das Gebäude lange als Hörsaal und Lehrraumgebäude durch den neuen Eigentümer, die Johann-Wolfgang-Goethe-Universität, genutzt. Ab dem Jahr 1987 wurde mit immensem personellem Aufwand einmal im Semester vom Verein „Pupille & Schöne Neue Welt“ das bis dahin von der Uni genutzte ehemalige Kino umgebaut, um zu einem festen Themenkomplex ein bis zwei Wochen lang Filmwochen als Film- und Diskussionsreihe zu veranstalten. Für die Programme bekamen die Veranstalter 1992 für die „hervorragende[n] Leistungen beim Abspielen von künstlerisch wertvollen Filmen“ den Frankfurter Filmpreis verliehen. Der Plan, gemeinsam mit der Universität und öffentlichen Mitteln den Kinosaal der Camera zu Filmvorführungen für die Studenten der Theater-, Film- und Medienwissenschaft (TFM) wiederzubeleben, scheiterte, als das Hessische Wissenschaftsministerium eine Finanzierungszusage zurückzog. Auch wurden hier Schulungen durchgeführt.
Nach erneutem Eigentümerwechsel wurden von einem Architekturbüro der ehemalige Kinosaal mit einer Zwischendecke geteilt, zusätzlich Fenster eingezogen und das Gebäude um eine Penthouse-Etage erhöht. Dabei wurde bewusst einiges vom alten Kino bewahrt, so die markanten Treppenaufgänge und auch die Neonschrift CAMERA. Von außen ist daher das Gebäude als ehemaliges Kino durchaus noch erkennbar. Neuer Eigentümer der Liegenschaft wurde zuletzt die Frankfurter Geschäftsstelle des Bundesverbandes Farbe Gestaltung Bautenschutz.

#### Gräfstraße 83

##### DIAG, Deutsch-Ibero-Amerikanische Gesellschaft
Die DIAG gehört zu den ersten Vereinigungen, die sich nach dem Zweiten Weltkrieg mit dem Ziel gegründet haben, die kulturellen und wirtschaftlichen Beziehungen zwischen der Bundesrepublik Deutschland und den Ländern des iberoamerikanischen Raums zu vertiefen. Seit 1954 widmet sie sich der Wissensvermittlung über und dem Austausch mit den spanisch- und portugiesischsprachigen Ländern diesseits und jenseits des Atlantischen Ozeans. Die damals vorherrschenden totalitären Regierungen in Lateinamerika und auch die Aufdeckung der Rattenlinien belastete die Außenwirkungen der DIAG. Die Förderung der jeweiligen Sprache war zunächst eines der Hauptanliegen der DIAG, aber auch die Förderung der Kultur. Den Schwerpunkt auf dem Angebot von Sprachkursen hat die DIAG angesichts der Vielzahl von privaten und staatlichen Anbietern inzwischen eingestellt. Geblieben ist die enge Verbundenheit mit der iberoamerikanischen Welt. Dabei beschränkt sich die DIAG nicht auf bestimmte Themen, sondern zeigt ein vielfältiges Bild dieses Sprach-, Kultur- und Wirtschaftsraums.
Die DIAG ist nicht die einzige ibero-amerikanische Vereinigung dieser Art in Deutschland. Der Ibero-Amerika-Verein in Hamburg wurde bereits 1916 gegründet, der Ibero-Club in Bonn 1952. Sie alle engagieren sich kulturell und gesellschaftlich sowie handelspolitisch. Frankfurt ist heute Sitz mehrerer ibero-amerikanischer General- und Honorarkonsulate, von Außenhandelsvertretungen und Fremdenverkehrsämtern. Seit 2007 beheimatet die Stadt auch eines der sieben „Instituto Cervantes“ im deutschsprachigen Raum. Das ehemalige Amerika-Haus in der Staufenstraße ist sein Domizil. Das Cervantes-Institut, 1991 in Madrid gegründet, ist das spanische Pendant zum deutschen Goethe-Institut, das seit 1951 besteht.
Als die DIAG 1954 gegründet wurde, hatte sie eine einmalige Stellung in Frankfurt. Auf die Idee, sie zu gründen, kam Otto Wilhelm Lange (1884–1975), der ehemalige Generalintendant der Deutschen Volksoper Berlin. Die Begeisterung für Spanien hatte den damals fast 70-jährigen zu diesem Schritt motiviert. Im Geiste des Naturforschers Alexander von Humboldt (1769–1859), der zweimal langjährige Forschungsexpeditionen nach Südamerika unternahm und der bei den Menschen dieses Kontinents auch heute noch hohes Ansehen genießt und verehrt wird, wollte Lange Menschen zusammenführen. Das war 1954, neun Jahre nach dem Zweiten Weltkrieg, kein einfaches Vorhaben. Die iberischen (Spanien und Portugal) und die ibero-amerikanischen Länder Südamerikas sollten in dieser Gesellschaft vertreten sein. So geschah es auch. Unterstützung fand Otto Wilhelm Lange bei dem damaligen Frankfurter Generalintendanten Harry Buckwitz (1904–1987), der ab 1951 siebzehn Jahre lang die Frankfurter Theater prägte. Er brachte Brechts Theaterstücke auf die Bühne (Lektüre: „Ein Haus für das Theater“ – 50 Jahre Städtische Bühnen Frankfurt am Main, 2013). Auch der damalige Kulturdezernent Karl vom Rath unterstützte die Gründung der DIAG, deren Veranstaltungen zunächst in äußerst bescheidenem Rahmen stattfanden.
Die Vereinsräume in der Gräfstraße wurden aus Kostengründen aufgegeben. Die Aktivitäten des Vereins werden weiterhin durch die Beiträge seiner Mitglieder und Spenden finanziert. Außerdem erhält die DIAG alljährlich Zuwendungen der Stadt Frankfurt und eine projektbezogene Förderung des Auswärtigen Amts. Sämtliche Vorstandsmitglieder sind ehrenamtlich tätig. Das Sekretariat der Deutsch-Ibero-Amerikanische Gesellschaft e. V., mit Präsident: Detlev Ullrich zog in die Rodheimer Straße 4, 61184 Karben.

#### Gräfstraße 85

##### Eckbebauung gegenüber der Bockenheimer Warte

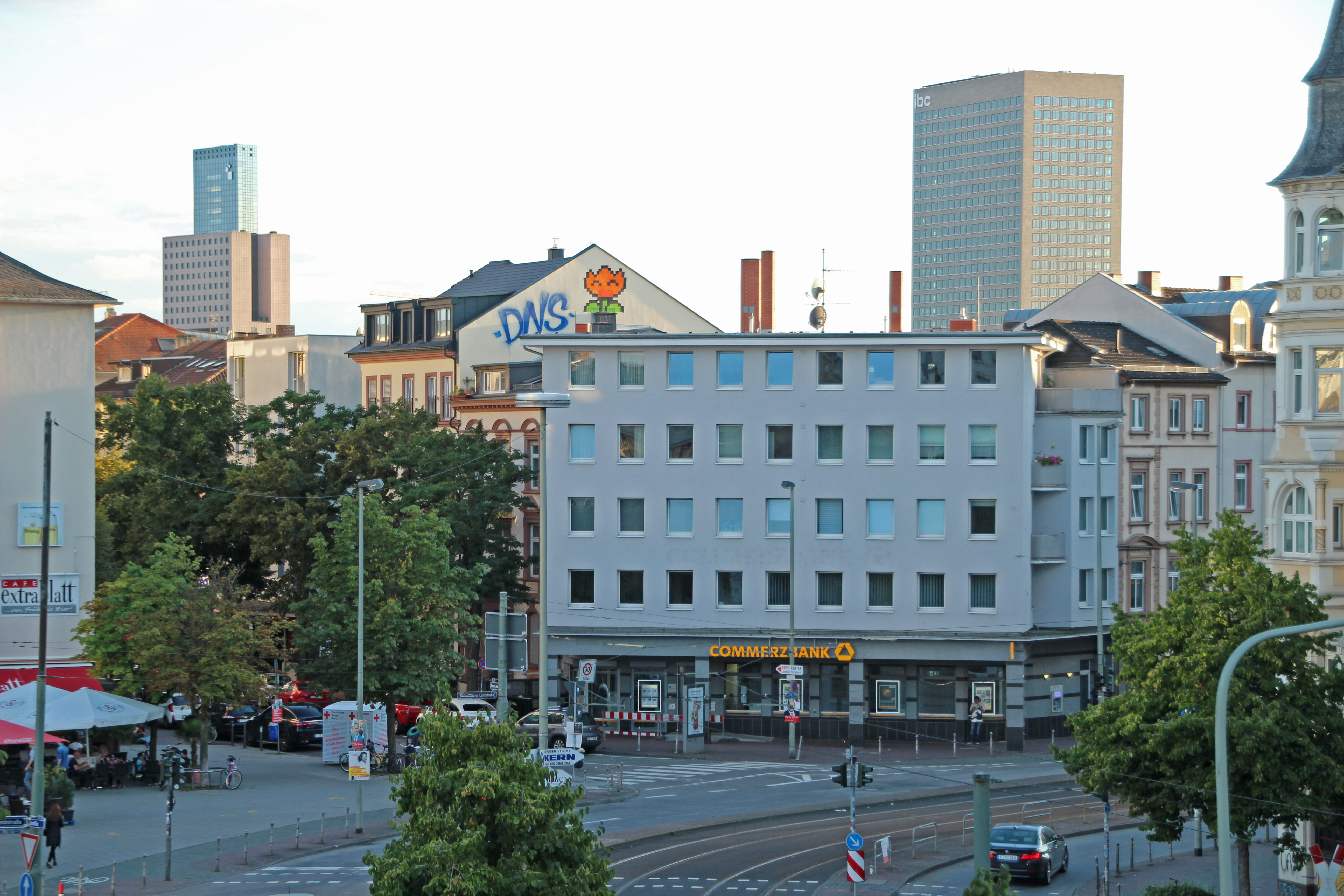
Gräfstraße 85 (2017)

Das 1890 erbaute 4-geschossige Eckhaus von 1890 gegenüber der Bockenheimer Warte, Ecke Schöne Aussicht und Königstraße, heute Adalbert- und Gräfstraße. Erster Mieter des Erdgeschosses war eine Gastwirtschaft. Nachmieter wurde eine Zweigstelle der „Deutsche Bank und Diskonto-Gesellschaft“. Info hierzu von der Historischen Gesellschaft der Deutschen Bank eV. Die 1851 gegründete Disconto-Gesellschaft in Berlin war seit den sechziger Jahren des 19. Jahrhunderts das bedeutendste Kreditinstitut Deutschlands. Erst mit der Gründung der Deutschen Bank erwuchs ihr am Ende des 19. Jahrhunderts eine gleichrangige Konkurrentin, mit der sie insbesondere vor dem Ersten Weltkrieg im Wettbewerb auf den nationalen und internationalen Kapitalmärkten stand. Im Oktober 1929 fand diese Konkurrenz ein Ende, indem sich die beiden Großbanken zu einem Institut zusammenschlossen und als „Deutsche Bank und Disconto-Gesellschaft“ firmierten. Die Verschmelzung war eine Fusion unter Gleichen. Die Aktien wurden auf der Basis eins zu eins umgetauscht. Mit dem Wegfall der Namenskomponente „Disconto-Gesellschaft“ im Jahre 1937 schwand aber rasch die Erinnerung an dieses zeitweise größte deutsche Kreditinstitut. Heute ist es nahezu vergessen. Dies Gebäude wurde im Zweiten Weltkrieg zerstört und in der Nachkriegszeit verändert mit schmuckloser, glatter Hausfassade wiederaufgebaut. Jetzt ist hier im Erdgeschoss eine Filiale der Commerzbank.

#### Gräfstraße 87

##### LokalNutten-Louis
Das Gebäudeensemble aus der Gründerzeit überstand fast unbeschädigt die Bombenangriffe des Zweiten Weltkriegs. Nur das in die Leipziger Straße hereinragende Gebäude wurde 1944 durch einen Bombentreffer zerstört und zunächst nur behelfsmäßig, später traufhöhengerecht wiederaufgebaut. Bereits in der Bauplanung um die Jahrhundertwende waren Ladengeschäfte im Erdgeschoss der Häuser eingeplant und dann oft auch als Gaststätte betrieben. Speziell hat sich die Erinnerung an das Lokal Zum Straßenbahndepot erhalten mit seinem legendären Pächter, Spitzname Nutten-Louis. Das Lokal nannte sich auch Zum Ludwig. Es galt lange als die Trinkkampfzone der 68er im Eckgebäude Gräf- und Leipziger Straße.

##### GaststätteDoctor Flotte
Ab 1974 nannte sich die Eckkneipe Gaststätte Doctor Flotte, Berliner Bierschwemme und war dann Teil der Kuffler-Gruppe (bestehend aus dem Studenten Roland Kuffler und seinem späteren Schwager Erich Kaub, die von ihrem Studienort Heidelberg aus zahlreiche Studentenlokale in der Bundesrepublik aufbauten). Die Kette hat sich zwischenzeitlich aufgelöst. Vereinzelt betreiben ehemalige Franchisenehmer die Kneipen in verschiedenen Städten eigenverantwortlich weiter.

#### Gräfstraße 94

##### WohneckgebäudeWohnen am Depot

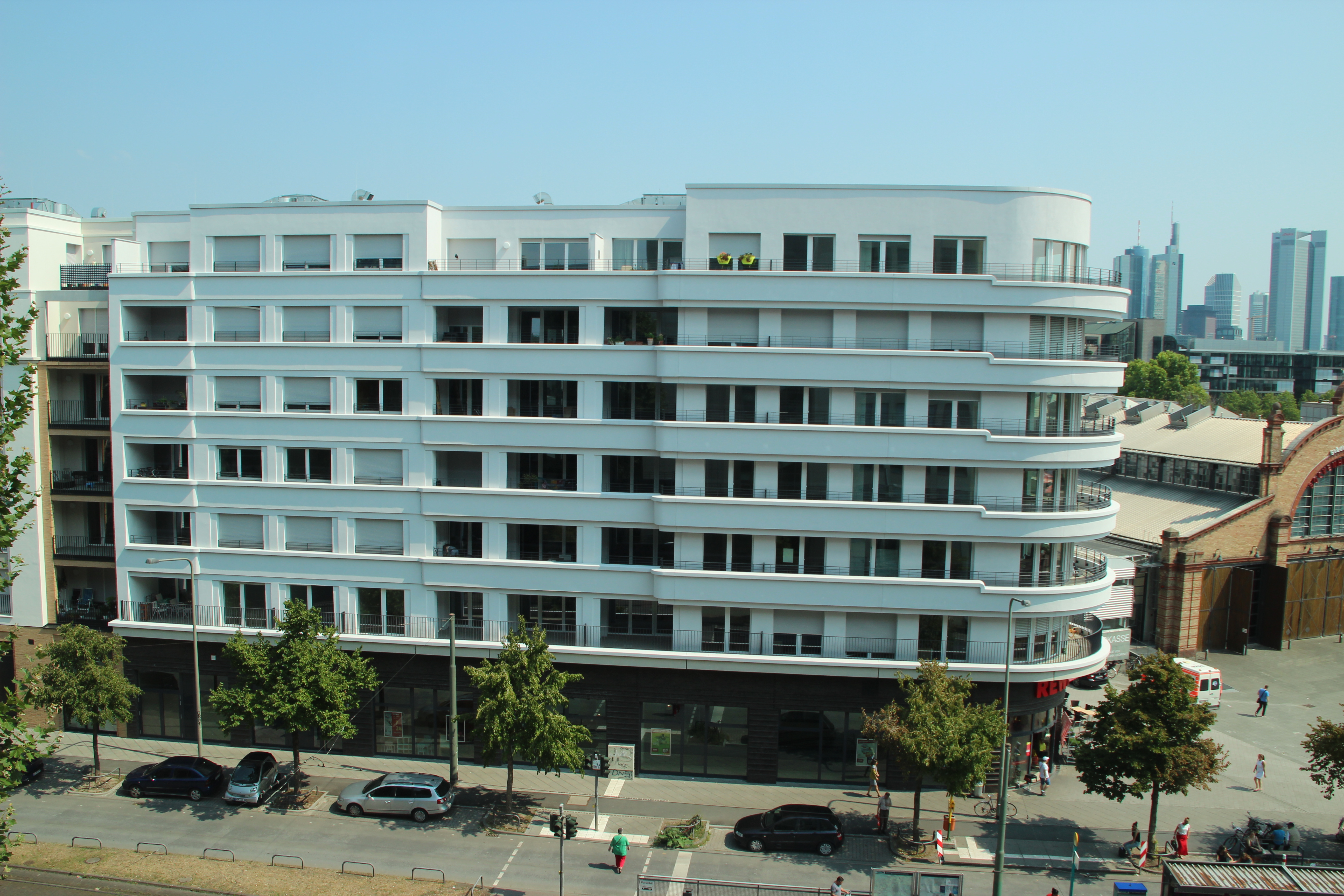
Wohnen am Depot, Westseite (2015)
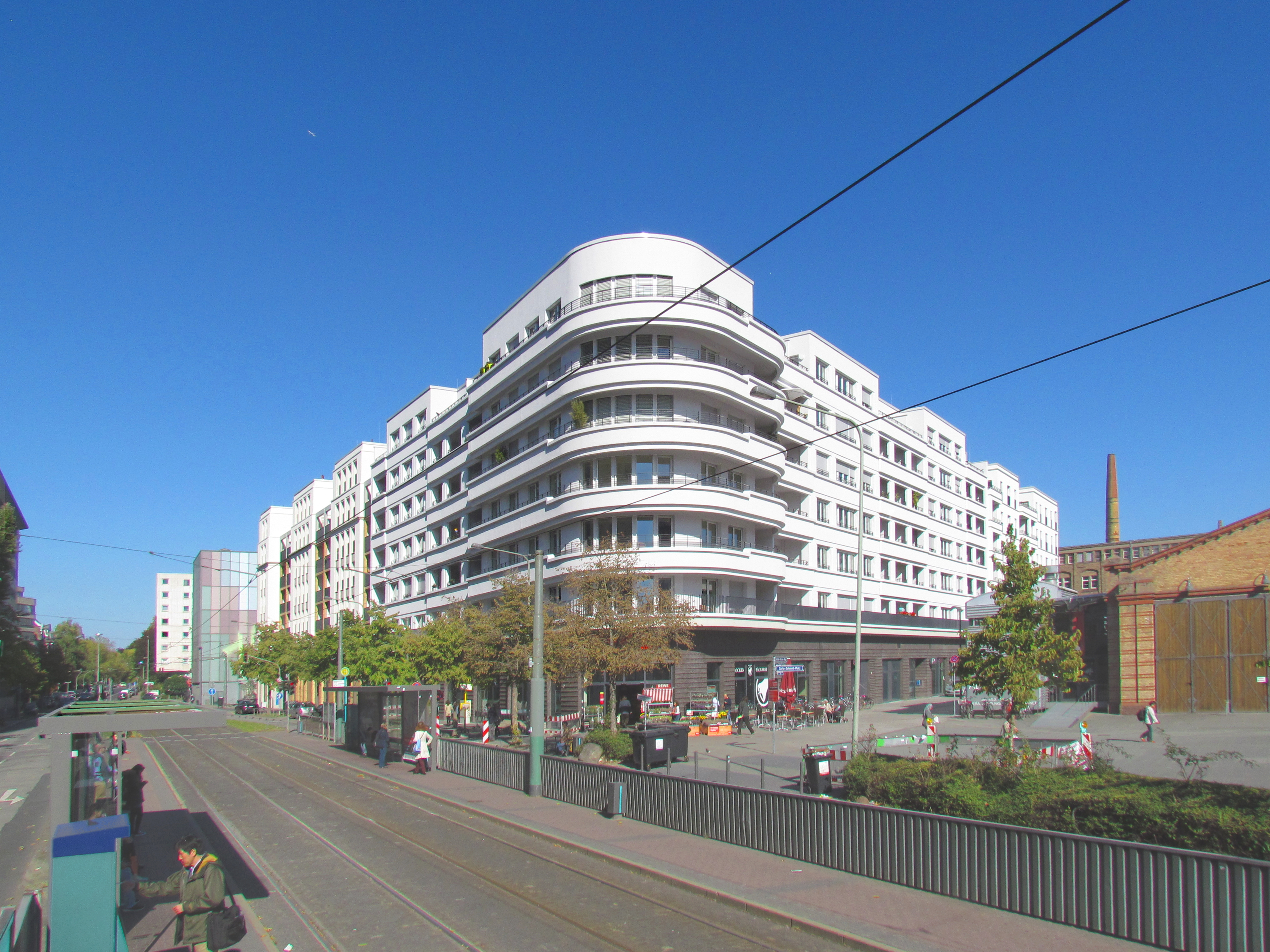
südwestliche Ecke (2015)
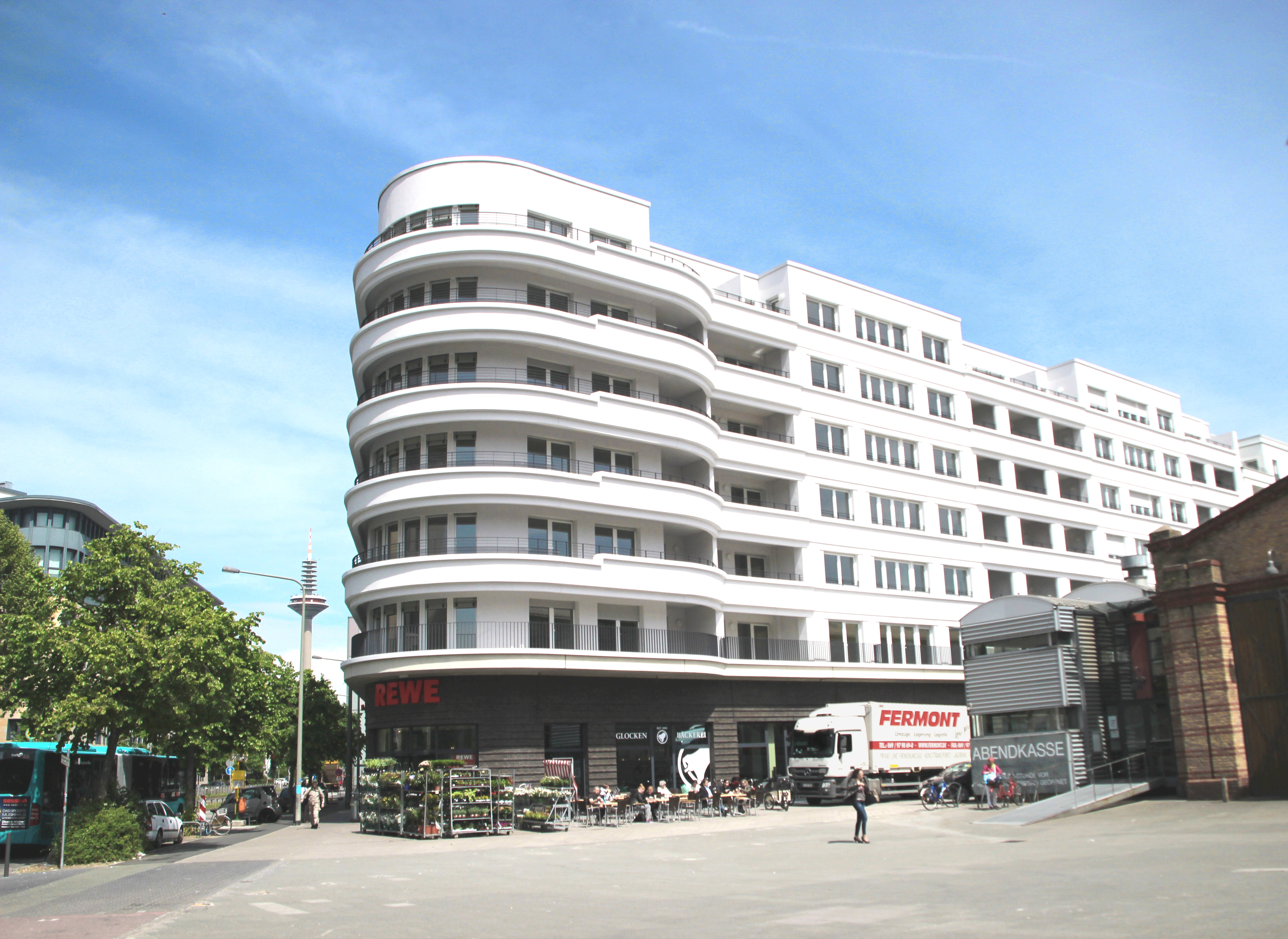
Südseite (2015)

Auf dem Gelände des im Krieg teilweise zerstörten ehemaligen Straßenbahn-Betriebshofes, der zuvor als Autoparkfläche genutzt wurde, wurde bis 2015 von der ABG unter dem Architekten Stefan Forster ein weißes Eckgebäude errichtet. Es erstreckt sich über die drei Adressen Gräfstraße 94 und Gabriel-Riesser-Weg 12–14, hat 7 oberirdische Stockwerke, 2 Kellergeschosse mit PKW-Parkflächen, 58 Mietwohnungen und eine Geschossfläche von 7.130 Quadratmetern. Das Gebäude ist als Nullenergiehaus und barrierefrei ausgelegt; im Erdgeschoss, mit Eingang unter der markanten runden Hausecke, befindet sich ein großer Supermarkt.

#### Gräfstraße 100

##### Umspannwerk Mainova

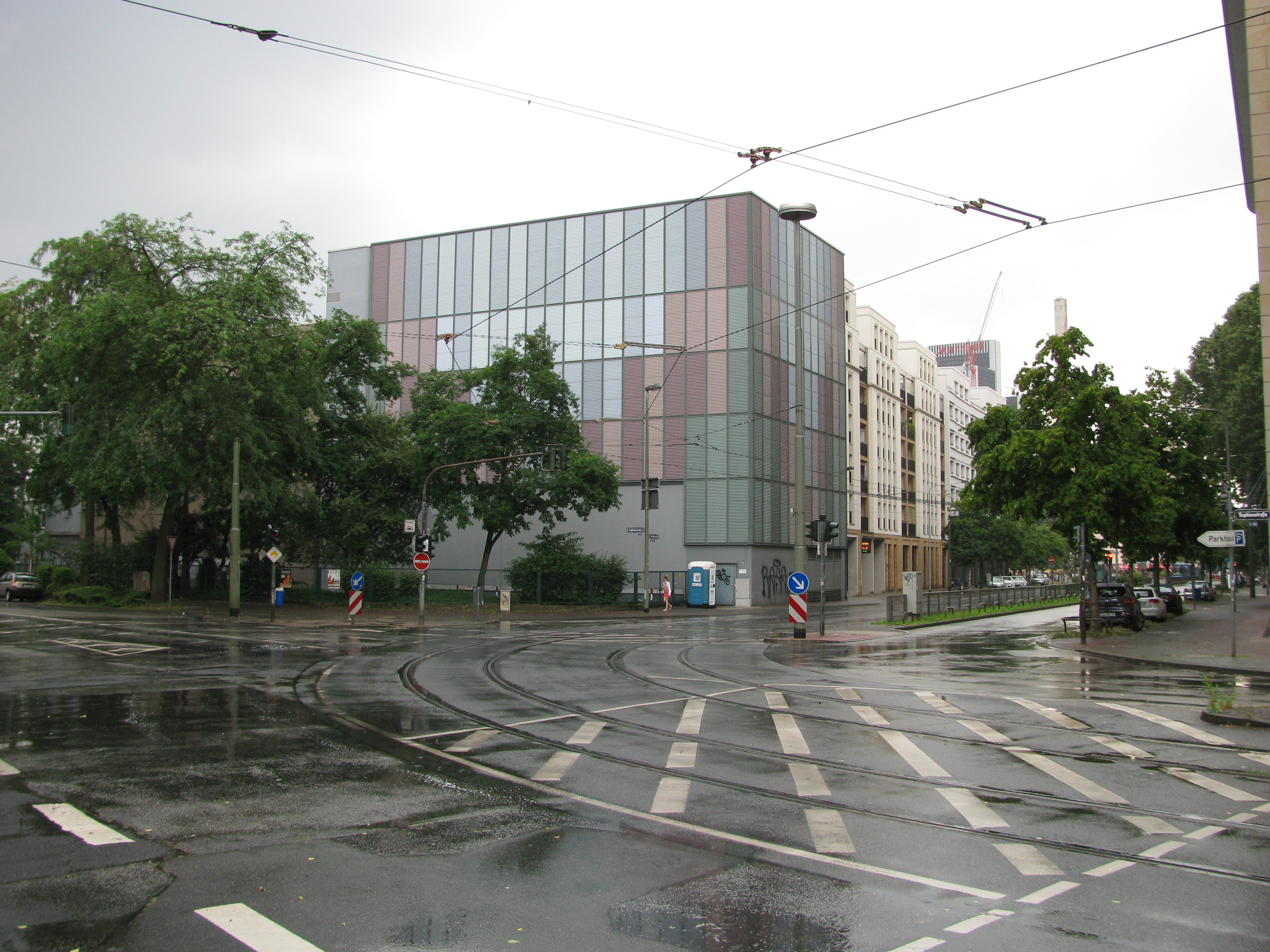
Umspannwerk Mainova (2021)

Ein Umspannwerk (auch Umspannanlage) ist Teil des elektrischen Versorgungsnetzes eines Energieversorgungsunternehmens und dient der Verbindung unterschiedlicher Spannungsebenen. Die Mainova-Tochter NRM Netzdienste Rhein-Main baut zusammen mit den vorgelagerten Netzbetreibern Avacon und TenneT das Stromnetz in der Region Frankfurt Rhein-Main aus. Bis 2027 sollen die Kapazitäten für Frankfurt um mehr als 500 Megavoltampere (MVA) wachsen. Das ist ein Anstieg von rund 50 Prozent und entspricht dem Bedarf einer Stadt mit 500.000 Einwohnern. Erste Leistungserhöhungen sind für 2024 geplant.

#### Gräfstraße 97

##### Reifertsche Chaisenfabrik

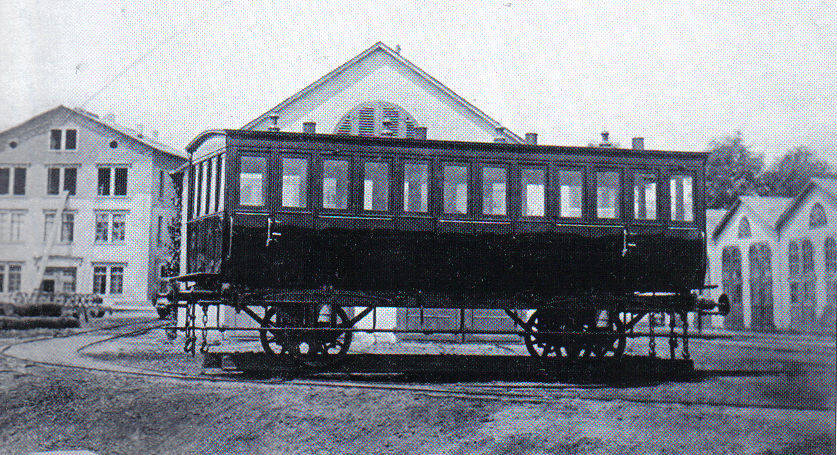
Eisenbahnwaggon aus der Produktion der Reifertschen Waggonfabrik (1872)

Johann Konrad Reifert (1781–1856), Wagnermeister aus Niederseelbach, gründete um 1800 in Frankfurt am Main eine „Chaisenfabrik“. 1820, nach dem Sturz Napoleons, wurde der Betrieb in die junge Stadt Bockenheim vor den Toren der freien Reichsstadt Frankfurt am Main verlegt. Zusammen mit seinem Geschäftspartner Johann Ernst Wagner aus Suhl/Thüringen war es deren Ziel, dort eine Fabrik für elegante Chaisen und Postkutschen zu betreiben. Deren Gründung stellte einen wesentlichen Schritt beim Ausbau der Industrialisierung von Bockenheim dar. Die Erhebung Bockenheims zur Stadt 1819 geschah in der bewussten Absicht Kurhessens, neben der damals noch industriefeindlich gesinnten freien Reichsstadt Frankfurt ein neues, der Industrie aufgeschlossenes Gemeinwesen zu schaffen, das aus der günstigen Nachbarschaft zu dem Mittelpunkt von Handel und Verkehr größten Nutzen ziehen könnte. Als nach zehn Jahren 1830 der Geschäftspartner Johann Ernst Wagner starb, trat Johann Konrad Reiferts Sohn Clemens Reifert (1807–1878) in die Firma ein. Er hatte sich darauf unter anderem durch den Besuch ähnlicher Betriebe, auch in Paris und London, vorbereitet. Das Unternehmen hatte sich bereits zu einem der ersten Wagenbauanstalten in Deutschland entwickelt.
Clemens Reifert forschte, erweiterte die Fabrik und führte Dampfmaschinen ein. Die Firma baute bald auch Eisenbahnwagen und hatte Anfang 1870 300 Mitarbeiter. Dies bedeutete erhöhten Kapitalbedarf. Folglich wurde umgegründet und umfirmiert. Es entstand die „Frankfurter Waggonfabrik Aktiengesellschaft“, vormals J. C. Reifert & Co, in Bockenheim. Über die Österreichisch-Deutsche Bank in Frankfurt am Main wurden für 650.000 Taler Aktien ausgegeben. Gründersohn Clemens Reifert wurde „Generaldirector“. Verwaltungsräte wurden J. B. Pfaff, J. Koch, Friedrich Mumm, Franz Brentano und Christian Grote aus Frankfurt am Main. Notar wurde ein Jurist Becker aus Bockenheim. Das erste Geschäftsjahr 1872 schloss mit einem Reingewinn ab. Für 1874 gab es keine Dividende mehr, und 1875 wurde die Liquidation beantragt.
Gründerkrach und Gründerkrise von 1873 waren nicht auf die Frankfurter Waggonfabrik Aktiengesellschaft beschränkt, sondern ein allgemeiner zeitlicher Trend in den 1870er Jahren. Gemäß dem Schumpeterschen Gesetz der schöpferischen Zerstörung entstand dann auch fast lehrbuchhaft auf dem ehemaligen Firmengelände wenig später die Weltfirma Hartmann & Braun AG. Auf einem anderen Teil des ehemaligen Firmengeländes entstanden das Bockenheimer Straßenbahndepot und die Verlängerung der Königstraße, der heutigen Gräfstraße.
Der Vater Johann Konrad Reifert war befreundet mit Clemens Heerdt (1778–1828). Daher auch die Wahl des Vornamens für Sohn Clemens Reifert. Dieser heiratete mit Sybilla Susanne Reifert, geb. Heerdt in die Familie Heerdt ein, in die ebenfalls Friedrich Wilhelm Delkeskamp (1794–1872), der deutsche Maler und Kupferstecher einheiratete. Somit entstand der Bockenheimer Familienverband Delkeskamp/Heerdt/Reifert. Als einer der ersten Bockenheimer Industriellen wurde Clemens Reifert Namenspatron der Clemensstraße in Bockenheim, die von der Leipziger Straße auf das ehemalige Firmengelände des Reifertschen Chaisenfabrik führt. Bauliche Spuren sind durch die Weltkriege und die Schließung und Verlagerung des nachfolgenden Unternehmens Hartmann & Braun AG, bzw. durch die dann erfolgte Neubebauung nicht mehr vorhanden. Auch das Stichgleis vom Westbahnhof bis zum ehemaligen Firmengelände verschwand. Nur in Archiven, wie dem ISG Institut für Stadtgeschichte der Stadt Frankfurt am Main oder Museen, wie beispielsweise im Museum Achse, Rad und Wagen in Wiehl gibt es mit einer Zeichnung von Clemens Reifert von 4 Calechen (auch Kaleschen) noch historische aufzeigbare Spuren. Einzig ein Modellbauer hat in einer Einzelfertigung einen Eisenbahnwaggon der Reihe Litera A124 der ehemaligen Königlich Württembergischen Staats-Eisenbahnen wieder erstehen lassen.

##### Hartmann & Braun

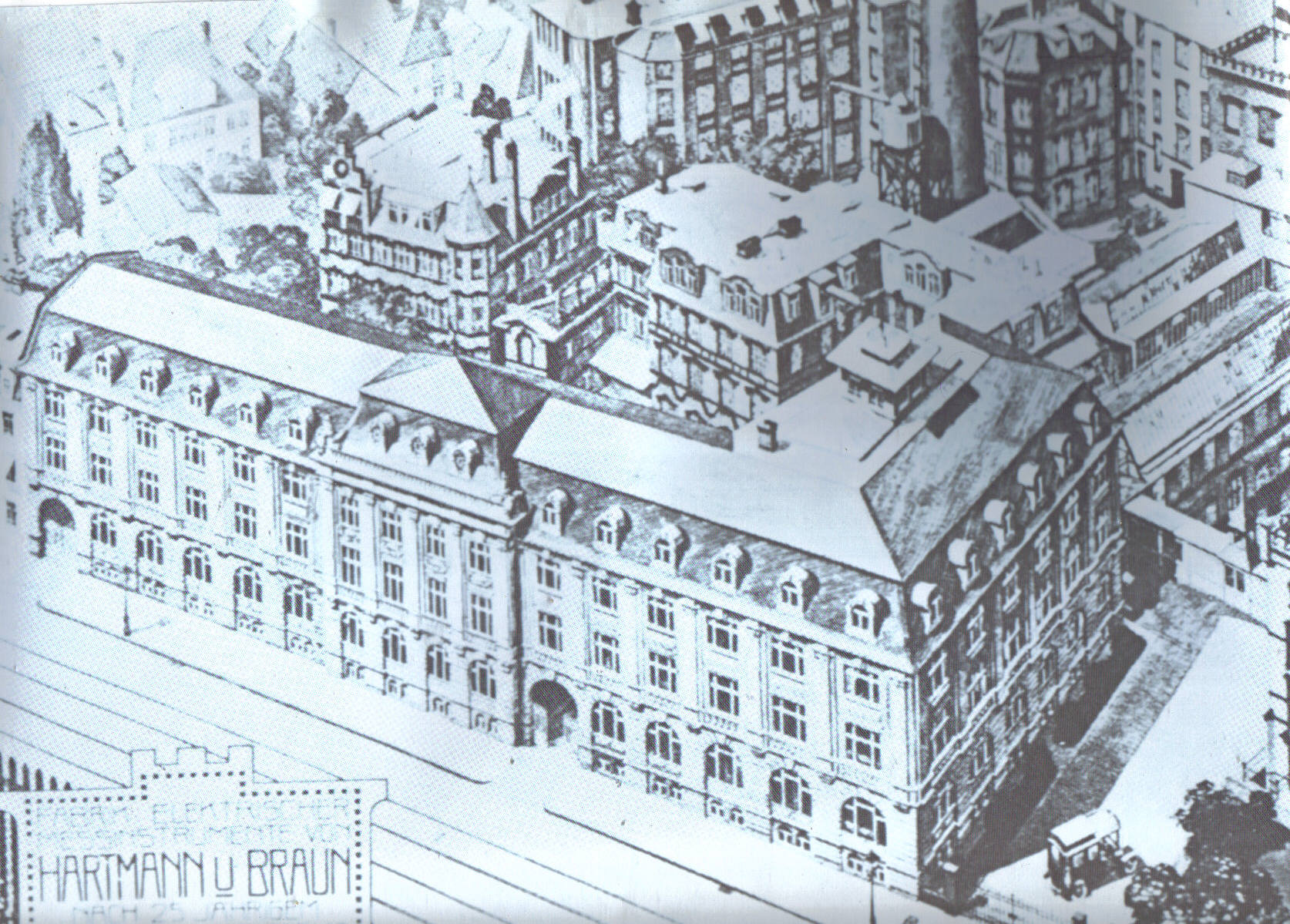
Hartmann & Braun AG (1907)
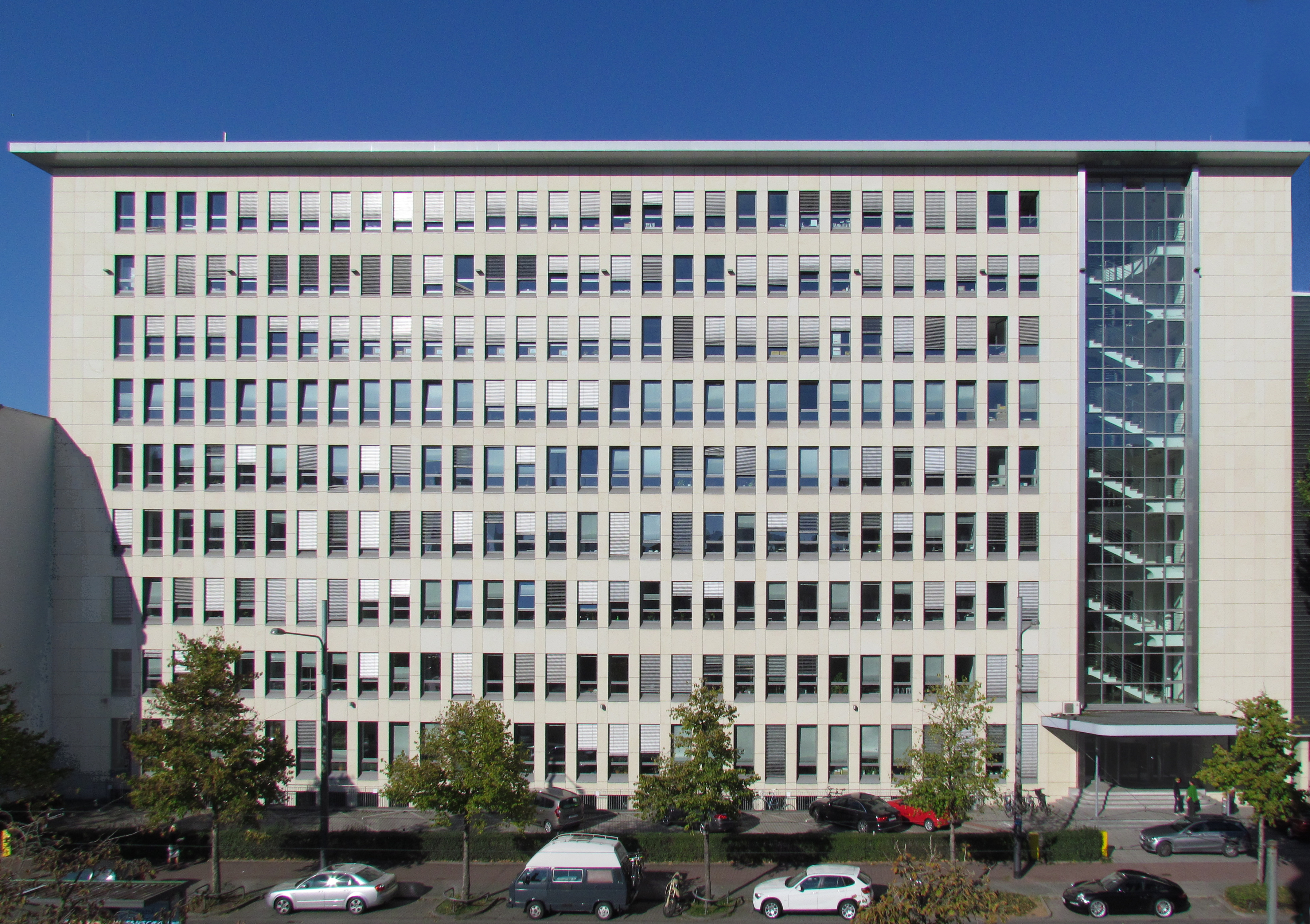
ehemaliger Verwaltungsbau H&B (2015)

Das Gelände gehörte vor und nach dem Zweiten Weltkrieg dem größten Arbeitgeber Bockenheims. Es wurde mehrfach vergrößert und erstreckte sich von der Falkstraße über die heutigen Wildunger- und Clemensstraße bis zur Leipziger- und Gräfstraße. Der Verwaltungsbau wurde 1954 neu errichtet. Noch bis Anfang der 1970er Jahre konnten von Hartmann & Braun ausgewählte finanzschwache Studenten in der Betriebskantine kostenlos zu Mittag essen.
Nach dem Auszug der Hartmann & Braun AG 1997 wurde das ehemalige Betriebsgelände von einem der größten Bauentwickler, der DIBAG Industriebau AG München, revitalisiert. Produktionsstätten wurden entkernt. Wohn- und vor allem Geschäftsräume unter dem Namen „Alvearium“ (lat. Bienenkorb) geschaffen. Auch der ehemalige Verwaltungsbau in der Gräfstraße 97 wurde saniert; er wurde zunächst von der Banco Santander genutzt, die aber zum großen Teil schon weiter in die Solmsstraße gezogen ist.

#### Gräfstraße 103

##### VDO-Betriebsgelände

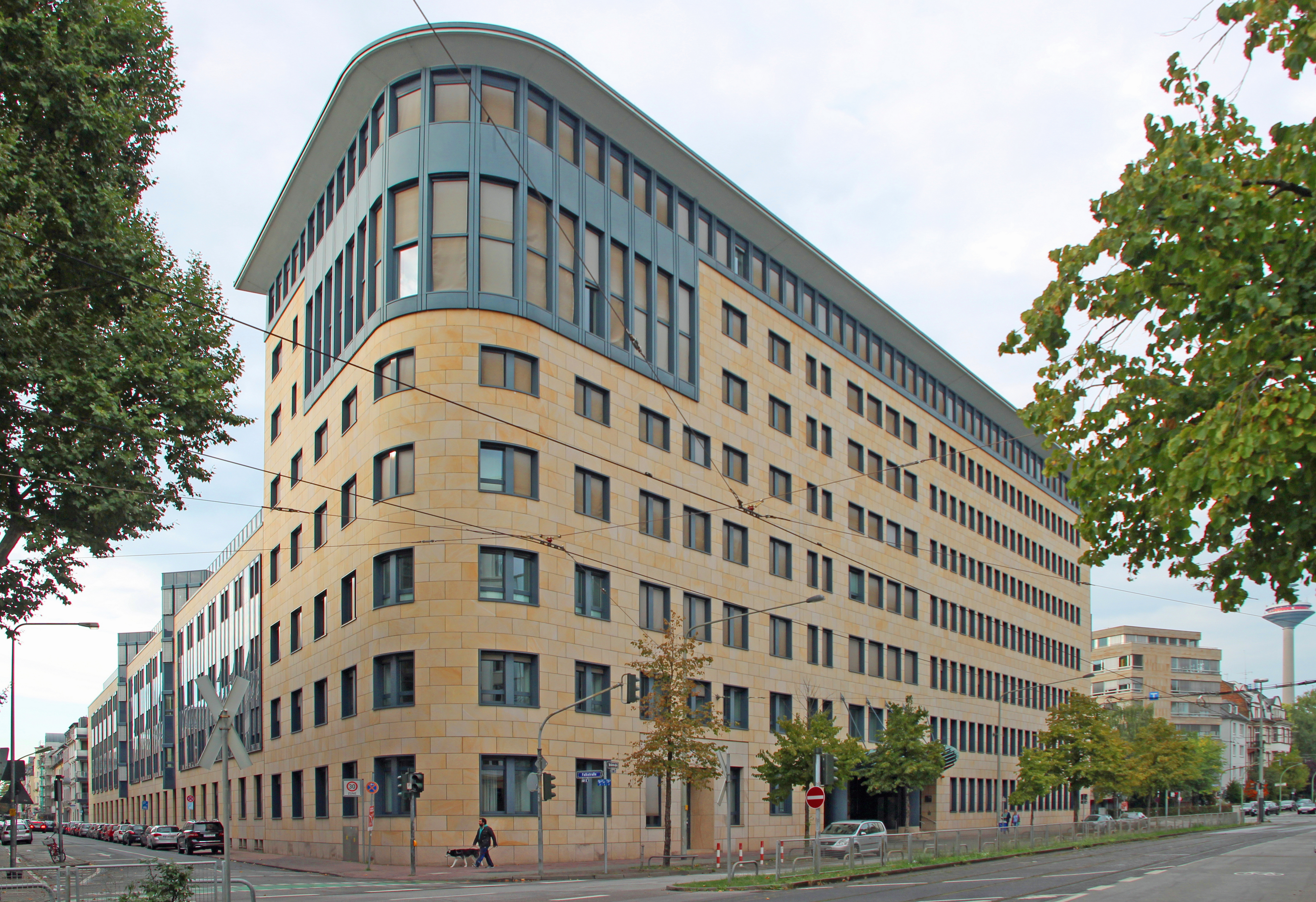
Ehemaliges Verwaltungs- und Produktionsgebäude der VDO (2015)

Adolf Schindling (1887–1963) gründete 1921 die „OSA Apparate GmbH“ in Frankfurt, die Keimzelle der VDO. 1929 kaufte er das ehemalige „Voigt & Haeffner“-Gelände in der Gräfstraße 103, wo er den Stammsitz der inzwischen 300 Mitarbeiter zählenden Firma errichtete.
Anfang 1994 kaufte die Mainzer ABG-Gruppe (Allgemeine Beteiligungsgesellschaft für Gewerbeimmobilien) das ehemalige Stamm-Betriebsgelände der VDO-Werke, die zuvor ihr Stammwerk nach Karben verlegt hatten. Im Jahr 1993 waren noch insgesamt 7700 Mitarbeiter bei der VDO beschäftigt. Zuvor wurde 1991 die VDO von der damaligen Eigentümerin, der bekannten Dressurreiterin Liselott Linsenhoff, an den Mannesmann-Konzern verkauft. Durch den Umbau von Mannesmann zur Arcor/Vodafone-Gruppe landete die VDO zunächst bei Siemens-Bosch, dann alleine bei Siemens, die dann 2007 die VDO an die Continental-Gruppe verkauften. Die ABG-Gruppe entkernte die früheren Produktions- und Verwaltungsgebäude und baute sie modern aus. Die Entwürfe lieferte das Frankfurter Architektenbüro Nägele, Hofmann und Tiedemann. So entstanden etwa 29.000 Quadratmeter Bürofläche, etwa 660 Quadratmeter Ladenfläche und 44 Mietwohnungen des gehobenen Ausstattungsstandards nebst 347 Kfz-Stellplätzen in einer Tiefgarage. Das Objekt zwischen Gräfstraße, Falkstraße und Wildunger Straße wurde 1998 fertiggestellt. Einer der Hauptmieter ist seitdem die Deutsche Wertpapierservice Bank in der Wildunger Straße 14. Weitere Mieter sind die Nomura Holdings und seit Juni 2011 als zweitgrößter Mieter die KfW.

### Grempstraße

#### Grempstraße 23

##### Evangelisch-reformierter Gemeindebau

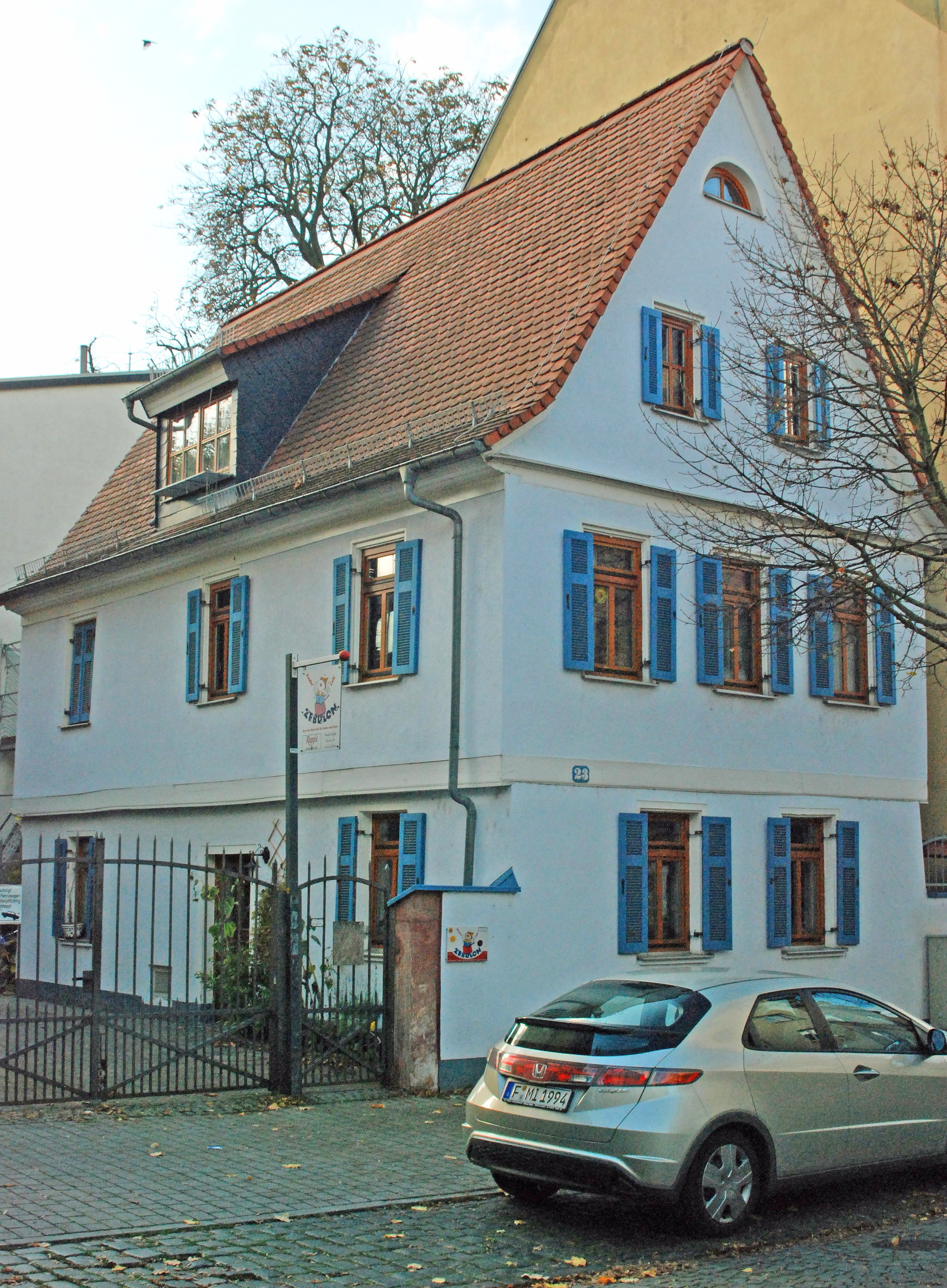
Ehemaliger evangelisch-reformierter Gemeindebau (2013)

Die ehemalige reformierte Kirche und Schule (von 1732 bis 1789) liegt in der heutigen Grempstraße 23. Frankfurt war lange Zeit eine fast ausschließlich lutherische Stadt. Doch gab es durch Zuwanderung auch reformierte Einwohner, denen aber nach einer kurzen Zeit der Duldung, die Feier ihrer Gottesdienste innerhalb Frankfurts untersagt wurde. Die nahen nördlichen heutigen Stadtteile des damals lutherischen Frankfurt, unter ihnen das Dorf Bockenheim, gehörten aber zur reformierten Grafschaft Hanau-Münzenberg. Die reformierten Frankfurter feierten deshalb über 200 Jahre lang ihre Gottesdienste in Bockenheim. Am heute noch bestehenden Gebäude zeigt ein massives Untergeschoss, wo Schule und Lehrerwohnung Platz fanden. Im Obergeschoss, in Fachwerk errichtet, befand sich der Betsaal mit Orgel. Im historischen Dachgebälk ist noch ein Rest des ehemaligen Glockentürmchens nachweisbar.
Nach der Renovierung ist es nun ein Familienwohnhaus. Die frühere Küferei im Hinterhof beherbergt nun ein Café für Eltern und Kinder, das Zebuloncafé.

#### Grempstraße 36

##### Grempsches Haus

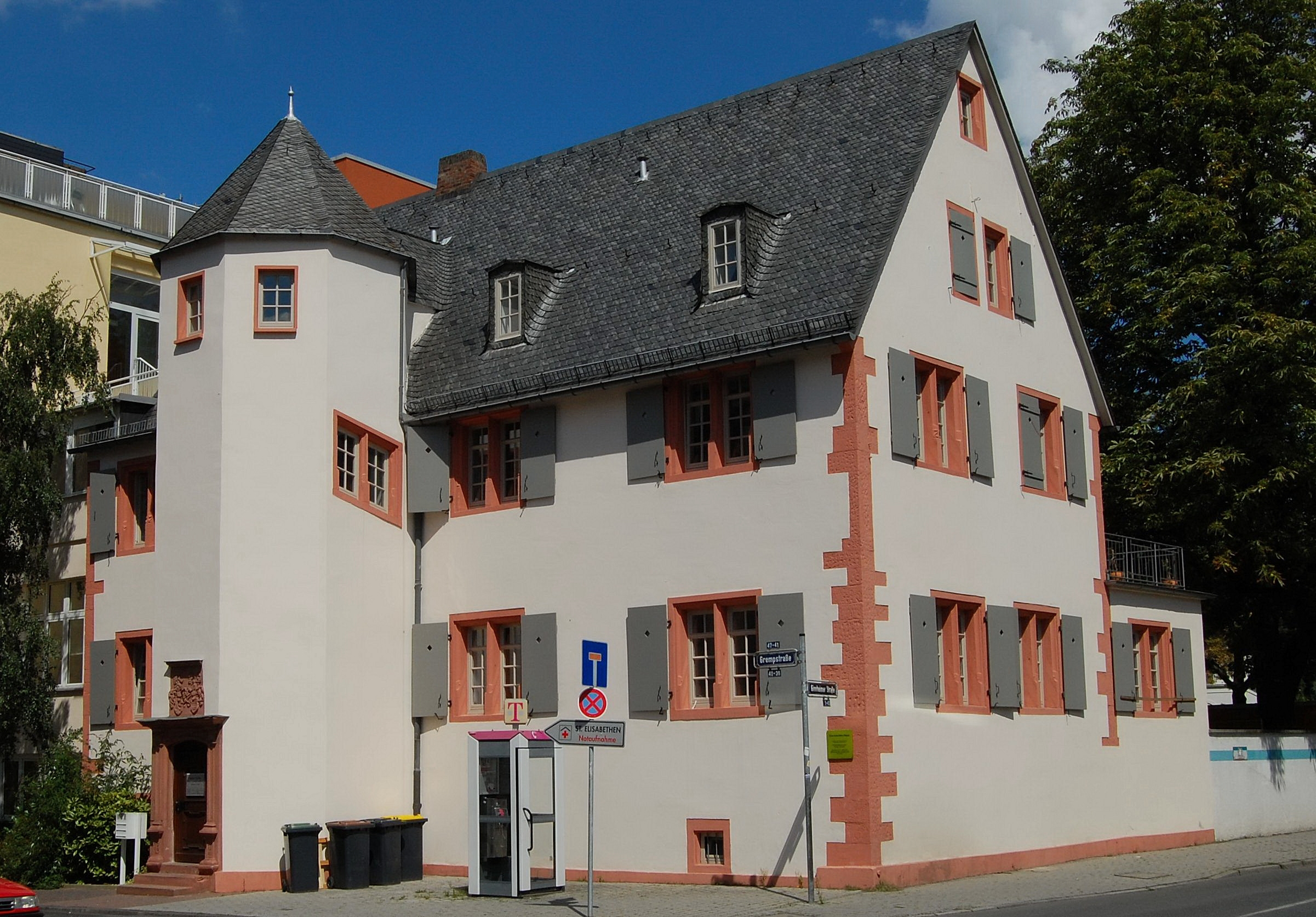
Das Grempsche Haus in der Grempstraße (2007)

Aus den Jahren 1582 bis 1593 stammt das Grempsche Haus; es steht am Kirchplatz – am Ende der Ginnheimer Straße. Es ist das bedeutendste säkulare Bauwerk, das in Bockenheim aus der frühen Neuzeit erhalten ist. Es gehörte zum Adelshof der Familie Gremp von Freudenstein. Das steinerne Gebäude hat zwei Stockwerke und einen achteckigen Treppenturm. Über dem Eingang dieses Treppenturms befindet sich heute noch das Wappen der Familie Gremp von Freudenstein: ein Schwan, der auf drei kleinen Hügeln ruht und in seinem Schnabel einen Ring hält. Das gleiche Wappen ziert heute noch das Maison Gremp in Buchsweiler (Bouxwiller, Bas-Rhin, Alsace). Ein Familienmitglied, Wilhelm Gremp von Freudenstein, erwarb um 1820 im nahen Bad Homburg das Haus Dorotheenstraße 1 und betrieb dort als erster Homburger Postmeister die Poststation der Thurn-und-Taxis-Post.

#### Grempstraße 45

##### Wohnen bei St. Jakob

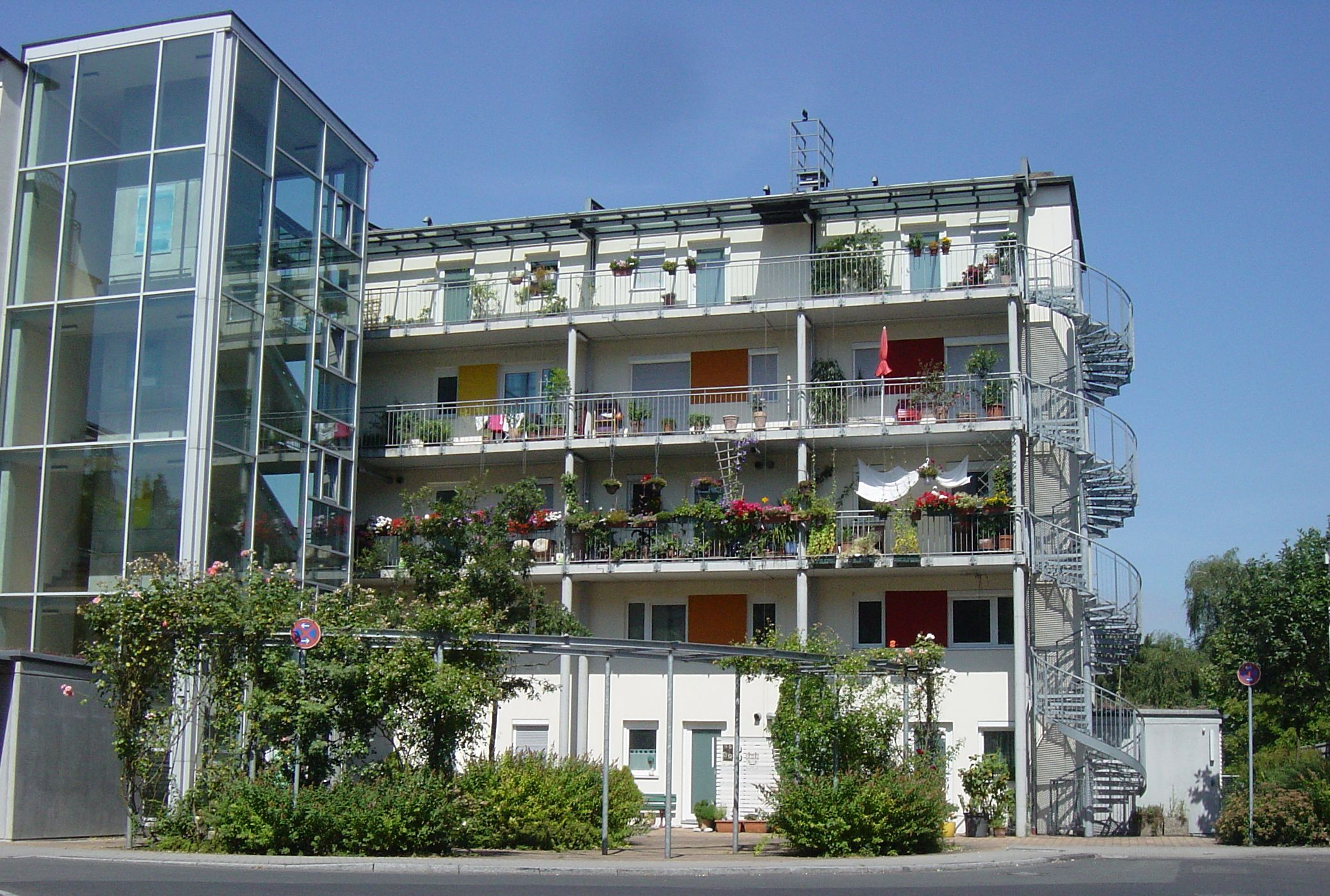
Wohnen bei St. Jakob (2013)

Unter der Bezeichnung „Wohnen bei St. Jakob“ bzw. „Energieprojekt: Grempstr PH“ wurde das erste Passiv-Mehrfamilienhaus für neunzehn Parteien in Frankfurt als Geschosswohnungsbau errichtet. Diese Wohnanlage wurde 2009 von einer Fachjury des Dezernats Umwelt und Gesundheit der Stadt Frankfurt für den neuen Architekturpreis „Green Building Frankfurt“ für Vorreiter nachhaltiges Bauen nominiert.

### Große Seestraße
Bis 1817 Große Sandstraße genannt.

#### Große Seestraße 2

##### Kreuzung Große Seestraße und Mühlgasse
Die abgebildete Vorkriegsbebauung der Kreuzung Frankfurt-Bockenheim, Große Seestraße und Mühlgasse (vormals Sterngasse) mit Blick in die Kleine Seestraße (vormals Kleine Sandstraße) wurde 1944 durch Fliegerbomben zerstört. Rechts Teilansicht auf Lebensmittelfiliale der Firma Latscha. Frontalsicht auf Haus Kleine Seestraße 2 des Philipp Eberhardt, der hier seit 1904 seine Spezereihandlung betrieb, das von 1927 bis 1935 noch seine Erben fortführten. Vorgänger seit 1882 war Valentin Sperzel. Info laut dem Stadtchronisten Heinrich Ludwig, der selbst in der Kleinen Seestraße aufwuchs. Besonderheit der Kleinen und Großen Seestraße ist die aufsteigende Hausnummerierung vom Kirchplatz aus, dem historischen Mittelpunkt Bockenheim. Im Gegensatz zur Nummerierung der parallel verlaufenden Leipziger Straße, deren Hausnummern seit der Bockenheimer Eingemeindung von 1895 von der Bockenheimer Warte bis zur Basaltstraße aufsteigen.
Nachkriegsbebauung: Rechts Teilansicht auf das 1991 nach knapp drei Jahren Bauzeit offiziell eröffnete Altenpflegeheim Bockenheim Friesengasse des Frankfurter Verbands für Alten- und Behindertenhilfe Ecke Friesengasse und Kleine Seestraße. Das Haus hat 120 Betten, fünf altenfreundliche und vier behindertengerechte Wohnungen sowie ein Therapiezentrum.

#### Große Seestraße 3

##### Lebensmittel Latscha

Tragetasche (1970)

Restauriertes Mehrfamilienhaus am Anfang der östlichen Großen Seestraße. Das Grundstück wurde mehrmals neu bebaut. Dieser Bau wurde um 1900 errichtet. Im Erdgeschoss bestand vormals zeitweise eine der vielen Filialen des Frankfurter Lebensmittelfilialisten Jakob Latscha. Laut Unterlagen des Instituts für Stadtgeschichte betrieb um 1955 hier der Tapezierermeister Heinrich Ackermann sein selbständiges Gewerbe. Markantes Fassadenteil bei diesem Bau ist der Erker, der als Schmuck- und Gliederungselement eingesetzt wurde. Er basiert auf einem ausgearbeiteten Sturzbogen, bzw. Bogensturz (engl. lintel) aus Naturstein und setzt sich bis zum Sims des Hauses fort. Dieser Erker beginnt nicht am Boden, sondern im ersten Stock und wird von einer Konsole getragen. Die Kriegsschäden führten zu einem veränderten Wiederaufbau, auch der Hausfassade. Der Erker ist weiterhin ein ästhetisches Highlight dieser Bebauungszeile.

#### Große Seestraße 14

##### Gemüsehandlung Familie Weil
Auf diesem Grundstück befand sich, laut dem vielfach zitierten Bockenheimer Dorfchronisten Heinrich Ludwig, um 1825 der Vorgängerbau des Kutschers Johann Gümpel. Ihm folgte u. a. 1882/85 der Kutscher Jakob Dopper. 1904 betrieb in einem neuerbauten Mehrfamilienhaus Philipp Held eine Kohlehandlung. Ihm folgte 1927 Friedrich Weil mit einer Gemüsehandlung. 1935 betrieb dieses Geschäft seine Witwe M. Weil weiter.
Nach Kriegsende hat sich das Haus als Solitär der westlichen Vorkriegsbebauung erhalten. Das zerstörte Dachgeschoss wurde rekonstruiert und ausgebaut. Auch die markante Toreinfahrt und die Hinterhofbebauung wurden beibehalten. Das Ladengeschäft im Erdgeschoss fand mangels Lauflage und der gestiegenen Anziehungskraft der Leipziger Straße fortan keinen Mieter im Einzelhandelsbereich mehr.

#### Große Seestraße 21

##### Bockenheimer Hemdenfabrik Karl G. Trapp

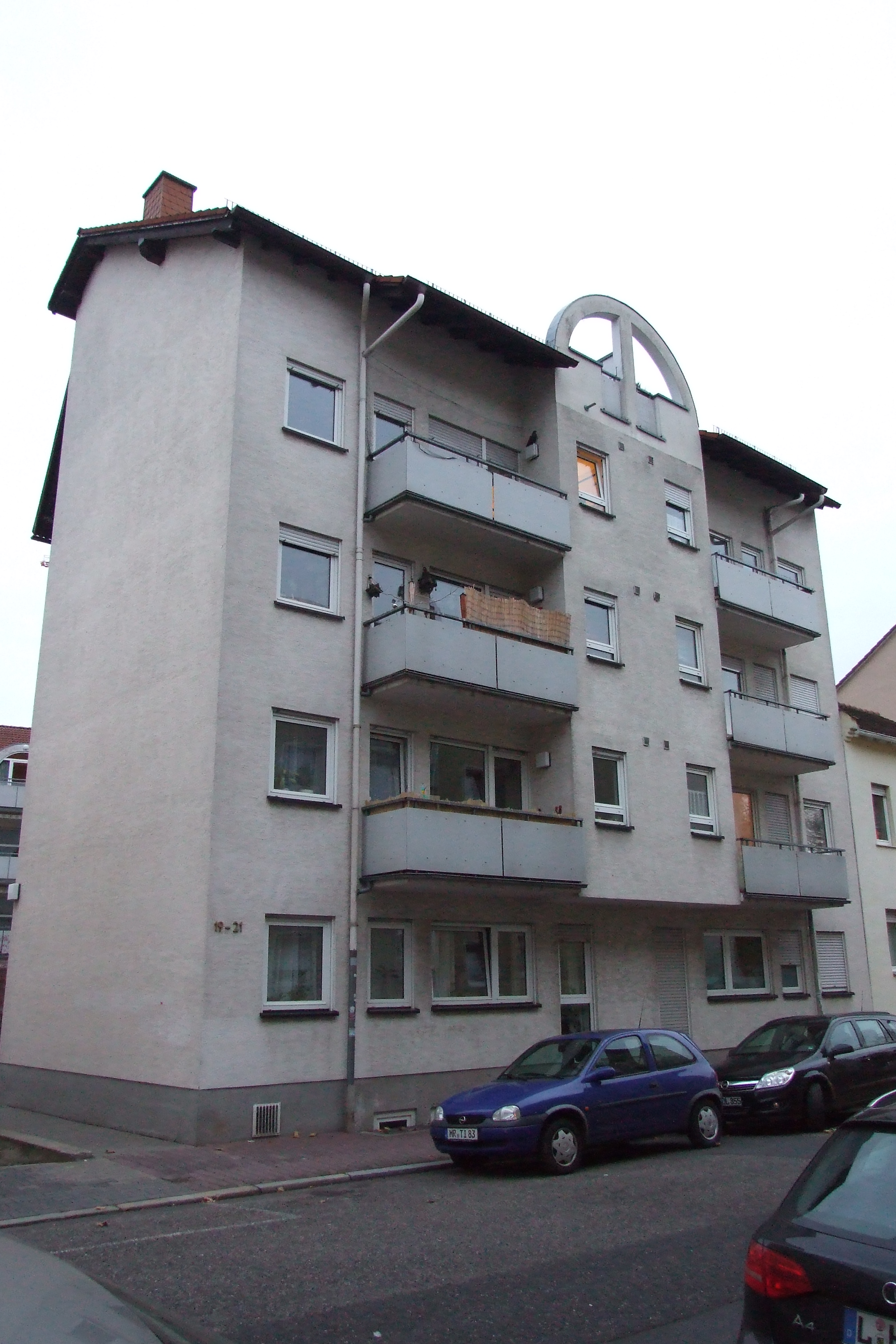
Große Seestraße 21

Vom Bockenheimer Stadtchronisten Hermann Ludwig wurde 1916 ein Immobilienverkauf vom Vater J.G.Trapp an seinen Sohn Karl G. Trapp dokumentiert. Das Betriebsgebäude der Bockenheimer Hemdenfabrik Karl G. Trapp in der Großen Seestraße 21 wurde 1944 im 2. Weltkrieg durch Fliegerbomben zerstört. In der späten Nachkriegszeit wurde hier 1986 ein fünfstöckiges Mehrfamilienhaus errichtet. Spuren gewerblicher Tätigkeiten sind am ehemaligen Standort Große Seestraße 21 nicht mehr feststellbar.
Wohl aber übernahm die Frankfurter Entsorgungs- und Service GmbH (FES) im Jahr 2010 die damals in Insolvenz befindliche Frankfurter Traditionsfirma Trapp Rohstoffe und Recycling GmbH.

#### Große Seestraße 25

##### Stadtteilbibliothek
In der Nachkriegszeit bis zum Bau der Ladengalerie Bockenheimer Warte 1984 befand sich die Stadtteilbibliothek in der Wohnanlage Großen Seestraße 25 in gemieteten Erdgeschoss-Räumen.

#### Große Seestraße 31

##### Stern-Apotheke

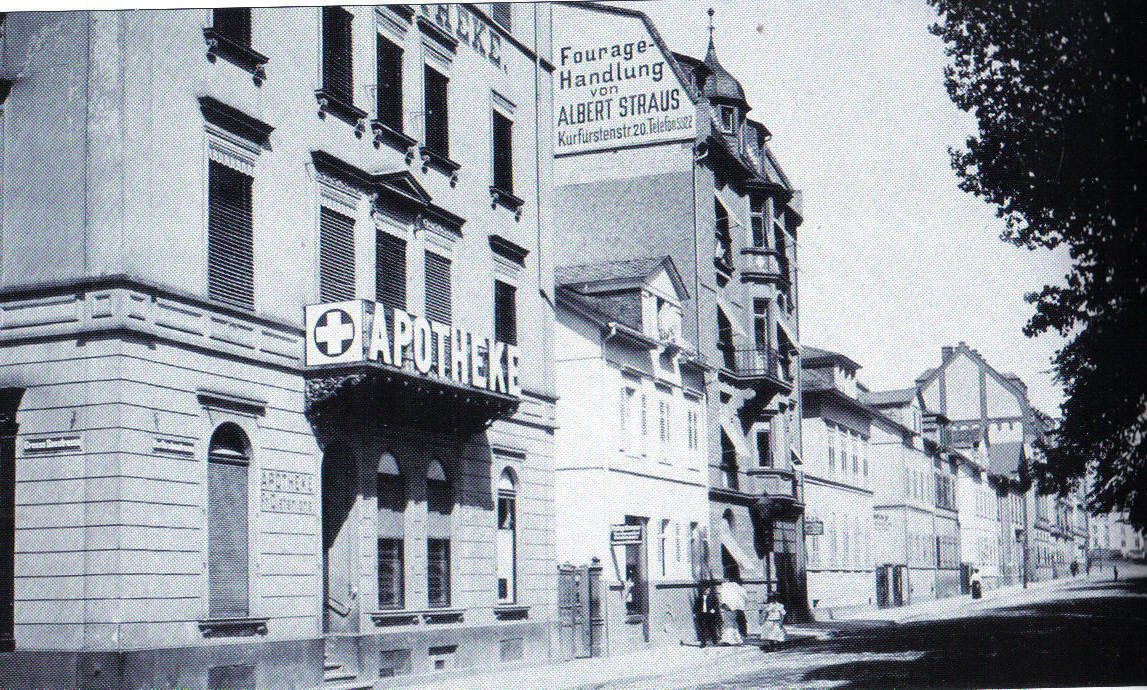
Blick in die Kurfürstenstraße von der Große Seestraße 31 (1906)
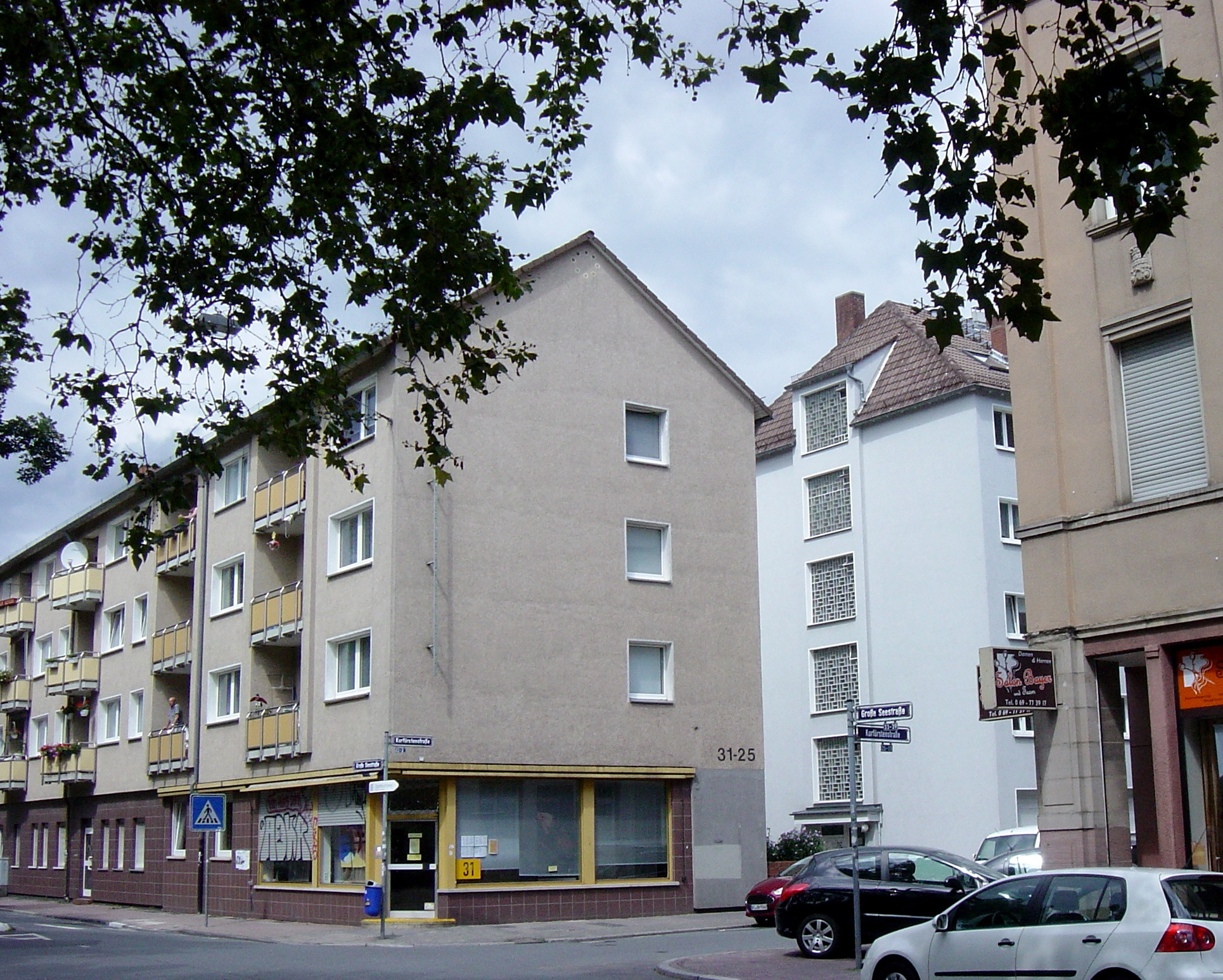
Große Seestraße 31 (2013)

Noch in Zeiten der selbständigen Stadt Bockenheim wurde an der Ecke Große Seestraße 31 und Kurfürstenstraße in der damalig zentralen Lage in der Nähe des 1869 neu erbauten Rathauses Bockenheims am Marktplatz, dem späteren Kurfürstenplatz, von 1876 bis 2004 die Stern-Apotheke betrieben. Etwa 70 Jahre nach ihrer Errichtung wurde die historische Eckbebauung 1944 durch Fliegerbomben zerstört. Wiederaufgebaut wurde nicht eine Rekonstruktion, sondern eine größere Wohnanlage, in deren Eckbereich sich die Stern-Apotheke wieder etablierte. Durch den rasanten Anstieg der Geschäftsaktivität in der Leipziger Straße, verbunden mit zahlreichen neuen Apotheken, verlor der Standort stetig an Zuspruch und damit die Stern-Apotheke an Umsatz. 2004 wurde sie geschlossen. Seitdem bietet in den Räumen der private Verein AIDS-Aufklärung e. V. Beratung und Hilfe an.

#### Große Seestraße 33

##### Villa Heinrich Rohmer
1863 ließ Heinrich Rohmer (* 3. Mai 1815 in Hamburg; † 20. März 1867 in Bockenheim), ältester Sohn des Johann Conrad Rohmer (1769–1825), diese zweistöckige Eckvilla mit ausgebautem Dachgeschoss auf dem verbliebenen großen Restgelände der Familie Rohmer an der Westseite des Rohmerschen Parkgeländes in der Mittelstraße, Ecke Große Sandstraße, die 1895 nach der Eingemeindung Bockenheims in Kurfürstenstraße bzw. Große Seestraße umbenannt wurden, für sich umbauen (heutige Adresse: Große Seestraße 33). Vor dem Umbau durch Heinrich Rohmer, betrieb hier von 1844 bis 1863 ein A. Alexander seine Strohhutfabrik. Direkt gegenüber in der Kurfürstenstraße befand sich ein größeres, ebenfalls mehrstöckiges Wohn- und Geschäftshaus mit der Stern-Apotheke. Nach dem Tod des 52-jährigen Heinrich Rohmer wurde das Gebäude bis 1875 als Korsettfabrik benutzt. Auf dem Bockenheimer Friedhof in der Solmsstraße hat sich sein Grabmal in Form einer Stele, einem Obelisk auf Würfelsockel erhalten. Leider wird auch dieses Grabmal ständig mit Graffiti–Schmierereien entwürdigt. Die Witwe Heinrich Rohmers, Frederike Karoline Rohmer geborene d’Orville (* 18. März 1833; † 22. Juli 1909) wurde schon nicht mehr neben ihrem Ehemann auf dem Friedhof Solmsstraße, sondern nach der Eingemeindung auf dem Frankfurter Hauptfriedhof, in der dortigen Gruftenhalle 46, bestattet. 2012 nahm das Gartenbauamt der Stadt Frankfurt hier umfangreiche Sanierungsarbeiten vor. Im Zuge der Parzellierung und teilweise Neubebauung des vormaligen Parkgrundstücks der Familie Rohmer, wurde diese Eck-Immobilie 1905 abgerissen und durch eine große, heute noch bestehende Wohnanlage des Beamten-Wohnungsbau-Vereins eG (BMV) ersetzt.

#### Große Seestraße 46

##### Kleiderwerke C. F. Schwarz Söhne OHG

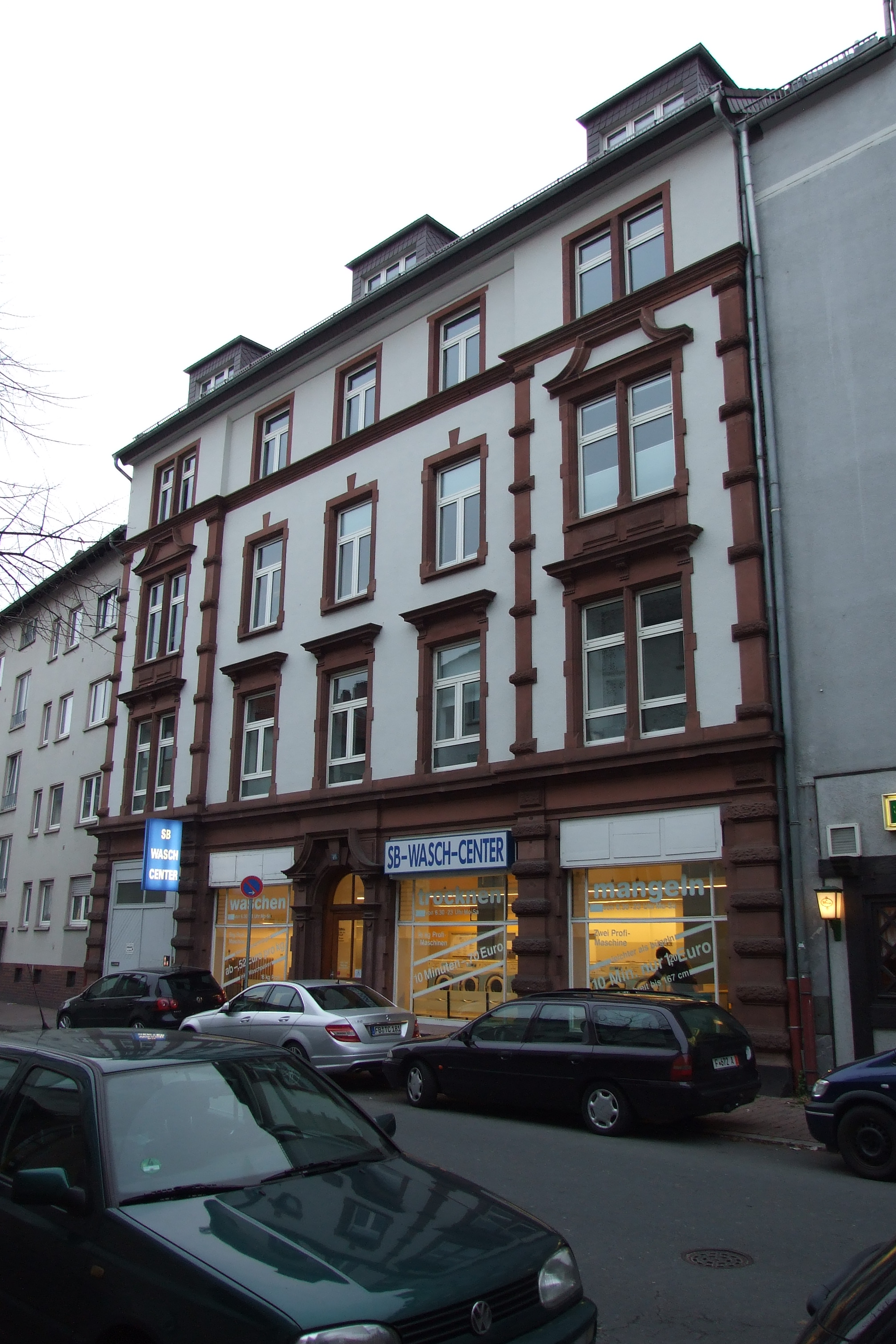
Große Seestraße 46 (2010)

Nach den Unterlagen des Bockenheimer Ortschronisten Heinrich Ludwig gehörte die Parzelle 1862 Anton Dieckmann. Um 1899 wurde darauf von dem Buchdrucker Oskar Kümmell das Gebäude errichtet, dessen Pläne sich im Institut für Stadtgeschichte (Frankfurt am Main) befinden (Kartensammlung ISG S8-9 Signatur 296). Seine Witwe E. Kümmell verkaufte 1927 die Liegenschaft an T. Schairer, der hier ein Kleidergeschäft betrieb. Ehemals war hier dann der Sitz der Kleiderwerke C. F. Schwarz Söhne OHG, die am 25. Januar 1953 ihr 80-jähriges Geschäftsjubiläum feierten (1873–1953). Die Firma verlegte später ihren Geschäftssitz nach Frankfurt-Praunheim, An der Praunheimer Mühle 13. Auch berichtete die Frankfurter Rundschau am 13. April 1978, dass in dieser Liegenschaft am 1. Mai 1976, im Jahr der Gründung des alternativen Stadtmagazins Pflasterstrand, eine Groß-WG als Ort der Revolte gegründet wurde. Heute wird im Erdgeschoss des Hauses einen SB-Waschsalon betrieben.

### Hamburger Allee

#### Hamburger Allee 45

##### Bauersche Gießerei

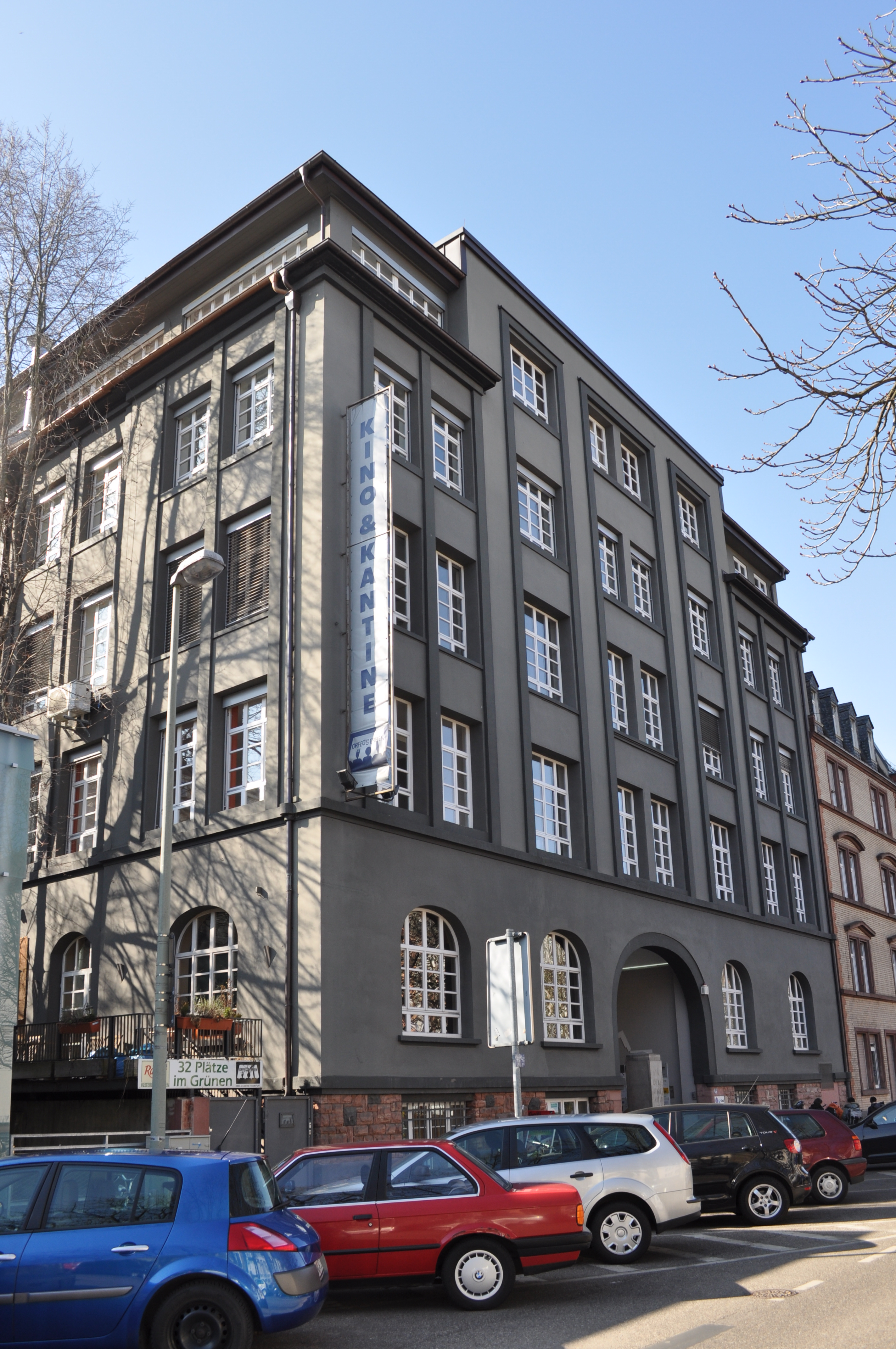
Straßenseite (2011)
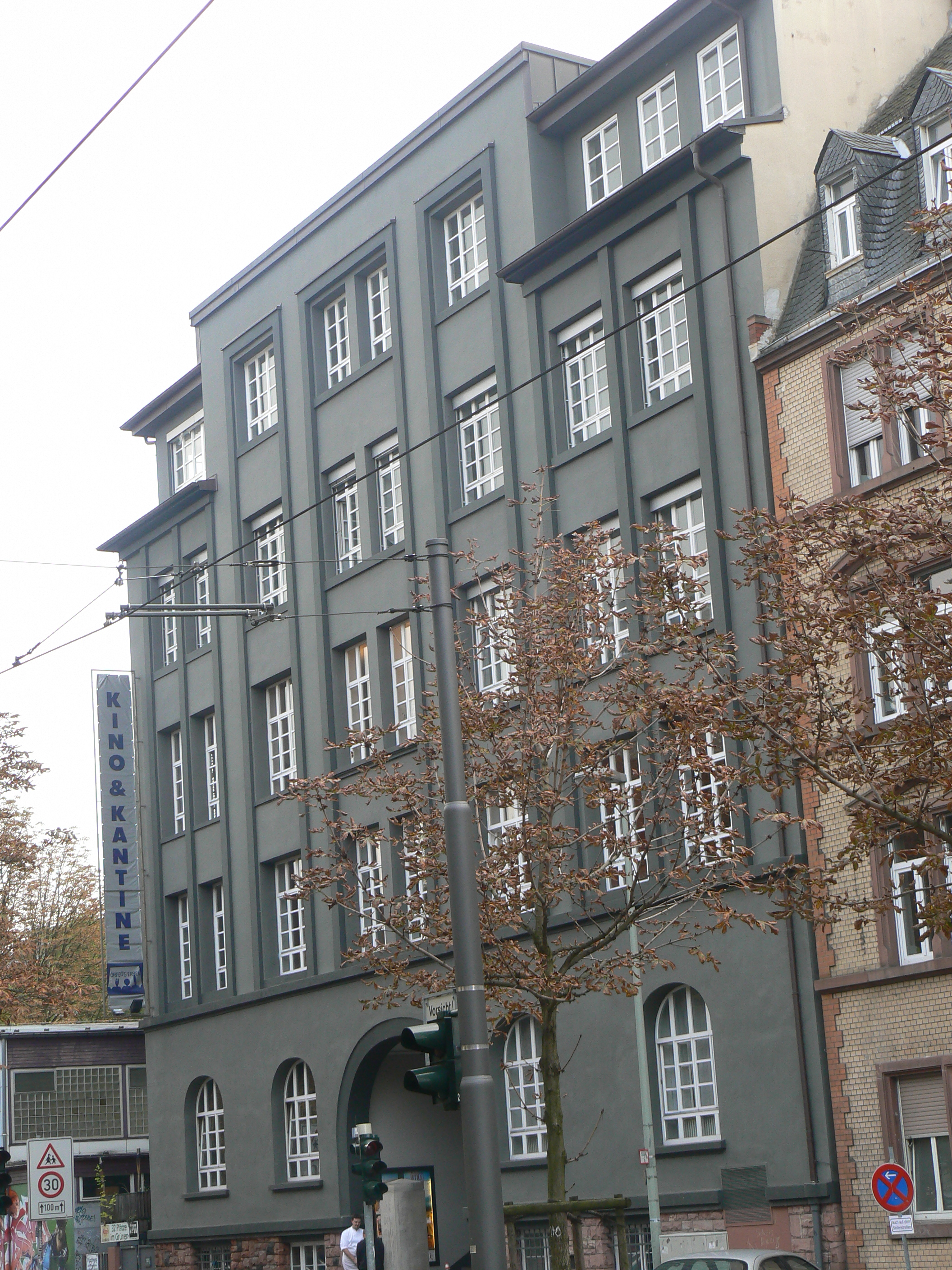
Straßenseite (2007)
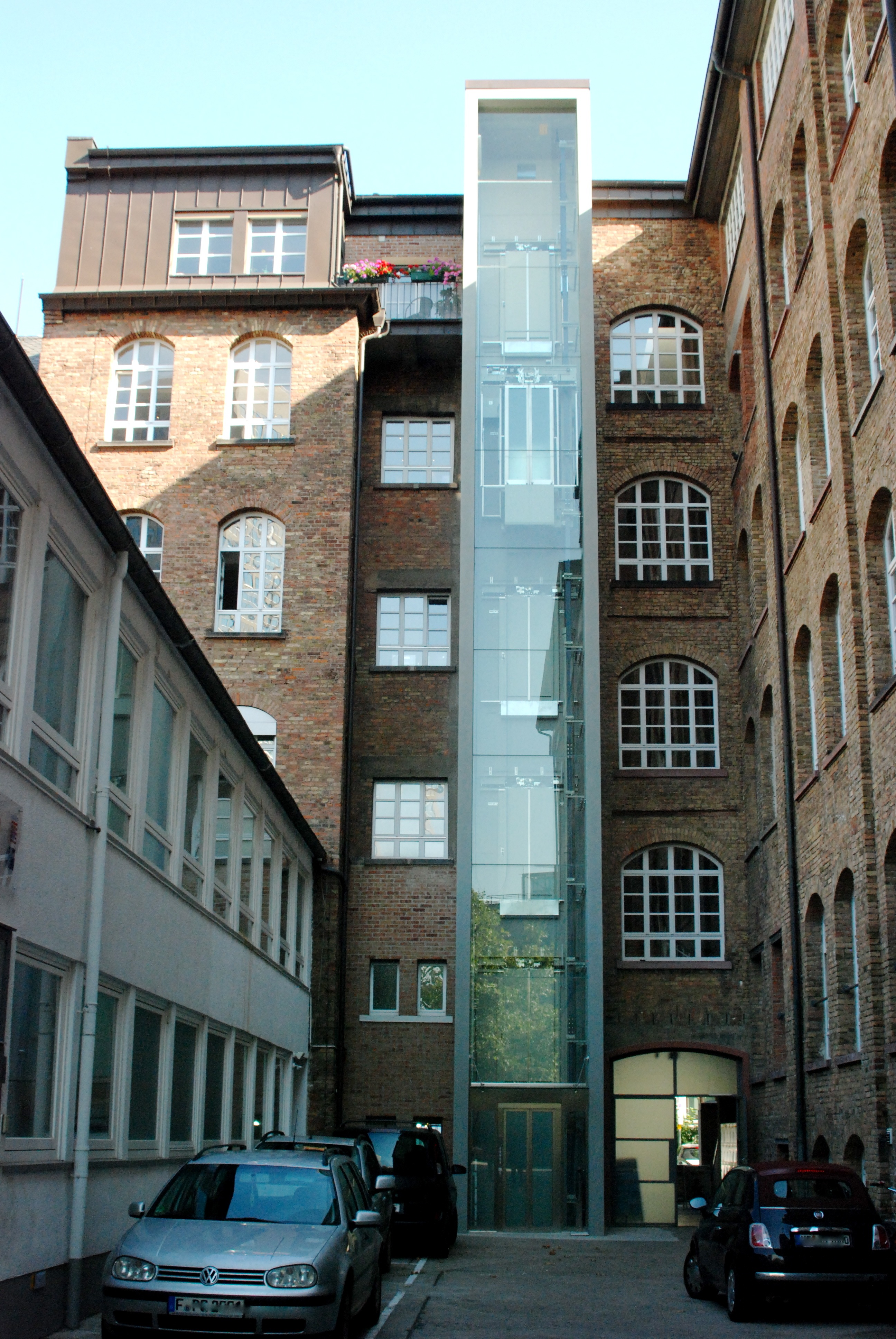
Innenhof (2013)

In der heutigen Hamburger Allee, der früheren Moltke-Allee, wurde 1904 von Georg Hartmann ein neues Fabrikgebäude errichtet. Es gilt als exemplarisch für die Bockenheimer Industriearchitektur der Architekten Josef Rindsfüßer und Martin Kühn in Formen des Industriejugendstils. Die damals modernsten Maschinen wurden hier aufgestellt. Zusammen mit den künstlerischen Anstrengungen wurde hier ein international bekanntes Unternehmen geschaffen. 1914 hatte man 400 Arbeiter und 100 Maschinen. Die Bauersche Gießerei wuchs auch durch zahlreiche Übernahmen, etwa im Jahre 1916 die der Frankfurter Schriftgießerei Flinsch, die selbst ein weltweit agierendes Unternehmen war. 1927 wurde ein Büro in New York eröffnet. Durch Bombenangriffe wurde die Liegenschaft stark zerstört, nach Kriegsende aber bald wieder aufgebaut. 1972 wurden die Aktivitäten am Stammsitz Frankfurt, Hamburger Allee 45, eingestellt und auf die ehemalige Tochtergesellschaft Fundición Tipográfica Neufville in Barcelona übertragen. Fortan wurden die Räumlichkeiten vermietet. Heute gilt das Gebäude als ein Medienzentrum Frankfurts. Werbe- und andere Mediengesellschaften, so das private Galli-Theater, das Kino-Restaurant Orfeo’s Erben und das Institut für sozial-ökologische Forschung sowie die european school of design, gehören zu den zahlreichen Mietern.

#### Hamburger Allee 96 Hinterhaus

##### Bürogebäude des Vereins Frauenbetriebe e. V.

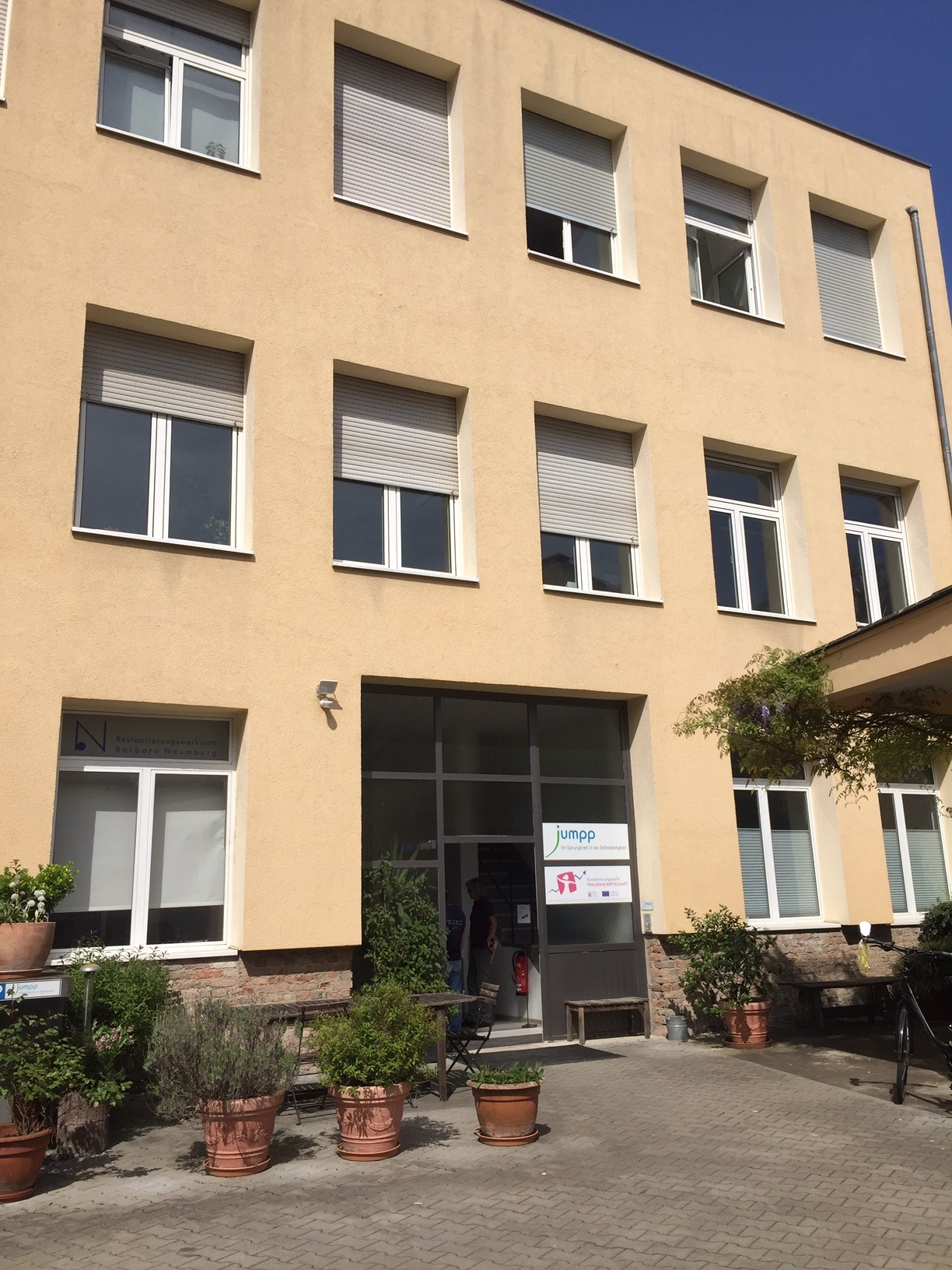
Bürogebäude Jumpp e. V., Frauenbetriebe, 2020

Mittels der Initiative des 1984 gegründeten Vereins Frauenbetriebe, zogen 1987 ein knappes Dutzend Existenzgründerinnen, vorzugsweise Handwerkerinnen, in das Handels- und Gewerbezentrum Hamburger Allee 96 ein. Der Verein unterstützt und bestärkt heute unter dem Namen „jumpp“ Frauen bei der Entwicklung selbständiger Lebens- und Arbeitsmodelle, besonders in der Gründungsphase durch Beratung und Kurse.

### Hannelore-Elsner-Platz

#### Hannelore-Elsner-Platz 1

##### Bockenheimer Warte

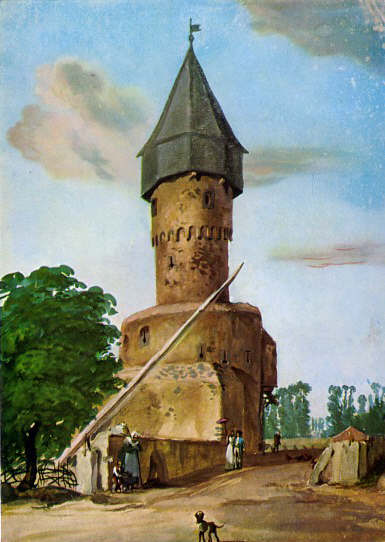
Bockenheimer Warte (um 1800)
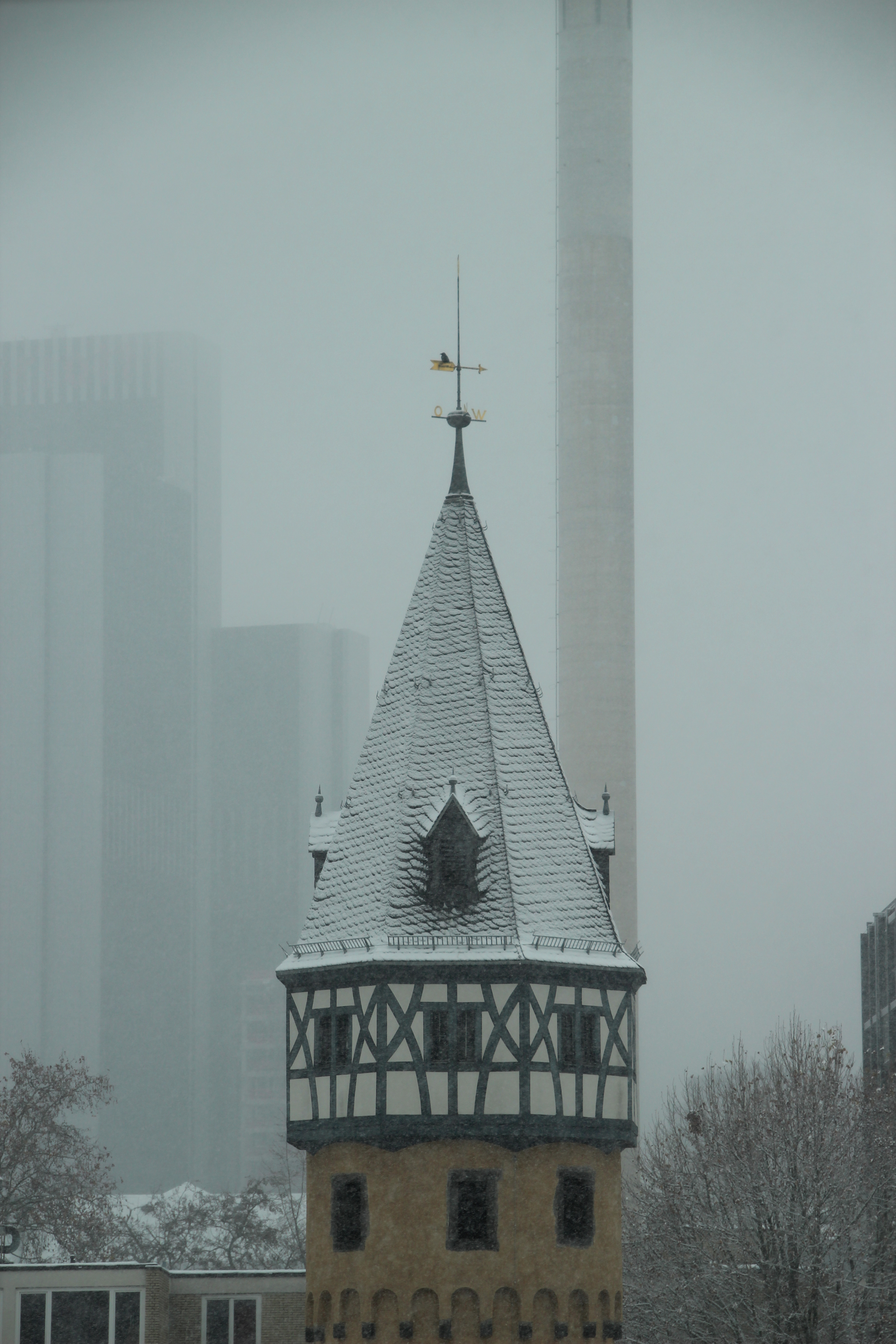
Bockenheimer Warte mit Schnee (2017)

Die Bockenheimer Warte, das Wahrzeichen Bockenheims, steht gar nicht auf Bockenheimer Gebiet, sondern gehört noch zum Westend. Es entstand 1434 bis 1435 im Zuge des Baus der Frankfurter Landwehr, ist also der äußere westliche Vorposten des der Stadt Frankfurt vorgelagerten Verteidigungssystems, nicht etwa der östlichste Bockenheims.

### Häusergasse
Die Häusergasse hat ihren Namen vom Weg bzw. der Gasse nach dem benachbarten Dorf Hausen. Sie liegt nahe dem Kirchplatz, dem historischen Zentrum des alten Dorfes Bockenheim. Die Gasse bildete die Verlängerung der Schloßstraße und wurde historisch in ihrem linken Bereich von der Außenmauer des Parkgeländes des Guts Schönhof begrenzt. Die Häusergasse führte über die Häuserwiesen und den Ochsengraben zum benachbarten Dorf Hausen. Heute verläuft der Ochsengraben meist unterirdisch, nur zwischen der Häusergasse und dem St.-Elisabethen-Krankenhaus ist er als offener Graben begehbar. Auf den Häuserwiesen wurde früher die Wäsche getrocknet. Nach der Begradigung der Nidda und mit dem Strukturwandel in der Landwirtschaft veränderte sich die Landschaft, auch die der Häuserwiesen, jedoch weitgehend. Die Wiesen wurden in Äcker umgewandelt und später in Kleingärten. Der heutige Wooggraben und auch der Ochsengraben werden überwiegend gespeist durch Niederschlagswasser aus den Ortsteilen Ginnheim, Eschersheim und Bockenheim. Heute haben die Gewässer eine Gesamtlänge von 3,4 km und münden in Bockenheim in die Nidda. Einschneidend für die Häusergasse war der Bau der Main-Weser-Bahn, bzw. 1914 der Bau der die Gleiskörper überbrückenden Breitenbachbrücke. Ihrem Grundstücksbedarf fiel der Grund und Boden der linken Seite der Häusergasse zum Opfer. Dies wiederholte sich 1966 beim Neubau der Brücke und der Beseitigung des Häusergassen-Bahnübergangs. Seitdem wird die Häusergasse links durch die Betonwände der Auffahrt der neuen Breitenbachbrücke samt Teilstrecke der Friedrich-Wilhelm-von-Steuben-Straße und Straßenbahngleisen begrenzt. Die Häusergasse selbst endet heute am eingezäunten Gleiskörper der Eisenbahnstrecke und wird links von der Straße „An den Bangerten“ und rechts vom „Knöterichweg“ bzw. anschließend dem „Bockenheimer Wiesenweg“ zu den Sportplätzen weitergeführt. Unterirdisch wird die Häusergasse von der U-Bahn-Strecke vom Kirchplatz ausgehend untertunnelt.

#### Häusergasse 10

##### Wohnhaus

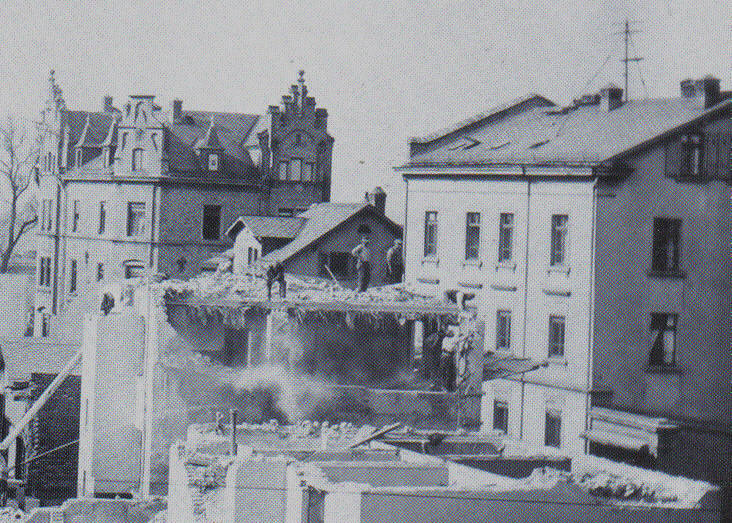
Abrissarbeiten in der Häusergasse. Häusergasse 10 links im Hintergrund (1944)
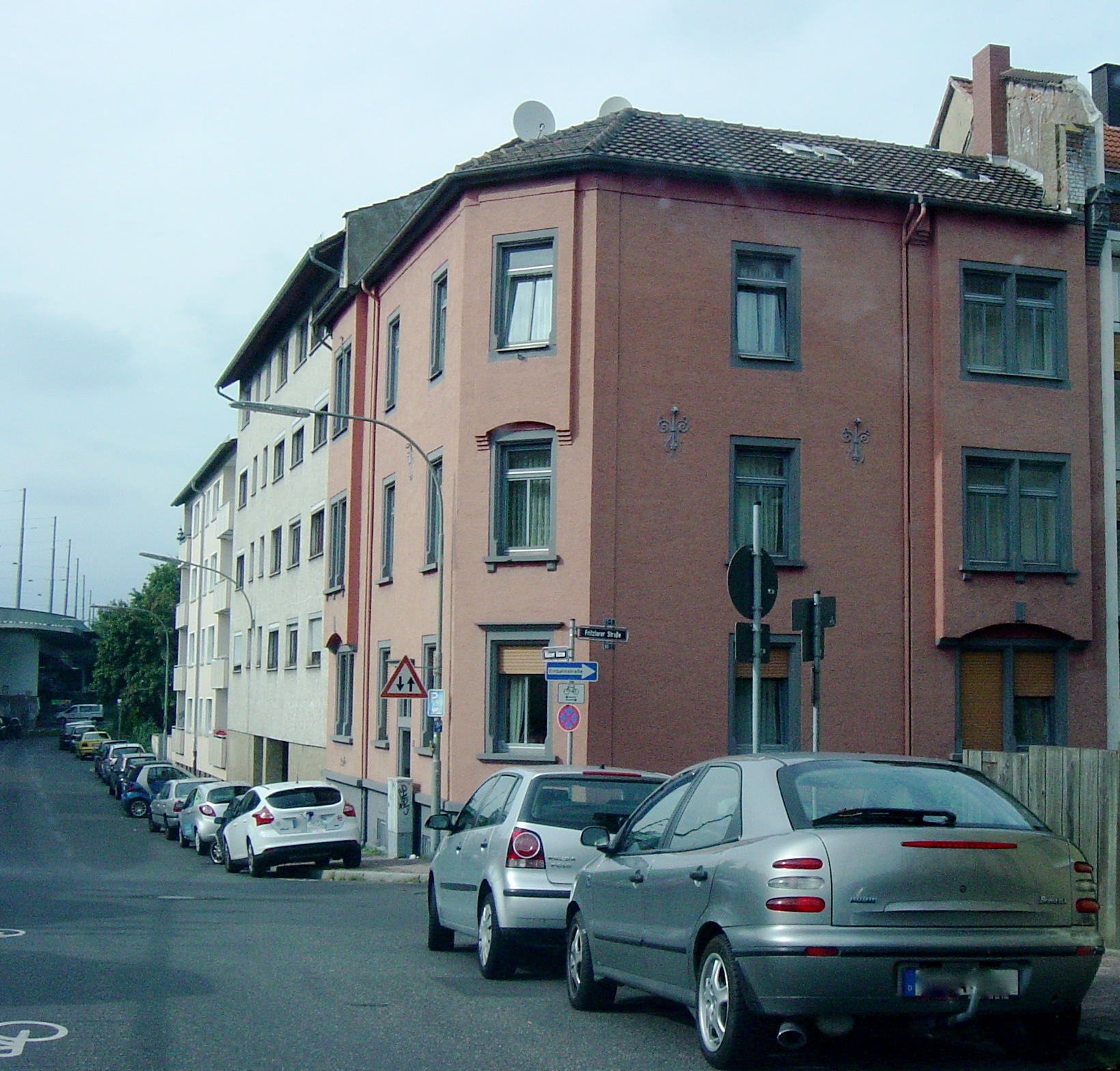
Häusergasse 10. Rechts führt die Fritzlarer Straße zum Kirchplatz. (2013)

Das dreigeschossige Haus Häusergasse 10 an der Ecke zur Fritzlarer Straße mit seinem ursprünglich markant ausgebauten Dach ist über 100 Jahre alt und hat die Bombardierung Bockenheims von 1944 mit Beschädigungen überdauert. Die beiden Erker seiner Hausfassade und seine Zieranker wurden erhalten, das markante Dach nicht. Die neuen Fenster und die farbige Hausfassade verjüngen die Optik des Gebäudes, das heute als Wohnhaus vermietet wird.

#### Häusergasse x

##### Hanauer Hof

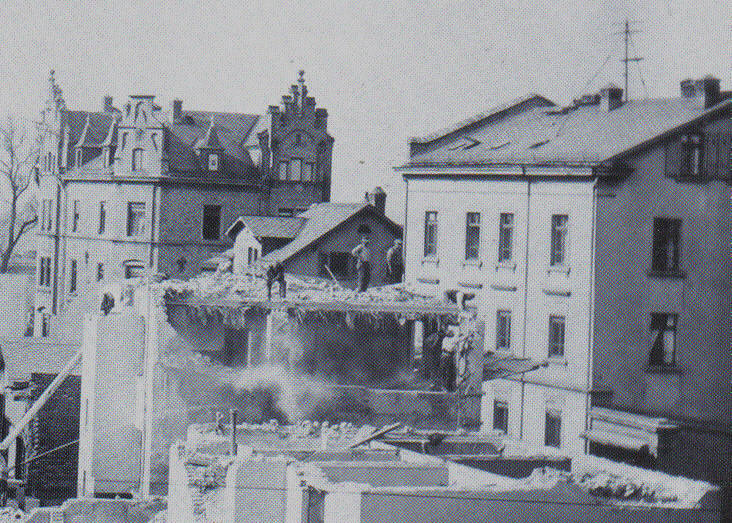
Abrissarbeiten in der Häusergasse. Rechts im Vordergrund der Hanauer Hof (1944)
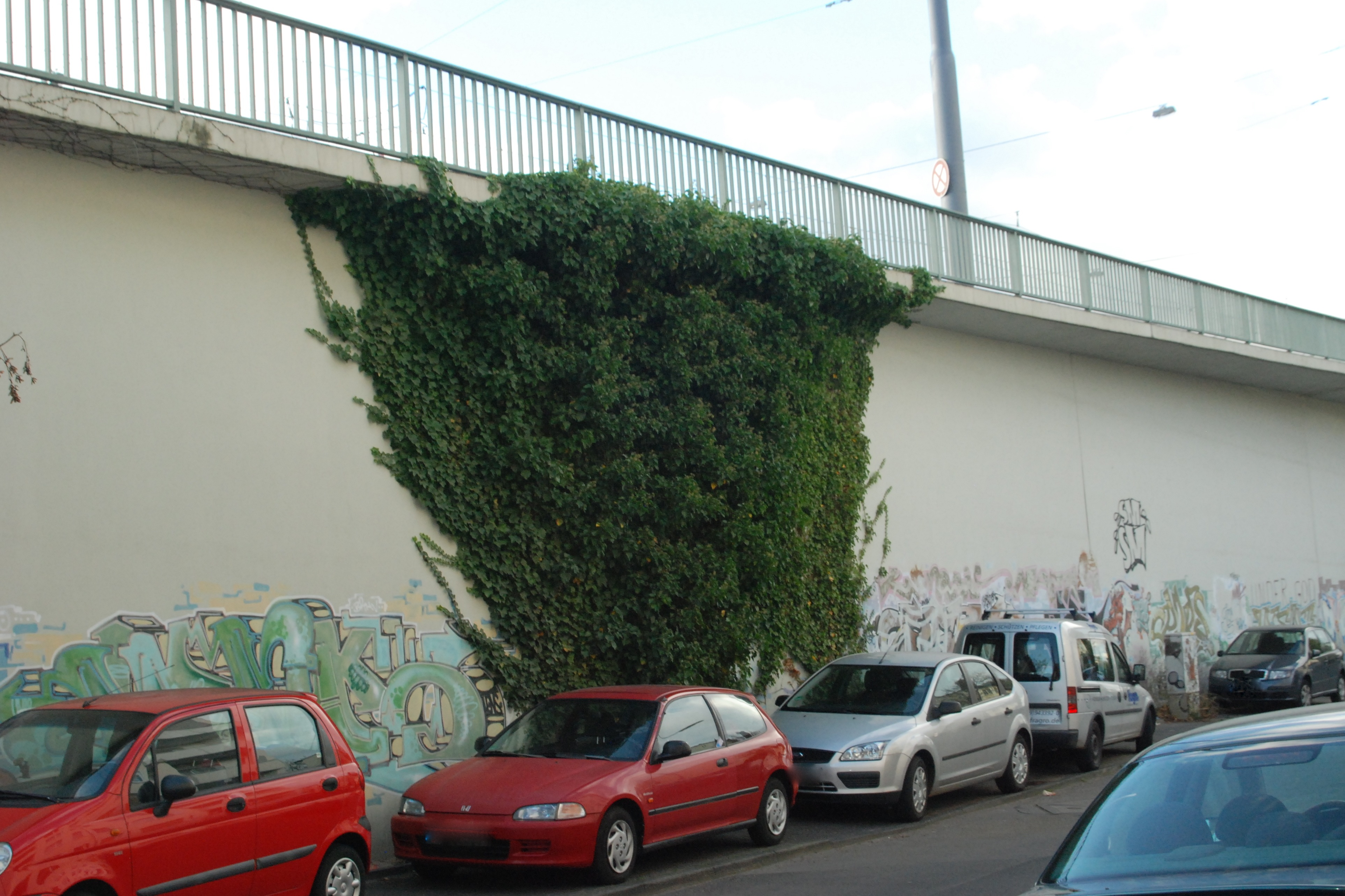
Blick auf die Brücke am ehemaligen Standort des Hanauer Hofs (2013)

Auf der linken Seite der Häusergasse befand sich der Hanauer Hof des Jean Stein mit Kelterei, Kegelbahn und Gartenwirtschaft. Er wurde erbaut von Daniel Ludwig, der bis 1830 die nahegelegene Wirtschaft Zum Schwan am Kirchplatz 5 führte. 1914 wurde der Hanauer Hof zugunsten der Breitenbachbrücke abgetragen.

### Hersfelder Straße
Nach dem Tod des letzten Abtes im Jahr 1606 und dem Westfälischen Frieden 1648 wurde die gefürstete Reichsabtei Hersfeld der weltlichen Landgrafschaft Hessen-Kassel zugesprochen.

#### Hersfelder Straße 21–23

##### Mannesmann-Mulag AG

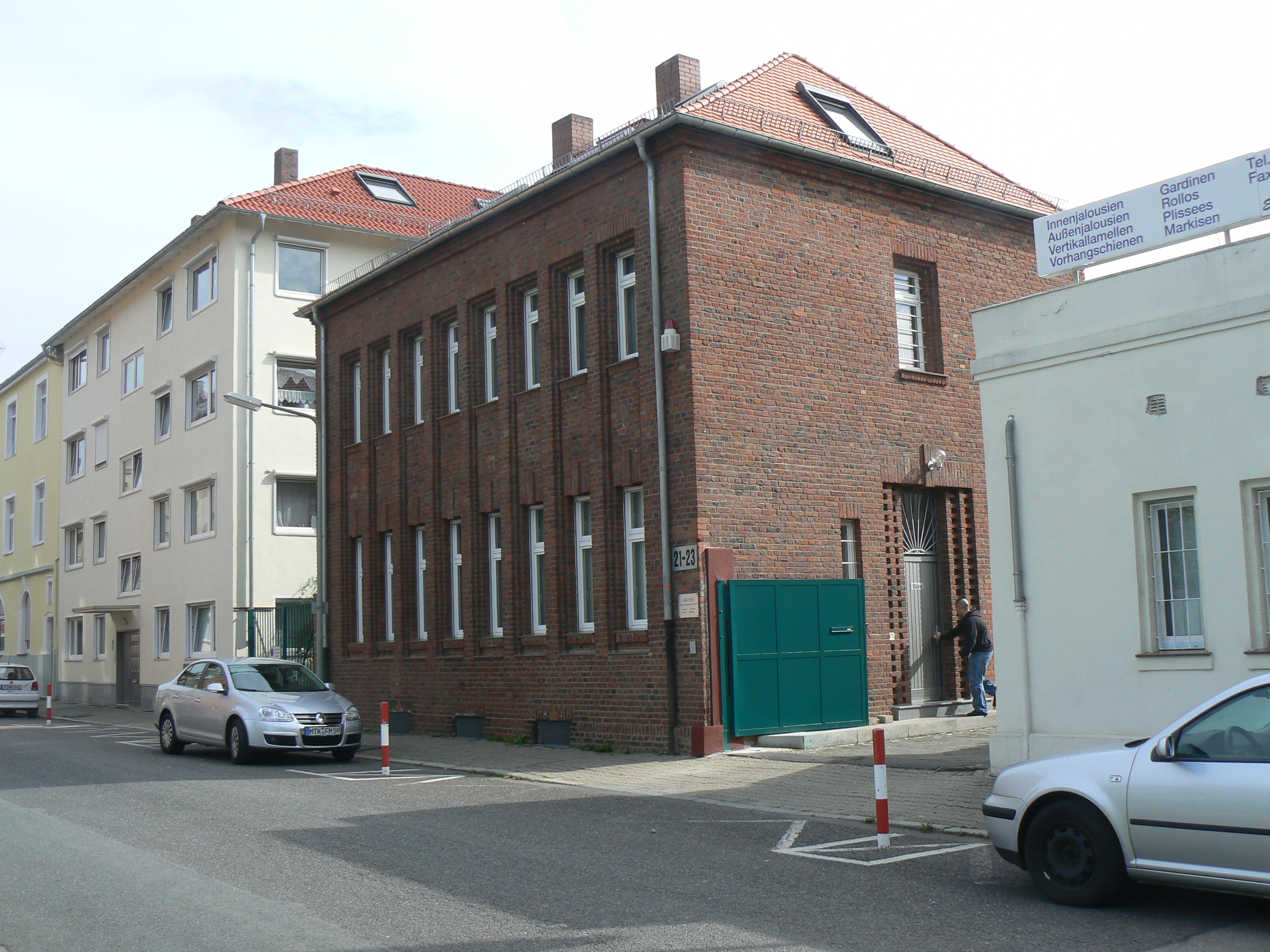
Denkmalgeschützter Verwaltungsbau der Mannesmann-MULAG AG (2007)

Ein bemerkenswertes Bauwerk auf parabolisch überhöhten und nicht halbkreis-förmigen Grundriss von 1922 bis 1924 ist die ehemalige Niederlassung der Mannesmann-Mulag AG in der Hersfelder Straße 21–23. Auch wegen des seltenen Grundrisses mit seiner Garagenanordnung steht die Anlage heute unter Denkmalschutz. Die Garagen und das Verwaltungsgebäude wurden nach einem Entwurf der Frankfurter Architekten der Moderne Ernst Balser (1893–1964) und Franz Heberer (1883–1955) mit einer Fassade aus Backsteinmauerwerk für die Frankfurter Niederlassung der nur von 1913 bis 1928 existierende Mannesmann-MULAG AG, Aachen gebaut. Detaillierte Darstellungen finden sich unter Wikimedia Commons. Die Mannesmann Familie verkaufte es bereits 1928 an Büssing, die 1971 vom MAN-Konzern aufgenommen wurden.

### Insterburger Straße

#### Insterburger Straße 4-6

##### Amt für Flugsicherung der Bundeswehr

Wappen des Amtes für Flugsicherung der Bundeswehr (2010)

Das Amt für Flugsicherung der Bundeswehr (AFSBw) war eine Dienststelle der Bundeswehr für die militärische Flugsicherung für die Streitkräfte in Deutschland. Es war direkt dem Inspekteur der Luftwaffe unterstellt. Daneben befinden sich große Teile der Abteilung Militärische Flugsicherung des Amtes in der Unternehmenszentrale der DFS Deutsche Flugsicherung GmbH in Langen. Das Gründungsdatum war der 1. Oktober 1971. Der Hauptsitz des Amt für Flugsicherung der Bundeswehr (AFSBw) war die Kaserne im Industriehof, Insterburger Straße.

### Jordanstraße
Nach dem Dichter und Schriftsteller Wilhelm Jordan (1819–1904). Ein Teilbereich wurde später zur Mertonstraße umbenannt.

#### Jordanstraße 1

##### Café Bauer

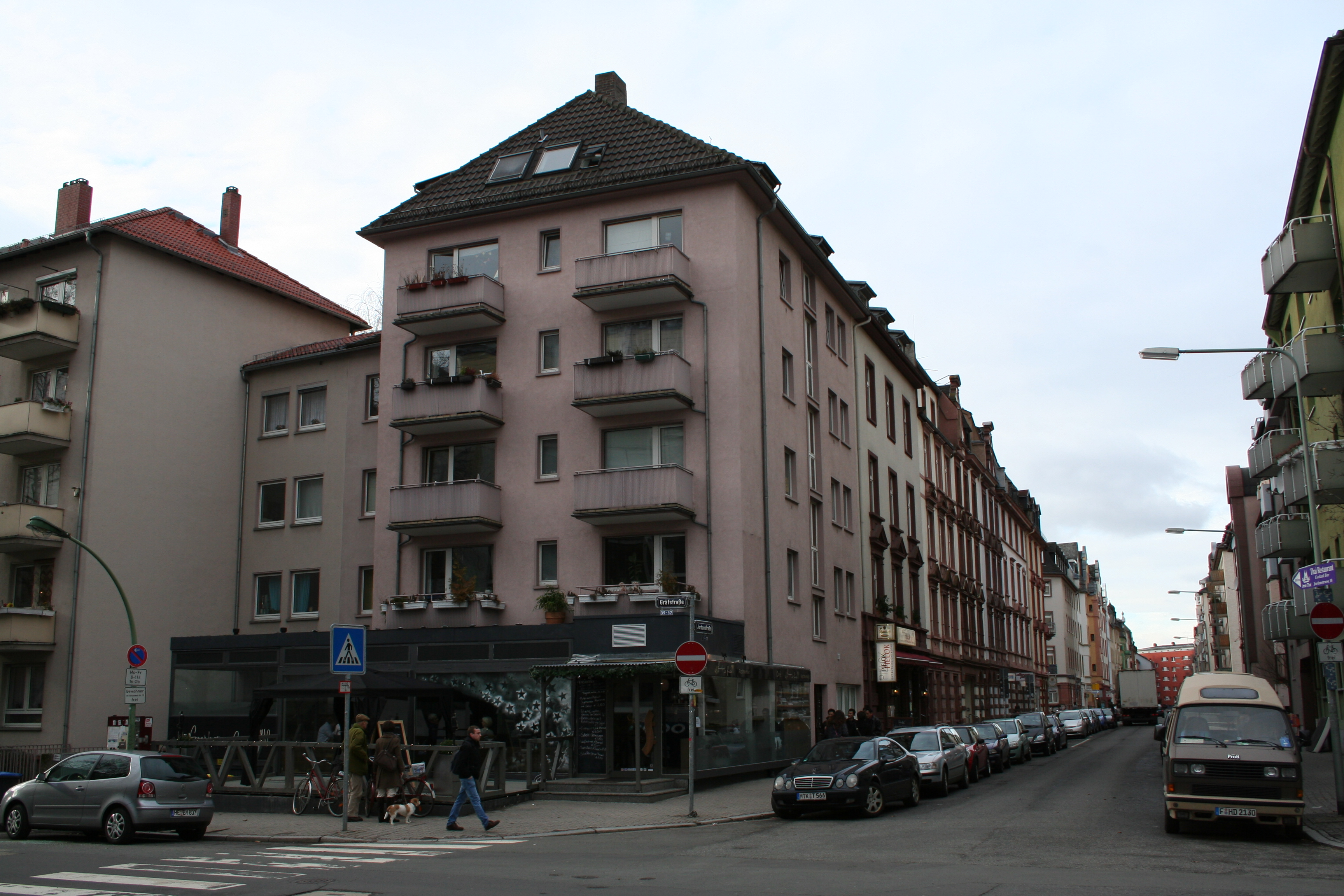
vormaliges Café Bauer (2011)

Die Bäckerei, Conditorei, Café Bauer, Inhaber Ullrich Rudolf Reinhold, Jordanstraße 1, Ecke Gräfstraße, entwickelte sich nach dem Bau der gegenüberliegenden Hörsäle in der Gräfstraße, trotz relativ kleiner Grundfläche, auch mangels Alternativen, zu einem Hotspot der Studenten und Professoren der Goethe-Universität. So waren zum Beispiel Daniel Cohn-Bendit, Joschka Fischer, Jürgen Habermas und Max Horkheimer Gäste dieses Cafés. Altfrankfurter erinnerte der Name noch an das legendäre, im Krieg zerstörte Café Bauer (Frankfurt am Main) an der Hauptwache, oder das berühmte, ebenfalls zerbombte Café Bauer (Berlin). Der Umzug der Universität ins Westend beendete den wind-fall-profit.

#### Jordanstraße 3

##### Restaurant Pielok

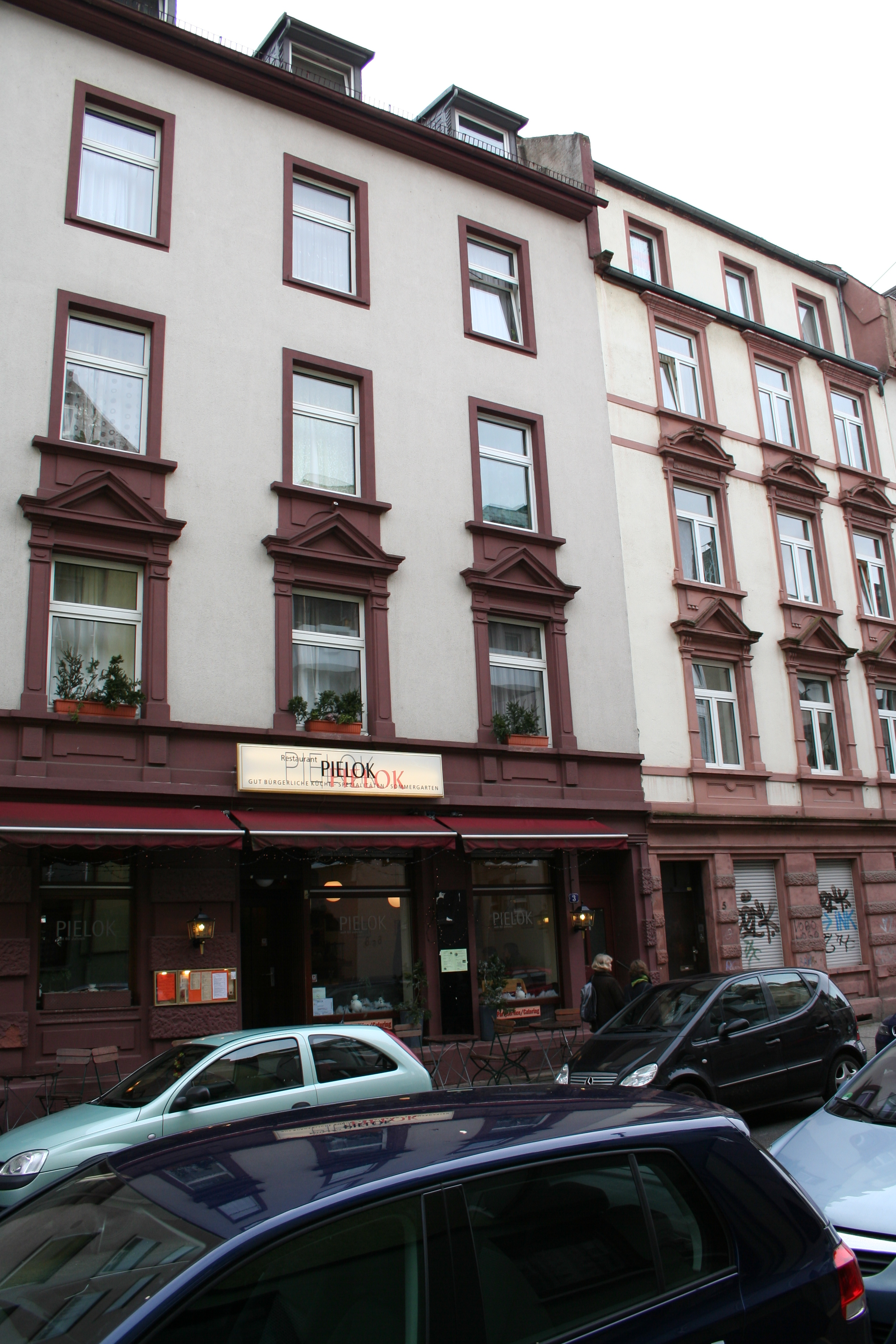
Restaurant Pielok (2011)

1930 wurde dieses Geschäft als Café Krebs eröffnet. 1941 übernahm Maria Pielok das Café und machte aus dem Café eine Gaststätte, die bis zum Ende in Familienhand blieb. Nach dem Krieg und dem Aufbau der Goethe-Universität wurde das Pielok zum Treffpunkt des akademischen Milieus. Von den Spontis um Joschka Fischer und Daniel Cohn-Bendit bis zu Professoren wie den Mitscherlichs kamen hier alle zum Essen zusammen. In den 50ern war das Restaurant der einzige Betrieb außerhalb der Mensa, der die Verpflegungsmärkchen von Uni-Mitarbeitern als Zahlungsmittel akzeptierte. Im Dumont-Reiseführer schrieb Marcellinos zu Pielok: Traditionsreiche, gutbürgerliche Bockenheimer Stube ohne Muff. „Man hat den Eindruck, dass die Räumlichkeiten seit 40 Jahren unverändert geblieben sind.“ Gelbe Tapete, Tischdeckchen und Blumen auf dem Tisch. Hintenraus lockt ein „lauschiger Biergarten“ mit dichtem Blätterdach. „Ein flinker Service serviert Leckeres zu erstaunlich kleinen Preis.“ Das Publikum: Einheimische, junge und ewig Studierende. Für Mensaverdrossene – aber auch andere, die gern gut essen – ein „Geheimtipp“. Nach Umzug des Universitätscampus Bockenheim auf den Campus Westend und zunehmenden Alter der Betreiber, wurde das Restaurant Pielock 2016 nach 86-jährigem Betrieb für immer geschlossen und die Räume in eine Wohnung umgewandelt.
Im Dezember 2023 wurde die Liegenschaft, die nunmehr der Stadt Frankfurt gehört, wegen teilweise jahrelangem Leerstand besetzt.

#### Jordanstraße 7

##### Institut françaisundMaison de France
Nach Auszug aus der Jordanstraße 7 wegen Platzmangel und mehrfachem Standortwechsel innerhalb der Stadt Frankfurt am Main, befindet sich das Institut français (Frankfurt) nunmehr im Campus Westend, Theodor-W.-Adorno Platz 1. Das Deutsch-Französische Institut für Geschichts- und Sozialwissenschaften ist sowohl ein deutsch-französisches Forschungszentrum für Geschichts- und Sozialwissenschaften als auch ein Kulturinstitut, das dem Netzwerk der französischen Institute angehört. In der Goethe-Universität Frankfurt will die IFRA ein Ort der Verbreitung von Ideen und des Austauschs zwischen Frankreich und Deutschland im Bereich der Geistes- und Sozialwissenschaften sein. Auch wurde das angeschlossene „Maison de France“ in Frankfurt der Französischen Zentrale für Tourismus nach Umzug aus der Jordanstraße in die Zeppelinallee seit 2012 ihr Büro für Publikumsverkehr aus Kostengründen geschlossen. Deren Dienste und Broschüren werden nur noch online und in französischer Sprache angeboten.

#### Jordanstraße 11

##### Karl-Marx-Buchhandlung
Historie von der Karl Marx Buchhandlung GmbH. Schon die Gründer bestanden beim Firmennamen auf „DIE K.M. GmbH“ und nicht auf „Der K.M. GmbH“.

#### Jordanstraße 12

##### Max Braun oHG

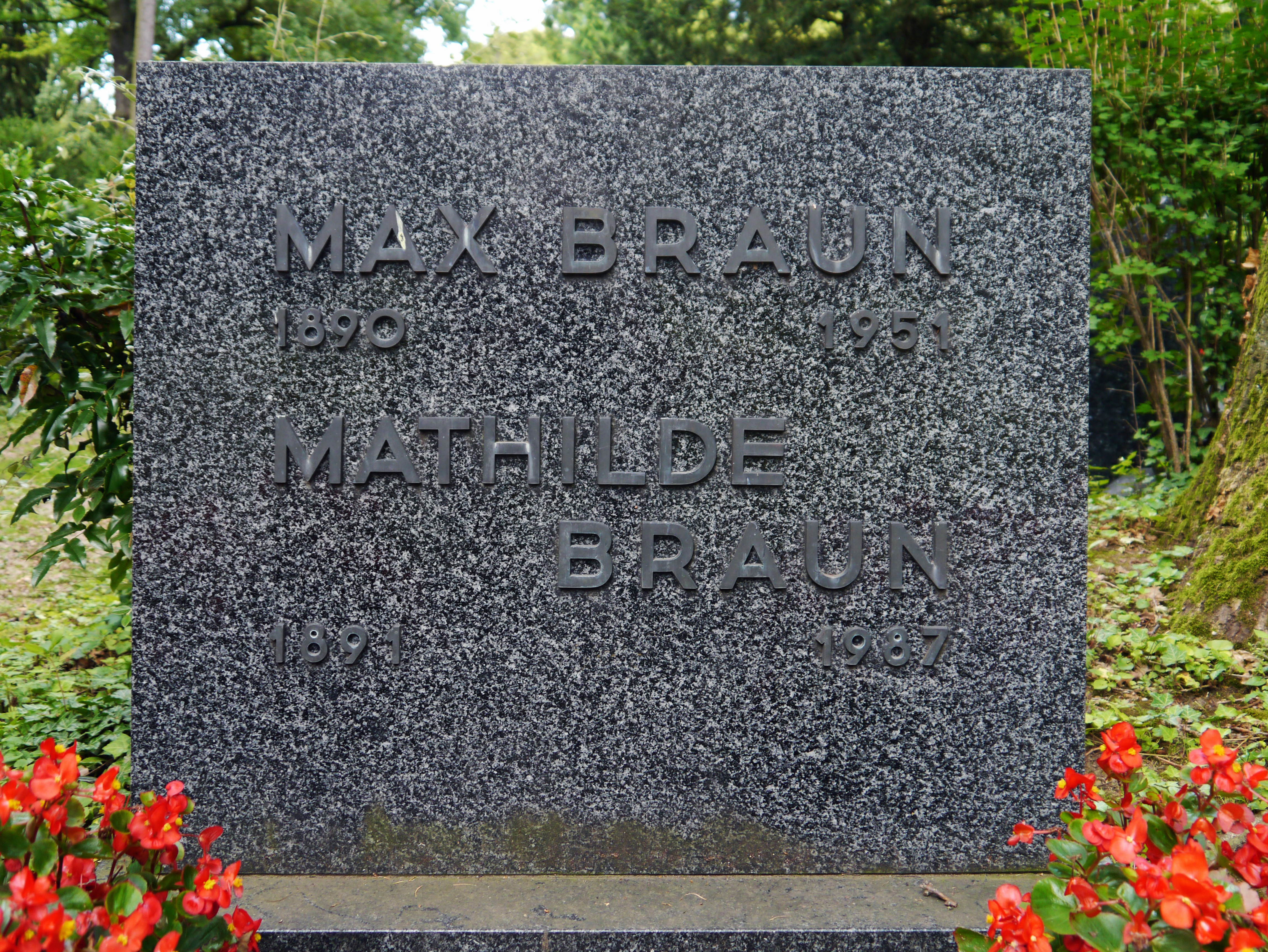
Grabstätte Max und Mathilde Braun

1921 gründete in der Jordanstraße 12 der Ingenieur Max Braun (1890–1951) die Apparatebauwerkstatt Max Braun oHG. Fünf Jahre später bezog 1926 Max Braun mit seiner Belegschaft die ersten eigenen Fabrikräume in der nahen Kiesstraße. Nach nur zwei weiteren Jahren erfolgte 1928 der Umzug in ein neues Fabrikgebäude in der Idsteiner Straße. Die Grabstätte der Eheleute May und Mathilde Braun hat sich auf dem Neuen Friedhof Bockenheim erhalten.

#### Jordanstraße 13

##### Antiquariat Marx
Das im Kellerraum der Jordanstraße 13, maßgeblich von „Joschka Fischer“ begründete, „Antiquariat Marx GmbH“ schloss nach 25 Jahren 2005 seine Pforten, blieb aber zunächst als virtuelle Adresse im Internet bestehen

##### Eckkneipe
Seit über 100 Jahren ist die Eckkneipe im Erdgeschoss Jordan-, Ecke Kiesstraße Sitz einer Schankwirtschaft unter unterschiedlichen Namen und Leitungen

### Juliusstraße
Benannt nach Kommerzienrat Julius Wurmbach (1831–1901), Industrieller, Vizebürgermeister von Bockenheim, Vorstandsmitglied der Frankfurter Handelskammer. Nach ihm ist auch die Wurmbachstraße benannt.

#### Juliusstraße 5

##### Lichtspielhaus Alhambra

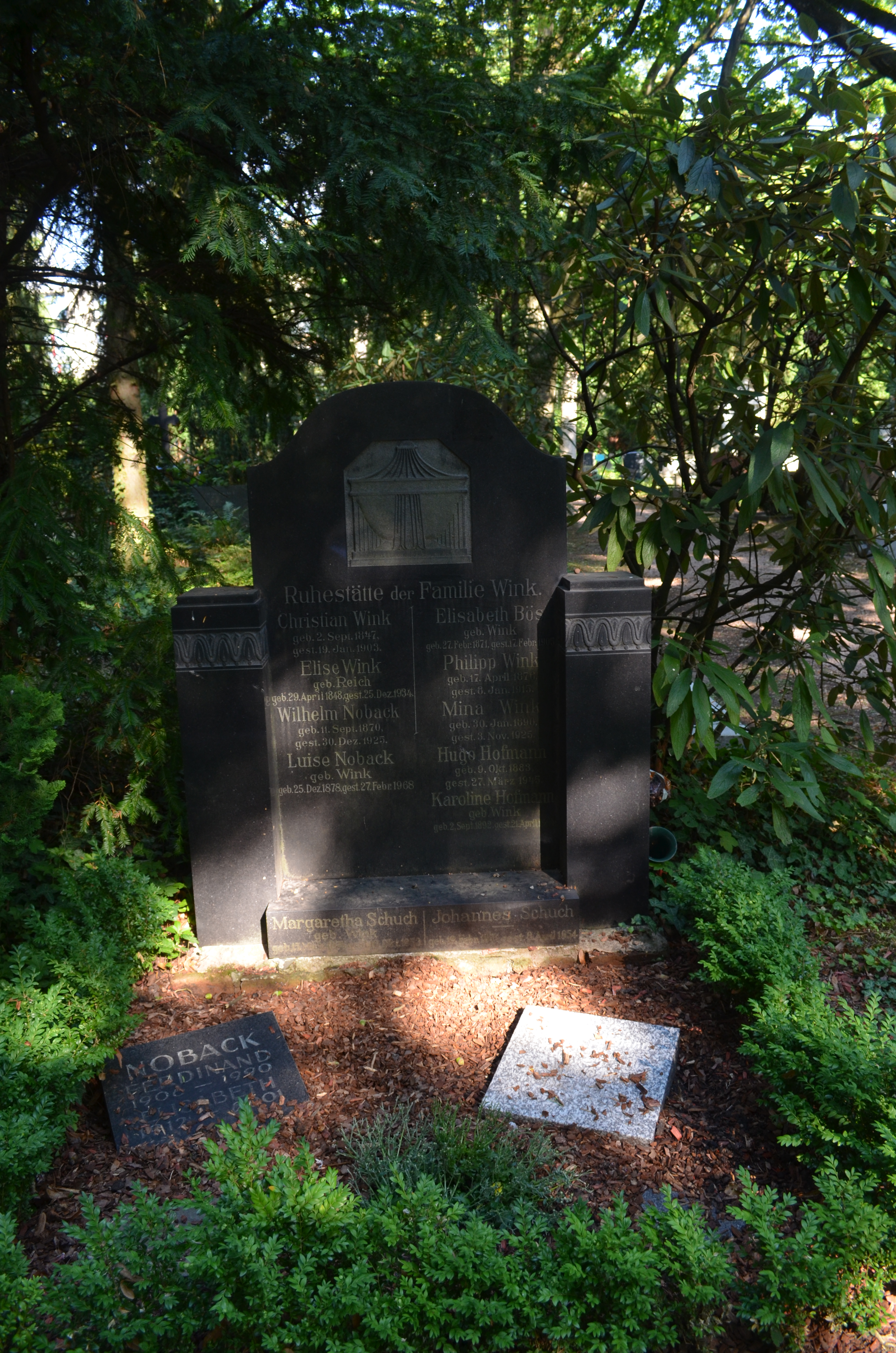
Familiengrabstätte Wink, Friedhof Bockenheim (2015)

Am 10. Oktober 1956 wurde auf dem Grundstück Juliusstraße 5 das Lichtspielhaus „Alhambra“ der Geschwister Wink eröffnet, die bereits in Frankfurt das „Astoria“, das „Arion“ sowie die „Schwanen-Lichtspiele“ betrieben. Der Architekt Ferdinand Wagner baute für die Betreiber dieses Kino mit 651 Sitzplätzen und der damals größten Bildwand Frankfurts.
Nach Schließung des Kinobetriebs wurde das Gebäude zu einem Wohn- und Geschäftshaus umgebaut und 1972 das Erdgeschoss komplett mit seinen 500 m² Fläche an einen Lebensmittel-Discounter vermietet.

#### Juliusstraße 12

##### F. & C. Achenbach, Erste Frankfurter Verbandstoff-Fabrik

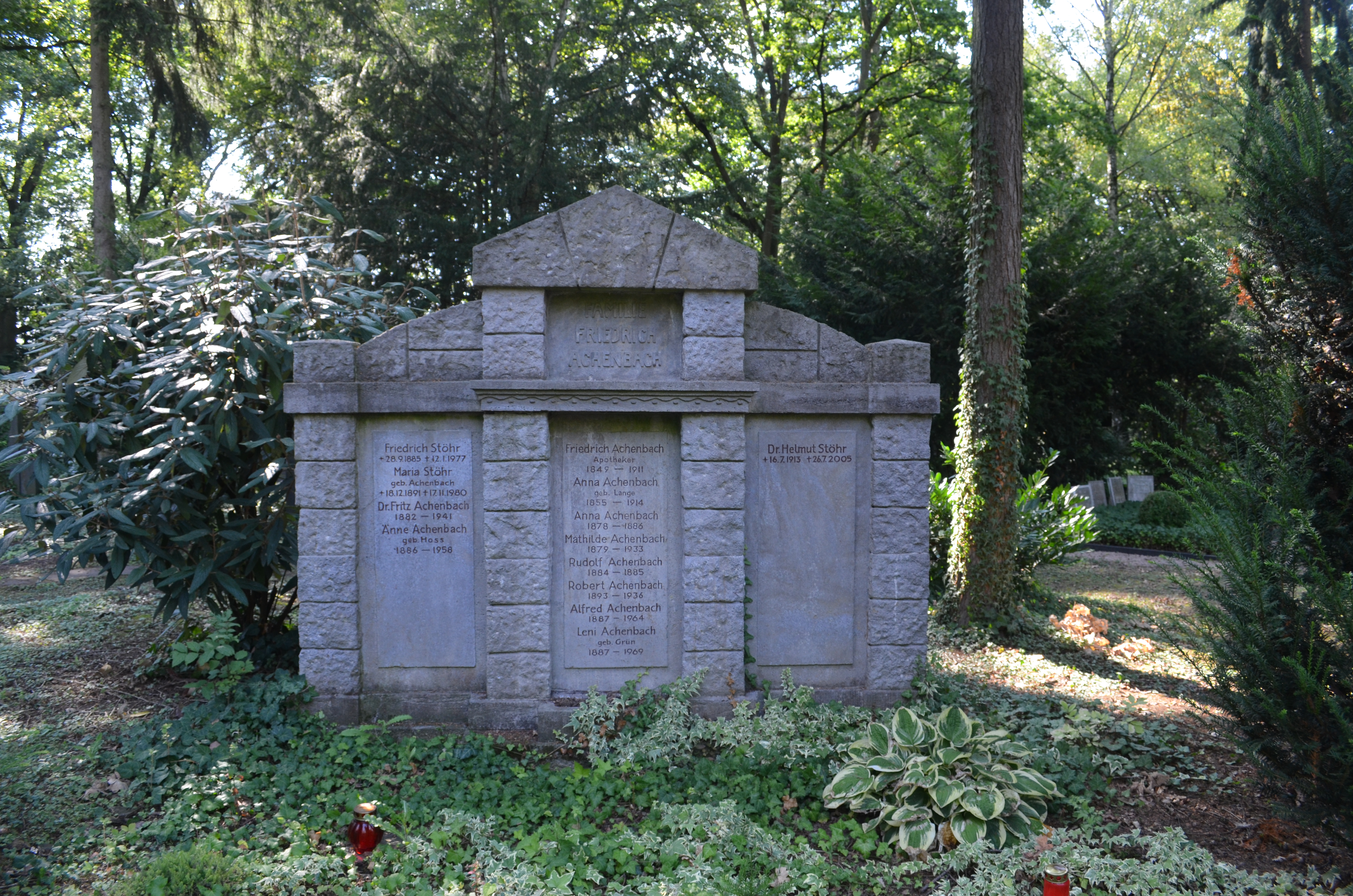
Grabstätte der Familie Achenbach, Friedhof Frankfurt-Bockenheim (2015)

Die Ahnen der Familie Achenbach waren nachweislich seit dem Dreißigjährigen Krieg fortlaufend Eigentümer der Niederlaaspher Mühle, heute im Stadtteil von Bad Laasphe im westfälischen Kreis Siegen-Wittgenstein. Heinrich Achenbach (1820–1888) und Auguste Sinner hatten u. a. fünf Kinder. Deren ältester Sohn, August Christian Ludwig (August) Achenbach (* 1845 Niederlaasphe Mühle; † 1922 ebenda), wurde als Erbe der nächste Besitzer der Niederlaaspherer Mühle in Niederlaasphe. Ihr jüngster Sohn, Friedrich (Fritz) Achenbach (* 1849 Niederlaaspher Mühle; † 1911 Frankfurt-Bockenheim), wurde Apotheker und Fabrikant in Bockenheim. Die Brüder gründeten 1882 in der Juliusstraße 12 die F. u. C. Achenbach Erste Frankfurter Verbandstoff-Fabrik. Die Söhne Fritz Heinrich August Achenbach (* 1882 Frankfurt/Main; † 1941 ebenda), Chemiker und Kaufmann, und besonders Alfred Achenbach (* 1887 Frankfurt/Main; † 1964 ebenda) führten die Geschäfte der familieneigenen Verbandstoff-Fabrik fort. Der Unternehmensstandort wurde geschickt gewählt, lag er doch in der Nachbarschaft des neuerbauten kaiserlichen Garnison-Lazaretts Bockenheim. Nach dem Zweiten Weltkrieg wurde am 24. Februar 1950 die Vereinigung der Deutschen Verbandstoff-Industrie der Bundesrepublik Deutschland mit vorläufigem Sitz in Frankfurt am Main gegründet. Den Vorstand stellten die damals maßgeblichen Firmenvertreter der Verbandstoffhersteller von Verbandwatte, Webkant- und Idealbinden. So wurde Günther Klüsmann (1903–1992) von der Firma Paul Hartmann AG Heidenheim zum Vorstand, sowie Alfred Achenbach (1887–1964) von der Firma F. & C. Achenbach Frankfurt am Main und Kurt Lohmann von der Firma Verbandstoff- und Pflasterfabrik Lohmann KG Fahr am Rhein im heutigen Neuwied zu dessen Stellvertretern gewählt. Einen vergleichbaren wirtschaftlichen Erfolg, wie die Paul Hartmann AG Heidenheim und die Verbandstoff- und Pflasterfabrik Lohmann KG Fahr am Rhein im heutigen Neuwied konnte die F. u. C. Achenbach Erste Frankfurter Verbandstoff-Fabrik in der Nachkriegszeit nicht erzielen. Der historische Firmensitz in Bockenheim, Juliusstraße 12, und die Produktion wurden aufgegeben. Gleichwohl bestand der Firmenname am geänderten Geschäftssitz in der Voltastraße zunächst noch weiter. Die unternehmerischen Gene setzten sich bei Rudolf Achenbach (1928–2015) fort. Er baute ab 1954 in Frankfurt-Unterliederbach mit seiner Ehefrau Ingrid die heute noch bestehende Achenbach Delikatessen Manufaktur in Sulzbach auf, deren Geschäfte jetzt Tochter Petra und Schwiegersohn und gelernter Koch Bernd Moos-Achenbach (* 18. September 1952) führen. Bernd Moos-Achenbach ist vielen auch als der maßgebliche Veranstalter des bekannten Radrennen-Klassikers Rund um den Finanzplatz Eschborn Frankfurt am Main (früher Rund um den Henniger-Turm) bekannt.
Auf dem Friedhof Bockenheim gibt es eine Grabstätte der Familie Achenbach.

#### Juliusstraße 17

##### Autohobby-Mietwerkstatt
Bis zur Bombardierung Bockenheims 1944 war auch die Juliusstraße 17 mit einem Vorderhaus zur Straßenseite bebaut. In der Nachkriegszeit betrieb ein Im- und Export-Händler für gebrauchte Kfz-Teile auf dem zerbombten Grundstück sein Unternehmen zum Teil in Holzbaracken. Nach Ende des Pachtvertrages entstand, nach dessen Räumung, hier nach Plänen zweier junger Kaufleute die erste Werkstatt Deutschlands für Autobastler, genannt „Autohobby-Mietwerkstatt“. Die Geschäftsidee hatte Bestand und breitete sich nicht nur in ganz Deutschland aus. Erste Umweltauflagen der Stadt zwangen zur Verlagerung des Betriebs in den Frankfurter Stadtteil Nied. Hier wurde das 50-jährige Geschäftsjubiläum gefeiert, nunmehr unter dem Firmennamen „Mach es selbst“.
1968 erbaute die Hertie GmbH auf dem vorgelagerten Grundstück an der Leipziger Straße 88–90 eine Filiale für ihren Vollsortimenter im Niedrigpreisbereich unter dem Namen Bilka mit neuzeitiger Hausfassade und richtete die unbebaute Fläche als Parkfläche her. Die Hertie GmbH, 1994 selbst von Karstadt übernommen, verkaufte nach zwanzigjährigem Geschäftsbetrieb wegen Umsatzeinbrüchen 1989 die Tochtergesellschaft Bilka einschließlich der Filiale Bockenheim an Woolworth Deutschland. Nur wenige Jahre später wurden die deutschen Geschäfte von Woolworth 1998 im Rahmen eines Management-Buy-out in die DWW Deutsche Woolworth GmbH + Co. OHG mit Sitz in Frankfurt eingebracht. Das Kapital stellte die englische Electra Private Equity bereit. Der ursprüngliche amerikanische Woolworth-Konzern war zwischenzeitlich liquidiert worden.
Die Parkraumfläche mit Einfahrt Juliusstraße 17 mit ihren 103 Parkplätzen wurde gesondert verwertet. Der Parkplatz „Juliusstraße Woolworth (Frankfurt)“, wird zurzeit durch die Contipark Unternehmensgruppe Berlin bewirtschaftet, einem der Branchenführer in Deutschland mit fast 500 Parkeinrichtungen in mehr als 180 Städten. Die Contipark Unternehmensgruppe selbst ist Teil der Interparking Group mit Hauptsitz in Brüssel (Belgien) die ihrerseits dem größten Immobilienunternehmen Belgiens der AG Real Estate gehört. Sie ist eine Tochter der AG Insurance (Hauptsitz in Brüssel/Belgien), der führenden Versicherungsgesellschaft Belgiens. Diese gehört derzeit zu 75 Prozent zur Ageas Holding (ehemals Fortis Holding) und zu 25 Prozent zur BNP Paribas Fortis (ehemals Fortis Bank Belgium).
Die Parkplatzimmobilie „Juliusstraße 17“ ist weiterhin Teil globalisierter Kapitalentscheidungen. 2007 übernahm die britische Investment- und Beratungsgesellschaft Argyll Partners. Der Immobilienbesitz wurde an den US-amerikanischen Finanzinvestor Cerberus Capital Management weiterverkauft. Argyll Partners übernahm das operative Geschäft und mietete die Gebäude der Woolworth Deutschland von Cerberus zurück. Nach drastischen Mieterhöhungen und Konjunktureinbrüchen musste im April 2009 das Unternehmen für den Woolworth-Deutschland-Nachfolger einen Insolvenzantrag beim Amtsgericht in Frankfurt am Main einreichen. Es gelang jedoch, eine Schließung zu verhindern und neue Käufer für das Unternehmen zu finden. Gemeinsam entwickelten diese ein neues Konzept für das Kaufhausunternehmen Woolworth GmbH. Der Immobilieneigentümer und auch der Grundstückseigentümer der Parkstellfläche blieb seit 2007 der US-amerikanische Finanzinvestor Cerberus Capital Management. In Deutschland wird der Immobilienbesitz von der Promontoria verwaltet. Die Gesellschaft Promontoria gehört zum Finanzinvestor Cerberus und hat zum Beispiel 2011 700 Millionen Euro für ein Portfolio aus mehr als 60 Metro- und Real-Lebensmittelmärkten gezahlt. Promontoria beauftragt jetzt die Berliner Immobiliengesellschaft Acrest Property Group mit der Neuausrichtung des Immobilienbesitzes, auch die des „Warenhaus Woolworth“ in Frankfurt-Bockenheim einschließlich der Parkfläche. So ist, laut Informationen des Ortsbeirates 2 vom Herbst 2013, eine komplette Kernsanierung der Liegenschaft Leipziger Straße 88 einschließlich der Parkplatzfläche beschlossen. Vergleichbare Frankfurter Filialen in der Berger- bzw. Schweizer Straße wurden bereits geschlossen, die angekündigte Schließung der Woolworth Frankfurt-Bockenheim, Leipziger Straße 88, Anfang 2015 wurde noch nicht vollzogen. Für das Grundstück Berger Straße 36 wurde eine Baugenehmigung der Stadt Frankfurt erteilt. Weitere konkrete Bauanträge wurden noch nicht gestellt, zumal sich nicht nur die vorhandene Parkplatzfläche nach der von der Bauplanung der Stadt Frankfurt plakatierten „Wohnraumverdichtung“ anbietet.

### Jungstraße

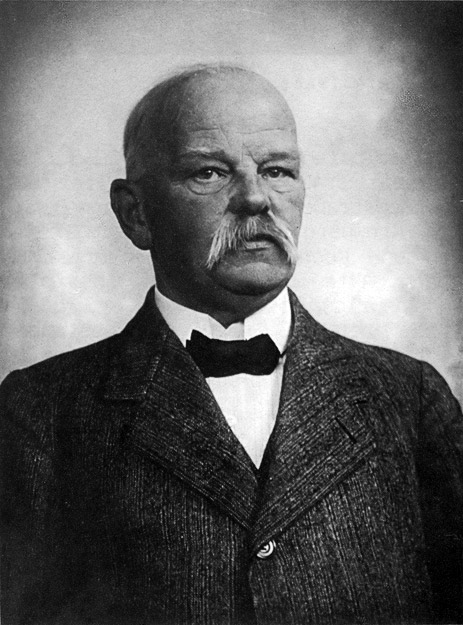
Rudolf Jung (1859–1922) Bockenheimer Straßenname
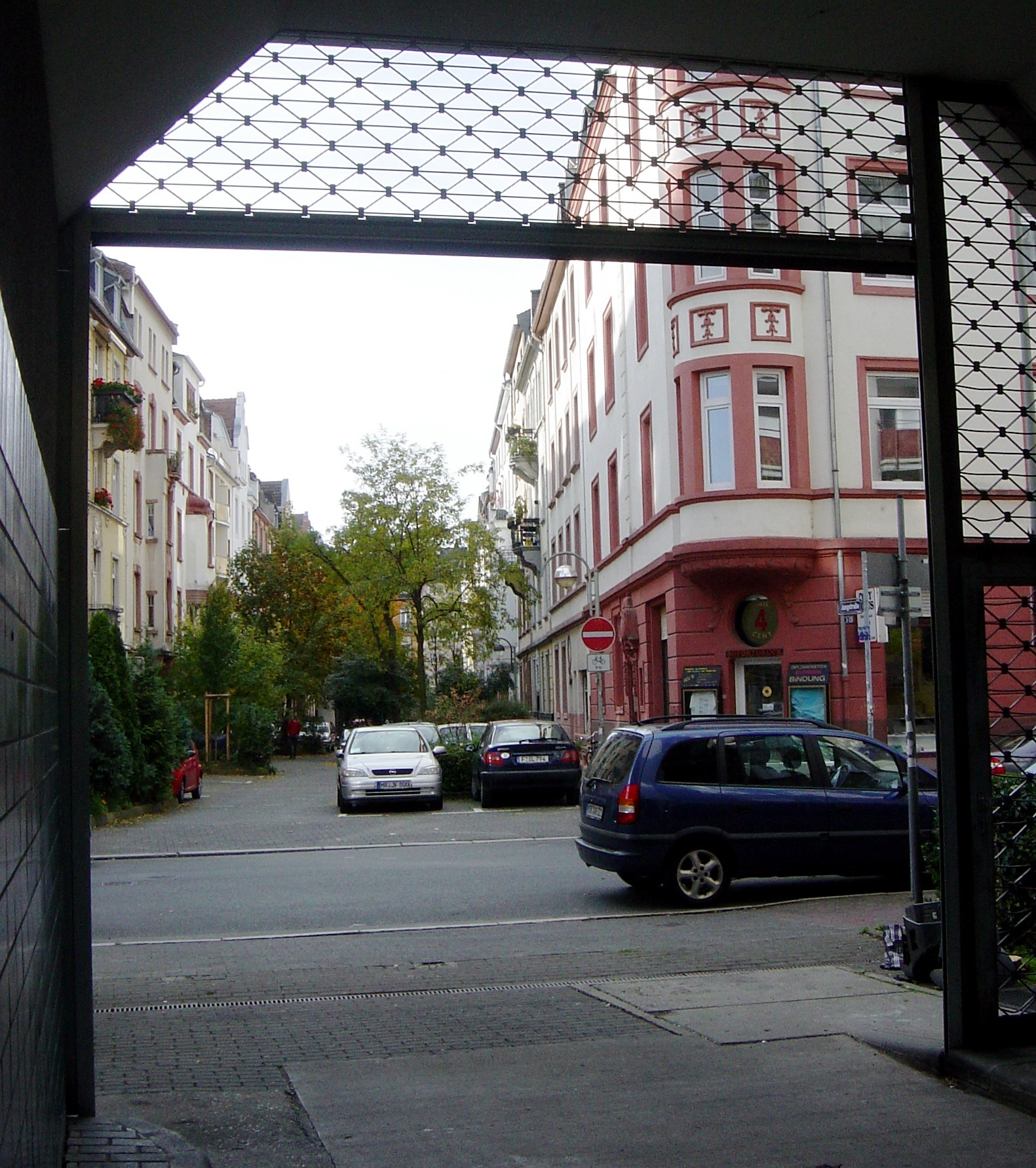
Blick in die Jungstraße über Jordanstraße

Die Straße wurde benannt nach Rudolf Jung (Historiker) (1859–1922), ab 1887 Direktor des Frankfurter Stadtarchivs.

### Kasseler Straße
Benannt nach der ehemaligen Residenzstadt der Kurfürsten von Kassel. Nach vorherigen vielfachen Anläufen wurde erst 1926, nach Kaiserabdankung, die amtliche Schreibweise von Cassel in Kassel geändert, da dies eher deutsch als lateinisch aussah.

#### Kasseler Straße 1

##### Westbahnhof
Der Bahnhof Frankfurt (Main) West ist ein Regional-, Fern- und S-Bahnhof an der Main-Weser-Bahn und Homburger Bahn. Er wurde 1848 als Bahnhof Bockenheim an der Strecke der Main-Weser-Bahn (Frankfurt–Kassel) errichtet.

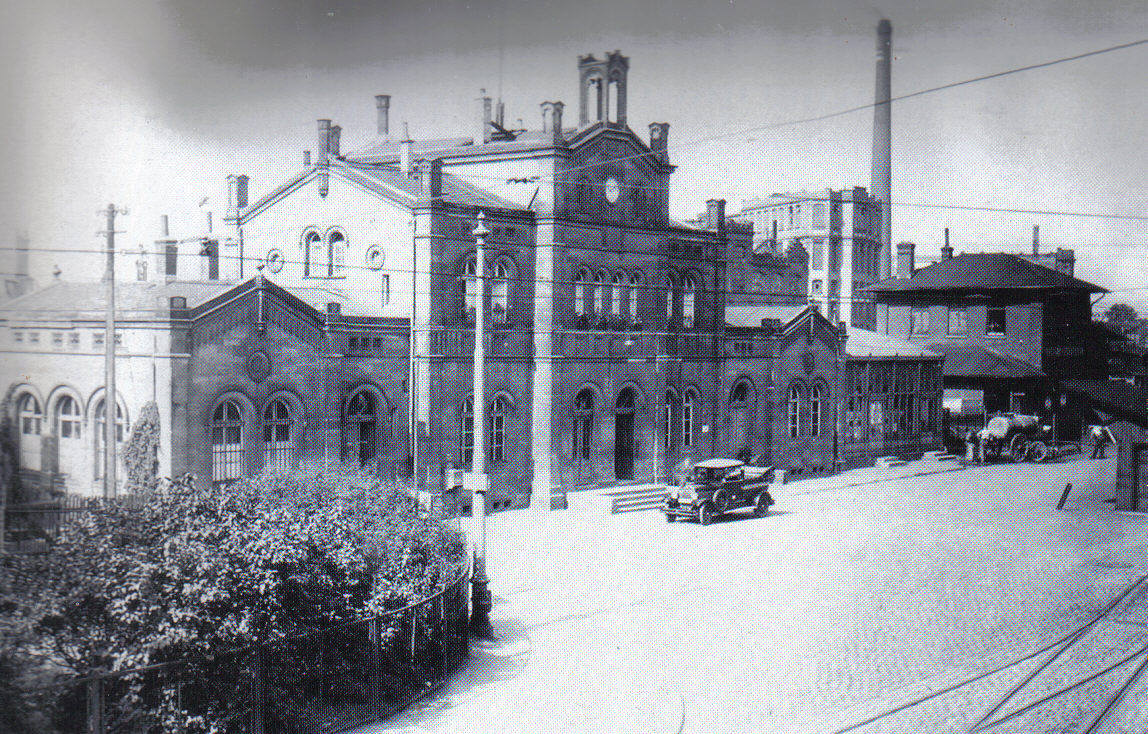
Empfangsgebäude von Julius Eugen Ruhl (1926)
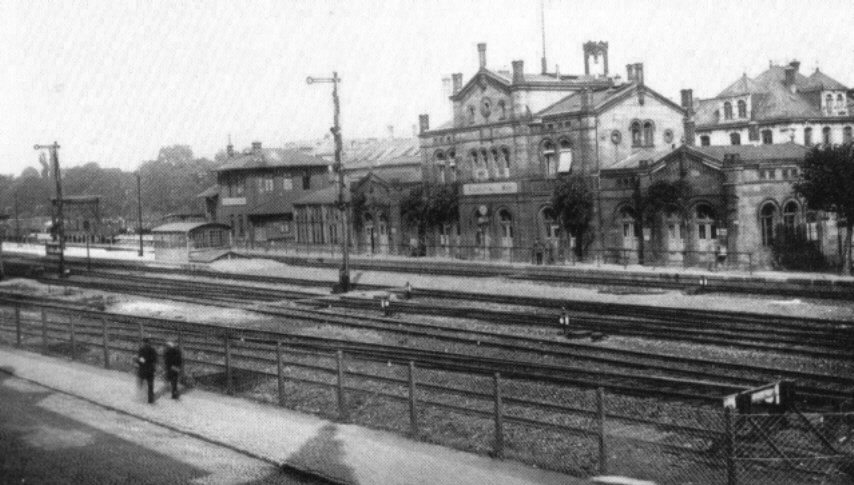
Westbahnhof mit dem Empfangsgebäude (um 1930)
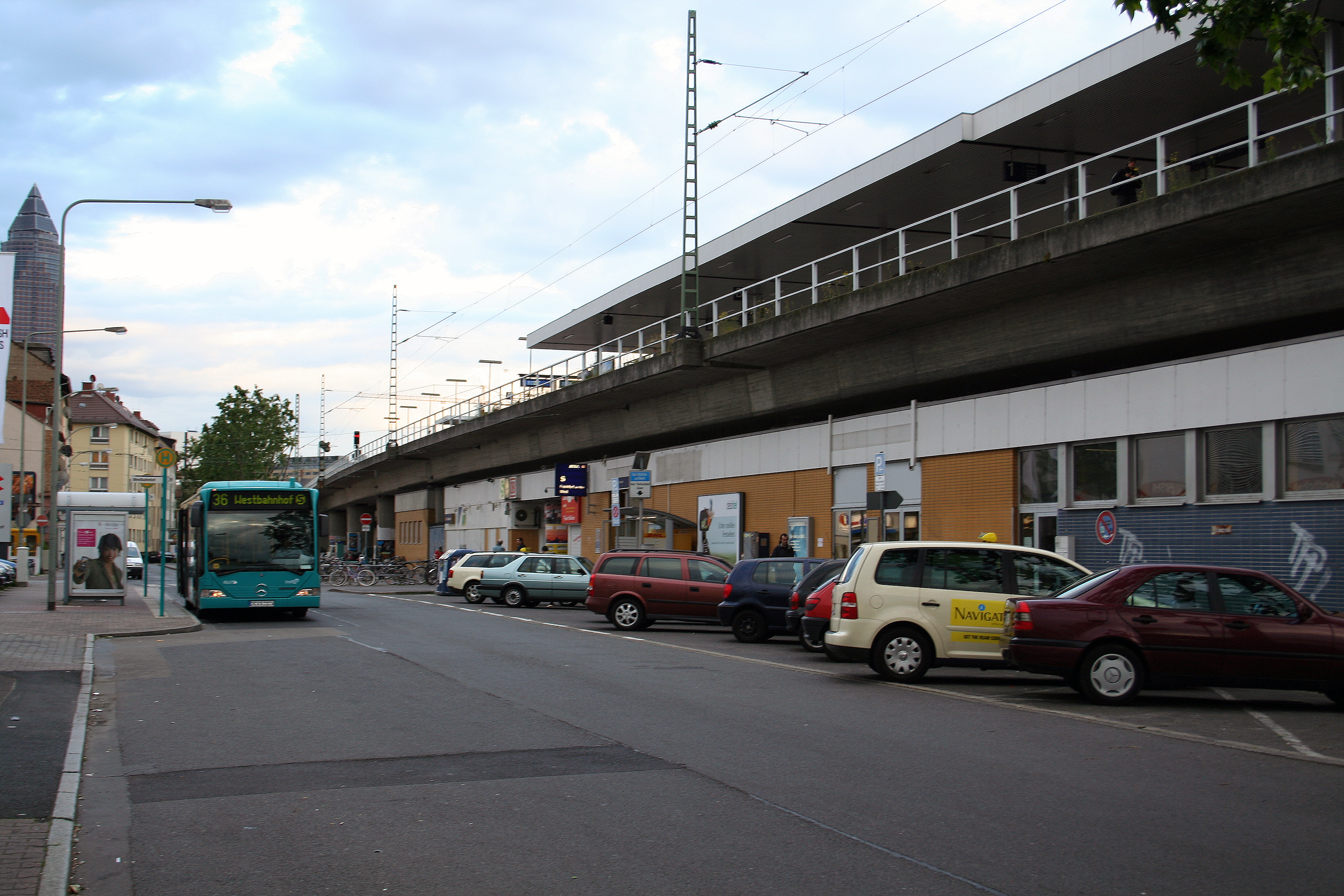
Vorderseite (2006)

##### Taubenhaus am Westbahnhof
In Zusammenarbeit mit der Deutschen Bahn AG wurde 2007 das erste Taubenhaus am Westbahnhof für 200 Tauben errichtet. Die Bahn stellte kostenfrei den Raum, und die Mitarbeiter des Stadttaubenprojektes arbeiten ehrenamtlich. Nach erfolgreichem Debüt wurden bereits drei weitere Frankfurter Taubenhäuser an der Hauptwache, an der Messe und im Gallus eröffnet. Nach dem sog. „Augsburger Modell“ werden die Tiere in diesen betreuten Taubenhäusern angesiedelt, dort artgerecht gefüttert und ihre Eier durch Kunststoffattrappen ersetzt. Durch die Fütterung im Schlag wird gewährleistet, dass die Tiere nicht mehr gezwungen sind, sich ihr Futter in Fußgängerzonen oder bei der Freiluftgastronomie zu suchen. Nicht nur die Verkotung der Umgebung durch Tauben ging merklich zurück, sondern der Eieraustausch reduziert auch die Bestände. Das Stadttaubenprojekt Frankfurt e. V. wurde 2007 mit dem Hessischen Tierschutzpreis ausgezeichnet und erhielt 2023 den Deutschen Tierschutzpreis.
Zum Ende Mai 2022 musste das Stadttaubenprojekt Frankfurt die Taubenschläge räumen, um Platz für einen Umbau des Westbahnhofs zu schaffen. Seither ist es der Stadt Frankfurt nicht gelungen, einen neuen Standort zu finden.

#### Kasseler Straße 1a

##### Caro Druck GmbH

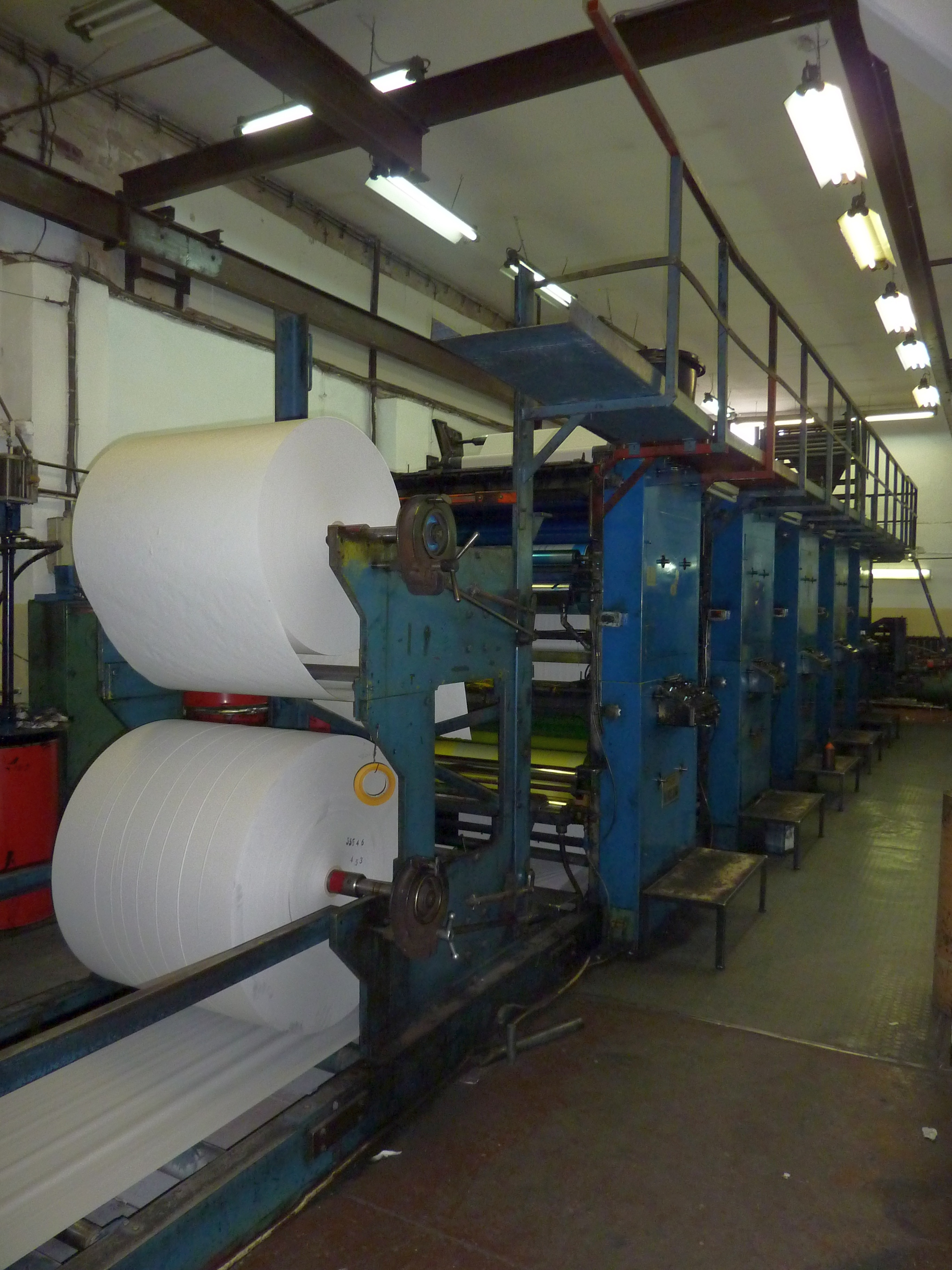
eine Solna Druckmaschine (2013)

Der Sozialistische Deutsche Studentenbund (SDS) unterhielt eine eigene Druckerei. 1973 ging die Studentendruckerei „als Mitgift“ auf den frisch gegründeten Kommunistischen Bund Westdeutschland (KBW) über, druckte Flugblätter, Broschüren, das Parteiorgan Kommunistische Volkszeitung (KVZ) – und nahm früh auch Fremdaufträge an. Nach Auflösung des KBW im Jahre 1985 ging das Vermögen an den Verein Assoziation, der wiederum die Aufsicht über die Kühl KG führte, als deren Tochterunternehmen die Caro Druck GmbH bis zur Auflösung fungierte.
Über 30 Jahre wurde die westdeutsche Auflage der taz bei „Caro Druck“ in Frankfurt im Bereich des Ökohauses gedruckt. Am 30. Dezember 2012 lief die letzte taz dort aus der Maschine. Per 31. Dezember 2012 wurde die Firma aufgelöst. Mit Caro-Druck in Frankfurt am Main endet allerdings kein klassischer Familienbetrieb, sondern eine linke Institution. Hier entstanden seit drei Jahrzehnten verschiedenste Publikationen der linksalternativen Szene.
Gewichtigstes Produktionsmittel war die Rollenoffsetdruckmaschine Solna Distributor D 380, made in Schweden, im Souterrain des Ökohauses in der Kasseler Straße 1a. Sie wog 92 Tonnen und war 30 Meter lang. Angeschafft wurde sie 2007. Nach der Betriebsauflösung wurde sie nach Gießen verkauft. Heute werden die neuen Druckmaschinen „Solna D380“ u. a. in China hergestellt.

##### Ökohaus „Arche“

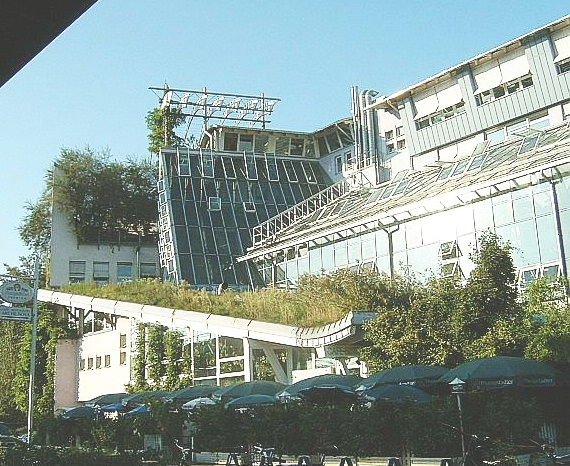
Ökohaus (2004)
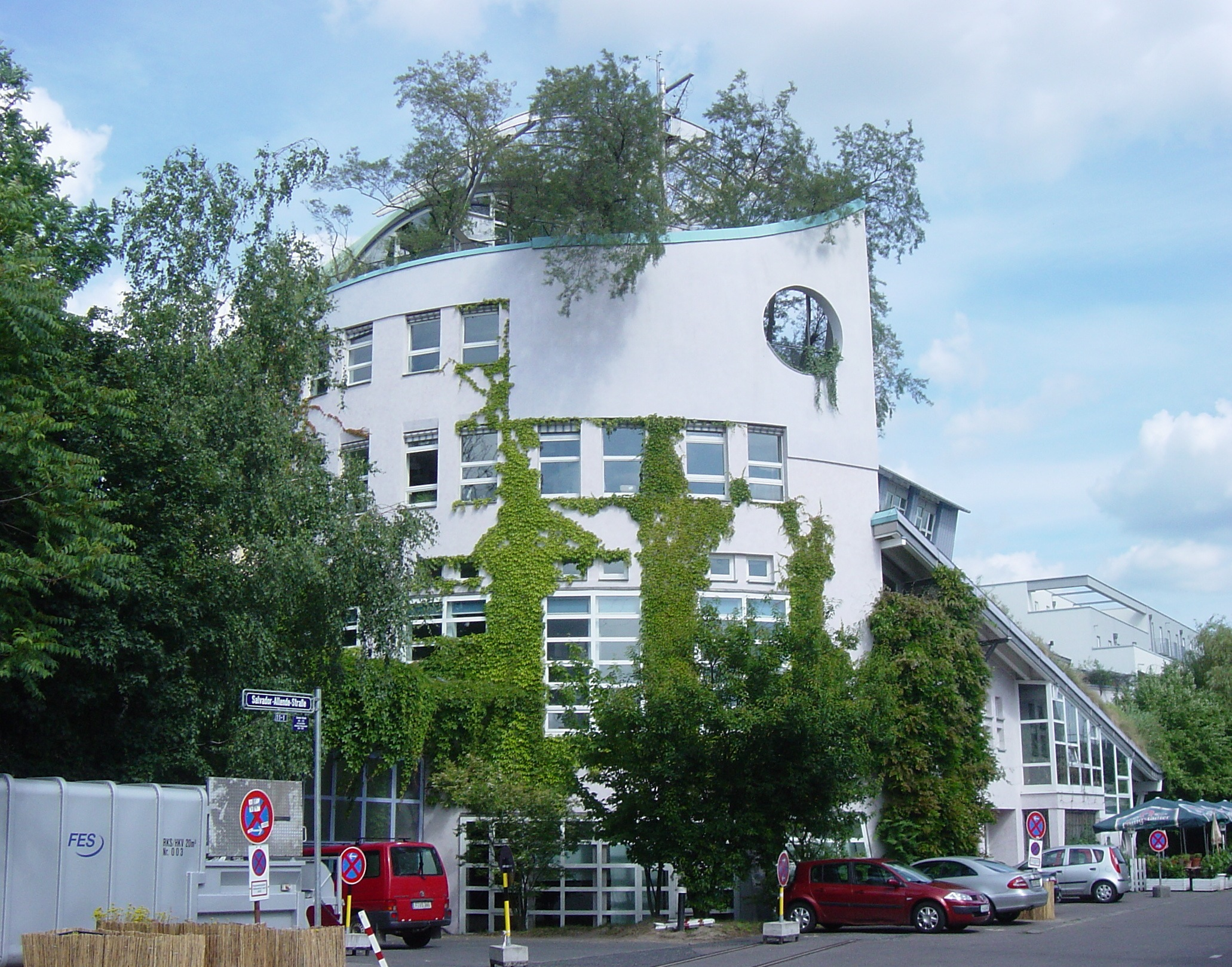
Ökohaus (2013)

Nördlich des Westbahnhofs und in unmittelbarer Nähe des Bernusparks steht in der Kasseler Straße das 1992 fertiggestellte Ökohaus Arche. Das mit der Planung beauftragte Architekturbüro Joachim Eble wollte in dem Bau Ökologie, Baubiologie, Ökonomie und Alltagstauglichkeit verwirklichen. Das Objekt wurde von verschiedenen Banken, insbesondere der Commerzbank und durch einen Grundstückstausch des KBW (Kommunistischer Bund Westdeutschland) mit der Mainzer Landstraße 147 im Stadtteil Gallus finanziert. Das auch außerhalb Frankfurts bekannte Haus ist innen und außen begrünt und bewässert. Auf den Dächern wachsen inzwischen Bäume. Mieter sind etwa 30 verschiedene Gewerbe, selbstverwaltete Betriebe, darunter Verlage und Redaktionen, Ärzte, eine Einrichtung zur Erwachsenenbildung, ein Restaurant sowie ein Veranstaltungszentrum mit Seminarräumen. Nach 25 Jahren steht jetzt eine Sanierung des Hauses an, aber zunächst müssen hierzu diverse Ämter des unter Denkmalschutz stehenden Hauses zustimmen.

### Katharinenkreisel (Opelrondell)

#### Katharinenkreisel X

##### Opel-FilialeAm Opel-Rondell

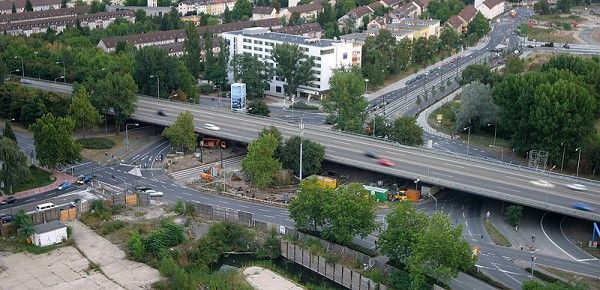
Katharinenkreisel (2003)

Vor 1966 wurde lag hier ein Schwerpunkt im Kreuzungsbereich zweier bzw. dreier Hauptstraßen im Frankfurter Westen. Die eine Verkehrsachse war die von ca. 1890 bis kurz nach dem Zweiten Weltkrieg so genannte Bismarck Allee, danach in Theodor-Heuss-Allee umbenannt, die dann von der Wiesbadener Straße Richtung Wiesbaden fortgeführt wurde.
Im Katharinenkreisel endete die Ludwig-Landmann-Straße, die aus dem Stadtteil Bockenheim über den Katharinenkreisel den Verkehr mit der Straße „Am Römerhof“ Richtung Europaviertel bzw. Rebstockgelände verbindet. Die Straße wurde nach dem fünften Frankfurter Oberbürgermeister Ludwig-Landmann benannte, der entlang dieser Straße einige Wohnsiedlungen initiiert hatte. Die Straße nannte man von 1931 bis 1947 Hindenburgstraße, nach dem ehemaligen Reichspräsidenten Paul von Hindenburg.
1931 übernahm General Motors vollständig das Unternehmen Opel. Mit einem Teil der erzielten Verkaufserlöse gründete Georg von Opel im Jahr 1936 die „Unternehmensgruppe Georg von Opel GmbH“, die schwerpunktmäßig im Rhein-Main-Gebiet tätig wurde und sich zum zweitgrößten Opelhändler Deutschlands entwickelte. Der Umsatz der Gruppe lag 2005 noch bei 200 Millionen Euro. Die krisenhafte wirtschaftliche Entwicklung und finanzielle Probleme führten am 12. Juni 2006 zur Insolvenz der Unternehmensgruppe. Infolge der Insolvenz der Unternehmensgruppe wurde ein Großteil der zuletzt 26 Autohäuser entweder veräußert oder ganz geschlossen, so auch die Schließung der Filiale „Am Opel-Rondell“.
Als weitere nachhaltige Investition kauften Opel-Familienmitglieder u. a. großflächig Grund und Boden zwischen der Hindenburg- und Voltastraße und bauten dann hier eine Großtankstelle, eine Niederlassung der Unternehmensgruppe Georg von Opel GmbH einschließlich Verkaufsräumen und Werkstatt. In den 1950ern wurde nach amerikanischem Designvorbild ein runder verglaster Verkaufsraum errichtet, dessen erster Stock zu einem Restaurant mit markanter gläserner Fassade und Außenterrasse ausgebaut wurde, was dem sich unmittelbar dahinter befindenden Kreisverkehr den inoffiziellen Namen „Opelrondell“ einbrachte. Später übernahm die 1955 gegründete Schnellrestaurantkette Wienerwald diese Räume bis zur 1982 erfolgten Insolvenz. Eine große Neonreklame des Wienerwalds auf dem Dach bekundete damals deren Geschäftstätigkeit. Ein McDonald’s-Franchiser führte nach Umbau das Schnellrestaurant bis zur Schließung der Georg von Opel Niederlassung am Opelrondell 2006 fort.
Die Bezeichnung Opelrondell oder Opelkreisel war stets eine inoffizielle. Trotzdem war sie den Frankfurtern in Fleisch und Blut übergegangen. Alle wussten, um welchen Ort es sich handelte, wenn der Name fiel. In neueren Stadtplänen wurde nach Abriss der Opel-Niederlassung „Am Opelrondell“ das Opelrondell als Katharinenkreisel ausgewiesen. Der Magistrat stimmte der vom Ortsbeirat 2 (Bockenheim, Westend, Kuhwald) angeregten Namensgebung Katharinenkreisel zu. Mit der Namensgebung soll an die Stifterin Katharina zum Rebstock erinnert werden. Wie immer zog sich die Akzeptanz des Namenswechsels hin. Zahlreiche Frankfurter können sich an den neuen, offiziellen Namen „Katharinenkreisel“ noch nicht gewöhnen, und der Kreisel wird auch heute noch von vielen Einheimischen Opelrondell genannt.

##### nH-Hotel

Logo (2008)

Die NH Hotel Group, S. A. (ehemals NH Hoteles, S. A.) ist die drittgrößte Business-Hotelgruppe in Europa. Sie wurde 1978 in Navarra, Spanien, gegründet. Sitz der deutschen Zentrale der NH Hotel Group ist Berlin. Der Standort Frankfurt am Main wurde für die NH Hotel Group zu einem deutschen Expansionsschwerpunkt. Als Betreiber eines Hotelbaus unmittelbar Am Katharinenkreisel, vormals Opel-Rondell genannt, wurde dies wegen der Nähe zum Messegelände Frankfurt fast zum Hotel-Startup des Standorts Frankfurt der NH Hotel Group. Rasant wurde die Hotelkapazität der NH Hotel Group besonders im Kernbereich der Stadt Frankfurt vorangetrieben. Der Betreibervertrag des NH-Hotels Am Katharinenkreisel wurde nicht mehr verlängert. Als die New Economy in die Krise geriet und die Aktien- und Internetmärkte 2001 zusammenbrachen, musste die NH Hotel Group restrukturiert. Seit 2018 hält die thailändische Hotelkette Minor Hotels des William Heinecke 94,13 % an der NH Hotel Group.
Ein Mitbewerber, die größte spanische Hotelgruppe Sol Meliá Hotels, stieg im September 2003 als Betreiber des Hotelbaus unmittelbar am Katharinenkreisel ein und eröffnete dort zunächst unter neuem Namen ein sogenanntes Tryp-Hotel an der Messe. Als Tryp by Wyndham Hotels gehörten sie dann der Wyndham Hotel Group an, die Hotels und Ferienanlagen unter 17 Marken führt. Laut Aussagen des Unternehmens besitzt die Hotel Group ca. 7300 Hotels mit mehr als einer halben Million Zimmern. Damit ist sie eine der größten Hotelketten der Welt.
Das Tryp wechselte nochmals den Betreiber und wurde zum QGREENHOTEL by Meliám unmittelbar Am Katharinenkreisel. Zusammen mit dem chinesischen Immobilienentwickler Greenland, der derzeit besonders aktiv in Frankfurt am Main ist und in Kooperation mit der spanischen Hotelgruppe Meliá Hotels International als Betreiber wurde das bisherige Tryp-Hotel am Opelrondell völlig umgestaltet und im vorigen Jahr als „The Qube“ neu eröffnet. Auffallend dabei ist, dass das neue 177-Zimmer-Haus gezielt auf eine chinesische Klientel zugeschnitten ist: Es gibt Fitnessgeräte auf den Zimmern und chinesische Adapter. Informationsmappen, Speisekarten, Stadtpläne und Veranstaltungsarrangements wurden auf Mandarin übersetzt, gängige asiatische Kreditkarten wie JCB oder CUP werden akzeptiert. Die Küche verfügt über eine große Auswahl an chinesischen Spezialitäten, die Mitarbeiter mussten ausreichende Mandarin-Kenntnisse mitbringen.
Der aktuelle Name des auf chinesische Gäste spezialisierten Frankfurter Hotels lautet Q-Greenhotel by Melia Frankfurt erweitern als Betreiber das Produktportfolio von Sol Meliá, das aus verschiedenen Marken, die sich in Komfort und Profil unterscheiden, besteht. Gründer und Vorsitzender von Meliá Hotels International ist Gabriel Escarrer Juliá (geb. Februar 1935), ein spanischer Milliardär. Sein Sohn Gabriel Escarrer Jaume ist der stellvertretende Vorsitzende und CEO der Meliá Hotels Group.

##### Filmkulisse des SpielfilmsNachts auf den Straßen
Die Außenaufnahmen zum deutschen Spielfilm aus dem Jahr 1952 mit dem Titel Nachts auf den Straßen unter der Regie von Rudolf Jugert, mit Hans Albers und Hildegard Knef in den Hauptrollen, entstanden auf der Autobahn in der Nähe von Frankfurt am Main, an der Autobahn-Anschlussstelle Opel-Rondell in Bockenheim und in der Frankfurter Innenstadt.

### Kaufunger Straße

#### Kaufunger Straße 4

##### Tibethaus
Siehe Eintrag zum Tibethaus in der Georg-Voigt-Straße 4.

### Kettenhofweg

#### Kettenhofweg 130

##### Institut für Sozialforschung

Standort der Vorkriegsvilla des Karl Kotzenburg
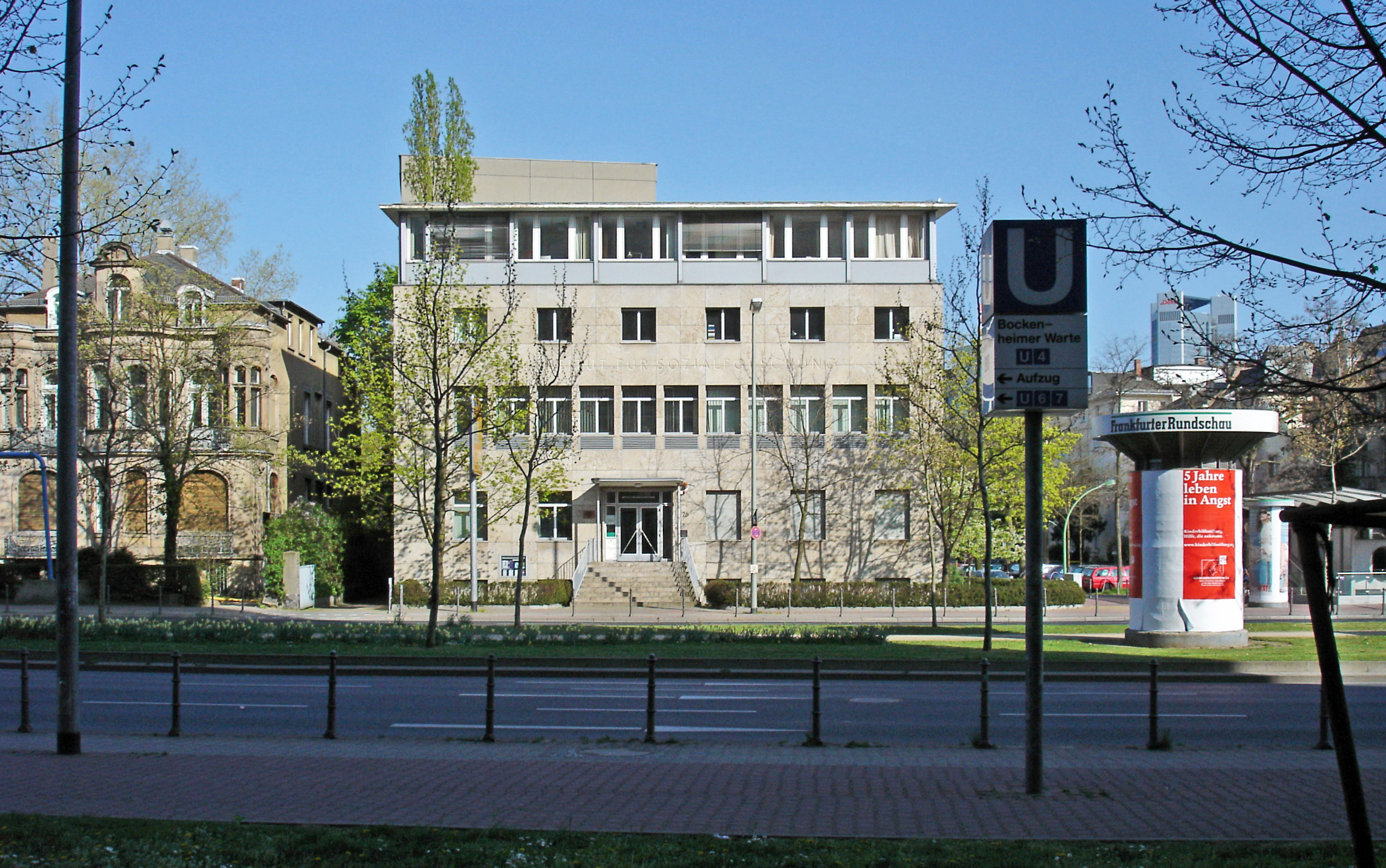
Institut für Sozialforschung von Ferdinand Kramer (1953)
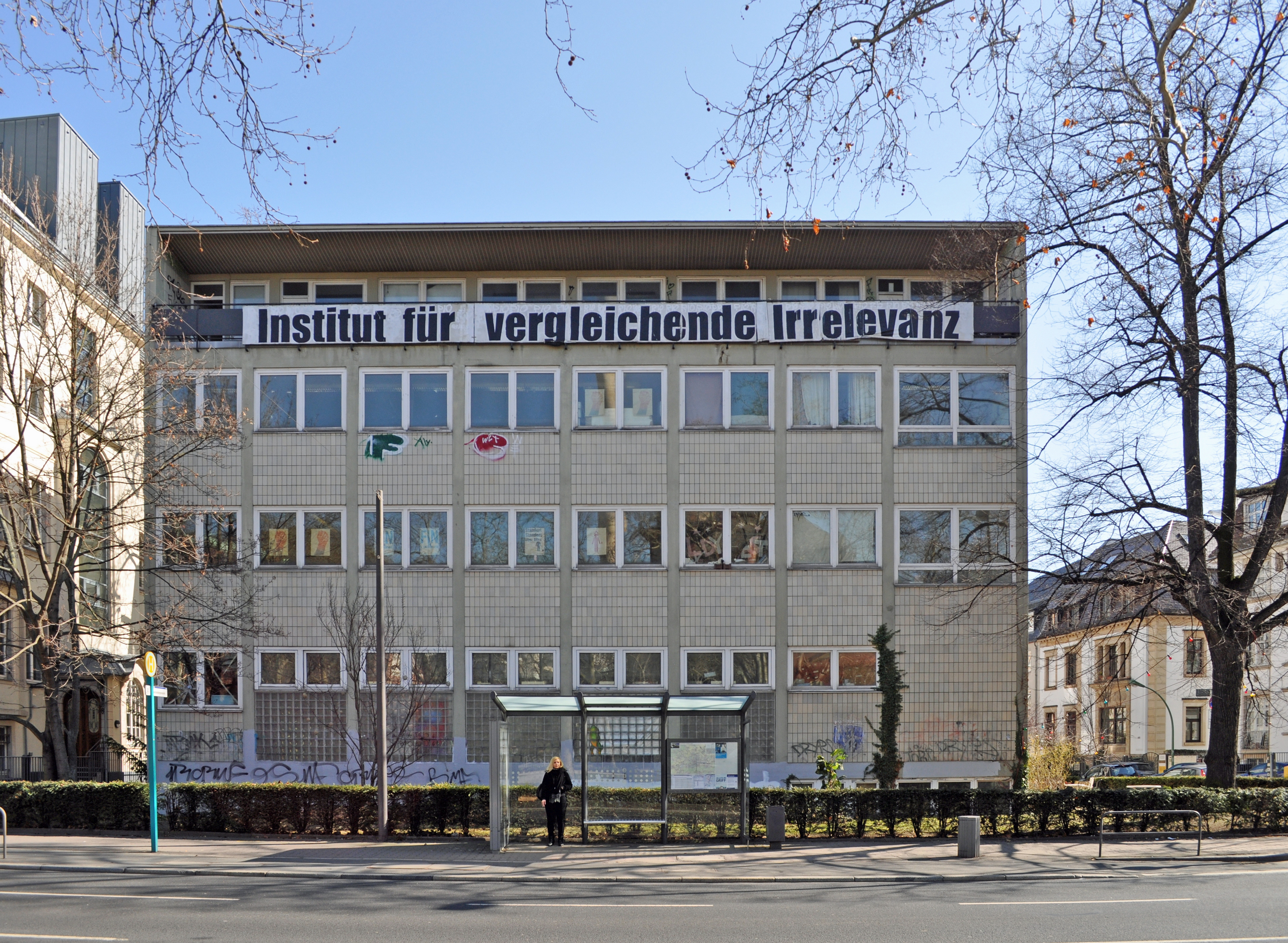
IVI-Besetztes Haus von 2003 bis 2013

Das ehemalige Amerikainstitut, wurde 1953 durch Ferdinand Kramer als Sitz des Instituts für England- und Amerikastudien erbaut. 2003 bis 2013 war das Haus besetzt und wurde unter dem Namen Institut für vergleichende Irrelevanz als autonomes Zentrum genutzt. Der Eingang der Liegenschaft befand sich im Kettenhofweg 130 und lag direkt an der Senckenberganlage,

### Kiesstraße
Namensgeber für die Straße war der dort abgebaute Kies. Mit ihm wurden während der ersten Industrialisierung Bockenheims im grundwasserreichen Baugebiet südlich der damaligen Straße „Schönen Aussicht“, der jetzigen „Adalbertstraße“, die Wohngebäude für die Arbeiter der umliegenden Bockenheimer Industriefirmen und ihre Familien erbaut.

#### Kiesstraße 4

##### Teil der ehemaligen kaiserlichen Lehrschmiede in Frankfurt-Bockenheim

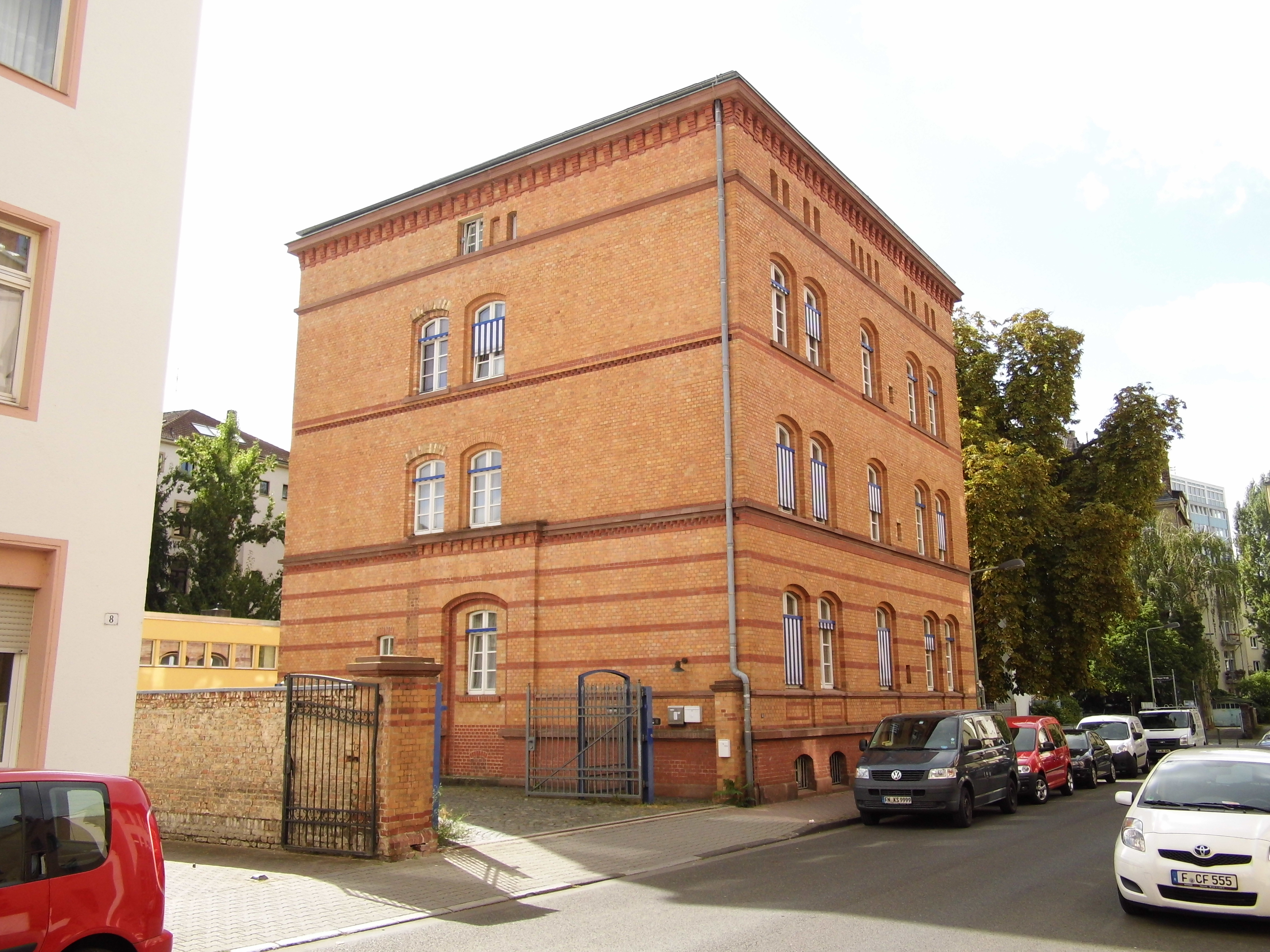
Teil der ehemaligen Lehrschmiede (2012)

1891 wurde im Bereich Kies- und Gräfstraße in Bockenheim eine von acht kaiserlichen Militär-Lehrschmieden des Reiches, ähnlich wie die in Berlin, Breslau, Königsberg, Gottesaue, Hannover, Dresden und München eröffnet, einschließlich der zugehörigen Stallungen. Von der umfangreichen Bebauung einschließlich dreier großer markanter Schornsteine, zeugt nach Ende des Zweiten Weltkriegs nur noch ein solitärer 1881 gebauter klassizistischer mehrstöckiger Klinkerbau mit Kranzgesims im Zierverbund ohne erkennbare Hinweise auf die damalige Funktion. Das Gebäude wurde während des 2. Weltkrieges als Wohngebäude mit zwei Wohnungen je Geschoss genutzt, anschließend als Aktenlager des Finanzamtes Frankfurt am Main – Hamburger Allee (heute Finanzamt Frankfurt am Main IV). Das 4-geschossige Gebäude einschließlich Dachgeschoss wurde 1989 als Appartementhaus für in das Rhein-Main-Gebiet versetzte Bedienstete aus Mittel- und Nordhessen ausgebaut und in Absprache mit dem Amt für Denkmalpflege saniert. Das Haus verfügt über 15 1-Zimmer-Wohnungen sowie ein 2-Zimmer-Appartement. Im Jahr 2015 wurden die Wohnräume neu möbliert. Die Wohnungen werden bevorzugt an Beschäftigte der Hessischen Finanzverwaltung vermietet.

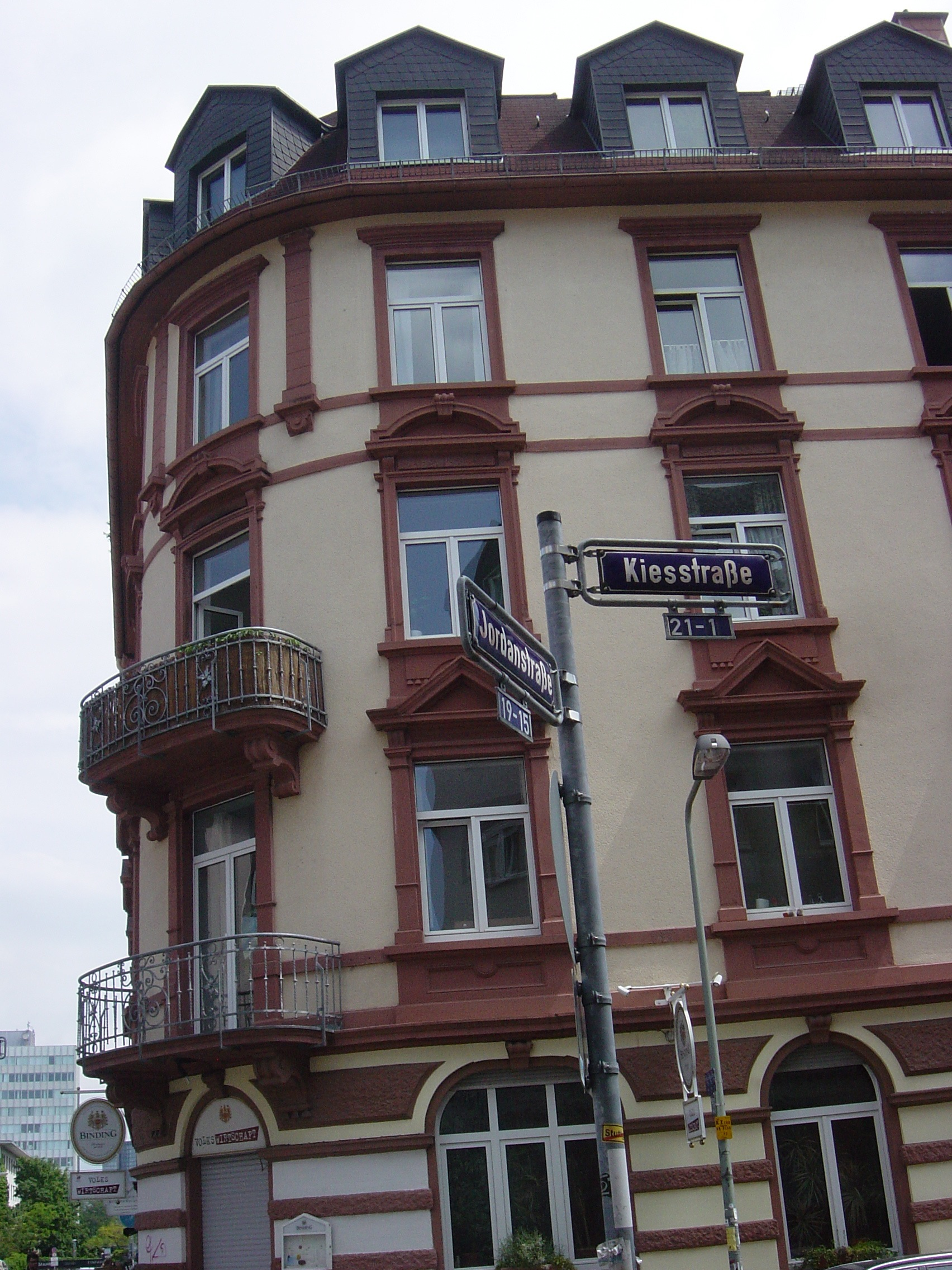

#### Kiesstraße 20

##### Wohnheim für betreutes Wohnen
Wohnheim des Vereins Arbeits- und Erziehungshilfe e. V.

#### Kiesstraße 27

##### Frankfurter Frauenbuchladen
Im Umkreis der undogmatischen Linken, des Frankfurter Weiberrats und des Frauenzentrums gründete sich 1976 in der Kiesstraße 27 einer der ersten bundesweiten Frauenbuchläden. Neben dem eigentlichen Buchhandel war der Frauenbuchladen auch Treffpunkt für Lesungen, Vorträge und Diskussionen. 1978 zerbrach das Gründungskollektiv.

##### Café „Albatros“

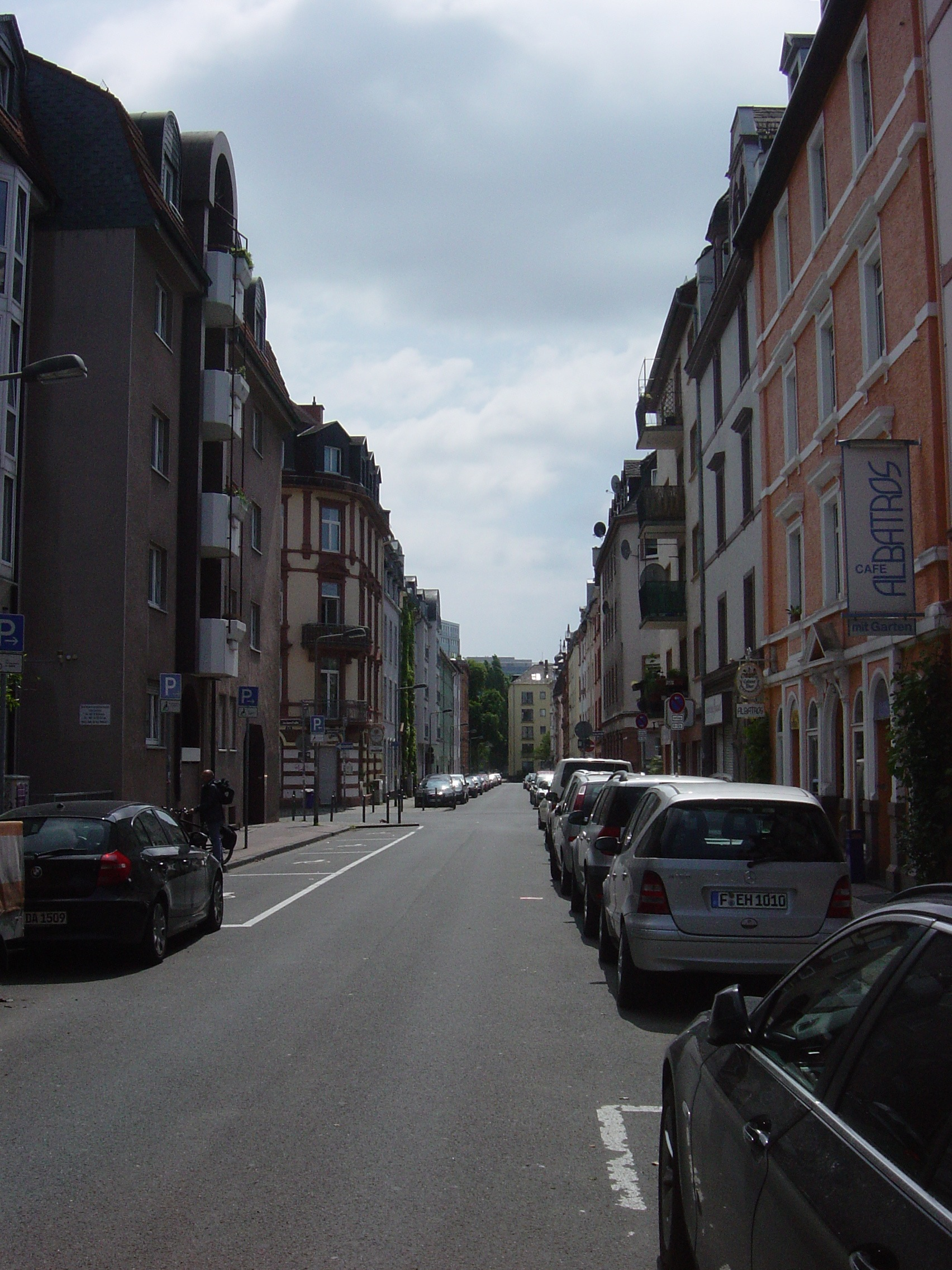
Kiesstraße nach Süden. Rechts Café Albatros (2013)

Auf den Frauenbuchladen folgte als Mieter das Frankfurter Szenelokal Café Albatros der 1980er-Jahre-Studenten und die Alt-68er-Nachbarschaft, einschließlich deren Wiedereröffnung mit bekannter Gartenterrasse. Ein drohendes Ende konnte mehrfach abgewendet werden.

#### Kiesstraße 28

##### Maschinenfabrik Gebrüder Weismüller

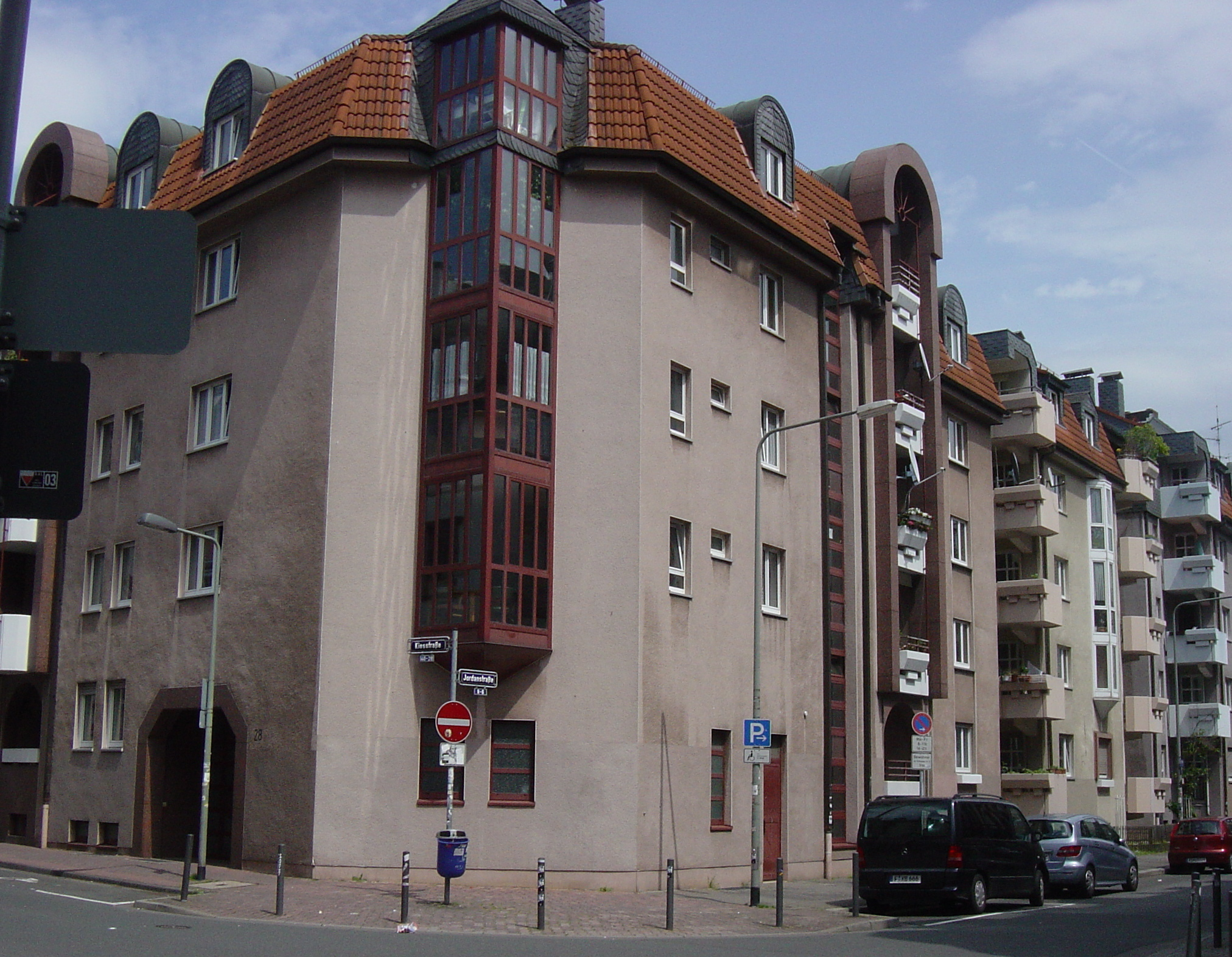
heutige Bebauung der Kiesstraße 28 (2013)

Die Maschinenfabrik Gebrüder Weismüller bestand seit 1866 auf Grundstücken nordöstlich der Ecke Jordanstraße 4–6 und Kiesstraße in der damals noch selbständigen Stadt Bockenheim. Die Firma erzeugte maschinelle Fördertechnik wie Kräne und Aufzüge für Brauereien, Mühlen und Getreidebetriebe und wurde zu einem bedeutsamen Arbeitgeber Bockenheims. Schwerpunkt des Einsatzes ihrer Technik waren die Wasserstraßen und der Transport von Schüttgut. 1930 wurde die Maschinenfabrik Gebr. Weismüller im Verlauf der Weltwirtschaftskrise insolvent und liquidiert. Nach dem Krieg wurde das Firmengrundstück u. a. von der Firma Hartmann & Braun AG genutzt. 1987 baute die städtische ABG Frankfurt Holding auf dem ehemaligen Firmengelände Kiesstraße 28, Ecke Jordanstraße, 82 Sozial-Wohnungen, darunter fünf Wohnungen für Rollstuhlfahrer. Im Innern des Blocks wurde eine Grünanlage angelegt.
Emmerich Weismüller (* 1837; † 8. September 1909) war ein Frankfurter Industrieller und Miteigentümer der um 1930 untergegangenen Maschinenfabrik Gebr. Weismüller in Frankfurt-Bockenheim. Die Stadt Frankfurt benannte zu seinen Ehren nahe dem Osthafen im Frankfurter Stadtteil Ostend die Weismüllerstraße nach ihm. Photos und Unterlagen der Firma Gebr. Weismüller liegen im ISG Frankfurt.

#### Kiesstraße 36

##### Galvanische Anstalt August Reining
Von der Bockenheimer galvanischen Anstalt August Reining, Kiesstraße 36, hat sich eine Rechnung vom 2. August 1939 erhalten, in der sie gemäß ihrer Spezialität für Besteckverchromung einem Kunden in Miltenberg die Verchromung von zwölf Gabeln berechnet. Galvanische Oberflächenbehandlungen wie Verzinken, Eloxieren oder Chromatieren waren das Kerngeschäft der Galvanische Anstalt August Reining. Selbst billige Metalle strahlten danach in Gold oder Silber. Fliegerbomben zerstörten 1944 das Betriebsgelände.
In der Nachkriegszeit wurde nach teilweisem Wiederaufbau zunächst behelfsmäßig ein Lagerraum errichtet, der dann als studentische Buchhandlung benutzt wurde. Nach weiterem Um- und Ausbau erfolgte eine gastronomische Nutzung durch wechselnde Betreiber, zuvor mussten Hinterlassenschaften der umweltbelasteten Produktion der Galvanischen Anstalt August Reining aufwendig entsorgt werden.
Von 2002 bis 2019 agierte in der Kiesstraße 36 eine Filiale der Cocktailbar-Kette „Sausalitos“. Ende Juli 2019 wurde der Mietvertrag nicht mehr verlängert, auch weil der Vermieter in den Räumen mit seiner Burger-Restaurant-Kette „Sissi + Franz“ sein eigenes gastronomisches Konzept umsetzen wollte.

#### Kiesstraße 38-40

##### Glasbau Metzger
Die Liegenschaft des 1898 gegründeten Unternehmens Glasbau Metzger, befand sich nach Kriegszerstörung und anschließendem Wiederaufbau in der Kiesstraße 38-40 in Mietnachbarschaft einer Filiale des Möbelhauses Segmüller. 2010 gab die Firma Glasbau Metzger ihren Geschäftsbetrieb auf. Auch die Firma Segmüller schloss zuerst ihre Filiale in der Adalbertstraße, Ecke Kiesstraße, und zog sich 2020 vollständig aus der Stadt Frankfurt (Konstablerwache) zurück. Mieter der Liegenschaft in der Kiesstraße 38-40 wurde dann ein Fahrradfachgeschäft.

#### Kiesstraße 39

##### Spanische Bodega Luciano
Restaurant „Spanische Bodega Luciano“ mit opulenten schmiedeeisernen Fenstergittern. Ab den 1968er Jahren verfestigten hier vorzugsweise die Studenten ihre Erinnerung an ihren Spanientourismus. Nach Zeiten des Leerstandes werden hier seit 2006 in vollständig geändertem Ambiente Speisen aus Äthiopien und Eritrea im mit Leinendecken und Bildern dekorierten Lokal angeboten.

#### Kiesstraße 41

##### Huss’sche Universitäts-Buchhandlung
Hertha Hussendörfer (27. Oktober 1920 bis 25. Mai 1989), geboren im fränkischen Hagenbüchach, begraben auf dem Frankfurter Hauptfriedhof, nannte sich selbst „Melusine Huss“ und war einst eine legendäre Frankfurter Buchhändlerin, eine Kulturinstitution in Frankfurt, insbesondere in der Naacherschen Buchhandlung. Die 1909 von Peter Naacher in Frankfurt gegründete Buchhandlung in der Schweizer Straße 57, nach Umzug in die Gartenstraße 6 war deren Keimzelle. Nach dem Krieg eröffnete die Naacherschen Buchhandlung in einem Behelfslokal nähe der Universitätsbibliothek Bockenheimer Landstraße, bevor Frau Huss dann gegenüber in einem Betonbau auf dem Campus Bockenheim in der „Bockenheimer Bücherwarte“ arbeitete. Nach Streit und Kündigung eröffnete sie mit Hilfe zahlreicher Freunde 1983 die eigene „Huss’sche Universitäts-Buchhandlung“ in der Kiesstraße 41, teilweise mit nächtlichem Kulturprogramm. Siehe hierzu zum Beispiel Peter Bichsel, Das süße Gift der Buchstaben. Reden zur Literatur. Das Buch der Melusine Huss. Rede zur Eröffnung der Huss’schen Universitätsbuchhandlung in Frankfurt am Main (1983) oder auch Kiesstraße Zwanzig Uhr. Huss’sche Universitätsbuchhandlung 1983–1993. Eine Anthologie. Lentes, Jürgen (Hg.), Verlag: Frankfurt/Main, (1993), ISBN 3-929782-00-6, ISBN 978-3-929782-00-4. Bald traf sich hier die neue Generation der Professoren und Literaten. Es entwickelte sich hier eine Frankfurter Intellektuellenszene. Nach ihrem Tod endete 1998 auch die Episode der Huss’schen Universitäts-Buchhandlung. In die Räume zogen Cafés ein.

### Kirchplatz

#### Kirchplatz 5

##### Gasthaus „Zum Schwan“

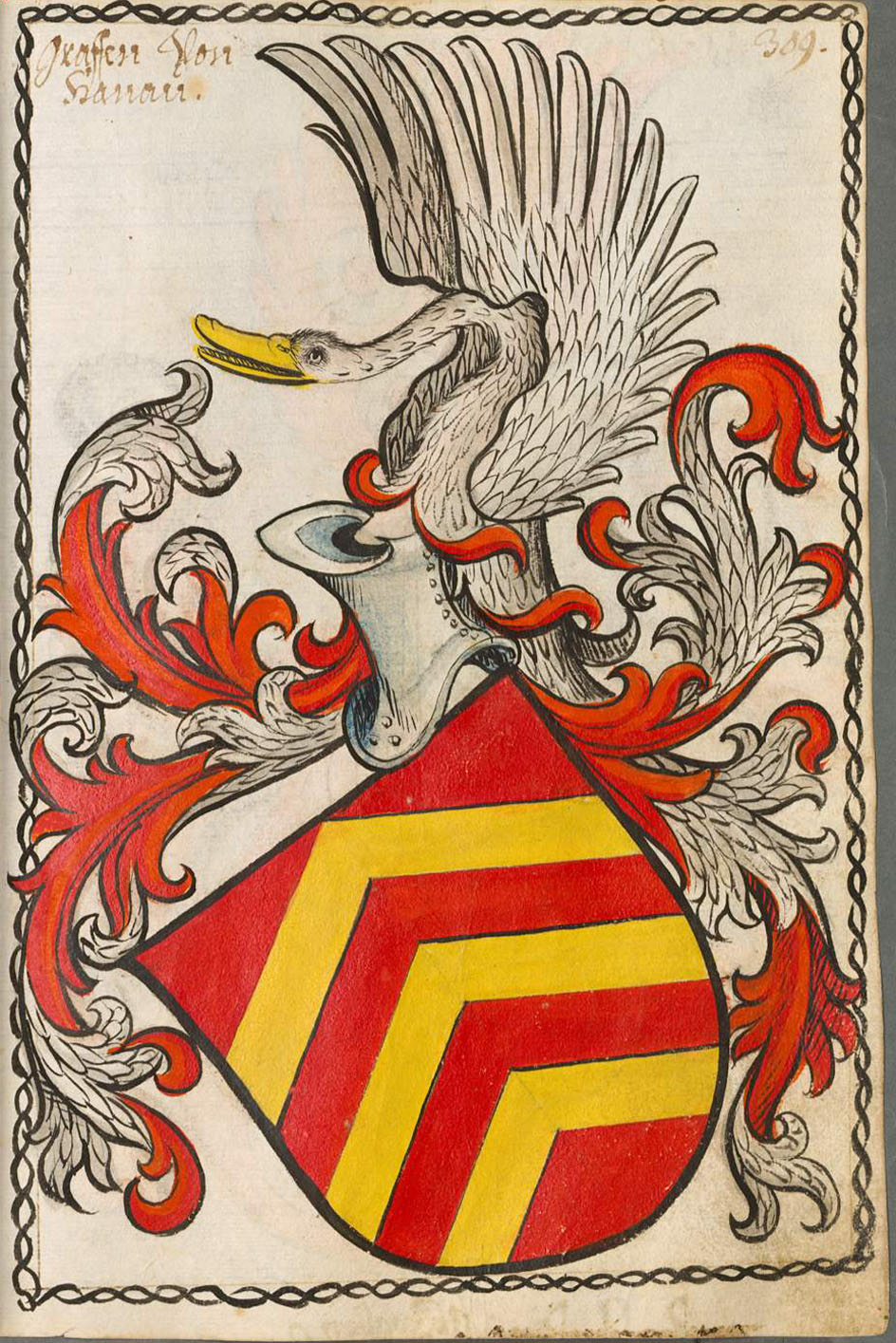
Der Schwan, Wappentier der Grafen von Hanau und Namensgeber des Gasthauses (1450–1480)

Das Grundstück Kirchplatz 5 liegt am historischen Mittelpunkt Bockenheims und wurde vielfach verändert bebaut. Vom ausgehenden 16. bis Mitte des 19. Jahrhunderts wurde hier die Gastwirtschaft Zum Schwan betrieben. Der Name kam vom Wappentier der Hanauer Grafen seit deren Heirat der Münzenberger. Im Neubau von 1740 mit angeschlossener Gartenwirtschaft entwickelte sich das Gasthaus Zum Schwan unter wechselnden Eigentümern zu einer der bekanntesten Wirtschaften Bockenheims, die auch Gäste aus dem nahen Frankfurt, wie Mitglieder der Familie Goethe, aufsuchten. Charlotta von Kahlden, Witwe des in russischen Diensten gestandenen Majors von Kahlden, erbte das Anwesen. Sie war am 26. November 1822 Patin bei der Taufe der Charlotta Friederika, Tochter des nachbarlichen Freiherrn Karl Ludwig Gremp von Freudenstein aus Bockenheim. Charlotta von Kahlden verkaufte am 9. Juni 1828 die ganze Liegenschaft an Senator Johann Christian Mühl, Patrizier und Kaufmann in Frankfurt. Ihm gehörte u. a. auch der Messe-Hof Goldenes Lämmchen in der Frankfurter Altstadt. Sein Vater war dort 1790 und 1792 sog. jüngerer Bürgermeister. Daher wurde das Haus dann auch Mühl’sches Haus genannt. Johann Christian Mühl starb 1838. Seine Witwe wohnte danach noch 24 Jahre bis 1862 in Bockenheim. Sohn Gustav Reiner Mühl verkaufte am 5. Juni 1872 das Haus an J. Adolf Karl Wilhelm Roth, Gerber von Hausen. Die Wirtschaft Zum Schwan führte bis 1830 Daniel Ludwig, der sich dann in der Häusergasse die Wirtschaft Hanauer Hof erbaute. Bockenheimer Bürgern war das Gebäude auch als Storchennesthaus bekannt, wählten doch lange Zeit Storchenpaare den Schornstein des Gebäudes als Nistplatz, wohl auch wegen der nahen feuchten Nidda-Wiesen. Laut Institut für Stadtgeschichte war es das letzte Storchennest in Frankfurt am Main. Durch Bombentreffer wurde das Haus 1944 zerstört. Der Wiederaufbau änderte nochmals die Bebauung des Kirchplatzes. Die ehemals historische Häuserreihe Kirchplatz mit ungeraden Hausnummern wurden nicht wieder errichtet; der Kirchplatz erweiterte sich zur heutigen Größe. Später wurden die auf dem Foto noch abgebildeten Straßenbahngleise entfernt, da sie durch den U-Bahnbau überflüssig wurden.
Der Gasthausname Zum Schwan lebte dann nochmals auf für ein Gasthaus auf der Frankfurter Straße. Nach der Eingemeindung Bockenheims wurden Wirtshaus- und Straßennamen geändert, aus Zum Schwan in der Frankfurter Straße wurde Frankfurter Hof in der Leipziger Straße; das spätere Schwanenkino wurde zur Veranstaltungshalle des unabhängigen Jugendzentrums Excess.

#### Kirchplatz 9

##### St.-Jakobs-Kirche

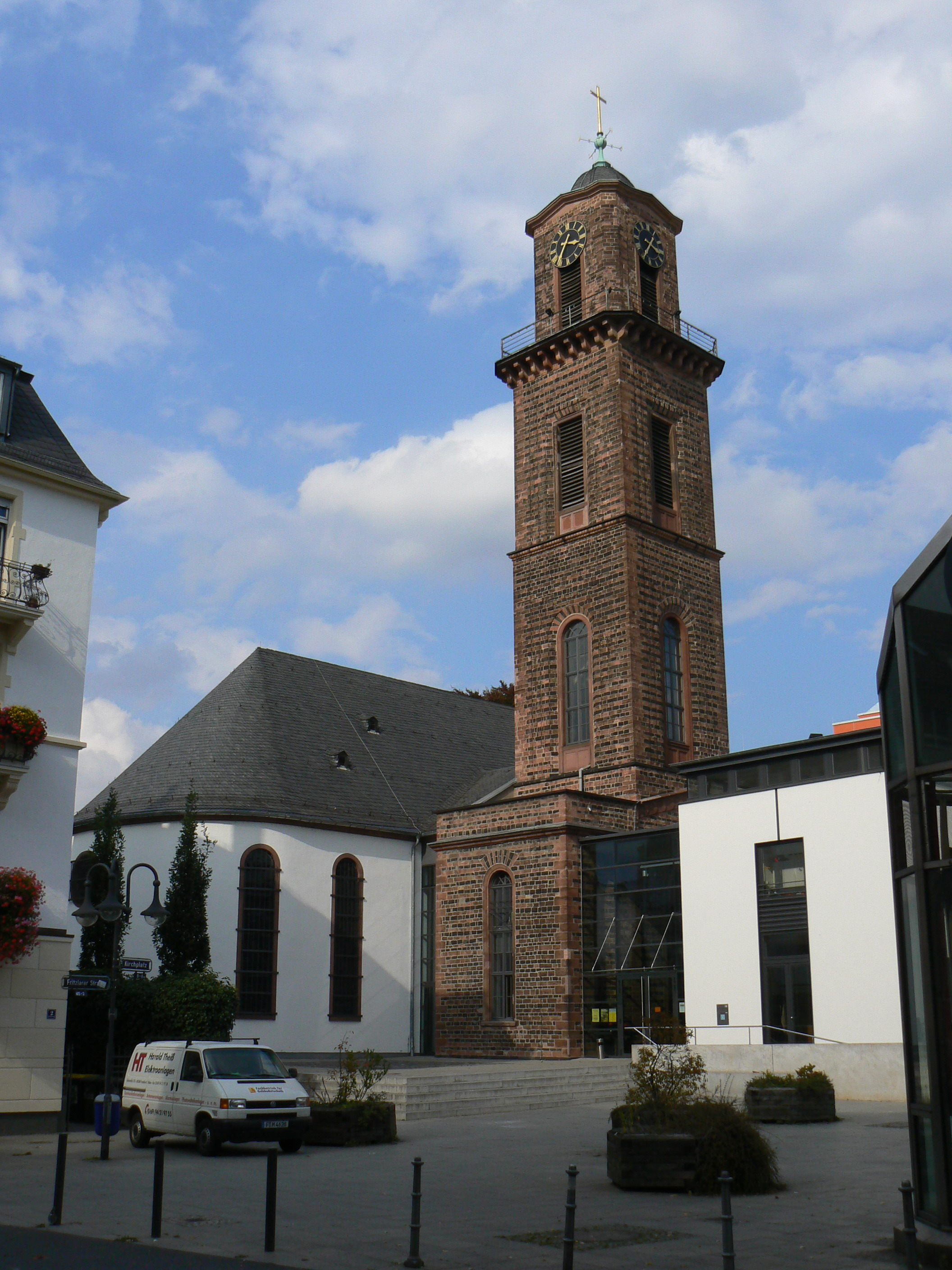
St.-Jakobs-Kirche von Süden (2007)

Die Jakobskirche ist die älteste Kirche Bockenheims. Die Hallenkirche stammt aus dem späten 18. Jahrhundert, wurde 1944 zerstört und 1954 bis 1957 wiederhergestellt. Wichtigster Schmuck des Kirchenraums sind die Glasfenster von Charles Crodel. Seit der Zusammenlegung der Kirchengemeinde St. Jakob mit der Markusgemeinde im Jahr 1997 ist die Jakobskirche Gemeindekirche der Evangelischen Gemeinde Bockenheim. 2003 bis 2005 wurden die Kirche und die Außenanlagen umfassend renoviert.

##### Historischer Kirchhof der St.-Jakobskirche, Bockenheim
Wegen Überfüllung aufgelassener Friedhof der St.-Jakobskirche, Bockenheim zugunsten des Alten Friedhof Bockenheim an der Pfingstbrunnenstraße/Solmsstraße.

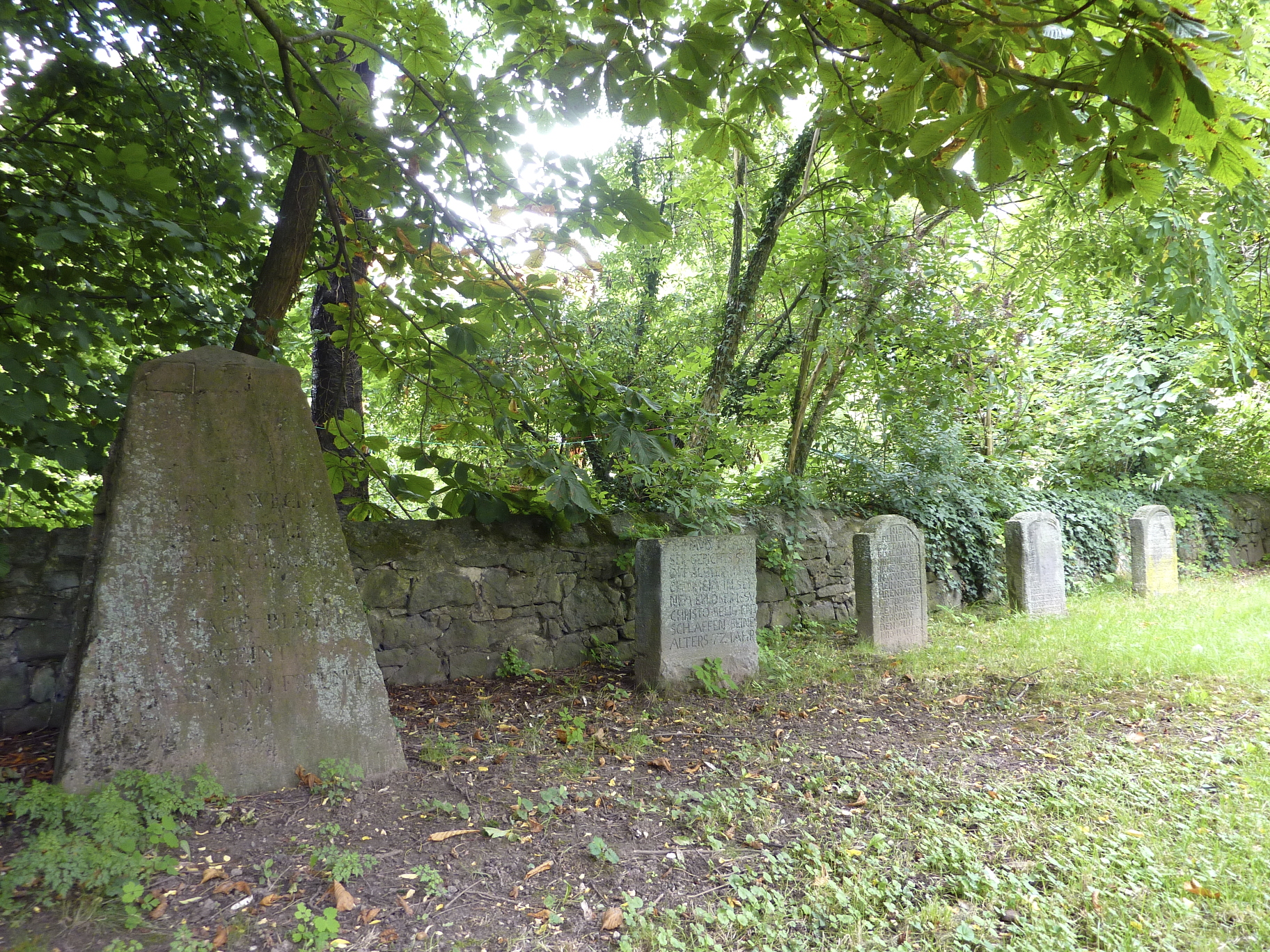
Reste des Kirchhofs
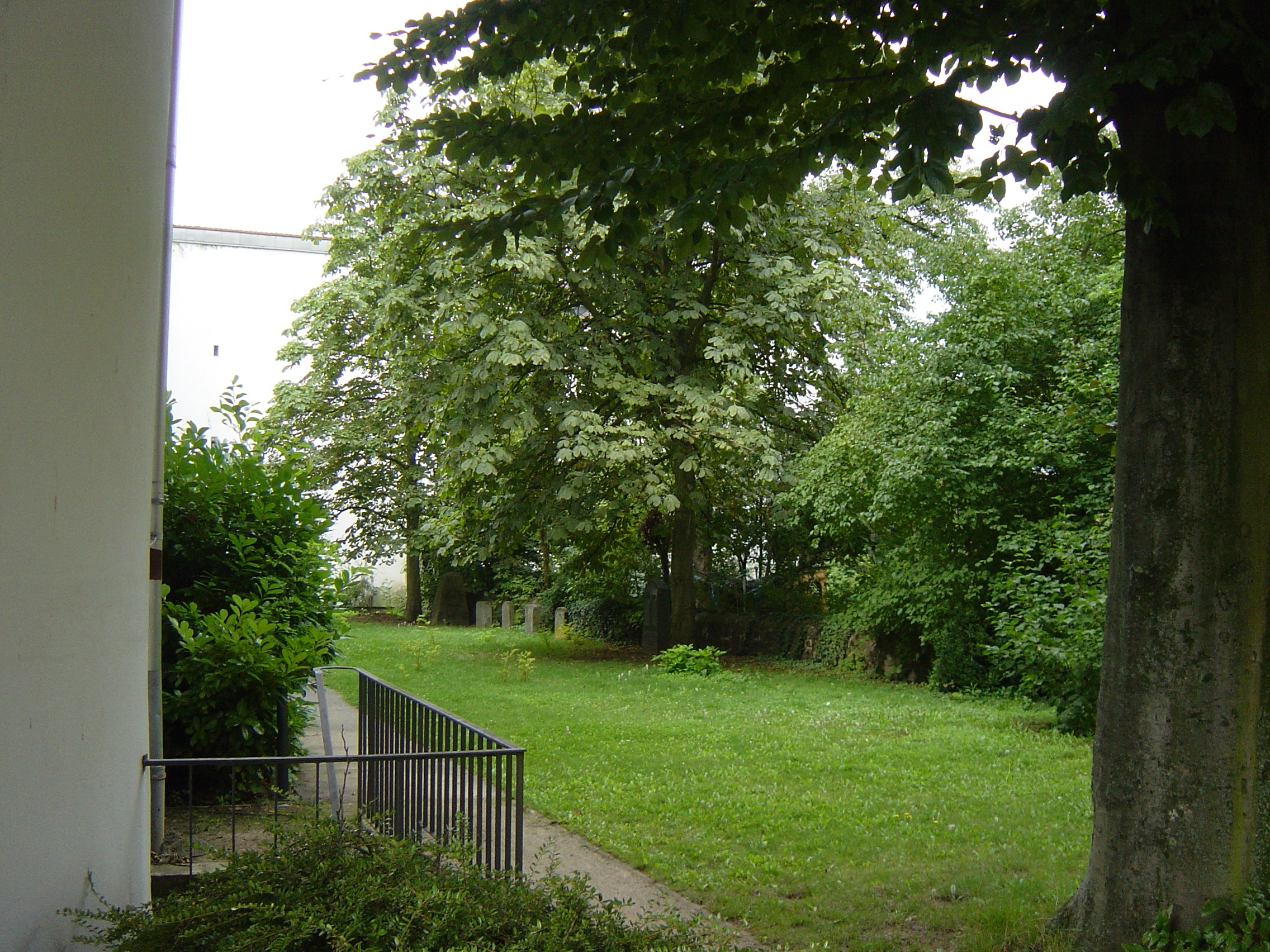
Reste des Kirchhofs

### Konrad-Broßwitz-Straße

#### Konrad-Broßwitz-Straße 45

##### Militärlazarett, Luftschutzbunker, Hotel
Im Geviert Ginnheimer Landstraße, Sophienstraße, Konrad-Broßwitz-Straße (damals Werder-Straße) entstand von 1877 bis 1879 ein Militärlazarett für 109 Kranke, später wurde es von der Polizei, bzw. Bereitschaftspolizei, benutzt. Auf der Seite der Konrad-Broßwitz-Straße wurde in der Zeit des Zweiten Weltkriegs ein Luftschutzbunker errichtet, der nach dem Krieg teilweise als Wohnheim benutzt wurde. Von 1949 bis 1959 stand hier das Hotel Seifert.

##### Passivhaus-Komplex SophienHof

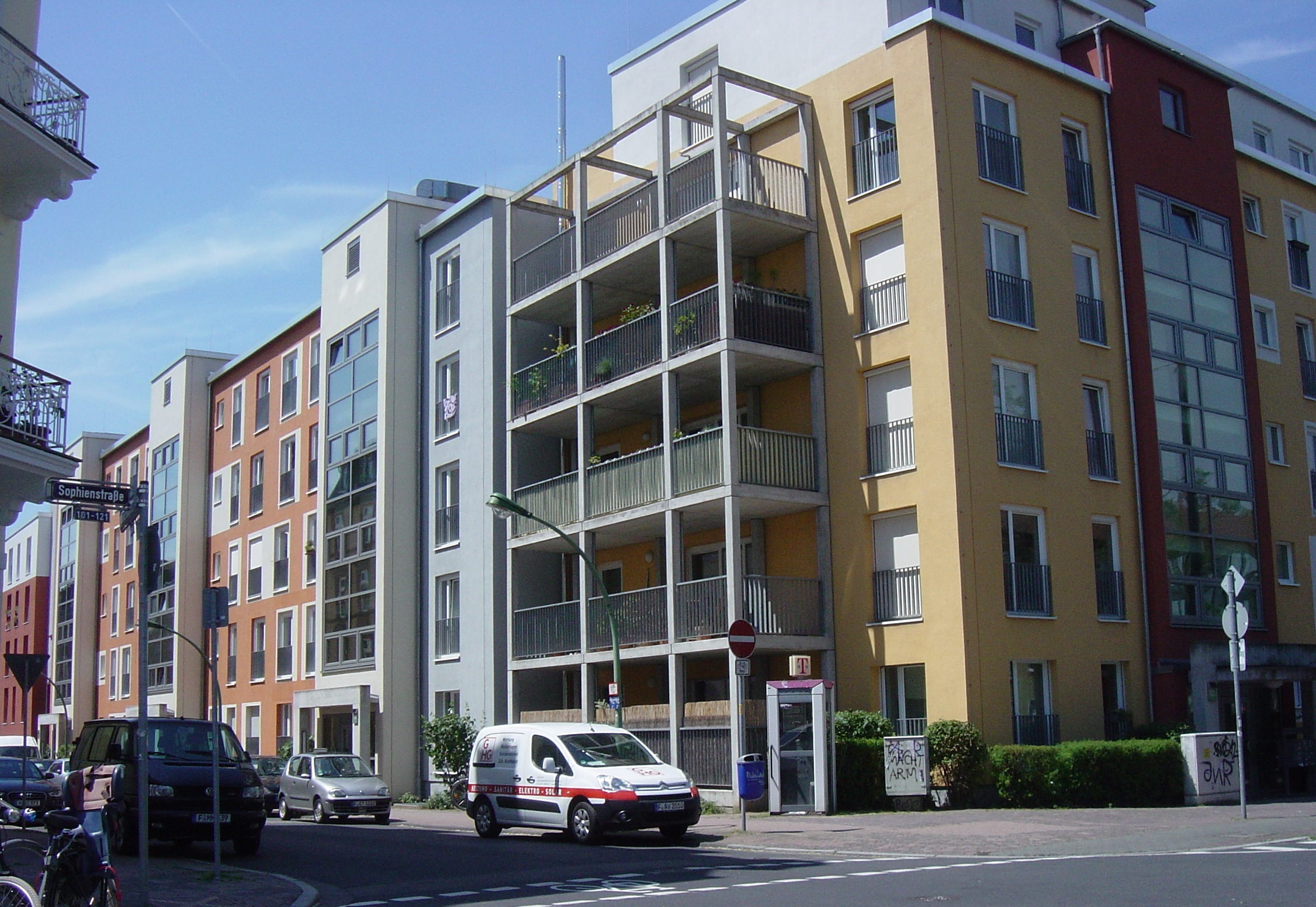
Passivhaus-Komplex SophienHof (2013)

Von 2005 bis 2006 wurde an dieser Stelle von der ABG Frankfurt Holding der damals größte Passivhaus-Komplex in Europa, der sogenannte SophienHof mit 149 Miet- und Eigentumswohnungen errichtet.

### Kreuznacher Straße
Ehedem Hinter dem Bahnhof

#### Kreuznacher Straße 19

##### FirmaGendebien & Naumann

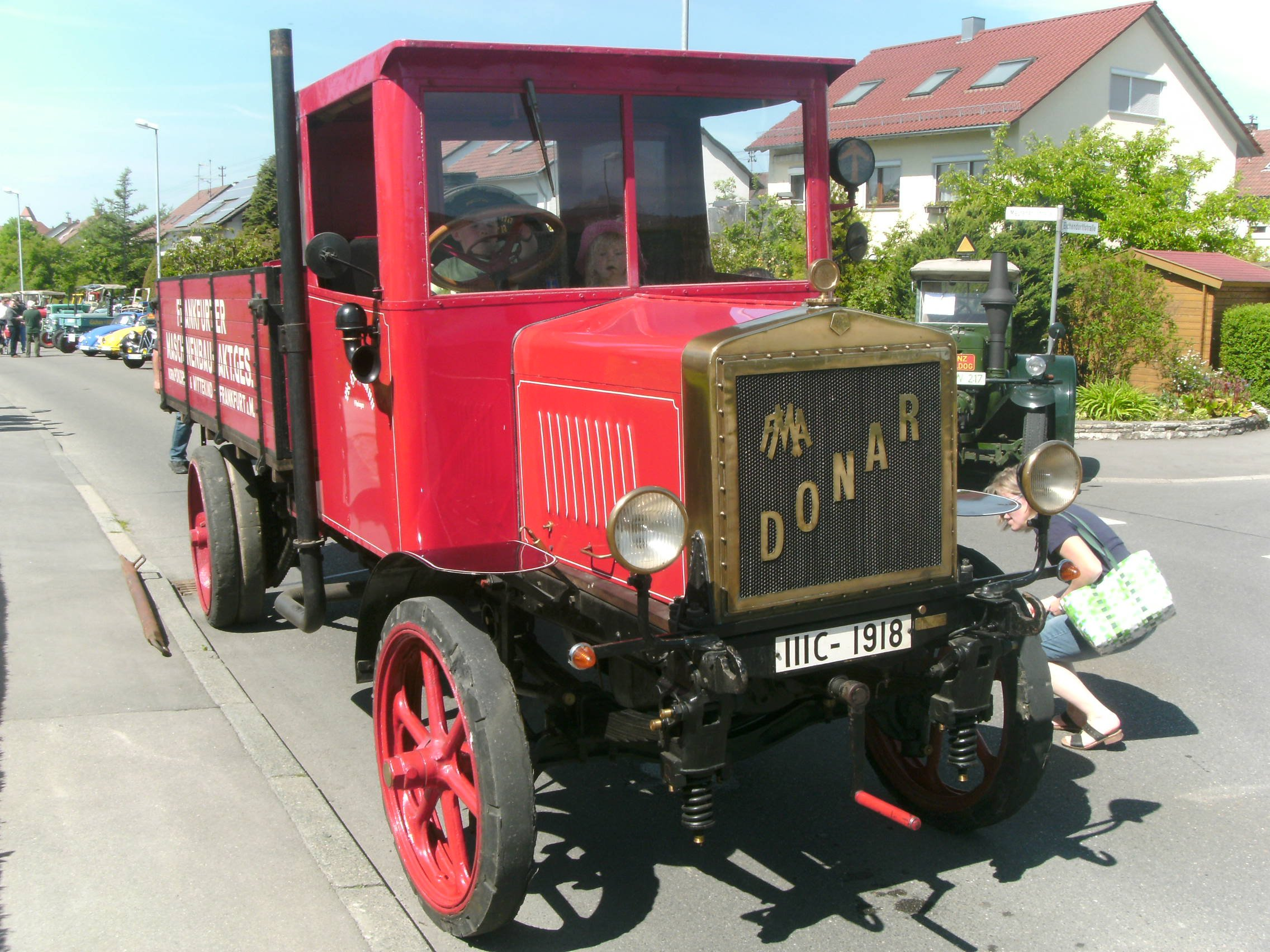
Lkw DONAR der FMA (2011)

Auf dem Grundstück „Hinter dem Bahnhof 19“, betrieb von 1872 bis 1887 die Firma „Gendebien & Naumann“ ihre Fabrik. Sie firmierte ab 1900 als „Pokorny & Wittekind, Maschinenbau AG“ und ab 1913: „Frankfurter Maschinenbau-Aktiengesellschaft vorm. Pokorny & Wittekind“, deren Spezialität um 1892 die Produktion von Dynamomaschinen, Dampfdynamos, Bogenlampen und Dampfmaschinen war. Deren Firmenerfolg führte zur Übernahme bzw. zum Untergang der Frankfurter Dampf-Kork-Fabrik Gebrüder Baunach.
Die Maschinenfabrik zwischen dem Westbahnhof und dem Gaswerk West wurde 1872 als offene Handelsgesellschaft (OHG) unter der Firma Gendebien & Naumann gegründet. Nach der Übernahme durch Ludwig Pokorny und Carl Wittekind firmierte das Unternehmen seit 1. Januar 1900 als Pokorny & Wittekind AG; es stellte Dampfmaschinen und Dampfturbinen her. 1913 änderte sich die Firma in Frankfurter Maschinenbau AG (FMA) vormals Pokorny & Wittekind und begann 1918 mit der Produktion seiner ersten Lastwagen, die zunächst als Modell Frankfurter von der FMA angeboten wurden. 1919 bis 1927 wurde das baugleiche Modell als Donar mit 4,5 Tonnen Nutzlast als Kipper, Tank- und Langholz- und Schienenlastwagen sowie als 28-sitziger Omnibus angeboten. Dem Donar folgte 1929 ein 2.1-Tonnen-Modell vom Typ Express, der ebenfalls als 20-sitziger Omnibus erhältlich war. Nach 1929 stellte die FMA ihren Fahrzeugbau ein und widmete sich der Presslufttechnik. Schwerpunkt wurde die Herstellung von Kompressoren und Pressluftwerkzeugen. Das Unternehmen stieg zum Weltmarktführer auf. 1955 erwarb die bereits beteiligte Demag die Aktienmehrheit. 1973 übernahm der Mannesmann-Konzern die Demag. Er verlagerte 1982 die Produktion mit 630 Arbeitsplätzen von Frankfurt-Bockenheim nach Simmern/Hunsrück.
Das ehemalige Betriebsgelände, das in Bockenheim noch immer als Pokorny & Wittekind oder Demag-Gelände bekannt ist, wurde revitalisiert und gehört heute einer Immobiliengesellschaft, die an unterschiedliche Dienstleister Gewerberäume vermietet.

#### Kreuznacher Straße 29

##### Maschinenfabrik Fellner & Ziegler
Gründer der Maschinenfabrik (Wärmetechnik) Fellner & Ziegler war der Ingenieur und Erfinder Johann Christian Fellner (1851–1902), ein Enkel des letzten Bürgermeisters der Freien Reichsstadt Frankfurt am Main Karl Konstanz Viktor Fellner (1807–1866). In den ersten Jahrzehnten nach Gründung der Maschinenfabrik Fellner & Ziegler, Bockenheim bei Frankfurt am Main, Kreuznacher Straße 29 (heute Frankfurt-Bockenheim City-West) im Jahre 1882, lag der Produktionsschwerpunkt auf dem Gebiet des Heizungsbaus, besonders bei der Einrichtung von zentralen Luft- und Dampfheizungen für öffentliche Wohn- und Fabrikgebäude. Hieraus erfolgte eine Spezialisierung in Trocknerei-Einrichtungen für die Holz-, Pappen-, Fell-, Filz- und Ziegeltrocknung. Um die Jahrhundertwende kam aus Amerika die Produktionsidee des Drehrohrofens zur Herstellung von Zement. Ab 1893 begann die Zusammenarbeit der Mühlenbauanstalt, Maschinenfabrik, Eisengiesserei Amme, Giesecke & Konegen Aktiengesellschaft Braunschweig, der späteren MIAG Mühlenbau und Industrie Aktiengesellschaft, sowie der Polysius AG Dessau und der Maschinenfabrik Fellner & Ziegler, Bockenheim bei Frankfurt am Main durch Gründung der Brennofenanstalt Hamburg, deren führender Gesellschafter Fellner & Ziegler war. Elf Jahre später übernahm die Polysius AG Dessau unter Otto Polysius allein die Brennofenanstalt Hamburg. Fellner & Ziegler entwickelten den Drehofen weiter und stellten bald Drehöfen mit 3 Meter Durchmesser und 50–100 Meter Länge her. Dadurch konnte deren Tagesleistung von 40 Tonnen auf 300 Tonnen Zement gesteigert werden. Zunehmend erstellte Fellner & Ziegler komplette Zementfabriken. Daneben produzierte sie Maschinenteile für die keramische, chemische und Hüttenindustrie eigene Apparate und Maschinen in ihrem Werk in Frankfurt-Bockenheim, später auch im nahen unterfränkischen Eisenwerk Weilbach. 1960 verkaufte sie das Eisenwerk Weilbach zunächst an die Linde-Tochter Matra-Werke Frankfurt, die dann 1974 in die Linde Material Handling, später in der Linde-Tochter Kion Group aufging und heute der chinesischen Firma Weichai Power gehört.
1954 wurde Fellner & Ziegler, Frankfurt, spezialisiert u. a. auf Zementwerke-Bau, an die Kölsch-Fölzer-Werke AG, Siegen, verkauft, die sie zehn Jahre später 1964 wieder verkauften. Geschäftsunterlagen der Jahre 1949 bis 1961 finden sich in: Deutsche Wirtschafts-Archive, Bd. 1.-3; Franz Steiner Verlag; 1994; ISBN 3-515-06211-4. Ebenso hat sich antiquarisch das Buch Fellner & Ziegler Frankfurt/Main 1882–1957 anlässlich des 75 Jubiläums erhalten. Auch finden sich heute noch Verkaufsangebote gebrauchter Maschinen der Firma Fellner & Ziegler. Die Firma Fellner & Ziegler verlor ihre Selbständigkeit mit ihrem Aufkauf durch die Buderus Wetzlar, die dann 2003 selbst von der Robert Bosch GmbH übernommen wurde. Diese wiederum verkaufte 2005 dann Teile der ehemaligen Buderus als Buderus Edelstahl GmbH an die österreichische Böhler-Uddeholm AG, deren Gründer Frankfurter Bürger waren. Die Böhler-Uddeholm AG wurde dann später in die österreichische Voestalpine AG eingegliedert.
Auf dem ehemaligen Betriebsgrundstück der Fellner & Ziegler AG in Frankfurt-Bockenheim, Kreuznacher Straße 29, wurde 1997 von der Firma CompuNet Computer AG & Co. OHG, Kerpen, ein siebenstöckiges Bürohaus für ihre Zweigniederlassung, das CompuNet Haus, errichtet. Immer noch werden gebrauchte gebrauchsfähige Zerkleinerungsmühlen der Firma Fellner & Ziegler angeboten. Spuren der ehemaligen Fellner & Ziegler AG sind nicht mehr vor Ort, sondern nur noch im Institut für Stadtgeschichte Frankfurt vorhanden.

#### Kreuznacher Straße 30

##### Nähmaschinen- und Schraubenfabrik Gustav Colshorn
Laut FITG-Journal, der Zeitschrift des Förderkreises Industrie- und Technikgeschichte, Herbst 2013, war die Region Frankfurt/RheinMain u. a. ein Schwerpunkt der Nähmaschinenproduktion im 19. und in der ersten Hälfte des 20. Jahrhunderts.
Seit dem 17. November 1867 betrieb Wilhelm Colshorn eine Nähmaschinenfabrik und -handlung, anfangs in Bornheim, Bergweg 13, danach ab 1869/70 in der ehemaligen Fabrik von „Bourguignon & Lindheimer“ in Bornheim, Sandweg 21 und schließlich von 1871 bis 1873 in Bockenheim in der „Schönen Aussicht 46“, die später in Adalbertstraße umbenannt wurde, sowie mit einer zweiten Werkstatt im Rödelheimer Sandweg, der späteren Solmsstraße.
Nach dem Eintritt von Theodor Heinrich Mencke aus Hamburg als Teilhaber, nannte sich die Firma von 1874 bis 1876 UNION Nähmaschinen Fabrik Th. H. Menke, bis zur Übernahme durch Gustav Colshorn. 1880 begann Gustav Colshorn (1847–1892) mit der Schraubenfertigung, ohne jedoch sofort die Nähmaschinenproduktion vollständig aufzugeben. Ab 1882 nannte sich die Firma nun Gustav Colshorn, Schrauben-, Muttern- und Nietenfabrik. Lukrative Aufträge in Verbindung mit dem Bau des Frankfurter Hauptbahnhofes, verhalfen dem Unternehmen zu einem schnellen geschäftlichen Aufschwung.
Nach dem Eintritt des Johann Georg Hugo Brönner (1852–1907), Abkömmling des erfolgreichen Druckerei und Verlegers Heinrich Carl Remigius Brönner (1702–1769), als Teilhaber, unterhielt die Firma Gustav Colshorn von 1886 bis 1889 ein Zweigwerk in der „Schönen Aussicht 25“, der späteren Adalbertstraße. 1889 übersiedelte die Schraubenfabrik des Gustav Colshorn in einen Fabrikneubau in der Straße „Hinter dem Bahnhof“, ab 1897 in „Kreuznacher Straße“ umbenannt. Im gleichen Jahr übernahm Firma „Bückling & Baum“ das alte Fabrikgebäude des Gustav Colshorn im Rödelheimer Sandweg, der späteren Solmsstraße.
Nach 1892, dem Todesjahr von Gustav Colshorn, erweiterte sich die Firma Gustav Colshorn AG durch den Ankauf der bereits seit längerer Zeit in Sachsenhausen bestehenden Schraubenfabrik von „Kerber & Schätzle“.

### Kuhwaldstraße

#### Kuhwaldstraße X

##### Frankfurter Glimmer- und Isolationsmaterialienfabrik Landsberg & Ollendorff
Im vormals neu erschlossenen Industriegebiet der damals noch selbständigen Stadt Bockenheim, Kuhwaldstraße, lag die heute längst aufgelöste Frankfurter Glimmer- und Isolationsmaterialienfabrik Landsberg & Ollendorff AG. In einem historischen Briefkopf der Firma von 1904, aufbewahrt vom Institut für Stadtgeschichte Frankfurt, weist das Unternehmen auf seine Filialen in Paris und London hin. Nach Ende des Ersten Weltkriegs verursachte am 14. Mai 1919 ein Großbrand einen beträchtlichen Schaden auf dem Betriebsgelände der Landsberg & Ollendorff AG.
An Glimmer- und Glimmerwaren wurden u. a. Mica-, Marienglas, Tale, roh geschnittenes Gespaltenes für Öfen, Deckgläser, Laternen für elektrotechnische Zwecke, Megotalc-Isolationen, Glimmerleitungsartikel, Cylinder, Lilaker, Schirme etc. produziert.
Während der deutschen Kriegswirtschaft des Zweiten Weltkriegs wurde die Rohstoffbeschaffung von Glimmer aus Indien und Sibirien unterbrochen. Als Ersatz für Glimmer wurde von der Firma der Ersatzstoff Landol entwickelt und hergestellt. Megotali und für Micanit das Peralit. So wurden zum Beispiel die für die Zubereitung der Telegraphenstangen bisher benutzten Chemikalien: Kupfervitriol, Zinkchlorid, Quecksilbersublimat und kreosolhaltiges Teeröl knapp, sodass zuletzt nur noch eine Zubereitung mit Dinitrophenol- oder Formaldehyd- oder kreosolhaltigen Salzgemischen möglich war. Durch Bombenangriffe der Alliierten Luftwaffe wurde auch das Betriebsgelände dieser Firma stark beschädigt. In der Nachkriegszeit verschwand das Unternehmen Landsberg & Ollendorff Frankfurter Glimmer- und Isolationsmaterialienfabrik AG völlig vom Markt. Spuren sind nicht mehr vorhanden. Einzig ein alter, beschriebener Firmenbriefbogen sowie eine Siegelmarke werden heute antiquarisch angeboten.

#### Kuhwaldstraße 49–51

##### Maschinenfabrik Fontaine & Co.

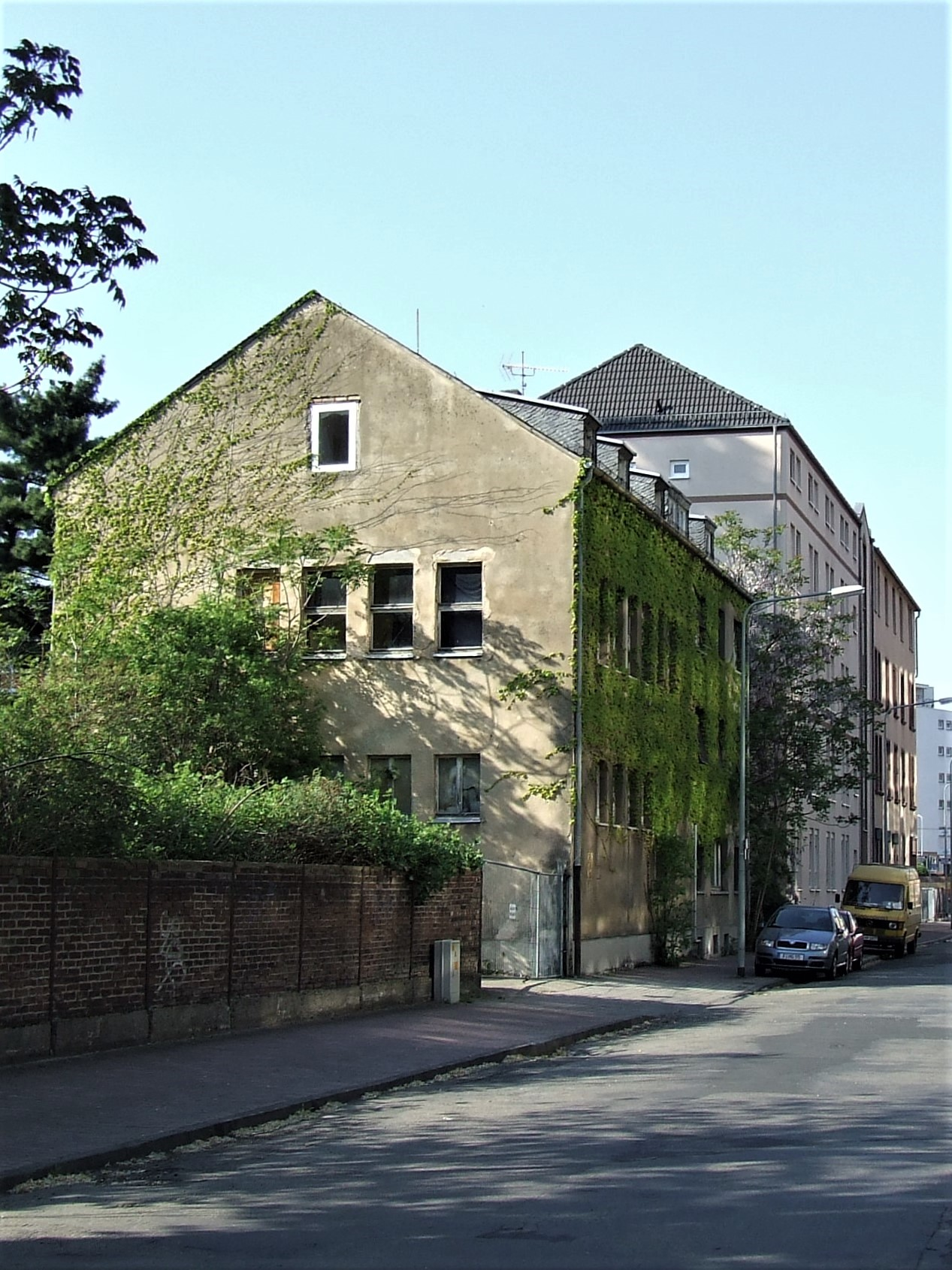
Ehemalige Maschinenfabrik Fontaine & Co. (2011)

Ende 2014 wurden die baulichen Reste der Bockenheimer Naxos-Schmirgel-Schleifräder- und Maschinenfabrik Fontaine & Co. GmbH im vormaligen Industriegebiet in Bockenheim, Kuhwaldstraße 49–51, Ecke Lise-Meitner-Straße beseitigt. Der niederländische Investor Bouwfonds Property Development errichtete hier eine Wohnanlage namens Patio mit 287 Eigentumswohnungen und begrünten Innenhöfen Bouwfonds ist eine Tochter der weltweit tätigen niederländischen Rabobank-Gruppe. und hat sich zu einem der größten Bauträger in Europa entwickelt. Die Deutschlandzentrale der Rabobank liegt denn auch in steinwurfhafter Nähe zur Kuhwaldstraße in der Solmsstraße am Westbahnhof.
1879 meldete der aus Spa stammende Belgier Firmin Fontaine seine Fontaine & Co. GmbH – Bockenheimer Naxos-Schmirgel-, Schleifräder u. Maschinenfabrik im Handelsregister an. Fontaine eiferte dem großen wirtschaftlichen Erfolg von Julius Pfungst (1834–1899) nach. Der gebürtige Mainzer Pfungst, ursprünglich Archäologe, hatte sich durch gute Kontakte zur griechischen Regierung (Georg I. (Griechenland)) und zu lokalen Behörden und Unternehmen das Recht auf den weltweiten Vertrieb von Naxos-Schmirgel sichern können und um 1870 im Frankfurter Osten die Naxos-Union Schleifmittel- und Schleifmaschinen-Fabrik für die Herstellung von Schleifmitteln, Schleifmaschinen und Maschinenteilen, wie Kurbelwellen für die aufkommende Maschinenindustrie gegründet. Im Jahr 1880 verarbeitete das Frankfurter Werk des Julius Pfungst wöchentlich etwa acht Tonnen Rohschmirgel. Diese Geschäftsidee wollte auch Firmin Fontaine im Gründerzeitboom der neuen Kaiserzeit nutzen. So gründete Fontaine außerhalb der Stadt Frankfurt im damals selbständigen Bockenheim in der Frankfurter Straße (heute Leipziger Straße) seine Fontaine & Co. GmbH – Bockenheimer Naxos-Schmirgel-, Schleifräder u. Maschinenfabrik. 14 Jahre nach seiner Unternehmensgründung, nach ökonomischen Krisen bedingt durch den sogenannten Gründerkrach, verkaufte er 1893 seine Fabrik an seinen Prokuristen H. Endres, zog nach Aachen und fokussierte sich dort auf die Weiterentwicklung des Aachener Siebblechwerkes Fontaine & Co.
1895 wurde Bockenheim von Frankfurt eingemeindet, und die Firma Fontaine & Co. zog auf den günstigen, heutigen Standort Kuhwalstraße auf die grüne Wiese, zunächst ohne Nachbarn und Infrastruktur. Erst später wurde die Optische Fabrik Böhler & Co. GmbH der unmittelbare Nachbar. Vor und nach dem Ersten Weltkrieg lag die Firma Maschinenfabrik Fontaine & Co. dann mitten im neu entstandenen Bockenheimer Industriegebiet. Während des Zweiten Weltkriegs wurde sie stark zerstört, danach aber wieder aufgebaut und auch die Produktion wieder aufgenommen, wie eine noch 1954 erschienene Festschrift anlässlich des 75-jährigen Firmenjubiläums beweist. Die anfangs genannten, jetzt abgeräumten Gebäudereste entstammten dieser Zeit. Spuren der Maschinenfabrik Fontaine & Co. finden sich nur noch im Frankfurter Institut für Stadtgeschichte.

#### Kuhwaldstraße 55

##### Arthur-von-Weinberg-Haus

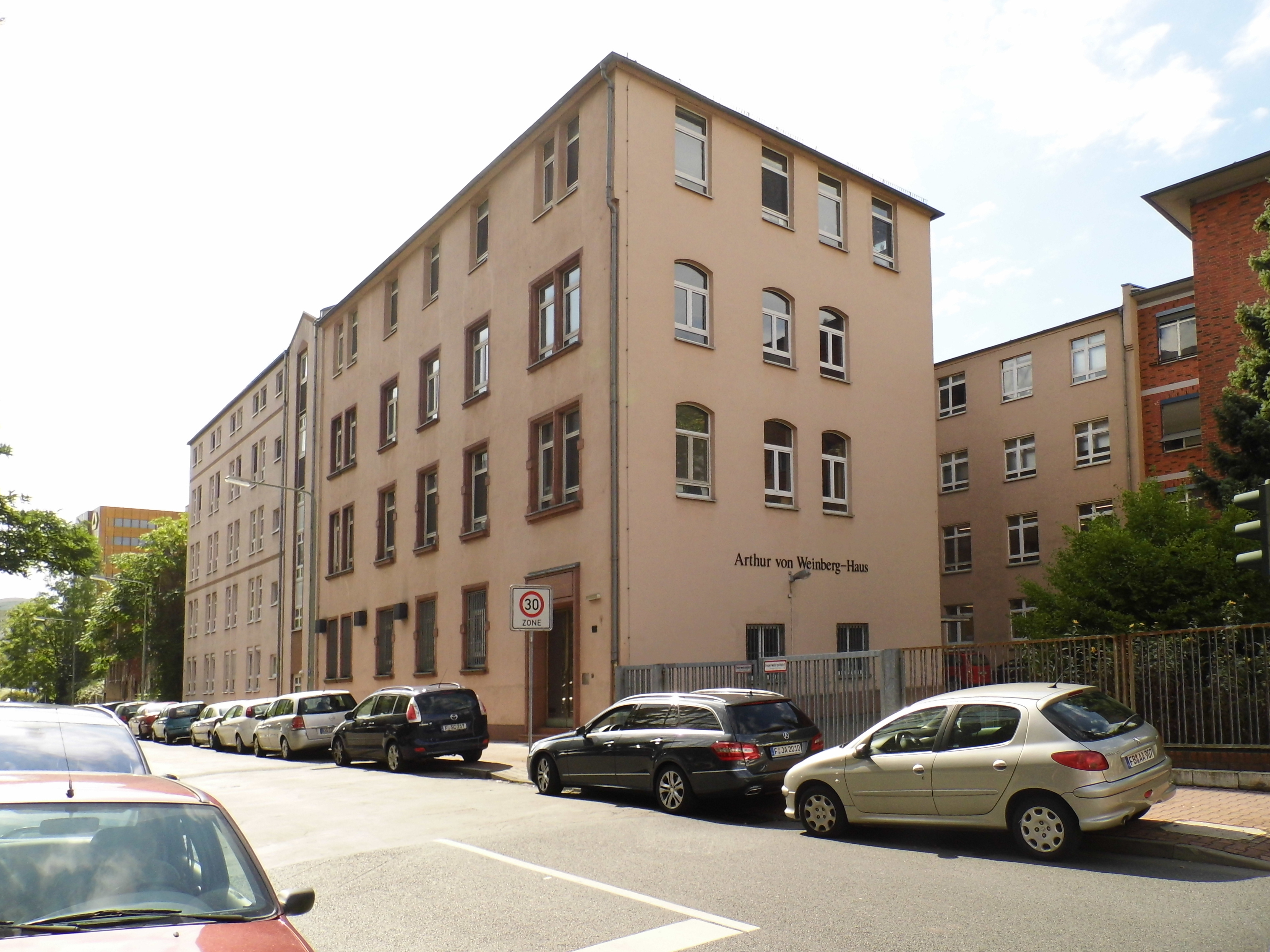
Arthur-von-Weinberg-Haus (2012)
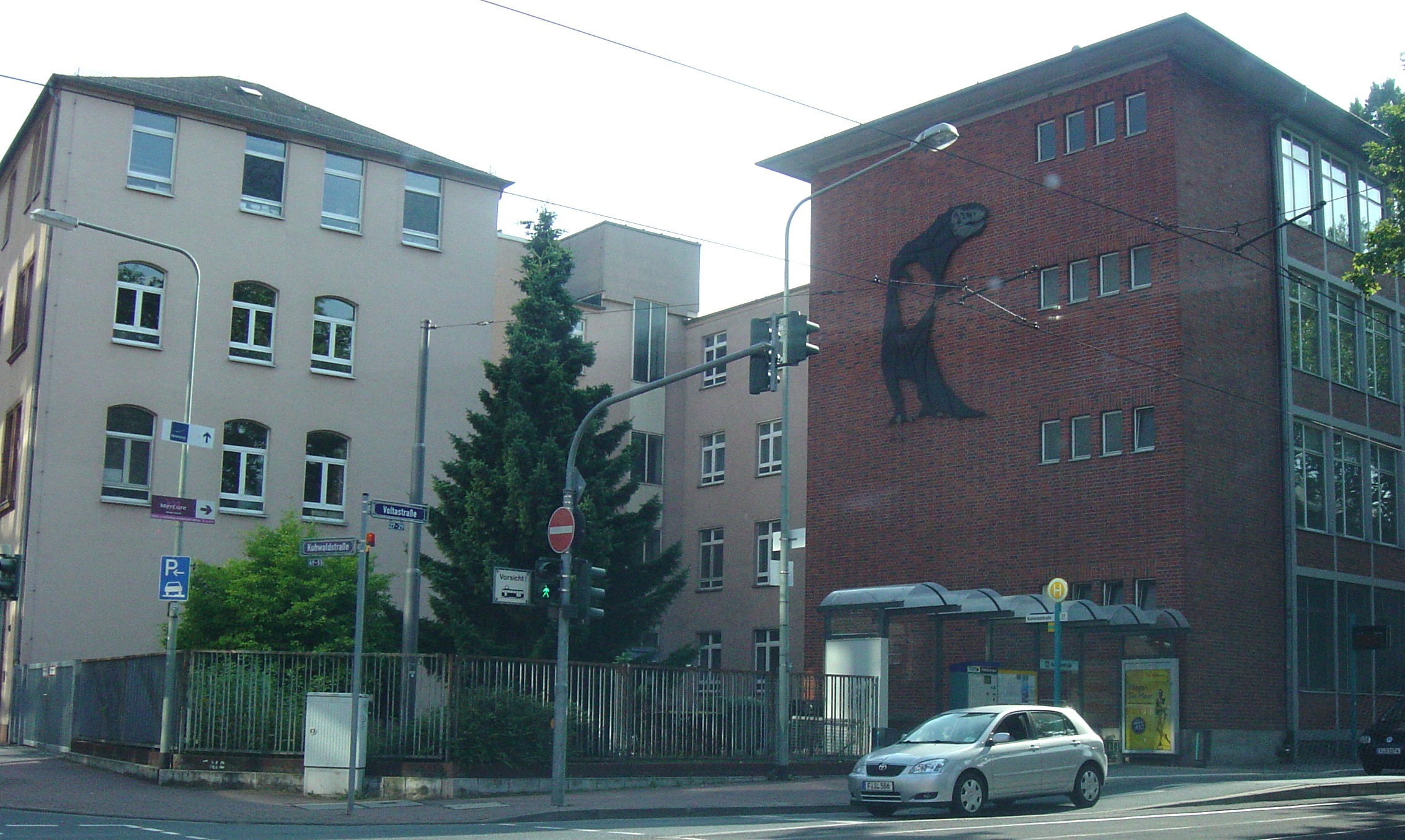
Gebäudeschmuck

Das Arthur-von-Weinberg-Haus, Kuhwaldstr. 55, Ecke Voltastraße gehörte ehedem zur Brillenfabrik Böhler. Die Familie Böhler war eine alteingesessene Färber-Dynastie in Frankfurt am Main, mit markantem Ladengeschäft im Palais Böhler auf der historischen Zeil der vornapoleonischen Zeit. Vier Brüder Böhler eines Familienzweigs aus Frankfurt gründeten in Österreich das weltweite Industrieimperium Böhlerstahl. Auch stammt der berühmte Methodist Peter Böhler (1712–1786) aus dieser Frankfurter Familie. 1982 wurde diese ehemalige optische Fabrik in Bockenheim vom Senckenberg Forschungsinstitut für dessen geologisch-paläontologische und botanische Sammlung hergerichtet. Der Umzug war 1984. Ein an einer Gebäudewand angebrachtes großes Fassadenkunstwerk eines Sauriers (Entwurf: Wilhelm Schäfer) aus Metall sollte auf den Gebäudezweck hinweisen. Ein Umzug in das von der Universität Frankfurt aufgegebene Jügelhaus auf dem Campus Bockenheim nahe dem Senckenberg-Museum erfolgte 2018. Das Gebäude und umliegende Bauten in der Kuhwaldstraße 55, Ecke Voltastraße wurden 2019 abgerissen. Seit 2020 wird das Wohnbauprojekt „Kuhlio“ in der Voltastraße 3-5 und der Kuhwaldstraße 55 errichtet.

#### Kuhwaldstraße 61

##### Lahmeyer & Co.

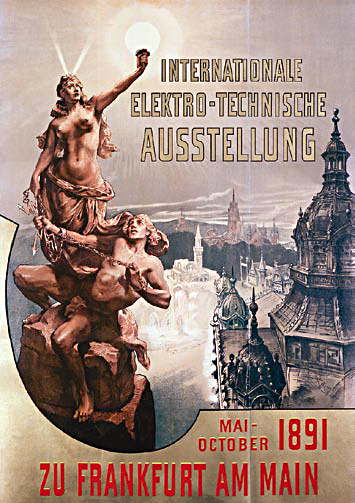
Internationale Elektrotechnische Ausstellung (1891)

Wilhelm Lahmeyer (1859–1907) gründete 1890 in Frankfurt die Wilhelm Lahmeyer & Co. KG, die später große Elektromaschinen und Kraftwerke baute. 1891 präsentierte er auf der Internationalen Elektrotechnischen Ausstellung in Frankfurt ein Gleichstromsystem mit einer Übertragung des Stroms über zehn Kilometer von Offenbach zur Ausstellungshalle. Die Firma Lahmeyer machte bereits vor mehr als 100 Jahren das, was noch heute als modern gilt: Im Jahr 1893 baute die damalige Elektrizitäts-Aktien-Gesellschaft Lahmeyer das Bockenheimer Elektrizitätswerk, um mit ihren Generatoren preisgünstig den rasant anwachsenden Energiebedarf der rasch wachsenden Industrie Bockenheims, speziell an der Solmsstraße zu decken, und sie betrieb es auch. Die ansässige Industrie baute ihre eigenen energieerzeugenden Blockwerke ab und wurde Kunde von Lahmeyer. Erst sieben Jahre später kaufte die Stadt Frankfurt die Anlage und war von da an selbst dafür verantwortlich, dass sie ausreichend Strom auch für die Bevölkerung produzierte.

##### Elektrizitätswerk

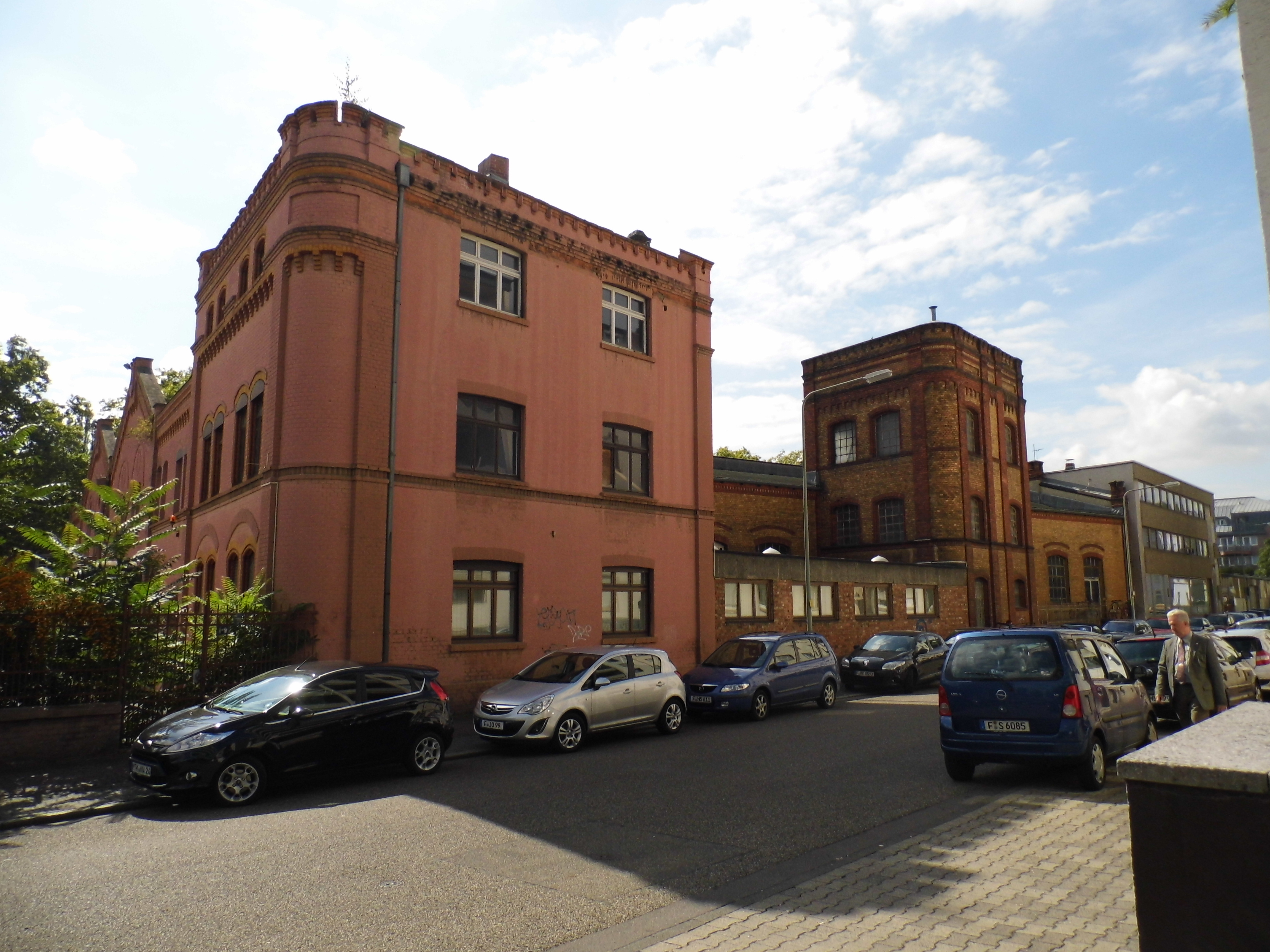
Historisches Bockenheimer E-Werk, Ansicht Ohmstraße (2012)

Das E-Werk mit seinem gelben Klinkerbau mit roten Lisenen und abgesetzten Blendbögen befindet sich hinter einer symmetrischen Giebelfassade an der Kuhwaldstraße, während das ehemalige Verwaltungsgebäude und die Kondensationsanlage mit ihrer turmartigen Ausführung an der Ohmstraße 13 liegt. Der Kamin wurde auf einem kunstvoll gemauerten Sockel errichtet. Das Gebäudeensemble selbst steht heute unter Denkmalschutz.
Älteren Bockenheimer Bürgern ist die Immobilie noch als „Bosch-Fabrik“ bekannt, war sie doch lange eine Niederlassung des hessenweit bekannten Bosch-Händlers „Bosch-Dipl.-Ing. Schmitt“, der sich auf Kfz-Elektronik fokussiert hatte und die heute zur Würth-Gruppe gehört. Dann stand die Immobilie länger leer. Eigner ist seit 1989 der kulturaffine Frankfurter Immobilienunternehmer Bernd F. Lunkewitz; er ließ von seinen Architekten mehrere Umbauten entwerfen, die aber alle keine Zustimmung fanden. Zeitweise wurde das Gebäude für Veranstaltungen angeboten. Zeitgleich bestand die Tendenz, hier ein Filmhaus als Konkurrenz zu München und Hamburg zu etablieren. Das Mandat des zustimmenden Kulturdezernenten Hilmar Hoffmann endete allerdings vor einer offiziellen Entscheidung der Stadt; die 1990 neu ernannte Kulturdezernentin Linda Reich setzte andere Schwerpunkte und verfolgte das Thema Filmhaus nicht mehr so nachdrücklich, auch musste Frankfurt jetzt sparen. Der Eigentümer wartete ab, bis die Bodenpreise wieder extrem stiegen und neuer Wohnraum wieder stark nachgefragt wurde. Er teilte das Grundstück und verkaufte den von Denkmalschutz unbelasteten Teil an den Immobilienfonds einer Bank. Unter dem Projektnamen „Das Edison“ ließ seit 2014 eine Tochtergesellschaft der Landesbank Baden-Württemberg im Straßeneck Ohm-, Pfingsbrunnen- und Voltastraße eine Wohnanlage mit 54 Eigentumswohnungen bauen mit dem Jahr 2017 als geplantem Fertigstellungstermin. Das vormalige Bauhindernis, ein ehemaliges Gleichrichterwerk der Mainova, wurde vorab fachgerecht demontiert.
Für den Restbereich des denkmalgeschützten ehemaligen Bockenheimer Elektrizitätswerks hatte der Grundstückseigner immer noch eigenes Bauinteresse. Bis dato stand das Gebäude weiterhin leer. 2017 wurde die Baugenehmigung für 34 Mietwohnungen in zwei neuen Türmen sowie ein 1350 Quadratmeter großer Supermarkt im Erdgeschoss der ehemaligen Maschinenhalle erteilt, nebst einem neuen 800 Quadratmeter großen öffentlichen Voltapark. Ab 2018 beherrschten vorab die Abrissunternehmer das Objekt.

### Kurfürstenplatz
Ehedem Marktplatz mit Schwälmer Straße

#### Kurfürstenplatz 20

##### Feuerwache 4

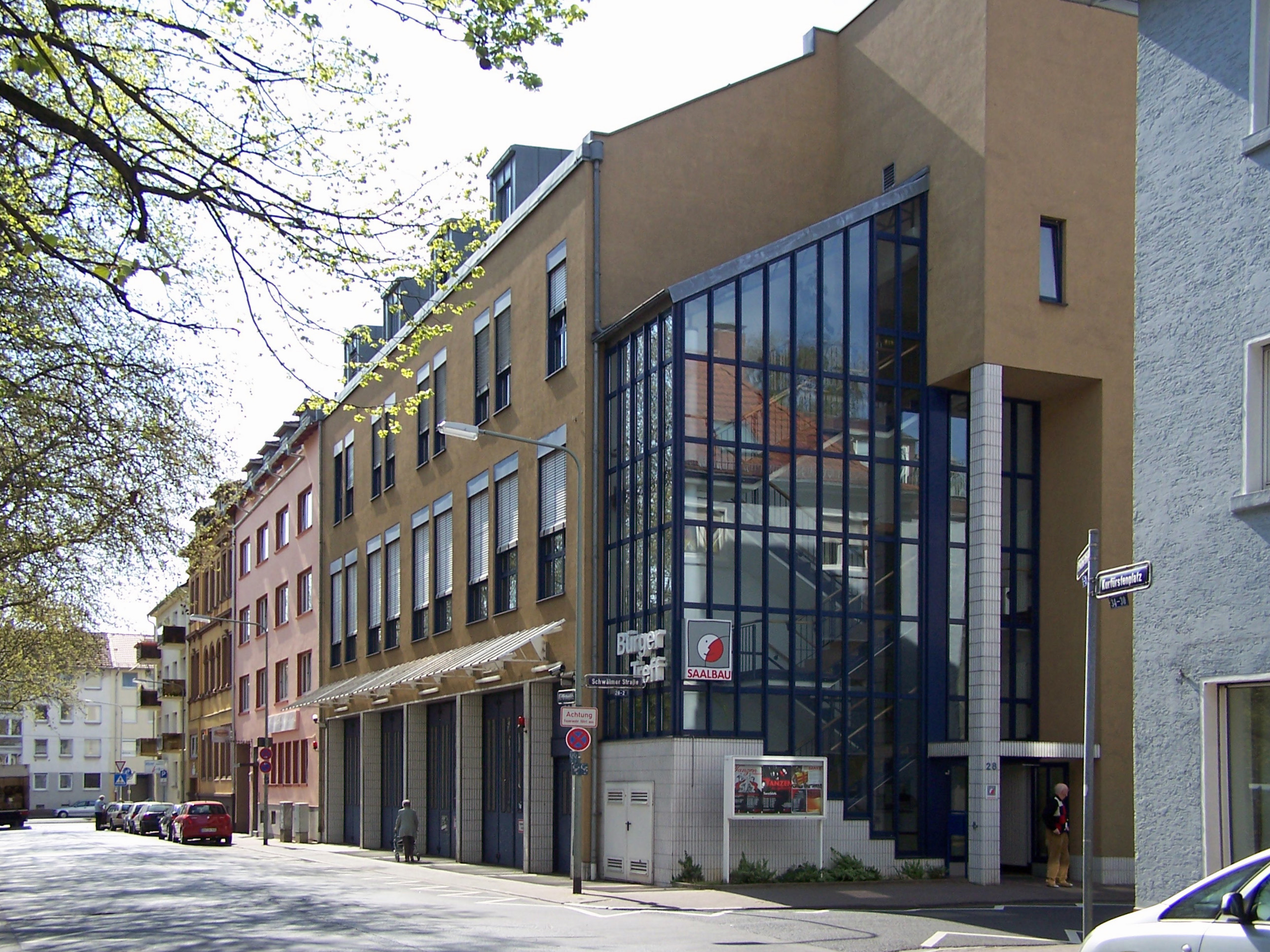
Aufgegebene Bereichswache 2A der Frankfurter Feuerwehr (2007)
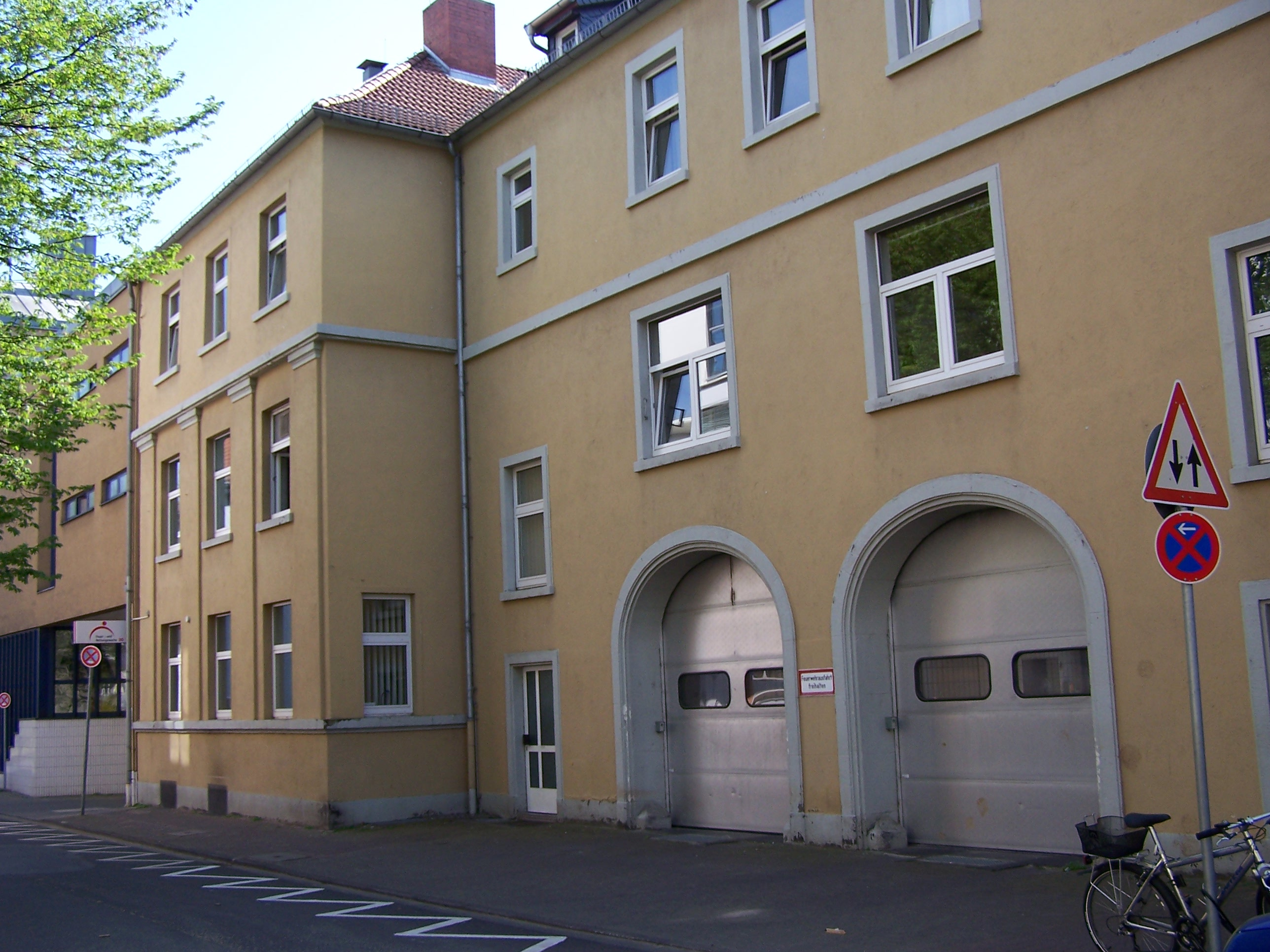
Schwälmer Straße 29 (2007)

Am Kurfürstenplatz bzw. in der Schwälmer Straße 20 befand sich die Wache 4 der Frankfurter Feuerwehr. Sie wurde als Bockenheimer Pflichtfeuerwehr gegründet und dann nach der Eingemeindung durch die Frankfurter Feuerwehr übernommen, die 1914 ein neues Wachgebäude errichtete. Der heutige angeschlossene Neubau stammt aus den 1980er Jahren; die erste Wache war im Zweiten Weltkrieg zerstört worden. Fünf Räume auf drei Etagen wurden an die städtische Saalbau-Gesellschaft vermietet, die dann hier das Bürgerhaus Bockenheim etablierte. Es bietet Platz für kleine und mittelgroße Veranstaltungen mit insgesamt ca. 300 Personen. Eine Beendigung dieses Mietverhältnisses ist wegen der Kosten eine häufig aufkommende politische Forderung. Durch die Umstrukturierung wurde aus der Bereichswache 20 die Außenstelle der Bereichsleitungswache 2 (BLW2), genannt „BW2a“. Zuletzt waren hier 3 Rettungswagen sowie ein Notfall-Krankenwagen der Johanniter-Unfall-Hilfe e. V. stationiert.
Der Einsatzbereich der Feuerwehr Frankfurt am Main für Bockenheim wurde dem Standort der Feuerwache 2 im Gallusviertel, Heinrichstraße 2, zugeordnet. Die Schwälmer Straße 20 wurde von der Berufsfeuerwehr Frankfurt geräumt. Ende 2022 wurden die Gebäude komplett niedergelegt, um eine neue Feuerwache mit einigen Mietwohnungen zu errichten.

#### Kurfürstenplatz 23-25

##### Schankwirtschaft „Zum Lindenfels“
Die Schankwirtschaft „Zum Lindenfels“ entstand in Bockenheim in der Schwälmer Straße 23-25. Der Standort war klug gewählt, lag sie doch gegenüber dem neuerrichteten Rathaus der Stadt Bockenheim sowie mit einer Gebäudeseite an der damaligen Marktstraße, dem heutigen Kurfürstenplatz. Die Wirtschaft wurde nach dem heilklimatischen Kurort Lindenfels im Süden Hessens im Vorderen Odenwald benannt, der sich damals mit dem Bau der neuen Nibelungenstraße auch für Frankfurter Bürger zu einem beliebten Fremdenverkehrsziel entwickelte. Dokumente beim ISG Institut für Stadtgeschichte Frankfurt am Main, Signatur: 2.526, Wirtschaftserlaubnis für Schankwirtschaft „Zum Lindenfels“ mit Ausschank von Branntwein: Kleiner Saal, Tanzsaal, Gartenbetrieb, Betreiber: Oktober 1900 bis Januar 1935 „Georg Arnold“, danach Sohn „Rudolf Arnold“, Schwälmer Straße 23–25. Bis zur Eingemeindung der Stadt Bockenheims durch die Stadt Frankfurt am Main im Jahre 1895 nannte man diese Marktstraße, dann Kurfürstenplatz. Die Schankwirtschaft bestand seit 1869, drei Jahre nach der Besetzung des Kurfürstentums Kurhessen durch das Königreich Preußen 1866. Gemäß ISG-Unterlagen fanden hier im Januar 1919 im „Lindenfels“ mehrere Versammlungen der nationalliberalen Deutschen Volkspartei (DVP) des Gustav Stresemann (1878–1929) zur bevorstehenden Wahl der Deutschen Nationalversammlung statt. Die Liegenschaft wurde 1944 durch Fliegerbomben zerstört. In der Nachkriegszeit erfolgt eine Neubebauung mit Mehrfamilienhäusern. Spuren der ehemaligen Schankwirtschaft „Zum Lindenfels“ sind nicht mehr vorhanden.

#### Kurfürstenplatz 26

##### Metzgerei Gebrüder Borzner
Die Ecke Kurfürstenplatz 26 und Große Seestraße wurde 1840 mit einem zwei bzw. dreigeschossigen Wohn- und Geschäftshaus bebaut. Es hatte ein Kreuzdach zwecks ausgebautem Dachgeschoss mit Dreiecksgiebel und Giebelgesims; je zwei Fenster des ersten Stockes hatten zwecks optischer Streckung als Fassadenschmuck sogenannte Blindbögen, die mit gleichartigen Ornamenten gefüllt waren; daneben befand sich zeitentsprechend noch jeweils ein einzelnes Ornament als Fassadendekor. Eigentümer war seit 1904 die Familie Borzner. Hier war auch der Geschäftssitz der Metzgerei Gebrüder Borzner.
Bei der Bombardierung Bockenheims 1944, wurde auch dieses Gebäude samt Metzgerei stark beschädigt. Nach dem Krieg wurde die Liegenschaft so nicht mehr aufgebaut. Dafür wurden rechts und links zwei große Mehrfamilienwohnhäuser errichtet. Der markante Eckplatz blieb unbebaut. Eine Grabstätte der Familie Borzner für Jean Borzner (1872–1954) und seine Ehefrau Marie († 1957) haben sich bis dato auf dem Friedhof Frankfurt-Bockenheim erhalten.

#### Kurfürstenplatz 29

##### Gaststätte „Zum Kurfürst“

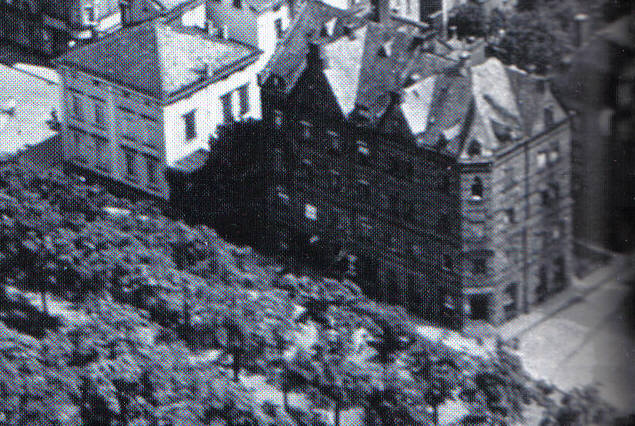
Mehrfamilienhaus mit Gasthaus Zum Kurfürst im Erdgeschoss (1926)
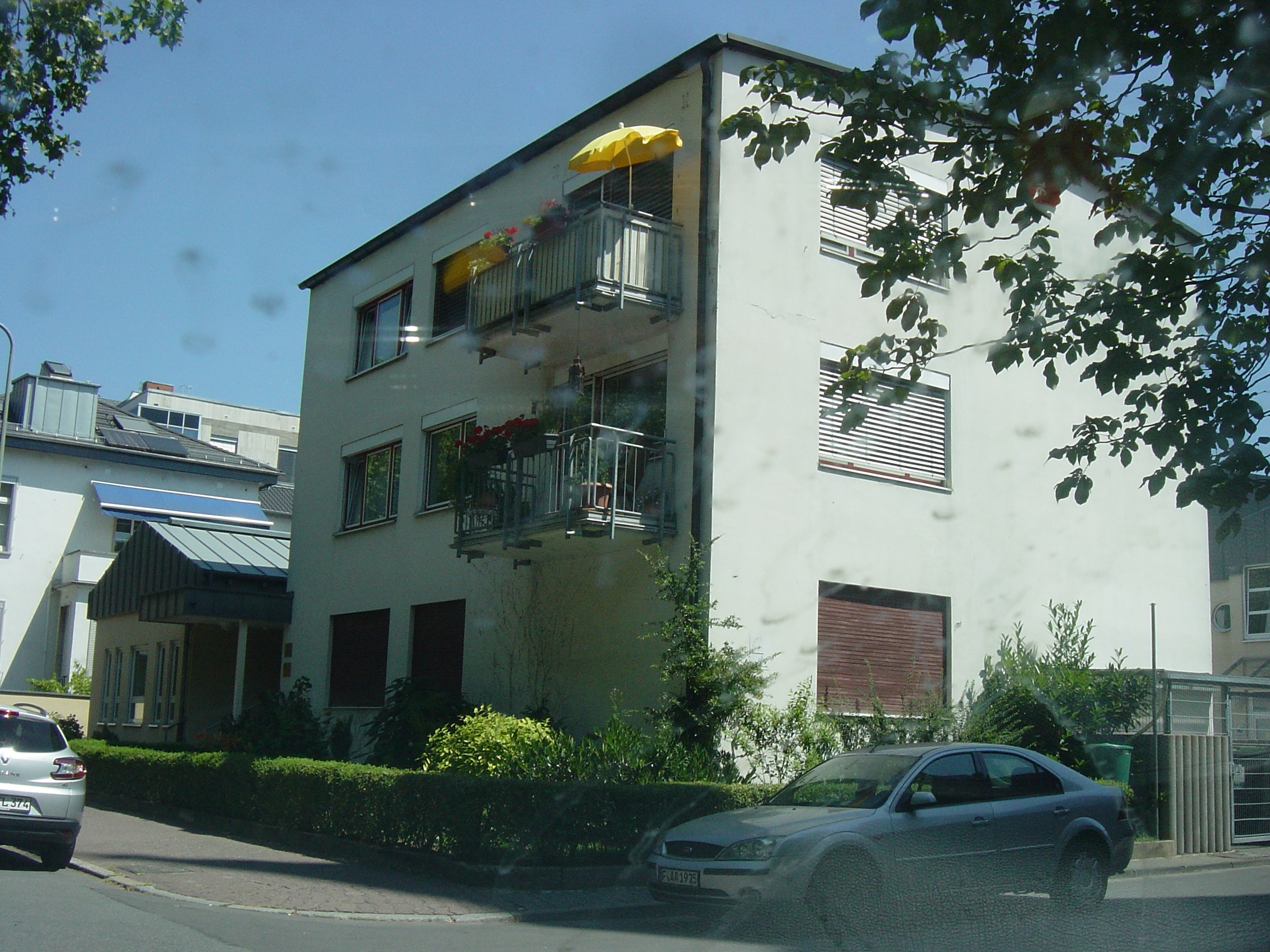
Nachkriegs-Bebauung (2013)

Das Ecklokal, Restauration Zum Kurfürst, Inhaber um 1903 Karl Ernst, in einem 1944 durch Fliegerbomben zerstörten Mehrfamilienhaus, erbaut um die Jahrhundertwende mit markanten ausgebauten Dachgauben. In der Nachkriegszeit wurde auf dieser Parzelle das Pfarrhaus der römisch-katholischen Kirchengemeinde St. Elisabeth, ein Teil des Bistums Limburg, errichtet. Weniger Gemeindemitglieder und dadurch wirtschaftliche Zwänge machten auch hier eine Neuordnung der örtlichen Kirchenorganisation notwendig. Seit dem 1. Januar 2017 entstand so die Pfarrei Sankt Marien.

#### Kurfürstenplatz 30

##### Deutsche Effekten- und Wechselbank
Nach Zerstörung und Krieg wurde das Grundstück Kurfürstenstraße 30 neu bebaut und darauf eine Zweigstelle der Deutschen Effekten- und Wechselbank eingerichtet. Am 16. August 1952 überfielen drei bewaffnete junge Bockenheimer Männer diese Zweigstelle. Sie erschossen zwei Bankangestellte, flüchteten aber ohne Beute. Wenig später wurden sie gefasst, angeklagt und nach einem Prozess verurteilt. Es war der erste bewaffnete Banküberfall der jungen Bundesrepublik Deutschland. Die Lokalredaktionen der Frankfurter Zeitungen erinnern in unregelmäßigen Abständen an diesen tödlich verlaufenen Bankraub.
Die Filiale wurde wie die Bank selbst längst geschlossen. Die Liegenschaft wird anders genutzt.

#### Kurfürstenplatz 32

##### Etui- und Brieftaschenfabrik des Georg Andreas Nispel
Auf dieser Parzelle betrieb, laut Heinrich Ludwig, dem Chronisten von Bockenheim, der Etui- und Brieftaschenfabrikant (Portefeuillemacher) Georg Andreas Nispel (* 1811 in Lich; † 1854 Selbstmord im Gefängnis) sein Unternehmen mit zuletzt ca. 30 Arbeitern. 1844 kaufte Nispel die Parzelle als Bauplatz. Während der sogenannten 1848er Septemberunruhen in Frankfurt, floh er am 19. September 1848 über Biebrich, Köln, Aachen und Brüssel nach Paris, wo er von seiner steckbrieflichen Suche wegen seiner angeblichen Verwicklungen an den Morden vom 18. September 1948 an General Hans von Auerswald und Felix Fürst von Lichnowsky erfuhr. Es folgte ein langwieriges, letztlich erfolgreiches Auslieferungsersuchen, sowie ein heute noch dokumentierter Prozess, und er wurde im Januar 1853 wegen Teilnahme an einem Komplott zur Tötung des Generals von Auerwald sowie wegen Anstiftung und Rädelsführung vom Appellationsgericht Frankfurt mit weiteren Angeklagten zu 14 Jahren Zuchthaus verurteilt.
Eine Neubebauung erfolgte hier 1882/85. Ein Abraham Löwental handelte dann hier mit Kleiderstoffen. Ab 1927 betrieb dann Peter Sesterhem hier einen Schuhwarenhandel. Nach umfangreicher Zerstörung durch Fliegerbomben 1944 wurde die Liegenschaft in der Nachkriegszeit verändert wiederaufgebaut. Spuren des Georg Andreas Nispel finden sich heute nur noch in der Literatur.

#### Kurfürstenplatz 34

##### Weinstock-Gemeinde
Sitz der Bockenheimer Weinstock-Gemeinde mit ihrem koreanischen Hintergrund. Sie wurde 2017 wieder geschlossen und die Mietsache zurückgegeben.

#### Kurfürstenplatz 38

##### Teehaus Ronnefeldt

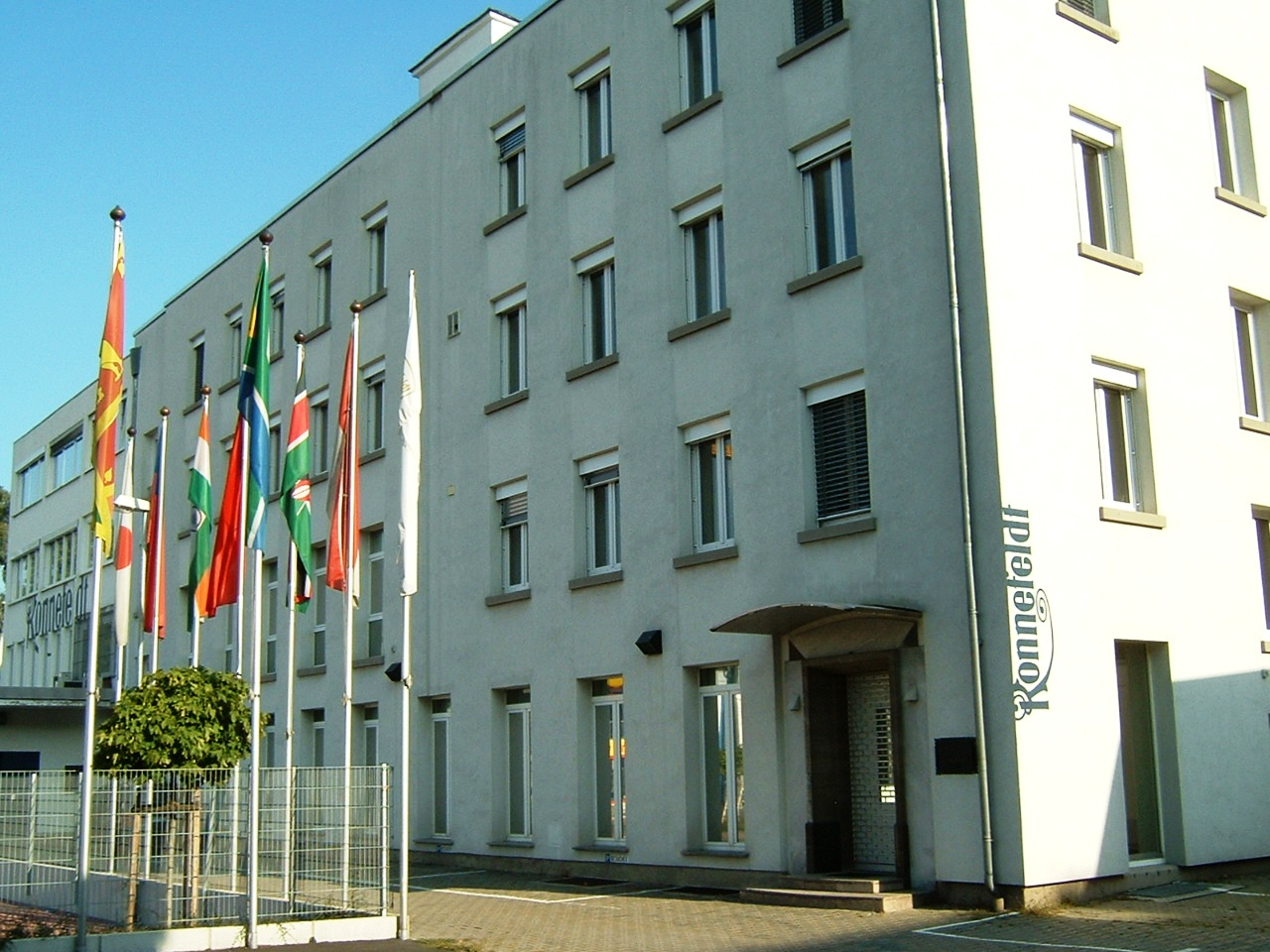
Hauptverwaltung (2011)

1923 wurde das Teehaus Ronnefeldt gegründet, das seit 1951 in der Kurfürstenstraße 38 seinen Hauptsitz in einem kriegszerstörten Gebäude einer Bockenheimer Miederwarenfabrik hat.

### Kurfürstenstraße
Vor der Eingemeindung Bockenheims Mittelstraße genannt.

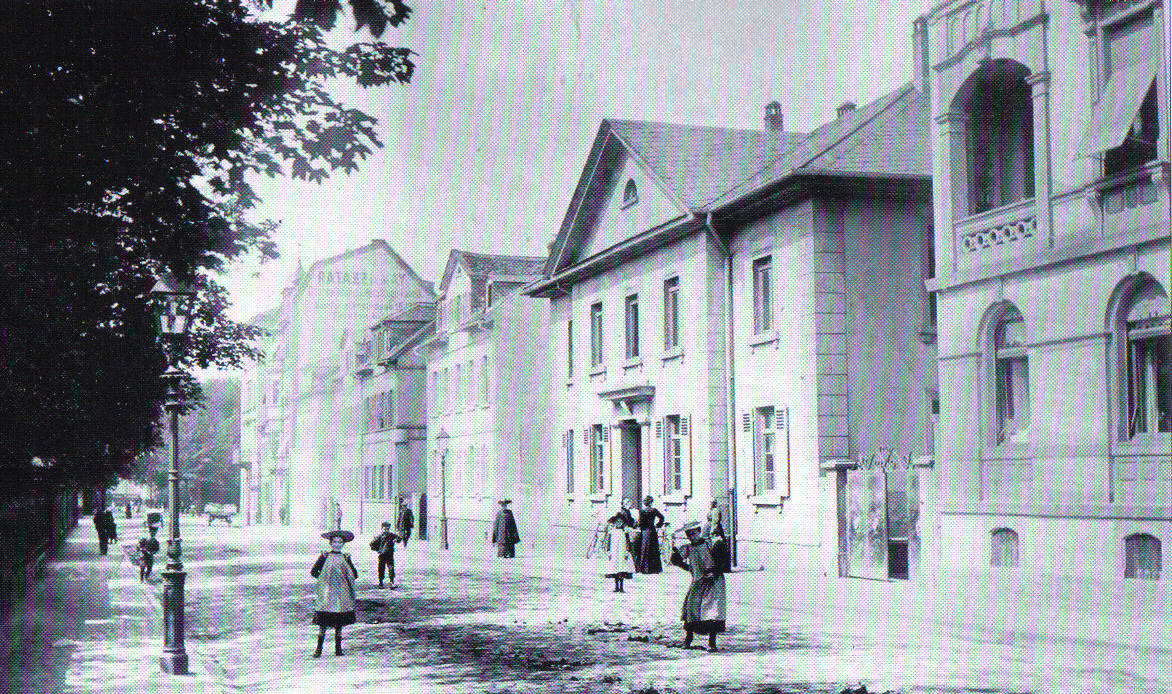
Kurfürstenstraße 4 bis 22. Ganz rechts Nr. 4, daneben das kurhessische Amthaus, Nr. 6. Das zweitletzte Haus im Bild, Nr. 20, ein Mehrfamilienhaus mit Wandreklame der Firma Ratazzi & May (im Hinterhof) am hohen Giebel. Das letzte Gebäude, neben Nr. 22, die Ecke zur Großen Seestraße mit der Stern-Apotheke. Hinter dem Ende der Straße der Kurfürstenplatz mit Teilen des Brunnenfundamentes. (1905)

Auf der linken (südöstlichen) Seite der Kurfürstenstraße befand sich bis 1925 der Park der Rohmerschen Liegenschaft. Danach entstanden hier Wohnhäuser des Beamten-Wohnungsvereins und die Greifstraße, benannt nach dem 1884 verstorbenen Bockenheimer Stadtrat Philipp Greif.

#### Kurfürstenstraße 4
Das mehrstöckige Wohnhaus mit ausgestalteten markanten Fassadenteilen, wie Loggien, Fenstergiebel und Fenstergewändern, wurde bereits vor 1900 im Verlauf der Bebauung der rechten Straßenseite errichtet, die zur Großen Seestraße am Kurfürstenplatz führt.

#### Kurfürstenstraße 6

##### Kurhessisches Amtshaus

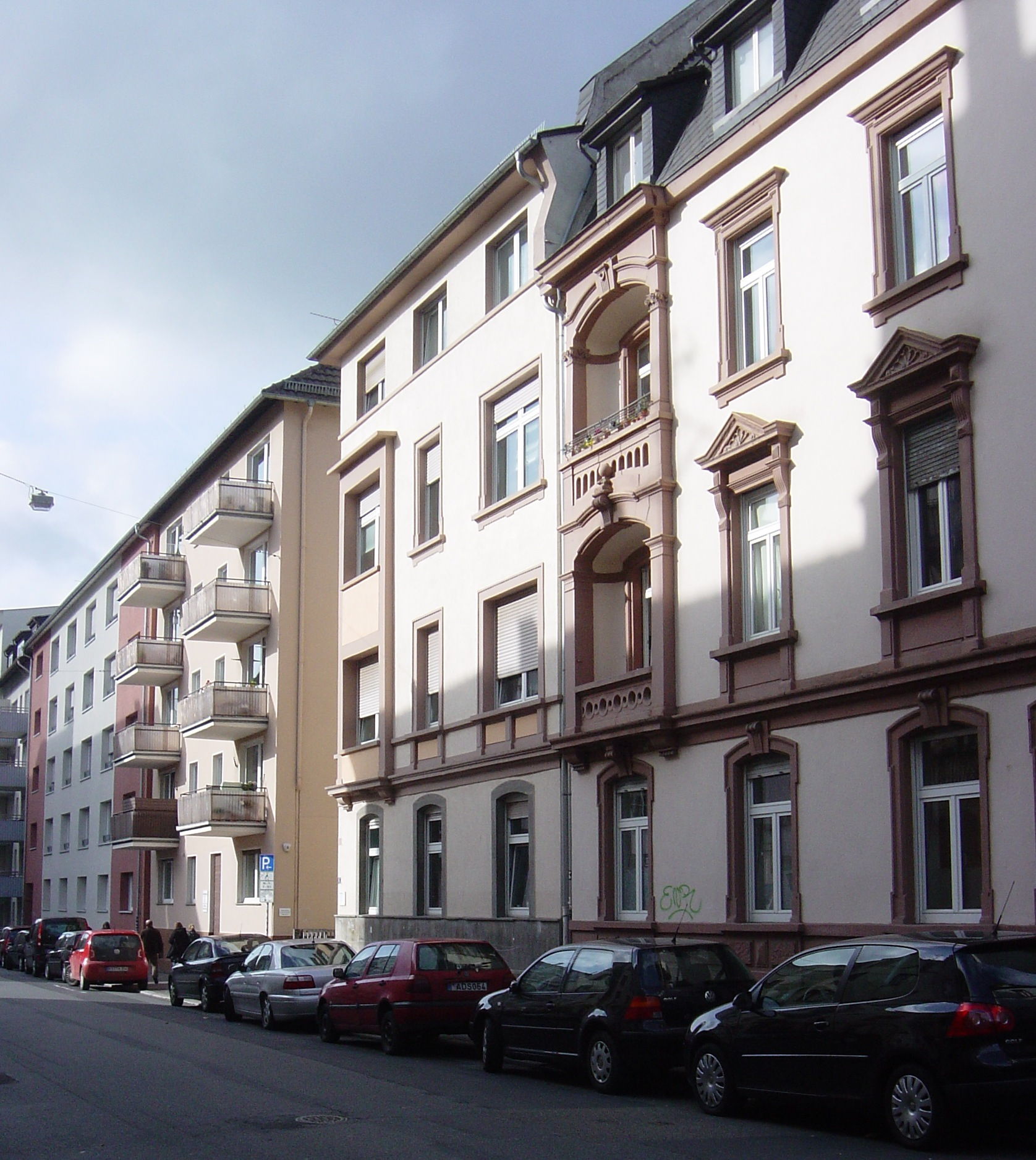
Kurfürstenstraße 4 und 6 (2013)

Kurhessisches Amthaus von 1837: fünfachsig mit Mittelrisalit, auffallendem Frontispiz, Eckbossen, Türportal mit Wappenschild.
1866, nach der Annexion Kurhessens durch Preußen, Sitz des preußischen Justizfiskus, bzw. später Sitz des Bockenheimer Polizeireviers Nr. X. Im Zweiten Weltkrieg wurde das Gebäude zerstört (1944), danach wurde hier ebenfalls ein mehrstöckiges Wohnhaus erbaut.

#### Kurfürstenstraße 12-14

##### Metalltuchfabrik Ratazzi und May

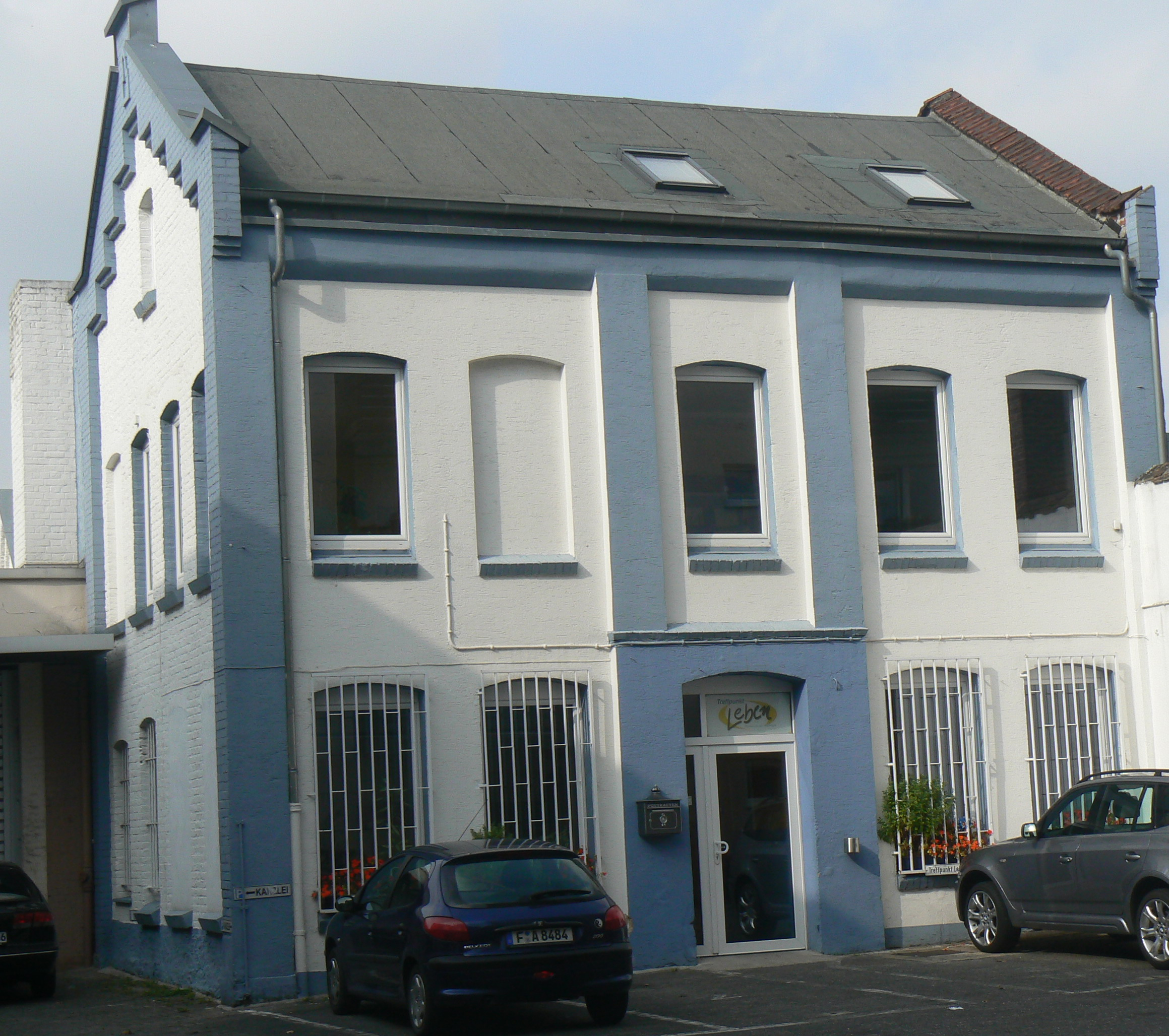
Abgerissenes Bürogebäude der Metall- und Tuchfabrik Ratazzi und May (2007)
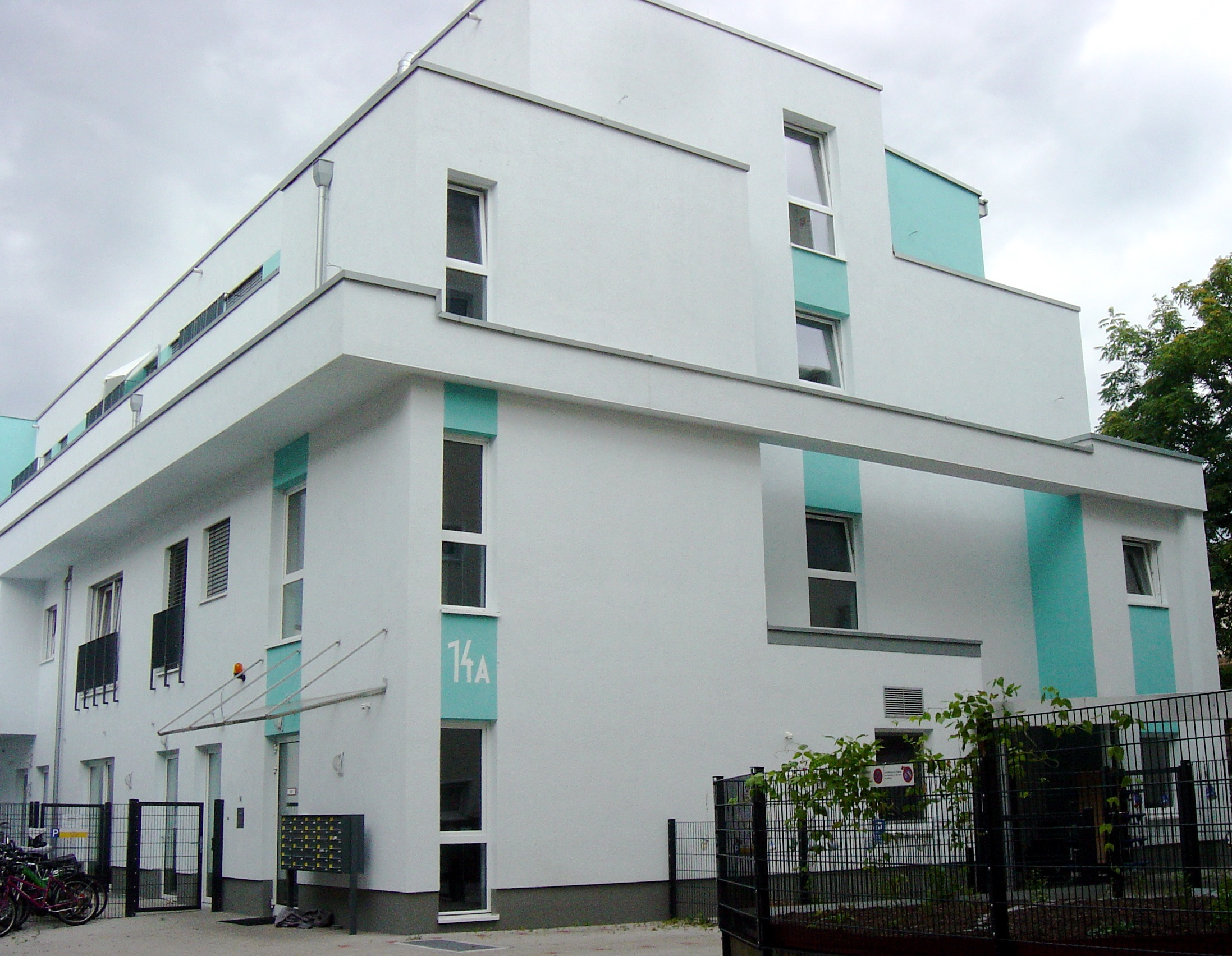
Kurfürstenstraße 14A, Neubebauung Hinterhaus (2012)

In der historischen Mittelgasse 14, der späteren Kurfürstenstraße 12–14, lagen um 1844 die Anfänge der Firma Drahtweberei Metalltuchfabrik von E Joh. Heinr. Ratazzi und Heinrich May, Nachfolger der Drahtweberei Alex Roswag. 1778 durch Elsässer aus Schlettstadt (heute Sélestat) gegründeten Tochterunternehmen. 1823 betrieb ein Roswag aus Schlettstadt bereits in Straßburg eine Metalltuchfabrik, in der Metallfäden zu Matten verarbeitet wurde. Noch heute gibt es eine Rue Roßwag in Sélestat. Nach der Annexion 1871 übernahmen Heinrich Ratazzi und Heinrich May das Unternehmen. Unter dem Namen Roswag’s Nachfolger Ratazzi & May hatten sie bis zu 40 Arbeiter. Sie produzierten vorwiegend Drahtflechtmatten aus Messing- und Eisendraht, u. a. für die Papierindustrie. Während des Zweiten Weltkriegs wurde die Produktion nach Schlüchtern verlegt. Dort errichteten dann die ehemaligen Lehrlinge Paul und Ruppel das heute noch bestehende weltweite Unternehmen PACO Paul GmbH & Co. KG-Metallgewebe und Filterfabriken, das immer noch erfolgreich Metallmatten und Filter herstellt. Die teilzerstörte Produktion in Bockenheim wurde nach dem Zweiten Weltkrieg nicht mehr aufgenommen. Die Straßenfrontfläche wurde mit Mehrfamilienwohngebäuden bebaut. Das Verwaltungsgebäude verfiel, wurde dann aber nochmals saniert und kurzzeitig von einer Gemeinde des Freikirchlichen Evangelischen Gemeindewerks genutzt. In die historischen Fabrikationsräume mit ihrer typischen Oberlichtverglasung zog später ein Bürofachhandel mit seinem Lager ein. Der Grundstückseigentümer ließ 2012 alles abreißen und ein Mehrfamilienhaus mit Tiefgaragen als Hinterhaus auf dem ehemaligen Produktionsgelände errichten.

#### Kurfürstenstraße 13–25

##### Wohnanlage am Kurfürstenplatz

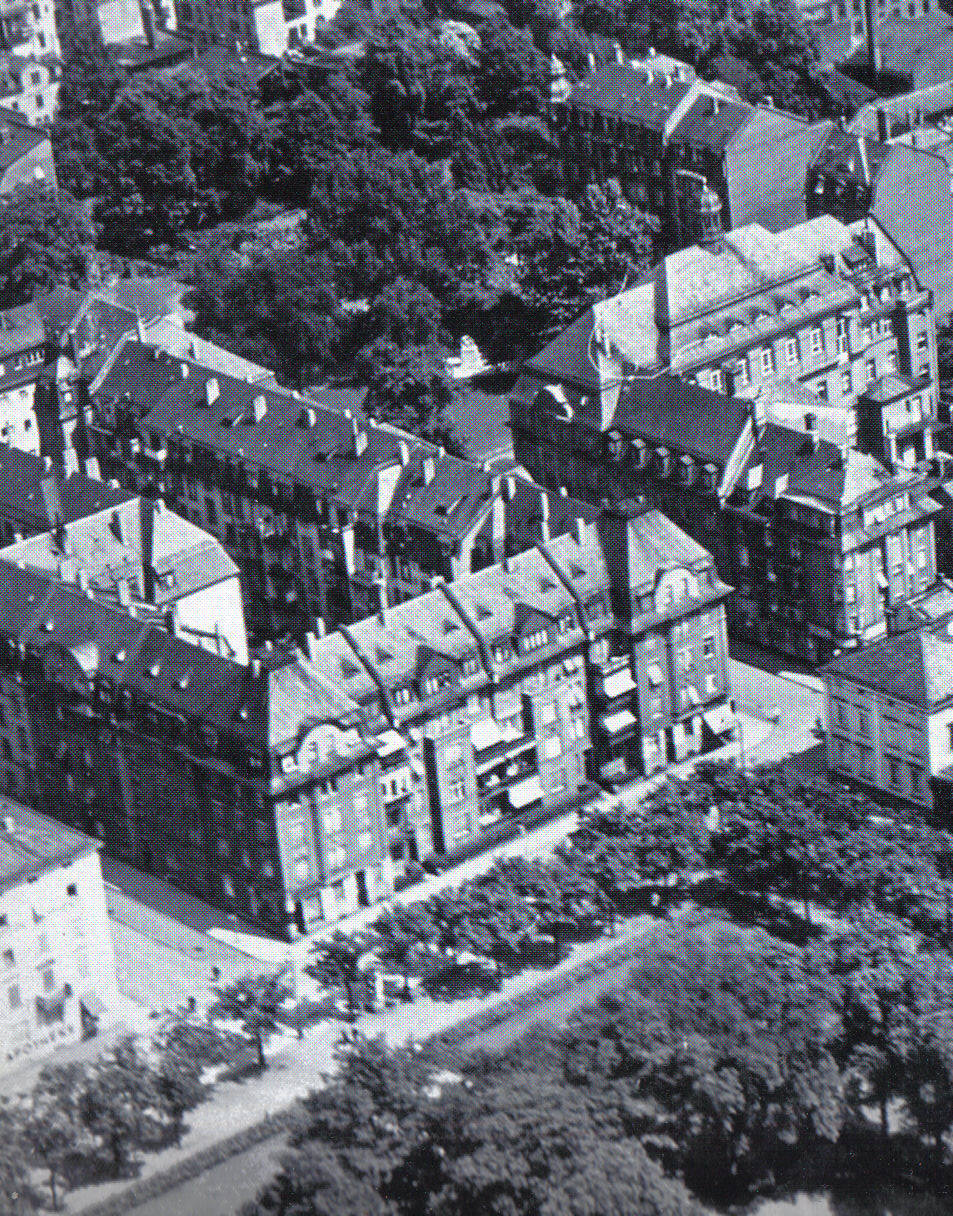
Wohnanlage am Kurfürstenplatz (1930)
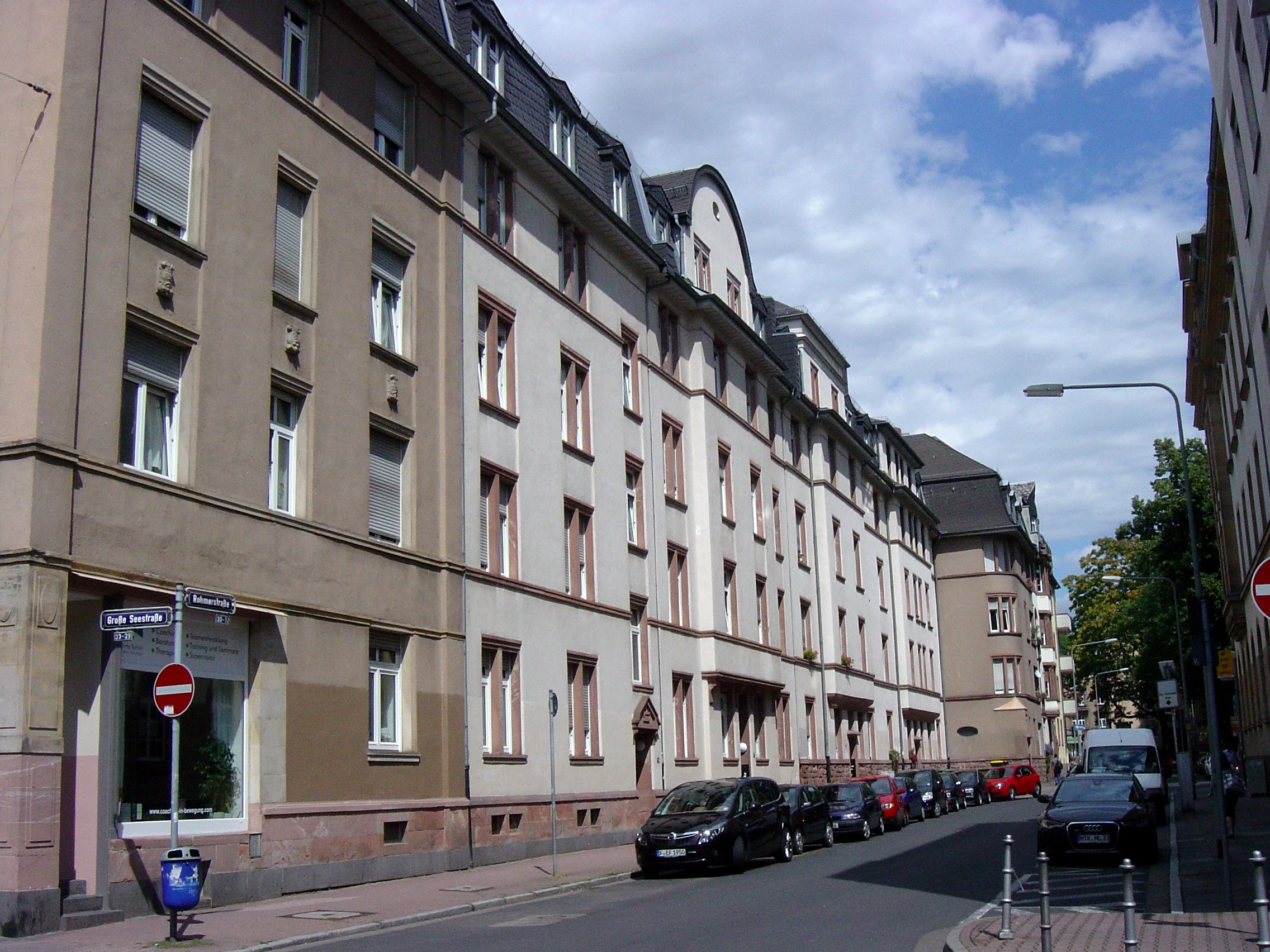
100-jährige Wohnanlage Rohmerstraße (2013)

Eine der ältesten Genossenschaften in Frankfurt am Main gründete sich am 18. März 1899 als Selbsthilfeeinrichtung der Frankfurter Beamtenschaft und hat noch heute 1368 Wohnungen im Bestand. Nach dem Verkauf der Liegenschaft der Familie Rohmer samt großem Park an die Stadt Frankfurt, errichtete diese Genossenschaft 1913 u. a. auf dem Grundstücksbereich Kurfürstenstraße 13–25, Große Seestraße 33–39 und Rohmerstraße 22–30 eine mehrgeschossige Wohnanlage als Blockrandbebauung, die sich auch nach 100 Jahren noch heute in ihrem Bestand befindet und von ihr gepflegt wird. Bis ungefähr 1910 Jahren herrschte bei Stadterweiterungen in Europa ein Konsens: Man baute Blockränder – um einen halb privaten Innenhof geordnete, vier- bis sechsstöckige Häuser, die gegen außen direkt an die Straße grenzen und so klare Räume schaffen.

#### Kurfürstenstraße 14

##### Treffpunkt Leben

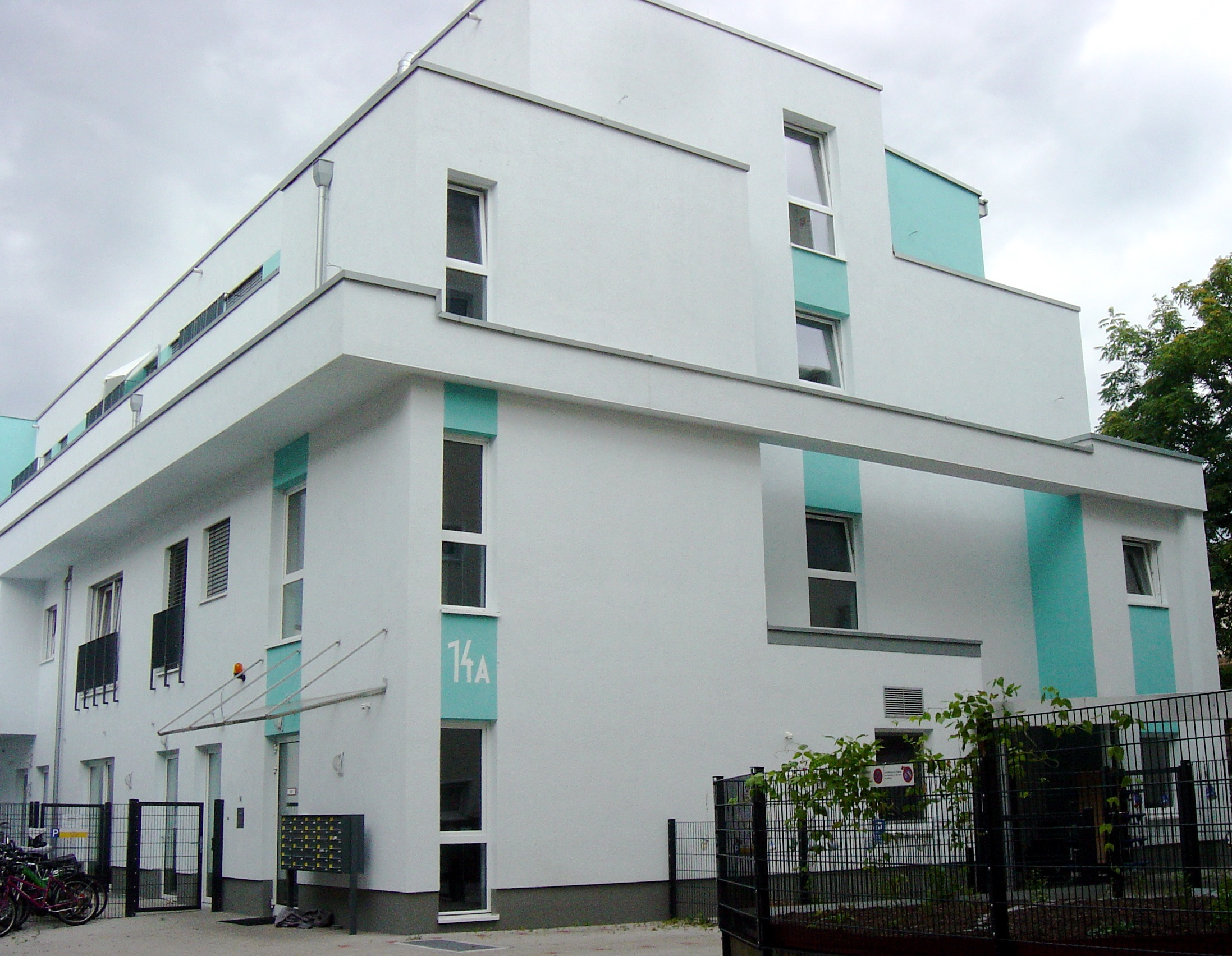
Kurfürstenstraße 14A, Neubebauung Hinterhaus (2012)

Gemeinde Treffpunkt Leben für Frankfurt, Mitglied im Freikirchlichen Evangelischen Gemeindewerk e. V.

#### Kurfürstenstraße 14/16

##### Häuschen, Distel, Pflasterstrand
Mitte der 1970er Jahre entwickelte sich im sanierungsbedürftigen Hinterhof der Kurfürstenstraße 14/16 für kurze Zeit ein politisch linksorientiertes Kulturzentrum, auch genannt „das Häuschen“. Der Bio-Laden Distel wurde hier gegründet; und hier entstand 1976 die Null-Nummer der Stadtzeitung Pflasterstrand.

#### Kurfürstenstraße 18

##### Bockenheimer Stadtteilbibliothek
Nach der Schließung der Stadtteilbibliothek in der Leipziger Straße 13a protestierten die Bürger, und sie wurde mit reduziertem Angebot im Hinterhaus der Kurfürstenstraße 18 weiterbetrieben. Zwischen November 2004 und Dezember 2017 unterstützte Lese-Zeichen Bockenheim e. V. in einer Public Private Partnership mit der Stadt Frankfurt die Stadtteilbücherei BockenheimBibliothek materiell und personell.
Seit Anfang des Jahres 2019 bot sich die Chance, der Enge während der Öffnungszeiten durch ein etwas größeres Plartzangebot am selben Standort Abhilfe zu schaffen. Die Stadt Frankfurt nutzte diese Chance, so dass die BockenheimBibliothek im Laufe des Jahres 2020 in die neuen Räume an alter Stelle umgezogen ist.

#### Kurfürstenstraße 20

##### Fourage-Handlung Albert Straus

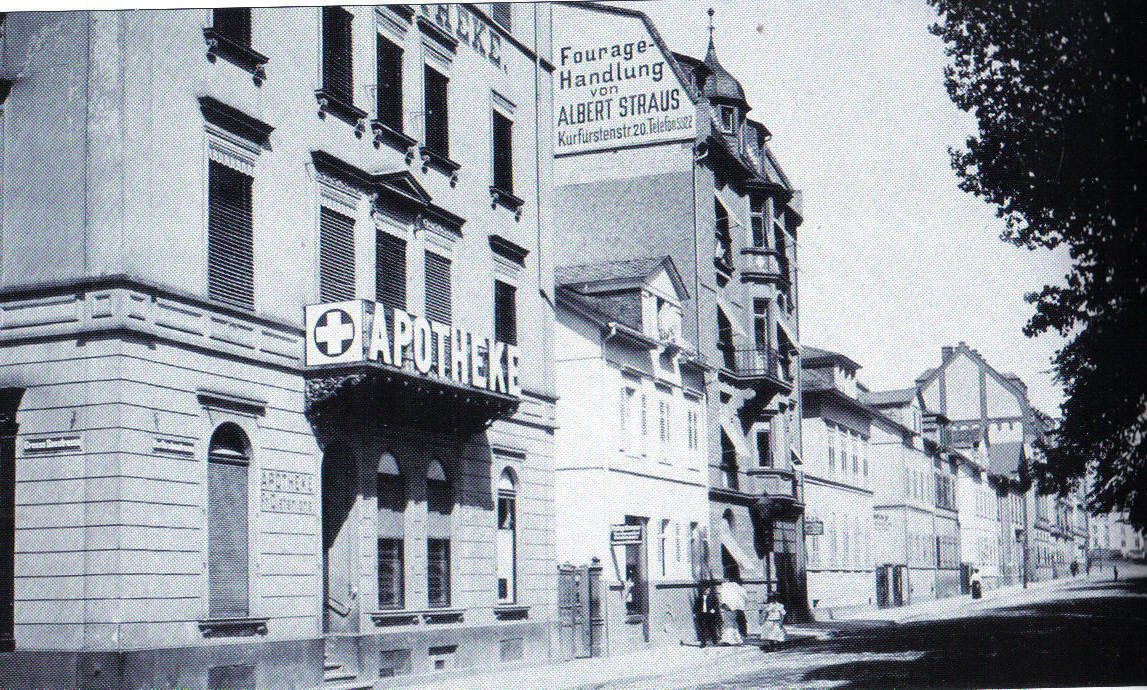
Kurfürstenstr. 20, Fourage-Handlung Albert Straus (1906)
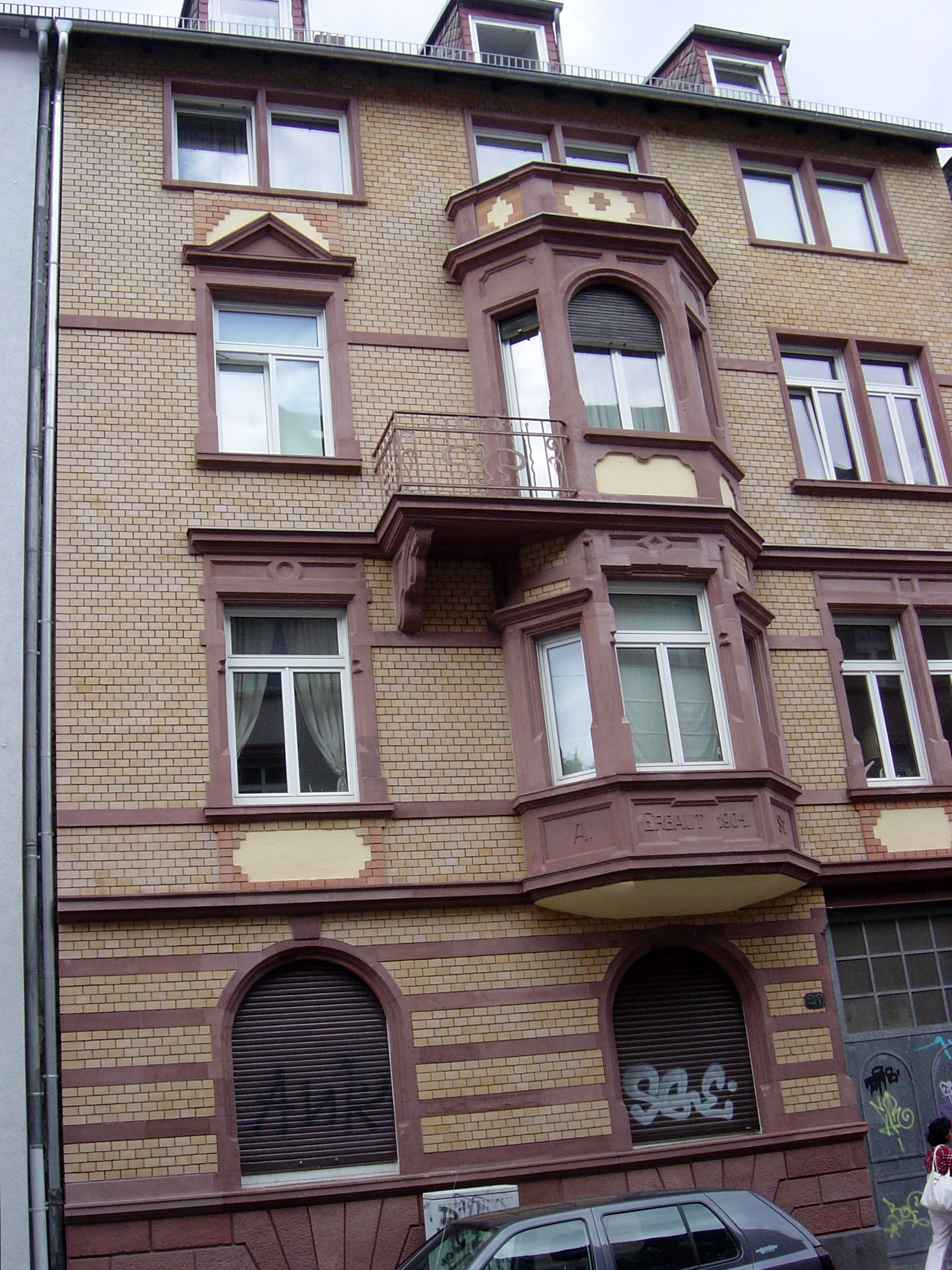
Kurfürstenstr. 20 (2013)

Heimatforscher vermerken als Bauherr der Liegenschaft Kurfürstenstraße 20 von 1904 den Fuhrwerkbesitzer und Photographen Albert Straus. Das Gebäude lag in der Nachbarschaft der Metalltuchfabrik Ratazzi und May. Straus selbst warb auf seiner Hauswand für sein Gewerbe, die Fouragehandlung. Unter Fourage (Verbform: fouragieren), auch Furage oder Fouragierung (frz. fourrage) wird nach Wikipedia die veraltete militärische Bezeichnung für Pferdefutter: Hafer, Heu und Stroh; daher furagieren, Pferdefutter herbeischaffen, verstanden. 40 Jahre nach dem Bau wurde im Zweiten Weltkrieg der Dachstuhl des Gebäudes teilzerstört und später in vereinfachter Form wieder aufgebaut. Der Fassade sieht man ihr Alter von 110 Jahren nicht an. Ein Sandstein mit Jahreszahl weist heute noch auf das Baujahr 1904 hin. Das ISG Frankfurt bewahrt Dokumente von 1938 bis 1939, die den erzwungenen Verkauf der Grundstücke Kurfürstenstraße 20 und Ludendorffstraße 104 (vormals Hausener Landstraße) der jüdischen Eigentümer Albert Strauss und dessen Ehefrau Melina Strauss an Arno Funk und dessen Ehefrau Margarethe, geborene Heuser, bzw. an Wilhelm Hühn und dessen Ehefrau Katharina, geborene Heppding, sowie die Ausbürgerung und Aberkennung der deutschen Staatsbürgerschaft wegen ihres Judentums durch den Magistrat der Stadt Frankfurt dokumentieren (Ausbürgerungsliste 275-326).

#### Kurfürstenstraße 49

##### Kaiserliches Postamt

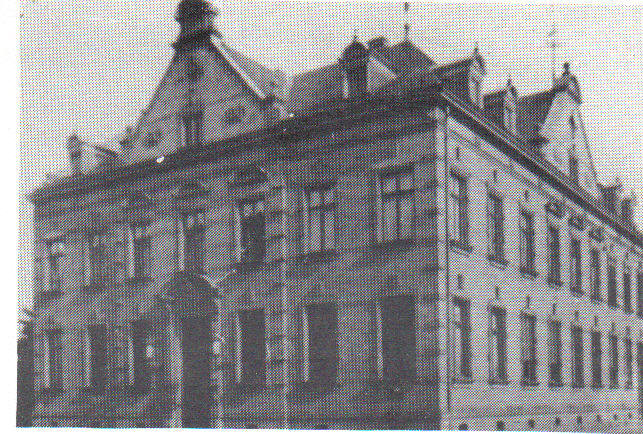
Kaiserliches Postamt Bockenheim (1906)
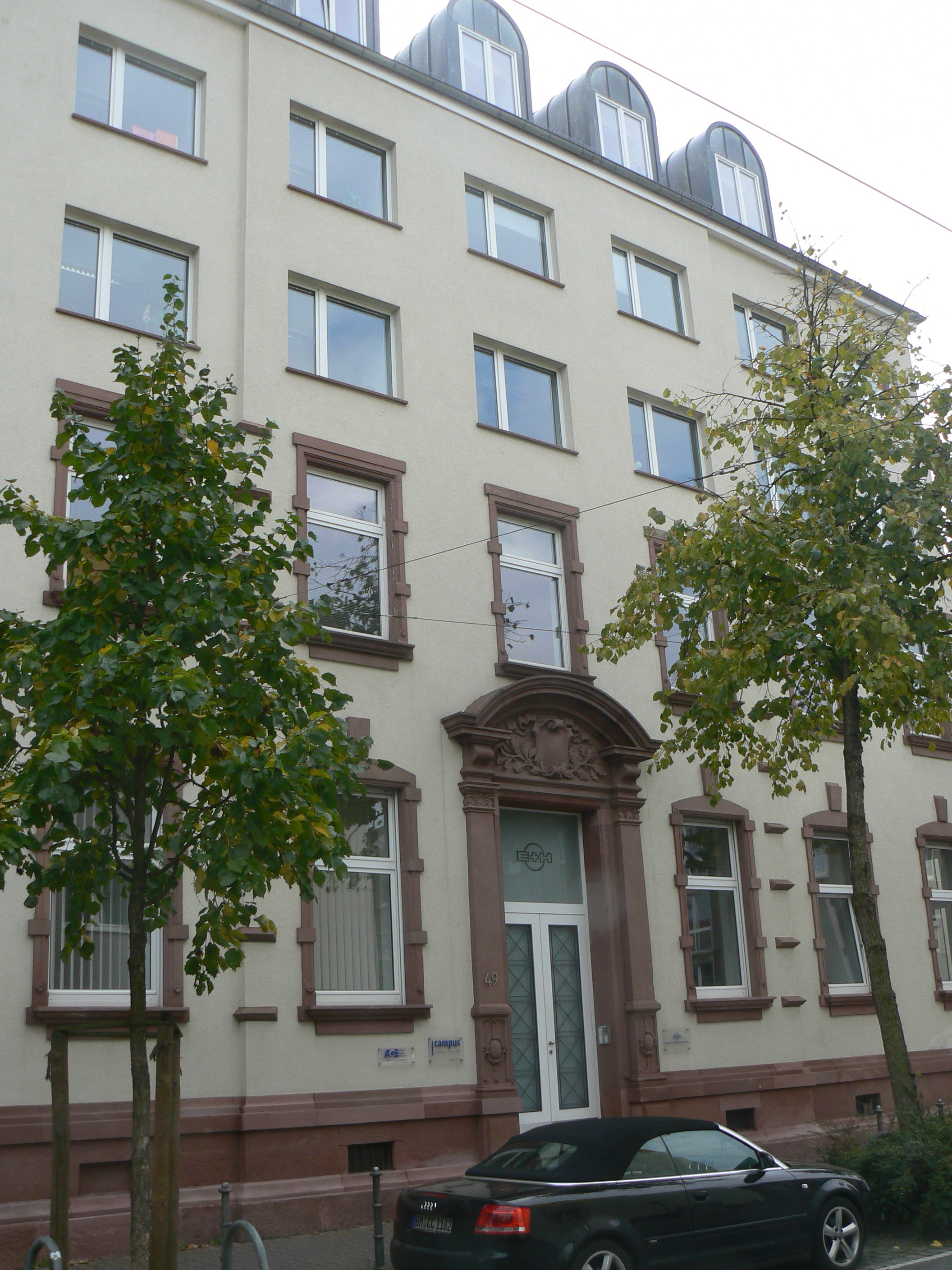
Wiederaufgebaut mit zeitgemäßer Fassade, alte Eingangstürfassade rekonstruiert (2007)

Das ehemalige Gebäude der Kaiserlichen Post, früher in der Bahnhofstraße, jetzt untere Kurfürstenstraße 49, wurde 1887 als Kaiserliches Postamt noch für die selbständige Stadt Bockenheim im 1866 durch das Königreich Preußen okkupierten Kurhessen erbaut und 1888 bezogen. Mit der Eröffnung tauschte das Hauptpostamt auf der Zeil bereits mehrfach täglich mittels der Poststraßenbahn Frankfurt am Main Briefbeutel mit diesem Postamt aus. Es wurde über das Ende des Ersten Weltkriegs bis 1920 benutzt. Die rasante Entwicklung des Postwesens machte dann einen Umzug in einen Neubau am Rohmerplatz notwendig.
Das alte Gebäude wurde fortan als Katasteramt genutzt. Durch den Bombenangriff 1944 wurde es teilweise zerstört. Nach Kriegsende wurde es mit zeitkonformer vereinfachter Fassade wiederaufgebaut, wobei die alte Eingangstürfassade rekonstruiert wurde. Später wurde es mit geändertem Dachausbau aufgestockt. Heute wird die Liegenschaft als Bürogebäude eines Verlages genutzt.

### Landgrafenstraße
Die Landgrafenstraße verbindet die Leipziger Straße mit der Großen Seestraße.
Nach dem hier ansässigen Unternehmer Georg Erdmann, der 1825/27 hier ein Gebäude errichtete und Gold ver- und bearbeiteten ließ, nannte man die Straße 1829 Erdmannsgasse. 1838 wurde daraus, wegen der hier domizilierten Hasenhaar-Schneiderei, die Hasengasse. Anfang des 19. Jahrhunderts steigerte sich der Bedarf an Hasenfellen für die neumodischen Hüte. Die Hasenfelle wurden geschoren und gerupft, das so gewonnene Haar wurde zu Filz für die Hutproduktion verarbeitet, namentlich für den Filz bei der Zylinder-Herstellung. Bei dieser schlecht bezahlten und gesundheitsschädigenden Arbeit behandelten junge arme Frauen die Felle zur leichteren Verarbeitung mit Chemikalien, die zu Atemwegserkrankungen und auch psychischen Störungen führen konnten. Berühmtestes Beispiel hierfür sei eine literarische Figur, nämlich der Verrückte Hutmacher aus Lewis Carrolls Roman „Alice im Wunderland“. Ein ruinöser Wettbewerb, Modeschwankungen und die starke Umweltbelastung durch Gestank und Bodenbelastung führten letztlich zur Standortverlagerung.
Da es in Frankfurt bereits eine Hasengasse gab, wurde sie nach der Eingliederung Bockenheims in die Stadt Frankfurt 1895 zur Landgrafenstraße, weil vor der Eingemeindung Bockenheim den Grafen von Hanau und später den Landgrafen von Hessen-Kassel gehört hatte.

#### Landgrafenstraße 1

##### Hasen-Eck Restauration Fr. Ettling
Das Eckgrundstück Landgrafenstraße 1, Ecke Leipziger Straße, vormals Frankfurter Straße, war vor dem Weltkrieg Standort des Gasthauses „Hasen-Eck“. Der Gasthausname erinnerte an eine hier ansässige Hasenschneiderei, die u. a. aus Hasenhaaren Hüte herstellte. (Es gibt Hüte aus Haarfilz, der aus Hasen- oder Kaninchenhaaren hergestellt wird.) Der Zylinder ist heute zum Symbol für Zauberkünstler geworden, wovon auch die Redewendung „wie ein Kaninchen aus dem Zylinder-Hut“ (wenn jemand überraschend neue Argumente oder Ideen vorträgt) zeugt. Als Symbol des freien Menschen findet sich der „Hohe Hut“ noch heute als Bestandteil der freimaurischen Kleidung in Tempelarbeiten wieder. Die Nachbarschaft erfreute sich damals bestimmt ob der Einstellung der Produktion und Lagerung, war diese doch mit großen Gestank und Ungeziefer verbunden. Heute noch wird zeitweise eine Ansichtskarte des ehemaligen Gasthauses Hasen-Eck antiquarisch angeboten. Auch werden anderorts noch Hasen- und Kaninchenhaare verarbeitet.

##### Parfümerie Douglas
Die Liegenschaft wurde durch Fliegerbomben 1944 total zerstört und erst in der Nachkriegszeit mit einem Mehrfamilienhaus wieder neu bebaut. Zunächst mietete sich im Erdgeschoss ein Reformhaus ein, dass dann in ein Ladengeschäft Leipziger, Ecke Wildunger Straße umzog. Nachfolger wurde die Parfümeriekette Douglas, deren Filialen sich zunächst erfolgreich in der Bundesrepublik ausbreiteten und die damals noch meist inhabergeführten Parfümeriegeschäfte verdrängten. Anfang 2000 änderten durch Internet sich die Marktgesetze und der Online-Handel wurde wirtschaftlicher. Die Düsseldorfer Zentrale der Parfümerie Douglas mit ihren über 2000 Filialen in Europa und einem Umsatz von 3,1 Milliarden Euro (Geschäftsjahr 2020/21) und damit Marktführer in Europa, änderte ihren Marktauftritt. Auch reduzierte der neue Investor der Douglas Holding sehr stark sein Filialnetz. Er beendete auch den Geschäftsbetrieb der Douglas-Filiale in der Leipziger Straße 23. Nachmieter wurde eine Filiale einer regionalen Frankfurter Parfümerie-Kette.

#### Landgrafenstraße 8

##### Metallwerke Knodt

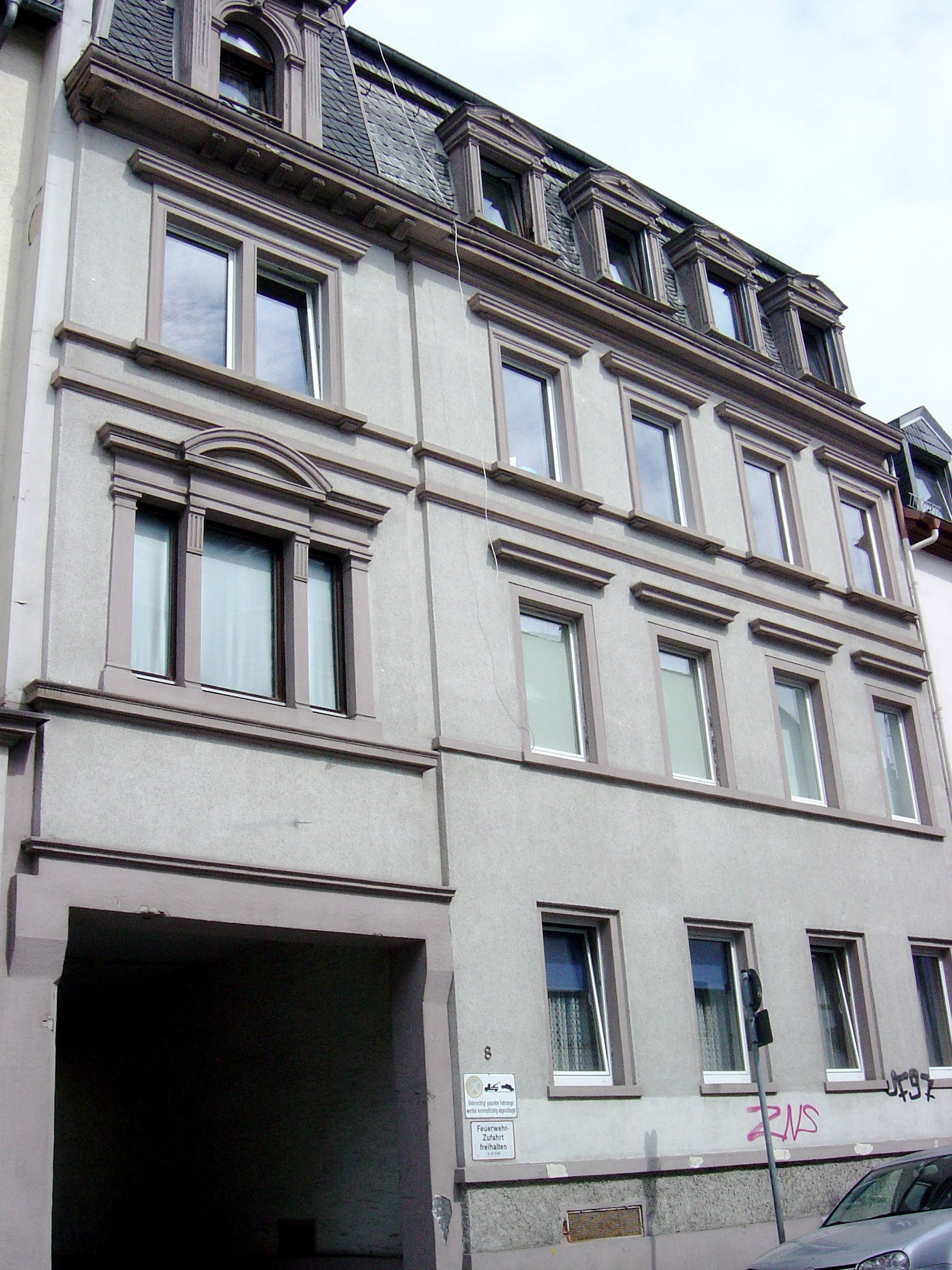
Landgrafenstraße 8, ehemaliger Sitz der Gebrüder Knodt (2013)
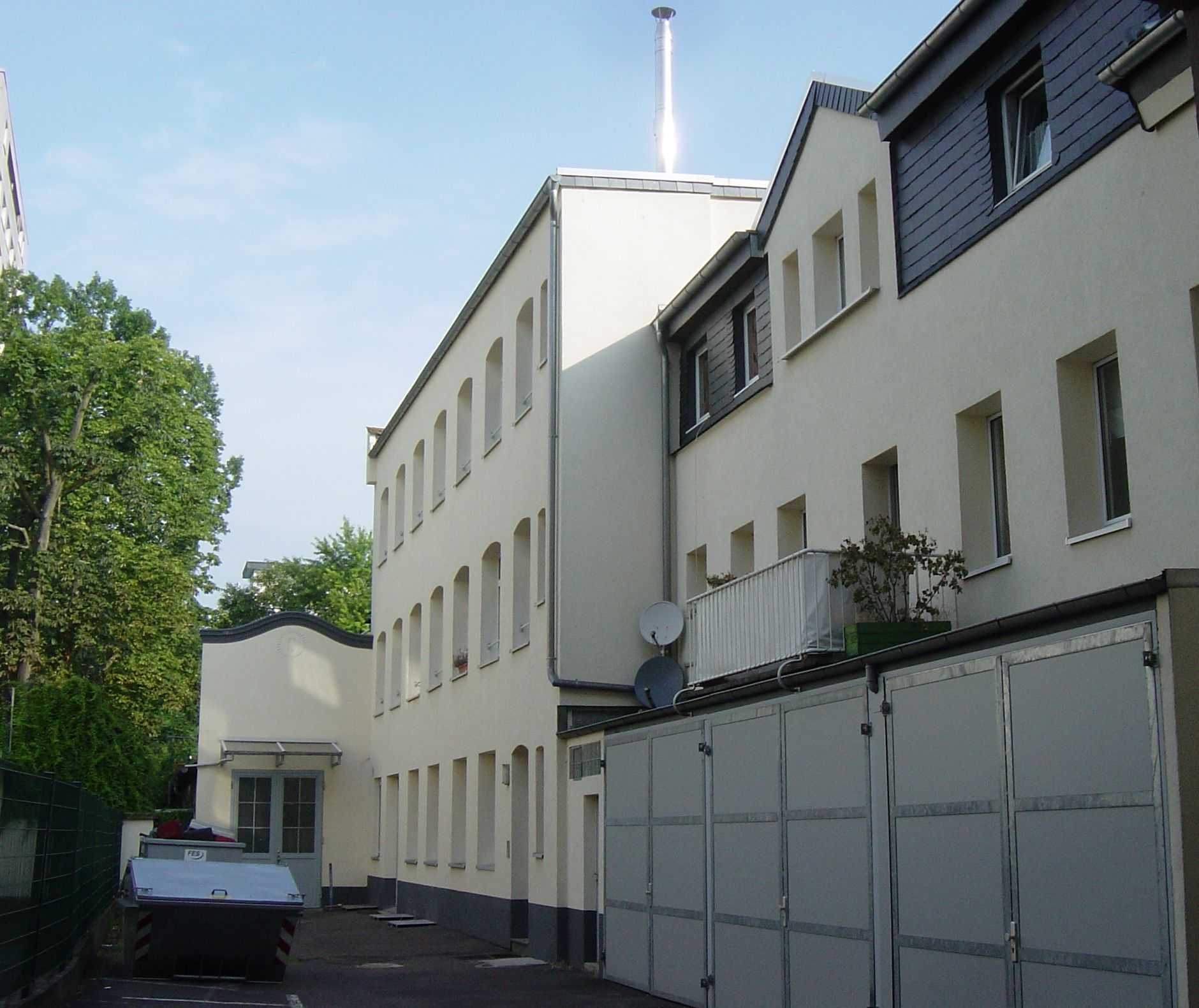
Ehemalige Produktionsgebäude (2013)

Seit 1847 war Georg Knodt, Spengler aus Bönstadt, als Eigentümer des Hauses Landgrafenstraße 8 nachweisbar.
Die Gebrüder Christian und Georg Knodt jun. führten die seit 1840 bestehende Blech- und Metallwarenfabrik. Besonders erfolgreich war ihre Kunstgießerei. In Frankfurt hat sich das Uhrtürmchen am Standort Zeil/Sandweg als eine Arbeit des Unternehmens erhalten. Es ist aktuell vom Untergang bedroht: Seit dem 21. November 2013 wird über die FAZ für Spenden zum Erhalt dieses Werkes geworben.
Der Erste Weltkrieg und seine wirtschaftlichen Folgen führten zum wirtschaftlichen Niedergang der bestehenden Firma. 1920 wurde die Metallwerke Knodt AG gegründet. Zu den Gründern zählten unter anderem die Metallwerke G. Knodt GmbH, die Tellus AG für Bergbau- und Hüttenbetrieb sowie die Metallwalzwerke AG. Es wurden die Fabrik und das Handelsgeschäft der GmbH weitergeführt. Einige der damals ausgegebenen Aktien sind noch als Nonvaleur-Papiere auf dem Markt. Die Produktion fokussierte man auf Eisenbahnlaternen, Lokomotiv-Ausrüstungsgegenstände, Armaturen für Eisenbahn- und Waggonbau sowie Bade- und Heizapparate, wie zum Beispiel der Knodt-Rapid. Siehe hierzu eine historische Werbeanzeige, aufbewahrt vom ISG Frankfurt am Main; Bestandskürzel S7A1988/29.913.
Großaktionär war die Tellus AG für Bergbau- und Hüttenindustrie. Laut Information der FHW Freunde historischer Wertpapiere wurde die Tellus AG 1906 als Holding für Beteiligungen an: Metallwerke Unterweser AG; Friedrich-August-Hütte; Metallwerke Knodt AG; Emag Elektricitäts-AG; Norddeutsche Hütte AG in Bremen; Landwirtschaftliche Maschinenfabrik Eisenach AG; Hüttenwerk Niederschöneweide AG; Erzröstgesellschaft mbH Köln; Westdeutsche Bleifarbenwerke Dr. Kalkow AG, Frankfurt gegründet. In der Weltwirtschaftskrise wurden fast alle Beteiligungen notleidend, nur die beiden letztgenannten blieben erhalten. Großaktionär war in den 40er Jahren dann die Harburger Chemische Werke Schön & Co. AG; nach 1945 tätig als Kreditinstitut mit bankfremdem Geschäft (Arbeiten auf dem Gebiet der chemischen Technologie). 1979 wurde die Börsennotiz in Frankfurt eingestellt, 1986 Anschlusskonkurs.
Die Metallwerke Knodt AG gingen bereits 1930 während der Weltwirtschaftskrise in Konkurs. Einzelne Armaturen für Eisenbahn- und Waggonbau der Metallwerke Knodt AG werden noch als Sammlerobjekte im Internet angeboten. Die ehemaligen Produktionsgebäude wurden von wechselnden Mietern unterschiedlich genutzt, meist als Lagerhaus, auch in der Nachkriegszeit. Die gestiegene Nachfrage nach bebaubaren Grundstücken um 2015 führte dann zum Abriss, und es wurde neu gebaut: eine langgestreckte mehrstöckige Wohnanlage für neun Wohnungen mit 840 m² Wohnfläche nebst Tiefgaragenplätzen. Der Zugang zur Wohnanlage erfolgt weiterhin durch den Eingang des Vorderhauses, Landgrafenstraße 8.

#### Landgrafenstraße 20

##### Kurhessisches Postamt

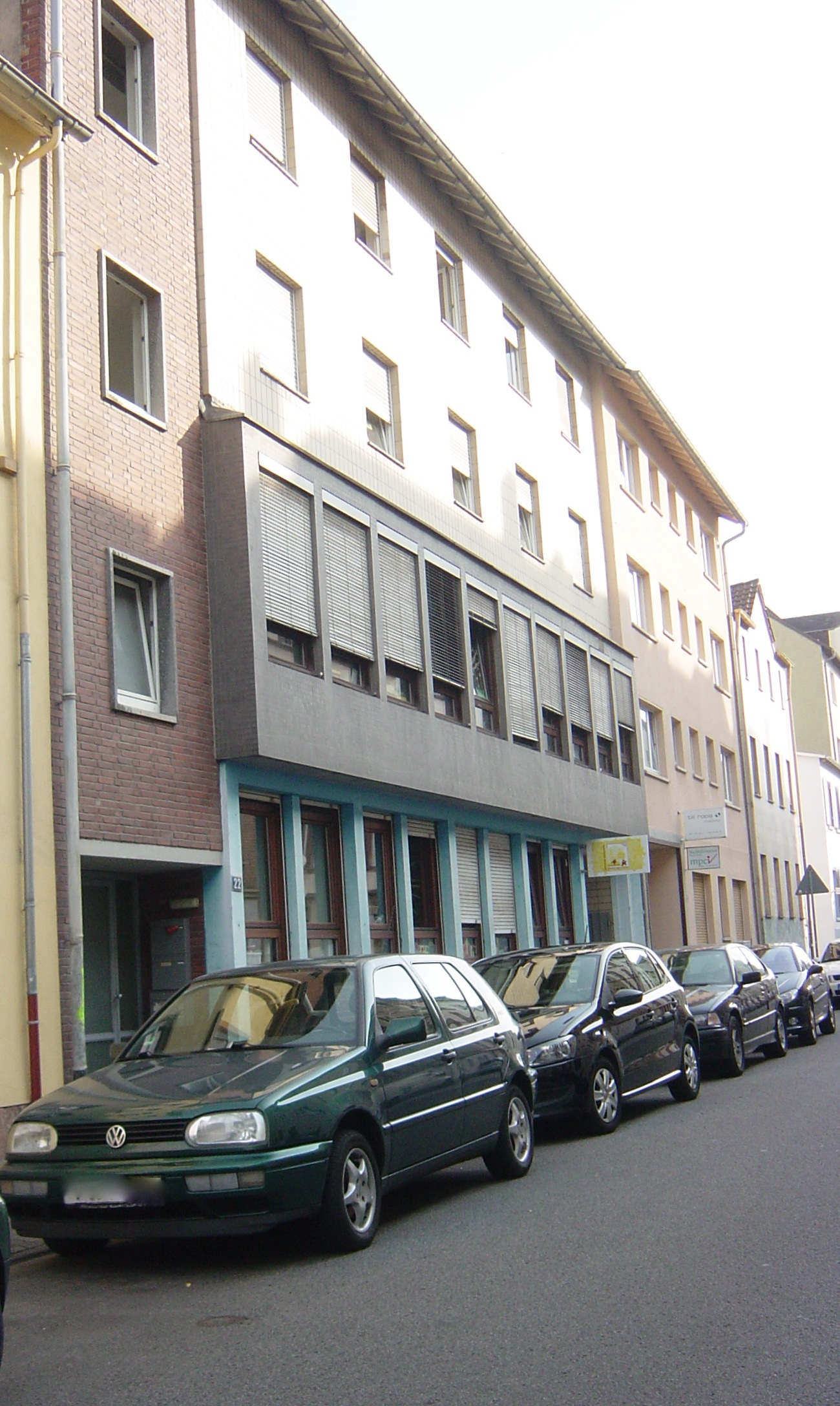
Der Kindergarten in der Landgrafenstraße 20 (2013)

Am 1. Juli 1816 überließ Kurfürst Wilhelm I. das hessische Postwesen den Fürsten Thurn und Taxis gegen eine jährliche Pacht von 42.000 Talern (siehe auch Thurn-und-Taxis-Post). In Kassel wurde eine Generalpostinspektion eingerichtet. Nach dem Sieg im preußisch-österreichischen Krieg 1866 besetzte Preußen Kurhessen und die Freie Stadt Frankfurt und zwang die Thurn-und-Taxis-Zentrale zu einem Abtretungsvertrag: Gegen eine Abfindung musste man die Posteinrichtung dem preußischen Staat überlassen. Ratifiziert und übergeben wurde 1867. Im Taschenplan von 1880 des Ludwig Ravenstein (1838–1915) ist in einem Ausschnitt mit Lagevermerk das damalige kurhessische Postamt in der Hasengasse, der späteren Landgrafenstraße 20 verzeichnet. Nach Gründung des deutschen Kaiserreiches lag hier das Postamt bis zum Umzug 1887 in den Neubau des kaiserlichen Postamtes in die Bahnhofstraße, der späteren Kurfürstenstraße. Das kurhessische Postamt befand sich oberhalb der Straße „Schöne Aussicht“, der späteren Adalbertstraße. Im Zweiten Weltkrieg wurde auch dieser Bau zerstört. In der Nachkriegszeit erfolgte die heutige Neubebauung. Heutige Nutzung teilweise durch einen Kindergarten der Evangelischen Markusgemeinde.

##### Schriftgießerei (Anton) Brötz & (Adam) Glock AG
1892 wurde in Oberursel die Metallgußfirma Brötz & Famers gegründet. Bereits nach vier Betriebsjahren schied der Gesellschafter Famers aus. Für ihn trat 1896 der Kaufmann Adam Glock ein. Sie gründeten eine Aktiengesellschaft und verlegten die Firma nach Frankfurt in die Landgrafenstraße 20. Nach zehn Geschäftsjahren trat Anton Brötz aus der bisherigen Firma aus, die dann alleine von Adam Glock fortgeführt wurde. Das Unternehmen befasste sich jetzt als Schriftgießerei auch mit dem Guß von Schriften und Ornamenten. Nach dem Ende des 1. Weltkrieges wurde die Firma 1919 von der Deutschen Stempel AG und der Bauerischen Gießerei übernommen. Die Betriebsräume in der Landgrafenstraße 20 hatten dann unterschiedliche Nutzer, wie Schreiner, Marmorbetrieb, Druckerei und Buchhandel.

#### Landgrafenstraße 33

##### Rada Metallwarenfabrik
1882 erbten die Liegenschaft Georg Erdmanns Tochter W. L. Melisse und deren Ehemann Postsekretär Karl Matthäus Lopotsch. Der große, schöne Garten Erdmanns bzw. später Lopotschs, wurde nach 1900 parzelliert und mit drei Häusern bebaut. Das Gebäude Landgrafenstraße 29 kaufte W. Weißenbach, der es 1935 an R. Neumann weiterverkaufte. Die Liegenschaft Landgrafenstraße 31 ging an den Maurermeister A. Schober, später an den Frankfurter Beamten-Wohnungs-Verein eG, der hier 1904 ein Fünf-Familienhaus erbaute und diese Liegenschaft noch heute besitzt.
Die Gründungszelle der Rada-Metallwarenfabrik lag in der Landgrafenstraße 33. Später verzog sie nach Frankfurt-Rödelheim, In der Au 14. Die Fokussierung der Produktion lag auf sog. Rada-Kassetten und Fotozubehör, besonders für den Rödelheimer Kamerahersteller Plaubel. Später wurde sie eine Tochtergesellschaft der Firma Plaubel. Die Firma Rada ist untergegangen. Bombentreffer zerstörten das Betriebsgelände in der Landgrafenstraße 33. Erzeugnisse des RADA-Kassetten und -Fotozubehörs werden sporadisch im Internet angeboten.
Die Liegenschaft Landgrafenstraße 33 ging an den Mechaniker J. A. Rada. 1935 war dann die Werkzeugfabrik Hermann Rada Eigentümer. Das Familienmitglied Peter Rada schuf bereits vor den Weltkriegen den Produktionsbetrieb in Frankfurt-Rödelheim. Auf dem 1,6 ha = 16.000 m² großen Grundstück ließ er unterschiedliche Produkte herstellen, wie zum Beispiel Metallspielwaren-Bausätze. Später fokussierte sich RADA als Spezialfabrik für Platten-, Filmkassetten und Fotozubehör. Am nachhaltigsten waren die Entwicklung und Produktion von Rollfilm-Einsätzen für unterschiedliche Kamarahersteller, die heute noch vereinzelt antiquarisch angeboten werden. Besonders eng war die Zusammenarbeit mit dem weltbekannten Rödelheimer Kamarahersteller Plaubel, der die Rada Metallwarenfabrik später aufkaufte. Die ehemalige Fabrikantenvilla des Peter Rada ist heute im Eigentum der Stadt Frankfurt. In mehr als 40 Jahren wurde sie zum deutschlandweit bekannten, oftmals belagerten und umkämpften, selbstverwaltenden Jugendzentrum der Punkerszene. Heute gilt es als das älteste, ununterbrochen besetzte Projekt für alternativen Lebensstil in Deutschland, europaweit bekannt als DIE AU mit Bauwagen-Park auf dem Gelände. Die dominante Immobilie in der Landgrafenstraße 33 wurde im Zweiten Weltkrieg durch Fliegerbomben teilweise zerstört. Die benachbarten Häuser 35 und 37 wurden nach zerstörerischen Bombentreffern nach Kriegsende mit einer kleinen Wohnanlage neu bebaut. Von der nur teilbeschädigten Liegenschaft Landgrafenstraße 33 haben sich die imposanten mehrstöckigen Erker in der Mitte des Hauses im Stil des Historismus erhalten. Das Dachgeschoss wurde verändert wiederaufgebaut. Noch heute bleibt die beeindruckende Straßenfront des Hauses. Spolien der ehemalige Produktionsanlagen sind weder hier in der Landgrafenstraße 33 noch in Rödelheim, In der Au 14-16, mehr vorhanden.

### Leipziger Straße
In der wilhelminischen Gründerzeit wurden viele ältere Häuser und Gewerbebetriebe abgerissen und durch Neubauten ersetzt. Aus der Frankfurter Straße wurde 1895 nach der Eingemeindung Bockenheims die Leipziger Straße, die sich dann zur Hauptgeschäftsstraße Bockenheims entwickelte. Besonders Lebensmittelgeschäfte siedelten sich an, um die Versorgung des rasch wachsenden Stadtteils zu sichern.

#### Leipziger Straße 1

##### Café Bellevue
Der Name Café Bellevue an der Bockenheimer Warte resultierte 1895 aus der Eingemeindung der selbständigen Stadt Bockenheim in die Stadt Frankfurt am Main. Die Frankfurter Straße wurde in Leipziger Straße umbenannt, so wie aus der Straße Zur schönen Aussicht die Adalbertstraße wurde. Das vormalige Wein-Café Stadt Bockenheim wurde in Café Bellevue umbenannt. Später wechselten die Mieter; so betrieb hier u. a. die Wäscherei Röver eine Filiale, später folgte eine Filiale der „Deutschen Bank“ als Mieter.
Im Zweiten Weltkrieg wurde die Liegenschaft 1944 durch Fliegerbomben unbewohnbar. Es folgte ein eher behelfsmäßiger Aufbau, wobei sich in der Teilruine ein Nachtlokal namens BB-Club etablierte, eine Konkurrenz zum Nachtclub Ellis Elliot in der Varrentrappstraße. Zeitweise werden antiquarisch noch Programmhefte des BB-Nachtclubs angeboten.

##### Ladengalerie Bockenheimer Warte

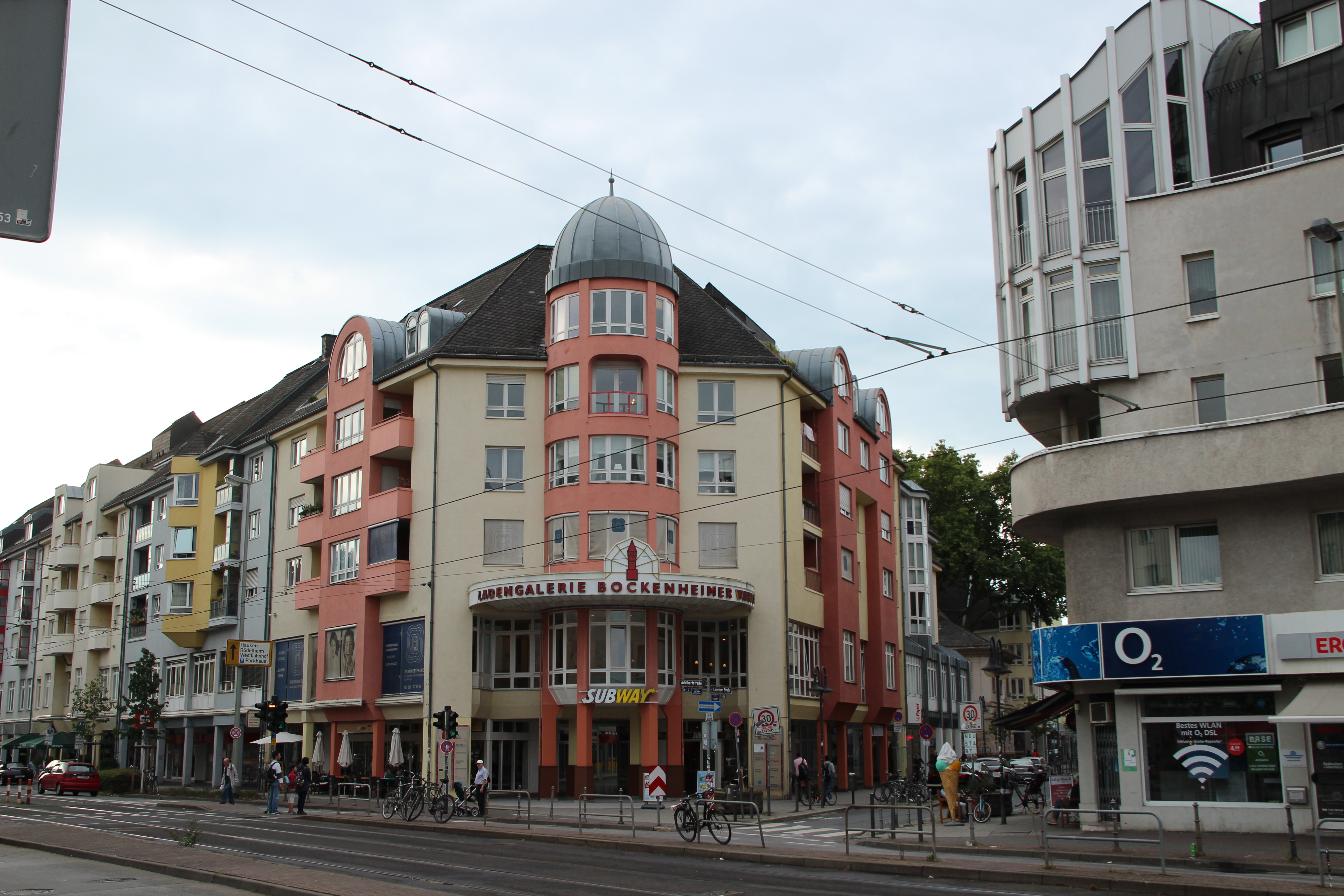
Ladengalerie Bockenheimer Warte (2015)

In den 1980er Jahren erwarb eine Investmentgesellschaft hier umfangreiche Grundstücke und ließ eine große Wohnanlage mit Ladenpassage, Arztpraxen und Tiefgaragen errichten, wobei der ehemalige markante Eckturm stilistisch vereinfacht quasi als Zitat wieder errichtet wurde. Aktuell betreiben mehrere Gastronomiebetriebe als Mieter im Erdgeschoss der Ladengalerieihr Gewerbe.

#### Leipziger Straße 3 und 5

##### Mühlenbauanstalt und Maschinenfabrik Gebrüder Seck

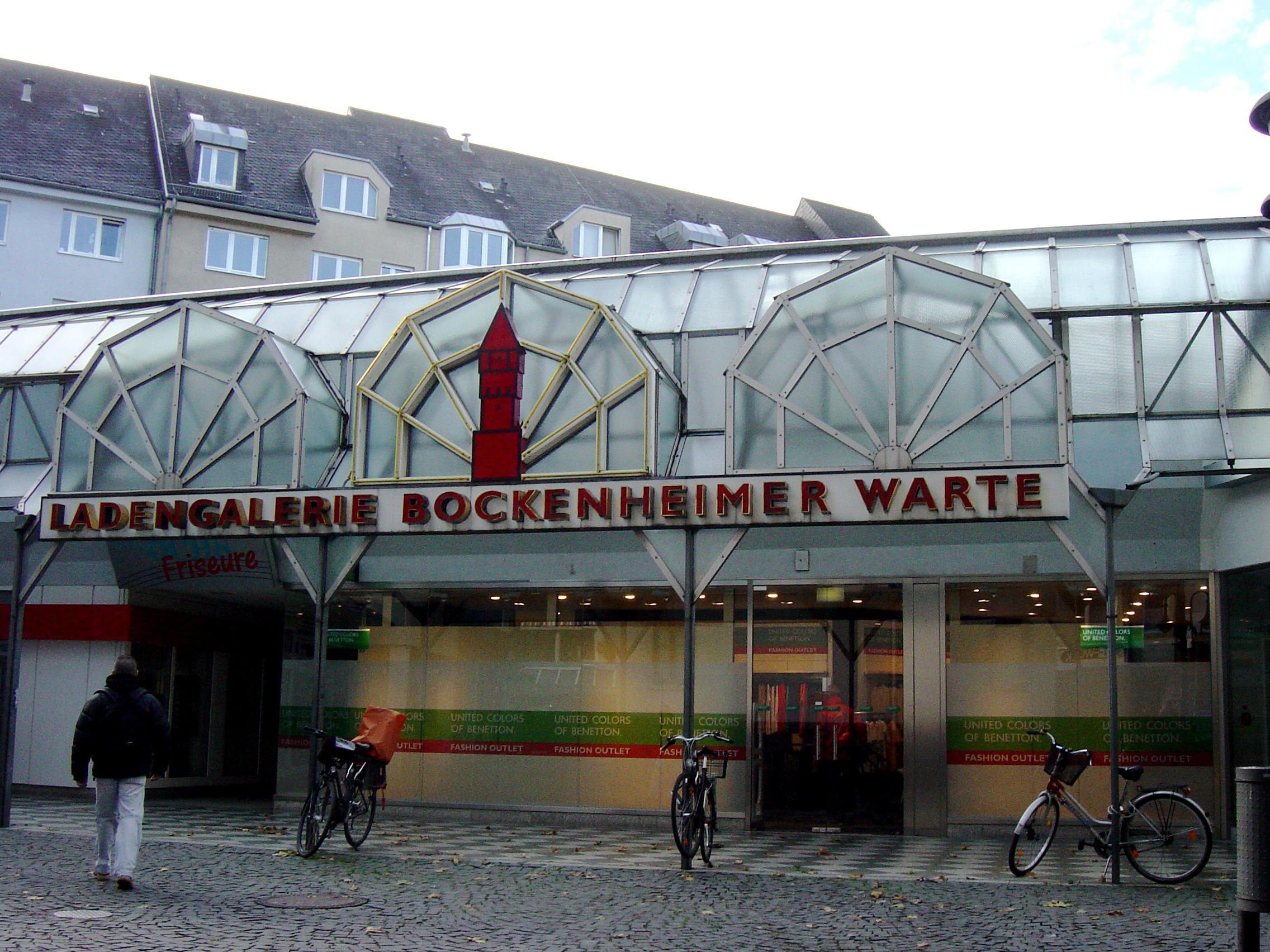
historischer Standort der Gebrüder Seck in Bockenheim (2013)

Nach Dokumentation des ISG Frankfurt beantragten 1866 der Ingenieur Friedrich Julius Henckel aus Kassel und der Kaufmann Wilhelm Seck aus Westerburg beim Magistrat der Stadt Frankfurt die Erlaubnis zum Betreiben eines Handelsgeschäfts für Getreideschälmaschinen namens „Henckel & Seck“. Laut Adressbuch der Stadt Frankfurt wohnte 1866 Wilhelm Seck damals in der Bockenheimer Landstraße 175.
Zwei Jahre nach der preußischen Okkupation Kurhessens im Jahr 1866, betrieb ab 1868 der Fabrikant Wilhelm Seck († 1896) mit seinem Bruder in der damals noch selbständigen Stadt Bockenheim die Mühlenbauanstalt und Maschinenfabrik Gebrüder Seck. Sie produzierten vor allem Walzenstühle, die damals die jahrhundertelang üblichen Mahlgänge in den Getreidemühlen ablösten. Wilhelm Seck war seit 1869 Patentinhaber einer Grießputzmaschine, dokumentiert u. a. vom Landesarchiv Baden-Württemberg, Abt. Staatsarchiv Ludwigsburg. In seiner Bockenheimer Chronik dokumentierte Hermann Ludwig zeitweise eine Mühlenbau-Produktionsstätte der Familie Seck in der Frankfurter Straße 3 und 5, der nachmaligen Leipziger Straße, nahe der damaligen Stadtgrenze zu Frankfurt am Main.
Ein SpecialBericht über die Maschinen und Geräthe der internationalen Industrie und landwirthschaftlichen Ausstellungen zu Stettin und Cöln im Mai und Juni 1865 schrieb: Eine neue Erfindung von der höchsten Wichtigkeit ist die Getreideschälmaschine von Henckel & Seck in München. Diese Maschine befreit das Getreide vollkommen vom Kern umgebenden Holzfaserhülle, ohne die Körner zu zerbrechen oder zu beschädigen. Nicht nur, dass hierdurch der Mahlprocess bedeutend vereinfacht wird, werden auch die Qualitäten der verschiedenen Mehlsorten um Vieles verbessert, weil die das Mehl dunkel färbenden Holzfasern früher ausgeschieden sind. Die Ausbeute an feinem Mehl wird viel grösser, namentlich werden, wie durch Versuche constatirt ist, fast doppelt so viel feinste Sorten erzielt. So liefert eine gewöhnliche Mühle aus geschältem Weizen ca. 43 Prozent Mehl Nr. 0 und 1, während ungeschälter Weizen ganz gleicher Qualität auf derselben Mühle nur 24 Prozent Nr. 0 und 1 ergab. Im Ganzen werden aus geschältem Weizen 7 Prozent Mehl mehr, als aus ungeschältem gewonnen.
Für ihre sich erweiternde Produktion errichteten die Gebrüder Seck bald eine zweite Produktionsstätte im Urselbachtal in Oberursel (Taunus).
1892 gründete am gleichen Ort Wilhelm Seck noch eine weitere Produktionsstätte namens Motorenfabrik W. Seck & Co. u. a. für den von seinem Sohn Willy Seck (1868–1955) konstruierten Petroleummotors namens GNOM, ein Einzylinder-Viertaktmotor ohne Nockenwelle. Gebaut wurden hier fortan u. a. Gas-, Otto-, Glühkopf- und Dieselmotoren für Automobile, Lokomotiven und sogar Flugzeuge. Die Flugmotoren entstanden in Zusammenarbeit mit einem französischen Unternehmen und brachten es bereits auf eine Leistung von bis zu 100 PS. Später gehörten auch Lokomobile und Motorlokomotiven zur Produktpalette von Oberursel. Einen Bahnanschluss erhielt das Werk 1899. Nach dem Tod von Wilhelm Seck († 1896) und dem 1898 vollständigen Ausstieg der Familie Seck aus der Firma, wurde das Unternehmen in Motorenfabrik Oberursel AG umbenannt. Sohn Willy Seck blieb auch nach seinem Ausscheiden aus der Motorenfabrik Oberursel dem Motorenbau sein Leben lang verbunden. Er starb 1955 verarmt in Berlin.
Die Gründung der „W. Seck & Co.“ in Oberursel vom Bockenheimer Fabrikanten Wilhelm Seck im Jahr 1892 bleibt aber der Anfang für das 125-jährige Bestehen der damit weltweit ältesten Produktionsstätte für Motoren und damit die Ursache für den High-Tech-Standort von Rolls-Royce Deutschland zur Produktion der modernsten Komponenten für die wirtschaftlichsten Triebwerke der Welt.
Kurz nach der Bildung des deutschen Kaiserreichs, gründeten Heinrich Blumenthal (1824–1901) und die Brüder Wilhelm, Christian und Emil Seck im Jahr 1873 in Darmstadt, Blumenthalstraße 24, im Großherzogtum Hessen-Darmstadt die eigenständige Maschinenfabrik und Eisengießerei Gebr. Seck. Sie wurde zur zweitältesten deutschen Mühlenbauanstalt. Gründer Christian Seck (* 9. Dezember 1841; † 31. August 1882) war seit 1873 Patentinhaber einer Getreidetrockenmaschine. Die sog. Gründerzeit kennzeichnete die damalige industrielle Revolution, in der im produzierenden Sektor ein enormer Rückgang der handwerklich produzierenden Manufakturen festzustellen war. Vieles wurde mechanisiert und automatisiert. 13 Jahre nach Darmstädter Gründung im Jahr 1873, verlegte Wilhelm Seck 1886 den größten Teil seiner Bockenheimer und Oberurseler Mühlenbau-Produktionen nach Darmstadt. Bis zur späteren Gründung der „W. Seck & Co.“ im Jahr 1892 in Oberursel stand das Oberurseler Werk des Wilhelm Seck fast leer. Nach 24 Jahren fortlaufenden Betriebs wurde im Jahre 1897, ein Jahr nach dem Tod von Wilhelm Seck 1896, die Maschinenfabrik und Eisengießerei Gebr. Seck von der Maschinenfabrik und Mühlenbau G. Luther in Braunschweig übernommen. Der Darmstädter Produktionsort wurde geschlossen. Mühlenbau G. Luther führte unter dem Firmennamen „vormals Gebrüder Seck“ ihre Dresdener Niederlassung weiter. Ausführliche Literatur hierzu siehe auch: Helmut Hujer; 125 Jahre Motorenfabrik Oberursel – 1892 bis 2017; Eigenverlag Usingen.

#### Leipziger Straße 4

##### Eisenwaren Deubel

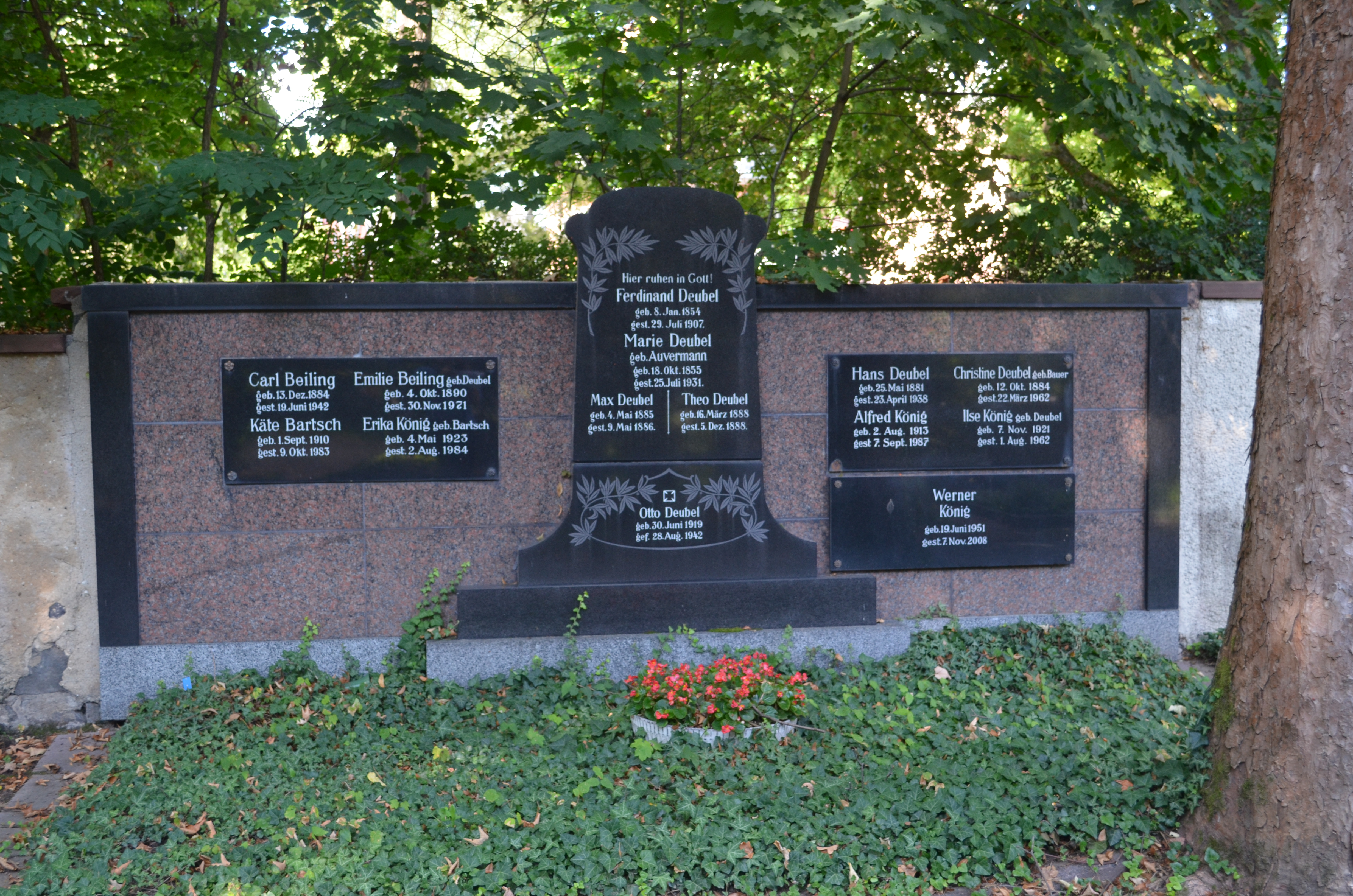
Grabstätte der Familie Deubel auf dem neuen Bockenheimer Friedhof (2015)

Ursprünglich bebaut durch den Gründer der Bockenheimer Firma Friedrich Deubel, Spezial-Geschäft für Baubeschläge, Eisenwaren en gros und en detail, Maschinenlager, Werkzeuge, Oefen und Herde in der Frankfurter Straße 4, der späteren Leipziger Straße 4. Nach großen Kriegsschäden durch Fliegerbomben 1944, wurde die Immobilie verändert wiederaufgebaut. Ein mehrstöckiges Vorderhaus als Geschäfts- und Wohnhaus mit Durchgang zum Hinterhaus, in dessen Ladengeschäft Werkzeuge und Eisenwaren auch unverpackt und in Kleinstmengen verkauft wurden. In den 1980er Jahren stellte sich für die Firma die Nachfolgefrage mit dem Ergebnis, den Geschäftsbetrieb, auch wegen fehlender Zukunftsaussichten, aufzugeben. Man fokussierte sich fürderhin auf die Immobilienverwaltung.

##### Per Pedale
In den 1980ern mietete der Fahrradhandel mit Werkstatt Per Pedale das Anwesen bis zum Umzug in die Adalbertstraße 5.

##### Gaststätte Lilium

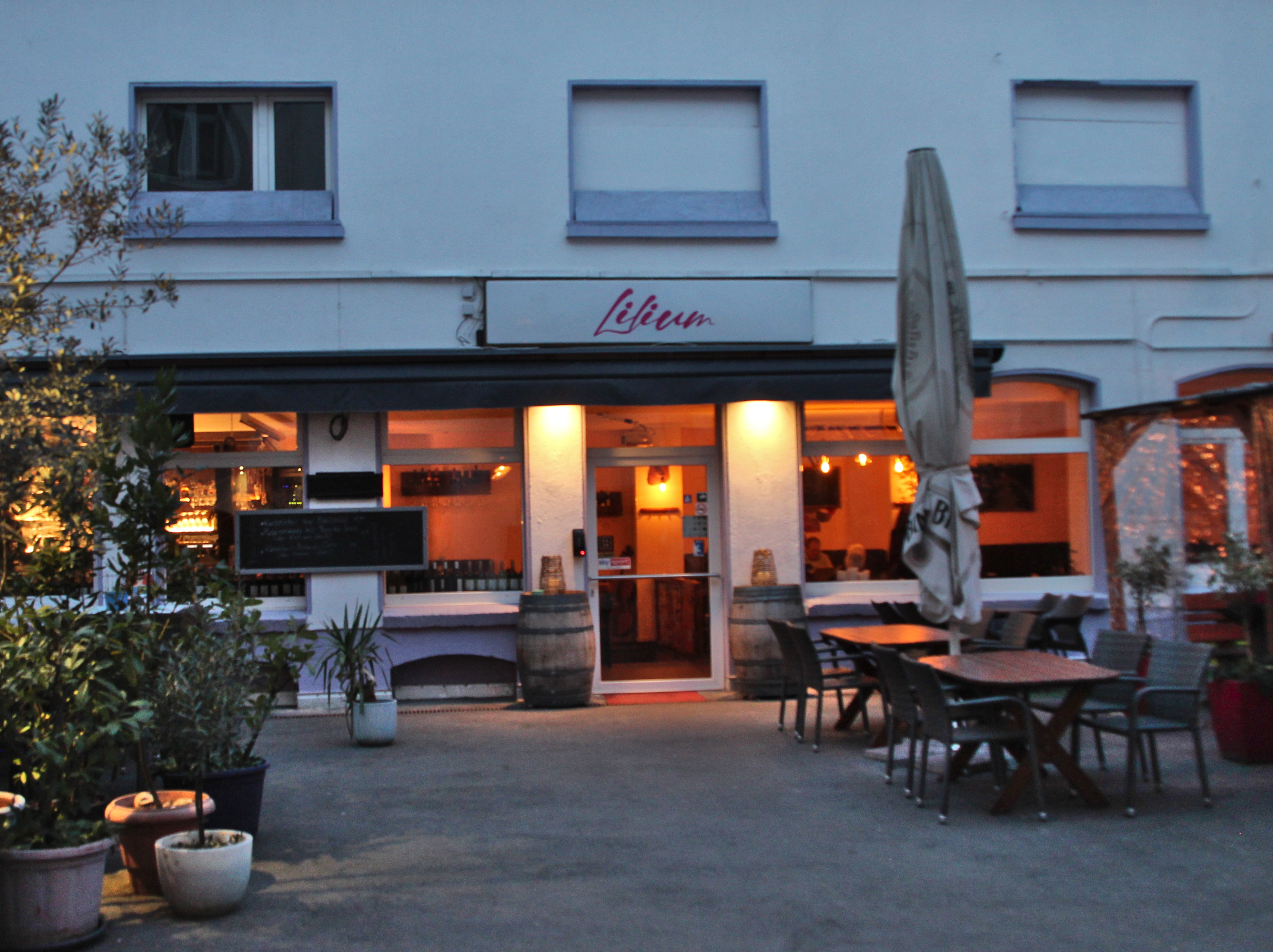
Hinterhof, ehemals Eisenwaren Deubel, später Gaststätte Lilium (2023)
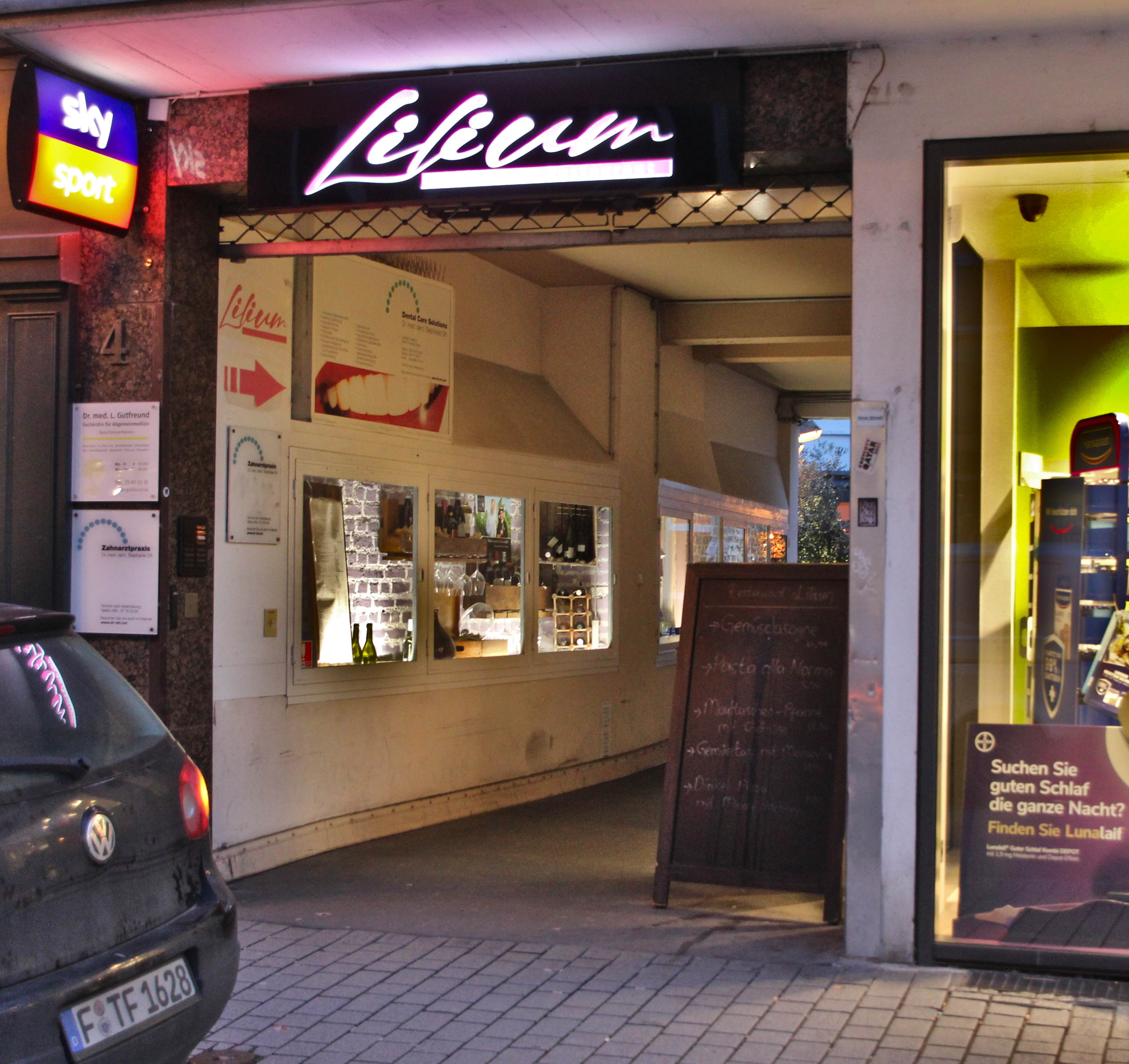
Durchgang zum Hinterhof (2023)

Nach dem Umzug von Per Pedale in die Adalbertstraße 5 betreibt im Hinterhaus der Gastronomiebetrieb Lilium mit wechselnden Pächtern seine Geschäfte.
Am Sonntag, den 5. Februar 2017, gab es im und vor dem Lokal Lilium eine Massenschlägerei. Die Ursache war ein Fußballspiel zwischen der Eintracht Frankfurt und dem SV Darmstadt. Ein massiver Polizeieinsatz mit etlichen Festnahmen beendete den Gewaltausbruch.
Seit Anfang 2023 ist das Lilium das Stammlokal des Frankfurter Wikipedia-Stammtischs.

#### Leipziger Straße 9

##### Delkeskampsches Haus

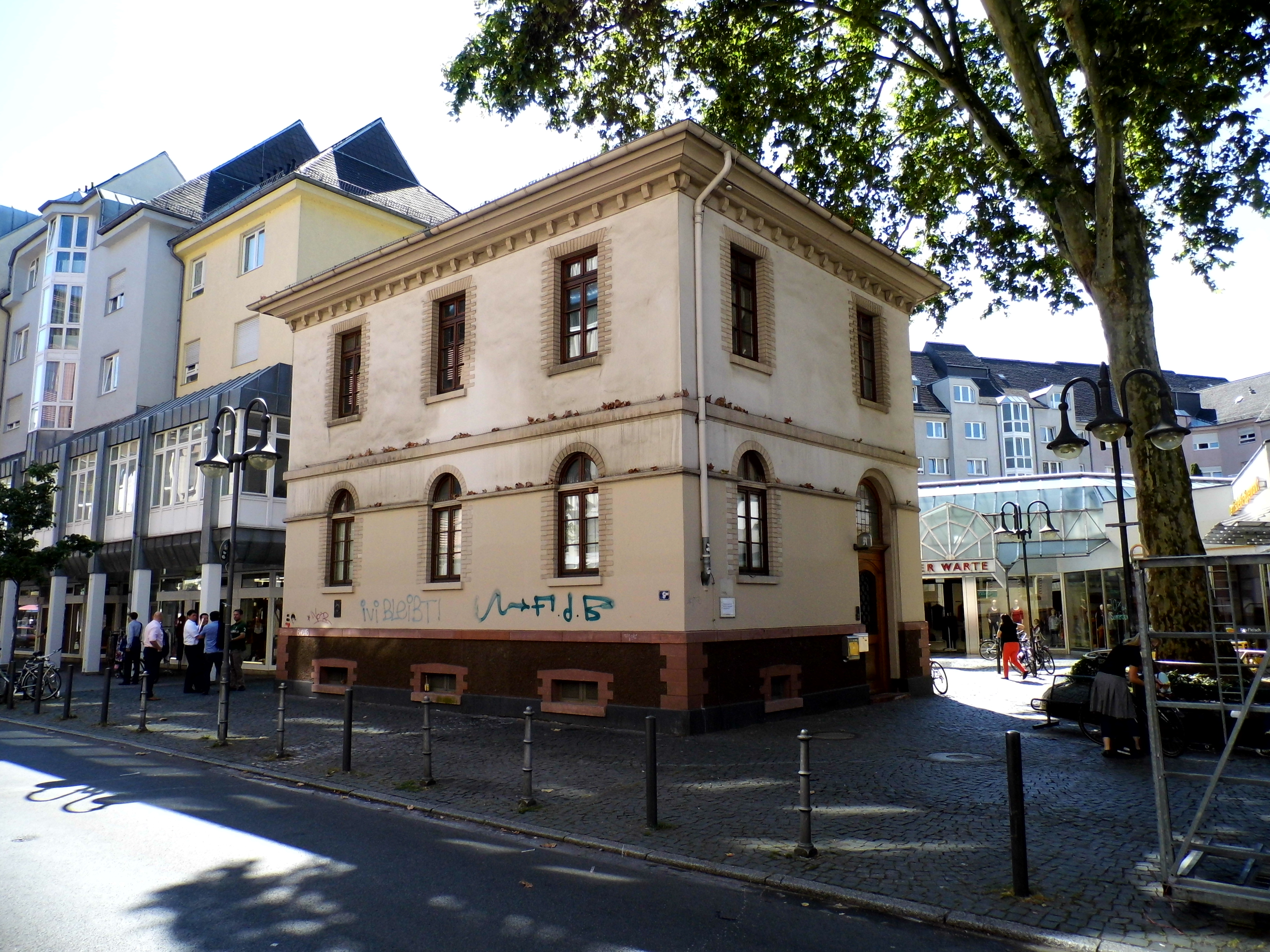
Delkeskampsches Haus, Straßenseite (2012)
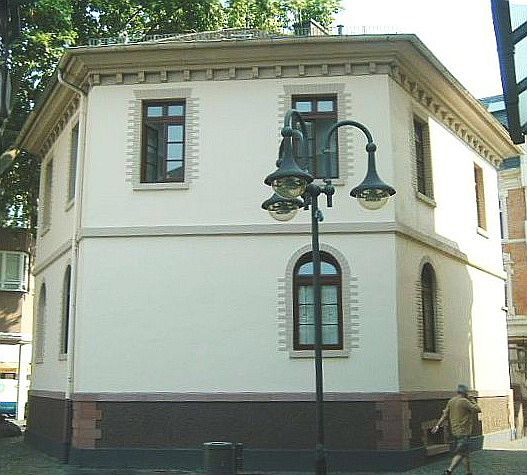
Delkeskampsches Haus, Rückseite (2006)
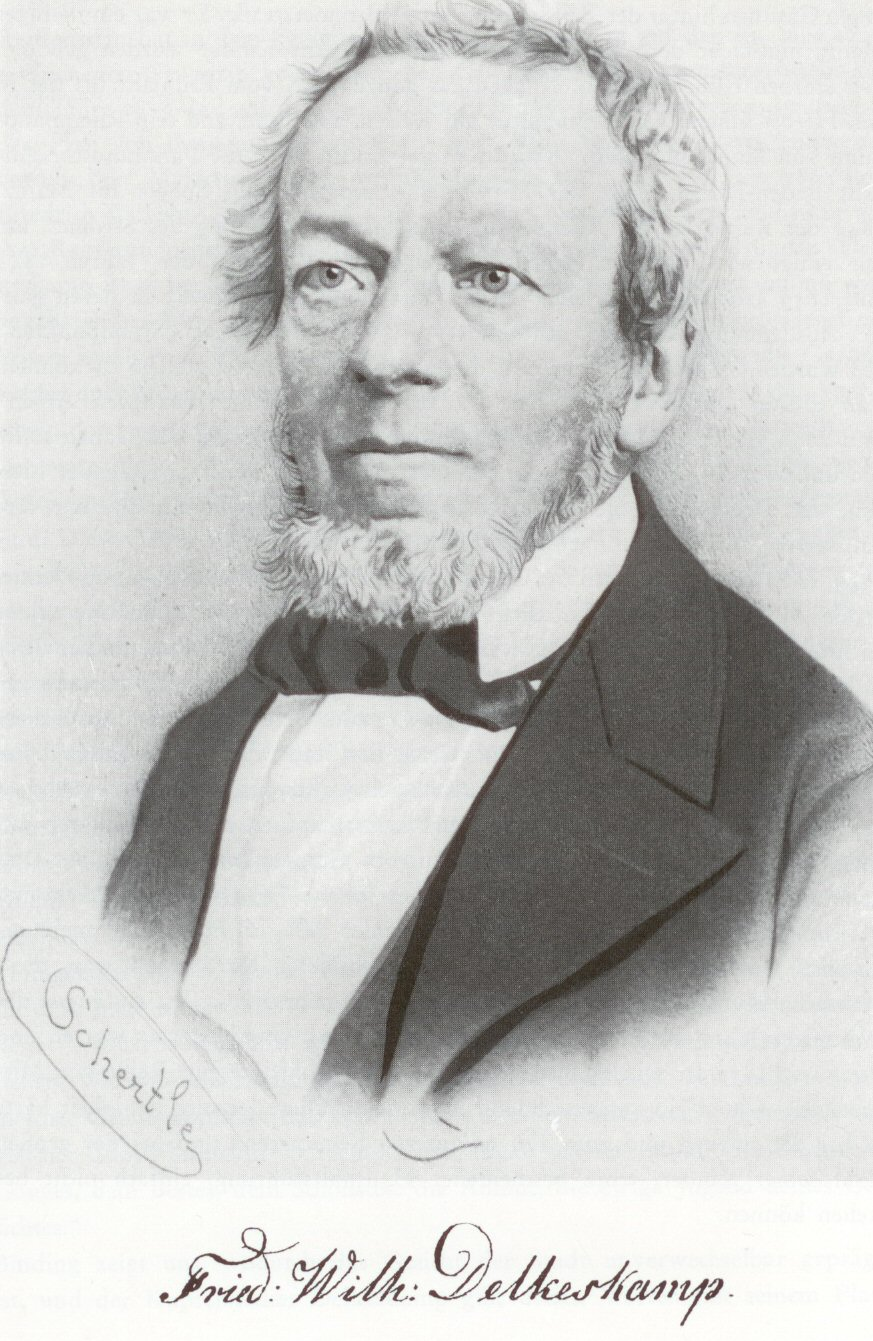
Friedrich Wilhelm Delkeskamp (nach 1868)

Das Haus Leipziger Straße 9, ein spätklassizistisches Gebäude mit markantem fünfeckigen Grundriss, wurde 1826 von dem Architekten und späteren Bürgermeister Johann Philipp Brandt erbaut. Hier wohnte ab 1832 der am Frankfurter Theater tätige Kapellmeister, Musiker und Theaterunternehmer Carl Wilhelm Ferdinand Guhr bis zu seinem Tode 1848. Den Namen verdankt das Haus Clemens Delkeskamp und seinen Nachkommen. Clemens war der Sohn des bekannten Frankfurter Malers und Kupferstechers Friedrich Wilhelm Delkeskamp (1794–1872), der seine letzten Lebensjahre in Bockenheim verbrachte und 1872 auf dem Bockenheimer Friedhof in der späteren Solmsstraße beigesetzt wurde. Clemens Delkeskamp verlegte 1899 die Delkeskamp & Schöneberg Holzschneiderei, Nutzholz-, Brennholz- und Kohlenhandlung von der Oberen Königstraße 14 (heute Gräfstraße) in die seinerzeitige Frankfurter Straße 11, das „Delkeskamp-Haus“. Nach seinem Tod 1910 führten zunächst seine Frau und dann bis 1957 sein Sohn Wilhelm („Willy“) den Kohlenhandel fort. 1980/1981 wurde das Gebäude von der Stadt Frankfurt hergerichtet, und das Sanierungsbüro Bockenheim zog ein. 1995 zog das Büro aus, und eine Ärztin betrieb hier ihre Praxis. Derzeit steht das in der Hessischen Denkmalliste verzeichnete Gebäude leer. In unmittelbarer Nachbarschaft befindet sich der einzige große Laubbaum der Leipziger Straße.

#### Leipziger Straße 11-11c

##### Basic-Filiale

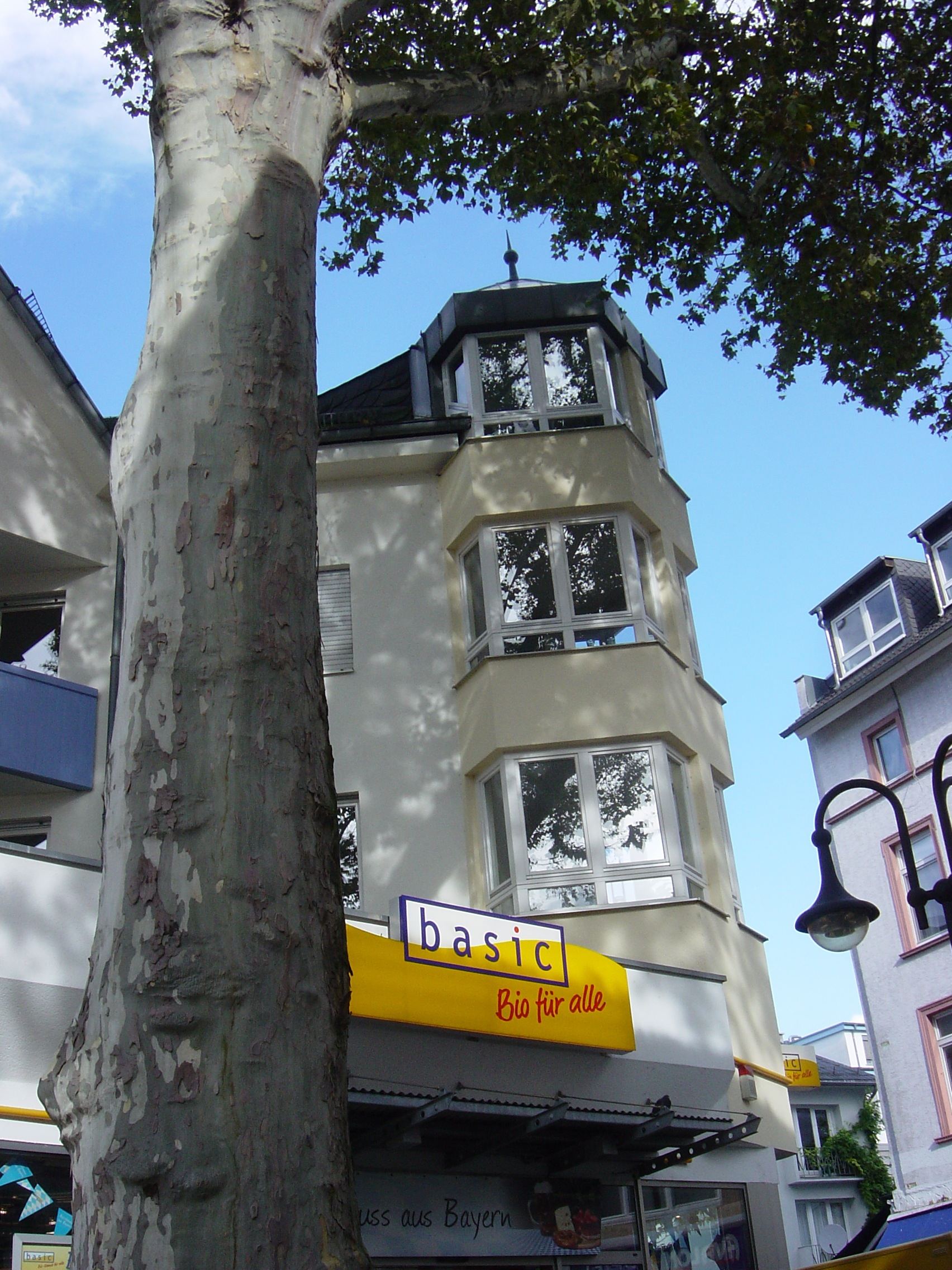
Basic-Filiale neben dem Delkeskampschen Haus (2012)

Das ursprüngliche Vermietungskonzept der 1984 fertiggestellte Bockenheimer Ladengalerie mit kleinen aber hochpreisigen Mieteinheiten wurde so nicht angenommen. Deshalb wurde umkonzipiert einschließlich Umbauten mit Vermietungsangebot für großflächige Ankermieter. Um 2000 errichtete hier auf einer großen Teilfläche eine Filiale der Münchener Handelskette Basic AG, deren Konzept der Verkauf biologischer Produkte auf großen Flächen ist. Bald darauf gab es zwei weitere Filialen der Basic AG im Frankfurter Stadtgebiet. Der Betrieb in der Leipziger Straße entsprach aber nicht den Erwartungen, wohl auch weil es in der Nähe zudem bald einen großen Alnatura-Biosupermarkt gab. 2017 wurde deshalb der Mietvertrag beendet, und die Basic AG gab ihre Filiale Leipziger Straße auf. Ende 2017 wurde die Vermietung von 1.160 m² Fläche an den Textildiscounter KiK veröffentlicht. Ende 2022 wurde für die gesamte KiK-Gruppe ein Insolvenzantrag gestellt.

#### Leipziger Straße 12

##### Firma J. W. Zimmer

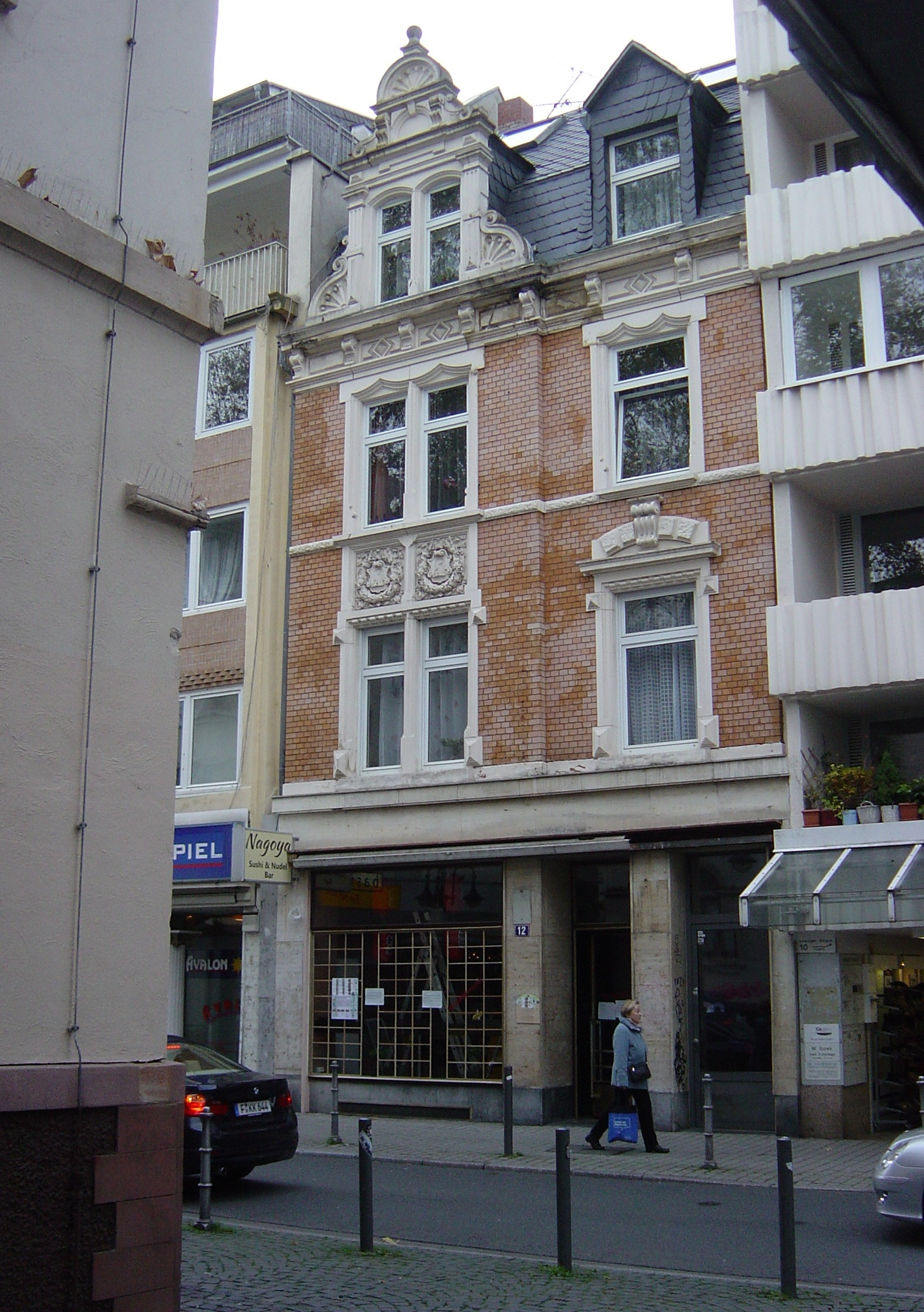
Leipziger Straße 12

Das Gebäude in der damaligen Frankfurter Straße hat zwei Zwerghäuser, eines mit Volutenornamenten in Muschelform, ausgearbeitetes Gesimsband als Konsolenfriese als dekoratives Element der Fassadengestaltung, sowie zwei Wappen der bis 1895 selbständigen Stadt Bockenheim als Fassadenschmuck und markante Fensterstürze. Erbaut als Geschäftssitz der J. W. Zimmer, Haar-Großhandel und Fabrik sämtlicher Friseur-Artikel für Einrichtungsgegenstände (Frankfurt am Main). Die Firma wurde gegründet am 28. März 1841 von Johann Wilhelm Zimmer. Haus mit Bienenkorb (Stadtwappen) als Fassadenschmuck. J.W.Zimmer wurde später Stadtrat der Stadt Bockenheim. Das Wappen war zugleich das Firmenenblem. Laut ISG Institut für Stadtgeschichte Ffm dokumentierte die Stadt Frankfurt 1936 die Ehrung des 75-jährigen Geschäftsjubiläums nunmehr in der Kaiserstraße.

##### Filiale des Fischhauses Ludwig Brenner

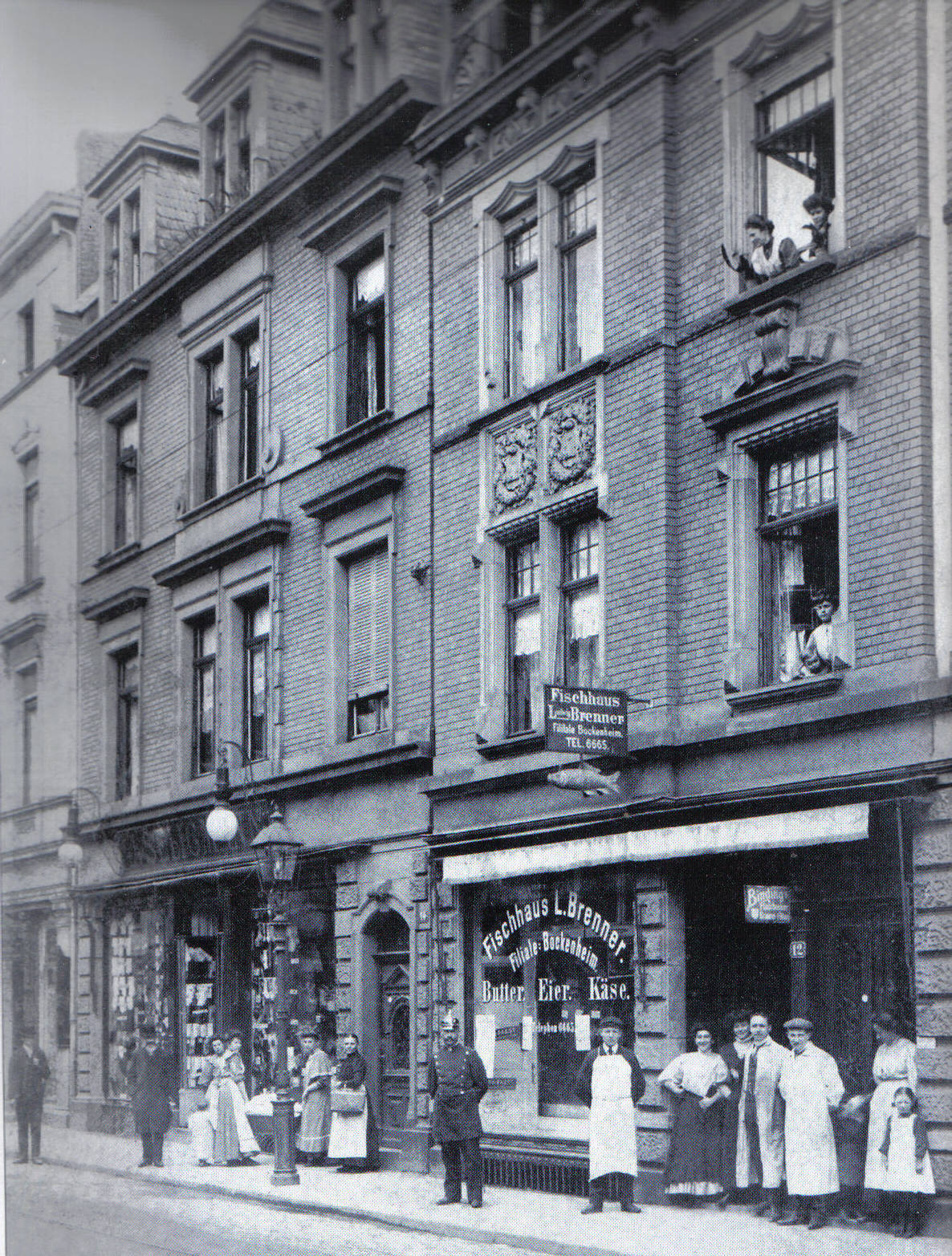
Filiale Fischhaus Ludwig Brenner (1905)

Um 1905 wurde im Erdgeschoss eine Filiale des Fischhauses Ludwig Brenner betrieben, wovon eine Bildaufnahme zeugt. Das mehrstöckige Gebäude hat die Fliegerbomben des Zweiten Weltkriegs überdauert und wurde stilgerecht nach dem Krieg renoviert.

#### Leipziger Straße 13

##### Textilhandel Hermanns & Froitzheim

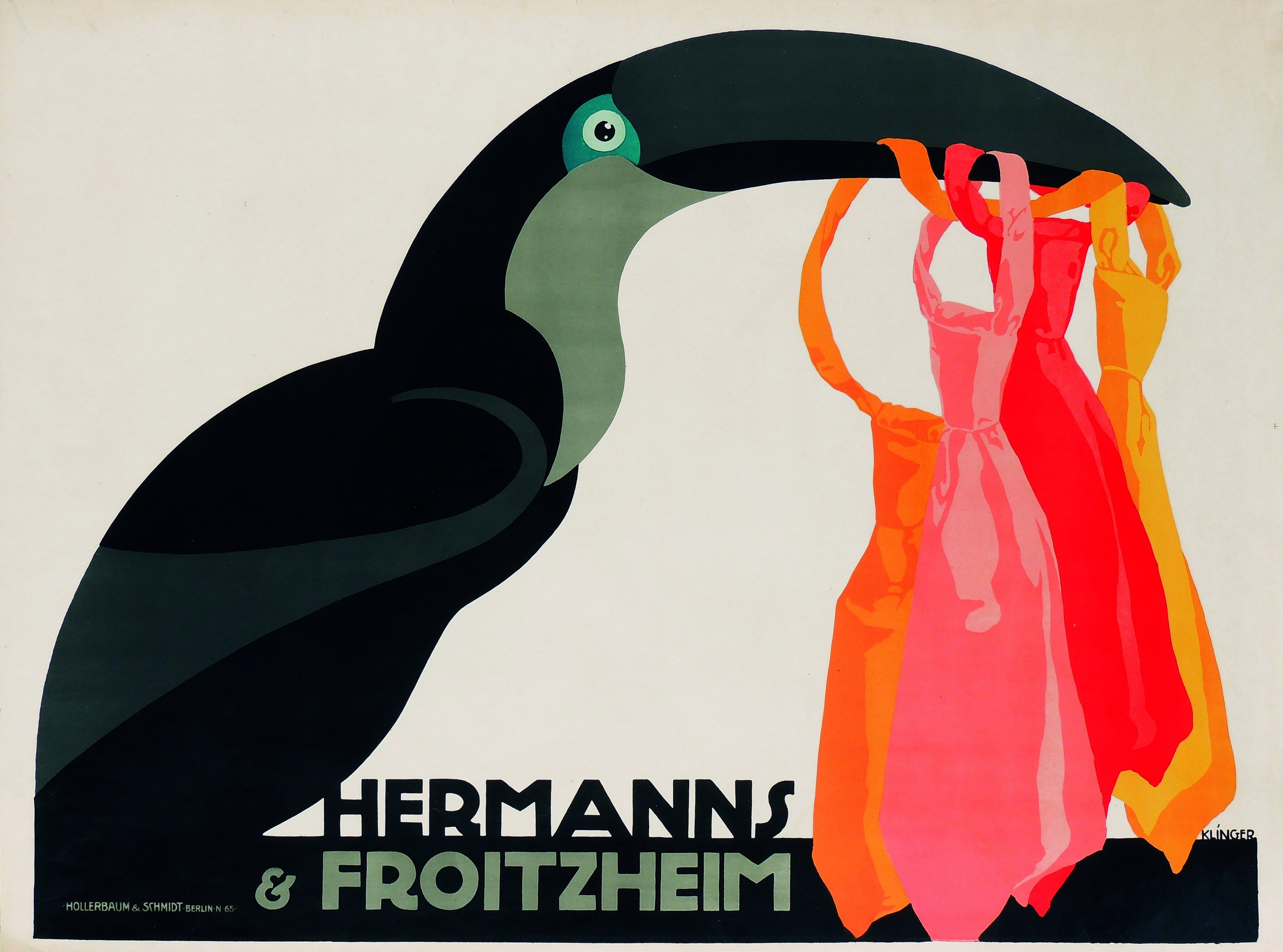
Plakatentwurf von Julius Klinger. Ein Tukan hält mit seinem Schnabel vier Krawatten (1911)
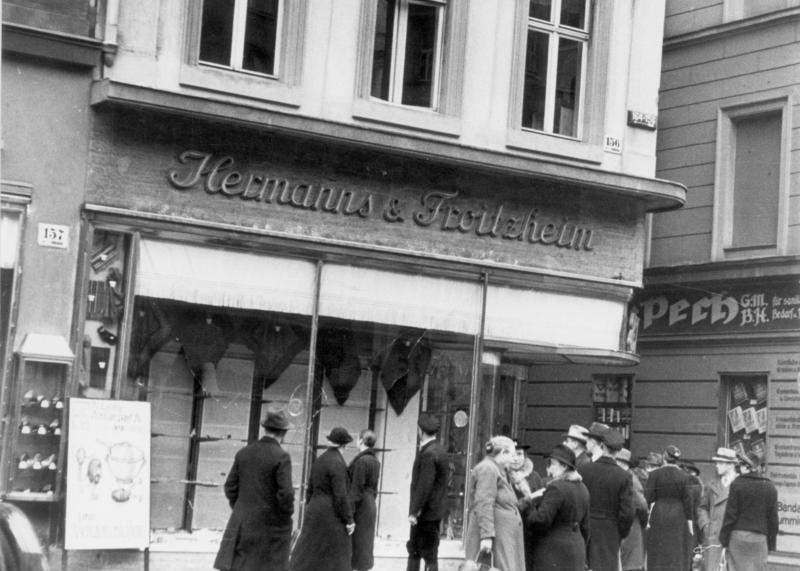
Hermanns & Froitzheim in Magdeburg am 9. November Reichskristallnacht (1938)

Die Firma Hermanns & Froitzheim, Herren- und Damenbekleidung, hatte neben dem Hauptstandort in Frankfurt, Zeil 93, auch Filialen in der Leipziger Straße 13 sowie in etlichen weiteren Städten: Höchst, Gießen, Bonn (Markt 27), Hamburg (Neuer Wall 52), Wuppertal, Berlin, Köln (Hohe Straße 65), Aachen (Kapuzinergraben 5) und Magdeburg. Das notwendige Expansionskapital wurde aber nicht von einer Person oder einer Familie gestellt, vielmehr hatten zahlreiche Filialen oftmals eigene Eigentümer, die nach außen unter dem einheitlichen Firmennamen Hermanns & Froitzheim auftraten.
Gerne beschäftigte das Unternehmen für ihre Werbemaßnahmen anerkannte Künstler wie Julius Klinger (1876–1942), der mit Ehefrau Emilie 1942 nach Minsk verschleppt und dort ermordet wurde.
Im November 1938 wurden zahlreiche Geschäfte des Unternehmens im Deutschen Reich geplündert und zerstört. Nach den vom ISG Institut für Stadtgeschichte Frankfurt am Main aufbewahrten Fotos kam es damals im Verlauf der Reichskristallnacht auch in der Frankfurter Filiale, Zeil 93, zu antisemitischen Schmierereien. Sie wurde mit Parolen und Davidsternen in weißer Farbe beschmiert, wie u. a. „Talmud-Gauner“, „Jud“; „Dreckjude“, „Sau“, „Talmud-Jude“. Wenig später wurde die Firma zwangsweise arisiert.
So verkaufte zum Beispiel Rosa Lazarus geb. Cahn, der das Herrenkonfektionsgeschäft „Hermanns & Froitzheim“ in Essen gehörte, 1938 ihr Geschäft und emigrierte mit ihren beiden Töchtern und deren Familien über die Niederlande in die USA. Eigentümer der Aachener Filiale Hermanns & Froitzheim wie die Katzensteins aus Aachen hatten andere Schicksale und wurden ermordet.
Durch Kriegsschäden und Nachkriegsbebauung wurden alle Spuren des ehemaligen Bekleidungsgeschäftes Hermanns & Froitzheim in der Zeil 93 und der Leipziger Straße 13 beseitigt. Heute befindet sich auf der Zeil 85-93 ein stylischer urbaner Nachtclub. In der Leipziger Straße 13 betreibt in einer nach Bombentreffern neu erbauten Immobilie ein Sanitätshaus seine Geschäfte. Spuren der Bockenheimer Filiale der Firma Hermanns & Froitzheim sind in der Leipziger Straße 13 nicht mehr vorhanden.

#### Leipziger Straße 13a

##### Bockenheimer Stadtteilbibliothek

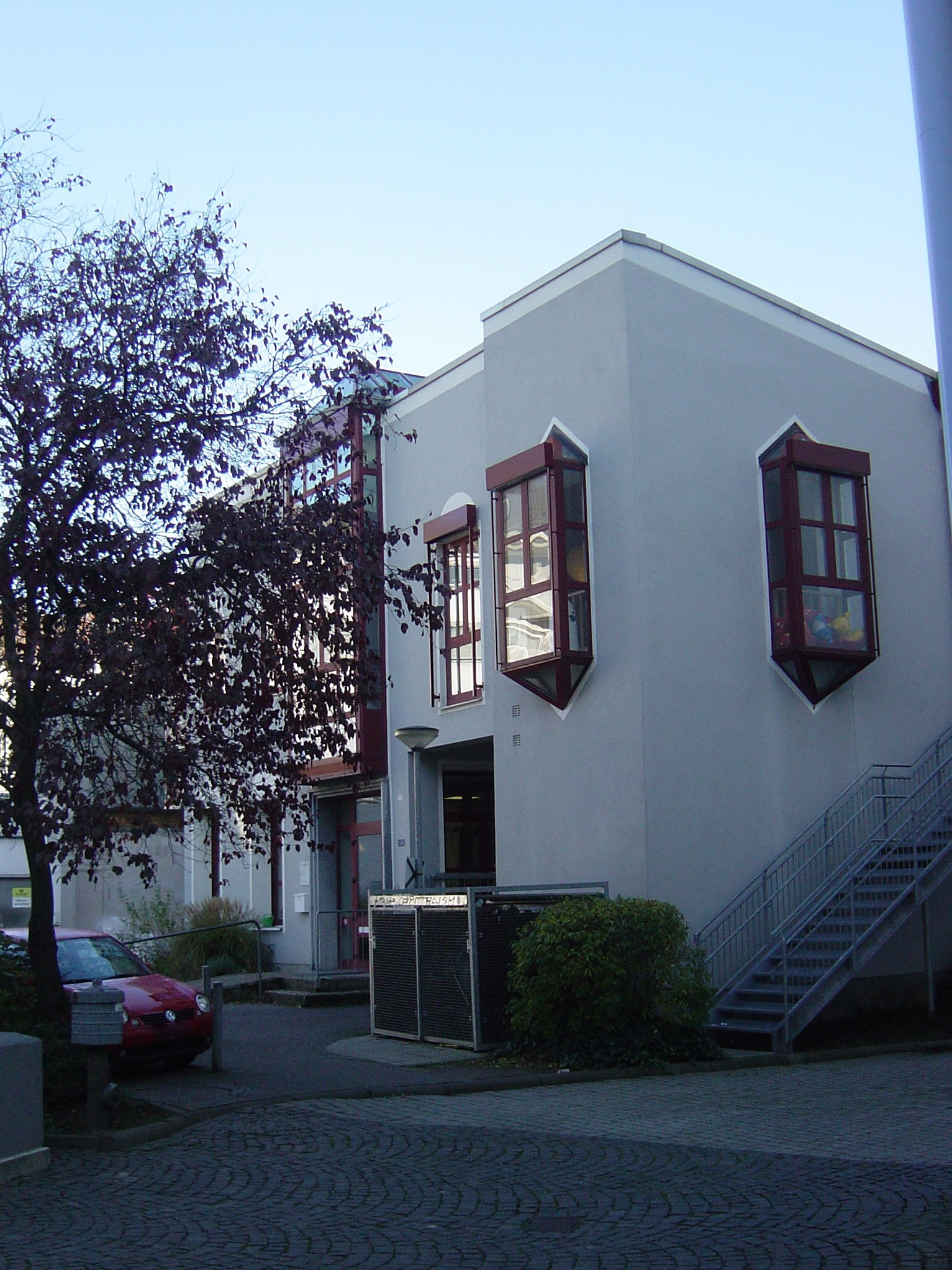
Ehemalige Räume der Stadtteilbibliothek Bockenheim (2013)
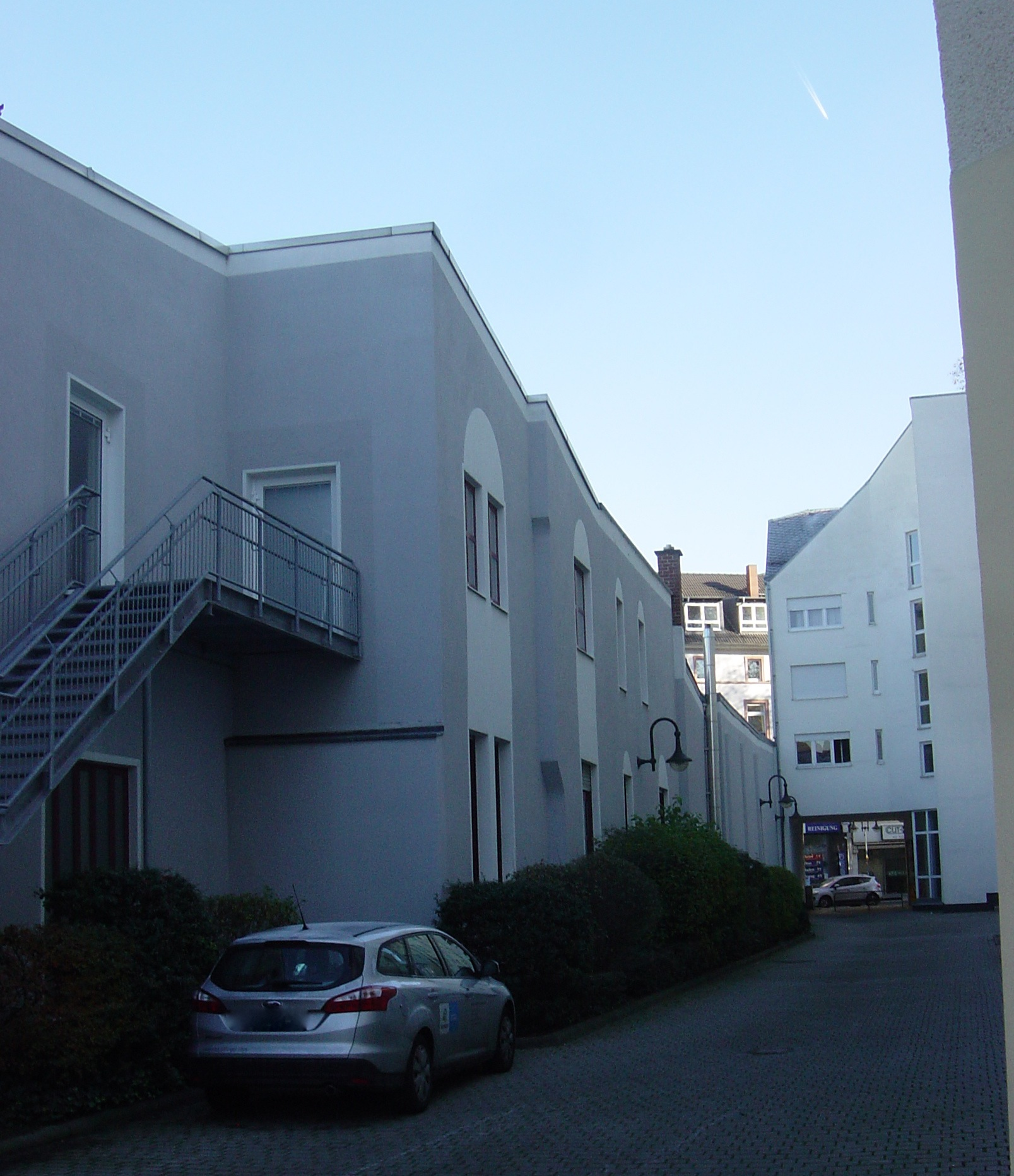
Leipziger Straße 13a (2013)
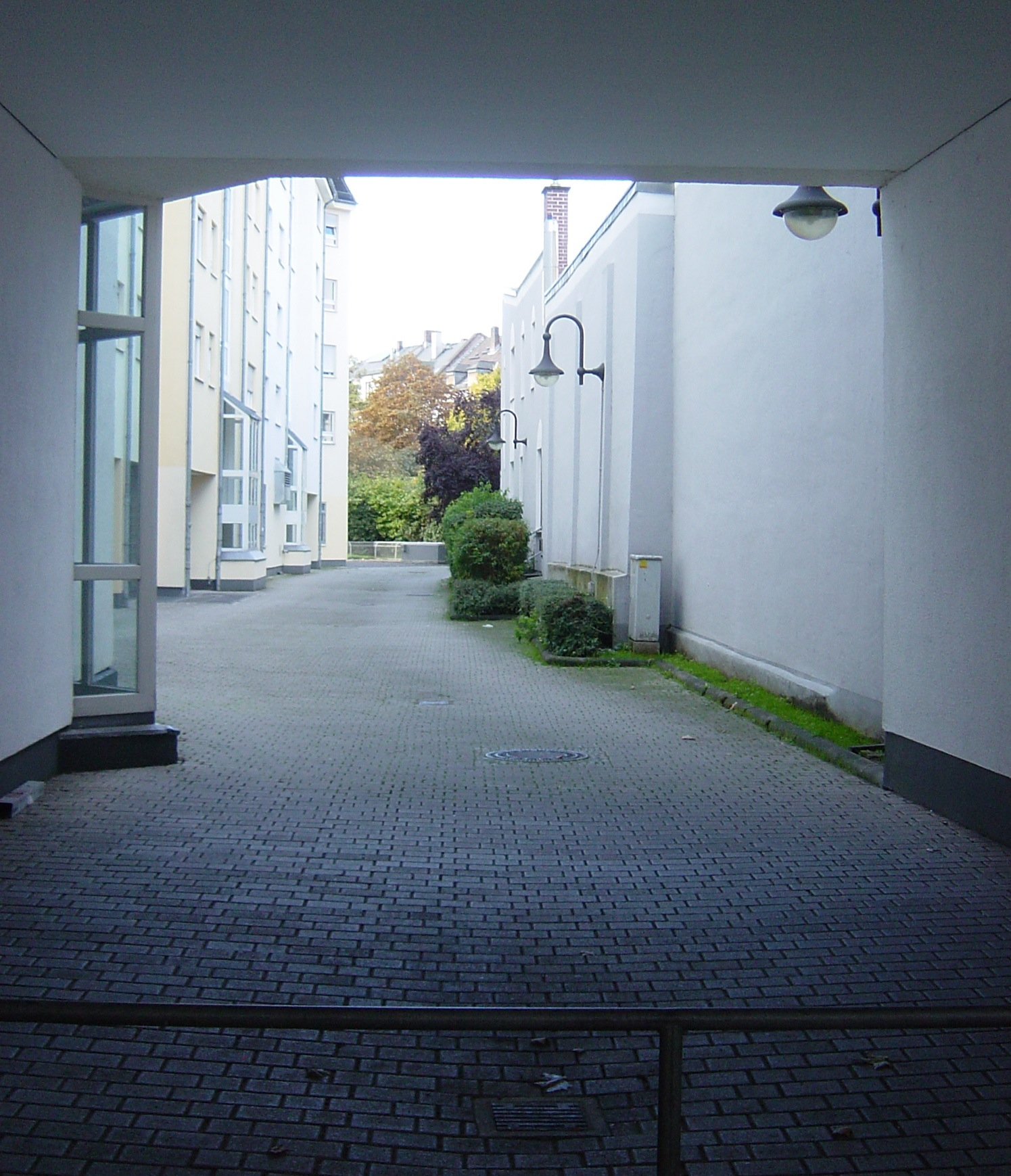
Durchgang zum Innenhof (2013)

Der aufwendige ehemalige Neubau der Stadtteilbibliothek im Innenbereich Adalbert- und Landgrafenstraße (Postanschrift: Leipziger Straße 13a) im Zuge des Baues der Ladengalerie Bockenheimer Warte, ersetzte das vormalige begrenzte Raumangebot der alten Bockenheimer Stadtteilbibliothek der Nachkriegszeit in der Großen Seestraße 25. 2003 musste nach einem Stadtverordnetenbeschluss aus Spargründen diese Stadtteilbücherei geschlossen werden.

##### Kindertagesstätte
Mit Unterstützung der Stadt Frankfurt und dem Verein für soziale Arbeit-Kinderwerkstatt Bockenheim e. V. wurde der ehemalige Neubau der Stadtteilbibliothek im Innenbereich Adalbert-/Landgrafenstraße, Leipziger Straße 13a, an den Verein „Spielraum im Stadtteil e. V. –Kinderladen“ vermietet. Der Verein betreibt für 54 Kinder in drei Gruppen eine Kindertagesstätte mit Altersmischung für den Bereich Bockenheim.

#### Leipziger Straße 21

##### Farbenhaus Eisenhauer
Der Firmenname dieses Farbenhauses erinnerte in den Nachkriegsjahren viele Bockenheimer an den ehemaligen US-General und späteren amerikanischen Präsidenten Dwight D. Eisenhower, dessen deutsche Vorfahren Eisenhauer hießen. Der Name Eisenhower ist deutschen Ursprungs und lässt sich auf Hans Peter Eisenhauer (* 1651) aus Eiterbach (Odenwald) zurückverfolgen. Ein nicht ungewöhnlicher Familienname speziell in Hessen, aber noch häufiger in den USA. Das Farbenhaus Eisenhauer mit seinem Sortiment von Farben und Lacken war für die Bockenheimer quasi die Vorstufe zur späteren Invasion von Baumärkten im Frankfurter Raum. Erst Ende der 1990 Jahre stellte das Farbenhaus Eisenhauer seinen Geschäftsbetrieb ein.

#### Leipziger Straße 22

##### Photographisches Institut Carl Abel

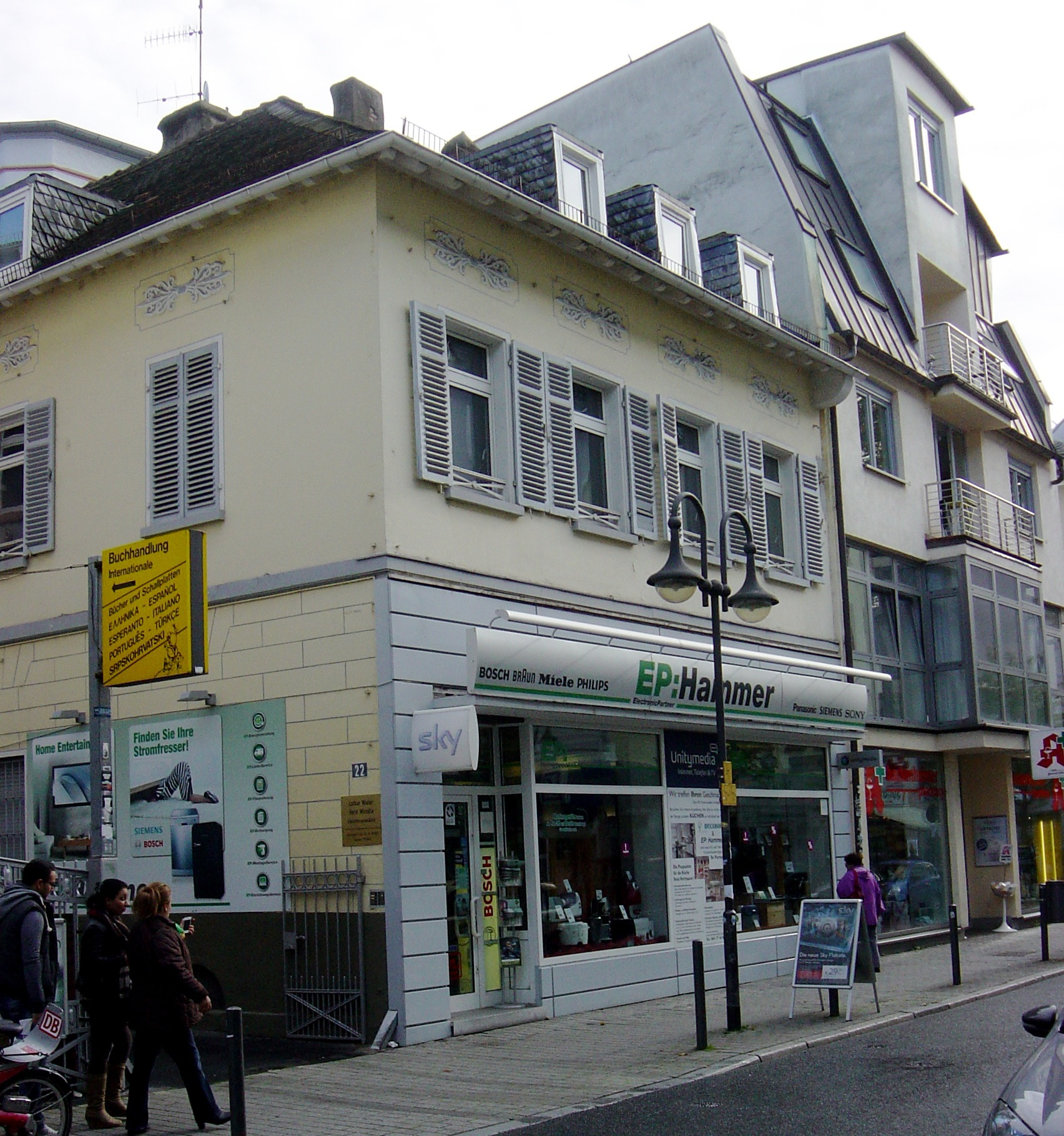
Leipziger Straße 22 (2013)
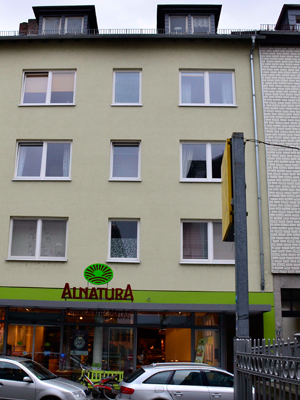
Leipziger Straße 19 (2015)

In seiner Bockenheimer Häuserchronik berichtete Heinrich Ludwig von einer Bebauung des Grundstücks des vormaligen Frankfurter Grundstückseigentümers mit Migrationshintergrund Philipp Jacob Passavant (1782–1856) im Jahre 1825/26 durch den Uhrmachermeister Bingenheimer und den Chirurgen Gottfried Bender, sowie von einem Hauseigentümer Eduard Engelhard im Jahre 1862. 1862 bis 1871 gehörte diese Liegenschaft dem Uhrmachermeister und Bockenheimer Stadtrat Christian Friedrich Heinrich Mäcker. Das ISG Frankfurt bewahrt das Gesuch des Carl Abel, Fotograf aus Bockenheim, von 1865 um Erteilung der Gewerbeerlaubnis als Fotograf in Frankfurt zwecks Übernahme des fotografischen Geschäfts des J. W. Einbigler. Bereits seit 1875 betrieb Carl Abel in der noch selbständigen Stadt Bockenheim in der damaligen Frankfurter Straße 16 ein Photographisches Institut. 1895, nach der Eingemeindung in die Stadt Frankfurt, erhielt die Liegenschaft durch veränderte Parzellierung der Nachbargrundstücke die Adresse Leipziger Straße 22. Noch nach 1904 arbeitete hier Carl Abel als Photograph. Auch sein Sohn arbeitete später hier. Der Erste Weltkrieg und der nachwirkende wirtschaftliche Niedergang führten zum Ende des Photographischen Institutes. Einige seiner Photos werden heute noch antiquarisach angeboten.
1927 und auch 1935 betrieb hier und in dem Nachbarhaus Leipziger Straße 24 Bäckermeister C. Bender sein Handwerk. Ihn löste ab 1940 der Bäckermeister Joseph Geishecker ab, der nach dem Zweiten Weltkrieg vom gegenüber liegenden Standort Leipziger Str. 19 einen großen, Bockenheim dominierenden Bäckerei-Filialbetrieb mit zuletzt 24 Zweigstellen im gesamten Frankfurter Stadtgebiet entwickelte. An seine markanten blau-weißen Firmenfarben und den Geisbock als Firmenenblem erinnern sich noch zahlreiche ältere Bockenheimer. Seine starke Expansion führte zur Aufgabe seiner hier domizilierten Produktion. Er ließ im benachbarten Rödelheim, Eschborner Straße 135, eine neue Zentralbäckerei errichten. Der Tod von Joseph Geishecker, die aufkommende Wirtschaftskrise, das geänderte Konsumverhalten und die veränderte Mitbewerbersituation durch Großdiscounter veränderten wiederum auch hier den Markt. Oliver Mayer, Bäcker in dritter Generation der damalig 76 Jahre alten Frankfurter Bäckerei Mayer mit vormalig über 30 eigenen Zweigstellen, übernimmt, nach eigener Insolvenz, 2014 die 24 Filialen der Bäckerei Joseph Geishecker. Wenig später verschwand er vollständig vom Markt. Der Name Geishecker ging unter. Die Geishecker-Keimzelle am Standort Leipziger Str. 19 samt leerstehenden Produktionshallen wurde verkauft und vom Lebensmittelhändler Alnatura zu einem seiner Ladengeschäfte aus- bzw. umgebaut. In der Liegenschaft Leipziger Straße 22 bietet heute ein Elektrofachgeschäft seine Waren an.
Vom mehrfach umgestalteten Gebäude der Leipziger Straße 22 fällt besonders der markante Dachsims zwischen dem senkrechten Mauerwerk der Außenseite und dem schräg aufgelegten Dach auf. Diese Anschlusszone schließt die Fassade nach oben hin ab. Die historischen eisernen Zuganker auf der Fassade sorgen mit ihrer optischen Spannwirkung für eine horizontale Stabilität dieses Gebäudes. Sie haben aber hier nur noch dekorative Bedeutung. Die ehemaligen Sprossenfenster wurden durch sprossenlose Ausführungen ausgetauscht, dafür haben sich die konturgebenden Holzfensterläden erhalten. Auch der Ladenbau im Erdgeschoss wurde modernisiert.

#### Leipziger Straße 25

##### Tengelmann, Montanus aktuell

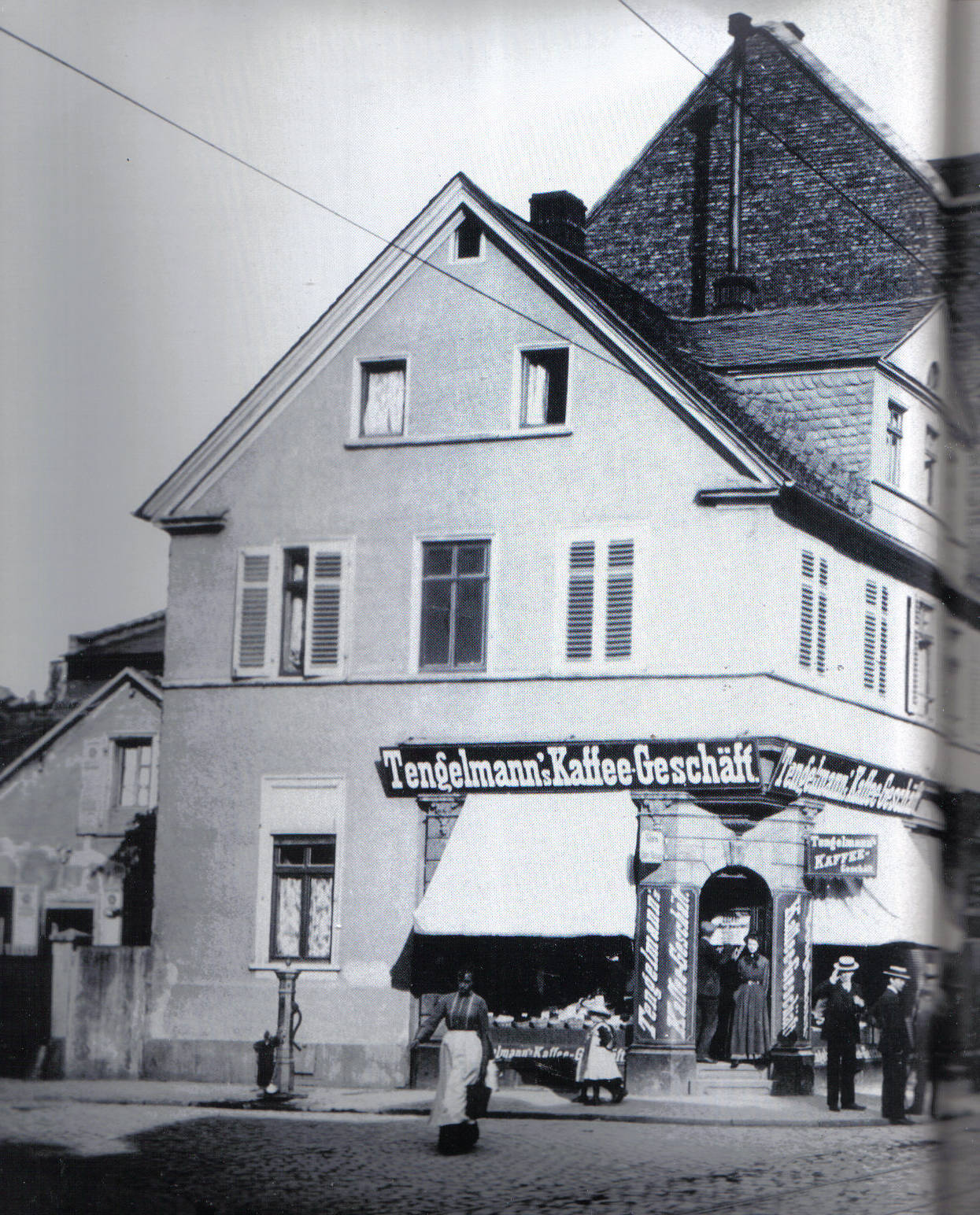
Tengelmann (1905)
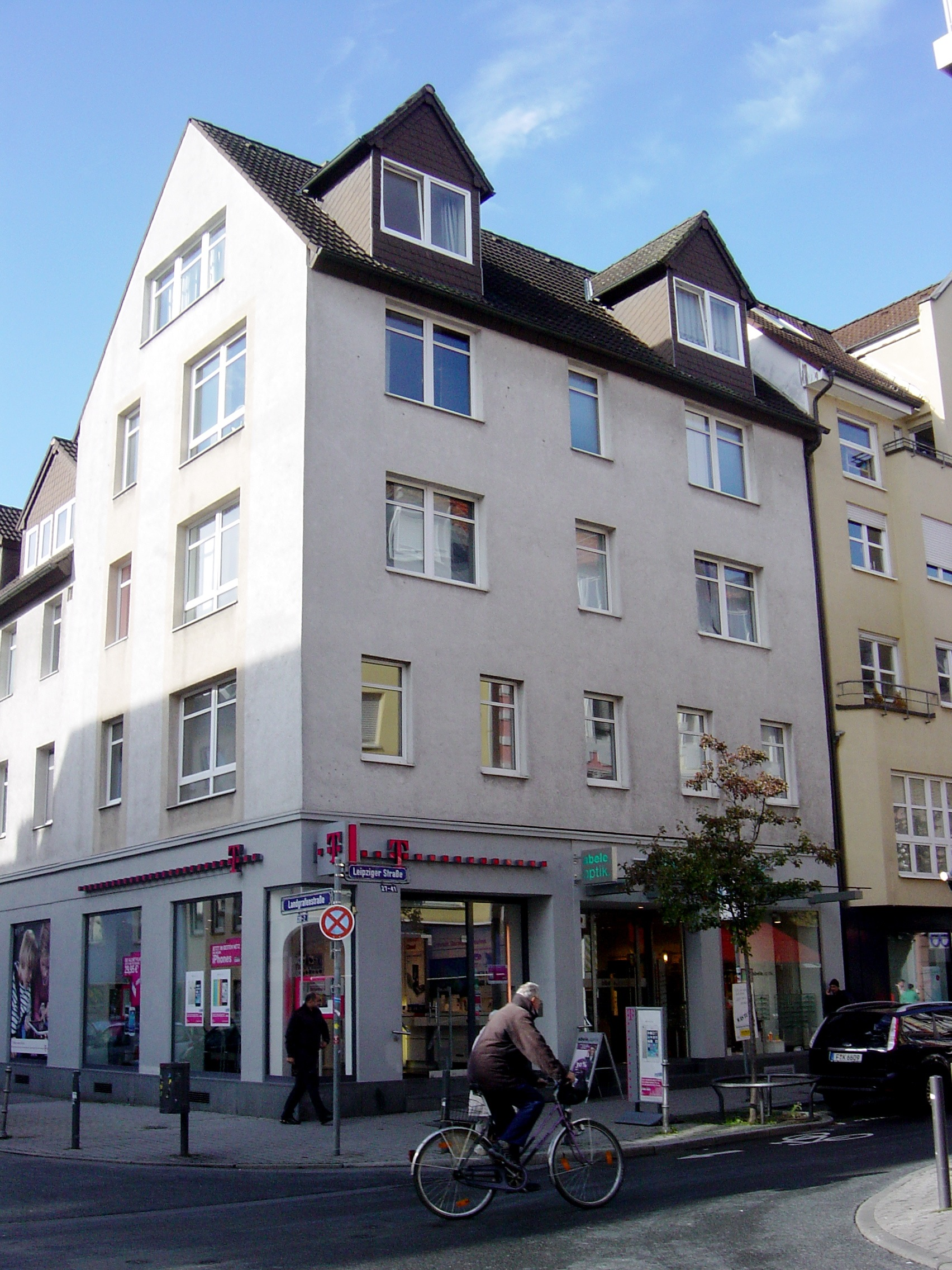
Leipziger Straße 25, Ecke Landgrafenstraße (2013)

Im Gebäude Leipziger Straße 25, Ecke Landgrafenstraße befand sich bereits vor dem Ersten Weltkrieg eine Filiale von Tengelmann’s Kaffee-Geschäft. Nachdem die Bombenschäden aus dem Zweiten Weltkrieg beseitigt waren, wurde die Immobilie, speziell der Eckladen, mehrfach umgebaut. Ab Anfang der 1970er Jahre betrieb hier der Frankfurter Bahnhofsbuchhändler Hermann Montanus (1915–1990) eine Filiale seiner stark expandierenden linksorientierten Ladenkette „Montanus aktuell“ unter seiner Frankfurter Hauptverwaltung. Er verzichtete, analog dem Erfolgskonzept seiner Bahnhofsbuchhandlungen, auf ein gleichartiges Stammsortiment seines Buchangebots, sowie auf eine traditionelle Buchberatung im Verkauf. Auch bot er viele Zeitungen und Zeitschriften an, die die Verlage ihm direkt anliefern mussten. Er übersprang den Großhandel und erhielt damit größere Rabatte. Die gleiche Strategie wandte er auch bei Schallplatten an. Verkaufsfördernd war auch das beständige Abspielen neuester Musik in seinen Filialen. So entwickelte sich auch die Filiale Montanus aktuell, Leipziger Straße 25, schnell zum Kultort nicht nur Bockenheimer Studenten. Die explosionsartige Vergrößerung auf 45 Filialen, besonders in der Nähe von Universitäten, war ohne zusätzliches Kapital nicht möglich. Der Verleger John Jahr (1900–1991) wurde mit einer großen Kapitalbeteiligung zum bedeutenden Mitgesellschafter, hatte sich doch Montanus zu einem seiner Großkunden entwickelt. Aber auch das Humankapital musste mitwachsen. So begann u. a. der spätere Musikmanager Thomas M. Stein (* 1949) bei Montanus seine berufliche Karriere. In einer oberen Etage dieser Montanus-aktuell-Filiale in der Leipziger Straße mietete sich dann zeitweise auch Hellmuth Karasek (1934–2015) ein. Der wirtschaftliche Renditedruck, steigende Kosten, sinkende Verkaufszahlen bedeuteten das Ende der selbständigen Montanus-aktuell-Gruppe. Hermann Montanus musste 1973 aus der Firma aussteigen und 1982 selbst für seine Bahnhofsbuchhandlungen Konkurs anmelden. Er verlor dadurch sein gesamtes Restvermögen. Montanus aktuell ging in großen Teilen an die Hussel-Gruppe (jetzt Douglas Holding) und wurde fusioniert mit der Buchhandelsgruppe Thalia Bücher. Diese verlagerte den Filialstandort zunächst in die Leipziger Straße 47 als Phoenix Montanus und zog sich später ganz aus Bockenheim zurück.
Das Ladenlokal Leipziger 25 mietete dann der Kaffeeröster Tchibo, der später aber in die Räume Leipziger Straße 35 seines von ihm aufgekauften Mitbewerbers Eduscho zog. Der Immobilienbesitzer ließ die Nachkriegsbebauung niederlegen und an gleicher Stelle ein fünfstöckiges Wohn- und Geschäftshaus errichten, einschließlich zweier Ladengeschäfte. In den neuen Eckladen zog eine von 1.082 Filialen des Bijou-Brigitte-Konzerns, Hamburg, der aber schnell wieder aus dem Mietvertrag ausstieg. Der nächste Mieter war und ist ein Telekom-Shop.

#### Leipziger Straße 26

##### Café Dülk, Leipziger Str. 26
Nach dem kurhessischen Hof- und Staatshandbuch für 1838 betrug die Einwohnerzahl der damals noch selbständigen kurhessischen Stadt Bockenheim 2.755 Personen, im Vergleich zu 54.822 Einwohnern der nahen Stadt Frankfurt. Gemäß Aufzeichnung erfolgte in diesem Jahr eine dokumentierte Bebauung der Frankfurter Straße 20, die nach der Eingemeindung von 1895 in Leipziger Straße 26 umbenannt wurde. In der Zeit vor und nach der Septemberrevolution 1848 hatte hier J. P. L. See seinen Verlag Bürgerblatt für Bockenheim. Spätestens seit 1862 betrieben hier Konditoren und Bäcker ihr Gewerbe. So zum Beispiel ab 1882 der Konditor Karl Ludwig Paulizky, ab 1904 Philipp Bender, für den ab 1927 ein A. Goldberg ein Kaffeehaus betrieb, der aber bereits 1935 wegen der Arisierung das Geschäft, namens Café des Westens, an den Bäckermeister C. Bender, Sohn des Philipp Bender, übergeben musste. Aus der Zeit vor der Bombardierung Bockenheims 1944 hat sich eine Foto-Postkarte des Café Dülk mit eigener Konditorei im Haus Leipziger Straße 26 erhalten. Noch 1963 meldet der Hotel- und Gaststättenverband Frankfurt am Main eine Lucie Dülk als Mitglied an. Ebenfalls liegt im ISG Frankfurt ein Vertrag zwischen dem Stadtbahnbauamt und dem Grundstückseigentümer Rudolf Dülk zum Bau einer Tunnelanlage in den Grundstücken Gemarkung Bockenheim, Flur 11, Nr. 540/19 und 524/17 (= Leipziger Straße 26) im Zuge des U-Bahnbaus in Bockenheim vom 2. Oktober 1979.
Seit ca. 1985 betreiben ein Thai-Restaurant und ein chinesisches Bistro in dieser Immobilie ihre Geschäfte.

#### Leipziger Straße 28-30

##### Gastwirtschaft „Forell’s Garten“

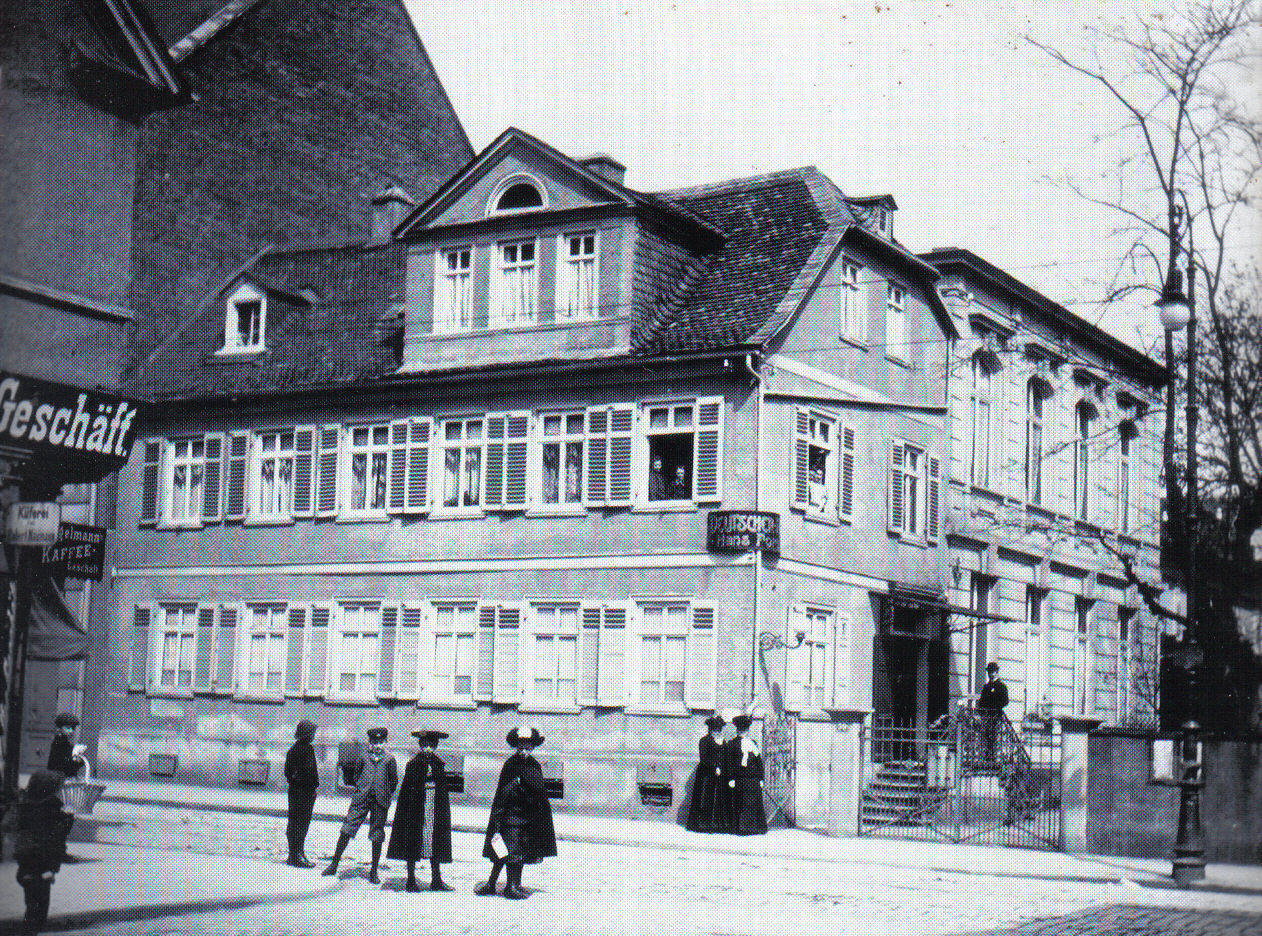
Leipziger Straße mit Deutschem Haus und Forell’s Garten (1905)
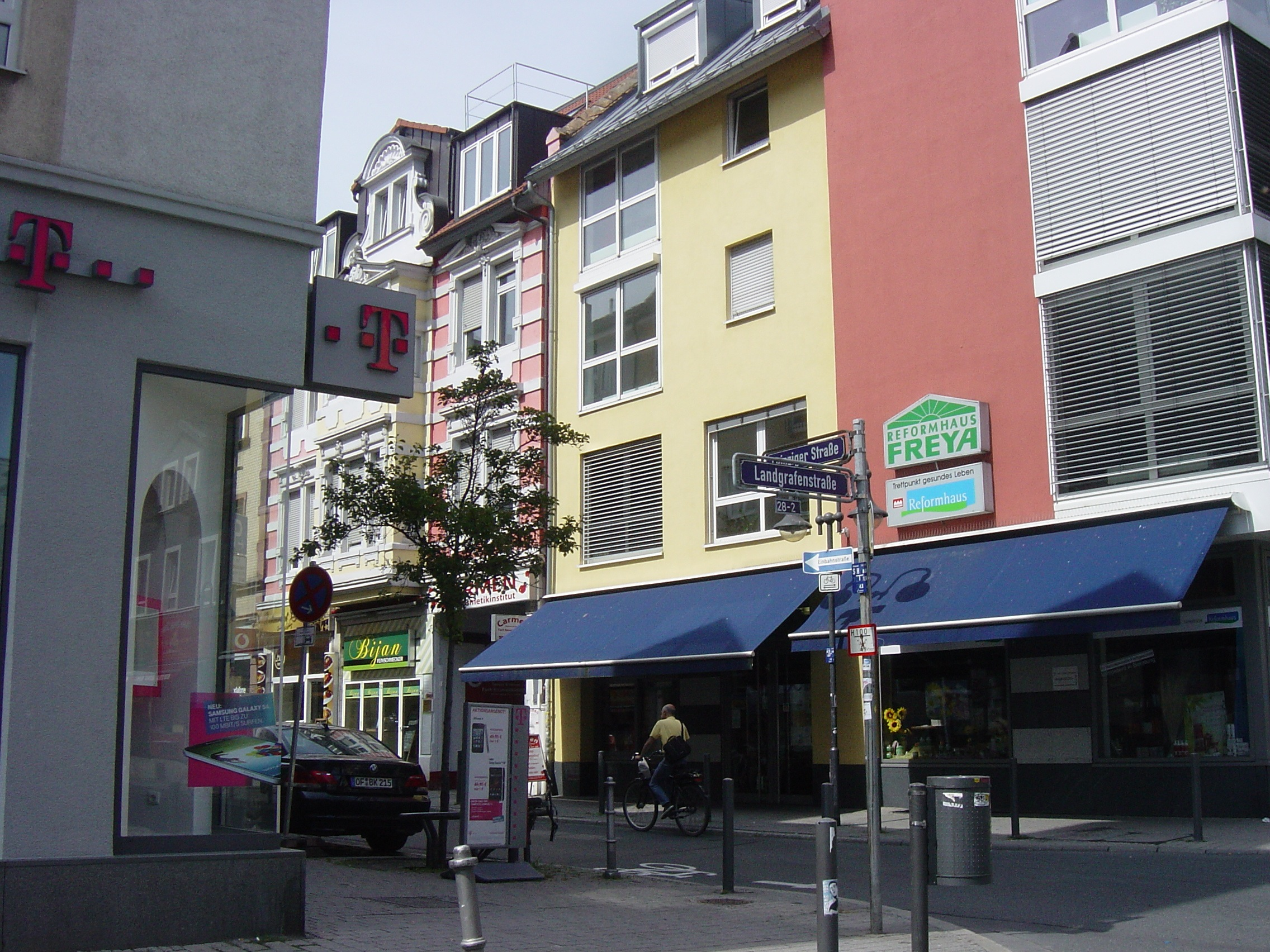
Leipziger Straße 30, heutiger Blick (2013)

An der Frankfurter Straße, später Leipziger Straße 28–30, Ecke Wildunger Straße, eröffnete 1825 der zugezogene Peter Forell den Gasthof Zum deutschen Hof. Sein Sohn Christoph Forell heiratete 1851, übernahm den Gasthof und baute 1856 einen Fest- und Tanzsaal an sowie 1857 eine Kelter-Remise zur Herstellung eigenen Apfelweins. So entstand die beliebte Gartenwirtschaft namens Forell’s Garten. Vor der Annexion durch Preußen 1866 fanden hier Militärkonzerte der in der nahen freien Reichsstadt Frankfurt am Main stationierten Bundestruppen statt. Die Familie Forell hatte damals einen der schönsten Tanz- und Gesellschaftssäle im Großraum Frankfurt. In der Zeit um 1896 übernahm, nach dem Tod des Vaters Christoph, dessen Sohn Hans Forell Gasthaus, Tanzsaal und Gartenwirtschaft. Hier führten in den 1920er Jahren unter anderem Gottfried Salomon (1892–1964) mit seinen Frankfurter Studenten, darunter Theodor W. Adorno und Walter Benjamin, in abendlichen Kolloquien lebhafte öffentliche Diskussionen. Während der Wirtschaftskrise kaufte 1929 die damalige Bockenheim benachbarte Weltfirma die Liegenschaft zunächst als Grundstücksreserve. Der Zweite Weltkrieg zerstörte auch diese Liegenschaft. In den Aufbaujahren nach dem Krieg wurden die Wildunger Straße von der Hartmann & Braun AG geschlossen und Fabrikgebäude errichtet. Nach Aufgabe des Produktionsortes und völliger Produktionsverlagerung wurde auch auf diesem Grundstück ein mehrstöckiger Neubau errichtet. Er wurde nach Revitalisierung und Wiedereröffnung der Wildunger Straße als Eckbebauung errichtet. Das Erdgeschoss wurde als Ladengeschäft einer Reformhauskette vermietet. Der Bezug zu der vormals beliebten Gartenwirtschaft ist vollständig verschwunden. Nur auf dem Bockenheimer Friedhof zeugt eine aufwendige historische Familiengrabanlage der Familien Knodt und Forell, die unter Denkmalschutz steht, noch von dem Wirken dieser Familien in Bockenheim. Die Inhaber der ehemaligen Kunstgießerei und Metallwerke Knodt waren Nachbarn der Familie Forell. Beide Familien waren verwandtschaftlich verbunden.

#### Leipziger Straße 29

##### Radio Diehl
Laut dem Bockenheimer Häuserchronisten Heinrich Ludwig bebauten 1826, unter der Herrschaft des Kurfürsten von Hessen-Kassel Wilhelm II. die Bockenheimer Bauunternehmer Peter Rein und David Bender fast zeitgleich die Parzellen Leipziger Straße 29, 31, 33 und 35. Von 1828 bis zu seinem Tod am 24. September 1848 betrieb H. Leining fast zwanzig Jahre hier seine Wirtschaft Zum Weinberg, die dann seine Witwe weiterführte. Ab 1864 wurde Johann Ludwig Eigentümer, der hier 1865 zusätzlich eine Tanz- und Trinkhalle errichtete. Ihm folgten im jungen Kaiserreich 1872 erst Georg Prächter, dann ab 1885 seine Witwe Margarete Prächter geborene Madern. Es folgte als neuer Eigentümer der Gießener Kaufmann J. Pfeffer. Nach starken Kriegsschäden durch Fliegerbomben wurde das Gebäude mit vereinfachter Fassade und erweiterten Stockwerken wiederaufgebaut. Einzig ein Fenster mit auch nur teilweise rekonstruiertem Dreiecksgiebel als Fensterverdachung im Stil der Spätgründerzeit (1890–1918) erinnert an die ursprünglich opulente komplette Fassadengestaltung.
Mieter des Ladengeschäftes von ca. 1960 bis 1990 war eine Filiale der Firma Radio Diehl. Gründer Gottfried Diehl (1905–1981) übergab sein Radio-Einzelhandelsfachgeschäft an seine Söhne Alexander und Götz Diehl, die das Unternehmen zum führenden Unterhaltungs-Einzelhändler mit 20 Filialen im Rhein-Main-Gebiet ausbauten. Eine erfolgreiche Marketingsmaßnahme war eine jährlich veranstaltete internationale HiFi-Stereo-Ausstellung im Volksbildungsheim am Eschenheimer Turm. Auch mittels ihrer Filiale in der Leipziger Straße 29 erwirtschaftete Radio Diehl 1988, nebst seinem ProMarkt auf der grünen Wiese in Eschborn, mit insgesamt 500 Mitarbeitern einen Gesamtumsatz von circa 200 Millionen DM. Dies erweckte natürlich Begehrlichkeiten. So forciert Rewe-Chef Hans Reischl 1988 (laut Der Spiegel 32/1988) unter anderem den Kauf von Radio Diehl für ca. 40 Millionen, so wie er 1989 auch die komplette Leibbrand-Gruppe mit Hilfe von Leibrand-Chef Klaus Wiegandt eingliederte. Heute sind die Brüder Alexander und Götz im Immobilienbereich als Verwalter und Investoren tätig. Der technische Fortschritt, aggressive Mitbewerber, eine geänderte Konzernstrategie und ein verändertes Konsumverhalten führten bei Radio Diehl zunächst zur Räumung der Filiale Leipziger 29 und endete mit dem kompletten Verkauf von Radio Diehl an die Firma Radio Ostheimer in Schöllkrippen samt rechtlicher Aufspaltung und arbeitsrechtlicher Prozesse. Diese verkauften an den Versandhandel electronica24, domiziliert in der Ostheimer-Zentrale in Aschaffenburg-Nilkheim. Begleitet von mehrfachen Strafanzeigen wurde dann Insolvenz angemeldet. Danach herrschte lange Zeit ein Miet-Leerstand des Erdgeschosses.

##### Bäckerei Eifler

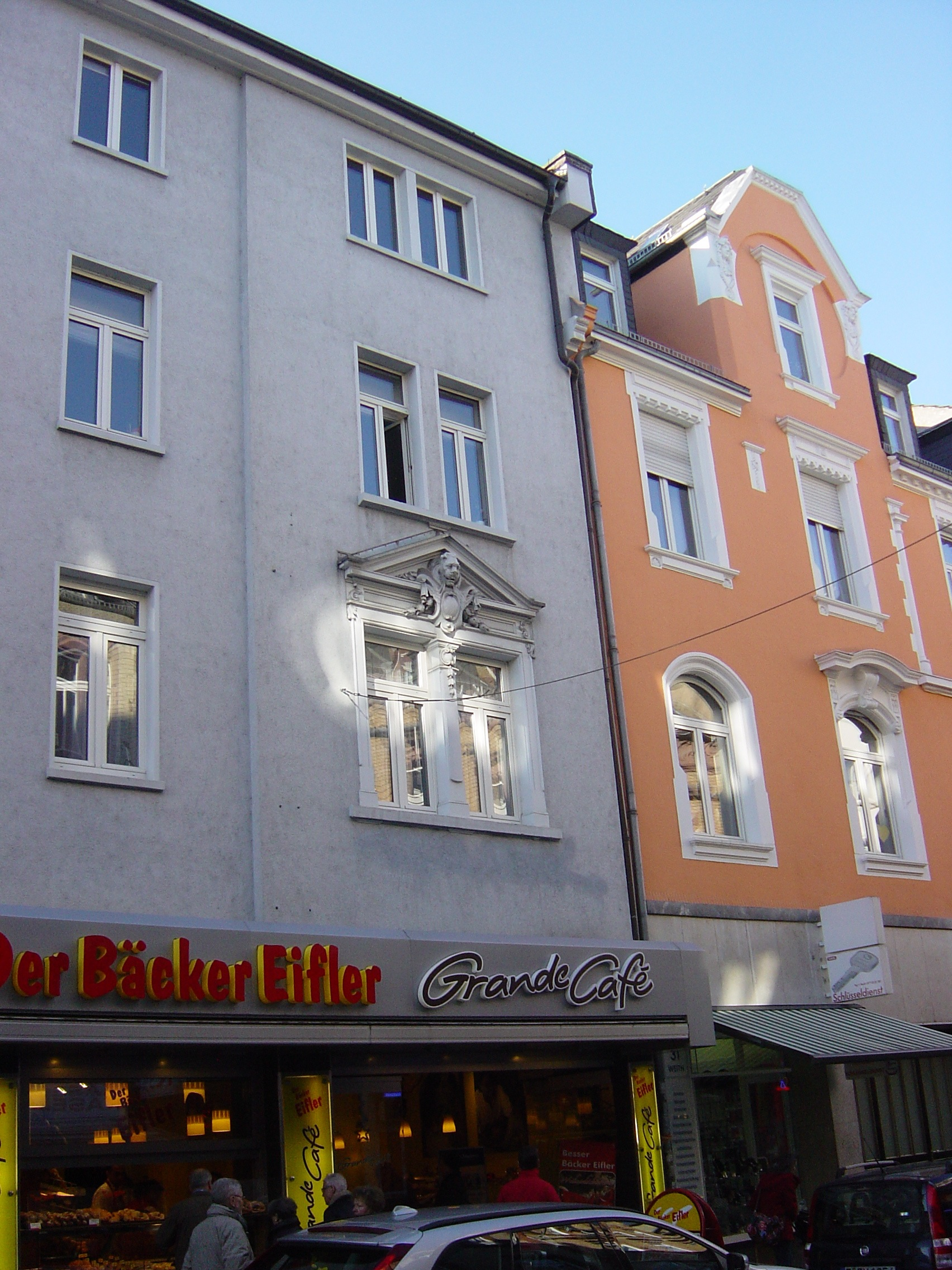
Leipziger Straße 29-31 (2013)

Seit 2008 ist die Frankfurter Groß-Bäckerei Eifler Mieter, die seitdem hier, auf einer in die Tiefe gehenden Fläche, ihr erstes sogenanntes Grande Café nebst einer ihrer zahlreichen Verkaufsfilialen betreibt.

#### Leipziger Straße 32

##### Weingroßhandlung Menzer

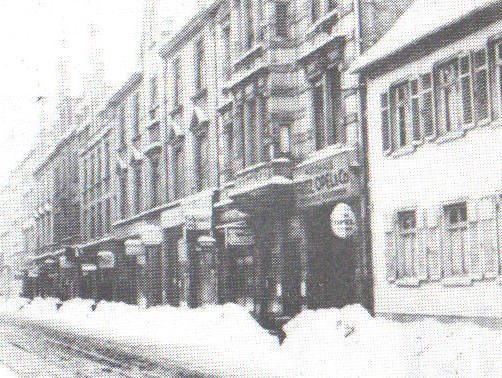
Autohaus Fritz Opel & Co. (1938)
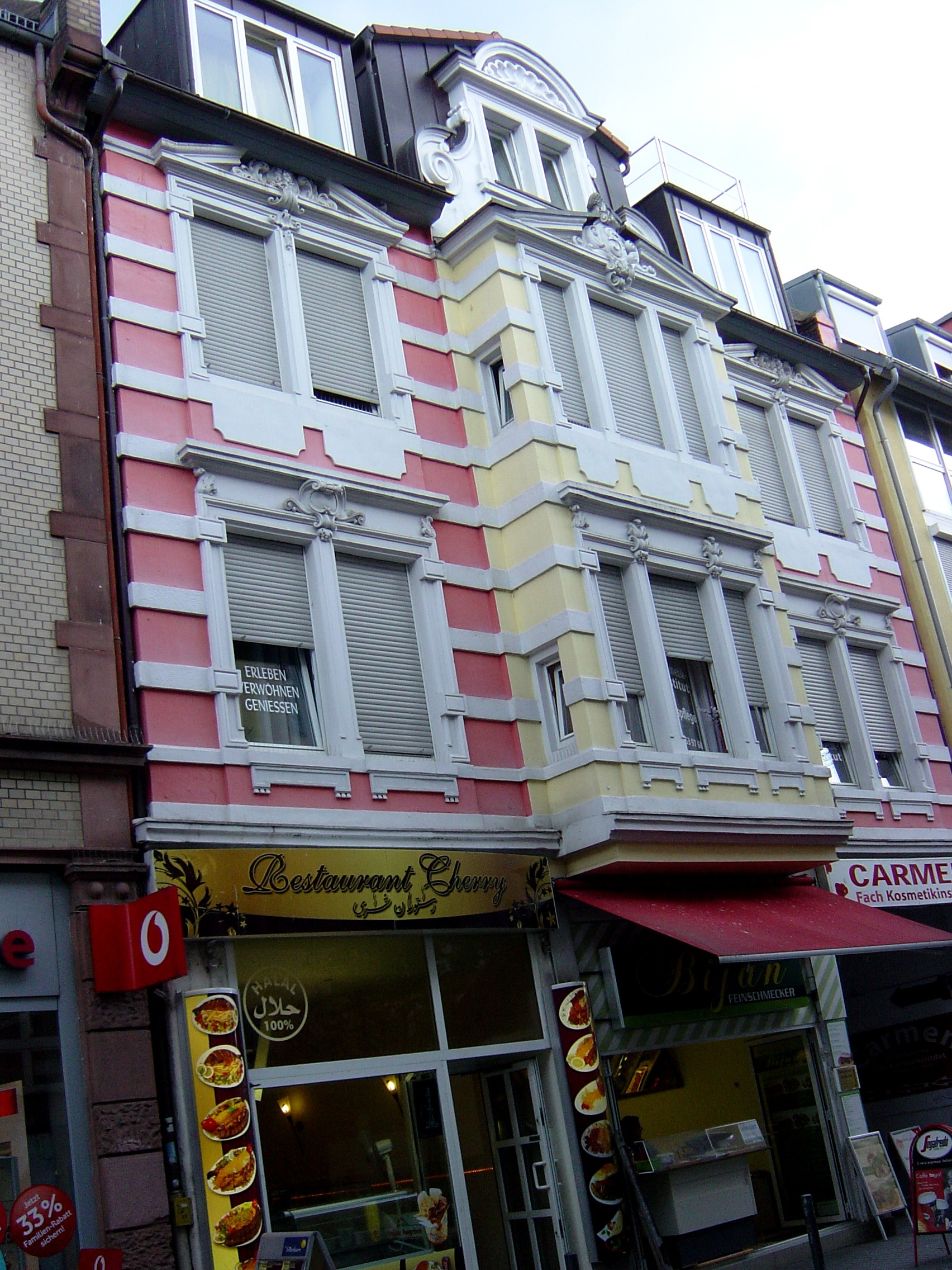
Leipziger Straße 32 (2013)

In der noch selbständigen Stadt Bockenheim, Frankfurter Straße 32, der späteren Leipziger Straße 32, in Nachbarschaft zum Gasthaus Deutscher Hof bzw. zu Forell’s Garten, eröffnete am 1. Mai 1877 der badische Weingroßhändler und Politiker Julius Menzer (1845–1917) eine weitere Weinstube analog einer 1840 vom Vater gegründeten berühmten griechischen Weinstube Zur Stadt Athen in Neckargemünd. Mit deren Ausmalung beauftragte er hier vor Ort den Frankfurter Künstler Karl Julius Grätz (1843–1912). Melzer eröffnete später weitere Niederlassungen im Kaiserreich, so zum Beispiel am 1. Mai 1883 in Berlin. Sein Tod und die Auswirkungen des Ersten Weltkriegs führten zur Aufgabe seines Weinhandels auch hier in Bockenheim.

##### Autohaus Fritz Opel
Vor und nach dem Zweiten Weltkrieg wurde in der Leipziger Straße 32 eine Filiale des Autohauses Fritz Opel & Co. nebst Werkstatt betrieben, zumal diese Frankfurter Immobilie den Zweiten Weltkrieg fast unbeschädigt überstanden hatte. Neben dem später weiß gekachelten Ausstellungsraum im Vorderhaus, führte hier durch die Einfahrt eine Fahrspur zur im Hinterhaus angebauten Kfz-Werkstatt, die mittels Rampe bis in den ersten Stock mit Pkws befahrbar war. In den 1970er Jahren schloss die nunmehr in Autohaus Georg von Opel umbenannte Unternehmensgruppe all ihre Stadtfilialen, so auch diese in Bockenheim. An der Hauswand der Liegenschaft Leipziger Straße 32 zeugte noch lange ein verblichenes Werbeschild mit den historischen Opel-Farben von der vergangenen Geschäftstätigkeit. Ein stadtbekannter Investor kaufte die Immobilie und beabsichtigte, Teile der ehemaligen Opel-Werkstatt zu einem Stadtteil-Parkhaus umzubauen. Er konnte das Vorhaben aber aufgrund fehlender Baugenehmigungen letztlich nicht fertigstellen. Das mehrstöckige Vorderhaus an der Straßenfront der Leipziger Straße 32 im Stil des wilhelminischen Historismus hat seither wechselnde Mieter, zunächst einen Textileinzelhandel und ein Steuerberatungsbüro, jetzt einen Imbiss und eine Praxis für Fußpflege.

#### Leipziger Straße 33

##### Photographisches Institut R. Schwab, Leipziger Str. 33, vormals Frankfurter Str. 33
Liegenschaft in der Leipziger Straße 33 mit historischen Fassadenankern. Eine erste Bebauung erfolgte durch den Bockenheimer Bauunternehmer und späteren Bürgermeister Peter Rein und seinen Geschäftspartner David Bender, die auch die jeweiligen Nachbarhäuser erbauten. 1824 wurde der Spenglermeister Christian Schwenk Eigentümer. 1882 erwarb Julius Müller, dann 1885 der Landesproduktenhändler Jakob Berlyn die Liegenschaft. Von 1904 bis 1935 arbeitete hier der Photograph R. Schwab. In seiner Bockenheimer Häuserchronik berichtete Heinrich Ludwig über die wechselnden Eigentümer. Nach Teilzerstörung im Zweiten Weltkrieg wurde das Mehrfamilienhaus mit vereinfachter Fassade wieder aufgebaut. Danach war es lange legendäres Geschäftslokal des Einzelhändlers Haushaltswaren Peikert mit Spielwarenabteilung in räumlich tiefen Geschäftsräumen. Heutiger Mieter ist der Sonderpostenmarkt Bin Cheng MIXX in baulich veränderten Geschäftsräumen, besonders die ehemals außenliegende umgehbare Verkaufsvitrine vor dem eigentlichen Ladeneingang wurde vorher zurückgebaut. Auch wurde Raum für ein zusätzliches Ladenlokal geschaffen.

#### Leipziger Straße 35

##### Eduscho

Eduscho-Logo (um 1980)
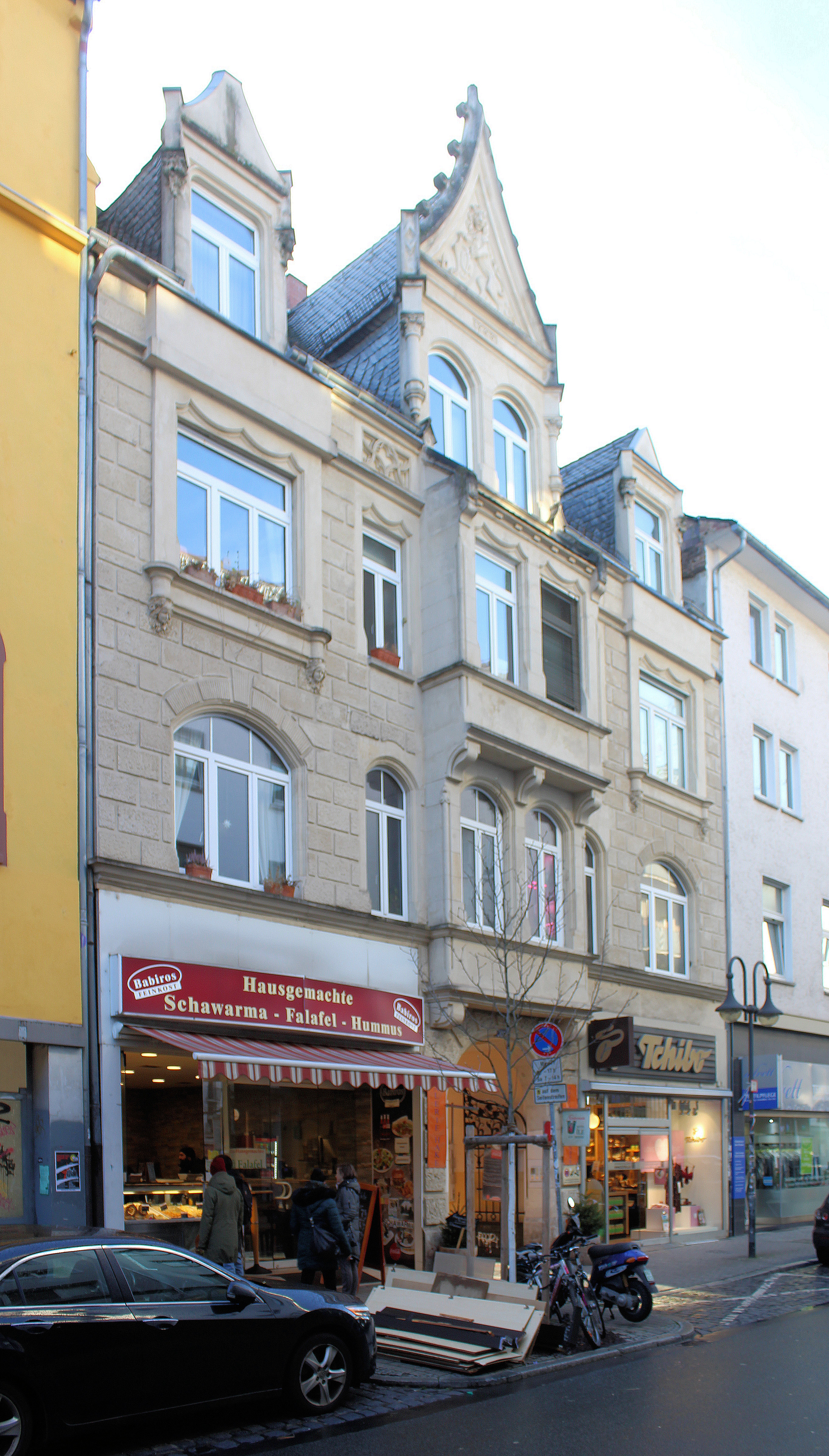
Blick auf Tchibofiliale, Leipziger Straße 35
Tchibo-Logo (2017)

Seit den 1970er Jahren gab es hier eine Eduscho-Filiale mit integriertem Kaffee- und Kakaoausschank an Stehtischen. Dort wurden durch eigenes Personal ausschließlich Eduscho-Produkte (neben Kaffee und Non-Food-Ware auch Schokolade, Pralinen und Tee) verkauft. Die Filiale entwickelt sich rasch zu einem besonders bei der Studentenschaft angesagtem Stadtteil-Treffpunkt.
1997 verkaufte die Eduscho, bedingt durch geänderte Marktsituation, ihr Kaffeegeschäft an den Hamburger Hauptwettbewerber Tchibo, der Eduscho als eigenständige Marke aufgab. Auch die Filiale in der Leipziger Straße 35 wurde auf das Tchibo-Design umgestellt. Die vormals eigene Tchibo-Filiale in der Leipziger Straße wurde geschlossen. Der integrierte Kaffeeausschank an Stehtischen wurde gegen Non-Food-Aktionsware ausgetauscht.

##### EWK Eisenwerke Kaiserslautern

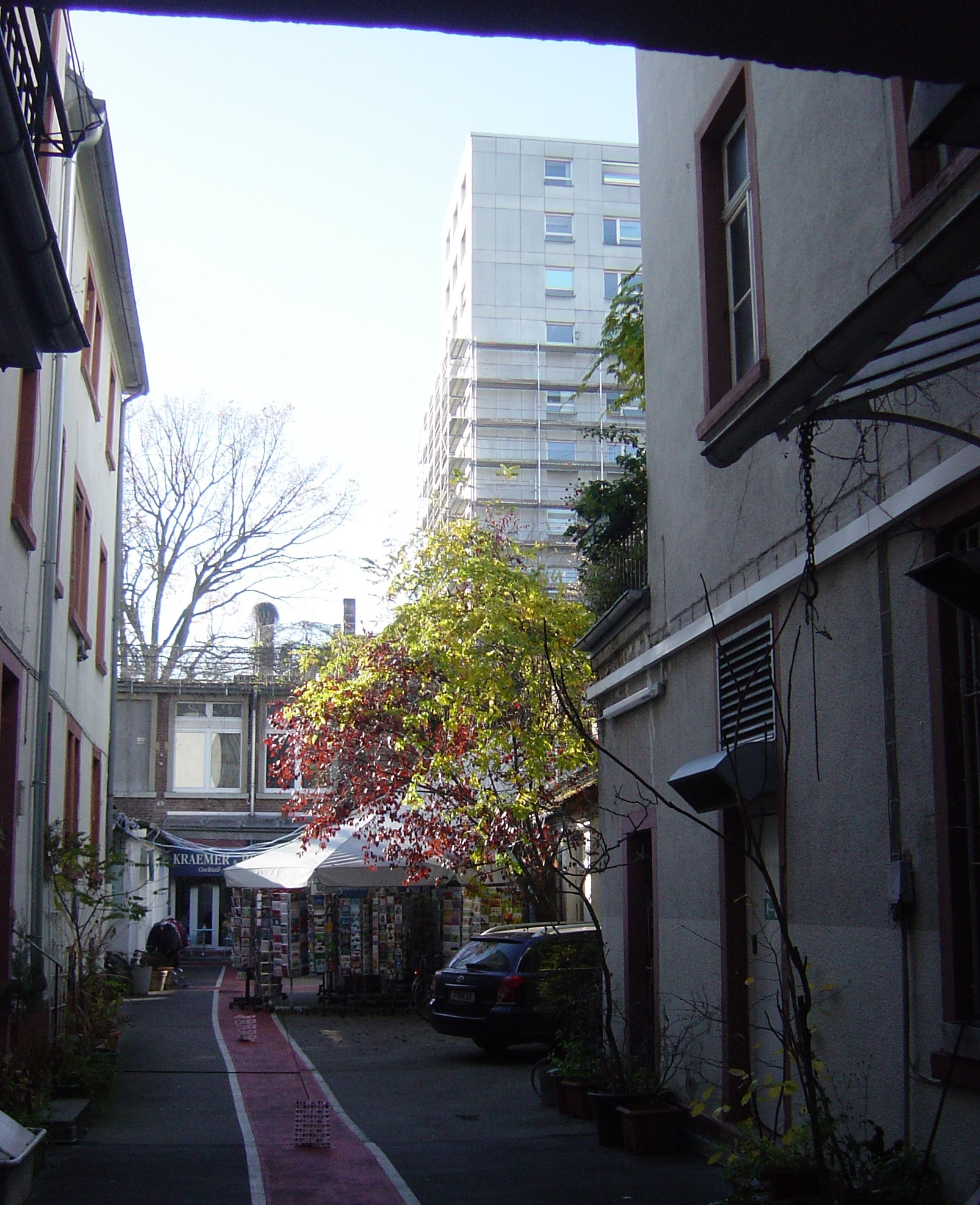
heutige Bebauung (2013)

Eine Filiale der Eisenwerke Kaiserslautern (EWK) AG mit Büro- und Lagerräumen befand sich im Rückgebäude der Leipziger Straße 35. Die Firma war vor allem im Eisen- und Stahlbau sowie im Radiatorenbau aktiv. Unterlagen von 1929 zu diesem Filialbüro finden sich im ISG Frankfurt.
Heute wird dort eine Galerie mit Restaurant betrieben.

#### Leipziger Straße 36

##### Veifa-Werke
1907 wurde in Frankfurt am Main die VEIFA – Vereinigte Elektrotechnische Institute Frankfurt-Aschaffenburg, gegründet. Sie war ursprünglich ein Zweigwerk der ELA – Elektrotechnische Werke Aschaffenburg, die der junge Aschaffenburger Friedrich Dessauer begründete. Er wurde als zehntes Kind einer Industriellenfamilie geboren. Sein Vater Philipp Dessauer (1837–1900) war der Gründer der Weißpapier- und Cellulosefabrik Aschaffenburg. Seine Mutter war Elisabeth Maria Karoline Vossen (1843–1920), die Tochter des Farbenfabrikanten Franz Daniel Vossen aus Lüttich. Schon in seiner Jugendzeit faszinierte ihn die naturwissenschaftliche und medizinische Forschung, besonders die von Conrad Röntgen entdeckten X-Strahlen und deren medizinische Einsatzmöglichkeiten. Dessauer studierte ab 1899 Elektrotechnik und Physik an der Universität München und an der TH Darmstadt, musste aber das Studium schon nach zwei Jahren abbrechen, da sein Vater plötzlich starb. Friedrich kehrte als 20-Jähriger nach Aschaffenburg zurück und gründete hier mit dem Aschaffenburger Arzt Bernhard Wiesner, dem Hausarzt der Familie Dessauer, der bald auch sein Schwager wurde, die ELS Elektrotechnischen Werke Aschaffenburg. Schon kurz nach der Jahrhundertwende begannen Dessauer und Wiesner vorab mit den „Aschaffenburger Röntgenkursen“, die sie regelmäßig bis zum Beginn des Ersten Weltkriegs veranstalteten. Aschaffenburg wurde damit zu einem der ersten Zentren der Strahlenheilkunde weltweit.
Die VEIFA in Bockenheim stellte dann mit bis zu 500 Angestellten mit großem Erfolg Röntgenapparate und elektromedizinische Geräte her, die auch international Absatz fanden. 1916, mitten im Ersten Weltkrieg, trennten sich die beiden Gründer von ihren Unternehmen. Mit der Firma Reiniger, Gebbert & Schall übernahm ein Mitbewerber die Veifa. Wenig später wurde sie Teil des Vertriebsunternehmens Siemens-Reiniger-Veifa Gesellschaft für medizinische Technik m.b.H. in Berlin. 1932 entstand durch Fusion der Reiniger, Gebbert & Schall AG in Erlangen mit der Phönix Röntgenröhren-Fabriken AG mit Sitz Rudolstadt (Thüringen) und dem Vertriebsunternehmen Siemens-Reiniger-Veifa Gesellschaft für medizinische Technik m.b.H. in Berlin die Siemens-Reiniger-Werke AG (SRW) mit Sitz in Berlin. Im Zuge dieser Neuorganisation wurde nahezu die gesamte Fabrikation elektromedizinischer Erzeugnisse der Siemens & Halske AG von Berlin und auch der Veifa in Frankfurt-Bockenheim nach Erlangen verlegt. 1966 wurden die drei Aktiengesellschaften Siemens & Halske, Siemens-Schuckertwerke und Siemens-Reiniger-Werke in der Siemens AG vereinigt. Der medizintechnische Bereich firmierte nun unter dem Namen Siemens AG, Wernerwerk für medizinische Technik. Im Zuge einer allgemeinen Umstrukturierung wurde das Wernerwerk 1969 in Siemens Unternehmensbereich Medizintechnik (Unternehmensbereich UB Med) umbenannt, 2001 zu Siemens Medical Solutions und schließlich 2008 zur heutigen Siemens Sector Healthcare.
Die Veifa-Immobilie in Frankfurt-Bockenheim ging vollständig an das stark expandierenden Bockenheimer Industrieunternehmen Hartmann & Braun, das nicht nur dieses Gebäude, sondern u. a. auch die Wildunger Straße mittels Mauer vollständig vom Stadtgebiet Frankfurt-Bockenheim isolierte. 1997, nach der Aufgabe des Standorts der Hartmann & Braun AG in Bockenheim und Verlagerung nach Eschborn, übernahm einen Teil der ehemaligen Veifa-Immobilie die GWH Wohnungsgesellschaft mbH Hessen und errichtete dort Mietwohnungen. Einen anderen Teil übernahm ein Privatinvestor, der seither hier Büroräume anbietet, dessen mehrfach saniertes Gebäude heute nur noch kundige Bockenheimer an die VEIFA erinnert. Deren Gründer Friedrich Dessauer erwählte der Bauverein Katholische Studentenheime e. V. zum Namenspatron für ihr Studentenwohnheim Friedrich-Dessauer-Haus (FDH) vor den Toren Bockenheims im benachbarten Stadtteil Frankfurt-Hausen.

#### Leipziger Straße 40

##### Filiale Bockenheim der Kaufhof AG

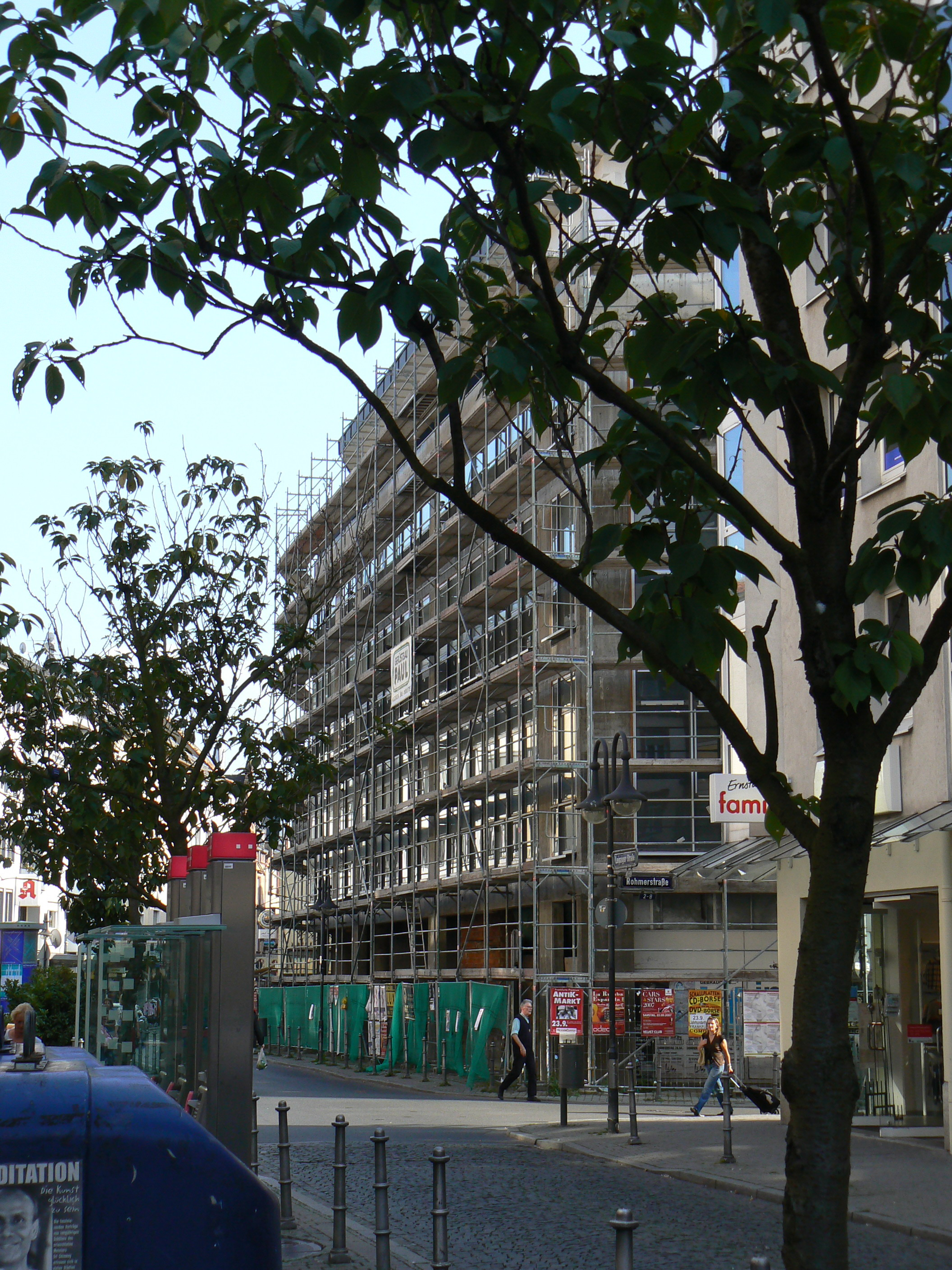
ehemaliger Kaufhof Leipziger Straße (2007)
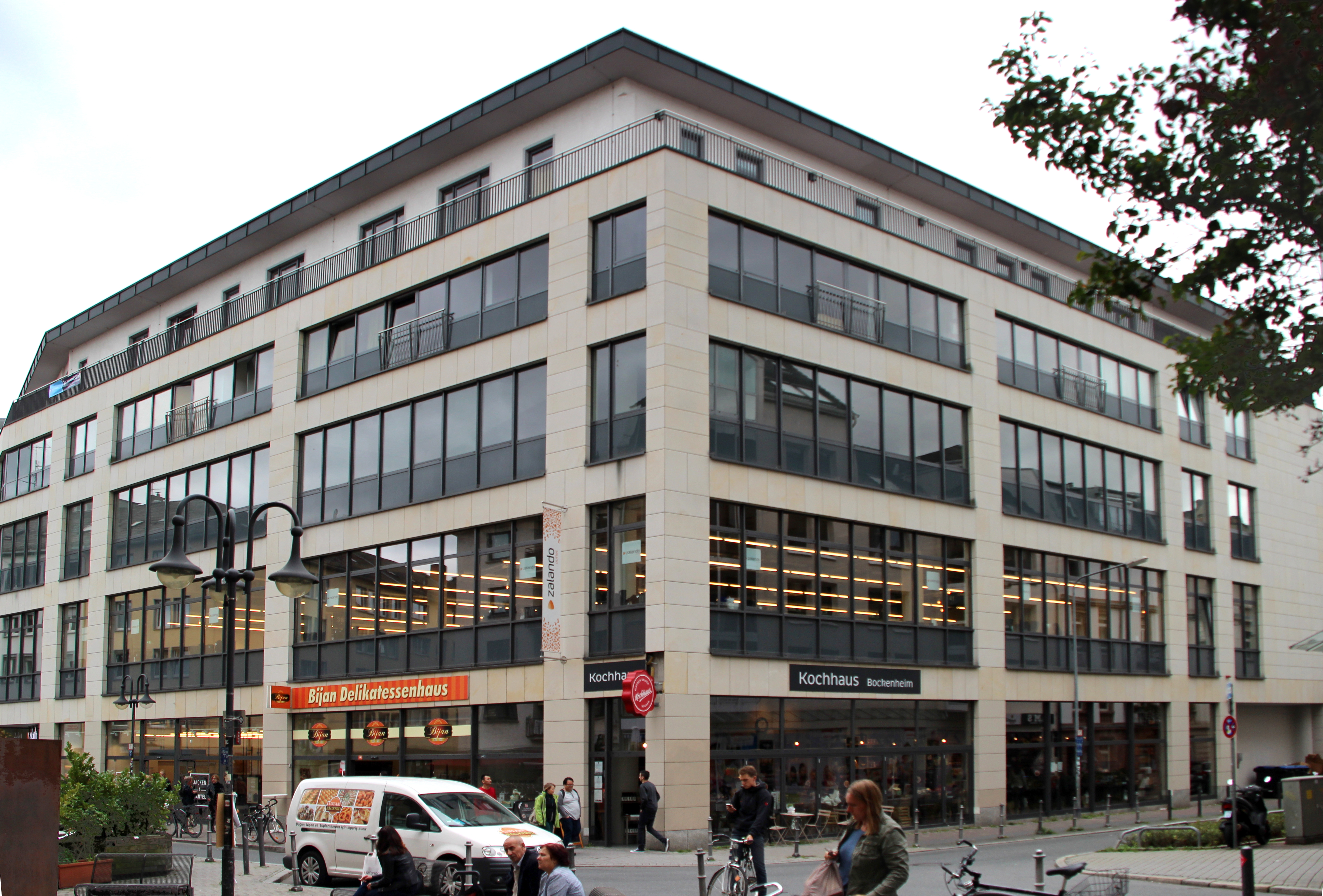
ehemaliger Kaufhof Leipziger Straße (2015)

1944 wurden die Gebäude des Eckgrundstücks Leipziger- und Rohmerstraße durch Bombentreffer zerstört. Nach Kriegsende wurde hier ein Geschäftshaus errichtet. Nach Bekanntgabe der Pläne des Baus einer Stadtteilfiliale der Kaufhof AG, wurden erhebliche Bedenken laut gegen die geplante Bebauung wegen einer befürchteten negativen Sogwirkung auf die Umsätze anderer vorhandenen Einzelhandelsgeschäfte. In den 1960er-Jahren errichtete dann die Kaufhof AG Filialen in verschiedenen Stadtteilen, so auch in Bornheim und in Bockenheim mit damals zeitbezogenen, modernen Fassaden. Der wirtschaftliche Ertrag entsprach jedoch nicht den gesetzten Zielen, zumal die eröffnete U-Bahn Kaufkraft wieder abschöpfte und zur Zeil verlagerte. Nach der Übernahme der Kaufhof AG durch die Metro AG wurde im Sommer 2000 wegen zu spärlicher Renditen die Schließung auch dieser Filiale beschlossen. Zwei Monate später wurde die Liegenschaft an einen privaten Investor verkauft. Auch im Jahre 2008 waren die Renovierungsarbeiten nicht abgeschlossen, und Bürgerinitiativen beklagten Bautätigkeiten wie Lärm und Schmutz. Mit neu erstellter Hausfassade wurde seit 2010 ein Teilbereich von der Drogeriekette DM gepachtet. Im Mai 2014 eröffnete der Online-Versandhändler Zalando an dieser Stelle einen Outlet-Store, der sich zu einem Kundenmagneten entwickelte. Auch eine Filiale der Berliner Lebensmittelfirma Kochhaus pachtete hier Räume für ein Ladenlokal. Das Gebäude wurde aufgestockt und die zusätzliche Fläche als Wohnungen vermietet. Der Online-Händler Zalando hat im Jahr 2014 in der ehemaligen Filiale von Kaufhof ein Outlet im Frankfurter Stadtteil Bockenheim in der Leipziger Straße eröffnet. Auf mehr als 1000 qm werden hier bekannte Artikel aus dem Zalando Sortiment angeboten. Ob Zalando den 2014 abgeschlossenen Mietvertrag verlängert, bleibt noch ein Geheimnis.

#### Leipziger Straße 42a

##### Tonstudio Hansen
Der 2012 verstorbene Tonmeister Harry Hansen stellte nach Schließung seines Tonstudios in den Kellerräumen des Hinterhauses Leipziger Straße 42a, diese Fläche der ASB Frankfurt Bockenheim als Kleiderkammer zur Verfügung. Unterstützt wird die Kleiderkammer u. a. von der Stiftung Dr. Maschner, dem verstorbenen Erben des ehemaligen Kaufhauses M. Schneider, Frankfurt, Zeil.

#### Leipziger Straße 47-51

##### Kaufhaus Wronker, nachmaliges Kaufhaus West

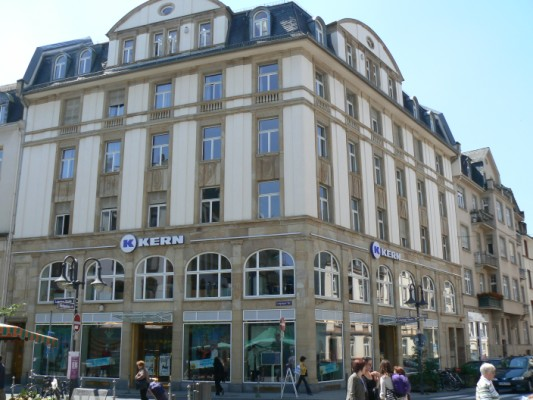
Ehemaliges Kaufhaus Wronker, späteres Kaufhaus West (2009)

Das denkmalgeschützte Wohn- und Geschäftshaus wurde 1913 nach dem Entwurf von Jean Eichberger (1883–1918) mit neuklassizistischer Fassadengliederung und Ornamentik des Jugendstils an der Ecke Leipziger Straße 47–51 und Kurfürstenstraße 1–3 für den legendären Hermann Wronker (1867–1942, KZ Auschwitz) als sein zweites Frankfurter Kaufhaus Wronker erbaut. Nach dem Zweiten Weltkrieg wurde es unter dem Namen Kaufhaus West betrieben. In den 1970er Jahren musste das Kaufhaus West durch die Konkurrenz der inzwischen wieder verschwundenen Kaufhäuser Bilka (jetzt Woolworth Deutschland) und Kaufhof schließen. Danach betrieb die ehemalige, später liquidierte Firma Schade im Erdgeschoss eine Filiale ihres Lebensmitteleinzelhandels, dem die Filiale einer, später ebenfalls liquidierten Drogeriekette folgte. Ein Investor sanierte das Gebäude, restaurierte die Fassade und baute das Dachgeschoss um. Die Geschäftsräume sind gegenwärtig an ein privates Sprach- und Übersetzungsinstitut verpachtet. Bezüge auf Wirken und Leben des Bauherrn sind vor Ort nicht mehr vorhanden.

##### Gasthaus „Zum Schwan“

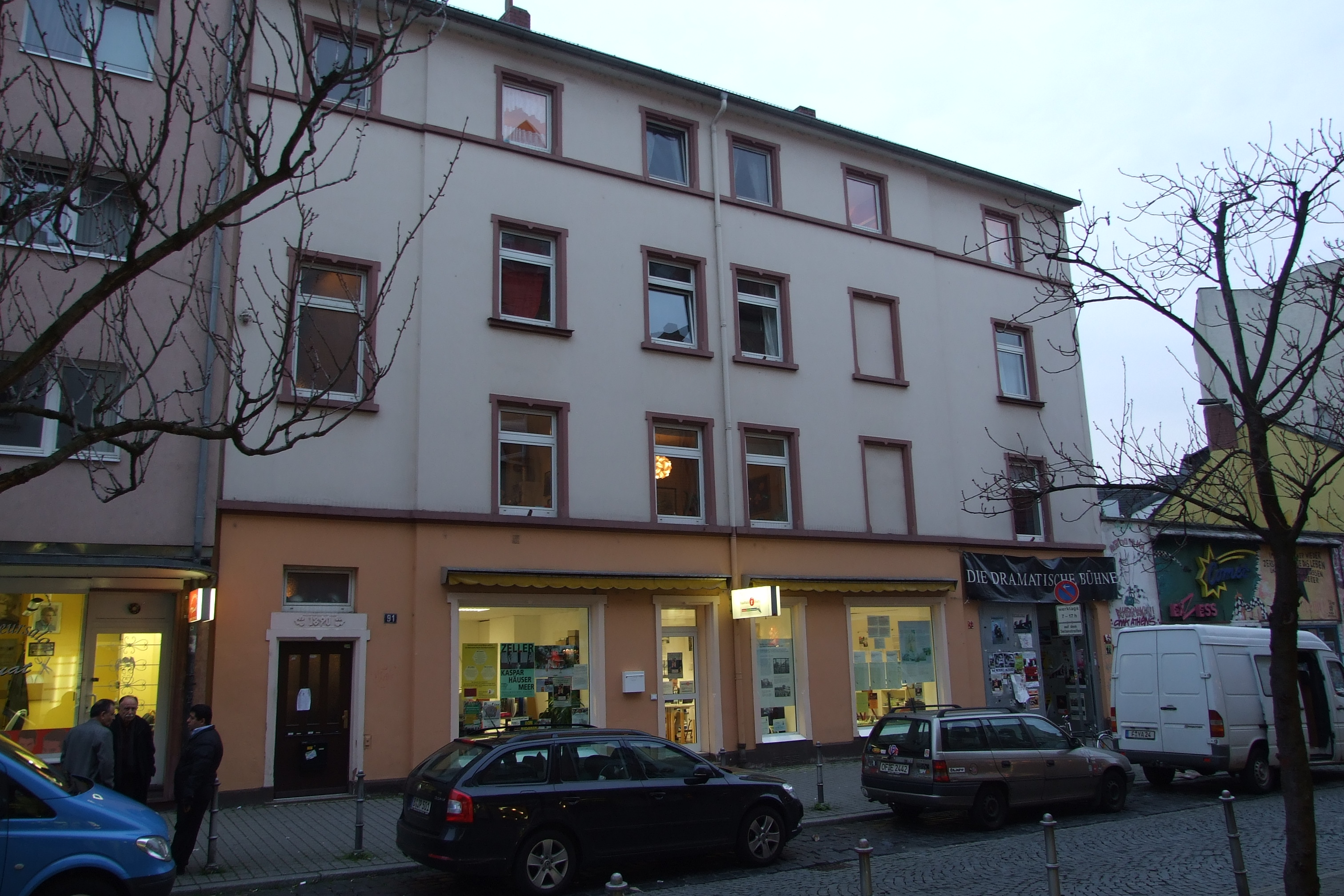
Sicht heute (2010)

Der Schwan war ein Wappentier der protestantischen Landgrafenschaft Hanau. Nach Aufzeichnungen des Chronisten Hermann Ludwig der ehemaligen selbständigen Stadt Bockenheims in Kurhessen war das Grundstück schon früher bebaut, bevor 1878 ein Konrad Goll (NN-1909) das Anwesen kaufte. Konrad Goll gehörte der großen vermögenden Frankfurter Familie Goll an. Ein Ahnherr war u. a. Johann Goll, der bereits 1660 zum Bankier aufstieg. Seit 1721 bis 1915 zählte dann das Bankhaus Jos. Goll & Söhne zu den ältesten und einflussreichen Geldhäusern der Stadt Frankfurt am Main. Als erste Frankfurter Bank führte Goll 1768 „Partialobligationen“ ein. Dabei wurden Staatsanleihen in überschaubare Beträge aufgeteilt und für einen größeren Anlegerkreis zugänglich gemacht. Diese Finanzinnovation ließ den Finanzplatz Frankfurt aufblühen. 1915 verlor die Firma ihre Unabhängigkeit mit der Übernahme durch die Mitteldeutsche Creditbank (eines der Vorläuferinstitute der Commerzbank)
Unter Konrad Goll verschwand das alte, kleine Wirtshaus und wurde durch einen Vorderhausneubau längst der Frankfurter Straße ersetzt.
Der Gastwirtschaftsname Zum Schwan hatte in Bockenheim eine tiefe Verwurzelung, wurde doch bereits seit dem ausgehenden 16. bis Mitte des 19. Jahrhunderts hier am Kirchplatz die Gastwirtschaft Zum Schwan betrieben. Im Neubau von 1740 mit angeschlossener Gartenwirtschaft entwickelte sich der Schwan unter wechselnden Eigentümern zu einer der anerkanntesten Wirtschaften Bockenheims, die auch Gäste aus dem nahen Frankfurt, wie Mitglieder der Familie Goethe, aufsuchten. Charlotta von Kahlden, Witwe des in russischen Diensten gestandenen Majors von Kahlden erbte das Anwesen. Sie war auch Patin am 26. November 1822 bei der Taufe der Charlotta Friederika, Tochter des Freiherrn Karl Ludwig Gremp von Freudenstein aus Bockenheim und Nachbar. Charlotta von Kahlden verkaufte am 9. Juni 1828 die ganze Liegenschaft an Senator Johann Christian Mühl, Patrizier und Kaufmann in Frankfurt. Ihm gehörten auch der Messehof Goldenes Lämmchen in der Frankfurter Altstadt. Sein Vater war dort 1790 und 1792 sog. jüngerer Bürgermeister. Daher wurde das Haus dann auch Mühl’sches Haus genannt. Johann Christian Mühl starb 1838. Seine Witwe wohnte nach seinem Tod (1838) noch 24 Jahre bis 1862 in Bockenheim. Sohn Gustav Reiner Mühl verkaufte am 5. Juni 1872 das Haus an J. Adolf Karl Wilh. Roth, Gerber von Hausen. Die Wirtschaft Zum Schwan führte bis 1830 Daniel Ludwig, der sich dann in der Häusergasse die Wirtschaft Hanauer Hof erbaute. Bockenheimern war das Gebäude als Storchennesthaus bekannt, wählten doch lange Zeit Storchenpaare den Schornstein des Gebäudes als Nistplatz, wohl auch wegen der nahen feuchten Niddawiesen. Laut ISG Institut für Stadtgeschichte war es das letzte Storchennest in Frankfurt am Main. Durch Bombentreffer wurde das Haus 1944 zerstört. Der Wiederaufbau änderte nochmals die Bebauung des Kirchplatzes. Die ehemals historische Häuserreihe Kirchplatz mit ungeraden Hausnummern wurden nicht wieder errichtet und der Kirchplatz zur heutigen Größe erweitert. Die Erinnerung an die Familie Mühl leistet heute noch die Straßenbenennung Mühlgasse in Bockenheim, die heute noch die Begrenzung der zum Bereich der ehemaligen Gartenwirtschaft mit Veranstaltungshalle des ebenfalls vormaligen Gasthaus Frankfurter Hof darstellt.
Auch wurde 1885 von der Familie Goll die Nachbarparzelle mit der dortigen Peutzelschen Drahltweberei erworben, diese niedergelegt und dort ein großer Festsaal errichtet, aus dem sich dann später der Kinosaal des Schwanenkinos entwickelte. Wegen der Eingemeindung Bockenheims 1895 musste die vormalige Frankfurter Straße in Leipziger Straße umbenannt werden und aus der Bockenheimer Gaststätte Zum Schwan wurde der Frankfurter Hof wegen des berühmten Hotels Zum Schwan in Frankfurt, Steinweg. 1895 übernahm vom Vater Konrad Goll dessen ältester Sohn Emil Goll (1865–1939) mit 30 Jahren die Geschäfte, der sie aber später seinem jüngeren Bruder Heinrich Goll übergab, zumal Emil Goll noch andere, vielfältige Interessen hatte. So war er zeitweise gleichzeitig Gastronom des Frankfurter Zoo-Gesellschaftshauses, des Gesellschaftshauses im Palmengarten Frankfurt und auch des feudalen Café Esplanade in Frankfurt am Main, Taunusanlage 21 mit Blick auf den Frankfurter Opernplatz. Emil Goll trat vor 1900 in die Deutsche Freisinnige Partei ein. Er war von 1902 bis 1919 sowie von 1928 bis 1929 Mitglied der Frankfurter Stadtverordnetenversammlung und dort Vorsitzender des Finanzausschusses. Während der Zeit der Weimarer Republik schloss er sich der DDP an, für die er von 1919 bis 1921 der Verfassunggebenden Preußischen Landesversammlung und von 1921 bis 1932 dem Preußischen Landtag angehörte. Nach Umbenennung der DDP 1930 war er Abgeordneter der Fraktion Deutsche Staatspartei. Im Parlament vertrat er den Wahlkreis 19 (Hessen-Nassau).

#### Villa des Johann Conrad Rohmer

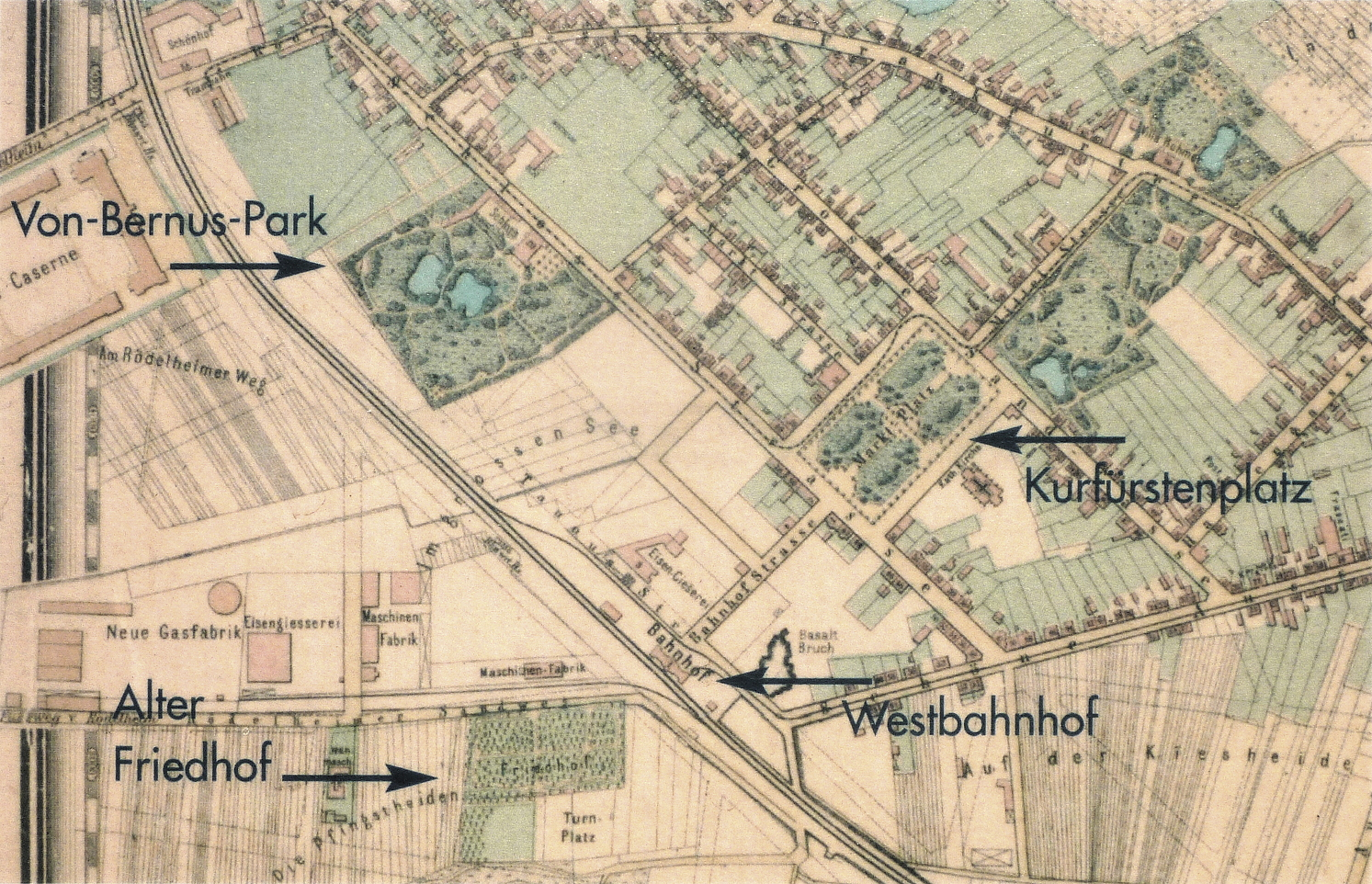
Liegenschaften der Familie Rohmer, Villa des Johann Conrad Rohmer oben rechts (um 1873)
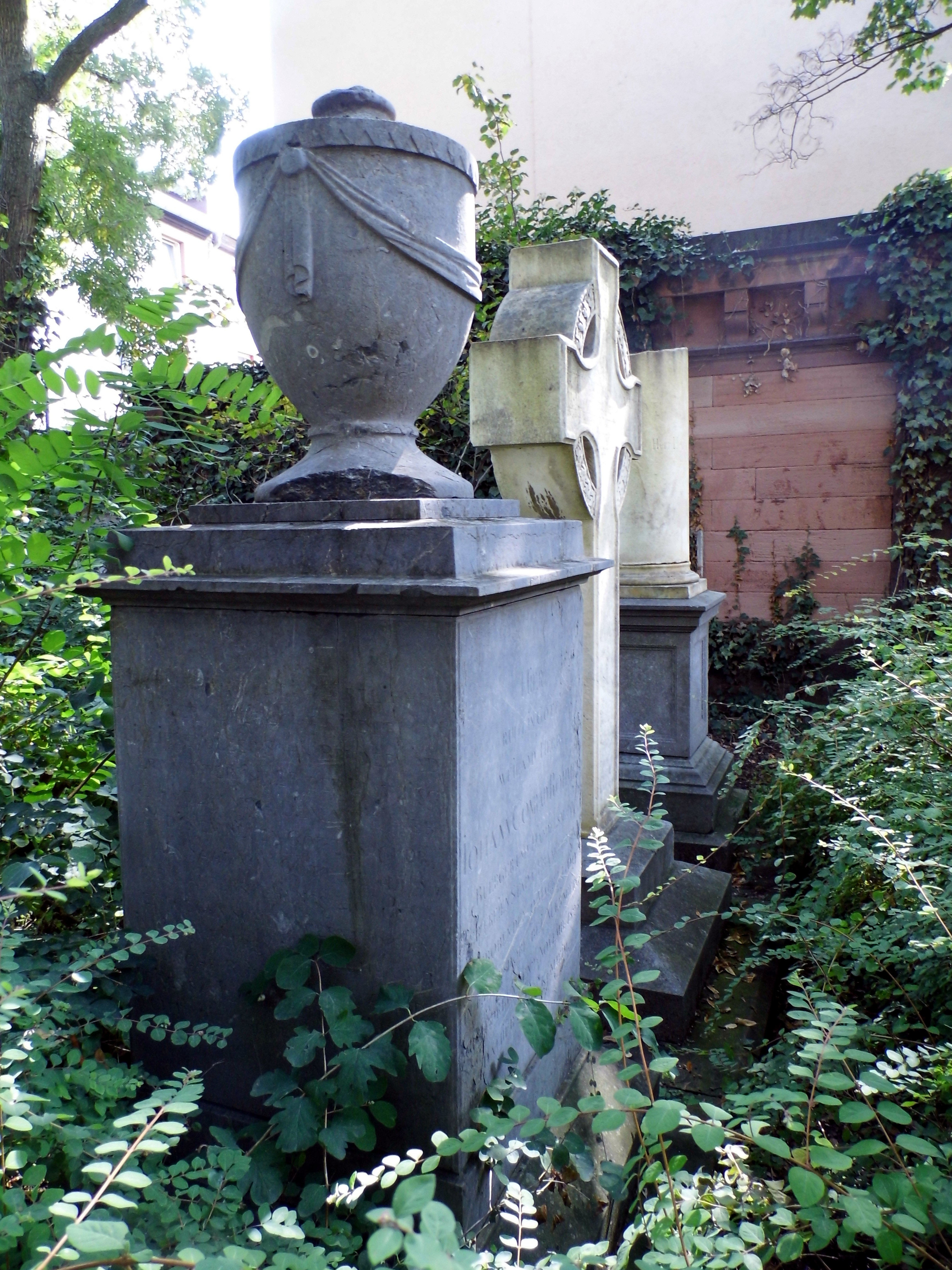
Grabstätten der Familie Rohmer (2012)

Der Stammvater der Bockenheimer Stifterfamilie Johann Conrad Rohmer (* 19. März 1769 in Eltersdorf bei Nürnberg; † 25. November 1825 in Bockenheim) war Bürger, Kauf- und Handelsmann der Stadt Frankfurt am Main. Er stammte aus einer der verbreitetsten Familien Eltersdorfs. Er heiratete am 10. August 1814 in Celle seine 18 Jahre jüngere Ehefrau Johanna Dorothea Sophia Barbara geborene Peters (* 1. Juni 1787 in Wennebostel bei Hannover; † 13. November 1858 in Bockenheim), die 71 Jahre alt wurde und ihn um 33 Jahre überlebte. Das Ehepaar hatte acht Kinder, ihr ältester Sohn Heinrich wurde 1815 in Hamburg geboren und drei folgende Kinder 1816, 1817 und 1819 in Manchester. Die nächsten vier Kinder wurden dann schon in Bockenheim geboren. Die Zwillinge Juli und Anna wurden am 5. Juli 1825 in Bockenheim geboren, etwa vier Monate vor dem Tod des Vaters Johann Conrad Rohmer am 25. November 1825.
Johann Conrad Rohmer hatte mehrere Geschwister, u. a. einen 15 Jahre jüngeren Bruder Johann Heinrich Rohmer (* 27. August 1784 in Eltersdorf bei Nürnberg; † 24. Oktober 1854 in Bockenheim). Dieser hielt sich länger in Liverpool auf und heiratete dort die 19-jährige Franziska (Fanny) Diggles (* 11. Februar 1805 in Liverpool; † 17. März 1870 in Bockenheim). Johann Conrad Rohmer betrieb für ihn die Anerkennung nebst Abgabe des Frankfurter Bürgereids am 16. Mai 1823, damit Johann Conrad seinen Bruder Johann Heinrich in seine neu gegründete Firma „Gebrüder Rohmer Englische Manufakturen“ aufnehmen durfte. Johann Conrad Rohmer selbst hatte bereits am 27. November 1820 seinen Frankfurter Bürgereid abgelegt, den er auch nach Umzug in die selbständige Stadt Bockenheim behielt.
Exkurs: Zwei Jahre nach der Niederlage Napoleons bei der Völkerschlacht bei Leipzig am 18. Oktober 1813 erhielt am 9. Juli 1815 die Stadt Frankfurt am Main ihre Souveränitätsrechte zurück und wurde nicht Teil des Königreichs Bayern. Endlich konnte wieder umfangreicher Handel betrieben werden. Vorbei waren die Zeiten von 1810, wo wegen der Kontinentalsperre auf der Pfingstweide vor den Toren der Stadt am heutigen Frankfurter Zoo ein großes Lager mit englischen Waren öffentlich verbrannt wurde.
1814 entstand auf dem Wiener Kongress das Königreich Hannover als Nachfolgestaat des Kurfürstentums Braunschweig-Lüneburg und wurde zunächst in Personalunion zwischen Großbritannien und Hannover geführt. Der König von Hannover war gleichzeitig Herrscher des Vereinigten Königreichs Großbritannien und Irland. Johnn Conrad Rohmer konnte so 1816 ohne größere Schwierigkeiten nach Manchester umsiedeln und dort seine Geschäfte aufnehmen. Bereits im Jahre 1824, nur vier Jahre nach Rückkehr aus Manchester, konnte er diese Liegenschaft über Ludwig Plaßmann von dem Gastwirt und Hotelier Friedrich Lippert erwerben. Lippert war ein Investor und Hoteleigentümer des damals sehr berühmten Hotels Englischer Hof (Hotel d’Angleterre) am Roßmarkt 13 und 15. Dieses Hotel wurde 1797 von dem französischen Architekten Nicolas Salins de Montfort im Auftrag von Friedrich Lippert errichtet. Zu seinen berühmten Gästen zählten unter anderem Arthur Schopenhauer und Otto von Bismarck. Von 1808 bis 1829 war dieses Hotel über zwanzig Jahre lang das Veranstaltungslokal für die Konzerte der Frankfurter Museumsgesellschaft, des damals bedeutendsten Frankfurter Kulturvereins nach den Napoleonischen Kriegen.
Nach 107 Jahren wurde dieses Hotel 1904 vom neuen Eigentümer abgerissen, um es gegenüber dem 1888 neu erbauten Frankfurter Hauptbahnhof unter demselben Namen Englischer Hof wieder zu errichten. Durch dessen optimale Lage, verbunden mit seiner neusten Haustechnik versprach er sich spürbare Standortvorteile für seinen Hotelbetrieb.
Die von Johann Conrad Rohmer erworbene Liegenschaft bestand aus einem umfangreichen Parkgelände und einer 1811 errichteten zweistöckigen Villa. Auch befand sich auf dem Gelände ein großer Weiher, der durch eine unterirdische Quelle, bedingt durch den relativ hohen Grundwasserpegel Bockenheims, gespeist wurde. Das Flurstück lag an der damaligen Bebauungsgrenze des noch selbständigen Bockenheims und grenzte im Nordwesten an noch unbebaute, landwirtschaftliche Flächen nahe der wieder reichsfrei gewordenen, prosperierenden Stadt Frankfurt am Main, und versprach schon damals hohen Wertzuwachs. Die Frankfurter Straße, später in Leipziger Straße umbenannt, führte durch das Parkgelände, das auf der rechten Seite durch die heutige Juliusstraße, der heutigen Falkstraße und der heutigen Straße „Am Weingarten“ begrenzt wurde. Allein die Grundstückslage strotzte vor Entwicklungspotential. Trotz des frühen Todes von Johann Conrad Rohmer im Jahr 1825, blieb das große Landhaus noch bis 1905 im Familienbesitz. Abriss und Parzellierung erfolgten erst 1905. In Erinnerung an diesen Park besitzt die Markgrafen-Straße quasi als Bebauungsvorgabe beiderseits Vorgärten. Spuren dieser von Johann Conrad Rohmer 1824 gekauften Liegenschaft sind heute real nicht mehr vorhanden. Alle Teilflächen wurden vollständig bebaut.
Das links der ehemaligen Frankfurter Straße gelegene, fast doppelt so große Parkgelände wurde nach dem Tod Johann Conrad Rohmers 1825 von Sohn Heinrich Rohmer erworben. 1835 erbaute sich Heinrich Rohmer dort eine weitere Villa, von der es noch Photos gibt. Diese lag südlich der heutigen Leipziger Straße und wurde von Kurfürstenstraße und „Großer Seestraße“ begrenzt. Auch diese Liegenschaft hatte einen ansehlichen Teich bedingt durch das hohe Grundwasser.
Das Ehepaar Johann Conrad Rohmer und Johanna Dorothea Sophia Barbara geborene Peters wurde auf dem „alten“ Friedhof Frankfurt-Bockenheim in der Solmsstraße beigesetzt. Ihre Grabmale haben sich erhalten, werden aber ständig mit Graffiti geschändet.
Mit dem bekannten französischen Film- und Theaterregisseur Éric Rohmer (1920–2010) hat diese Familie nichts zu tun. Dieser hieß ursprünglich Jean-Marie Maurice Schérer. Den Namen Éric Rohmer wählt er als Pseudonym. Zur Wahl seines Pseudonyms erklärte er: „Es war ein Name, den ich einfach so gewählt habe, aus keinem bestimmten Grund, einfach weil er mir gefiel“.

#### Leipziger Straße 53

##### Warenhaus „Carl Nawratzki & Co.“

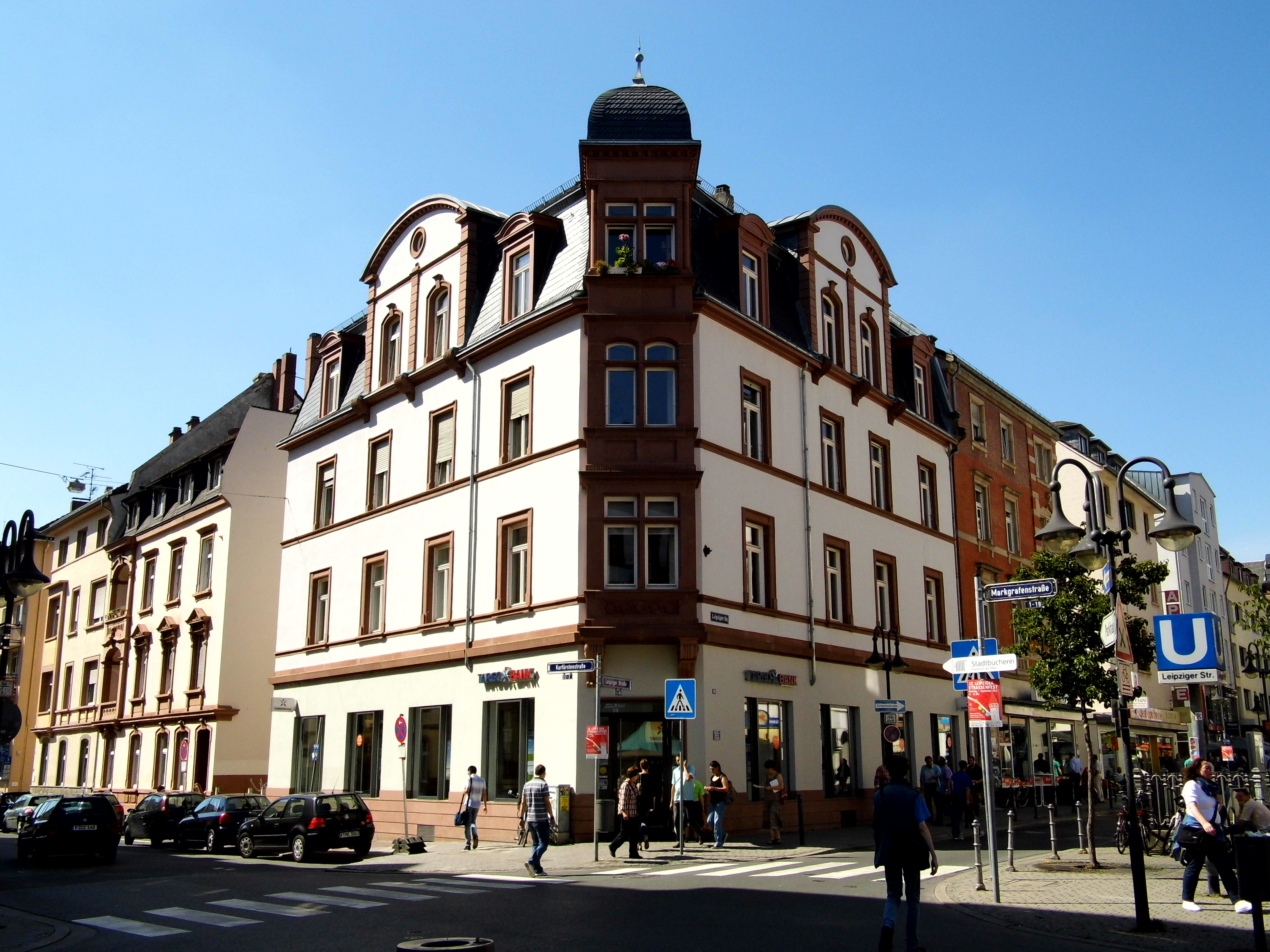
Leipziger Straße 53, Ecke Kurfürstenstraße 2 (2012)

Denkmalgeschütztes Mietshaus um 1895 mit Eckbebauung Leipziger Straße 53, Ecke Kurfürstenstraße 2. Putzfassade mit Neurenaissancedetails und turmartiger Eckbetonung mit markanter Dachgaube. Bauherr Kaufmann Carl Nawratzki, Eckladenmieter 1902 Warenhaus Nawratzki & Co. Bürsten-Manufaktur. Der Eigentümer, der promovierte Rechtsanwalt und Notar Arthur Nawratzki (geboren am 16. Oktober 1892), verlor mit der 5. Verordnung zum Reichsbürgergesetz vom 30. November 1939, wie alle noch tätigen jüdischen Anwälte, seine Zulassung. Er verkaufte 1939 diese Immobilie an Emil Schwab. Die Unterlagen liegen im ISG Frankfurt am Main, das auch ein Photo des Hauses vom 11. Oktober 1910 anlässlich des Margeritentages aufbewahrt (Reproabzug einer Zeitungsillustration ISG Bestandskürzel S7Z1910).
Später wurde im Erdgeschoss eine Filiale der Stadtsparkasse eingerichtet, wobei trotz Denkmalschutzes das Erdgeschoss einschließlich des Eingangsportals modernisiert wurde. Diese Zweigstelle wurde mit der Fusion der Frankfurter Sparkassen später geschlossen.
Laut Notiz des ISG wurde am 13. November 1984 ein 44-jähriger Geophysiker in einer Wohnung dieses Hauses erdrosselt aufgefunden. Der Mord wurde nie aufgeklärt.
Nach erneuter aufwendiger Sanierung des Hauses befindet sich im Erdgeschoss derzeit eine Filiale der Targobank. Bereits seit 1902 besteht die Gebäudenachbarschaft mit dem bis heute dort ansässigem Lebensmitteleinzelhandel Fischhaus Bader.

#### Leipziger Straße 59

##### Baldur Klavier- und Flügelmanufaktur
Frankfurt war im 18. und 19. Jahrhundert ein bedeutender Ort für die Herstellung von Tasteninstrumenten. Fast 30 bislang kaum bekannte oder vollkommen unbekannte Firmen wurden in dem Buch „Besaitete Tasteninstrumente in Frankfurt am Main und ihre Erbauer im 18. und frühen 19. Jahrhundert“ des Verlags Edition Bolongaro, 2012, ISBN 978-3-00-037327-5 nachgewiesen und veröffentlicht.
Eines davon gründete Ferdinand Schaaf im Jahre 1866 in Wetzlar als Firma Ferd. Schaaf; er baute dort Tafelklaviere. 1872 siedelte Schaaf nach Frankfurt am Main über und arbeitete dort als Klavierstimmer. 1875 eröffnete er seine Klavierfabrik in Frankfurt-Bockenheim, Leipziger Straße 59, nannte sie ab 1876 Ferd. Schaaf & Co und teilte sich den Firmenbesitz ab 1897 mit Eduard Schaaf.
1906 wurde der Markenname Baldur eingeführt, die Firma nannte sich Baldur Pianoforte-Fabrik von Ferdinand Schaaf & Co., ab 1921 Baldur Pianofortefabrik AG. Direktor war W. Scharing.
In den 1920er Jahren lautete die Adresse Leipziger Straße 59-61 + 65. In der Nachkriegszeit des Ersten Weltkriegs durchlief die Firma eine Reihe von Umwälzungen mit Gründung und Schließung von Zweiggeschäften und zeitweiliger Verlegung des Hauptsitzes nach Deggendorf (Bayern), wo sie zu dieser Zeit ein Sägewerk besaß. Am 1. September 1925 beantragte die Firma Geschäftsaufsicht zur Abwendung des Konkurses, die am 10. Februar 1926 wieder aufgehoben wurde. Im Januar 1929 brach die Firma in der Weltwirtschaftskrise zusammen und stellte die Zahlungen ein. Im folgenden Konkursverfahren wurde das gesamte Firmenvermögen an die Konkurrenzfirma J. D. Philipps & Söhne, Frankfurt am Main, übernommen, die weiter auch unter dem Markennamen Baldur noch bis zu deren Konkurs 1950 Klaviere und Flügel produzierten.
Unter weiteren Markennamen wie Balfa, Balding, Balden, E.M. Berdux und Deggendorf wurden Musikgeräte produziert.
Geschickt wurde 1935 der Grund und Boden der Baldur Pianofortefabrik AG an die bezeichnenderweise erst 1933 gegründete Deutsch-Schweizerische Verwaltungsbank AG verkauft, um einer Beschlagnahmung von Vermögenswerten durch das Deutsche Reich wegen ihrer jüdischen Vorfahren vorzubeugen. Diese Bank befasste sich besonders mit der Vermögensverwaltung und Anlageberatung, sowie mit der Pflege und Wahrnehmung schweizerischer Interessen in Deutschland und mit der Ausführung von Transaktionen in Devisen, fremden Noten und Edelmetallen. 1947 erfolgte eine Sitzverlegung der Bank nach Frankfurt am Main.
Der Frankfurter Architekt Ferdinand Kramer (1898–1985) entwarf 1927 für die Frankfurter International Ausstellung MUSIK IM LEBEN DER VÖLKER für die Klaviermanufaktur Baldur einen Flügel im Bauhaus-Stil. Durch Zufall konnte das Historische Museum der Stadt Frankfurt am Main jüngst einen solchen seltenen Flügel kaufen.
1944, nach erheblicher Zerstörung durch Bombentreffer während des Zweiten Weltkriegs, erfolgte nach Kriegsende ein Wiederaufbau als Wohn- und Geschäftshaus-Ensemble. Sichtbare Bezüge zur vormaligen Nutzung als Produktionsstätte ehemals bekannter Musikinstrumente sind nicht vorhanden.

#### Leipziger Straße 60

##### Gaststätte „Zum Walfisch“

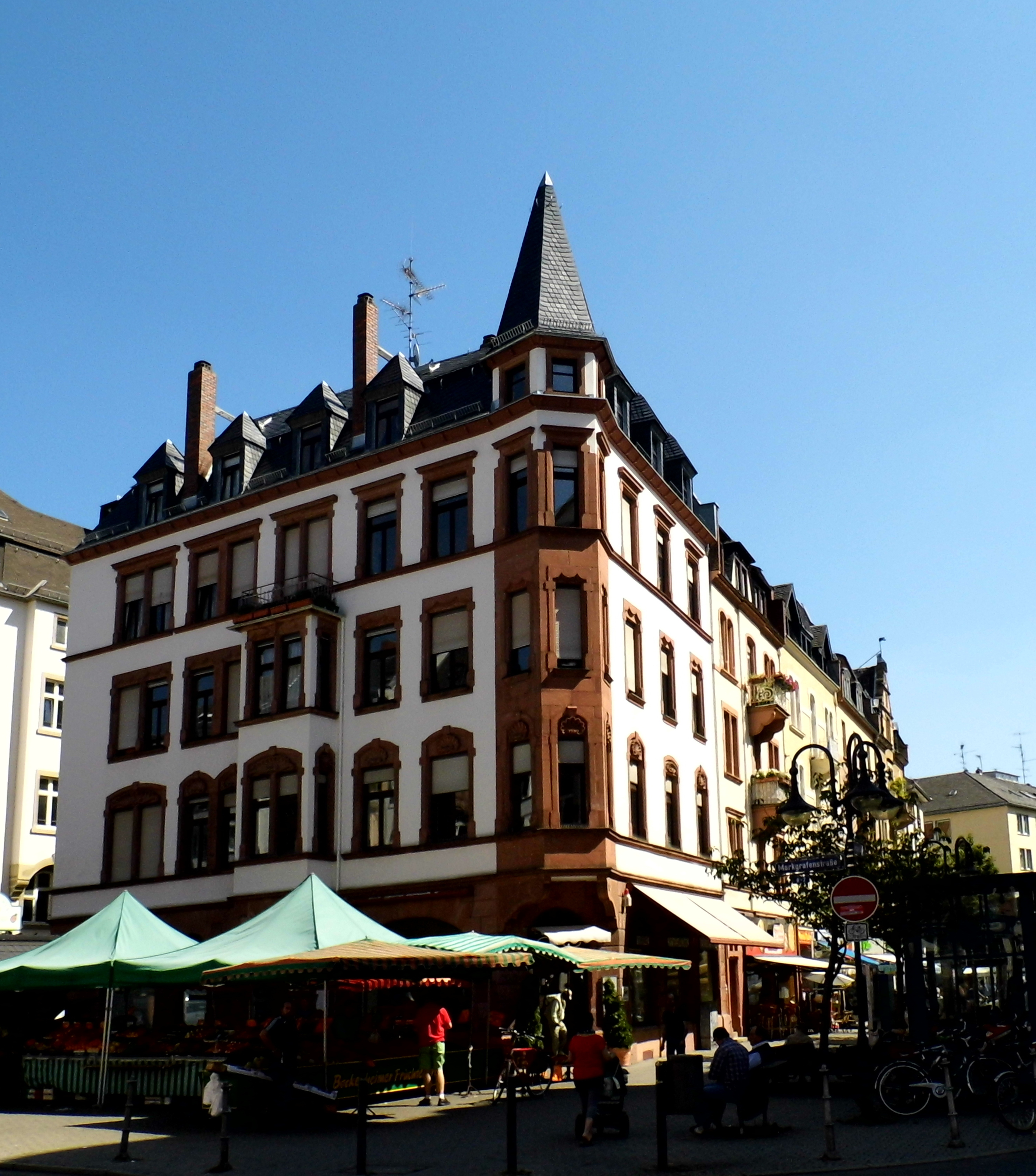
Leipziger Str. 60, Ecke Markgrafenstraße (2012)
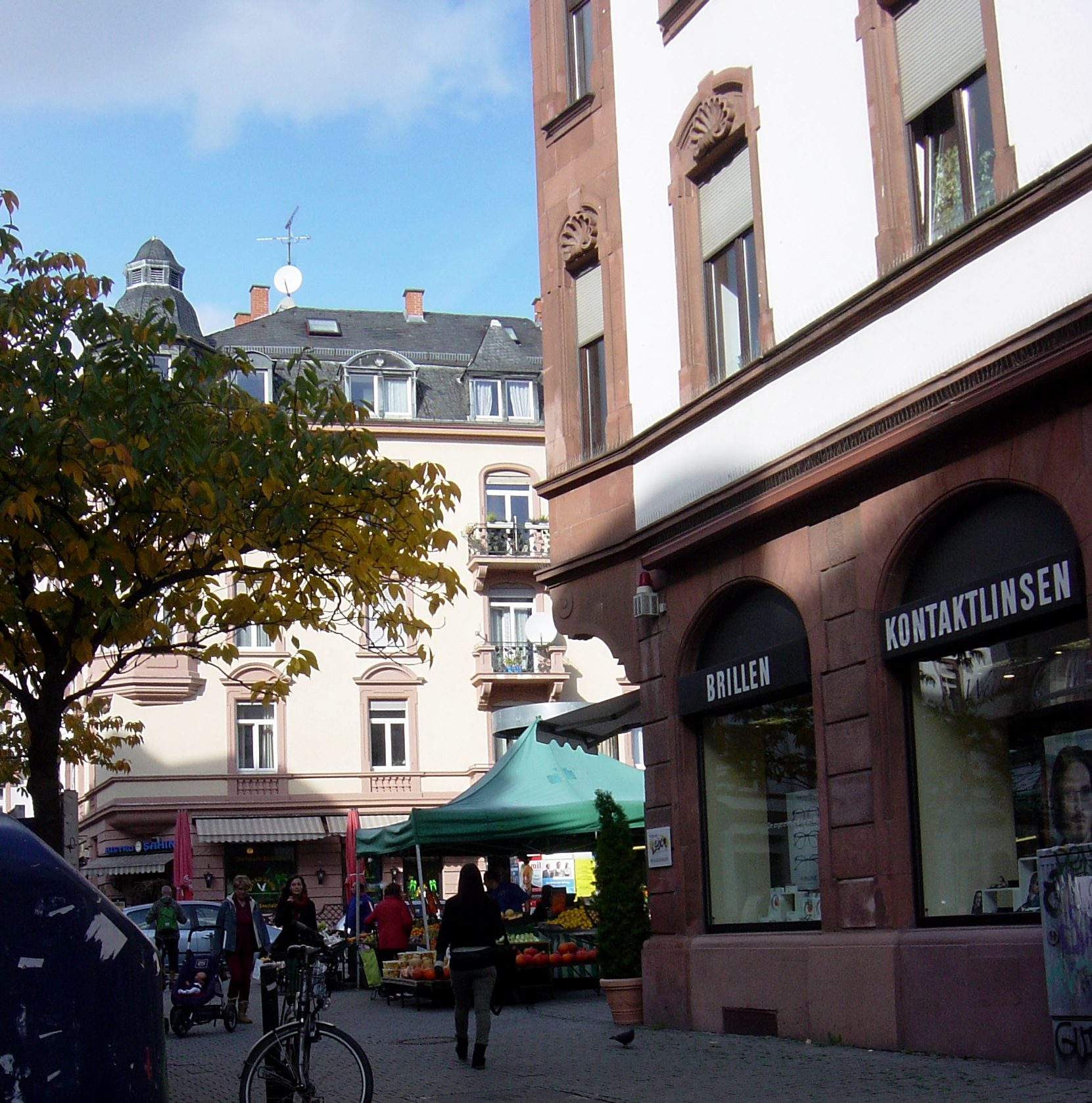
Nachmieter der Gaststätte ZUM WALFISCH

Leipziger Straße 60, Ecke Markgrafenstraße: Mietshaus von 1900 im Stil der Neorenaissance mit Putzfassade und archivoltierenden Fenstern, teilweise durch Vorhangbogen ergänzt. Muscheldekor im Bogenfeld. Ein Erkertürmchen betont die Ecklage. Im Erdgeschoss ehemaliger Sitz der Gaststätte Zum Walfisch, damaliger Treffpunkt der Aeppelwein- und Bierfreunde Bockenheims.
Seit 1985 ist hier der Geschäftssitz eines 1925 in Bockenheim gegründeten Optikerfachgeschäftes.

#### Leipziger Straße 62a

##### Erstes Bockenheimer Lichtspieltheater

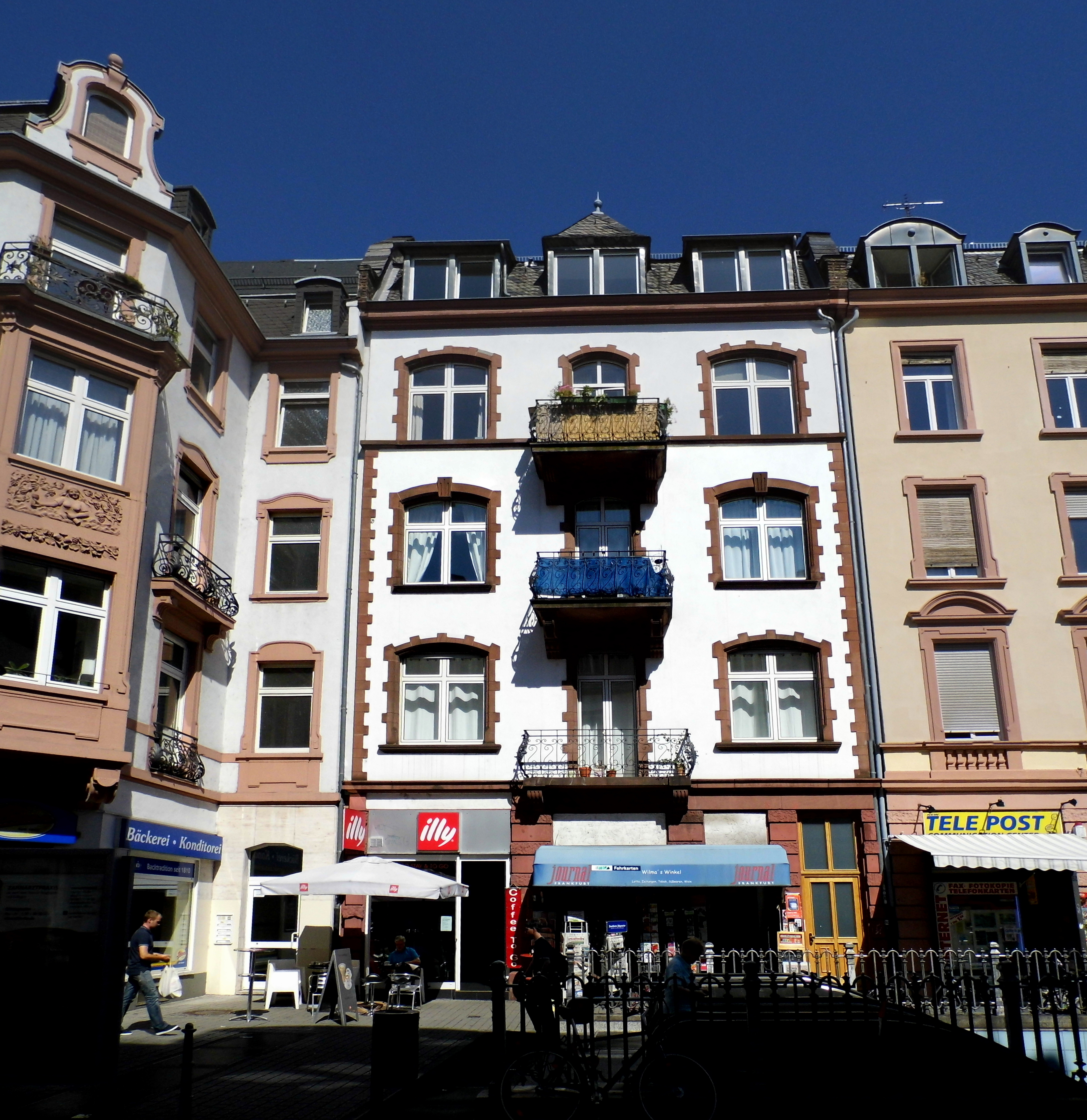
Leipziger Str. 62a (2012)

In dem Mehrfamilien-Mietshaus von 1905 im Stil der Neorenaissance mit Balkons auf profilierten Konsolen wurde ab 1909 im Erdgeschoss das erste Bockenheimer Lichtspieltheater betrieben. Der Kinosaal hatte 150 Plätze und wurde bei täglicher Spielzeit bis 1920 betrieben.
Der erste Betreiber war Eduard Reichel, Elbestraße 31. Unter seiner Adresse wurde auch lange, bis vor dem Umbau ab Mai 2020, der älteste Nightclub Frankfurts das Pik Dame, betrieben.
In der Nachkriegszeit bis in die 1970 Jahre bot in der Leipziger Straße 62a das Weinhaus Borrmann Inh. Joachim Dahinden in einem Teilbereich der Ladenfläche seine Dienste im Bereich Weinhandel an. Im anderen Teilbereich wurde das Lebensmittelgeschäft Schwarzwald-Stube betrieben, dessen Spezialität der Verkauf von Schwarzwälder Schinken, Bauernbrot, hausgemachten Suppen und Bauernwurst war.
Auch heute sind die zwei Ladengeschäfte vermietet. Spuren des Lichtspieltheaters von 1909 sind nicht mehr vorhanden.

#### Leipziger Straße 71

##### Bock-Apotheke

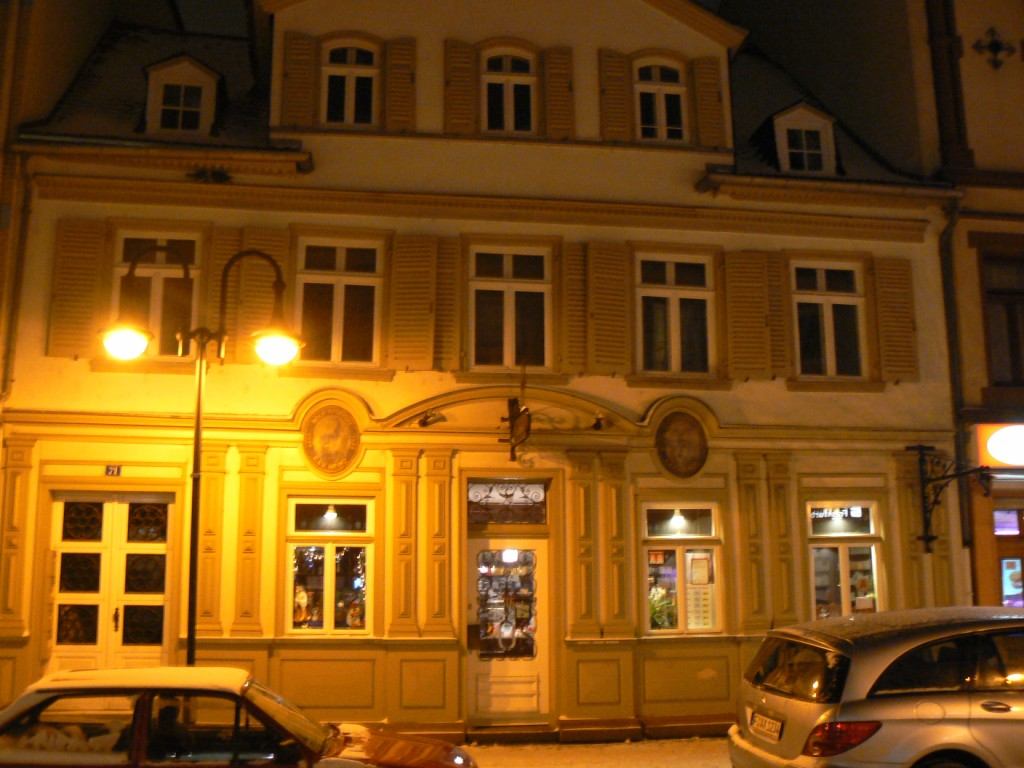
Bock-Apotheke (2010)
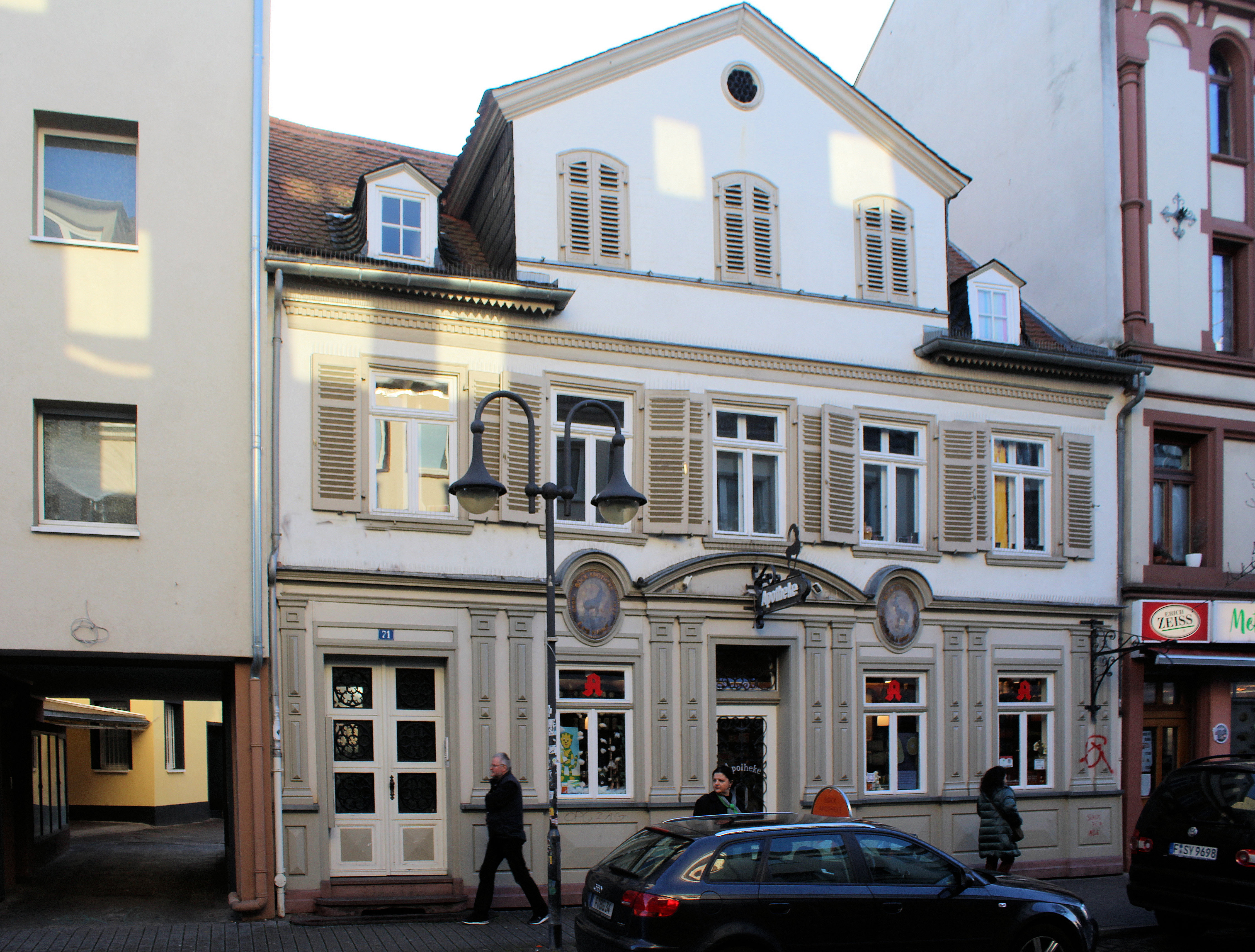
Bock-Apotheke (2020)

Am 26. November 1819 bewarb sich der Apotheker Friedrich Georg Wörner um die Errichtung einer Apotheke in Bockenheim. Nach drei Jahren, am 13. November 1822, erhielt er die Konzession von Kurfürst Wilhelm II. und eröffnet unter dem Namen „Löwen Apotheke“ die erste Apotheke in Bockenheim in der Frankfurter Straße (heute: Leipziger Straße 71). Fünfmal wechseln die Eigentümer, bevor 1907 Bruno Bock die Apotheke übernahm und sie sogleich in „Bock Apotheke“ umbenannte. Aufsehen erweckte er mit seinem Marketing-Gag, Medikamente mit einem kleinen Leiterwagen, gezogen von einer Ziege, auszufahren und manches Mal auch Kinder auszufahren. Dennoch wurde bereits nach sechs Jahren die „Bock Apotheke“ weiterverkauft. 1938 wurde in dem der Liegenschaft angeschlossenen „Apothekergarten“ der erste Luftschutzbunker gebaut, den 1944 eine Luftmine traf. 180 Menschen starben im Bunker, der Apotheker blieb im Bunker unverletzt, die Apotheke wurde nur leicht beschädigt. 1988 wurde das Haus umfassend saniert, das Fachwerkhaus entkernt und das alte Pagodendach rekonstruiert.

##### Standort der ersten katholischen Schule von Bockenheim

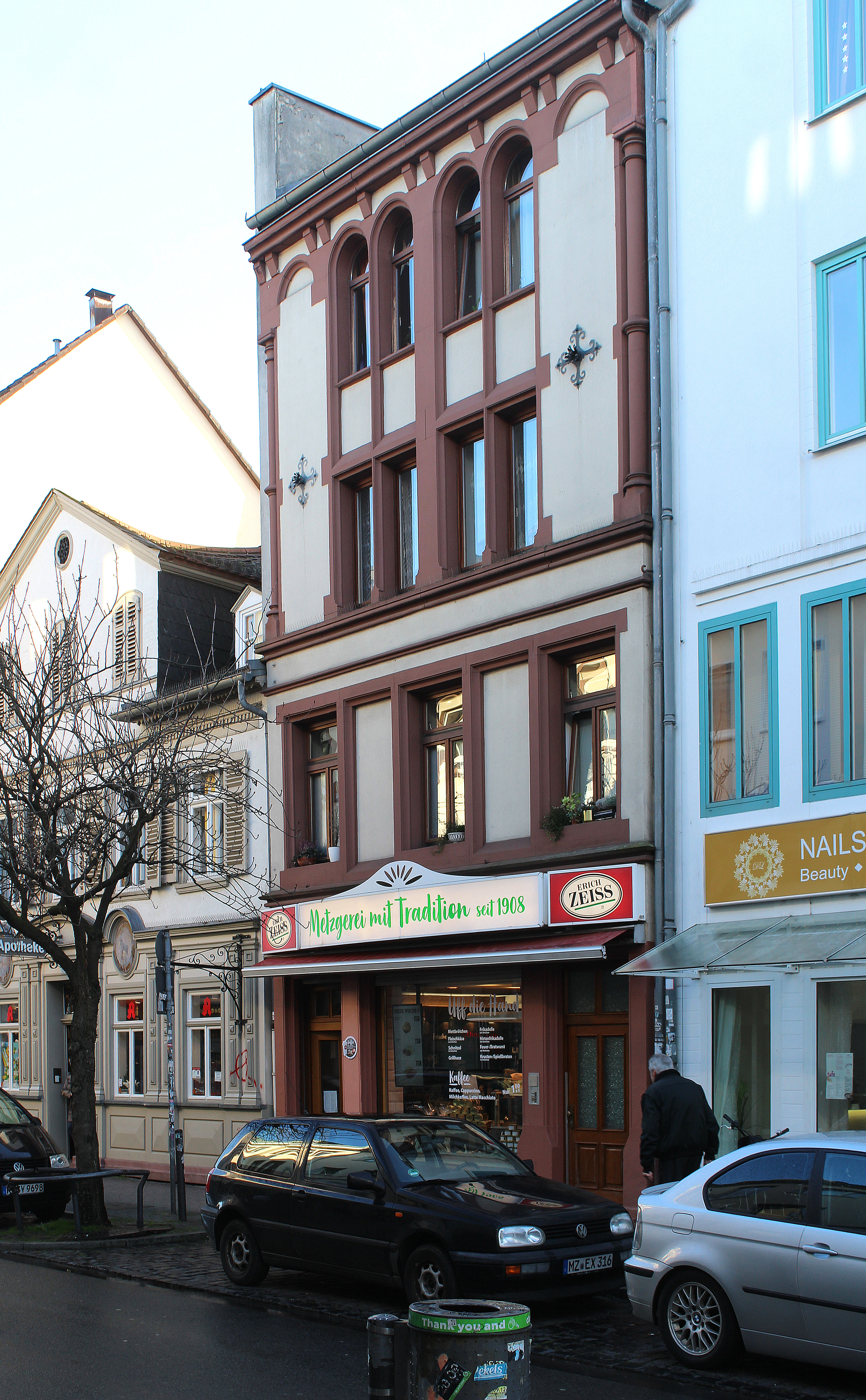
Standort der ersten katholischen Schule im lutherischen Bockenheim

#### Leipziger Straße 79-83

##### Gasthauszum Schwan
Auf einer Ansichtskarte aus dem Jahr 1902, sieht man den im 2. Weltkrieg zerstörten Gebäudekomplex der Leipziger Straße 79-83 (damals Frankfurter Straße) mit Durchgang zur Gartenwirtschaft Frankfurter Hof, der sich bis zur Mühlgasse erstreckte. Deutlich erkennbar: die Hausfassade mit dem Gasthausschild zum Schwan, darunter der Innenhof mit Gartenwirtschaft und rechts der Tanzsaal.

#### Leipziger Straße 88–90

##### Bürgerhaus des Adolf Keller
Nach Aufzeichnungen der Ortschronisten Ludwig, errichtete Im Jahr 1812, zum Startbeginn des Russlandfeldzug 1812 ein Adolf Keller an diesem Ort ein imposantes Bürgerhaus, noch ohne Strom, Gas und Wasseranschluss. Historisch war er unter anderem bekannt als ein Unterstützer der evangelischen Kirchengemeinde Bockenheim und vieler gemeinnütziger Bockenheimer Institutionen.

##### BILKA
Fast 150 Jahre später, baute 1968 die Hertie GmbH an der Leipziger Straße 88–90 ein mehrstöckiges Geschäftshaus für eine Filiale für ihren Vollsortimenter im Niedrigpreisbereich unter dem Namen Bilka. Im Souterrain wurde ein Self-Service-Restaurant mit eigener Küche eröffnet, das sich großer Beliebtheit bei Rentnern und Studenten erfreute. In den damals modern verkleideten oberen Stockwerken befanden sich Lager- und Verwaltungsräume. Die Hertie GmbH (1994 selbst von Karstadt übernommen) musste ihre Tochtergesellschaft Bilka 1989 an Woolworth verkaufen. Die selbstständige Karstadt Gruppe wurde dann zu Karstadt/Quelle, später mit der Galerie Kaufhof Gruppe fusioniert. 2023 taumelt die gesamte Gruppe einer weiteren Insolvenz entgegen.

##### Deutsche Woolworth
1989 Kauf der Filiale Bilka Bockenheim durch die Deutsche Woolworth Gruppe mit Umstrukturierungen. Diese schloss nach 21-jähriger Betriebsdauer sofort das Restaurant und erweiterte so im Kellergeschoss ihre Verkaufsfläche.

##### DWW Deutsche Woolworth GmbH + Co. KG
1998 wurden die deutschen Geschäfte von Woolworth im Rahmen eines Management-Buy-outs in die DWW Deutsche Woolworth GmbH + Co.OHG mit Sitz in Frankfurt eingebracht. Das Kapital stellte die englische Electra Private Equity bereit. Das komplette Souterrain wurde an die Hugo Leibbrand Gruppe, die jetzige REWE Group verpachtet, die sich Ende 2010 wieder zurückzog. Der ursprüngliche amerikanische Woolworth Konzern wurde zwischenzeitlich liquidiert. Die deutsche DWW Deutsche Woolworth GmbH + Co. OHG mit derzeit etwa 330 Läden (202 Kaufhäuser und 128 Mini-Läden) und insgesamt 13.000 Mitarbeitern sucht dringend nach höherer Rendite. Daher läuft hier und in Koblenz ein Versuch mit einem Concept-Store-Modell. Dazu sollten „Marktplätze“ auf der Verkaufsfläche gebildet werden, die sich umsatzfördernd hätten auswirken sollen. Der damalige Kapitalgeber, die englische Electra Private Equity, gab 2007 das Investment an den britischen Finanzinvestor Argyll Partners weiter.
Am 11. April 2009 reichte Argyll Partners für den deutschen operativen Geschäftsbetrieb einen Insolvenzantrag beim Amtsgericht Frankfurt am Main ein. 23 ehemalige Woolworth-Filialen wurden daraufhin von dem Textildiscounter NKD übernommen.[8] Die Drogeriemarktkette Schlecker plante ebenfalls die Übernahme mehrerer Filialen. Das Bundeskartellamt genehmigte Ende August 2009 die Übernahme von maximal 71 Woolworth-Filialen. Im September 2009 erklärte der Pressesprecher des Insolvenzverwalters, dass das operative Geschäft mit voraussichtlich 160 von ursprünglich 310 Filialen in einer neu gegründeten Deutsche Woolworth GmbH weitergeführt werden sollte. Im Mai 2010 übernahm die H. H. Holding Unternehmensteile der Deutschen Woolworth GmbH im Rahmen eines Asset Deals. 158 Standorte wurden weitergeführt und der Firmensitz von Frankfurt nach Unna verlegt. Dort nahm die neu gegründete Woolworth GmbH am 1. Juli 2010 ihren Geschäftsbetrieb auf

##### Woolworth GmbH

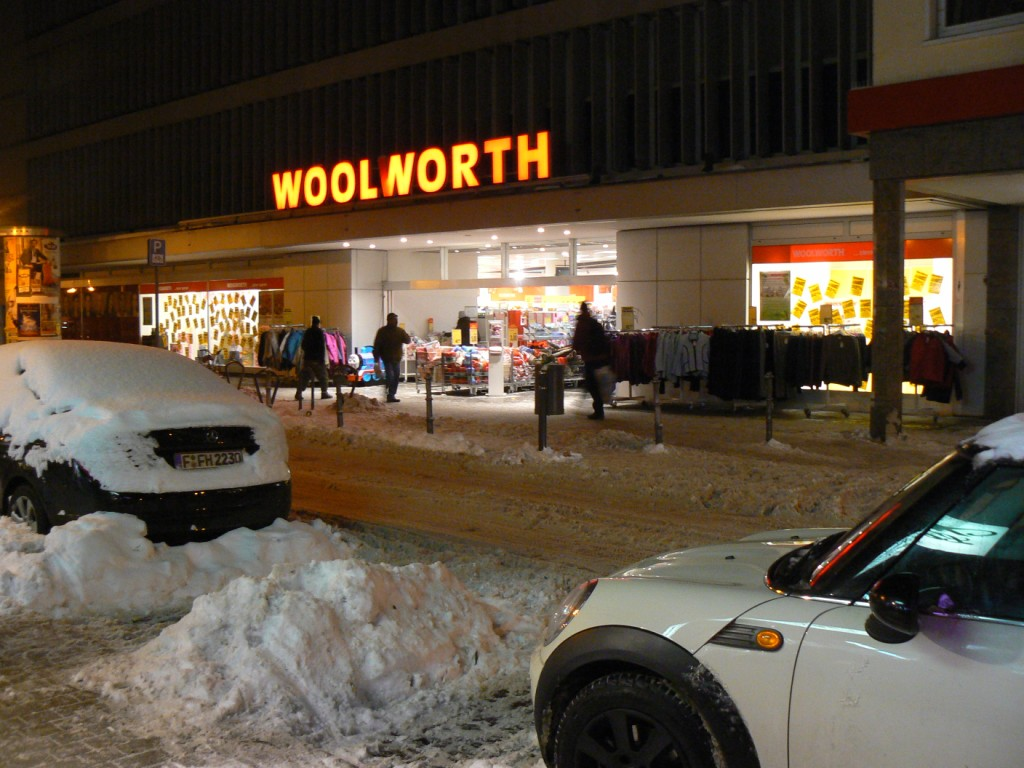
Leipziger Straße 88 (2010)

Nach einer Neuausrichtung des Geschäftsmodells begann Woolworth ab dem Geschäftsjahr 2013/2014 wieder wirtschaftlichen Erfolg zu haben. Die Woolworth GmbH ist weiterhin ein Einzelhandelsunternehmen mit über 630 Kaufhäusern bundesweit. Haupteigentümer ist mehrheitlich die Dortmunder HH Holding. Es folgte eine Zeit des steten Wachstums. Im Jahr 2016 eröffnete Woolworth das 300. Kaufhaus in Deutschland, drei Jahre später waren es mehr als 400. Das Unternehmen platzierte sich als Nahversorger mit Artikeln des täglichen Bedarfs im Einzelhandel. Seit Mitte 2021 betreibt Woolworth rund 480 Kaufhäuser in Deutschland. Zu diesem Zeitpunkt gab das Unternehmen das Expansionsziel bekannt, mittelfristig bis zu 1000 Standorte in Deutschland betreiben zu wollen. Als eines von wenigen deutschen Einzelhandelsunternehmen konnte Woolworth auch nach den bundesweiten Lockdowns im Zuge der Corona-Pandemie in den Jahren 2020 und 2021 verhindern, Kaufhäuser dauerhaft zu schließen.
Zur Revitalisierung der Liegenschaft der Woolworth GmbH, Leipziger Straße 88 berichtet im Deutschen Architekturforum am 15. August 2019 der rühriger Schmittchen des DAF-Teams nachstehendes: Vor sechs Jahren berichtete die FNP von einem bevorstehenden Umbau des Woolworth-Gebäudes, Leipziger Straße 88. Dazu Beitrag #911. Geschehen ist seitdem nichts. In einer Aktualisierung zum „Einzelhandels- und Zentrenkonzept“ vom 12. August 2019 schreibt der Magistrat von einem vorliegenden Bauantrag, eingereicht am 29. Juni 2018. Gegenstand ist eine „Nutzungsänderung von Verkaufsfläche im UG zu einer Tiefgarage, Anbau im EG zur Erweiterung von Verkaufsflächen, Nutzungsänderung von Lagerflächen im 1. OG in Verkaufsflächen mit Anbau zur Flächenerweiterung“ Wohl wegen des Wegfalls der Verkaufsfläche im Untergeschoss und nur teilweiser Kompensation im Erdgeschoss und 1. Obergeschoss reduziert sich diese von aktuell 3.710 m² auf 3.246 m². Der Bauantrag (Az. B-2018-1027-5) befindet sich über ein Jahr nach Abgabe „in Bearbeitung“ und ist „derzeit noch nicht genehmigt“. Höchste Zeit für eine Revitalisierung des Gebäudes, denke ich. Die unverändert heruntergekommen wirkenden Liegenschaft (Fotos) zieht die Leipziger Straße in diesem Bereich ziemlich herunter. Nicht zuletzt bietet der große Hof, in begehrter Lage lediglich als Parkplatz genutzt, reichlich Platz für Wohnbebauung. Das dürfte auch geplant sein, wenn dem Bauantrag zufolge eine Tiefgarage gebaut werden soll. Die umliegende Bebauung schließt überwiegend mit Brandmauern an, auf einem Schrägluftbild gut zu sehen, das eröffnet einige Möglichkeiten. Luftbild, links unten das Woolworth-Eingangsgebäude an der Leipziger Straße, die anschließenden Flachbauten sind zugehörige Verkaufs- und Nebenfläche.

#### Leipziger Straße 91

##### Schwanen-Lichtspiele
Der Erste Weltkrieg und seine Folgen waren auch eine Zäsur für den Frankfurter Hof und ihr wirtschaftliches Ende. 1922, ein Jahr vor Beginn der Inflation von 1923, baute die Bockenheimer Familie Wink den vormaligen Tanzsaal des Frankfurter Hofes zum Schwanen-Lichtspiele um und betrieb dort mit Unterbrechung von 1922 bis 1966 eines ihrer Kinos. Das Geschäftshaus des Peter Platt, Leipziger Straße 91, wurde niederlegt und an dessen Stelle das Foyer und der Kassenbereich für das Kino errichtet. Nach Unterlagen u. a. des Filmmuseums Frankfurt, wurde nach Zerstörungen im Zweiten Weltkrieg das Gebäude ab 1946 bereits wieder errichtet und am 25. November 1948 eröffneten die Geschwister Wink, die beim Wiederaufbau selbst die Schippe in die Hand nahmen, mit dem Marlene-Dietrich-Film „Martin Roumagnac“ erneut ihr Kino. Das Kino war mit 800 Sitzplätzen sogar kurzfristig der größte Frankfurter Saal. Pläne, die Kapazität durch Einziehen eines Rangs auf 1200 Plätze zu steigern, wurden nicht ausgeführt. Die Bühne wurde durch einen goldgelb gehaltenen Vorhang abgeschlossen.

##### „Freies Theater“ und Jugendzentrum „Exzess“
Nach Ende des Schwanen-Lichtspielhauses 1966 produzierte hier eine Großbäckerei, dann zog eine Express-Reinigung ein. Daraus entwickelte sich ab 1986 eine Veranstaltungshalle Die Dramatische Bühne für freie Theaterarbeit und alternative Musikangebote, sowie das selbstverwaltete Event-JJugendzentrum Exzess.
Eine Familiengrabstätte für die Familie Wink hat sich auf dem neuen Friedhof Bockenheim, Ginnheimer Landstraße, erhalten. Diverse Grabstätten der Familien Goll-Platzmann-Hirsch haben sich auf dem Frankfurter Hauptfriedhof erhalten.

#### Leipziger Straße 95

##### Zet-Kaffee-Rösterei

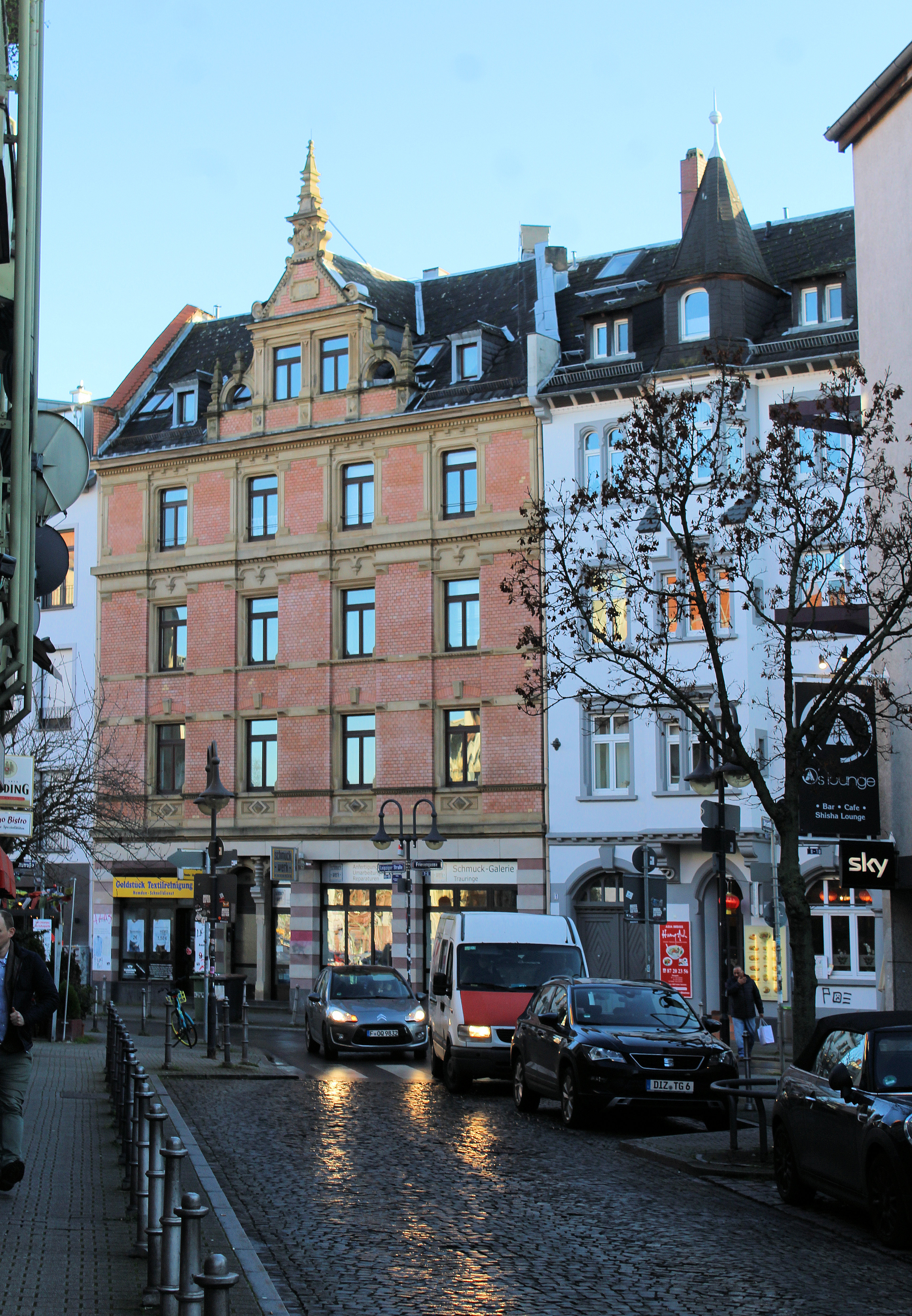
Haus Leipziger Straße 95, von der Grempstraße aus (2020)

In der Leipziger Straße 95 wurde seit 1952 unter dem Namen Zet-Kaffee und der Leitung von Otto Zereske eine familiengeführte Kaffeerösterei mit Ausschank betrieben. Als deren Logo wurde bereits damals ein kleiner „Kaffeemohr“ verwendet. Sein Sohn Jürgen O. Zereske integrierte die Frankfurter Zet-Rösterei mit der übernommenden Firma Linnenkohl – Wiesbaden, die sich als eine der ersten und ältesten Wiesbadener Kaffee-Brennereien seit 1852 mit eigenem Kaffee- und Teelager bezeichnete. Danach wurde der Firmenname in Zet-Kaffee-Rösterei geändert. Anfang des 21. Jahrhunderts wurde der Tee- und Kaffeeladen in der Leipziger Straße 95 aufgegeben, und man konzentrierte sich auf die Wiesbadener Verkaufsstelle.

#### Leipziger Straße 106

##### Bäckerei und Konditorei K. & W. Link
Im Liederheft für die Karneval-Saison 1956 der Bockenheimer Turngemeinde (1860–1960), Marburger Straße 28, schaltete die Bäckerei und Konditorei K. & W. Link, Leipziger Straße 106, eine Werbeanzeige für ihre guten Kreppel mit delikater Füllung. Auch im Liederheft für die Karneval-Saison 1960 der Bockenheimer Turngemeinde gab es eine Werbeanzeige gleichen Inhalts.

### Leonardo-da-Vinci-Allee

#### Leonardo-da-Vinci-Allee 30

##### Hotelthe niu Air

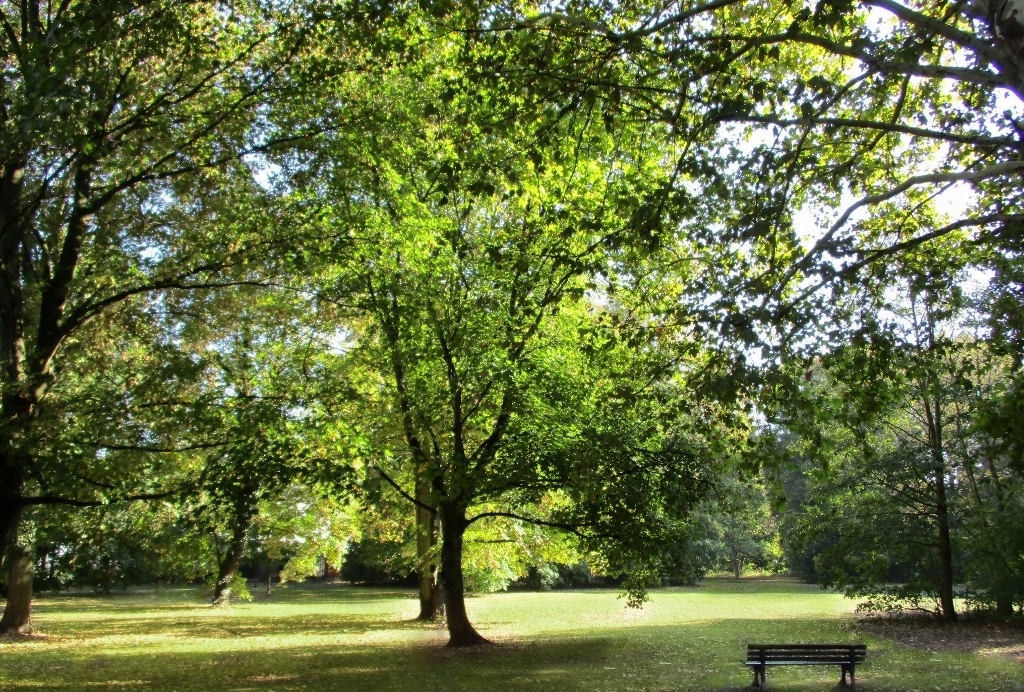
Biegwald (2018)
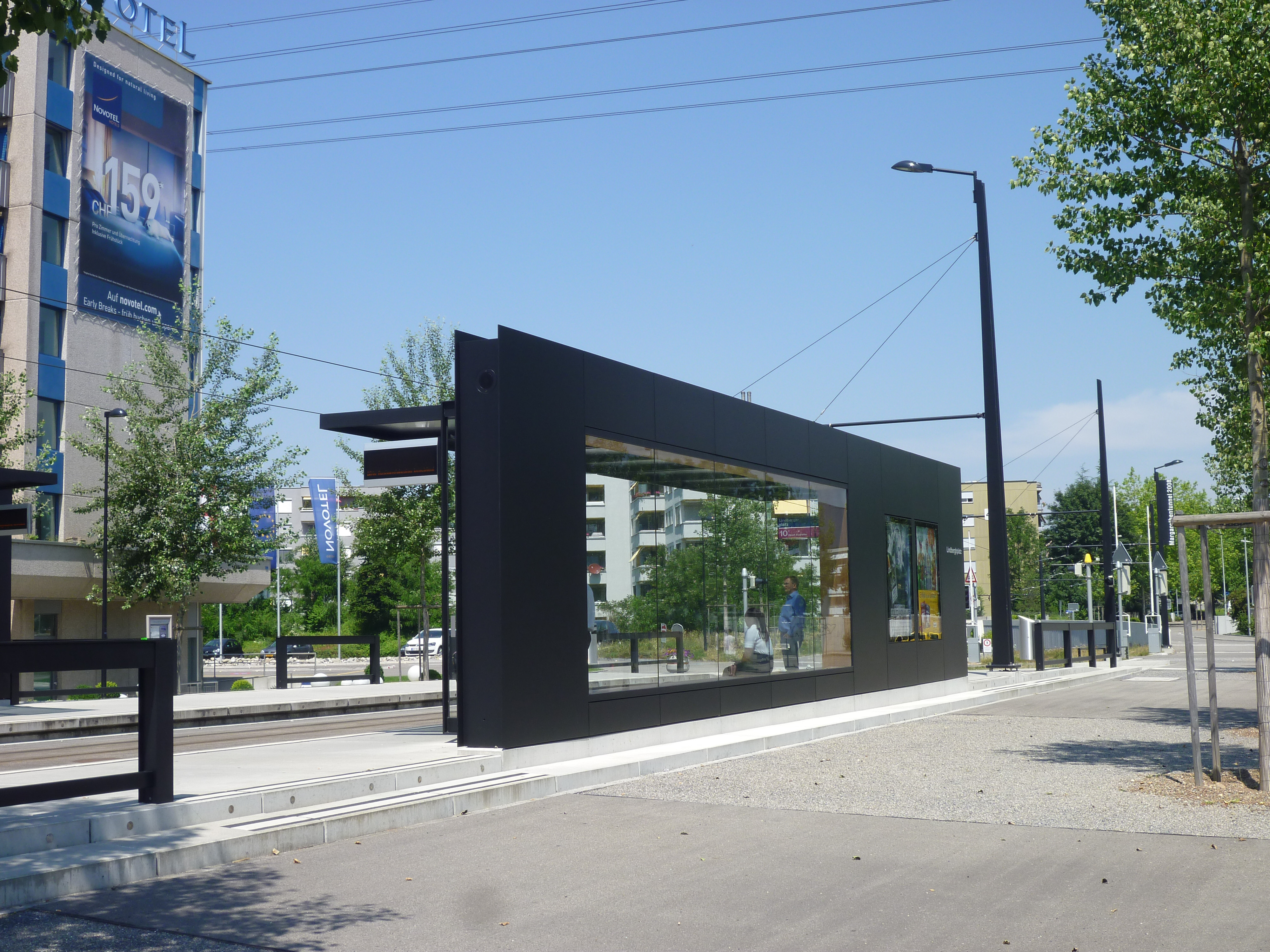
Lindberghplatz (2010)

Das heute verbliebene Rebstockwäldchen mit seiner nur noch 5 Hektar großen Fläche war und ist Teil des auch nur noch 20 Hektar großen Biegwaldes. Der ursprüngliche Auenwald, einer der ältesten Wälder Frankfurts, bedeckte mit seinen alten Eichen, Hainbuchen und Eschen weite Flächen des oft überschwemmten Niddatals. Dieser verbliebene Niedwald entstand als Überbleibsel nach dem Bau der Autobahn A 5 und schrumpfte nochmals durch den Bau der A 648, die vom Westkreuz über die Theodor-Heuss-Allee bis zur Festhalle führt. Der Bau des bereits wieder abgerissenen Battelle-Institutes samt einem kleinen, 1956 errichteten Siedewassersreaktor für Kernforschung, sowie dem Bau der Leonardo-da-Vinci-Allee mit ihrer Randbebauung nach Plänen des Architekten Peter Eisenman und dem Büro Albert Speers, verursachte nochmals Flächenverluste. Nach neuen Plänen der Stadt Frankfurt wurde zudem eine neue Zugangsstraße in das Rebstockviertel über das ehemalige Battelle-Gelände gebaut.
Die in Hamburg ansässige Hotelgruppe Novum Hospitality erbaute bereits mit einem Projektentwickler ein weiteres Hotel, the niu Air, mit 344 Zimmern in der Leonardo-da-Vinci-Allee 30. Weitere Hotelbauten sind hier im Bau bzw. in Planung. Diese Baupläne führen aber zu zahlreichen Einwendungen

### Lötzener Straße

#### Lötzener Straße 33

##### Koptisch-Orthodoxe Kirche

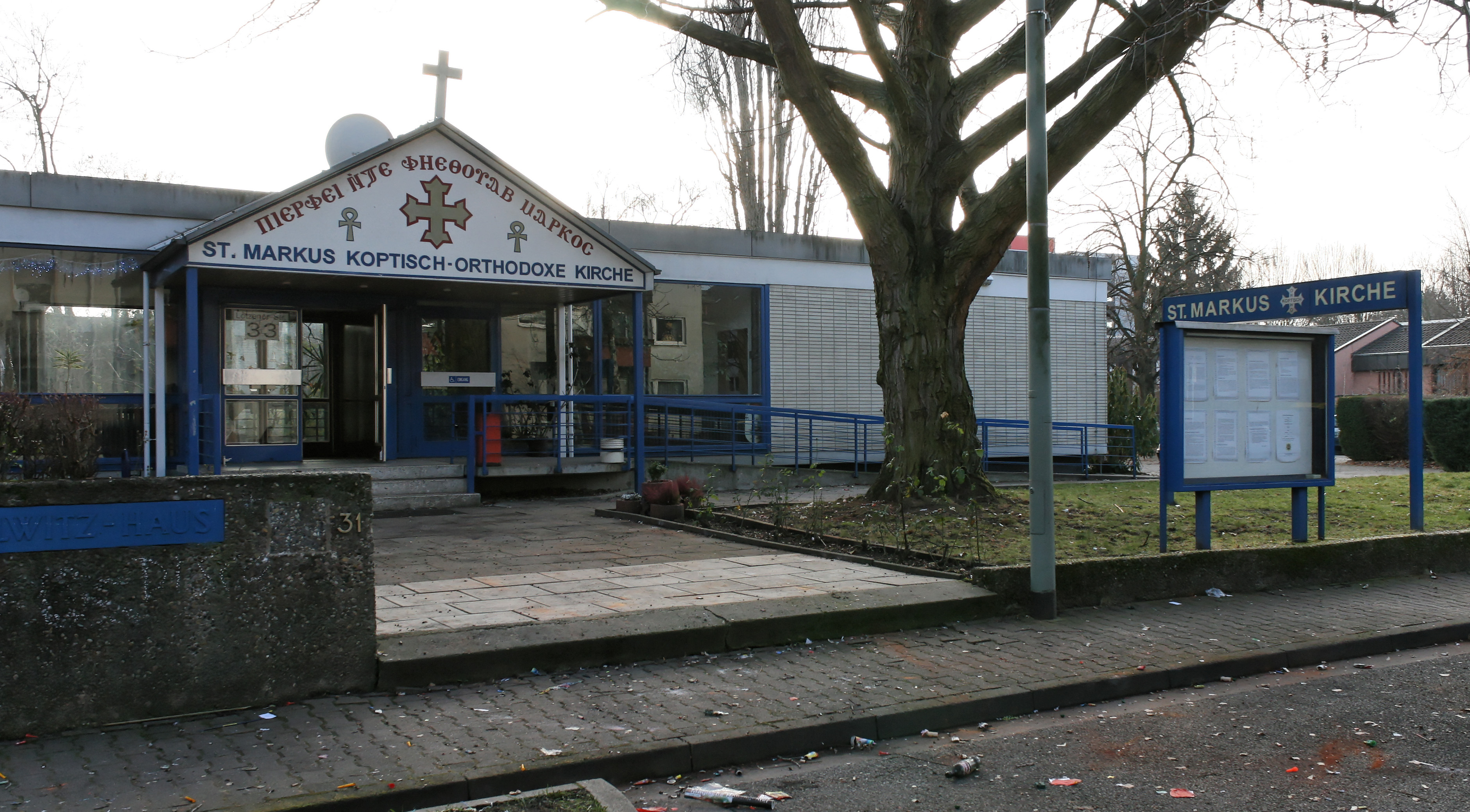
Koptisch-Orthodoxe Kirche (2008)

St. Markus Koptisch-Orthodoxe Kirche Frankfurt, 1998 im ehemaligen Bürgertreff Käthe-Kollwitz-Haus des Wohnviertels Industriehof, Lötzener Straße 33, eingerichtet. Die Kirchengemeinde St. Markus ist die größte Gemeinde der Koptisch-orthodoxen Kirche in Deutschland.

### Ludwig-Landmann-Straße

#### Ludwig-Landmann-Straße 343

##### Studierendenwohnheim „LuLa“

Studierendenwohnheim „LuLa“ (2010)

Das Studierendenwohnheim „LuLa“ des Studentenwerks, vier Häuser mit 295 Wohnheimplätzen, wurde 1964 gebaut und 2017–2020 saniert.

#### Ludwig-Landmann-Straße 349

##### R & L Center

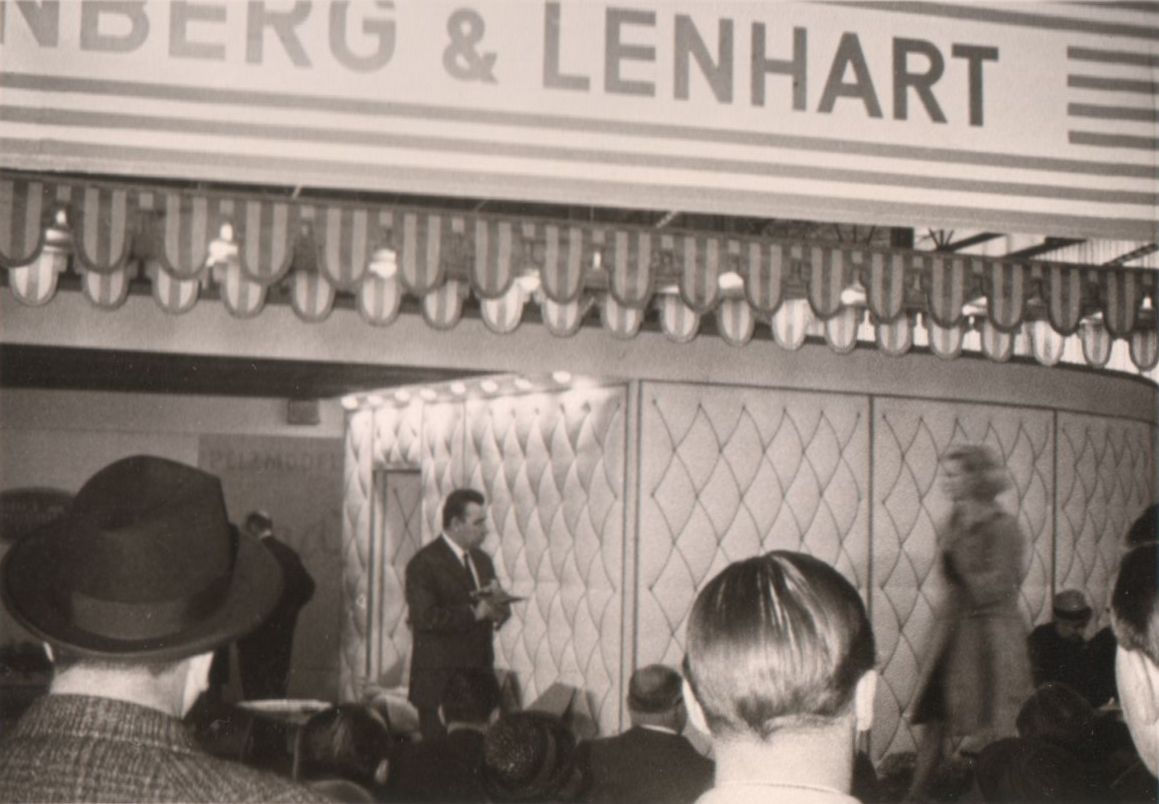
Rosenberg & Lenhart Messestand (1962)
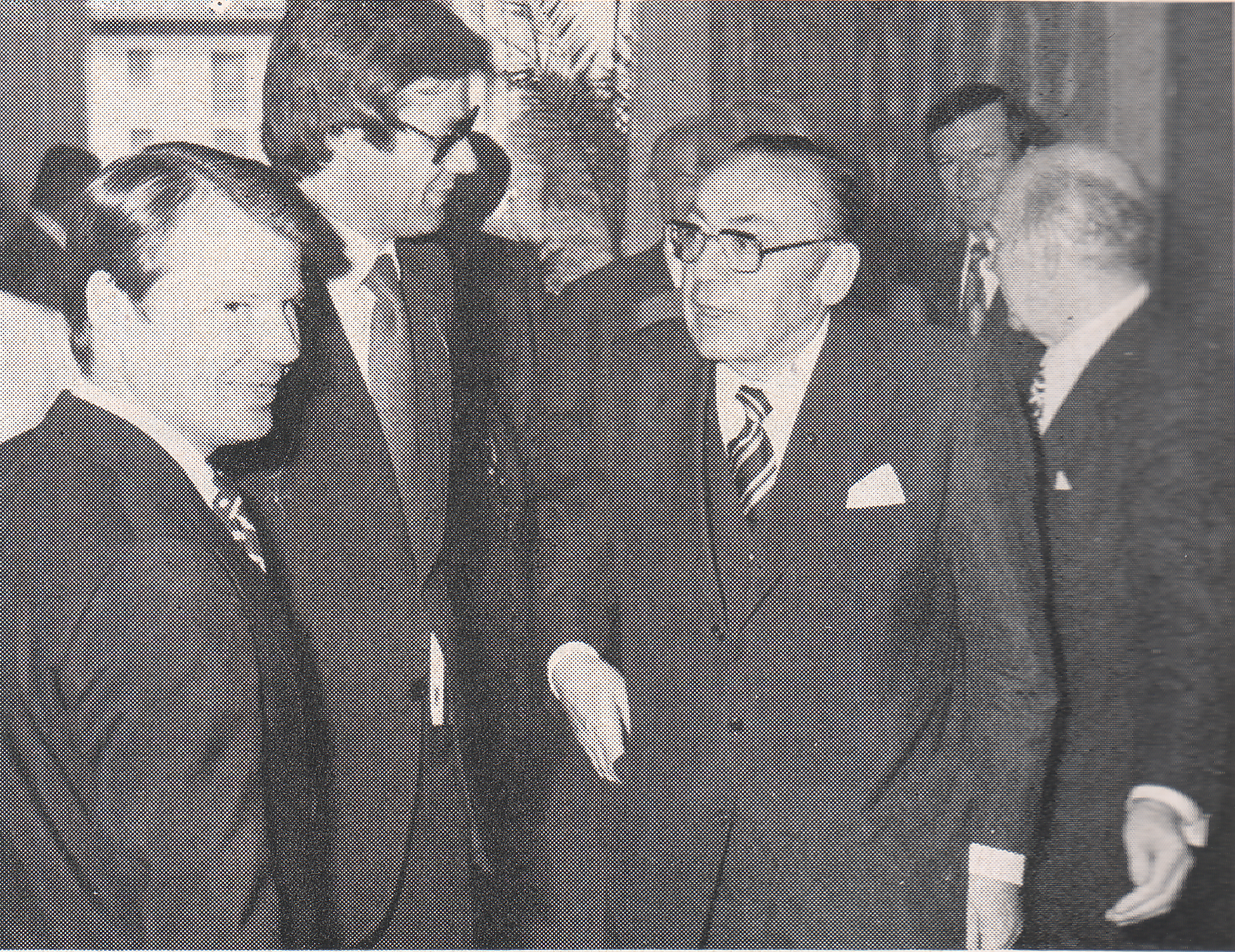
Andreas Lenhart (links) Harry Rosenberg (Mitte) (1974)

Im Jahr 1988 ließen Harry Rosenberg (* 1904) und Arthur Lenhart (1916–1961), die bereits seit Ende der 1920 Jahre zusammen in der „Weltstraße der Pelze“ in Brühl (Leipzig) im Rauchwarengewerbe tätig waren, das „R & L Center“ als ihr neues Pelz- und Modezentrum in der Ludwig-Landmann-Straße 349 auf dem Gelände des Nachkriegsbau eines ehemaligen Herrenausstatters, der stillgelegten Deutschen Kleiderwerke, errichten. Die untergegangenen Deutschen Kleiderwerke wurden bereits 1873 als Bender & Gattmann gegründet und 1933 zur Aktiengesellschaft umgegründet und umbenannt.
Mit der Investitionsentscheidung für ihr R & L Center wollten sie heraus aus der räumlichen Enge des Pelzhandelszentrum Niddastraße und hofften auf Nachzug von Mitbewerbern und Akzeptanz dieses neuen Standorts für die Frankfurter Pelzbranche. Da sich ihre Hoffnungen auf Zentralisation vor Ort nicht erfüllten und sich die Pelzbranche immer internationaler ausrichtete, entschlossen sie sich 2016, das Gebäude aufzugeben und das rund 8000 Quadratmeter große Grundstück an der Ludwig-Landmann-Straße 349-351 an einen Bauinvestor zu verkaufen. Angelockt von der wachsenden Wohnungsnachfrage ließ dieser hier 194 Eigentumswohnungen mit einer Gesamtwohnfläche von 12.300 Quadratmetern unter dem Namen „The Chameleon Bockenheim“ entstehen in unmittelbarer Nachbarschaft des Studierendenwohnheims, mit 4 Häusern und 295 Wohnheimplätzen in der Ludwig-Landmann-Straße 343.

#### Ludwig-Landmann-Straße 365

##### St.-Raphael-Kirche

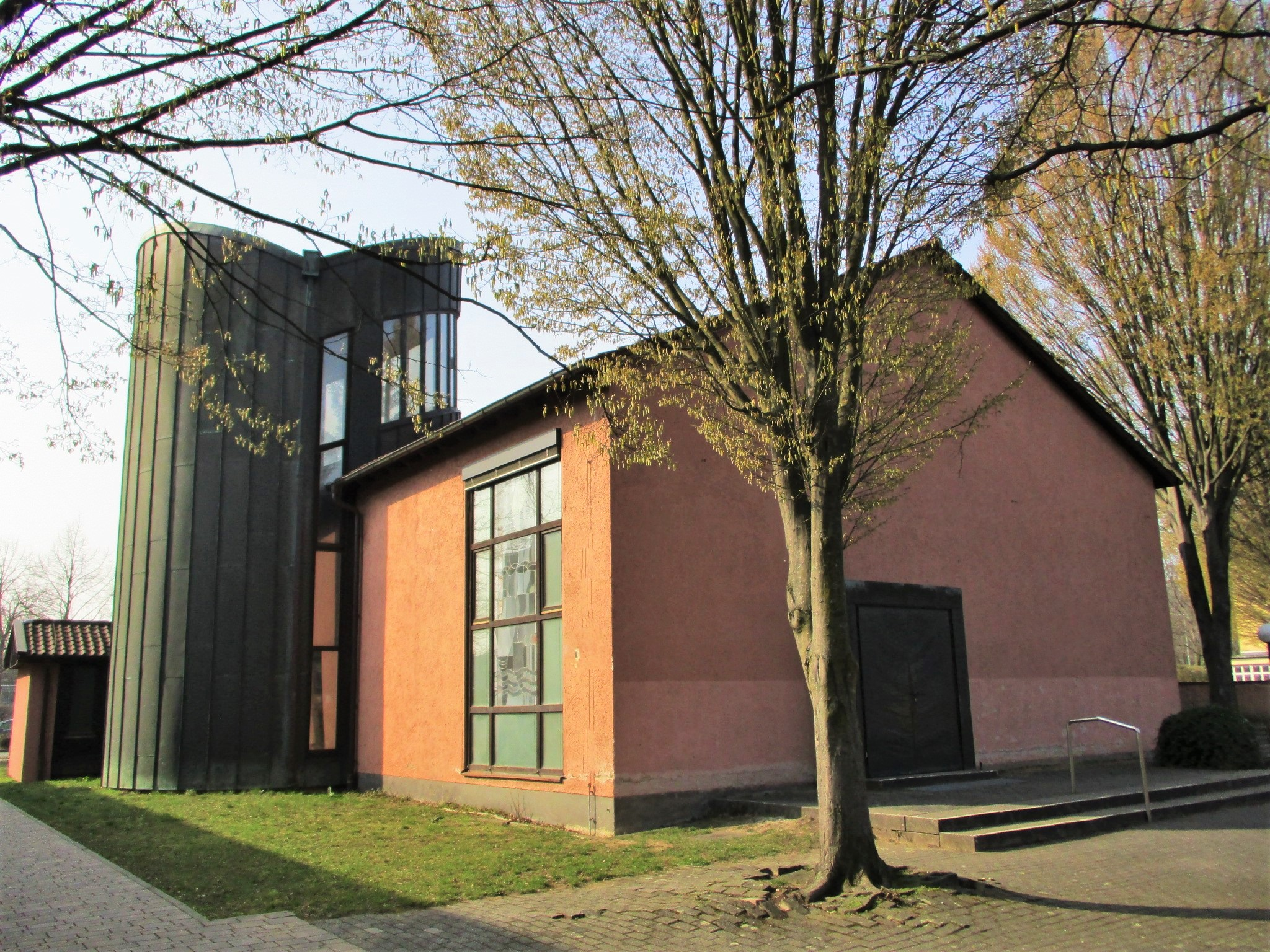
St. Raphael (2019)

Die an der Ludwig-Landmann-Straße (Industriehof) gelegene katholische St.-Raphael-Kirche wurde 1959 nach dem Entwurf des Architekten Hans Busch fertiggestellt. 1979 wurde sie weitreichend liturgisch neu geordnet und baulich erweitert. Am 5. Juli 2020 wurde die Kirche durch den Limburger Bischof für profan erklärt. Dadurch wird der Weg frei für den Abriss der Kirche und der Nachbargebäude des in der Großpfarrei St. Marien aufgegangenen Gemeindezentrums St. Raphael.

##### Kirche der ungarisch-katholischen Christengemeinde
Kirche der ungarisch-katholischen Christengemeinde in der Ludwig-Landmann-Straße 365

#### Ludwig-Landmann-Straße 389

##### Heinrich Baumann Grafisches Zentrum GmbH
Das Unternehmen wurde 1930 gegründet und ist Zulieferer für die Druckindustrie, mit einem Portfolio aus Verbrauchsmaterialien, Geräten und Maschinen, von der Vorstufe über den Druck und Weiterverarbeitung bis hin zur Werbetechnik. Zusätzlich zum Handel hat sich die Produktion von Maschinen für die grafische Industrie zu einem zweiten Standbein für die Unternehmensgruppe Baumann entwickelt. Die Heinrich Baumann Grafisches Centrum GmbH & Co. KG verlegte 2018 ihren Standort von Frankfurt am Main in das ca. 60 km nördlich liegende Solms. Der neue Sitz des Fachhandelshauses ist damit der Standort der Baumann Maschinenbau GmbH & Co. KG, die seit ca. 40 Jahren dort Schüttelmaschinen, Stapelwender und Logistiksysteme entwickelt und baut.

#### Ludwig-Landmann-Straße 405

##### Zentrale der AC Nielsen Deutschland
Das Marktforschungsunternehmen AC Nielsen ist in mehr als 100 Ländern aktiv. Der weltweite Hauptsitz befindet sich in New York. 1954 wurde die Marktforschungsunternehmen AC Nielsen Deutschland gegründet, die heute ebenfalls The Nielsen Company (Germany) GmbH heißt. Im Mai 2006 wurde die Gruppe für 12,7 Millionen US-Dollar von Blackstone Group, KKR Kohlberg Kravis Roberts & Co. und anderen Finanzinvestoren gekauft. In der Folge mussten Kosten reduziert werden. Das 11-stockige Bürohochhaus an der Ludwig-Landmann-Straße 405, unmittelbar hinter dem Hotel Radisson Blu gelegen, stand im Zuge einer Fondsabwicklung zum Verkauf. Nach intensiven Verhandlungen ging das Objekt in das Portfolio eines Frankfurter Family Office. Das Objekt mit ca. 20.000 m² Nutzfläche und 240 Stellplätzen stand dann über ein Jahr leer. Der neue Eigentümer plant am Standort Formen des gewerblichen Wohnens.
Das Hochhausquartier der AC Nielsen Deutschland wurde geräumt und zog nach Bockenheim-Industriehof, Insterburger Str. 16.
Die Stadt Frankfurt mietete 2019 zunächst für drei Jahre fünf Stockwerke der leerstehenden Immobilie als Flüchtlingsunterkunft.

### Markgrafenstraße

#### Markgrafenstraße 14

##### Markuskirche

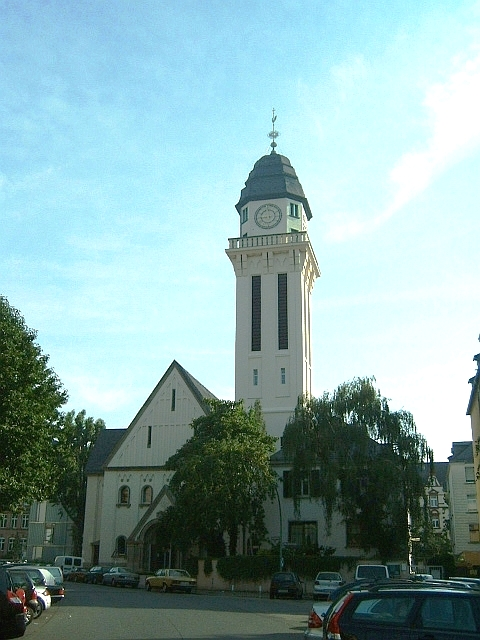
Markuskirche von Südwest (2006)

Die Markuskirche in der Markgrafenstraße wurde 1909 bis 1912 errichtet, teilweise im Jugendstil. 1944 zerstört, wurde sie 1953 wieder aufgebaut. Nach der Zusammenlegung der beiden evangelischen Gemeinden Bockenheims erfolgte 2005 der Umbau zum Zentrum Verkündigung der Evangelischen Kirche in Hessen und Nassau.

### Morsestraße

#### Morsestraße 27

##### GM-House Frankfurt GVO
GM-House Frankfurt GVO in der Morsestraße 27 mit Werkstatt und Showroom für Marken wie Chevrolet, Buick, GMC und Cadillac. 2005 übernahmen diverse Investoren die Teile der Unternehmensgruppe Georg von Opel GmbH, mussten aber bereits 2006 Insolvenz anmelden. Das bedeutete auch das Ende des GM-House Frankfurt GVO. Das länger leerstehende Gebäude wurde dann von einem Druck und Printshop übernommen. Die Pläne für das neuentwickelte Schönhof-Viertel führten schließlich zum Abriss des Gebäudes Morsestraße 27.

#### Morsestraße 32

##### Hari Om Temple HCC e. V.
In Frankfurt am Main leben 300-400 afghanische Hindus. Bislang trafen sie sich auf dem VHP (Vishva Hindu Parishad)-Gelände in der Morsestraße. Das neue Bebauungsprojekt Schönhof zwang zum Abriss. Nunmehr finden die Treffen im Shri Aasamai Mandir in der Salzschlirferstraße statt.

### Mühlgasse

#### Mühlgasse 31

##### Bockenheimer Bürgerschule

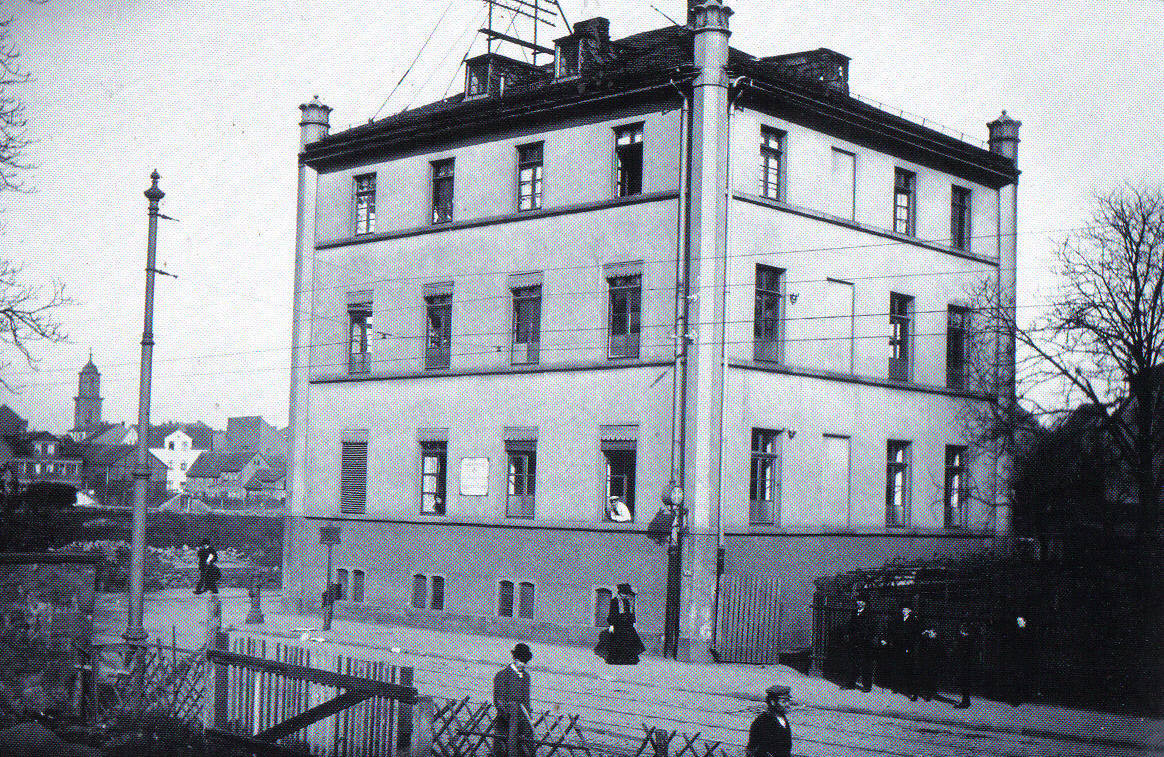
Bürgerschule (1904)
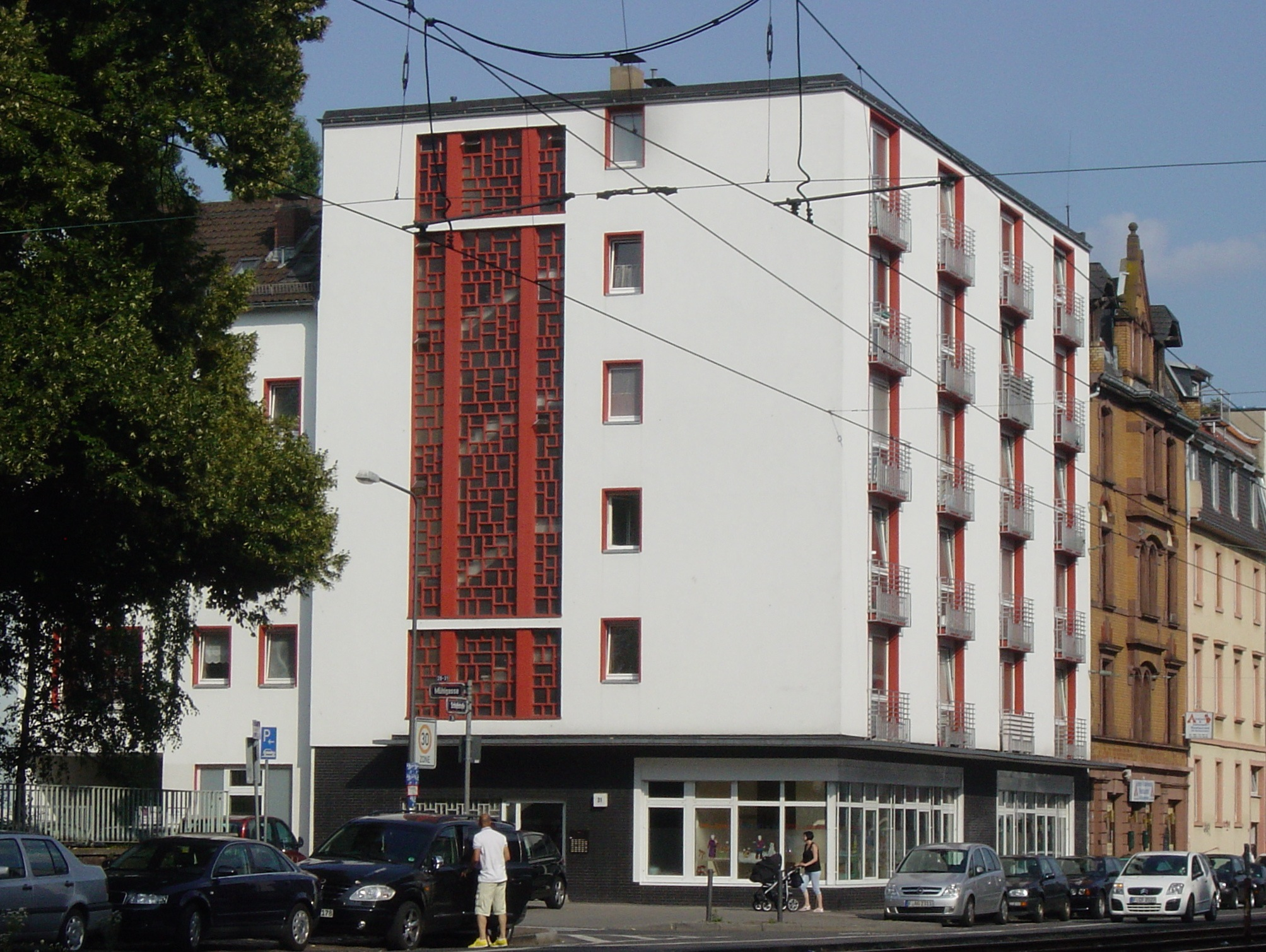
Aktuelle Bebauung (2013)

Auf dem Grundstück Mühlgasse 31, Ecke Schloßstraße errichtete 1855 die Stadt Bockenheim eine Höhere Bürgerschule, die nach Umzug in den Schulneubau in der Falkstraße von 1877 bis 1889 als Höhere Töchterschule fortgeführt wurde. Nach der Eingemeindung Bockenheims 1895 wurde die Schule in den Neubau der im Zweiten Weltkrieg zerstörten Viktoria-Schule, der Städtischen höheren Mädchenschule zu Frankfurt am Main in der heutigen Senckenberg-Anlage verlegt.
Ab 1904 befand sich hier eine Filiale der AOK Allgemeinen Ortskrankenkasse und eine Rettungswache des Frankfurter Samariter-Vereins. Ab 1927 noch eine Zahlstelle der AOK für die damals üblichen Barein- und -auszahlungen. Im Zweiten Weltkrieg beschädigt, dient das sanierte Gebäude heute Wohnzwecken. Wegen des starken Bevölkerungswachstums wurden 1906 gegenüber diesem Grundstück zwei benachbarte Schulen erbaut, die Kaufungerschule als Knaben- und die Kurfürstenschule als Mädchenschule. Auf deren Grundstück befand sich bis 1890 die bekannte Gärtnerei Siesmayer. Zeitgleich entstand parallel zur Mühlgasse liegend die Kaufunger Straße.

### Mulanskystraße

#### Mulanskystraße 21

##### Herrnhuter Brüdergemeine
Sitz der freireligiösen Herrnhuter Brüdergemeine (Evangelische Brüder-Unität der Herrnhuter) im Rhein-Main-Gebiet, auch Moravian Church genannt, die mit den Predigten des Jan Hus ihren Anfang nahmen.

### Nauheimer Straße

#### Nauheimer Straße 10

##### Frankfurter Fischkonservenfabrik Willi Klös KG
Unter der Nauheimer Straße in Frankfurt-Bockenheim liegt einer der letzten Basalt-Ausläufer des vulkanreichen Vogelsbergs. Deutlich sichtbar ist das Straßengefälle der kurzen Nauheimer Straße von der Kreuzung Adalbertstraße / Schloßstraße zur Hamburger Allee / Voltastraße. In der Nauheimer Straße 10 betrieb Leopold Eisemann vor dem Ersten Weltkrieg seine Frankfurter Fischkonservenfabrik. Das historische Produktionsgebäude hat sich als Teil der umfangreichen Hinterhofbebauung bis heute erhalten. Der heutige Hauseingang Nauheimer Straße 10 mit seiner Verkleidung des Erdgeschosses mit Steinplatten an der heute als Gastwirtschaft benutzen Gewerbefläche lässt das historische Geschehen nicht mehr erkennen. Fand hier doch eine der seltenen Fälle sogenannter freundlicher Geschäftsübernahme anlässlich der meist brutalen Gewaltaktionen während der Arisierung jüdischer Unternehmen statt, die Benno Nietzel in seiner Dissertation Handeln und Überleben: Jüdische Unternehmer aus Frankfurt am Main 1924–1964 (= Kritische Studien zur Geschichtswissenschaft. Band 204, Vandenhoeck & Ruprecht, Göttingen 2012, ISBN 978-3-525-37024-7) erforschte und veröffentlichte. Er erforschte die Übernahme der Frankfurter Fischkonservenfabrik in Frankfurt-Bockenheim, Nauheimer Straße 10. Der jüdische Inhaber Leopold Eisemann verkauft gegen einen geringen Kaufpreis seinen Geschäftsbetrieb im Mai 1938 an seinen langjährigen nicht-jüdischen Prokuristen Willi Klös, der als Lehrling in seinem Betrieb angefangen hatte. Fortan wurde das Unternehmen als Frankfurter Fischkonservenfabrik-Willi Klös KG-weitergeführt. Den Grundbesitz des Unternehmens überschrieb Eisemann einer Immobilien-Verwaltungs-GmbH, die seiner inzwischen von ihm geschiedenen Ehefrau gehörte. Diese später vielfach eingeübte Betriebsaufspaltung überstand die NS-Zeit. Leopold Eisemann flüchtete über die Schweiz nach Marokko und trat dort in die französische Fremdenlegion ein. Nach dem Krieg kehrte er nach Deutschland zurück und trat wieder in das Unternehmen ein. Die Produktion von Fischkonserven war hier aber bald nicht mehr erfolgreich. Der Betrieb wurde eingestellt und die Liegenschaft vermietet.

#### Nassauer Straße

##### Gasthaus „Zum Nassauer Ländchen“
Die Namenswahl des Gasthauses „Zum Nassauer Ländchen“ in der damals noch freien Stadt Bockenheim resultierte vom damals verklärten Geschichtsbild auf das Herzogtum Nassau und der Erinnerung an das untergegangene sogenannte hessische Ländchen, war doch Nassau seit 1868 mit den ebenfalls annektierten Staaten Freie Stadt Frankfurt und Kurfürstentum Hessen in der neugeschaffenen preußischen Provinz Hessen-Nassau aufgegangen. Die letzten Spuren von Nassau verschwanden 1895 mit der Eingemeindung Bockenheims in die Stadt Frankfurt am Main, wobei die ehemals wichtige „Nassauer Straße“ in „Adalbertstraße“ zu Ehren von Adalbert Hengstberger (1853–1923), des letzten Bürgermeister der selbständigen Stadt Bockenheims, umbenannt wurde. Die „Nassauer Straße“ hatte mit ihrem Stichgleis vom Bahnhof Bockenheims zur Bockenheimer Warte damals einen wesentlichen Anteil an der wirtschaftlichen Entwicklung Bockenheims. Der rasante Bevölkerungsanstieg Bockenheims förderte so auch die Ansiedlung zahlreicher Gastwirtschaften um den Bahnhof Bockenheims, zumal hier auch der Bierausschank möglich wurde. Der Kühlschrank und das Flaschenbier waren gerade erst in der Entwicklung.
Die ökonomische Entwicklung des Gasthauses „Zum Nassauer Ländchen“ in der „Nassauer Straße“ war aber nicht nachhaltig. Zu kleine wirtschaftliche Einheit, starker Druck der Mitbewerber, verändertes Umfeld, Weltkrieg, Inflation und Arbeitslosigkeit führten zum Erliegen. Heute erinnert nur eine antiquarisch angebotene Bildpostkarte von ca. 1900 an die damalige Existenz des Gasthauses „Zum Nassauer Ländchen“ in der „Nassauer Straße“. Längst sind durch Kriegsbomben und Wiederbebauung alle Spuren ausgelöscht.

#### Ochsengraben

##### Ochsengraben X

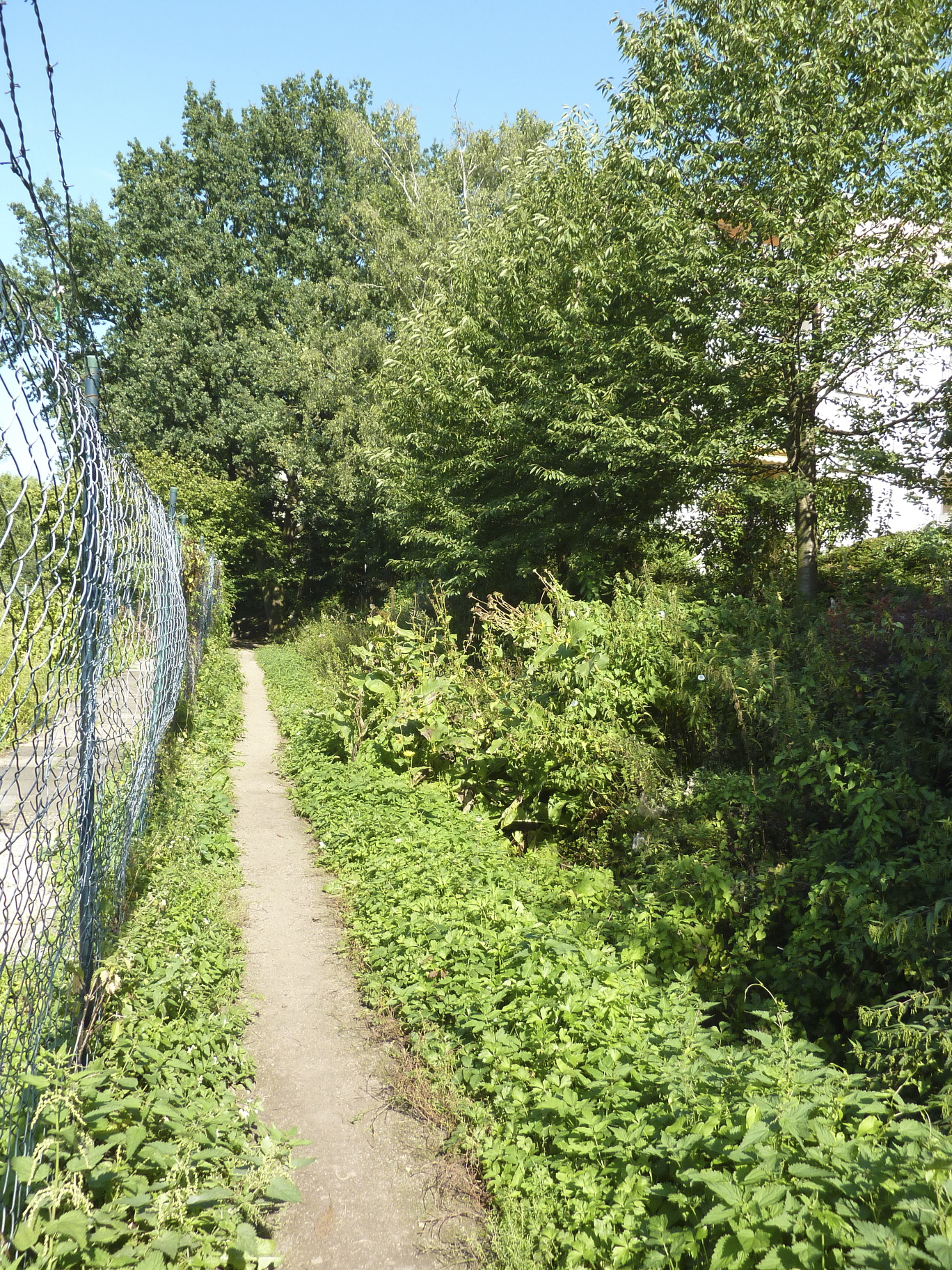
Pfad entlang dem Ochsengraben, Blick nach Nordosten (2012)
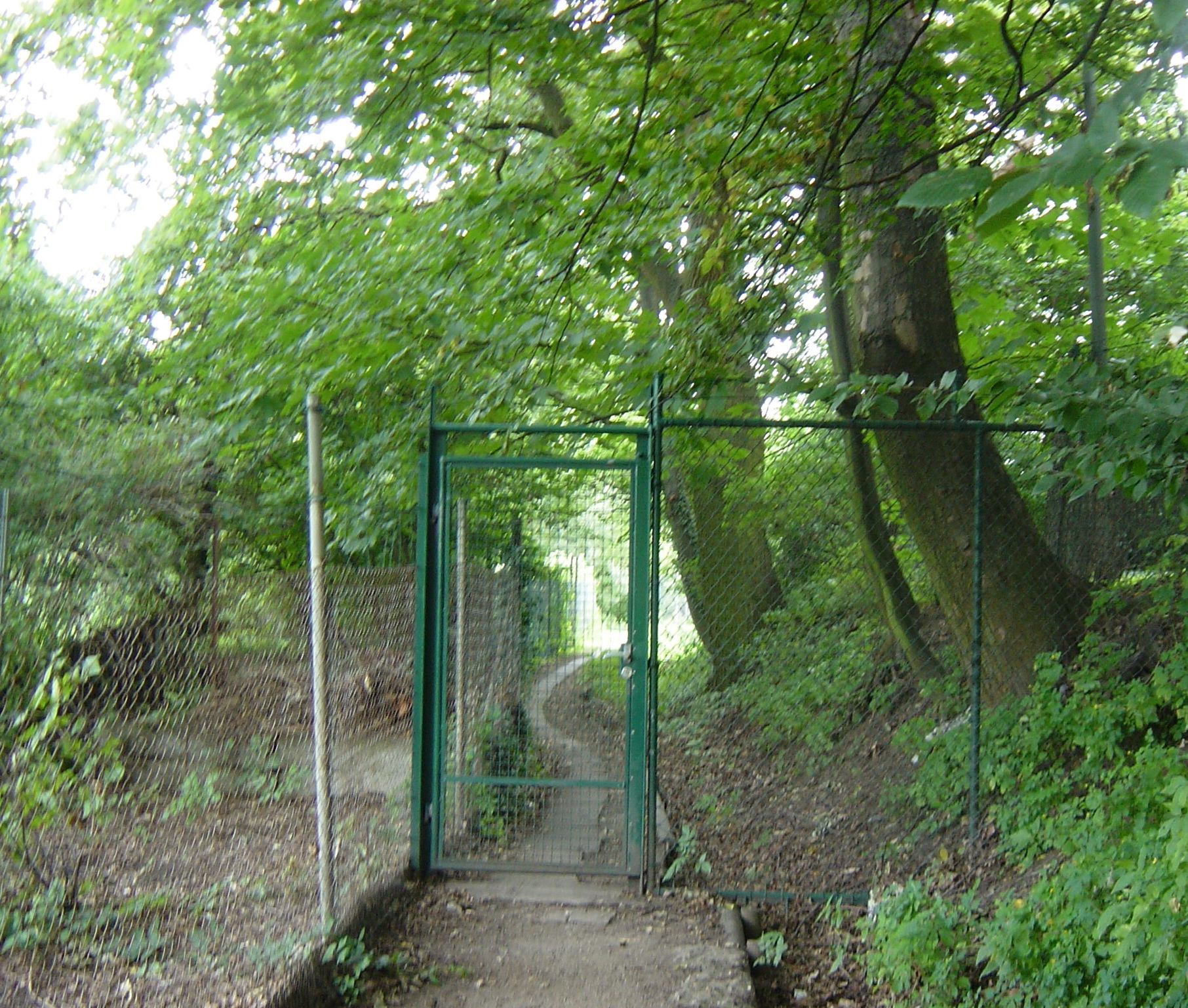
Ochsengraben, am Ende der Fritzlarer Straße (2013)
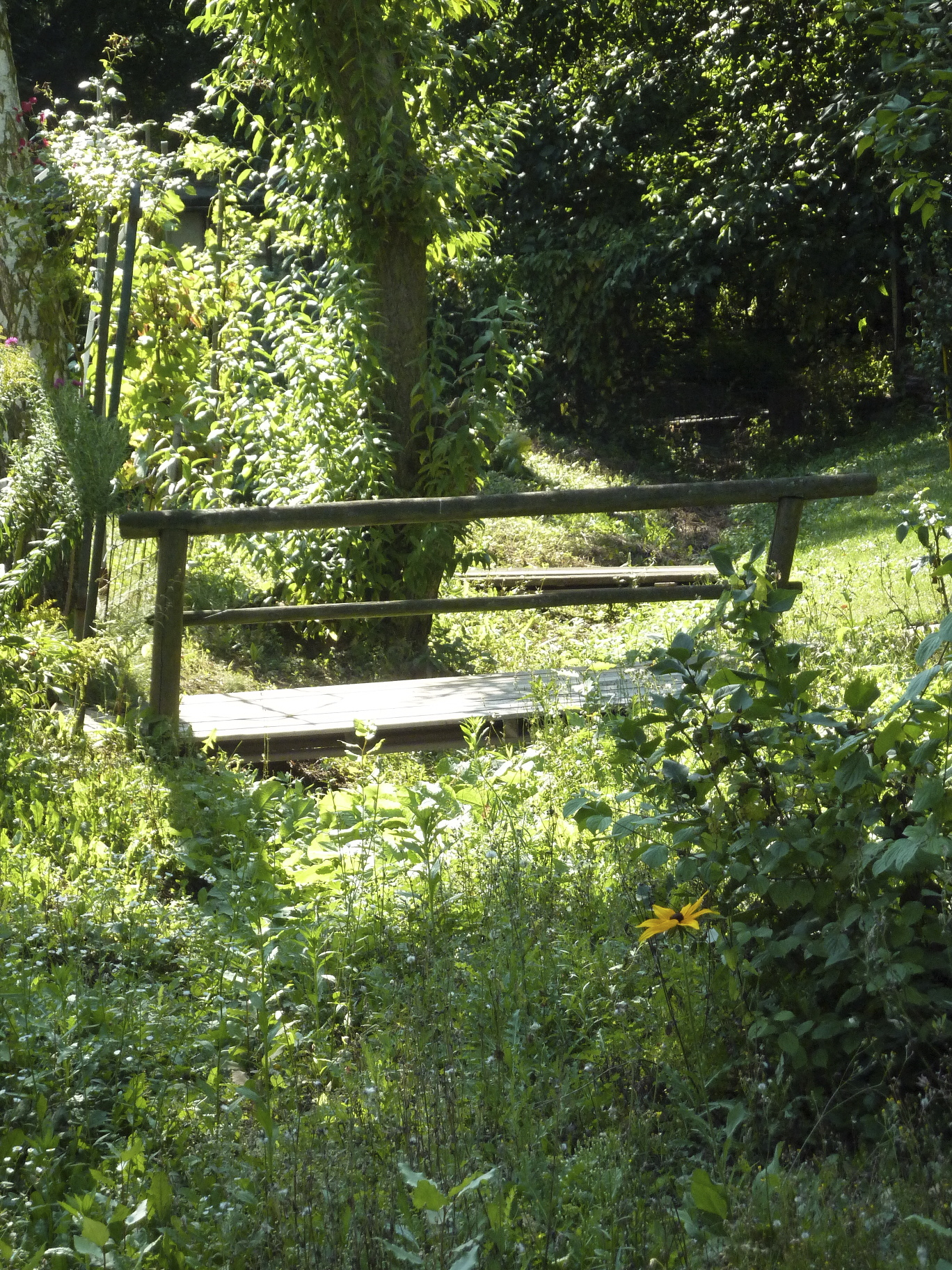
Steg über den Ochsengraben in einem Kleingarten (2012)

Der Ochsengraben ist einer der letzten Überreste eines ehemals weitverzweigten Grabensystems, das der Entwässerung der umliegenden Wiesen und Felder diente. Dieser Ochsengraben genannter Abschnitt verläuft in südwestlich-nordöstlicher Richtung entlang dem westlichen Bebauungsrand von Bockenheim. Zum selben System gehört der nördlich im Stadtteil Ginnheim gelegene Wooggraben, mit dem der Ochsengraben durch unterirdische Verrohrung verbunden ist. Zusammen sind die beiden Gräben etwa 3,4 Kilometer lang. Das zeitweilig trockenfallende Grabensystem sammelt das Wasser von Niederschlägen und führt es in den Fluss Nidda ab. Sie verlaufen jedoch meist unterirdisch. Zwischen der Häusergasse bis zum St. Elisabethen-Krankenhaus ist der Ochsengraben als offener Graben begehbar.

### Ohmstraße

#### Ohmstraße 19

##### Das Edison
In der Nachbarschaft zum ehemaligen Elektrizitätswerk, an der Ecke Ohmstraße/Pfingstbrunnenstraße, entstanden 54 Eigentumswohnungen im neuen Wohnprojekt. Es trägt den Namen Das Edison, benannt nach Thomas Alva Edison, dem Erfinder der Glühbirne im 19. Jahrhundert.

#### Ohmstraße 48

##### GESWA Versandhaus
Die GESWA Versandhaus GmbH war ein bereits vor dem Zweiten Weltkrieg bestehendes Unternehmen für den Vertrieb von Haushaltswaren, Kurz- und Galanteriewaren in Bockenheim, vormals Frankfurt am Main West 13, Ohmstraße 48. Der Geschäftssitz war ein Eckgebäude in der Ohmstraße 46-48, Philipp-Reis-Straße, heute Galvanistraße. Der Architekt Stoessel, G.A. errichtete das imposante Firmengebäude ursprünglich für die Frankfurter Musikwerke Philipps & Söhne AG.
Mieter der Liegenschaft in der Galvanistraße 23 (ehemals Philipp-Reis-Straße), Seiteneingang Ohmstraße 48, ist u. a. das Umweltamt der Stadt Frankfurt am Main im sanierten Altbau, im heutigen sogenanntem Solmshaus nach ihrem jetzigen Eigner, der GS Real Estate des Grafenhauses zu Solms-Laubach. Bei Kriegsende durch Bombentreffer ausgebrannt, dann instand gesetzt, war die Immobilie von 1947 bis 1957 auch Geschäftssitz und Produktionsort der Schuhfabrik Angulus-Patos Otto Müller KG, Ohmstraße 48, bis diese als heute noch bestehende Diamant Schuhfabrik Otto Müller KG ins nahe Bad Soden im Taunus umzog.
Spärlich sind die heute noch vorhandenen Spuren über die untergegangene wirtschaftliche Existenz der GESWA. Erhalten hat sich ein im Schweizer Internet am 16. September 2016 angebotener Katalog mit der Preisliste Nr. 108, gültig ab September 1938, auf dessen Deckblatt sich das Versandhaus als rein arisches Unternehmen empfiehlt. Von April 1940 stammt ein 16-seitiger Katalog mit der Preisliste Nr. 116, gültig ab April 1940. Der Journalist Jörg Bohn, 47495 Rheinberg, hat im Internet unter www.wirtschaftswundermuseum.de u. a. die „Weihnachtspreisliste Nr.222“ von 1955 der Geswa – „Das Spezialversandhaus für Haushaltsbedarf Frankfurt a/M“ veröffentlicht. Auch wird antiquarisch eine Firmenpostkarte der Geswa, datiert vom 20. März 1957, angeboten.

### Pariser Straße

#### Pariser Straße 6

##### Dreifaltigkeitskirche

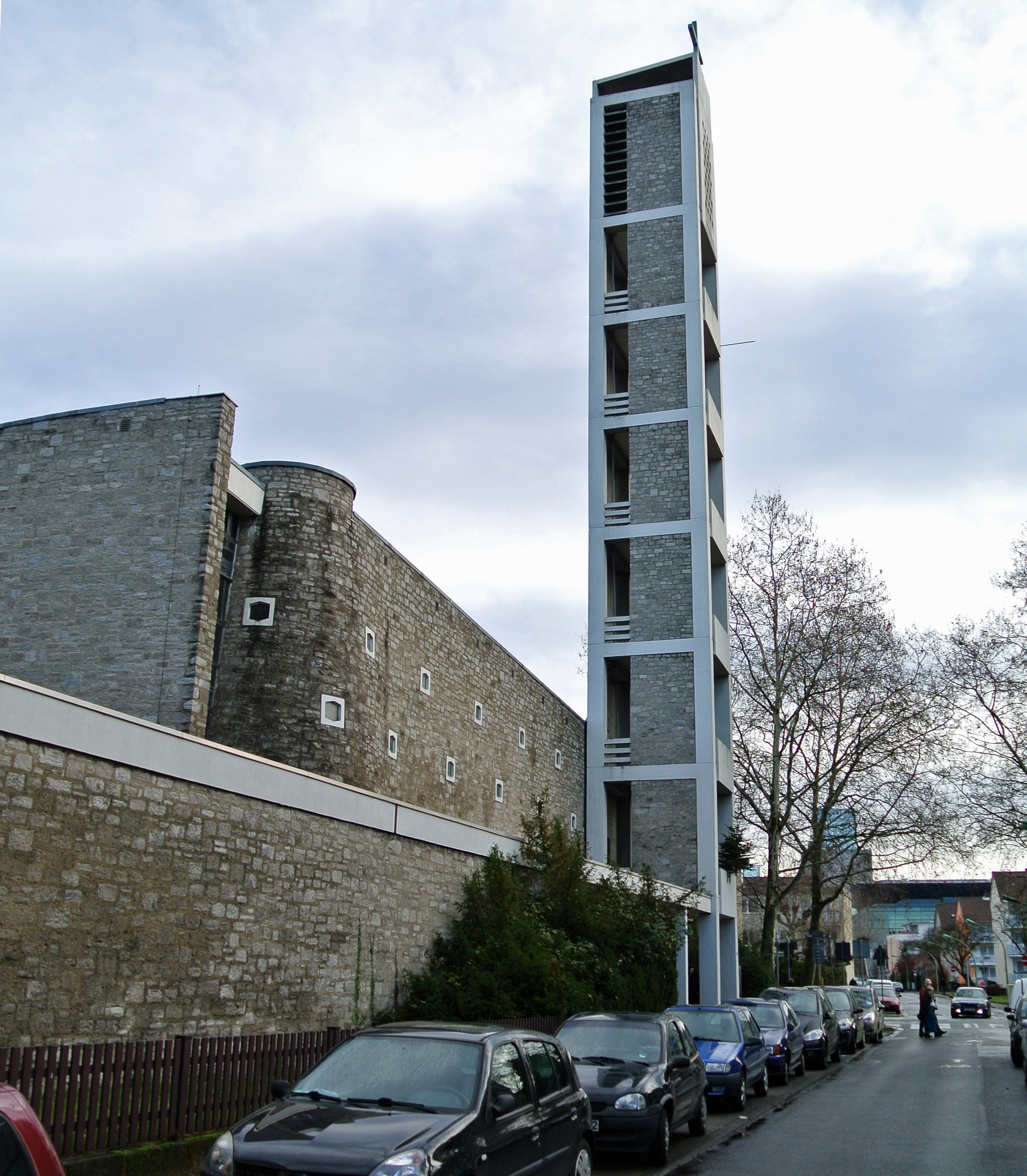
Dreifaltigkeitskirche (2014)

Die evangelische Dreifaltigkeitskirche gehört zur Dreifaltigkeitsgemeinde in der Kuhwaldsiedlung. Sie wurde von dem Frankfurter Architekten Werner W. Neumann geplant und 1965 eingeweiht. Der Kirchenraum ist in Naturstein gehalten.

### Pfingstbrunnenstraße
Der Pfingstbrunnen und der nahe Kuhwald waren historisch der Ort, zu dem die Bockenheimer Bauernschaft ihr Vieh aus den engen Stallungen quasi zu ihrer „Sommerweide“ treiben durften, um diese aus der oft qualvollen Enge der örtlichen Stallungen zu befreien. Auch feierten hier die Bockenheimer gerne ihre Kirmes/Volksfest.

#### Pfingstbrunnenstraße 15-17

##### Georg-Büchner-Schule (Frankfurt am Main)
Oberbürgermeister Werner Bockelmann eröffnete 1965 die Kuhwaldschule, aus der mit der Volksschule bereits drei Jahre später die additive Gesamtschule „Bockenheim-Süd“ wurde, die dann 1995/96 zur Georg-Büchner-Schule (Frankfurt am Main) mutierte.

#### Pfingstbrunnenstraße 30

##### Bockenheimer Schützenverein 1862, Am Pfingstbrunnen

Medaille Bundesschießen Frankfurt (1862)

Am 18. August 1862 gründeten Frankfurter Bürger im sog. Rühl’schen Saal (dem späteren Bockenheimer Frankfurter Hof) den „Schützenverein Bockenheim Frankfurt am Main“ als Reaktion auf das „Erste Deutsche Bundesschießen zu Frankfurt am Main“. In der am 31. August 1862 erfolgten Gründungserklärung des Bockenheimer Schützenverein wird dem berühmten Frankfurter Stadtgärtner Sebastian Rinz (1782–1861) ehrend gedacht. Er, der Lehrer des angesehenen Gartenarchitekten Heinrich Siesmayer (1817–1900), unterstützte vielfältig deren Gründungsaktivitäten. Das 1. Deutsche Bundesschießen fand vom 13. bis 21. Juli 1862 mit 100 Schießständen und 8.000 Schützen aus 9 Nationen zusammen, ab 1862 in der Regel alle drei Jahre, ab 1912 bis zuletzt 1965 in größeren Abständen statt. Durch den Deutschen Schützenbund organisiert, trafen sich an wechselnden Austragungsorten in Deutschland mehrere tausend Schützen zum Deutschen Bundesschießen.
Die Lage der Schießanlage „Am Pfingstbrunnen“ befand sich in unmittelbarer Nachbarschaft zum von Sebastian Rinz noch geplanten Alten Friedhof Bockenheim (1825–1898). Nach Unterlagen des ISG Instituts für Stadtgeschichte Frankfurt am Main zählte der Bockenheimer Schützenverein 1862 bereits ein Jahr nach Gründung 80 Mitglieder und veranstaltete sein erstes Preisschießen. Im gleichen Jahr 1862 wurde Otto von Bismarck (1815–1898) zum Ministerpräsidenten von Preußen ernannt, der vier Jahre später die Okkupation Kurhessens und damit das Ende der kurhessischen Stadt Bockenheims veranlasste. Zuvor wurde 1865 die Vereinsfahne gestiftet, die sich heute im Historischen Museum befindet. Die Schießstände des Vereins befanden sich zuerst an dem damaligen Pfingstbrunnen in Bockenheim, ab 1909 im Stadtwald. Kurz vor dem Ersten Weltkrieg zählte der Verein 150 Mitglieder. Auch bei großen Wettbewerben wie dem Bundesschießen waren Vereinsmitglieder wie Hermann Rada aus Bockenheim erfolgreich. 1930 zerstörte ein Großbrand die komplette Schießanlage nebst vielen Waffen. Trotzdem gewann der Verein in den 30er Jahren Siege und das Kleinkaliberschießen wurde eingeführt. Durch den 2. Weltkrieg verlor der Bockenheimer Schützenverein Mitglieder und sein Vereinsheim, das gegen Ende des Krieges geplündert und zerstört wurde. Dabei ging auch der größte Teil des Vereinsarchivs verloren. Nach dem Krieg wurden die Schützenvereine erst einmal von der Militärregierung verboten und alle Waffen konfisziert. Erst 1951/52 konnte von einigen wenigen Mitgliedern der Schießbetrieb wieder aufgenommen werden. Die Schießanlagen des Vereins befanden sich zuerst im Schönhof, später an der Adalbertstraße. Ab 1964 wurden auch Frauen aufgenommen und der Verein konnte 1987 sein 125-jähriges Jubiläum feiern. 2003 löste sich der Verein mangels Mitgliedern und wegen den hohen Auflagen für die Schießanlagen auf. Literatur: 125 Jahre Bockenheimer Schützenverein 1862, [Frankfurt, Main], 1987, 33 Seiten.
Die Tradition und die Freizeitgestaltung eines Schützenvereins konnten und können die Bockenheimer beim PSV Grünweiß Frankfurt, Frankfurt, Am Rebstock 13 weiter ausüben. Der PSV Grünweiß wurde 1919 von Polizeibeamten gegründet, heute sind die meisten der 1.000 Mitglieder aber keine Polizeiangehörigen. Der Verein, der besonderen Wert auf die Förderung des Jugend- und Breitensports legt, ist in zwölf Abteilungen organisiert, u. a. einer Abteilung für Sportschützen und verfügt über ein eigenes Vereinsgelände.

#### Pfingstbrunnenstraße 48

##### Pfingstweide und Kuhwald

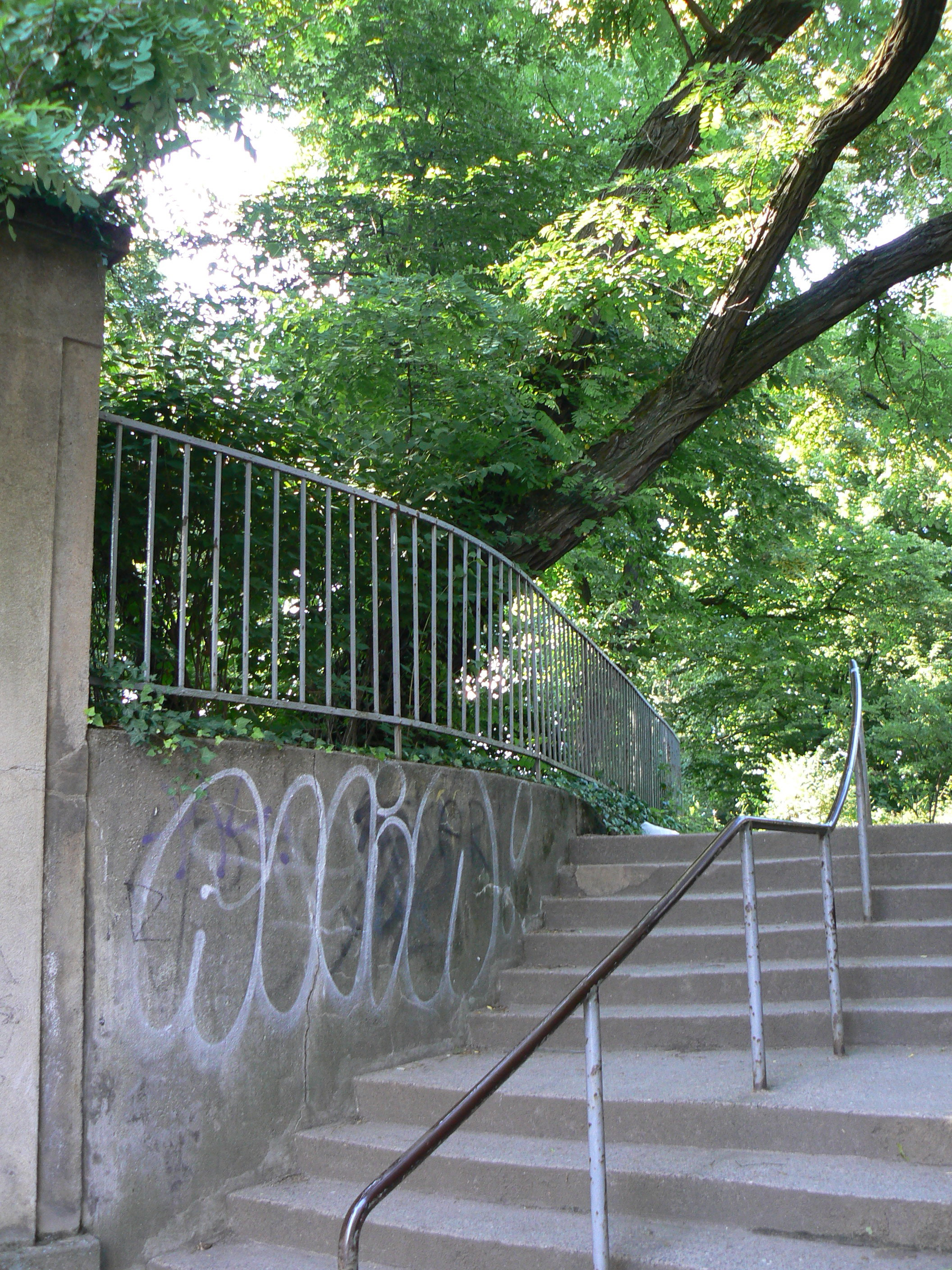
Aufgang Pfingstbrunnenstraße (2009)
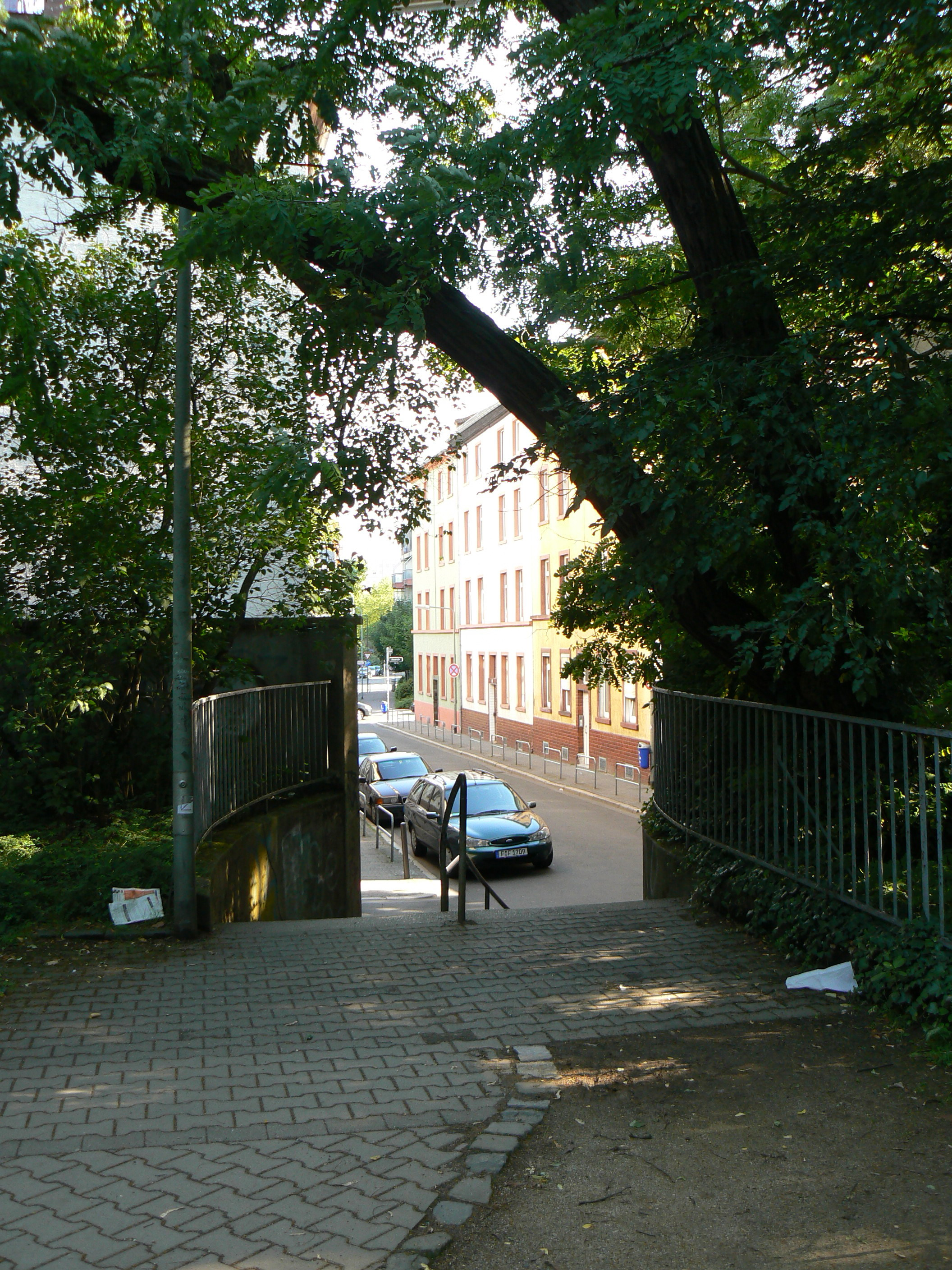
Abgang Pfingstbrunnenstraße (2009)
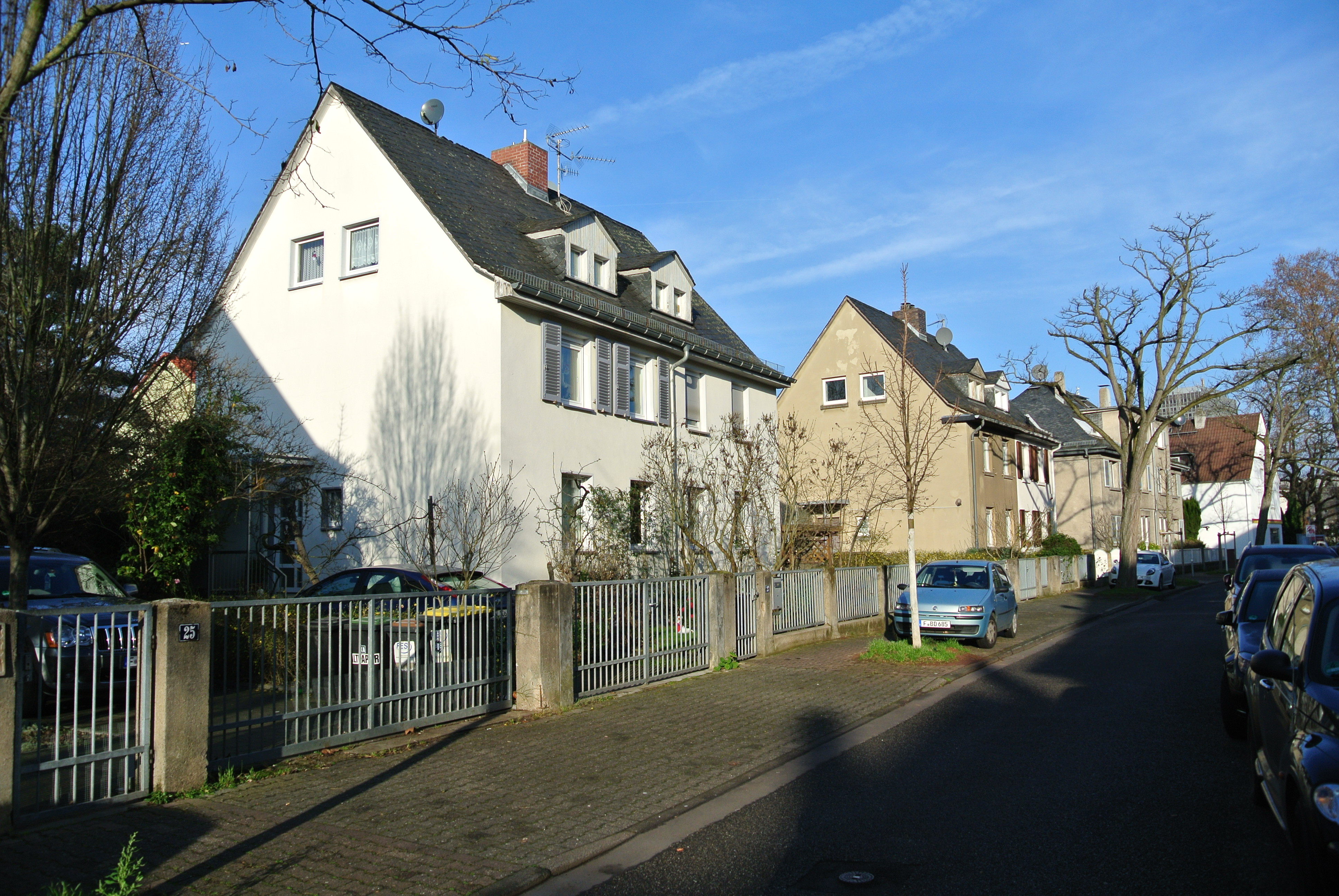
Kuhwaldsiedlung (2015)

Gemäß der bäuerlichen Erfahrung und Tradition trieben beim Pfingstfest die Bauern ihr Vieh aus den engen Ställen ins Freie auf eine gemeinsam bewirtschaftete Weide, deren Boden damals wenig landwirtschaftliche Bewirtschaftung ermöglichte. Solche Pfingstweiden lassen sich heute noch am oft verbreiteten nicht nur hessischen Flurnamen nachweisen. Auch die Bauern des Dorfes Bockenheim trieben ihr Vieh auf die westlich gelegene Pfingstweide. Der Pfingsbrunnen war die notwendige Wasserquelle auf dieser Weide. Gerne nutzte das Vieh die nahgelegenen Bäume des sogenannten Kuhwaldes als Schattenspender. Der Viehaustrieb wurde bald zu einem Volksfest mit dem christlichen Hintergrund des Pfingstfestes. Es fanden dort bald die ersten Volksfeste statt, später gab es Schießstände und einen Schindanger. Da der dörfliche Friedhof um das Kirchengebäude zu klein wurde, entschloss man sich 1825, nachdem man sechs Jahre zuvor 1819 die Stadtrechte vom Kasseler Kurfürsten verliehen bekommen hatte, zur Neuanlage eines Friedhofs außerhalb der Dorfgrenze von Bockenheim nahe der Pfingstweide. Diesen Friedhof Bockenheim umgab man wie üblicher mit einer Mauer. Analog verfuhr man 1828 bei der Anlage des Frankfurter Hauptfriedhofs, einem der größten Friedhöfe Deutschlands.
Der Stahlstich von 1860 lässt links das Mauerwerk des Friedhofs Bockenheim erkennen. Blick Mitte rechts wurde der 1848 errichtete noch kurhessische Bahnhof Bockenheim eingezeichnet.
Es folgte eine ungestüme Industrialisierungswelle, die auch die Pfingstweide und die Kuhwaldstraße stark veränderten und mit deren großflächiger Zerstörung durch Bombardierung 1944 endete. Auch entstand die Kuhwaldsiedlung als eine Wohnsiedlung in Bockenheim, die nach dem ehemals dort befindlichen Wald benannt wurde. Ende des Jahrhunderts erfolgte die nächste Häutung des Geländes mit ihrer fast abgeschlossenen Bebauung mit mehrstöckigen Wohn- und Bürobauten unter dem Planungsnamen City West (Frankfurt am Main)

### Philipp-Fleck-Straße

#### Philipp-Fleck-Straße 13

##### St.-Pius-Pfarrkirche

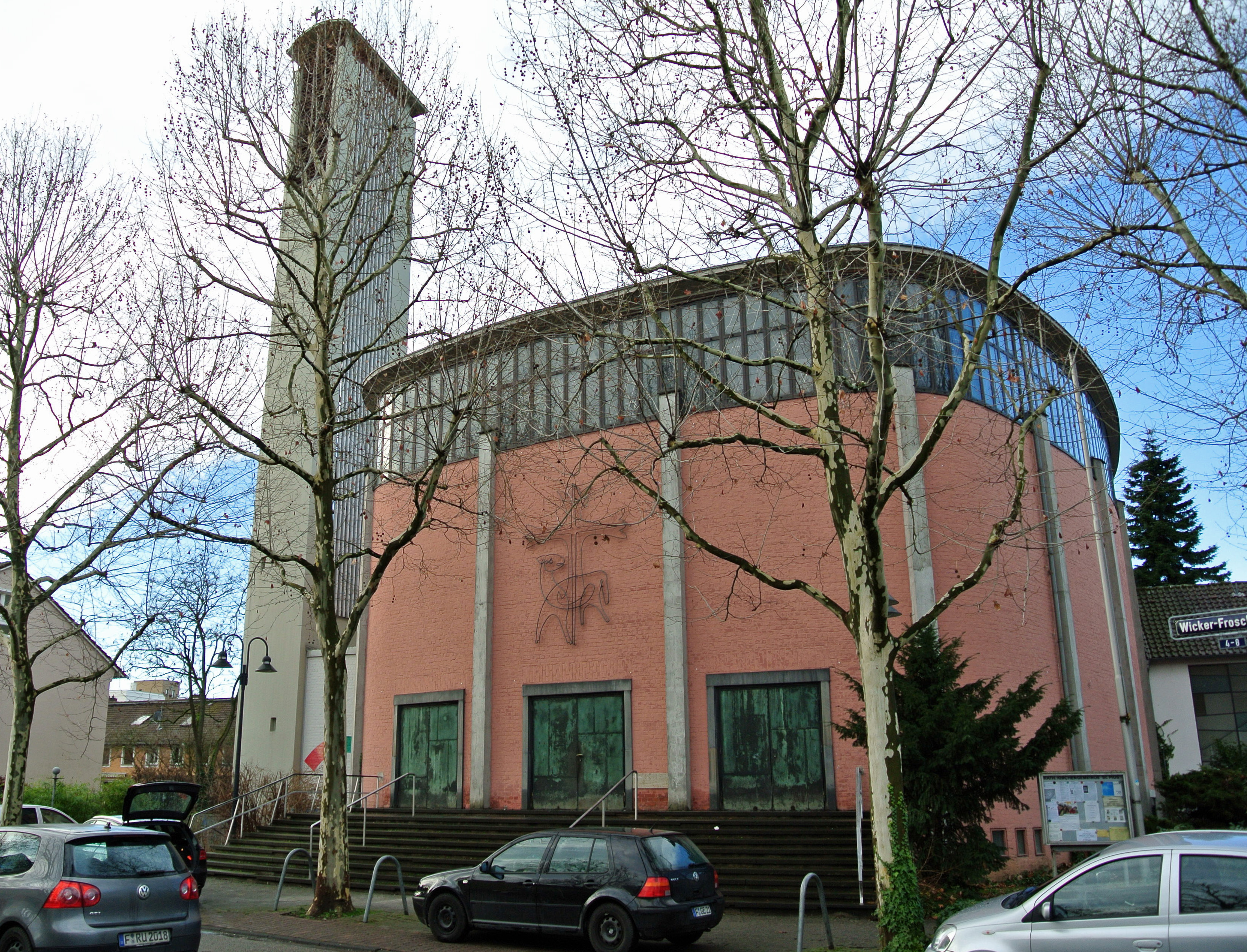
St.-Pius-Pfarrkirche von Osten (2014)

Die St.-Pius-Pfarrkirche ist die römisch-katholische Kirche der Kuhwaldsiedlung. Sie wurde 1957 geweiht. Seit 1997 sind hier auch die slowakische römisch-katholische Gemeinde St. Gorasz sowie seit 2011 die äthiopisch-orthodoxe Exilgemeinde ansässig.

### Robert-Mayer-Straße

#### Robert-Mayer-Straße 20

##### Zentralbüro Funkkolleg
Das Funkkolleg war von 1966 bis 2021 ein Weiterbildungsangebot im Medienverbund von Hörfunksendungen und zusätzlichen schriftlichen Arbeitsunterlagen für alle Interessierten, unabhängig von ihrem Schulabschluss. Das ehemalige Zentralbüro des Funkkollegs, u. a. des Mitgründers Karl Häuser (1920–2008), befand sich in der Robert-Mayer-Straße 20. 1966 startete es mit einer Vorlesungsreihe Frankfurter Professoren aus den Gebieten Volkswirtschaft (Karl Häuser), Politikwissenschaft (Iring Fetscher), Rechtswissenschaft (Rudolf Wiethölter), Neuere Geschichte (Paul Kluke) und Soziologie (Walter Rüegg). Seit den 1980er-Jahren konnte es fast im gesamten damaligen Bundesgebiet empfangen werden. Ab 1998 war der Hessische Rundfunk wieder alleiniger Veranstalter des Funkkollegs. Im Winter 2021/22 begann die hr-Wissenschaftsredaktion, das Funkkolleg für einen fächerübergreifenden Einsatz im Schulunterricht komplett neu zu konzipieren. Das Zentralbüro Funkkolleg in der Robert-Mayer-Straße 20 wurde geschlossen.

#### Robert-Mayer-Straße 52

##### Schuhmaschinenhersteller Merko Karl Merkelbach
In dieser Liegenschaft betrieb Karl Merkelbach vor dem Ersten bis nach dem Zweiten Weltkrieg seine Firma zur Herstellung von Schuhmaschinen Merko Karl Merkelbach. Spezialisiert hatte sich das seit 1843 bestehendes Maschinenbau-Unternehmen auf Schuster-Nagelmaschinen, die auch mit Patenten gesichert wurden. Antiquarisch werden immer noch spezielle Schuster-Nagelmaschinen angeboten, die Nägel durch mechanischen Druck in Schuhe einbringen. Karl Merkelbach stammte aus einer Westerwälder Steinzeug-Keramik-Manufaktur-Dynastie, die zurückgeht auf das Jahr 1661 in Merkelbach im Westerwaldkreis.
Karl Merkelbach war verheiratet mit der deutsch-lothringischen Regionalschriftstellerin und Volkskundlerin Angelika Merkelbach-Pinck (1885–1972). Er finanzierte als Mäzen u. a. Verwandte und Bekannte seiner Ehefrau, wie die Illustrationen ihres Bruders, des Pfarrers Louis Pinck (1873–1940) in dessen Liedersammlungen Verklingende Weisen mit Zeichnungen des lothringischen Künstlers Henri Bacher (1890–1934). Das Ehepaar hatte mit Norbert und Lothar zwei Kinder, wobei Norbert als Soldat im Zweiten Weltkrieg fiel. Sohn Lothar war 27 Jahre lang bis 1988 Leiter der Tübinger Dienststelle des Landesdenkmalamtes Baden-Württemberg.
Das 1903 erbaute Haus in der Robert-Mayer-Straße 52 wurde durch Bomben stark beschädigt und nach Kriegsende mit vereinfachter Fassade wieder aufgebaut. 2012 wurde es aufwändig saniert mit energieverträglicher Dämmung. Die Fenster wurden wegen der Aufstockung nach Kriegsende nach oben gehend kleiner. Auch deshalb wurden oberhalb der Fenster Stuck-Sprossen angebracht, um sie optisch zu vergrößern. Um den Sandstein im Hochparterre zu erhalten, wurde dort eine Innendämmung vorgenommen.

### Rödelheimer Landstraße
Ehedem Rödelheimer Chaussee

### Rödelheimer Landstraße X

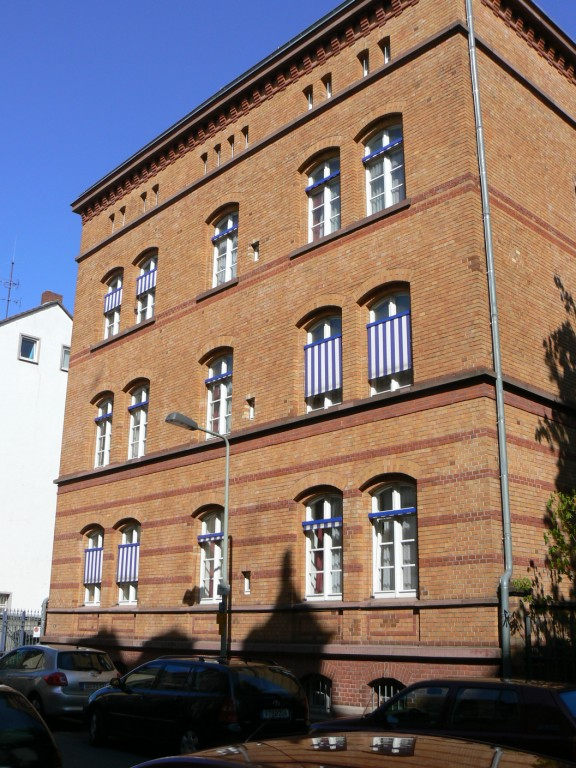
Ehemalige Militär-Lehrschmiede (2010)
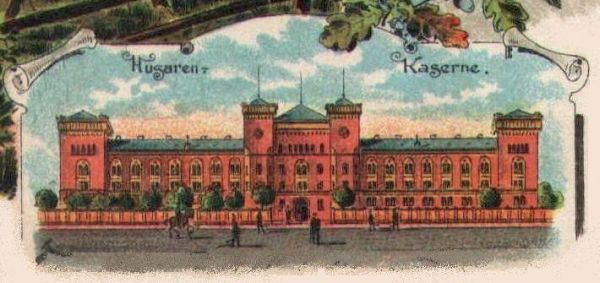
Kaserne der 13er Husaren in der Rödelheimer Chaussee (um 1900)

Drei Jahre nach der Annexion Kurhessens durch Preußen, wurde 1869–1873 in der damaligen Rödelheimer Chaussee, der jetzigen Rödelheimer Landstraße, die im Zweiten Weltkrieg (1943) zerstörte und danach nur teilweise wieder aufgebaute Kaserne einschließlich eigenem Gleisanschluss errichtet. Neben dem eigentlichen Kasernengebäude entstanden 1876–1879 die Proviantgebäude. Am 13. Oktober 1873 bezogen drei Schwadronen des Rheinischen Dragoner-Regiments Nr. 5 die Kaserne. Im Herbst folgten drei Schwadronen des Husaren-Regiments (1. Kurhessisches) Nr. 13. Diesem Regiment wurde später feierlich der Namenszusatz „König Humbert von Italien“ verliehen. Regimentskommandeur war zuletzt Georg von dem Bussche-Haddenhausen (11. Mai 1869 bis 23. März 1923), der Großvater von Claus von Amsberg, verstorbener Prinz der Niederlande. Aufstellungsort, bzw. Garnison bei Beginn des Ersten Weltkriegs war für dieses Regiment Diedenhofen (heute: Thionville) im damaligen Reichsland Elsaß-Lothringen. Auch diente in diesem Regiment unter anderem Adolph von Holzhausen im Rang eines Rittmeisters, der als letzter Spross einer alten Frankfurter Familie der Stadt Frankfurt sein gesamtes Vermögen vermachte. Bis auf das Holzhausenschlösschen sind die umfangreichen Vermögenswerte untergegangen. Der verbliebene Rest der Kaserne gehört der Spedition H.C. Fermont, die Teile der Liegenschaft untervermietet hat. Das umliegende Gelände gehört zum Immobilienbesitz der Firma Siemens, die hier Gebäude für eine Niederlassung errichtete. Zeitweise wurde von ihr auch eine zusätzlich umfangreiche Bebauung der vorhandenen Brache namens Siemensstadt erwogen, diese Pläne wurden aber hinfällig. Das Siemens-Areal und auch die Gelände der Traditionsbetriebe Burka Kosmos und Fermont, deren Erhalt erst 2009 durch eine Bestandsschutzgarantie gesichert schien, wurden seitdem an den börsennotierten Projektentwickler Instone Real Estate und die Nassauische Heimstätte verkauft. Ein neues Wohnquartier für 2.000 Bewohner im Sinne der städtischen Verdichtung ist gewünscht und geplant. Der neue Bebauungsplan 834 wurde erstellt und soll baldigst verabschiedet werden. An den früheren militärischen Verwendungszweck dieses Geländes erinnert heute nur noch die Kasernenstraße und die gleichnamige Bushaltestelle in der Rödelheimer Landstraße.

#### Rödelheimer Landstraße 2

##### Wohnanlage am Kirchplatz

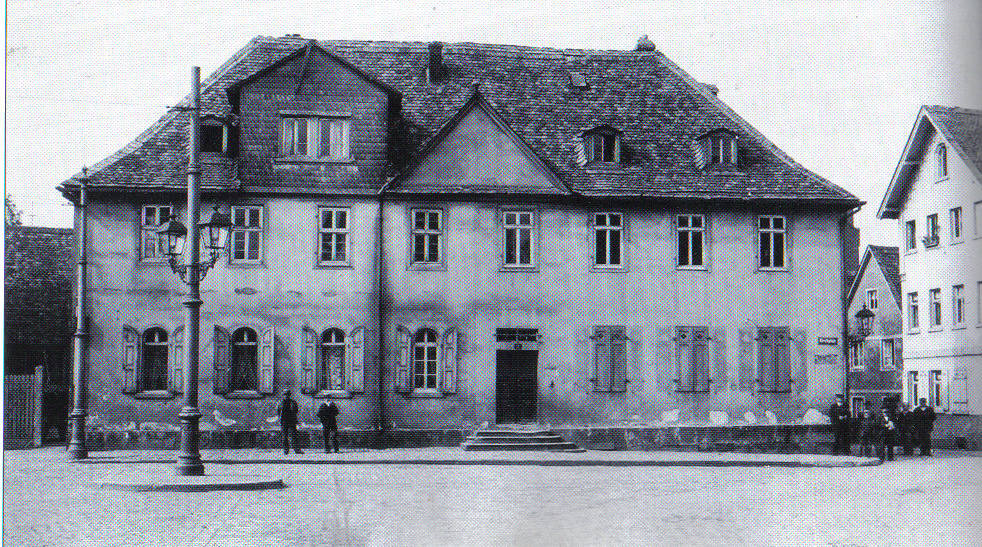
Altes Rathaus am Kirchplatz (1903)

Um 1906 wurde im Bereich Rödelheimer Landstraße, Kirchplatz und Fritzlarer Straße eine große Wohnanlage des Straßenbahner-Bau- und -Sparvereins errichtet, die seitdem den Platz dominiert. Dafür wurde ein Doppelhaus von 1754 niedergelegt, dessen linke Hälfte als Rathaus von Bockenheim und dessen rechte Hälfte als Schule genutzt worden war. 1869/71 zog dann das Rathaus in den im Zweiten Weltkrieg zerstörten Neubau am Kurfürstenplatz um und in die rechten Schulräume zog bis zum Abriss des alten Doppelhauses der Pfarrer, nachdem 1888 auf dem benachbarten Hofgut der Familie Passavant in der Ginnheimer Straße 3–5 die neue Franckeschule erbaut worden war. Deren Gebäude gehört seit 1945 dem katholischen St. Elisabethen-Krankenhaus.

#### Rödelheimer Landstraße 11

##### Spedition H. &. C. Fermont

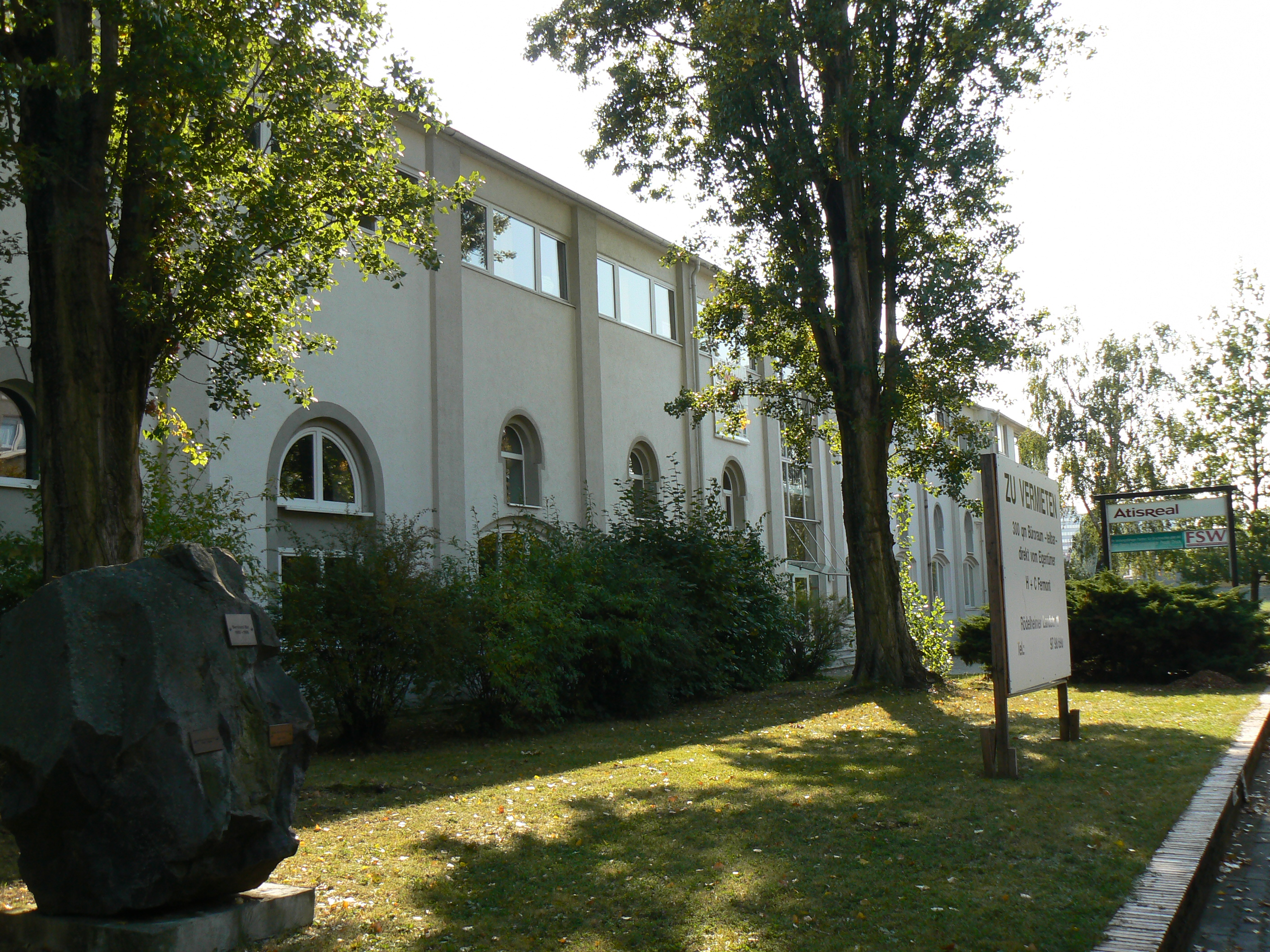
Ehemalige Husaren-Kaserne, erbaut 1869–1873 (2007)

Die 1883 von den Hugenotten Hermann und Carl Fermont in Frankfurt gegründete Spedition hatte ihren Sitz zunächst in der Schäfergasse 33 in der Frankfurter Innenstadt. Nach dem Tod von Hermann führte Carl das Unternehmen alleine weiter, bis 1918 der Frankfurter Bernhard Bär Teilhaber wurde und die Firma 1926 übernahm. Im Zweiten Weltkrieg wurden die Gebäude, Lager und Transportfahrzeuge der Spedition völlig zerstört; Bär kaufte eine andere Spedition auf, deren Fahrzeuge verschont geblieben waren, und pachtete 1945 die verbliebenen Gebäude der ehemaligen Husarenkaserne an der Rödelheimer Landstraße von der Bundesvermögensverwaltung, wobei die frühere Reithalle als Lagerhalle genutzt wurde. 1961 kaufte H. &. C. Fermont das Gelände und siedelte die zuletzt in der Schillerstraße ansässige Verwaltung in den ehemaligen Stallungen an; die Reithalle wurde später an die Oper Frankfurt untervermietet, die dort bis 2021 ihre Probebühne betrieb. Nachdem im 21. Jahrhundert der Druck der Stadt auf die Inhaberfamilie Bär immer größer geworden war, das Grundstück und die Gebäude zu räumen – die Stadt hatte im Bebauungsplan Nr. 834 für das sogenannte Schönhof Viertel (Name und Schreibweise der Projektentwickler) den Erhalt der ansässigen Industriebetriebe ausdrücklich nicht vorgesehen – wurden Gebäude und Grundstück an Investoren veräußert. Da die Stadt der Spedition auch keine Ausgleichsflächen anbot, beendete das Logistikunternehmen im Dezember 2021 den eigenen Umzug nach Hattersheim und verließ damit Bockenheim nach fast 80 und Frankfurt nach fast 130 Jahren. Die 1869–1873 errichteten Kasernengebäude wurden 2022 niedergelegt.

#### Rödelheimer Landstraße 19-21

##### Kleiderfabrik ECC Erna Nilges GmbH
Nach Kriegsende siedelten sich auf dem aufgegebenen Gelände der Frankfurter Verbandstoff-Fabrik C. Degen & Cie. neue Unternehmen an. In dem kriegsversehrten Gebäude produzierte die Kleiderfabrik ECC Erna Nilges GmbH Herrenbekleidung. Das Unternehmen firmierte bis 1974.

##### Siemens-Schulungszentrum

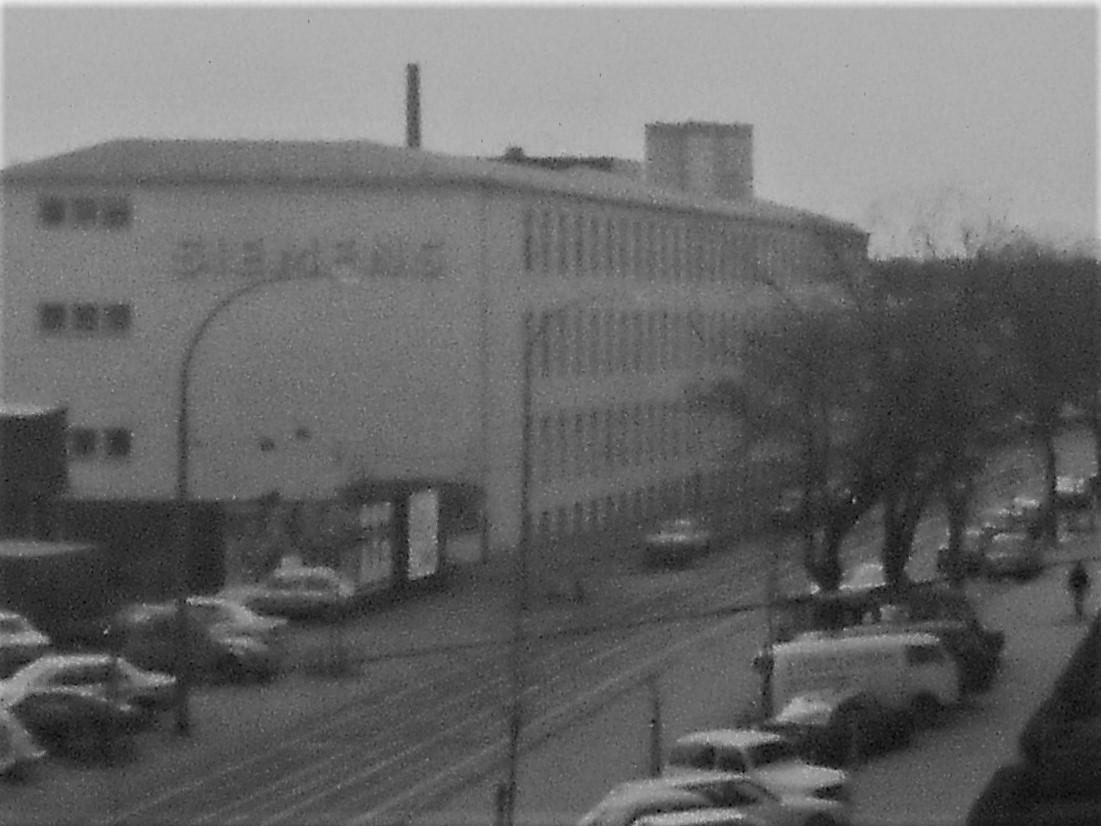
Siemens Schulungszentrum (1980er)

Nach 1974 bezog die Siemens AG in den Bau und betrieb dort zeitweilig ihr DV-Schulungszentrum. Zu Anfang des 21. Jahrhunderts wurde das alte Firmengebäude abgebrochen.

#### Rödelheimer Landstraße 21

##### Frankfurter Verbandstoff-Fabrik C. Degen & Cie.
Nach Information der Apotheker-Zeitung 1901, Nr. 70, S. 616 wurde 1901 von dem Apothekern C. Degen und dem Chemiker Arthur Adler in Frankfurt-Bockenheim, Rödelheimer Landstraße 21, die Frankfurter Verbandsstoff-Fabrik C. Degen & Cie. als Fabrik pharmazeutischer Präparate und Labor, Rödelheimer Landstraße 21 gegründet. Der Unternehmenssitz lag in der damaligen Rödelheimer Chaussee (heutigen Rödelheimer Landstraße 21) in unmittelbarer Nachbarschaft zur Bockenheimer Artillerie-Kaserne des Regiments Nr. 63 mit Magazindepot und eigenem Gleisanschluss.
Die Geschäftsidee stammte von dem Familienmitglied und Apotheker Franz-Josef Hubert Degen, der zum 1. Oktober 1887 die Löwen-Apotheke in Düren kaufte und bereits 1890 die Fabrik medizinischer Verbandstoffe und pharmazeutischer Präparate von Degen und Piro, später Watte- und Verbandstoff-Fabrik Dr. Josef Degen & Peter Kuth gründete. Die Firma Dr. Degen & Kuth nannte sich dann DUKA und war an drei verschiedenen Standorten in Düren tätig. Im Jahre 1973 fusionierte die Firma mit dem Heidenheimer Verbandstoff-Hersteller Paul Hartmann AG.
Die Frankfurter Firma C. Degen & Cie. wurde bereits nach 10 Jahren Betriebsdauer verkauft. Eine Anzeige von 1911 benennt einen Philipp Müller als Eigentümer. Im Zweiten Weltkrieg wurde 1943 das Unternehmen durch Fliegerbomben teilweise zerstört und danach nicht wieder aufgebaut. Siemens kaufte die gesamte, bebaute eine Teilfläche und plante eine umfangreiche Bebauung der Restfläche mit Namen Siemensstadt. Die Konzernstrategie der Siemens AG änderte sich. Sie stieg aus der Investmentplanung vollständig aus. Die Stadt Frankfurt erstellte zwischenzeitlich einen neuen Bebauungsplan Nr. 834, der ein neues Wohnquartier für 2.000 zukünftige Bewohner vorsieht und auch das ehemalige Firmengelände der Frankfurter-Verbandstoff-Fabrik C. Degen & Cie. mit einbezog. Die Frankfurter Verbandstoff-Fabrik C. Degen & Cie. verschwand vollständig. Markantes Erinnerungsstück der Firmentätigkeit bleibt ein herausragendes Kunstplakat von 1902 des französischen Malers und Grafikers Ferdinand Schultz-Wettel (* 1872 in Mülhausen; † 1957 in Obernai), heute in der William-H.-Helfand-Collection (The Picture of Health: Images of Medicine and Pharmacy) des Philadelphia Museum of Art, Philadelphia, PA, USA. Dieses Plakat komponierte der Künstler im Stil eines religiösen Gemäldes, was bedeuten sollte, dass die Produkte der Firma C. Degen & Cie. mehr als nur kommerzielle Zwecke erfüllten.

#### Rödelheimer Landstraße 21-27

##### Pharmazeutische Fabrik am Birkenweg
Die Pharmazeutische Fabrik am Birkenweg, die sich die Hausnummer 21 mit der Herrenkleiderfabrik ECC Erna Nilges GmbH teilte, produzierte an der Rödelheimer Landstraße und entlang des Birkenwegs nach Kriegsende und bis in die siebziger Jahre Arzneigrundstoffe und Extrakte. Die Gebäude wurden von der Siemens AG aufgekauft und das Gros in den achtziger Jahren niedergelegt. Das noch verbliebene Eckhaus 21 wurde zwischen 2002 und 2003 abgerissen.

#### Rödelheimer Landstraße 31

##### Schleifmittelfabrik Burka Kosmos GmbH

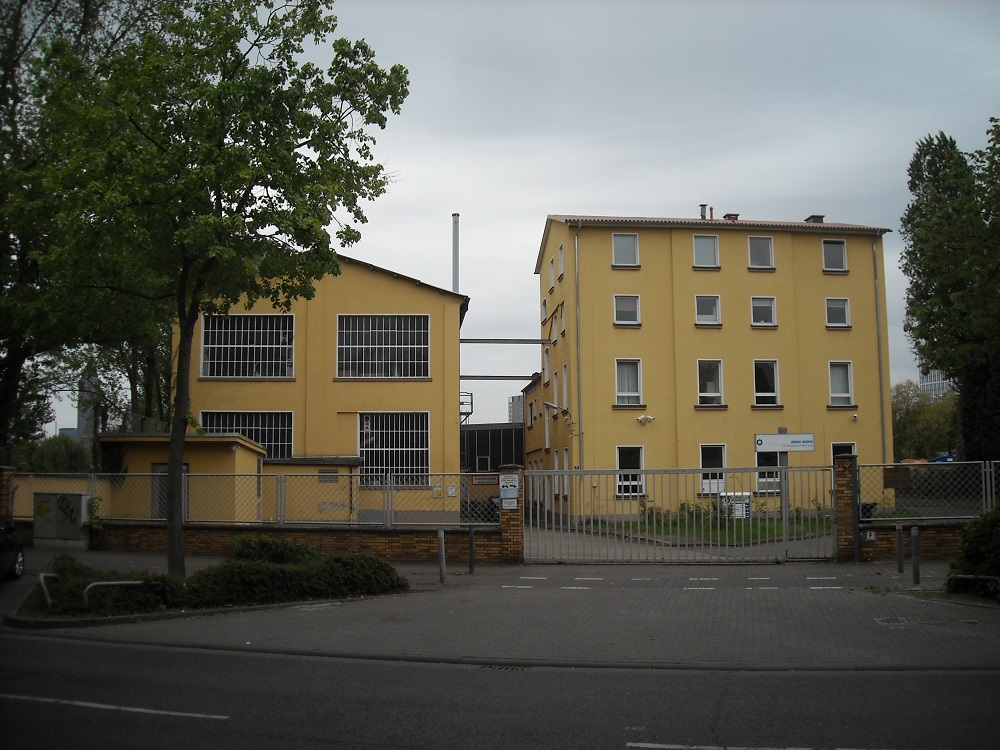
Ehemalige Schleifmittelfabrik Burka Kosmos (2017)

Die 1890 gegründete Burka-Kosmos GmbH ist Hersteller von keramisch- und kunstharzgebundenen Schleifscheiben, Schleifstiften und gummigebundenen Schleifkörpern und spezialisiert auf das Schleifen von Großverzahnungen, welches beispielsweise zur Herstellung von Windturbinen benötigt wird. Auch ist sie Spezialist für Regel- und Walzenschleifen, die in Druckereien Einsatz finden. Das Unternehmen erzielte im Jahr 2011 mit 55 Mitarbeitern und einem Exportanteil von über 50 % einen Umsatz von rund 10 Mio. EUR. Die Firmengebäude in der Rödelheimer Landstraße 31 wurden vollständig niedergelegt, auch wegen der neusten Version des städtebaulichen Entwurfs zum Bebauungsplan Nr. 834 „Südlich Rödelheimer Landstraße“ vom August 2018, bedingt durch Rückzug der Firma Siemens und Planung des neuen Schönhof-Viertels für 20.000 Bewohner. 2020 begann ein neuer Investor an gleicher Stelle, jetzt genauer auf dem Grundstück Morsestraße 26, östlich des Hochhauses Ludwig-Landmann-Straße 405, bekannt als „Nielsen-Haus“, mit einem fünfgeschossigen Hotelneubau für ca. 50 Hotelzimmer.
Die Schleifmittelfabrik Burka Kosmos GmbH verlegte ihren Firmensitz in den Frankfurter Stadtteil Rödelheim, Strubbergstraße 70 und wurde von der Tyrolit Group mit Sitz in Schwaz (Tirol) übernommen, die selbst der D. Swarovski KG gehört, die 2011 einen Umsatz von 548,8 Mio. Euro mit rund 4.500 Mitarbeitern an 27 Produktionsstandorten in 12 Ländern erwirtschaftet.

#### Rödelheimer Landstraße 36

##### Schönhof
Der Schönhof ist eine ehemalige Wasserburg und später das ehemals größte Hofgut im Westen Bockenheims. Seine neueren Bauten aus den Jahren 1810 bis 1820 stammen von den Architekten Nicolas Alexandre Salins de Montfort und Friedrich Rumpf. 1944 im Krieg fast völlig zerstört, wurde danach nur das Herrenhaus wieder aufgebaut. Das Herrenhaus wurde zuletzt 1981 durch die Stadt saniert. Heute werden der Schönhof als Wohngebäude und Restaurant mit großem Biergarten, der westliche Neubau als Musikübungszentrum genutzt.

### Rödelheimer Straße

#### Rödelheimer Straße 14

##### Französisch-reformierte Kirche

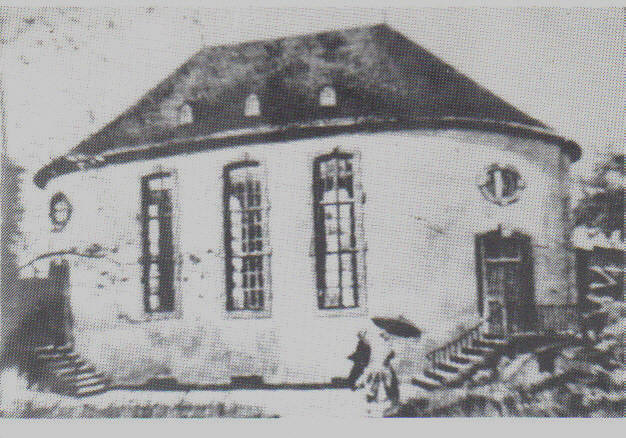
Französisch-reformierte Kirche in Bockenheim (1768 bis 1806), Gemälde von Peter Woltze 1860–1925 (entstanden um 1906, das historisierende Aquarell zeigt einen früheren Zustand)
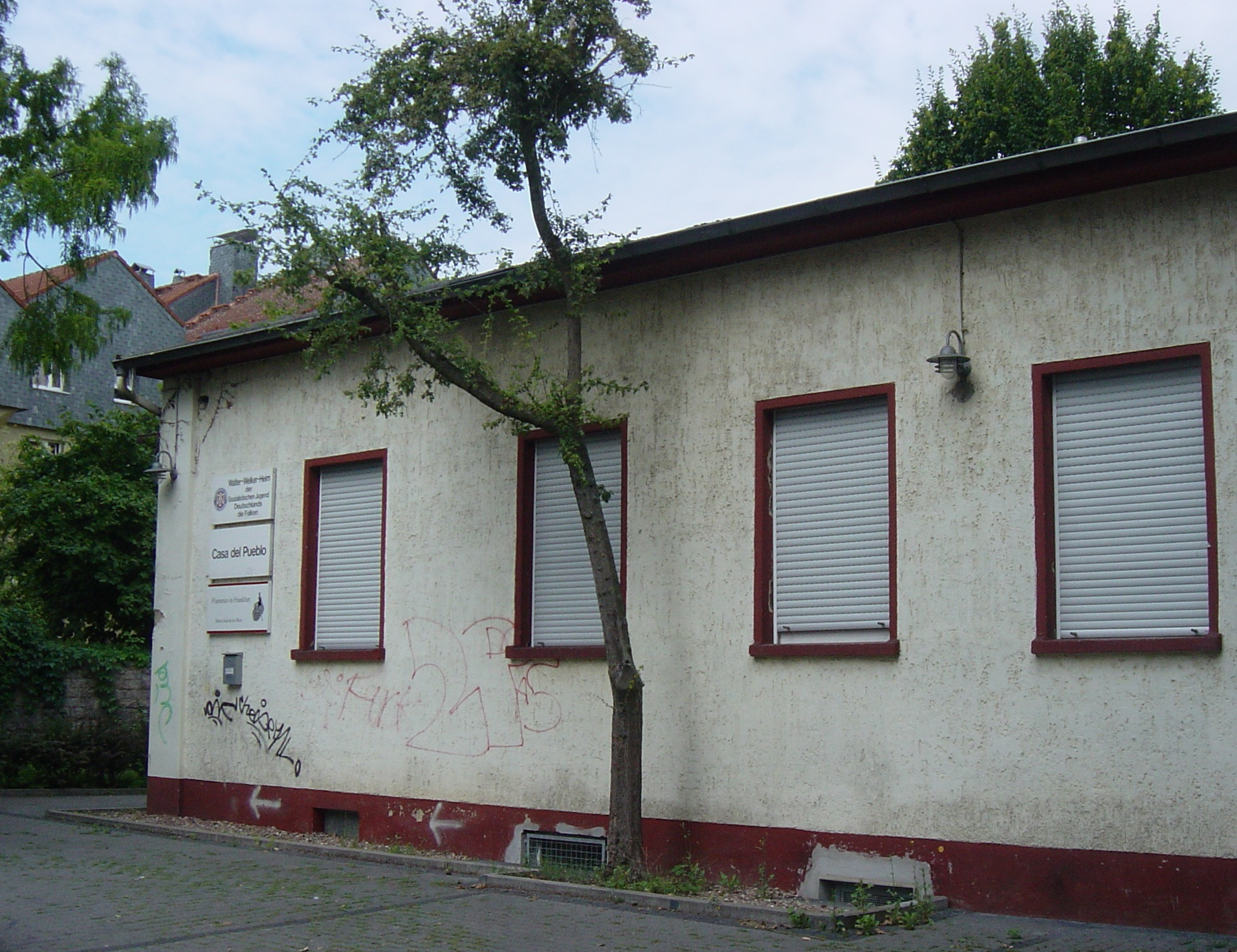
Auf dem ehemaligen Grundstück der Französisch-reformierten Kirche zwischen Rödelheimer und Fritzlarer Straße steht jetzt ein Vereinsheim (2013)

Glaubensflüchtlinge aus Flandern, den spanischen Niederlanden, erwarben 1638 eine Scheune der damaligen Wirtschaft ZUR KRONE und hielten hier ihren französisch-reformierten Gottesdienst ab, da sie in der freien lutherischen Reichsstadt Frankfurt am Main keinen Gottesdienst nach ihrer Glaubensrichtung abhalten durften. Der damalige Landesherr von Bockenheim gehörte selbst dem reformatorischen Glauben an. Nach 129 Jahren war dieses Gebäude baufällig und wurde 1767 abgebrochen. Schon ein Jahr später stand am alten Standort zwischen der Rödelheimer und Fritzlarer Straße 1768 ein französisch-reformiertes Kirchengebäude in typischer schlichter, ovaler Form. Nach weiteren ca. 20 Jahren gestattete der Magistrat der Stadt Frankfurt 1787 widerstrebend auch wieder Gottesdienste im evangelisch-reformierten Ritus in seinen Mauern. 1789 bis 1792 dauerte es dann bis zur Einweihung der Französisch-reformierten Kirche am Goetheplatz in Frankfurt, die nach ihrer Zerstörung im Zweiten Weltkrieg 1944 nicht wieder aufgebaut wurde.
Durch den Einfluss der französischen Revolution und Napoleon verlor 1806 die Stadt Frankfurt ihren Status als freie Reichsstadt. Dies bedeutete auch das Ende der lutherischen Staatskirche in Frankfurt. Die französisch-reformierte Kirche im damals selbständigen Bockenheim verlor an Bedeutung. Es folgten zahlreiche Besitzer- und Funktionswechsel des Gebäudes. U. a. wurde das Gebäude der lutherischen Gemeinde von Bockenheim verkauft, später erwarb es die Stadt Frankfurt. Sie baute es zum Schulgebäude der Bonifatius-Volksschule um, später ab 1906 zum Volkshaus, bzw. zur Volkslesehalle. Im Zweiten Weltkrieg wurde das Gebäude zerstört. Aktuell steht hier ein ebenerdiges barackenähnliches Versammlungshaus auf einem Hinterhofgelände.

#### Rödelheimer Straße 32

##### Zweirad Sondergeld

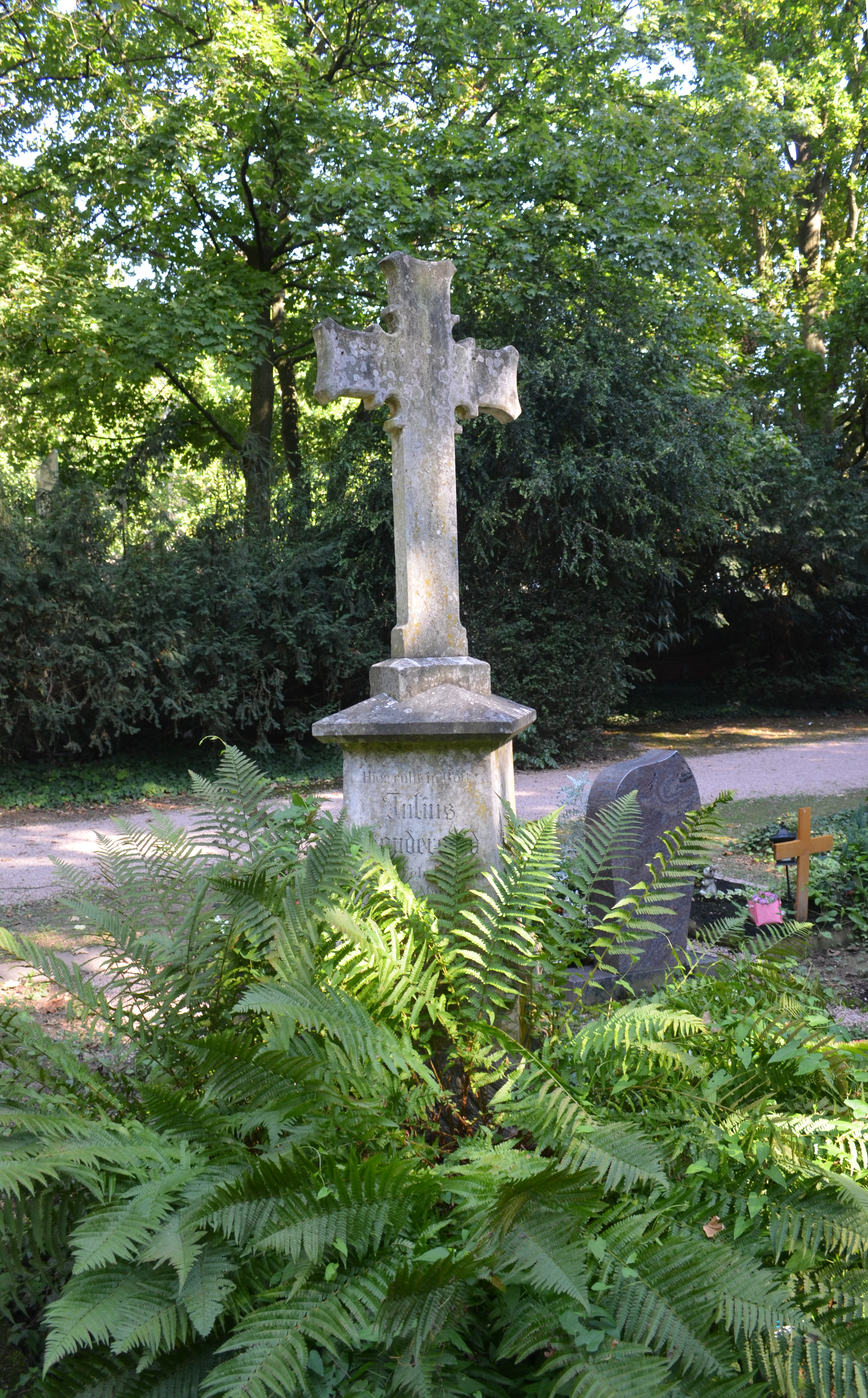
Grabstätte Julius Sondergeld, Friedhof Bockenheim (2015)

Julius Sondergeld war, wie schon sein Vater Theodor, der Wirt der Gaststätte Zum Tannenbaum in Frankfurt-Bockenheim, Ecke Rödelheimer und Schloßstraße. Er verkaufte Lager- und Flaschenbiere der Frankfurter J. J. Jung Brauerei (Johann Jakob Jung), Darmstädter Landstraße 132, die 1921 mit der Binding-Brauerei zur „Schöfferhof-Binding-Bürgerbräu Aktiengesellschaft“ zusammengelegt wurde. Fotos dieser Gaststätte von 1905 und 1906 im ISG Stadtarchiv Frankfurt. Die beiden Söhne Willi und Alfons des Julius Sondergeld eröffneten 1925 das Einzelhandelsgeschäft Zweirad Sondergeld am gleichen Ort. Diese Liegenschaft wurde 1944, wie die gesamte Nachbarschaft, durch Fliegerbomben zerstört. Das Fahrradgeschäft wurde dann in die gegenüberliegende Liegenschaft Rödelheimer Straße 32, dem sogenannten Schönhofeck, verlagert. Diese musste 1960 dem Bau der Breitenbachbrücke weichen. 1989 erfolgte in der unmittelbaren Nachbarschaft zum Schönhof der Neubau des Geschäftes Zweirad Sondergeld, das von Dieter Reiter fortgeführt wurde, einem ehemaligen Lehrling des kinderlos verstorbenen Alfons Sondergeld. 2017 wurde das Unternehmen Zweirad Sondergeld mangels Nachfolger geschlossen. 2018 wurde die Immobilie komplett abgerissen und das Grundstück neu bebaut.

#### Rödelheimer Straße 34

##### Schönhof-Pavillon

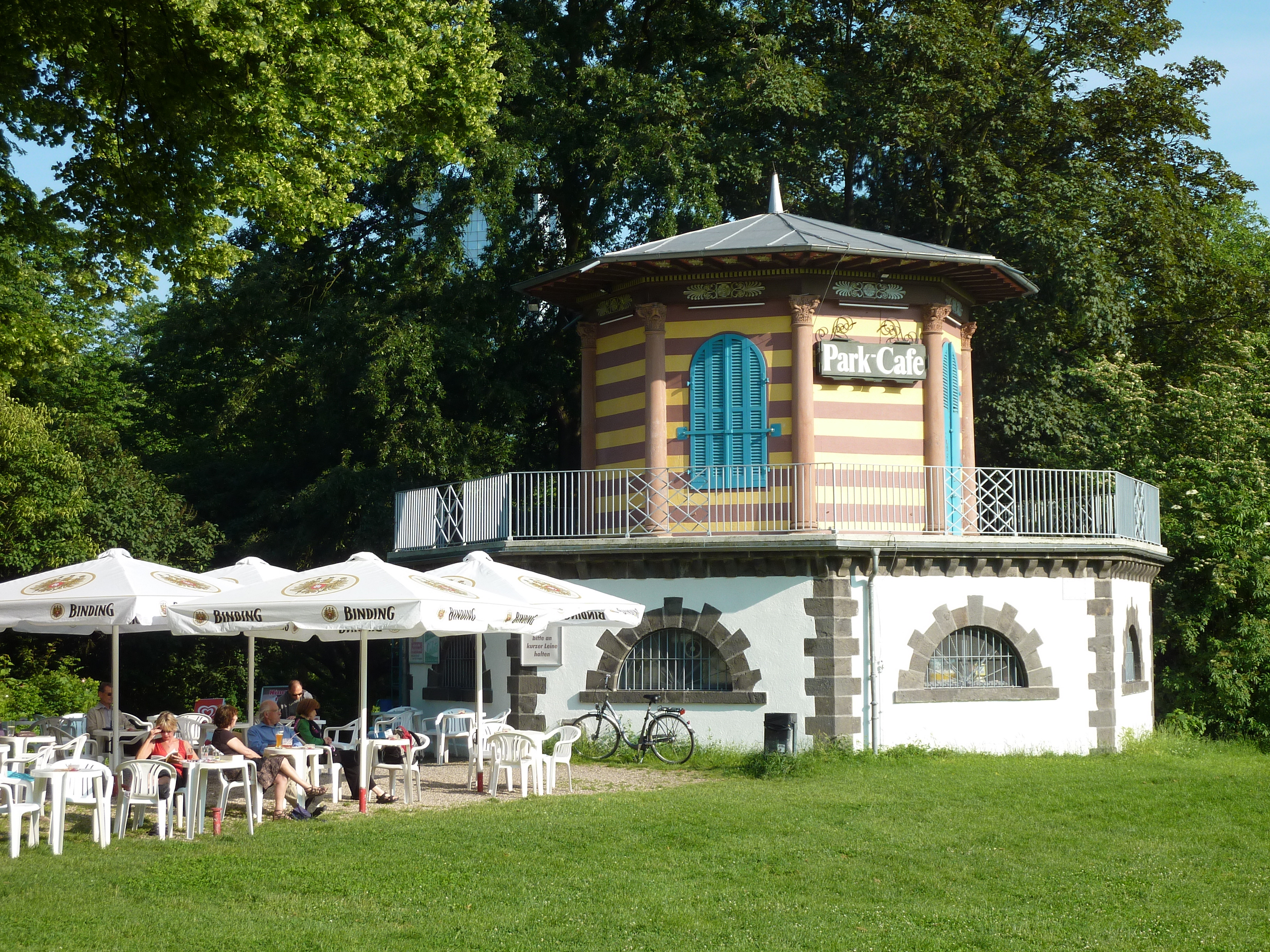
Der ehedem Bockenheimer Schönhof-Pavillon, umgezogen in den Grüneburgpark (2010)

Den Schönhof-Pavillon, ein oktogonaler klassizistischer Gartentempel, erbaute 1820 der Frankfurter Architekt Friedrich Rumpf für den hessen-darmstädtischen Minister a. D. Carl Ludwig von Barckhaus gen. von Wiesenhütten, der 1819 den im Vorjahr abgebrannten Gutshof Schönhof erworben hatte. 1964 wurde der Bockenheimer Gartentempel anlässlich des Neubaus der Breitenbach-Brücke mit vier Auto- und zwei Straßenbahnspuren in den Grüneburgpark im Frankfurter Westend umgesiedelt. Dort dient dieses 200 Jahre alte Bauwerk seitdem als Park-Café.

### Rohmerplatz

#### Rohmerplatz 15

##### Baracke als Nachbarschaftsheim am Rohmerplatz
Nach dem Ende des Zweiten Weltkriegs wurde 1947 in Bockenheim von amerikanischen Quäkern als erste von vier Baracken in Hessen ein Nachbarschaftsheim am Rohmerplatz errichtet. Diese Baracke hatte einen Versammlungssaal, eine Schusterwerkstatt, eine Bibliothek, eine Nähstube, einen Waschraum, einen Werkraum u. v. m. Ehrenamtliche Helfer beteiligten sich am Vereinsleben und übernahmen die Verantwortung für die verschiedenen Arbeitsgebiete des Vereins: Gesprächsgruppen, Nähkurse, Seniorenkreise, Photogruppen, ein Kinderhort, Malkurse für Kinder und eine Essensausgabe. Petra Bonavita hielt in ihrem Buch „Quäker als Retter ….im Frankfurt der NS-Zeit“ ISBN 3-89657-149-4 die außergewöhnliche Hilfe durch die kleine Frankfurter Quäker-Gruppe in Zusammenarbeit mit ihren internationalen Freunden in Großbritannien und den USA fest.
Durch den Geländebedarf des 1964 erfolgten elfstöckigen Bau des Sozialrathauses am Rohmerplatz 15 wurde vorab die Rodung zahlreicher großer Bäume und auch der Abriss der Baracke des Quäker-Nachbarschaftsheims notwendig. Der Neubau beinhaltete auch ca. 236 m² Nutzfläche für ein Nachbarschaftsheim, ca. 280 m² Nutzfläche für einen Jugendtreff und Mädchenbüro. Nach ca. 50jähriger Nutzung erfolgt 2013 der Abriss und vorab der Umzug in die Rödelheimer Straße 45.
Die Einrichtung des „Nachbarschaftsheim Frankfurt a. M. - Bockenheim e. V.“ wird seit den 1970er Jahren von diesem Verein aktiv betrieben und zog, einschließlich des Mädchenbüros, nach Umzug des Sozialrathauses Bockenheim in die Salvador-Allende Straße 11.

##### Sozialrathaus Bockenheim (1964)

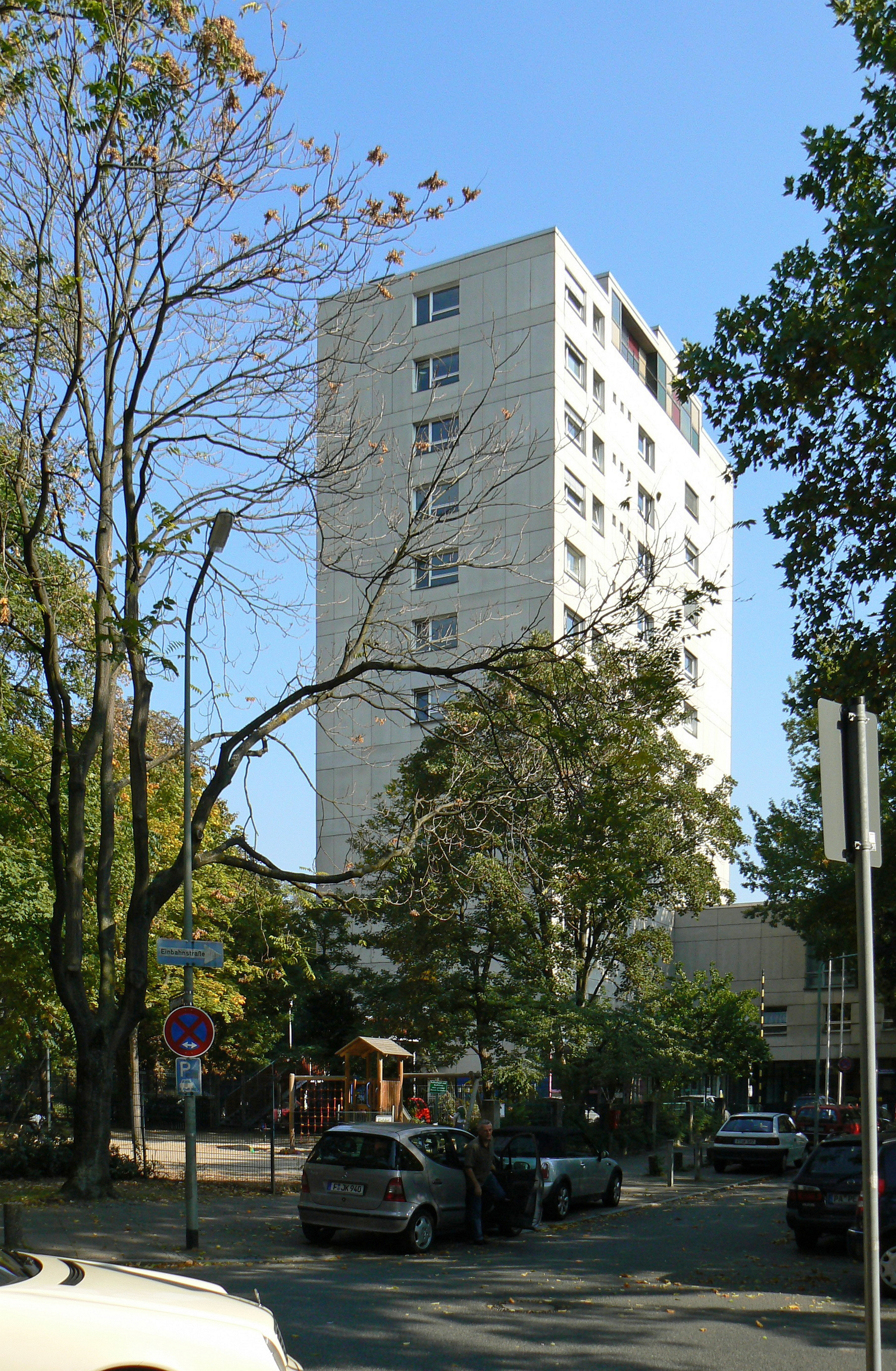
Sozialrathaus Bockenheim (1964)

Die Stadt Frankfurt erbaute 1964 ein elfstöckiges Sozialrathaus für Bockenheim und Umgebung, auch mit Asbest als Baustoff. 50 Jahre später wurde der Bau sehr kostenintensiv niederlegt und „entsorgt“.

### Rohmerstraße
Das frühere Rohmergässchen zweigte von der Frankfurter Straße (heute Leipziger Straße 43) ab und führte zur zweiten Villa Rohmer.

#### Rohmerstraße X

##### Zweite Villa Rohmer

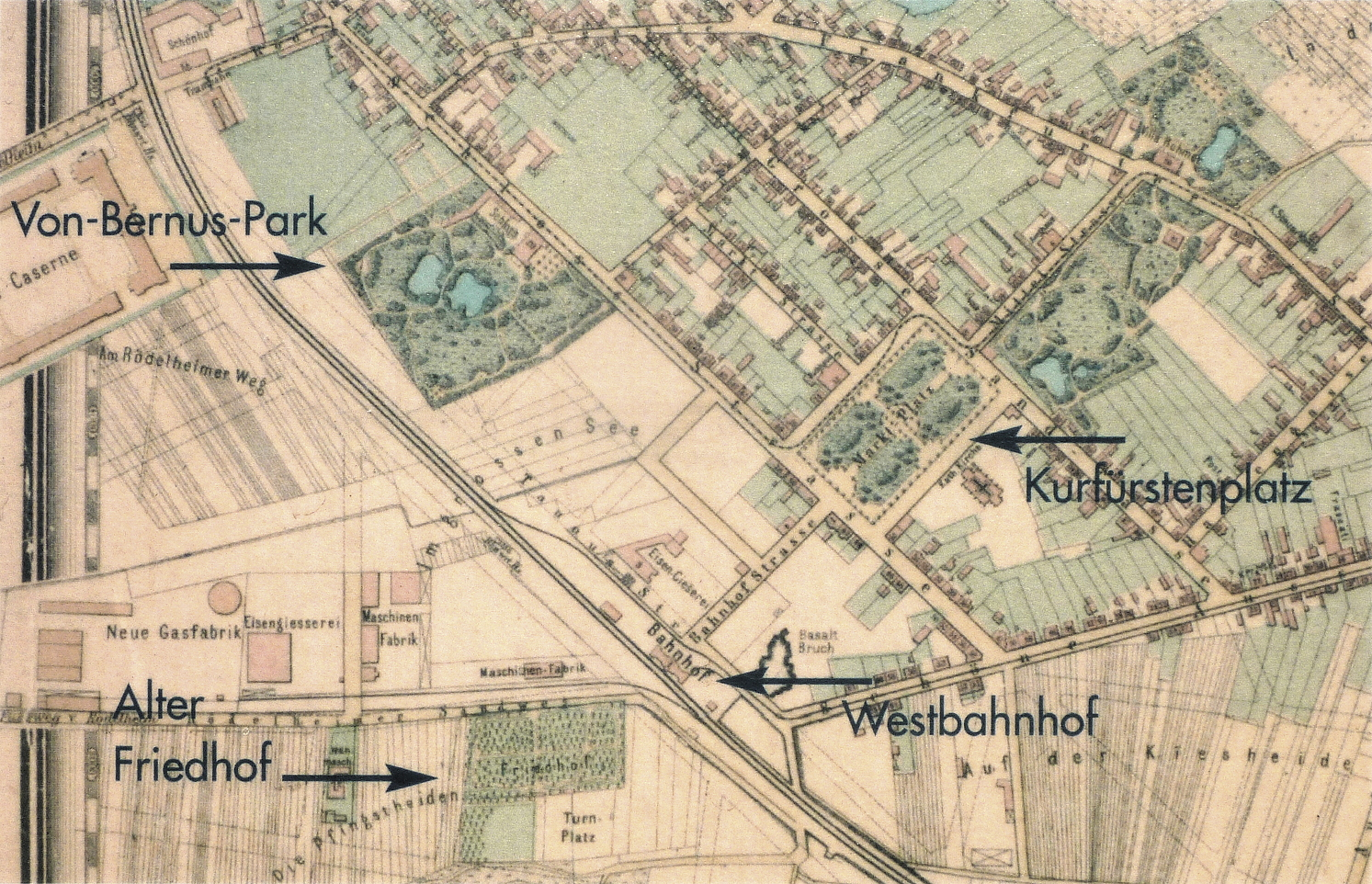
Park und Villa Rohmer vor Parzellierung und Straßenbau (um 1873)

Die zweite Villa der durch Textilimporte aus Manchester vermögend gewordenen Familie Rohmer wurde 1835 auf einem später ummauerten Gelände errichtet. Das Gelände erstreckte sich zwischen Frankfurter, Mittel-, Große Sandstraße und Hasengasse. Diese Straßennamen wurden nach der Eingemeindung von 1895 in Leipziger-, Kurfürsten-, Große See- und Landgrafenstraße umbenannt.
Zahlreiche Mauerteile wurden zunächst sukzessiv durch entsprechende Randbebauung von Mehrfamilienhäusern ersetzt und verschwanden nach Parzellierung und vollständiger Bebauung ganz. Historisch haben sich einige Fotos mit Teilausblicken auf die damalige Parkbegrenzung erhalten. Der letzte Grundstückseigentümer Wilhelm Rohmer (* 13. Februar 1859 in Frankfurt; † 28. Februar 1912 in Meran) heiratete am 23. Juli 1896 Frau Helena (* 5. Dezember 1877 in Mexico; † 3. Oktober 1960) geborene de Chapeaurouge. Ihre Familie stammte aus der Schweiz, Familienzweige zählten später zum vermögenden Bürgertum von Hamburg. Wilhelm Rohmer ist Namenspatron der Rohmerstraße und des Rohmerplatzes. Sein Frankfurter Wohnsitz war eine heute noch existierende Villa in der Zeppelinallee 69. Heute ist die Villa Sitz eines Industrieverbandes.
Die Villa diente im Krieg 1870/71 als Militärlazarett. Nach dem plötzlichen Tod des Wilhelm Rohmer, am 28. Februar 1912 an seinem Ferienort Meran, erbte die Stadt Frankfurt gemäß seinem Testament die gesamte Liegenschaft. Die Villa wurde abgetragen, das große Grundstück parzelliert und bebaut. Straßen wie Rohmer- und Greifstraße sowie der Rohmerplatz angelegt. Der Großvater Wilhelm Rohmers fand seine Ruhestätte (keine Gruft) auf dem alten Bockenheimer Friedhof in der späteren Solmsstraße. Der Stammvater der Bockenheimer Stifterfamilie, Johann Conrad Rohmer (* 19. März 1769 in Eltersdorf bei Nürnberg; † 25. November 1825 in Bockenheim), Bürger, Kauf- und Handelsmann der freien Stadt Frankfurt am Main, und seine Ehefrau Johanna Dorothea Sophia Barbara geborene Peters (* 1. Juni 1787 in Wennebostel in Hannover; † 13. November 1858) sind auf dem „alten“ Friedhof in der Solmsstraße beigesetzt.

##### Wohnapartmenthaus und Kitabau
Anstelle des abgetragenem Sozialrathaus Bockenheim, baute die halbstädtischen Konversionsgesellschaft KEG auf dem Areal 121 Studenten- und Azubi-Apartments. Sie teilen sich den Platz mit zwei städtischen Kitas. In zehn Gruppen sollen dort 138 Kinder unterkommen. Das Kinderzentrum Rohmerplatz ist früher schon dort gewesen. Mit dem Abriss des alten Gebäudes ist die Einrichtung vorübergehend in Container auf dem Kurfürstenplatz gezogen. Im Sommer 2021 kehrt sie zurück, mit 138 statt 60 Betreuungsplätzen. Das Areal hat die vermögende Familie Rohmer 1908 der Stadt übereignet – ausdrücklich für öffentliche und soziale Zwecke. Dies ersparte die auch angedachte Bebauung des noch bebaumten Teils des Rohmerplatzes durch einen Kitabau.

#### Rohmerplatz 33-37

##### Bockenheimer Postamt

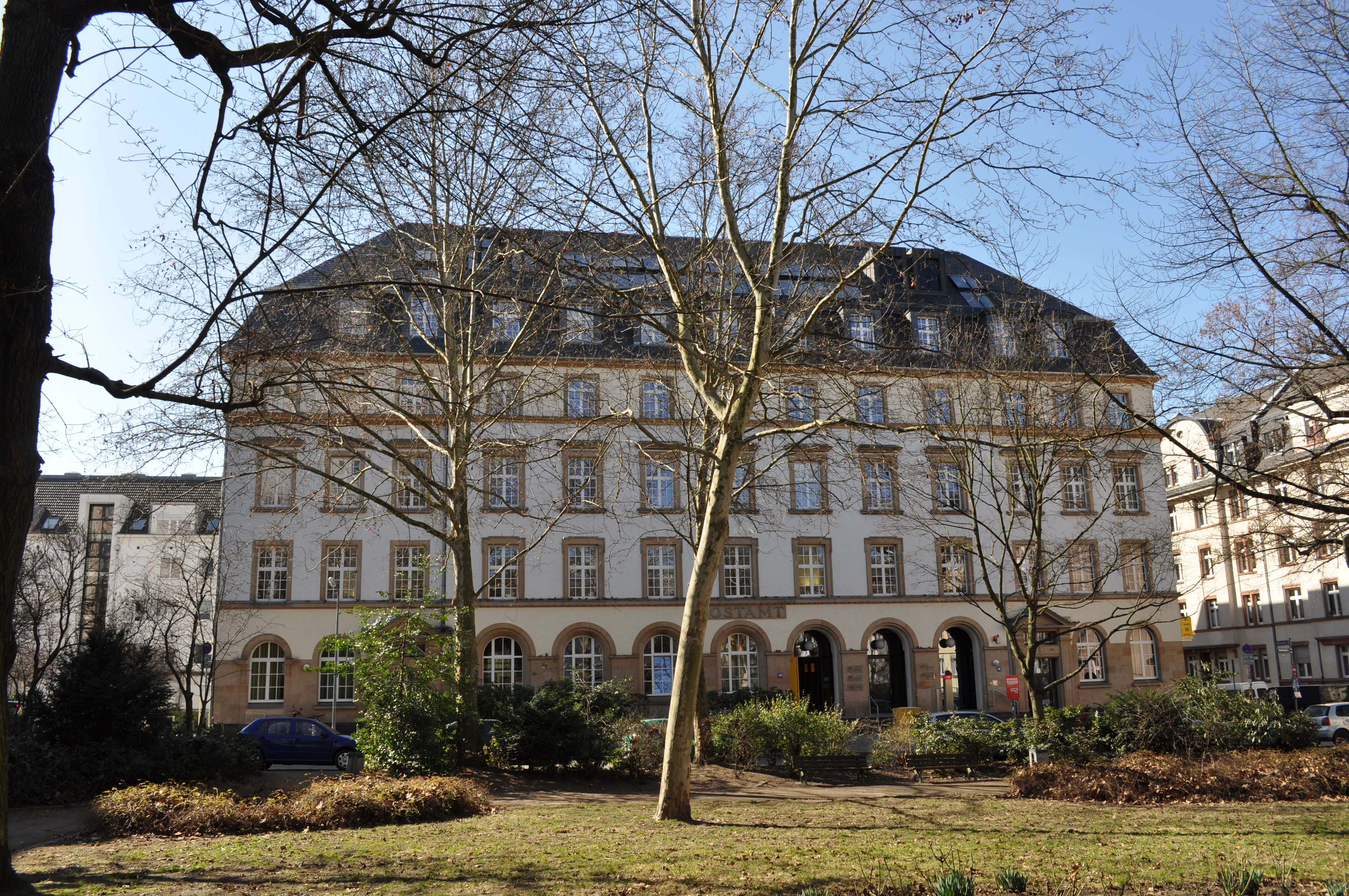
Postamt am Rohmerplatz (2011)

Das sogenannte neue Postamt 13 am Rohmerplatz wurde nach dem Ersten Weltkrieg von der Deutschen Reichspost erbaut und 1920 eröffnet. Hier, bei der Deutschen Reichspost in Bockenheim, war von 1912 bis 1932 – nur unterbrochen durch den Ersten Weltkrieg – Jakob Sprenger (1884–1945) in der Hauptkasse als Oberpostinspektor tätig. Das Postamt wurde 1943 im Zentralbau von einer Bombe getroffen, nach dem Krieg aber wieder aufgebaut. Im Jahre 2000 wurde die Liegenschaft von der Post an einen Immobilienfonds verkauft, der das Gebäude totalsanierte. Die Deutsche Post AG und die Postbank AG sind heute Mieter.

### Rohmerstraße

#### Rohmerstraße 8

##### Mehrfamilienwohnhaus

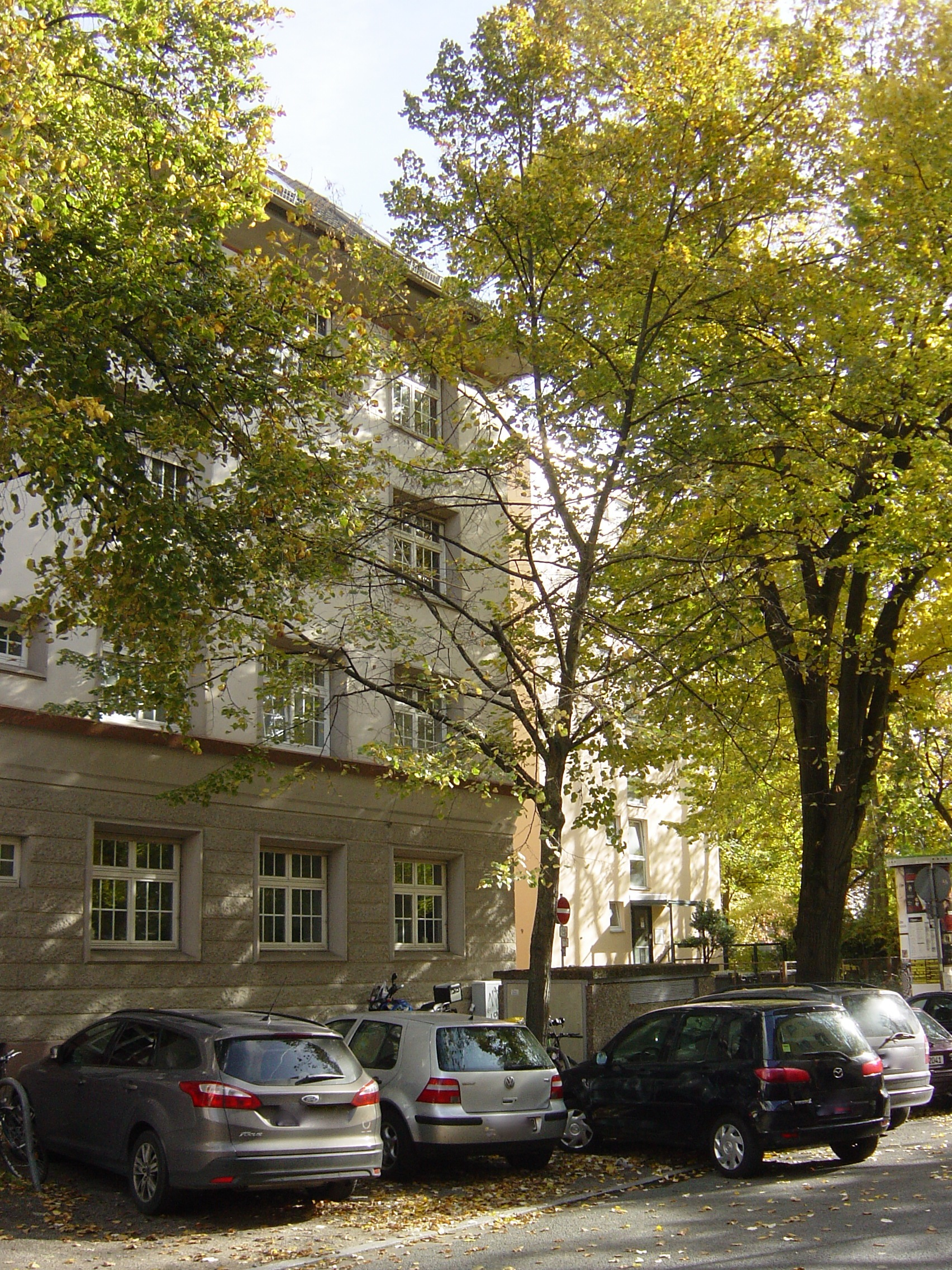
Rohmerstraße 8, Ecke Greifstraße (2013)
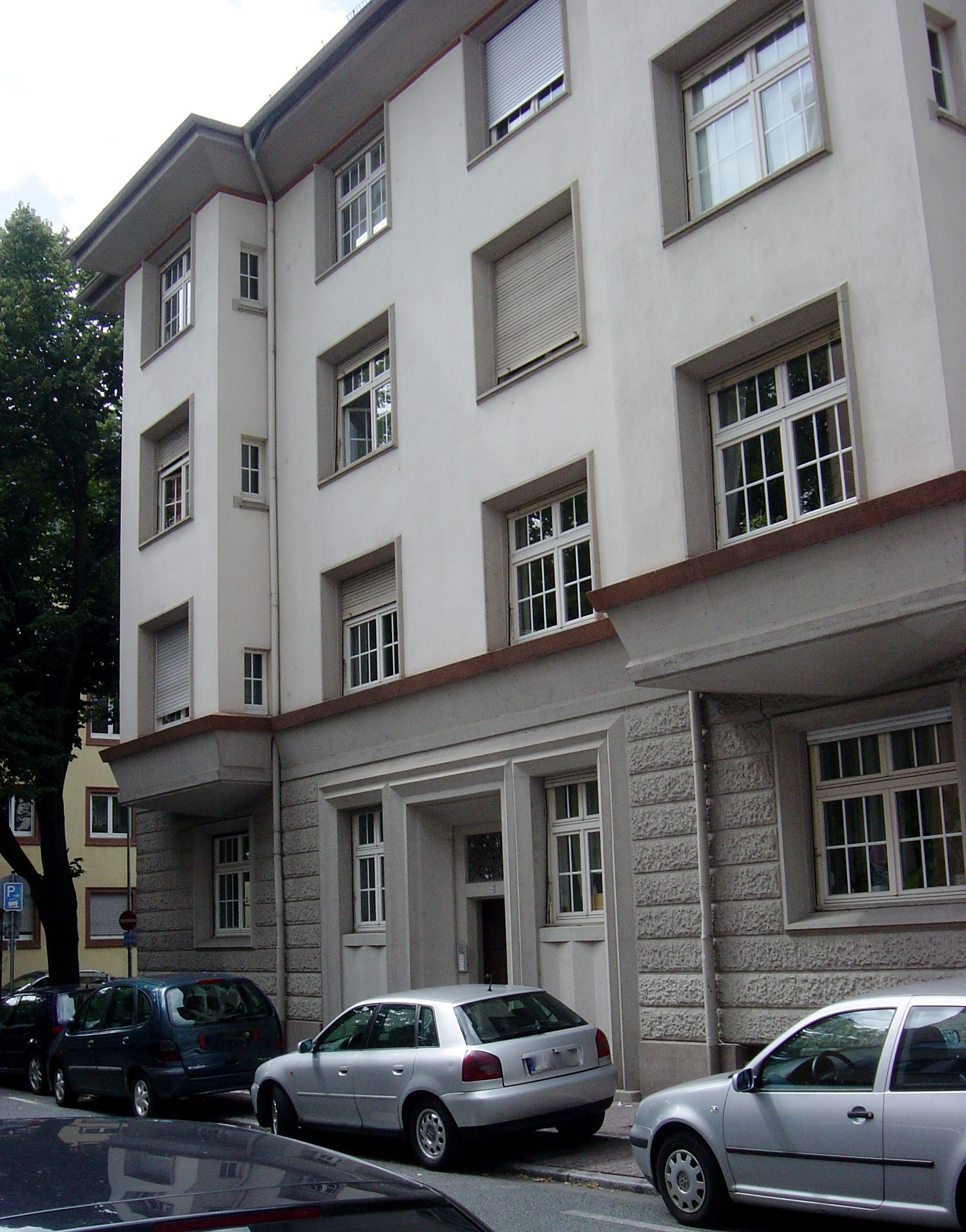
Rohmerstraße 8 (2013)

In der um 1912 angelegten Rohmerstraße, an der Ecke zur Greifstraße, wurde in den 1920er Jahren ein an Florentiner Palazzi erinnerndes Mehrfamilienhaus errichtet. Das Erdgeschoss wurde mit dem damals modischen Bossenwerk versehen, das schon in der Antike üblich war und in der Renaissance neu belebt wurde. Hierbei wurden grob behauene Steinquader mit imitierendem Verputz versehen. Im Historismus bezeichnete man in dieser Weise hergestelltes Mauerwerk als Rustika. Es soll optisch eine scheinbare Wehrhaftigkeit bezeugen.

#### Rohmerstraße 39

##### Mehrfamilienhaus

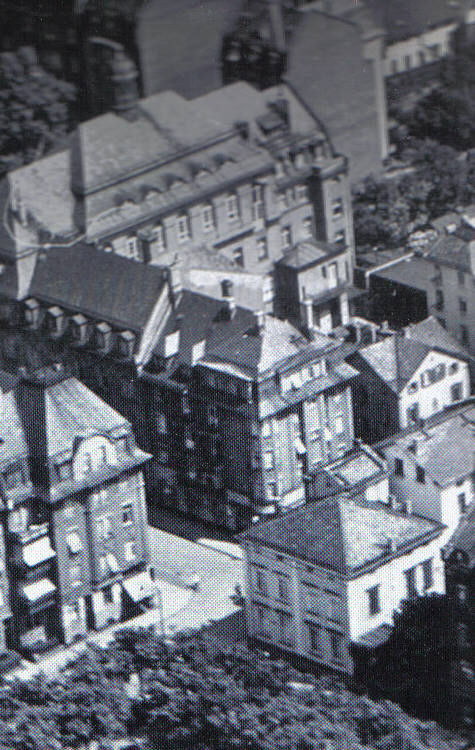
Mehrfamilienhaus, im Hintergrund links die alte Post (1926)
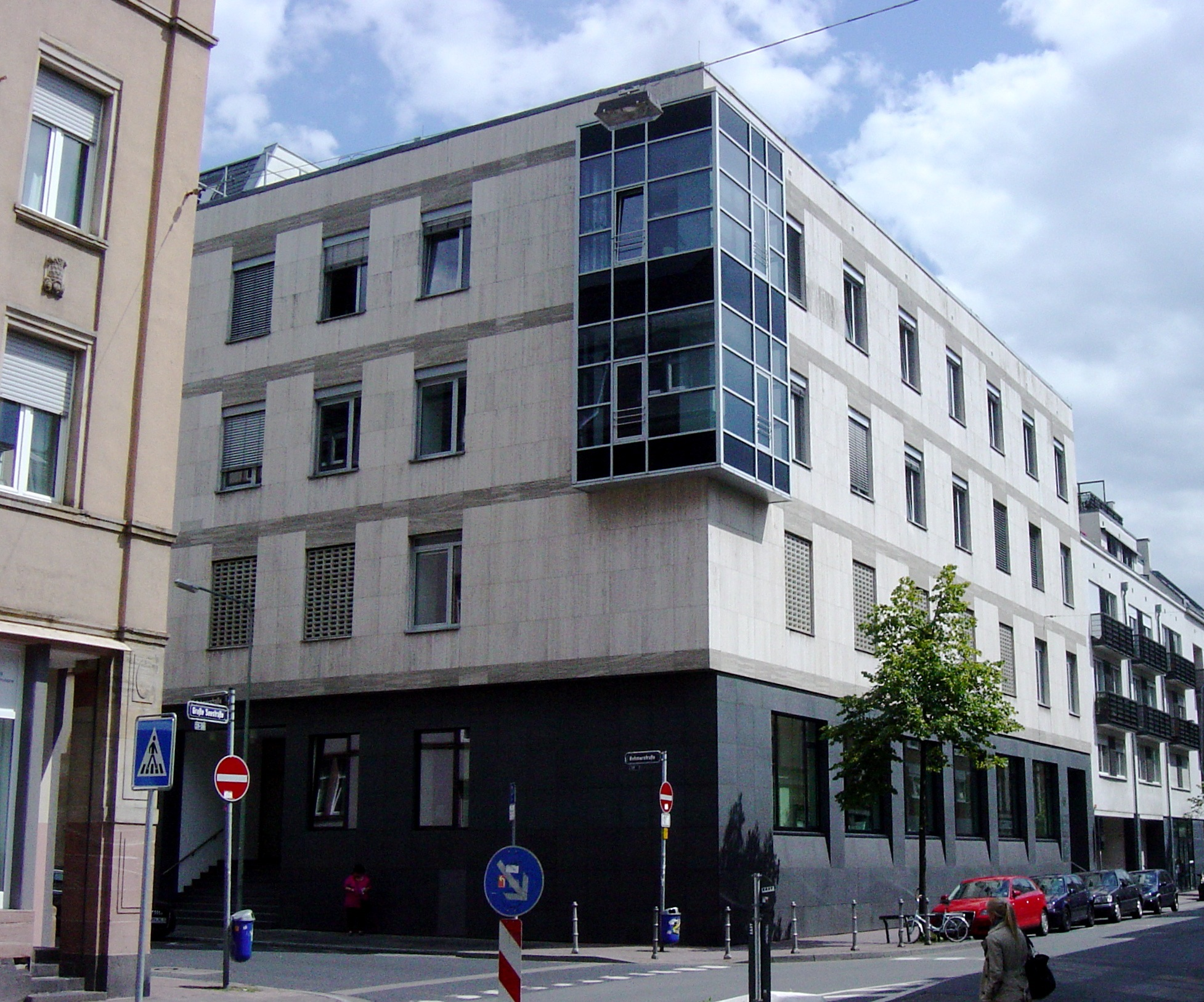
Eckgebäude von der Großen Seestraße … (2013)

Das Mehrfamilienhaus an der Ecke Rohmerstraße 39 und Große Seestraße mit seinem ausgebauten Dachgeschoss und seinem Ladengeschäft im Erdgeschoss wurde 1914 auf einem Teilgrundstück des Parks der vormaligen Villa der Familie Rohmer errichtet. Zeitgleich mit dem Bau der Greif- und der Rohmerstraße, sowie der Anlage des nunmehr öffentlichen begrünten Rohmerplatzes, entstand das Gebäude der Kaiserlichen Post Frankfurt-Bockenheim sowie zahlreiche private Mehrfamilienhäuser und Wohnanlagen. In diesem Postamt arbeitete auch anfangs der berüchtigte spätere Gauleiter im Gau-Hessen-Nassau Jakob Sprenger (1884–1945).
In unmittelbarer Nachbarschaft erbaute 1913 eine Genossenschaft auf dem Grundstücksbereich Kurfürstenstraße 13–25, Große Seestraße 33–39 und Rohmerstraße 22–30 eine mehrgeschossige, im Weltkrieg unbeschädigt gebliebene Wohnanlage als Blockrandbebauung. Das benachbarte Postgebäude wurde durch einen zentralen Bombentreffer im Dachgestühl teilweise, sein markanter Dachreiter sogar vollständig zerstört. Ca. 70 Jahre nach Erbauung, wurde 1971 dieses Mehrfamilienhaus niedergelegt und durch ein modernes mehrstöckiges Bürogebäude ersetzt. Der Bauherr und Eigentümer dieses Neubaus von 1971 war damals die Deutsche Bundespost; sie brauchte mehr Platz für ihre Geschäftsfelder Post, Postbank und Fernmeldewesen. Im Neubau entstanden entlang der Rohmerstraße ein neuer Kundeneingang, eine neue Schalterhalle, eine neue Postfachanlage, sowie zahlreiche neue Funktionsbereiche für den Geschäftsbereich Fernmeldewesen. Nach Privatisierung, Auflösung, und Zerschlagung der Deutschen Bundespost in drei selbständige Teilbereiche, wurde 2000 die komplette Liegenschaft mitsamt dem alten Postgebäude am Rohmerplatz an einen Immobilienfonds der Commerzbank AG verkauft, der den Gebäudekomplex zunächst vollständig sanierte, samt komplettem Dachausbau und Fassadenrenovierung. Die Liegenschaft wurde zuvor verkauft. Die Postbank und die Deutsche Post blieben als Mieter im Erdgeschoss des „Altbaus“ am Rohmerplatz, wobei ein neuer Kundeneingang samt Kundenschalterhalle mit Eingang Rohmerplatz 33–37 entstand. Neuer Ankermieter dieser Immobilie wurde, nach Auszug des Erstmieters, einer Werbegesellschaft, die ProCredit Bank AG, an deren Muttergesellschaft u. a. die Kreditanstalt für Wiederaufbau, die IFC (ein Unternehmen der Weltbankgruppe), die niederländische FMO, die belgische BIO und die französische Proparco beteiligt sind. Die ProCreditBank AG nutzt auch den ehemaligen Eingang in der Rohmerstraße. Ein weiterer Mieter des sogenannten „Neubaus“ ist der Frankfurter Verein für soziale Heimstätten e. V. der Stadt Frankfurt am Main mit Eingang Große Seestraße 43. Der bisherige Eigentümer verkaufte diese Liegenschaft später an einen neuen privaten Kapitalinvestor.

### Rossittener Straße

#### Rossittener Straße 21-23

##### Polizeigebäude
Auf dem Grundstück Rossittener Straße 21-23 im Industriehof errichtete 1973 das Land Hessen ein sechsgeschossiges Bürogebäude mit Tiefgarage und 1989 ein viergeschossiges Parkhaus in Stahlbetonskelettbauweise für Teile der hessischen Bereitschaftspolizei.

##### MyPlace-SelfStorage
Ab 2003/4 stand die Immobilie leer, und das Land Hessen betrieb die Versteigerung. 2007 erwarb der 1999 in Österreich gegründete MyPlace-SelfStorage das Gelände und errichtete hier in neuen Gebäuden ihren Frankfurter Standort. Er ist der bundesweit größte Anbieter von privatem Lagerraum mit 51 Standorten, davon in Deutschland 35, in Österreich 13 und in der Schweiz 3 mit insgesamt 400.000 m². Der Geschäftssitz lautet jetzt in Ludwig-Landmann-Straße 371 / Rossittener Straße 21-23.

### Schloßstraße

#### Schloßstraße X

##### Bockenheimer Schlösschen

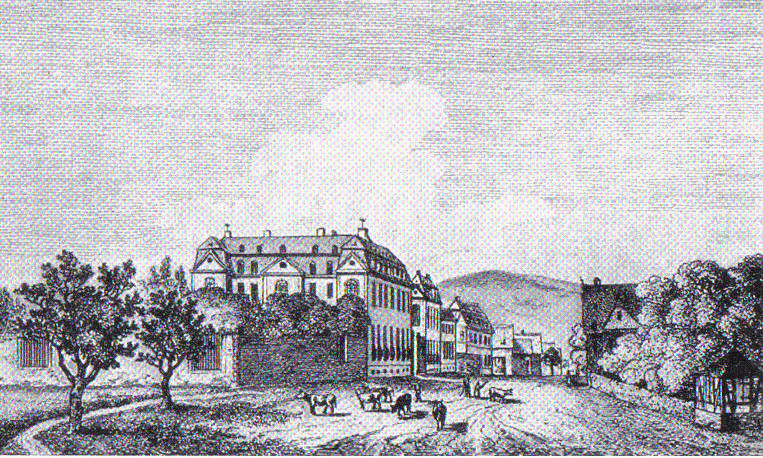
Bockenheimer Schlösschen (1820)

Vermutlich um in der Nähe ihres Sohnes zu sein, der zu einer Frankfurter Bankiersfamilie in Pflege gegeben worden war, erwarb Henriette Amalie von Anhalt-Dessau 1753 in Bockenheim bei Frankfurt ein Gut, zu dem ein Herrenhaus mit Orangerie gehörte, das sie zum Bockenheimer Schlösschen ausbauen ließ. Die dortigen Hofgebäude nutzte sie einige Jahre als Wohnsitz, um von hier die Fertigstellung ihres Schlösschens zu überwachen. Das Bockenheimer Schlösschen wurde zu ihrem Hauptwohnsitz während der nächsten Jahrzehnte.
Das Bockenheimer Schlösschen kaufte 1793 der Frankfurter Bankier Abraham Chiron (1740–1823), Schwiegervater von Johann Georg Sarasin (1762–1847) und Johann Jakob Willemer (1760–1838), beide ebenfalls Frankfurter Bankiers und Politiker. Von 1813 bis 1816 war es im Besitz der Stadt Frankfurt, welche darin während der Befreiungskriege 1813 bis 1815 ein Lazarett einrichtete. Ab 1823 gehörte das Schloss dann der Familie Brentano, bevor es 1856 in den Besitz von Emilie Stein (1804–1870), der Witwe des Frankfurter Stadtpfarrers Alexander Stein (1789–1833), gelangte. Diese war die Tochter des Bankiers Joachim Andreas Grunelius (1776–1852), Eigentümer des Bankhauses „Grunelius & Co.“. Frau Stein vererbte 1857 ihr Anwesen der Familie von Bernus, die wiederum dem Bankhaus „Erlanger & Söhne“ nahe stand. Die Familie von Bernus veranlasste weitere Umbauten, wodurch das Schloss seine letzte Gestalt erhielt.
Während des Zweiten Weltkrieges wurde es der Stadt Frankfurt als Jugendheim überlassen und fiel am 12. September 1944 einem alliierten Luftangriff zum Opfer. Nach dem Krieg verkaufte die Familie von Bernus das Grundstück an eine Baugesellschaft der Stadt Frankfurt, welche darauf ein großes Mietshaus errichten ließ. Übrig blieben nur noch Reste des Parks, welcher heute den Namen Von-Bernus-Park trägt. An Henriette Amalie von Anhalt-Dessau erinnert eine Gedenktafel im neu geschaffenen Eingangsbereich ihres vormaligen Schlossparks.

#### Schloßstraße 3-5

##### Synagoge

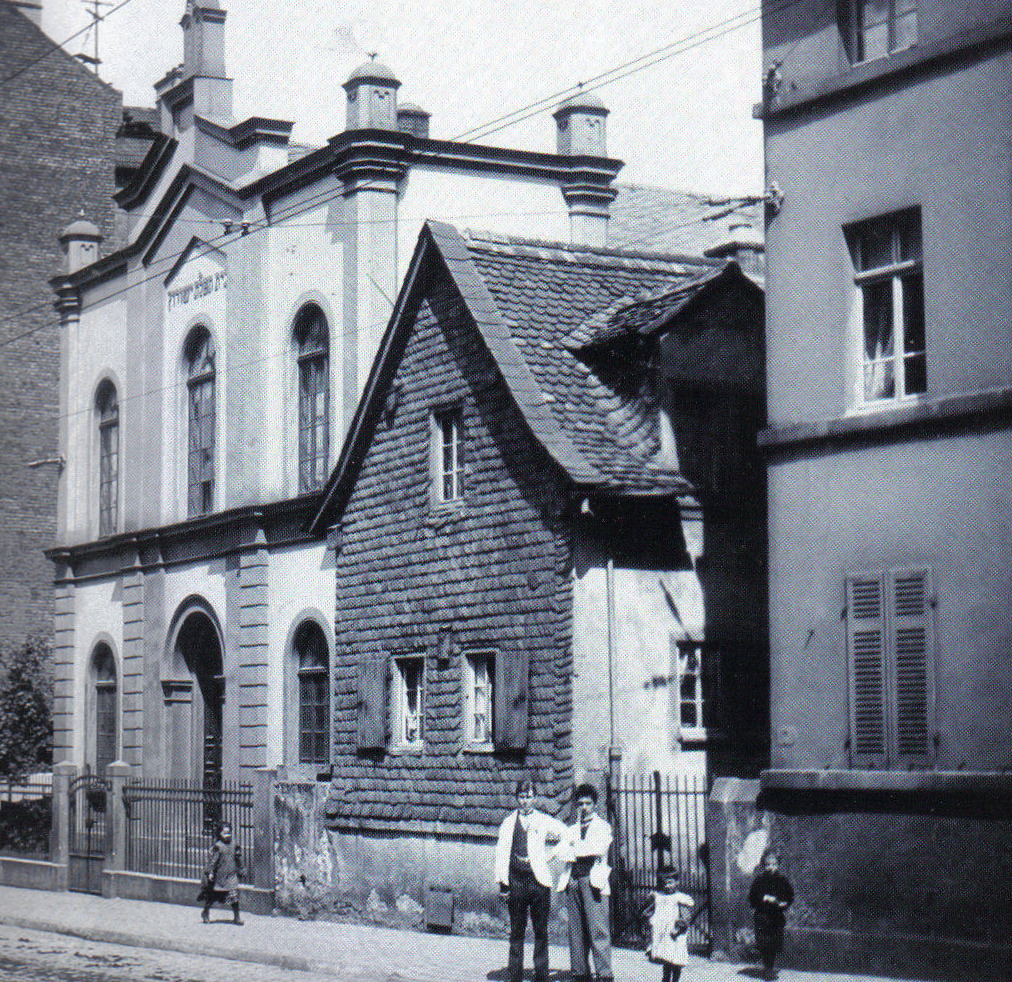
Die „neue“ Synagoge (links), rechts daneben das Gemeindehaus (1906)
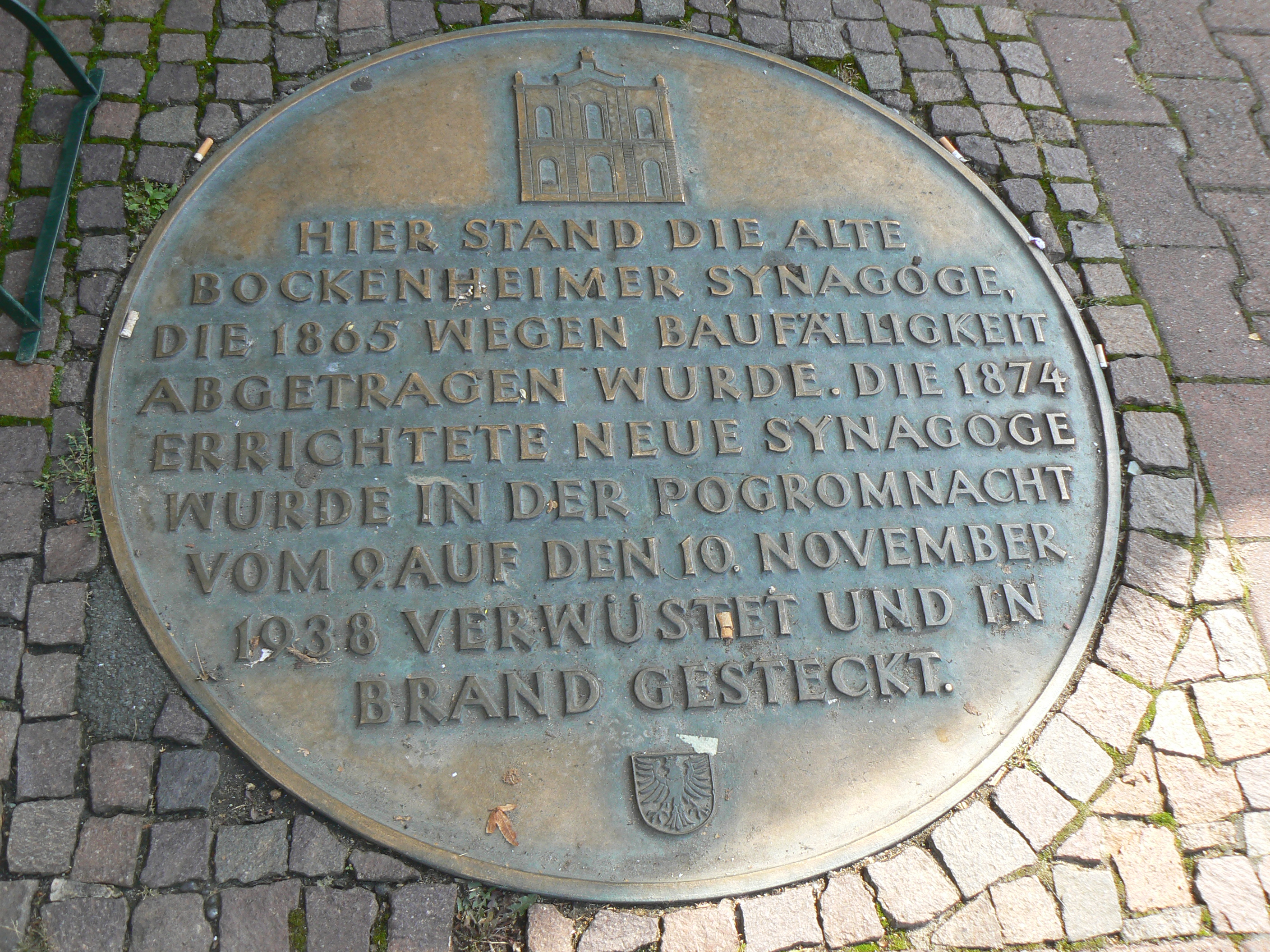
Gedenkplatte von Willi Schmidt (2007)

Die „alte“ Synagoge in der Schloßstraße 3–5 wurde 1865 abgerissen. An gleicher Stelle wurden 1874, kurz nach der Reichsgründung von 1871, aber noch vor der Eingemeindung Bockenheims 1895, eine „neue“ Synagoge und ein kleines Gemeindehaus von der jüdischen Gemeinde Bockenheim errichtet.
In der Pogromnacht vom 9. auf den 10. November 1938 wurden auch diese Gebäude vorsätzlich in Brand gesetzt. So wie über 1.400 Synagogen, Betstuben und sonstige Versammlungsräume sowie tausende Geschäfte und Wohnungen im Deutschen Reich, wurden auch in Bockenheim in dieser Nacht nicht nur diese Synagoge, sondern auch Geschäfte und Wohnungen von Bockenheimer Bürgern beschädigt oder zerstört. Zeitgleich wurden zahlreiche jüdische Mitbürger verhaftet und misshandelt. So verstarb zum Beispiel der 60-jährige Arzt Otto Loewe am 12. November 1938 an den Folgen seiner Misshandlung in der Festhalle. Die Synagoge und das Gemeindehaus wurden später abgerissen. Sechs Jahre später wurden durch Bombenangriffe auch die Gebäude der Nachbarschaft großflächig zerstört. Heute erinnert eine Bodenplatte des Künstlers Willi Schmidt an die Brandschatzung dieser Synagoge und ihre unmittelbaren Folgen.

#### Schloßstraße 11

##### Gaststätte „Zur Stadt Cassel“
Die Restauration „Zur Stadt Cassel“, Schloßstraße 11, Ecke Friesengasse, wurde, laut antiquarisch angebotener Postkarte, Ende 1930 in Bockenheim von Julius Peschler betrieben. Der Name erinnerte an die ehemalige Residenzstadt Kassel, die seit 1277 Hauptstadt der Landgrafschaft Hessen, der Landgrafschaft Hessen-Kassel (von 1567 bis 1803) und des Kurfürstentums Hessen (bis 1866) war. Das fünfstöckige Mehrfamilienhaus wurde 1944 durch Fliegerbomben beschädigt und in der Nachkriegszeit mit veränderter Fassade wiederaufgebaut. Die Gewerbefläche der Gaststätte „Zur Stadt Cassel“ im Erdgeschoss wurde neu parzelliert und wird aktuell von drei Gewerbetreibenden genutzt.

#### Schloßstraße 22

##### 38 m hohes Wohnhochhaus am Eingang des Bernusparks

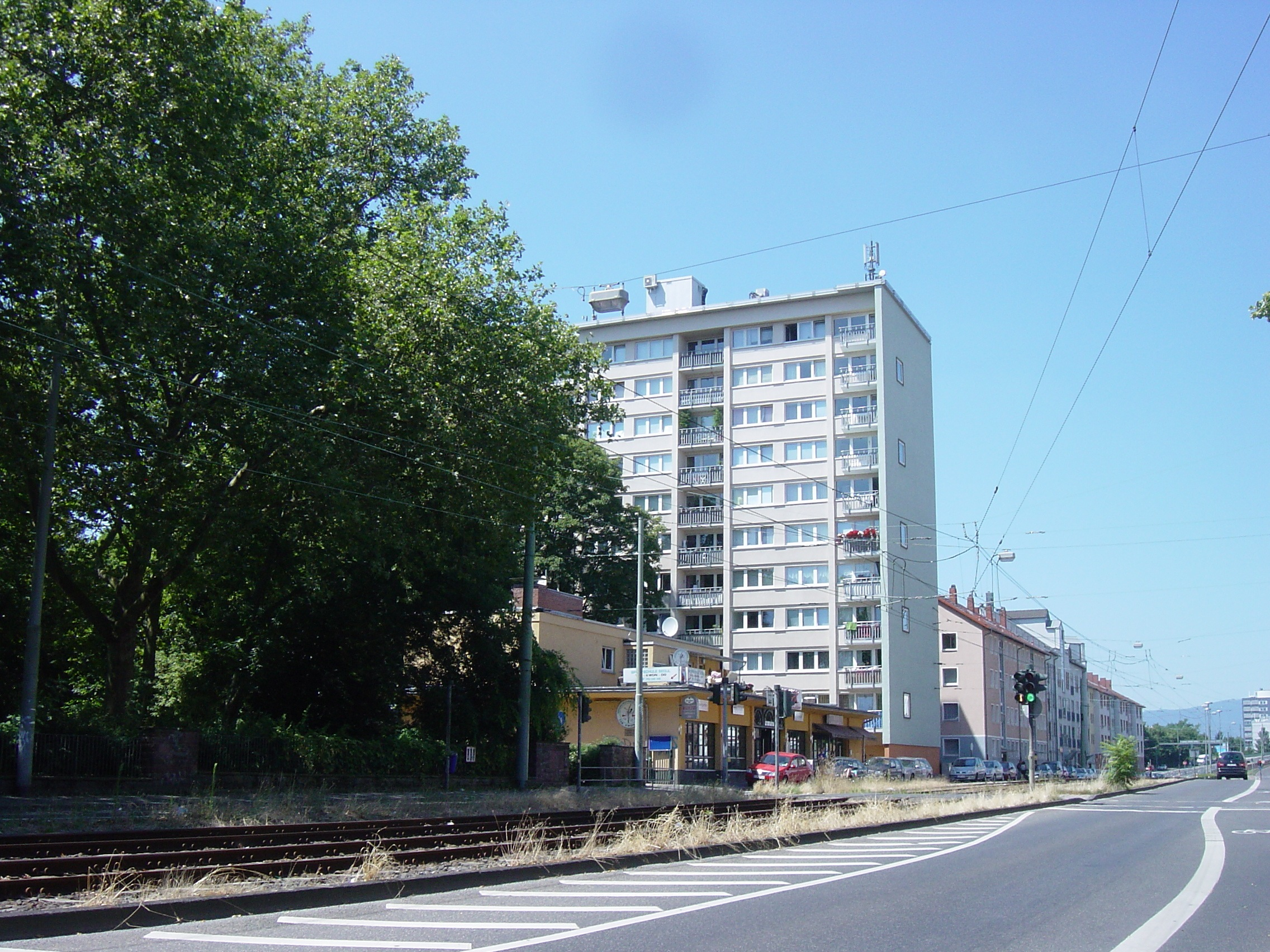
10stöckigen 38 m hohes Wohnhochhaus

Auf den Ruinen des im Krieg zerstörten Bernus-Schlosses wurde in der Nachkriegszeit ein 10-stöckiges ca. 38 m hohem Wohnhochhaus in der Schloßstraße 22 erbaut, dass nach heutigen Erkenntnissen die Taunusfallwinde nach Bockenheim behindert, aber damals Wohnraum schuf.

#### Schloßstraße 24

##### Musik-Restaurant „Bockenheimer Schlößchen“

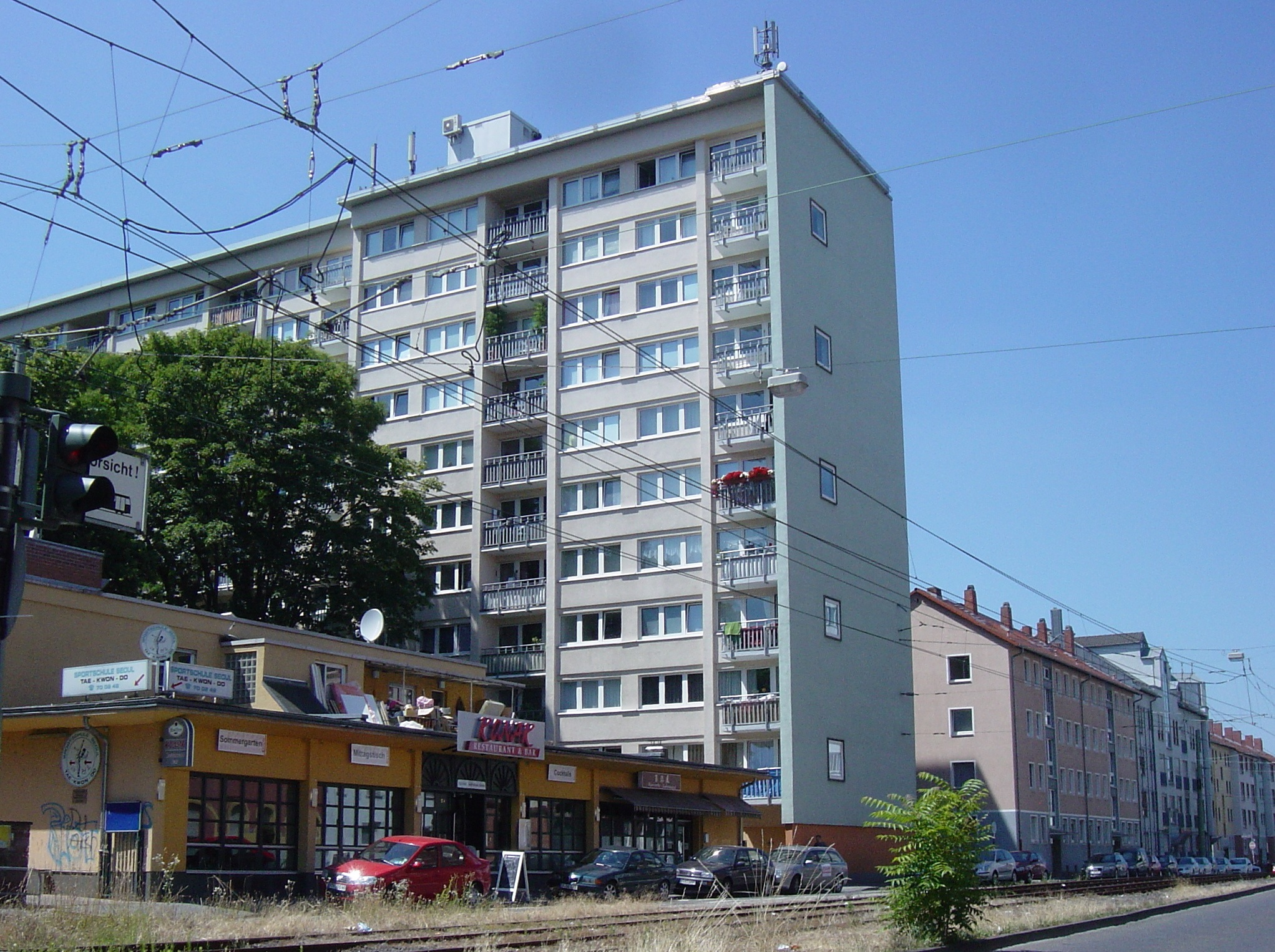
Bar und Restaurant „Bockenheimer Schlößchen“ vor Hochhaus (2013)

Nach dem Abriss des 1944 ausgebrannten sog. „Bernus-Schlösschen“, wurde hier vor einem zehnstöckigen ca. 38 m hohem Wohnhochhaus in der Schloßstraße 22, ein ideenarmer Flachbau unmittelbar am Eingang des Bernusparks errichtet für gastronomische Nutzung, zeitweise unter dem prosaischem Namen „Bockenheimer Schlösschen“. Dieser Bau hatte mit dem historischen niedergelegten Gebäude außer deren Namensadaption nicht zu tun. Diese, Anfang der 1970 errichtete Baulichkeit nahe des Parkeingangs, versuchte als Disko namens „Bockenheimer Schlößchen“ ihr Glück mit einer rückwärtigen Terrasse, die in den Bernus-Park grenzte und zur nächtlichen Freude der Wohnhochhausbewohner beitrug. Trotz deren Scheitern, folgten hier, ohne beständigen Erfolg, diverse weitere Bars/Restaurants mit ähnlichen Geschäftsideen. So versuchten hier das Irische Pub „The Castle Inn“, das italienische Restaurant „Blauer Engel“, das Restaurant „Leonhard´s“, oder auch das türkische Restaurant namens „Konak“ einen nachhaltigen wirtschaftlichen Erfolg. Im ersten Stock betrieb lange die Sportschule Seoul, Inhaber Kang-Hyun Lee, Taekwondo-Unterricht für mehr Körperkontrolle.

##### Fünfgeschossiger Neubau mit veganer Kita
Im Zuge der politisch plakatierten sogenannten Nachverdichtung wurde das Grundstück dem 1962 geborenen Frankfurter Investor Ardi Goldman (* 1962) zum Kauf angeboten, der hier in den Neubau eines fünfgeschossigen, 1.600 m² großen Gebäude mit 13 Mietwohnungen mit Zwei- und Drei-Zimmer-Wohnungen mit Größen zwischen 50 und 90 Quadratmetern investierte. Eine vegan ausgerichtete Kita belegt das Erdgeschoss und den ersten Stock. Der Bau erhielt eine vom Architekten Stefan Forster oftmals bevorzugte, zurückhaltende aufgesetzte Klinkerfassade, deren Vorteil in ihrer geringeren Verschmutzbarkeit liegt

#### Schloßstraße 23

##### Gärtnerei Gebrüder Siesmayer

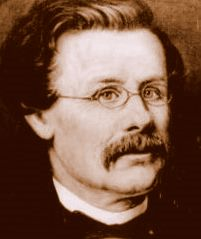
Heinrich Siesmayer (um 1870)
Firmenkatalog (1885)
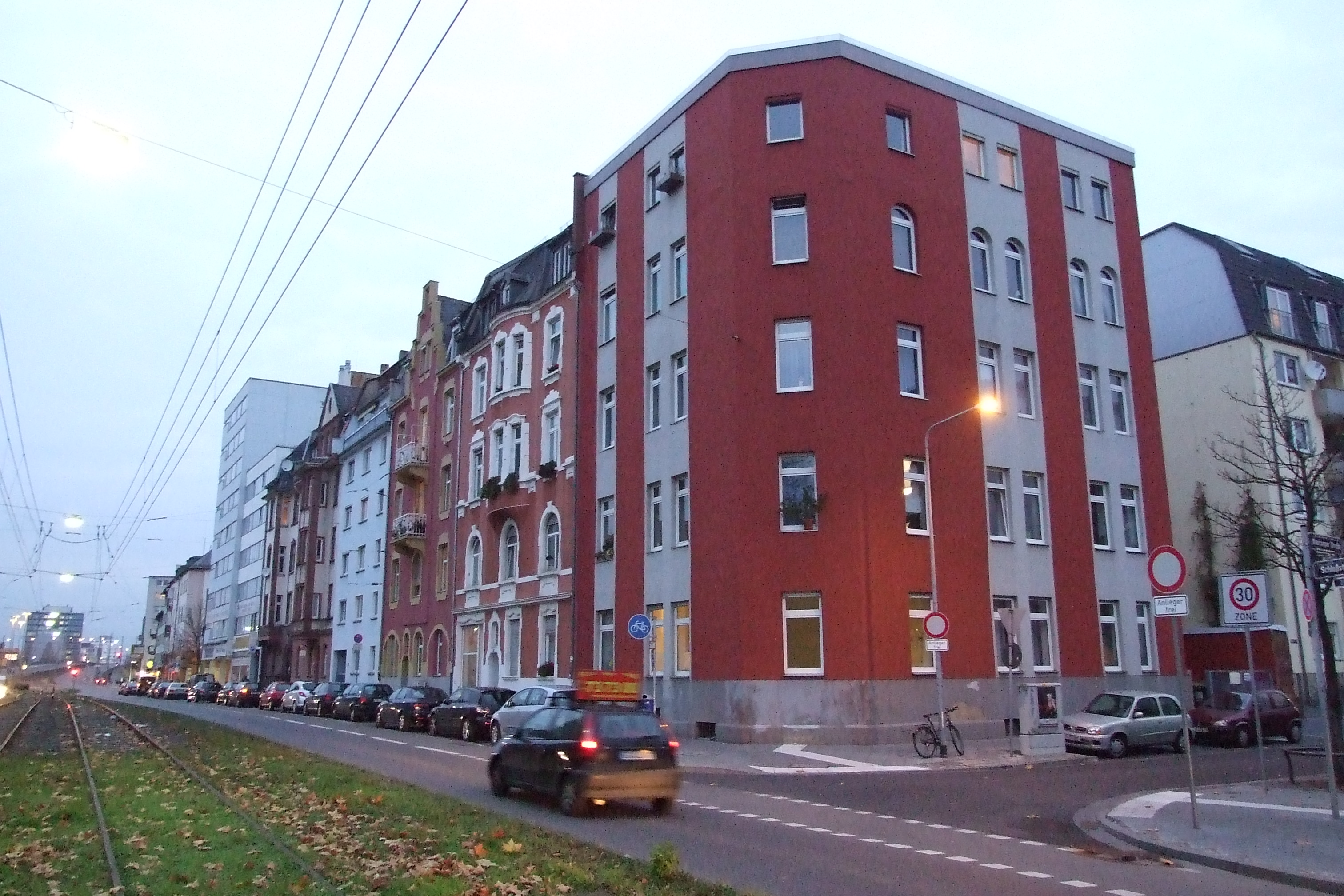
Schloß-, Ecke Kaufunger Straße. Nr. 23 ist das zweite Haus nach dem Eckhaus. (2010)

1842 gründeten in der Schloßstraße 23 Heinrich Siesmayer (1817–1900), sein Bruder Nicolaus Siesmayer (1815–1898) und sein Vater, Kunstgärtner Jacob Philipp Siesmayer (1781–1866), eine Gärtnerei. Der Vater hatte bereits 1837 das später gekaufte Firmengrundstück gepachtet. Mit dem wirtschaftlichen Erfolg wurde das Betriebsgelände auch entsprechend mit Pflanz- und Gewächshäusern bebaut.
Nach Firmenumzug wurde um 1900 das Betriebsgelände parzelliert und bebaut. Das Unternehmen Siesmayer wurde während der Weltwirtschaftskrise um 1930 insolvent und aufgelöst. Spuren der Firma Gebrüder Siesmayer Schloßstraße 23 sind in Bockenheim nicht mehr vorhanden, wohl aber hat sich die Grabstätte von Heinrich Siesmayer auf dem Bockenheimer Friedhof erhalten.

#### Schloßstraße 29

##### Deutsches Institut für Internationale Pädagogische Forschung (DIPF)

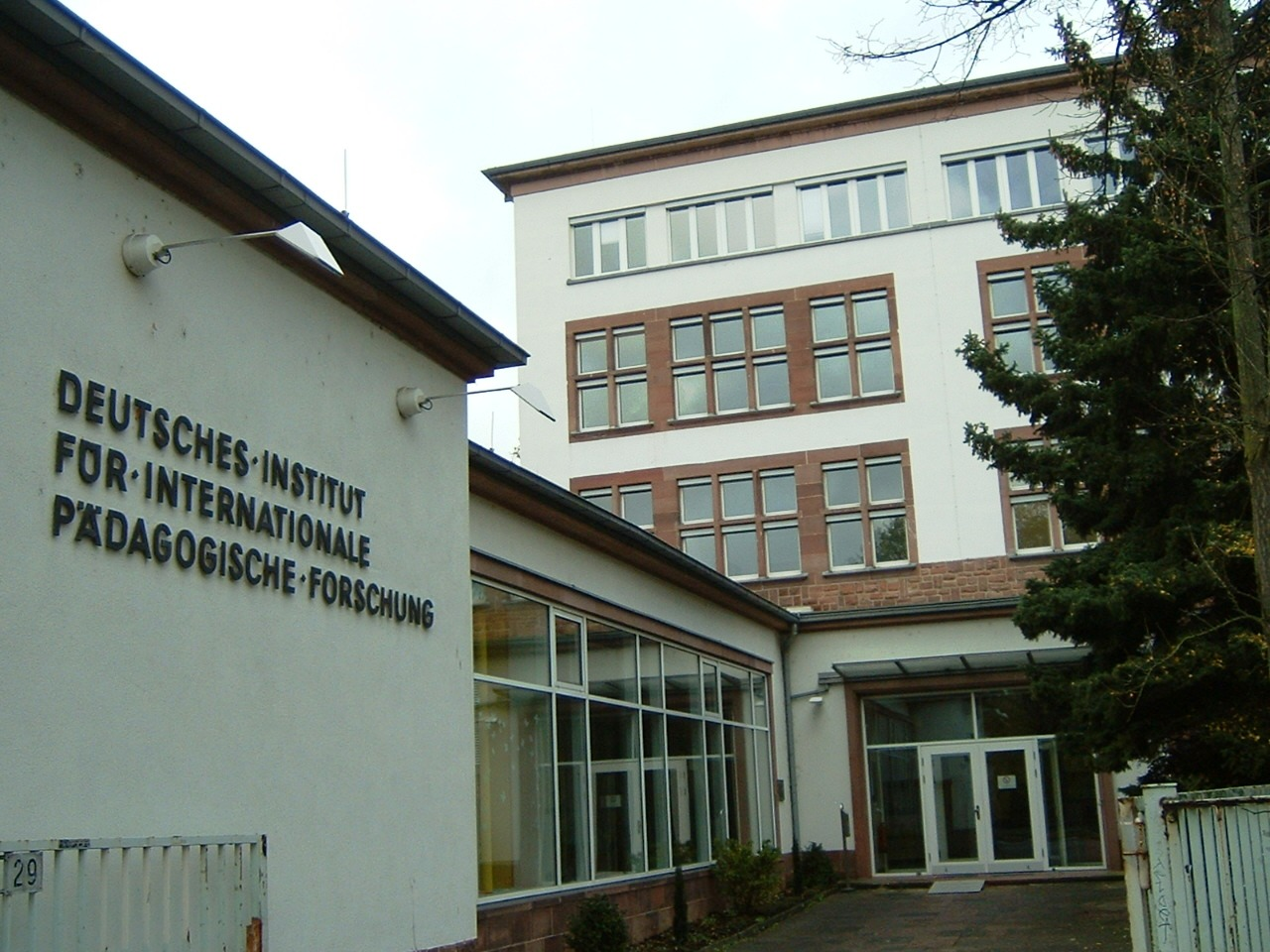
DIPF-Gebäude in der Schloßstraße 29-31 (2012)

Auf dem Grundstück der Gärtnerei von Heinrich und Philipp Siesmayer, die seinerzeit als erfolgreichste Gartenarchitekten Deutschlands galten und unter anderem den Frankfurter Palmengarten gestalteten, wurde 1906 ein Doppel-Schulbau für die Knabenmittelschule der Kaufungerschule sowie der Kurfürstenschule als Mädchenschule von Bockenheim errichtet. Der Reformpädagoge und ehemalige Rektor der Kaufunger Schule August Jaspert war 1920 Gründer der Schullandheim Wegscheide bei Bad Orb für Frankfurter Schüler.
1951 wurde das DIPF vom Land Hessen unter der Bezeichnung „Hochschule für Internationale Pädagogische Forschung“ in Frankfurt am Main gegründet. Diese Hochschule stand in der Tradition der US-amerikanischen Reeducation-Politik. Seit 1952 residierte das Institut im Gebäude der ehemaligen Kaufunger-Schule in Bockenheim, Schloßstraße 29. 1964 wurde es in „Deutsches Institut für Internationale Pädagogische Forschung (DIPF)“ umbenannt. 2018 übersiedelte das DIPF in ein neues Institutsgebäude auf dem Campus Westend der Johann Wolfgang Goethe-Universität. Zugleich wurde es erneut umbenannt: in DIPF, das diesen Kurznamen beibehält, nun aber den neuen Zusatz „Leibniz-Institut für Bildungsforschung und Bildungsinformation“ trägt. Auch wurde ein neues LOGO gewählt.
2019 hat die Stadt Frankfurt das Grundstück nebst Gebäude in der Schloßstraße 29 vom Land Hessen zurückbekommen.

#### Schloßstraße 41-49

##### Autohaus „Am Kurfürstenplatz Herweg & Co.“
Laut Unterlagen des ISG Frankfurt plante 1952 der Architekt Müller für den Bauherrn Hans Nolda die dreistöckige Bebauung der Grundstücke Schloßstraße 45, 47 und 47a mit einer Tankstelle, einem Autodienst und Garagen. Der Diplomingenieur Alexander Herweg gründete 1955 zunächst in der benachbarten Schwälmer Str. 14 eine konzessionierte VW-Verkaufsniederlassung nebst Vertragswerkstatt. Er übernahm die Liegenschaft Nolda und ließ später auf Drängen des VW-Konzerns moderne verglaste Präsentationsräume längs der Schloßstraße 41-49 errichten. Zeitgleich engagierte er sich in der Kfz-Innung Frankfurt und Main-Taunus-Kreis. Zuletzt wurde er dort zum stellvertretenden Obermeister gewählt. Die aufkommende Wirtschaftskrise der Bundesrepublik und damit nachlassende VW—Verkaufszahlen, führten zur Änderung des VW-Audi-Verkaufskonzeptes und zur Kündigung des VW-Audi-Händlervertrags. Alexander Herweg versuchte vergeblich als nunmehr freie Kfz-Werkstatt den Bestand des Unternehmens zu retten. Er entschloss sich jedoch bald zur Liquidation und kompletten Räumung des Betriebsgeländes. Wie vorausschauend dieser Entschluss war, zeigt sich auch in der, laut Handelsblatt vom 10. Oktober 2017, für das Frühjahr 2018 geplanten Kündigung der laufenden 3.100 europäischen VW-Händler-Verträge nunmehr unter dem Kennwort „Notwendige Digitalisierung“.

##### Lidl-Filiale
Nach Verkauf der kompletten Liegenschaft eröffnete im Oktober 2009 auf dem Grundstück Schloßstraße 41-49 der Lebensmittel-Discounter Lidl hier eine neuerrichtete Filiale nebst großem Kunden-Parkplatz.

#### Schloßstraße 125

##### Vereinshaus mit Turnhalle

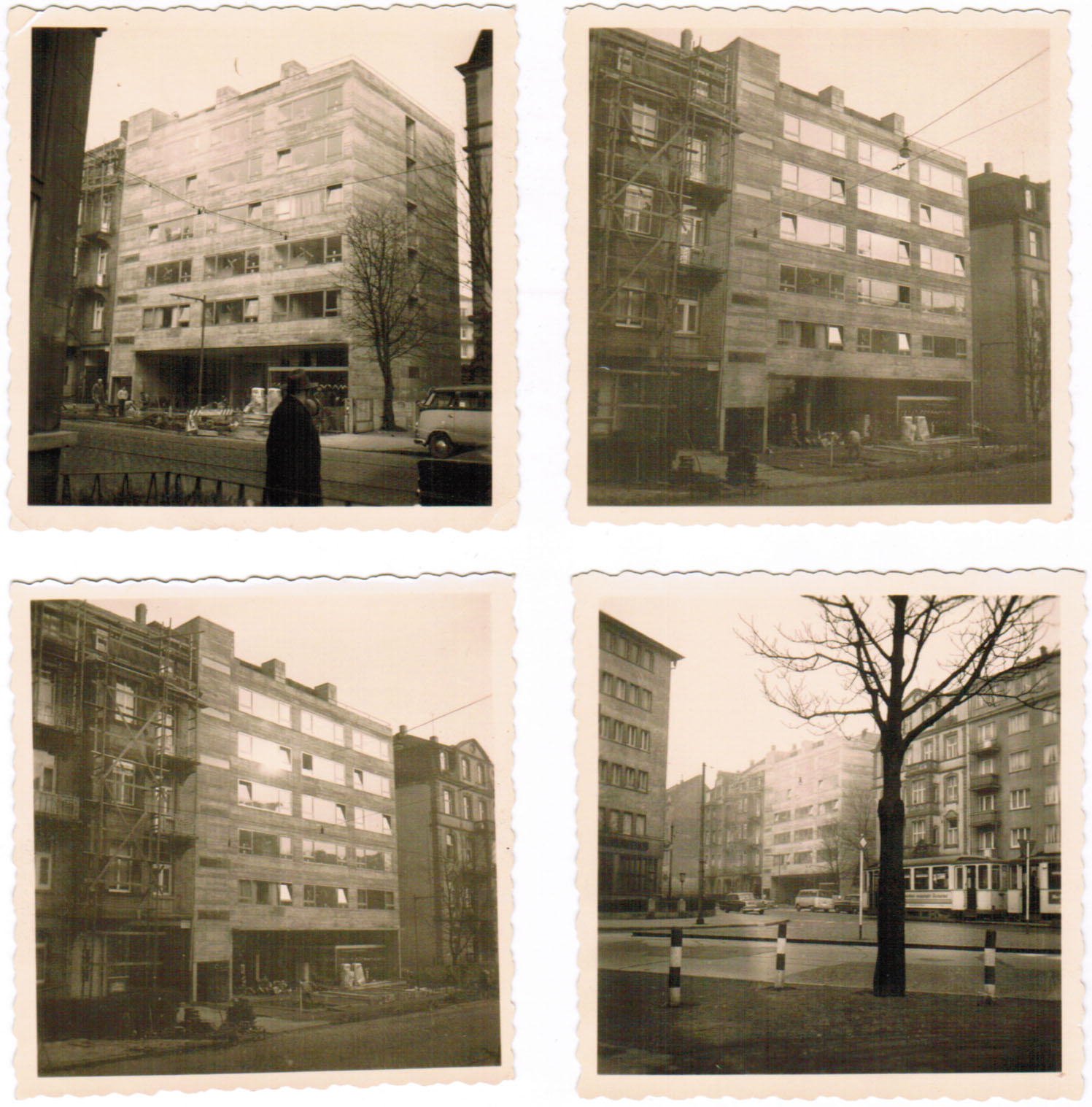
Bauphase (1961)

Am 27. Dezember 1903 wurde in der Schloßstraße 125 der Grundstein für ein Vereinshaus nebst Turnhalle des 1882 gegründeten Turnvereins Vorwärts Bockenheim gelegt. Diese Liegenschaft wurde im Zweiten Weltkrieg 1944 durch Fliegerbomben zerstört. 1973 schlossen sich die bis dahin selbständigen Vereine Turngesellschaft Rödelheim, bereits 1873 gegründet, und Turnverein Vorwärts zusammen zur bis heute bestehenden Turngesellschaft Vorwärts 1874 e. V. Frankfurt am Main (TGS) zusammen. Ihr neues Vereinsheim wurde im Rebstöcker Weg 17 im Stadtteil Rödelheim errichtet. Als Logo führt der Verein den Bienenkorb in Anlehnung an das historische Wappen der vormals selbständigen Stadt Bockenheim.
1961 wurde das Grundstück mit einem siebenstöckigen Geschäftshaus bebaut, anfangs mit einer Kfz-Tankstelle und einem Kfz-Werkstattgebäude im Hinterhof. 1969 war hier u. a. die Gründungsadresse des Verlages der Autoren, der später ins Bahnhofsviertel umgezogen ist. Vielfältig sind und waren die Mieter dieser Liegenschaft, wie Gaststätten, Praxen, Fitness-Clubs. Die Immobilie wurde 2017 nochmals komplett saniert.

### Solmsstraße
Ehedem Rödelheimer Sandweg, ehedem Hinter dem Bahnhof.

#### Solmsstraße X

##### Isolatorenfabrik Pulvolit
Der Isolatorenfabrik Pulvolit GmbH, Frankfurt-Bockenheim, Am Rödelheimer Sandweg, der späteren Solmsstraße, wurde am 14. August 1903 unter der Patentschriftnummer 185524 vom Kaiserlichen Patentamt ein befristeter Rechtsschutz für ein Verfahren zur Herstellung von Kunststeinen erteilt. Pulverisierte Stoffe unter Benutzung von Öfen, Fetten und dergleichen als Bindemittel, welche die Eigenschaften hatten in dünnen Schichten an der Luft bei gewöhnlicher oder erhöhter Temperatur zu erhärten, um in kürzester Zeit künstliche Steine herzustellen. In Österreich ist dies Verfahren zur Herstellung von Kunststeinen der Isolatorenfabrik Pulvolit in der digitalen Landesbibliothek Oberösterreich, XIII. Jahrgang, 1908 (XIII. JG., 1908) dokumentiert.
Die Isolatorenfabrik Pulvolit fabrizierte hauptsächliche Produkte zur Herstellung von Schalter-, Sicherungsklappen, Sockeln. Das verwendete Pressmaterial war von schwarzer Farbe, faserigem Bruch und hoch temperaturbeständig. Zusätzlich produzierte die Kunststeinfabrik Pulvolit GmbH auch Wandverkleidungen, Böden, Treppen, Säulen und Möbelplatten.

#### Solmsstraße 1

##### Griechisch-orthodoxe Kirche

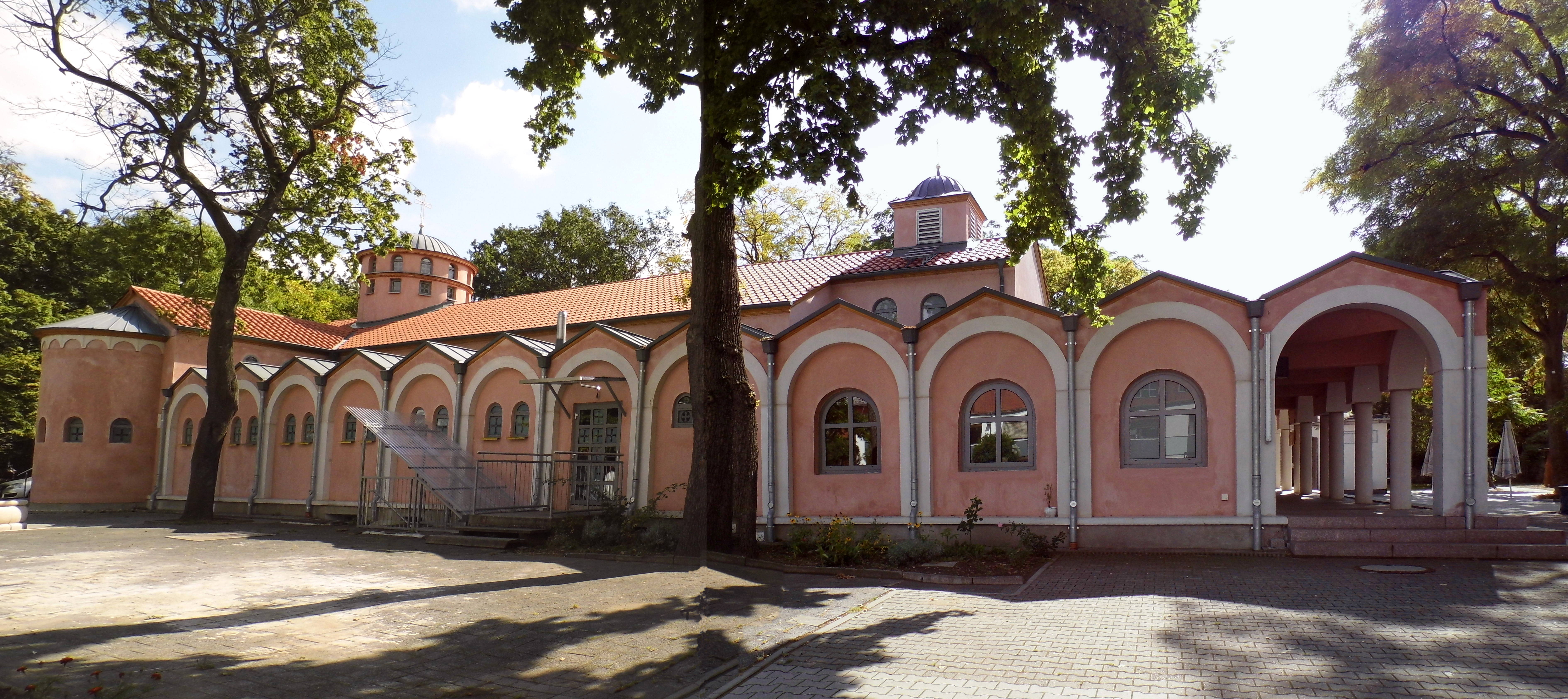
Griechisch-Orthodoxe-Kirche (2012)

Kirche der griechisch-orthodoxen Gemeinde in der Solmsstraße 1, Archimandrit Athenagoras Ziliaskopoulos und Priester Martin Petzolt. Die Gemeinde untersteht der Griechisch-Orthodoxen Metropolie in Bonn des Ökumenischen Patriarchats in Konstantinopel und ist dem Heiligen Propheten Elias geweiht.

#### Solmsstraße 11 und 11a

##### Gießerei und Apparatebau Carl Taufkirch

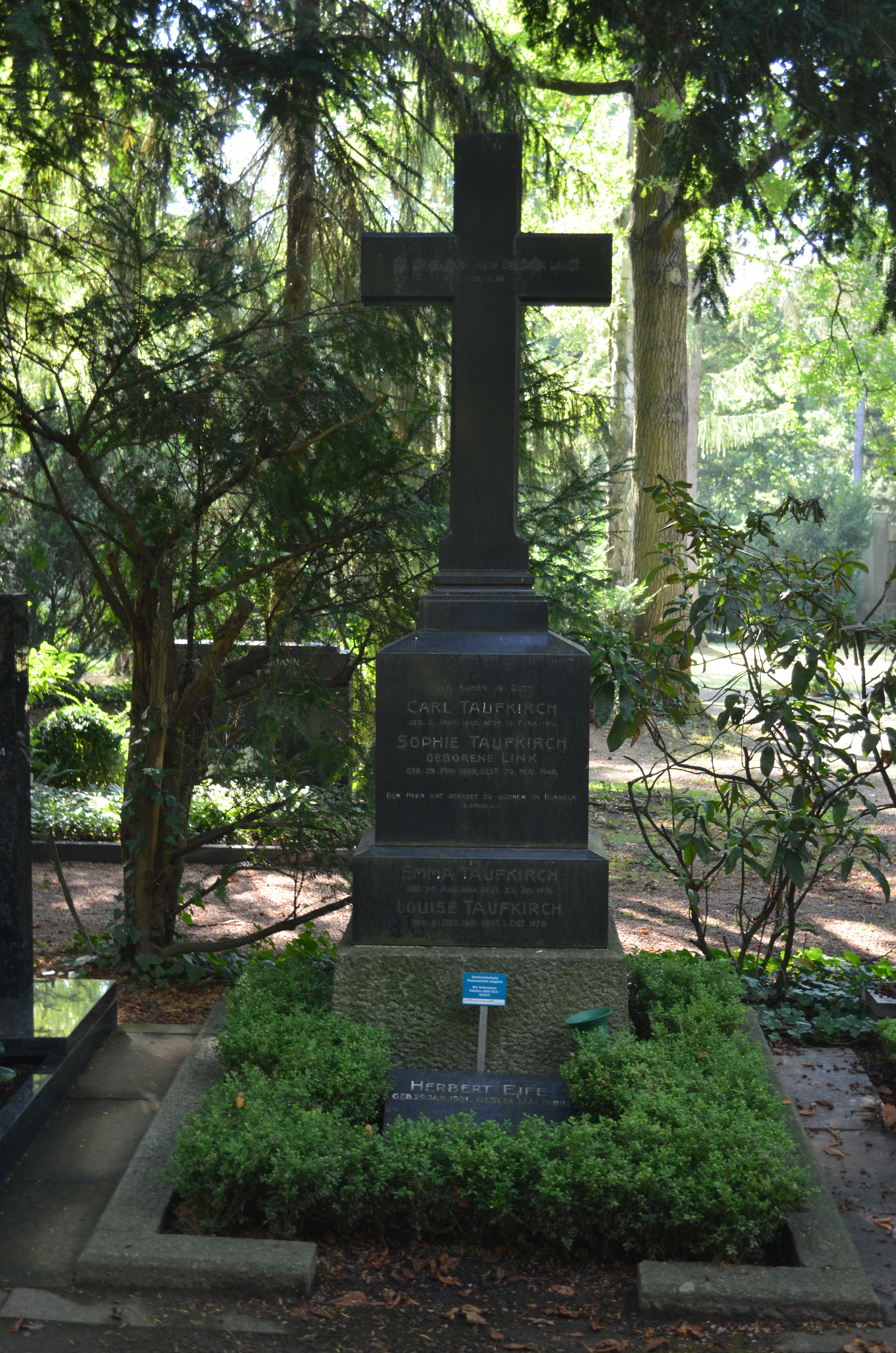
Grabstätte Taufkirch (2015)

Der Bockenheimer Unternehmer und Erfinder eines Schmierapparats für Dampfzylinder Carl Taufkirch (2. Januar 1847 bis 19. Februar 1911) gründete als 40-jähriger 1886 in Bockenheim, Solmsstraße 11 und 11a, eine Gießerei und einen Apparatebau für Maschinen- und Kesselarmaturen. Dokumentationen des von Taufkirch erfundenen Schmierapparates für Dampfcylinder und Schieber mit Abbildung (* D. R. P. Kl. 47 Nr. 13149 vom 18. Juli 1880) haben sich erhalten.
Das Adressbuch der Stadt Frankfurt von 1877 verzeichnet den Wohnsitz eines Carl Taufkirch in der Schloßstraße 45 in Frankfurt-Bockenheim. Die Familiengrabstätte C. Taufkirch hat sich auf dem Neuen Friedhof Bockenheim Grab 9-7-8 erhalten.

#### Solmsstraße 17

##### Maschinenfabrik und Mühlenbauanstalt Bückling & Baum

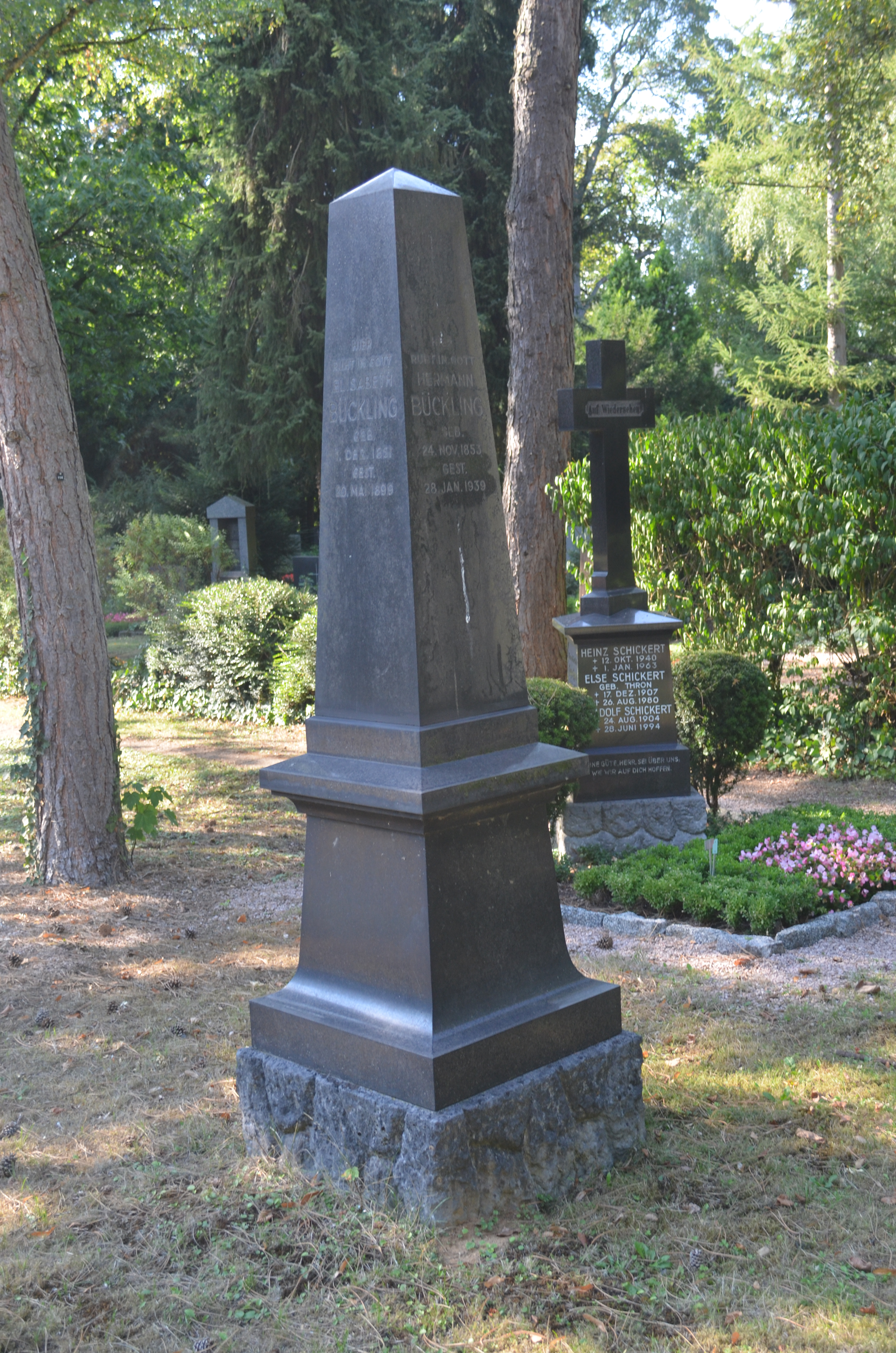
Grabstele Ehepaar H. + E. Bückling, Neuer Friedhof Bockenheim (2015)

Diese Firma entstand im damalig sich rasant entwickelnden Industriequartier in Frankfurt-Bockenheim, Solmsstraße 17, in unmittelbarer Nähe des neu errichteten Bahnhofs Bockenheim, nach dem deutsch-französischen Krieg 1870/71. 50 Jahre später musste wegen des Ausbruchs des Ersten Weltkriegs und seiner unmittelbaren wirtschaftlichen Folgen das Unternehmen geschlossen werden.
Alleiniger Inhaber der Maschinenfabrik und Mühlenbauanstalt Bückling & Baum war zuletzt Hermann Bückling (1853–1938). Laut Handelsregister-Nachrichten vom 4. März 1885, veröffentlicht in der Chemiker-Zeitung – Central-Organ, Cöthen 4. März 1885, Jahrgang IX, Nummer 19, Seite 345, wurde er zunächst als Teilhaber der Firma S. Hansen & Baum, Müllerei Maschinen zu Frankfurt am Main, vom damaligen Alleininhaber Jacob Baum aufgenommen. Die beiden führten zunächst das Geschäft unter der Firma Bückling & Baum in Gebäuden der Nähmaschinen- und Schraubenfabrik Gustav Colshorn weiter. Später wurde Hermann Bückling dann der alleinige Inhaber.
Das ehemalige Firmengebäude wurde während des Zweiten Weltkriegs als Zivilarbeitslager für ausländische Zwangsarbeiter zwangsrequiriert 1944 wurde die Immobilie durch Fliegerbomben komplett zerstört. Bauliche Spuren sind nicht mehr vorhanden. Heute befinden sich auf dem neu bebauten Grundstück Dienstleistungsbetriebe, so zum Beispiel ein Unternehmen im Bereich Medienbeobachtung und Medienanalyse in Mitteleuropa. Das Grab des letzten Inhabers Hermann Bückling hat sich trotz zweier Weltkriege auf dem Neuen Friedhof Bockheim erhalten.

##### Union Nähmaschinen Fabrik Th. H. Menke
In der politisch-satirischen Zeitschrift Kladderadatsch, die von 1848 bis 1944 regelmäßig wöchentlich herausgegeben wurde, erschien am 26. Januar 1873 eine Anzeige für die Auszeichnung eines ersten Preises mit der Verdienst-Medaille der Wiener Ausstellung für die patentierte Maschine des Modells HOWE C der UNION-Nähmaschinen-Th. H. Menke, Hamburg-Hammerbroock, Spalding Straße. Die Deutsche Digitale Bibliothek – Kultur und Wissen online – informiert: Im Staatsarchiv der Freien und Hansestadt Hamburg wird unter der Archivaliensignatur:Staatsarchiv Hamburg, 231-3_B 10368 Handelsregisterakten der Jahre 1872 bis 1874 der Firma Union Nähmaschinen-Fabrik von Theodor Heinrich Menke aufbewahrt. Auch wird dort das Patent des Th. Heinrich Menke in Hamburg auf eine eigentümliche neue Konstruktion von Nähmaschinen aufbewahrt. Die 1872/73 mit Theodor Menke aus Hamburg mitgegründete Union-Nähmaschinen Fabrik, Bockenheim, Solmsstraße bestand bis 1873, zwei Jahre nach Ende des deutsch-französischen Kriegs, bzw. der Ausrufung des Deutschen Kaiserreichs. Das deutsche Nähmaschinen-Museum des Raphael Wilhelm in Augsburg bewahrt ein Ausstellungsexemplar einer UNION-Nähmaschine der Firma Menke von 1874 auf.
Die UNION Nähmaschinen Fabrik Th. H. Menke bestand nur wenige Jahre. Das Betriebsgelände wurde dann von der Maschinenfabrik und Mühlenbauanstalt Bückling & Baum, Solmsstraße 17, übernommen, die zuvor in Gebäuden der Nähmaschinen- und Schraubenfabrik Gustav Colshorn tätig war.

#### Solmsstraße 19

##### FTF Frankfurter Transformatorenfabrik M. Topp & Co.
Die FTF Frankfurter Transformatorenfabrik M. Topp & Co. war als Bockenheimer Industrieunternehmen zwischen den beiden Weltkriegen erfolgreich tätig. Noch 2014 wurde eines seiner Erzeugnisse, ein gebrauchter Außentransformator DO, Nr. 5018615, 160kVa, Primärspannung 15600V, Sekundärspannung 400-213V, GG 1020 kg, Ölgewicht 250 kg von einem Industrieverwerter zum Kauf angeboten (Seite 18 von 41). Als weiteres Zeichen hat sich u. a. eine Werbeanzeige in der renommierten ETZ Elektrotechnische Zeitschrift Verlag Julius Springer, Berlin, 48. Jahrgang, 1927 Heft 13 vom 31. März 1927 Anzeige Seite 77 von 84, erhalten. Das Unternehmen lag in unmittelbarer Nachbarschaft der ehemaligen Maschinenfabrik und Mühlenbauanstalt Bückling & Baum, Solmsstraße 17. Die Kriegswirtschaft und die Bombenangriffe der Alliierten während des Zweiten Weltkrieges bedeuteten auch hier das Produktionsende und die Zerstörung der Firmengebäude. Die Nachkriegsbebauung wich 2016/2017 einer neuen großen Wohnanlage.

#### Solmsstraße 21

##### Frankfurter Dampf-Kork Fabrik Gebrüder Baunach

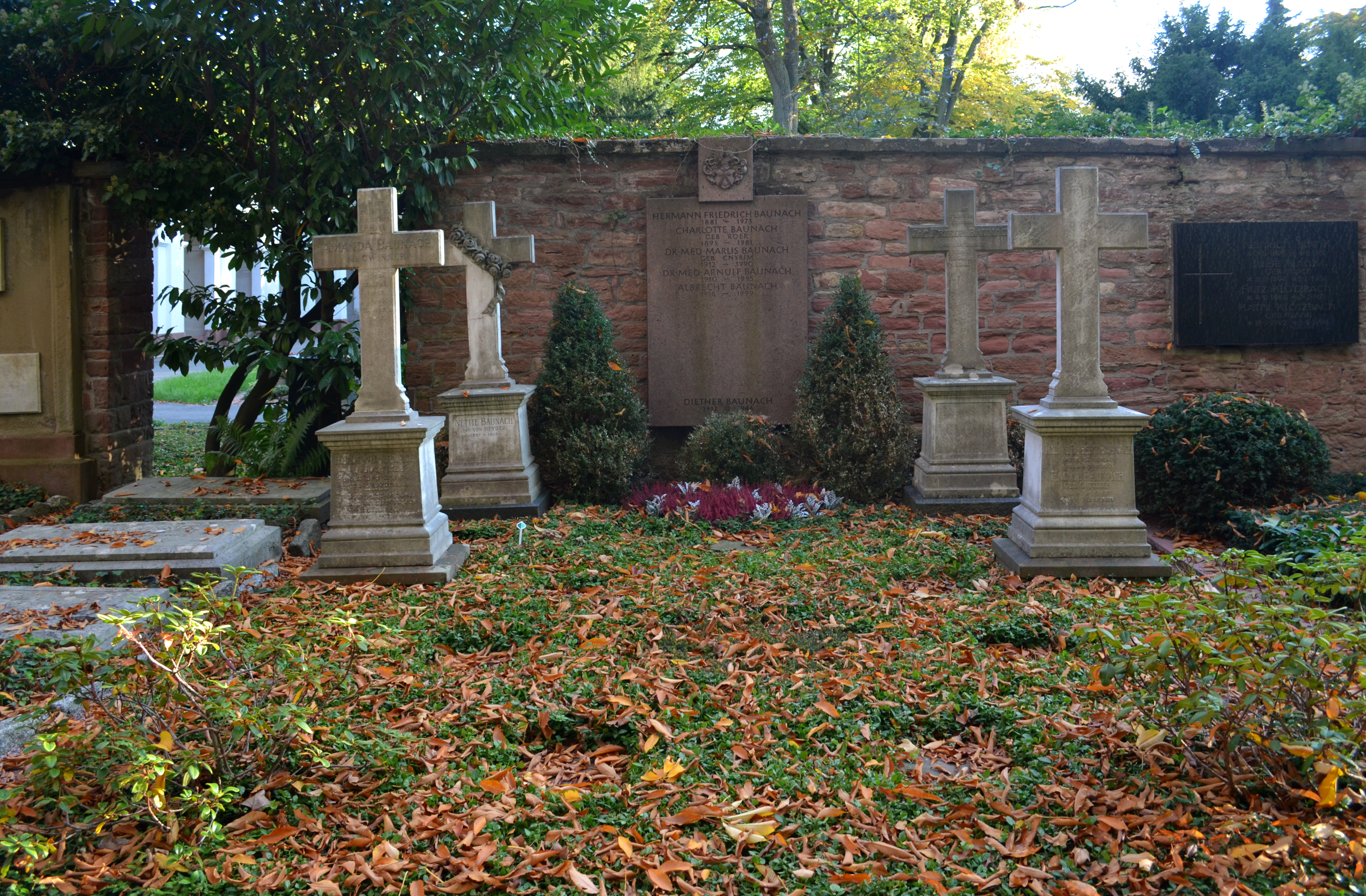
Grabstätte der Familie Baunach (2015)

Die Dampfkorkfabrik befand sich in Hinter dem Bahnhof 21 (Frankfurt-West), der späteren Solmsstraße. Eine Originalrechnung der Gebrüder Baunach Kork-Fabrik, Hinter dem Bahnhof 21, mit Abbildung der Fabrik vor den Taunusausläufern von 1897 wird antiquarisch angeboten.
Spuren der Familie Baunach dokumentiert das ISG Frankfurt bereits für 1619, bzw. 1654, wonach ein Lorenz Baunach, bzw. später ein Hans Georg Baunach Gesuche um Aufnahme in die Bürgerschaft der Freien Reichsstadt stellten. Auch wurde 1888 ein Immobilienbesitz von Robert Baunach in der Eschersheimer Landstraße 50 festgehalten. Die Immobilie wurde jüngst verkauft und mit einem Bürohaus intensiv bebaut.

#### Solmsstraße 26

##### G. Schiele & Co. GmbH

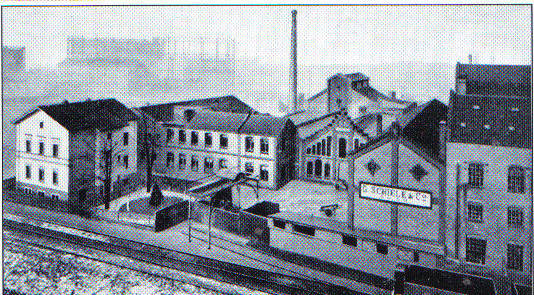
Ventilatorenfabrik G. Schiele & Co. (1905)
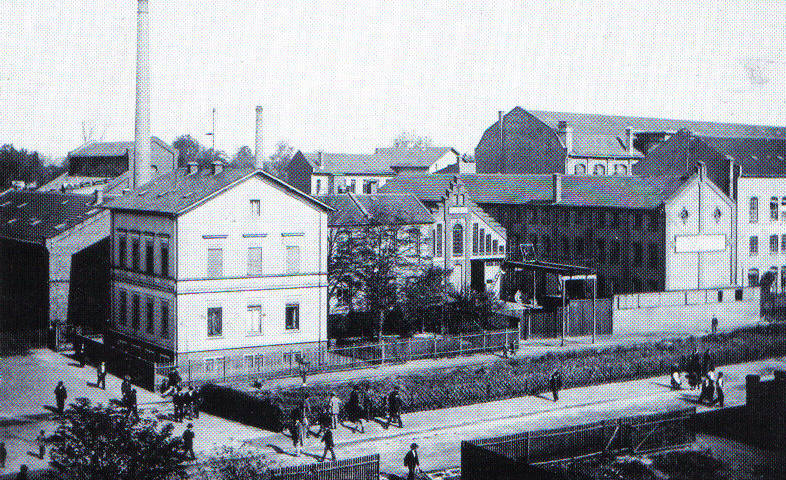
andere Perspektive (1905)

1875 wurde im rasant wachsenden Industriegebiet in der Solmsstraße 26 der damals noch selbständigen Stadt Bockenheim die Produktionsstätte der Firma G. Schiele & Co. bezogen. Das Unternehmen war die erste Fabrik Deutschlands, die Ventilatoren, Exhaustoren und Zentrifugalpumpen zur Luftversorgung herstellte. Gegründet wurde sie bereits 1851 von dem Ingenieur Christin Schiele, Sohn des Unternehmers Johann Georg Schiele, der erfolglos kurzzeitig die erste Frankfurter Gasanstalt gebaut hatte. Der Gründer Christian übergab nach 15 Jahren den Betrieb seinem Vetter Remigius Schiele, der sich seinerseits nach 9 Jahren aus dem aktiven Geschäft zurückzog und seinen früheren Mitarbeitern Michel und Emmerich die Firma übergab. Die Familie Michel samt Schwiegersohn Alfred Luce führte das Unternehmen zu neuem Wachstum. Basis der Produktion blieb die Herstellung von Gebläsemaschinen; allerdings wurde das Produktionsprogramm durch technische Verbesserungen bestehender Apparate und durch Neukonstruktionen wie zum Beispiel Ventilatoren zur Gasförderung und -reinigung, Hochdruck-Zentrifugalpumpen sowie Transport-, Entlüftungs- und Rauchabsauganlagen, zum Beispiel für den Einsatz in Bergwerken, erheblich erweitert.
Eingeengt zwischen dem Bockenheimer Gaswerk und der Firma Pokorny & Wittekind, war selbst das weitläufige Fabrikgelände in der Solmsstraße für die wachsende Produktion nicht mehr ausreichend. Da es in Bockenheim keine Erweiterungsflächen gab, erwarb die Gesellschaft 1908 im benachbarten Eschborn, unmittelbar an der Bahnlinie Frankfurt–Kronberg, ein rund 50.000 m² großes Grundstück, um dort eine neue Gießerei zu errichten. 1910 beschäftigte die G. Schiele GmbH an beiden Standorten 25 Angestellte, 6 Werkmeister und durchschnittlich 250 Arbeiter. Von diesem Zeitpunkt an wurden immer mehr Produktionsteile nach Eschborn verlagert, bis 1925 der Standort in Bockenheim nach 50 Jahren aufgegeben und die dortigen Fabrikhallen verpachtet wurden.
1935 wurde die G. Schiele GmbH in eine offene Handelsgesellschaft unter der Firma G. Schiele & Co. umgewandelt. Nach dem Zweiten Weltkrieg übernahm für 8 Jahre der Sohn Alfred Luce die alleinige Geschäftsführung. Nach dessen unerwartetem Tod 1954 trat ein Familienfremder, der bisherige kaufmännische Leiter und Vertraute Luces, Walter Geisel, als persönlich haftender Gesellschafter in das Unternehmen ein und wurde zum Geschäftsführer bestellt.
Nach 17 Jahren wurde Schiele & Co. 1981 von der Ernst Hürner GmbH & Co, einem Kunststoff verarbeitenden Unternehmen mit Sitz in Rödelheim, die ihrerseits zur Cremer-Gruppe gehörte, erworben. Nach weiteren 17 Jahren erfolgte 1998 die Verschmelzung der Schiele GmbH auf die Pumpen- und Gebläsewerk Leipzig GmbH in Leipzig. Mit dem gleichzeitigen Umzug nach Rödelheim in das Gebäude der nunmehrigen Muttergesellschaft, der Deutsche Steinzeug Cremer & Breuer AG wandelte sich Schiele in ein reines Vertriebsunternehmen. Am 22. April 2002 übernahm die neu gegründete Schiele PGW Turbomaschinen GmbH mit Sitz in Leipzig das Werk als unselbständige Zweigniederlassung.
Anfang 2003 wurden die deutschen Standorte der Turbo-Lufttechnik GmbH von der Deutsche Steinzeug Cremer & Breuer AG, Frechen, einschließlich ihrer Beteiligung an der Schiele PGW Turbomaschinen GmbH, Leipzig, an den Frankenthaler Maschinenbaukonzern Kühnle, Kopp & Kausch, Tochtergesellschaft von Daimler-Benz AG, verkauft. Sie firmieren danach als eigenständige Gesellschaft unter dem Namen TLT-Turbo GmbH.
Zu Kühnle, Kopp & Kausch gehörten neben der TLT-Turbo auch das nach Frankenthal verlagerte Unternehmen Schiele, die HV-Turbo (Dänemark) sowie die PGW-Turbo (Leipzig). TLT-Turbo beschäftigte an den Standorten in Zweibrücken, Bad Hersfeld, Oberhausen und Frankenthal insgesamt rund 400 Mitarbeiter. Drei Jahre später wurde im November 2006 die Tochtergesellschaft von Daimler-Benz, die Kühnle, Kopp und Kausch AG (KK&K) selbst mit der TLT-Turbo GmbH durch die Siemens AG übernommen und in das Geschäftsgebiet Siemens Power Generation Oil & Gas and Industrial Applications (PG I) eingegliedert. TLT-Turbo beschäftigt jetzt an den Standorten in Zweibrücken, Frankenthal, Bad Hersfeld und Oberhausen insgesamt rund 488 Mitarbeiter.
Im Oktober 2012 wurde der Geschäftsbereich Gebäudeventilatoren mit Sitz in Bad Hersfeld von der Trox GmbH in Neunkirchen-Vluyn übernommen. Dieser Bereich firmiert danach als 100%ige Tochter der Trox GmbH unter dem Namen Trox-TLT GmbH. Die TLT-Turbo GmbH, nunmehr mit Sitz in Zweibrücken, ist weiterhin in der Siemens AG im Energie-Sektor integriert, jetzt Siemens Turbomachinery Equipment GmbH (STE), beheimatet in der Oil & Gas Division und beschäftigt rund 345 Mitarbeiter.

#### Solmsstraße 27-37

##### Gebäudekomplex der Zürich-Versicherung

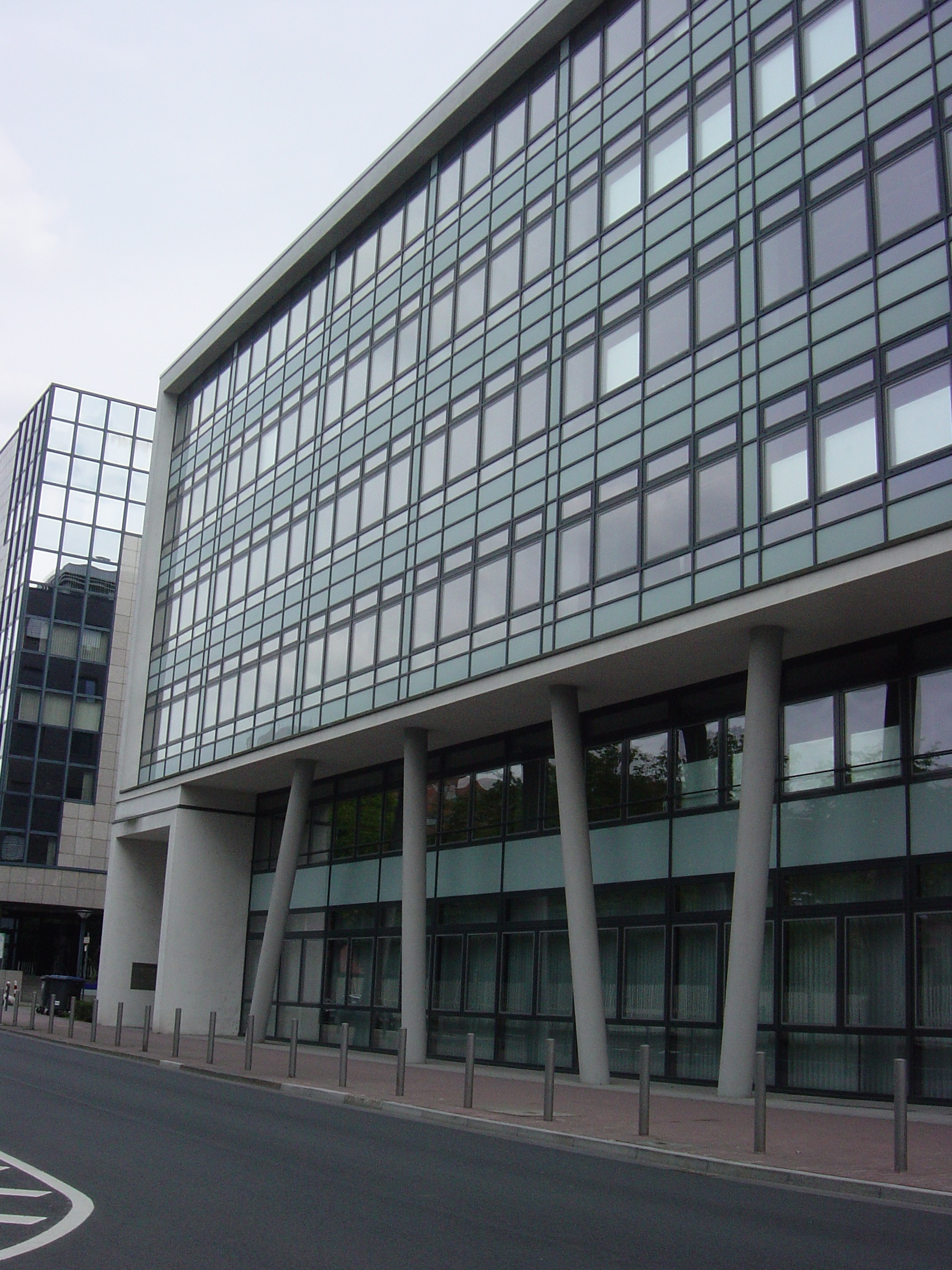
Zürich-Versicherung (2013)

Nach Aufgabe des Zürich-Hauses am Opernplatz bezog die Zürich-Versicherung 2002 den Neubau in der Solmsstraße 27–37. Hier blieb sie bis 2018, als sie zurück ins Westend in den Bürokomplex Pollux zog. Die Solmsstraße 27-37 mit rund 26.500 Quadratmeter Bürofläche ist beinahe 200 Meter lang und als Kammgebäude ausgestaltet. Es gibt sechs „Zinken“, die von Westen nach Osten immer länger werden. In der zweiten Hälfte des Jahres 2021 wurde zunächst das Stadtschulamt und in der ersten Hälfte des Jahres 2022 zusätzlich das Amt für Bau und Immobilien (ABI) mit rund 1.000 Mitarbeitern in das nun „Neues Behördenzentrum“ getaufte Gebäude verlegt, das von der Stadt für zunächst 20 Jahre angemietet wurde.

#### Solmsstraße 31

##### Gebr. Schmidt GmbH, Druckfarben-Fabriken

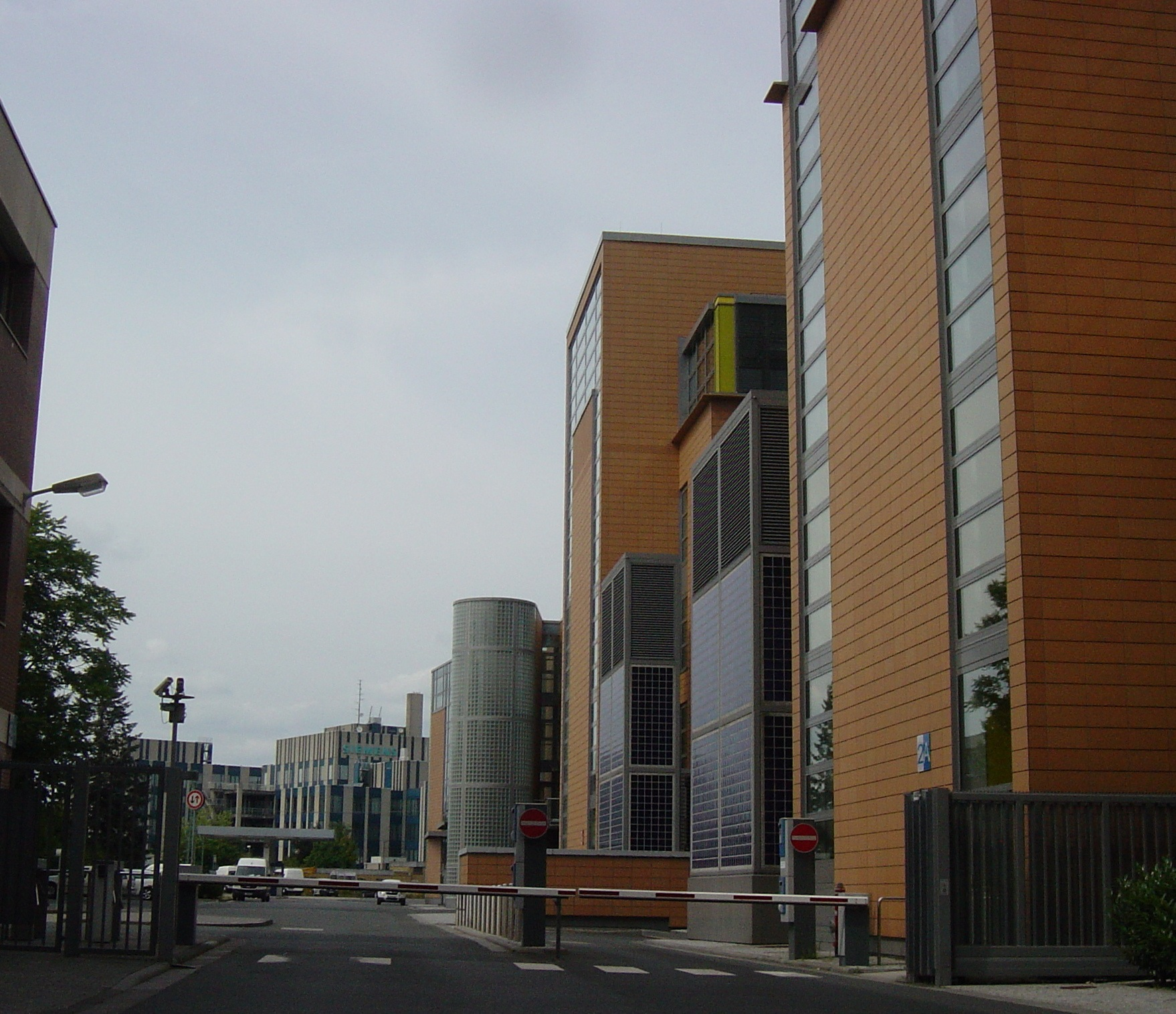
Einfahrt zur Mainova AG; ehemals Firmengelände der Gebr. Schmidt (2013)

Im November 1878 gründeten die Brüder Ernst und Rudolph Schmidt in der Solmsstraße 31 im damals noch selbstständigen Bockenheim eine Druckfarbenfabrik.
Die Farbenbude, wie die Bockenheimer sie anfangs etwas despektierlich nannten, entwickelte sich binnen weniger Jahre zu einem respektablen Unternehmen der Druckfarbenindustrie, das auf der Weltausstellung Paris 1900 mit einer Goldenen Medaille für ihre Qualität ausgezeichnet wurde. Bereits 1889 war der jüngere Bruder Rudolph nach Berlin übergesiedelt, um mit den dortigen Verlagen und Druckereien ins Geschäft zu kommen. Er erwarb eine kleine Fabrik, in der nach den notwendigen Um- und Ausbauten die Gebrüder Schmidt die Massenproduktion von Rotationsfarben für Zeitungen aufnahmen. Zum 50-jährigen Betriebsjubiläum 1928, gab es Zweigwerke in zehn europäischen Ländern, und die GS-Druckfarben genossen in der Branche weltweit den Ruf einer Qualitätsmarke. 1943 übernahm Gebr. Schmidt die Druckfarbenfabrik A. Haller GmbH in Frankfurt-Rödelheim. Da dieses Werk den Zweiten Weltkrieg vergleichsweise glimpflich überstand, wurde die Gaugrafenstraße 4-8 zum Ausgangspunkt des Wiederaufbaus, der nach der Währungsreform begann. Im In- und Ausland entstanden neue Werke, und überall wurde ausgebaut, vergrößert und modernisiert.
1970 beschäftigte die Gebr. Schmidt GmbH 1.137 Mitarbeiter und gehörte damit weltweit zu den größten Druckfarbenherstellern. 2001 beschäftigte die nach wie vor als Familienunternehmen geführte Firma etwa 1000 Mitarbeiter und erzielte mit der Herstellung von Farbsystemen für Offsetdruck (Zeitungen, Verpackungen, Banknoten) einen Umsatz von ca. 250 Millionen Euro pro Jahr.
Die Verschärfung des Wettbewerbs infolge der Globalisierung veranlasste die Familie Schmidt, das Unternehmen am 5. April 2002 mit der europäischen Niederlassung des 1920 gegründeten Unternehmens Flint Ink aus Michigan, USA zusammenzuschließen und firmierte nun in Europa unter Flint-Schmidt. Die ehemalige Eigentümerfamilie Schmidt schied aus dem Unternehmen aus und finanzierte aus dem Familienvermögen einen Härtefallfonds.
Im Juli 2005 erwarb eines der weltweit zehn größten Private-Equity-Finanzunternehmen, der Finanzinvestor CVC Capital Partners, das Joint-Venture. CVC formte so gemeinsam mit der kurz davor erworbenen Druckfarbensparte der BASF und dem Farbenhersteller ANI Printing einen Konzern namens FLINT-GROUP von 2,1 Mrd. Euro Jahresumsatz. Die zur Finanzierung des Mehrfachmergers aufgenommenen Bankkredite wurden auf die fusionierten Unternehmen überschrieben. Für den Kapitaldienst wurde es notwendig, die Unternehmensrendite von branchenüblichen 1–2 % auf 10 % zu steigern. Dieses wurde durch umfangreiche Restrukturierungen unter Freisetzung vieler Arbeitsplätze und Schließung großer Teile des Werkes erreicht. 2007 waren noch 280 Mitarbeiter in Frankfurt tätig, blieb aber das Zentrum für Publikationsdruckfarben (Illustrationstiefdruckfarben, Heatset bzw. Rollenoffsetfarben).
Im April 2014 verkauft die CVC den Druckfarben-Hersteller Flint Group an den US-Konzern Koch Industries und die Investment-Sparte von Goldman Sachs. Der Mischkonzern Koch Industries ist mit 115 Mrd. Dollar Umsatz eines der größten nicht börsennotierten Unternehmen der USA. Die Eigentümer Charles und David Koch gelten als große Unterstützer der konservativen „Tea Party“-Bewegung.
Das historische, im Zweiten Weltkrieg durch alliierte Bombenangriffe stark zerstörte Firmengelände in der Solmsstraße 31 wurde Eigentum der Stadtwerke Frankfurt am Main, bzw. der Maingaswerke, aus der die Mainova AG entstand. Heute findet man in der Solmsstraße 31 die Einfahrt zu deren Betriebsgelände.

#### Solmsstraße 36

##### Fittingsfabrik Wilhelm Hage

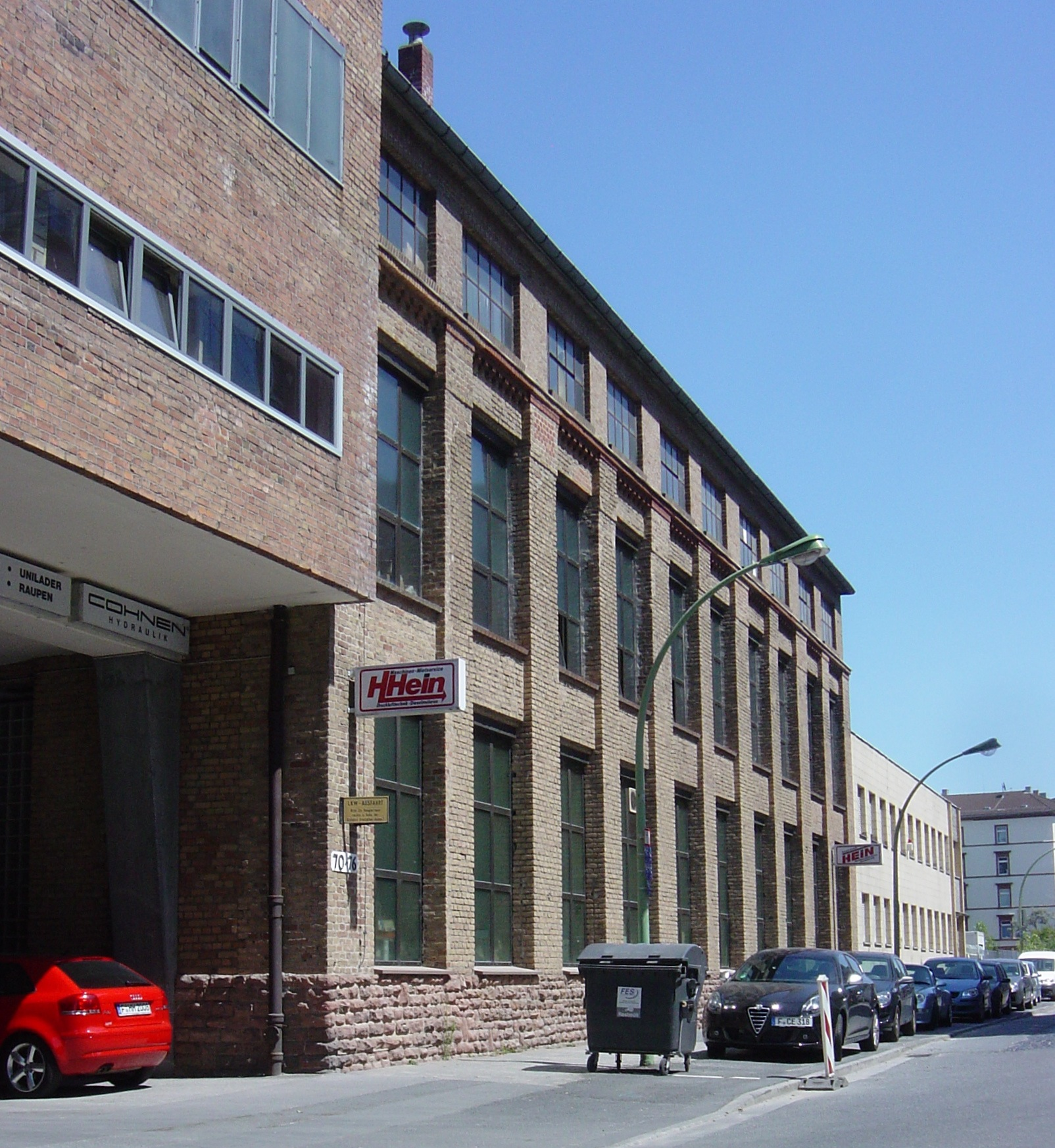
Ehemalige Fittingsfabrik Wilhelm Hage (2013)
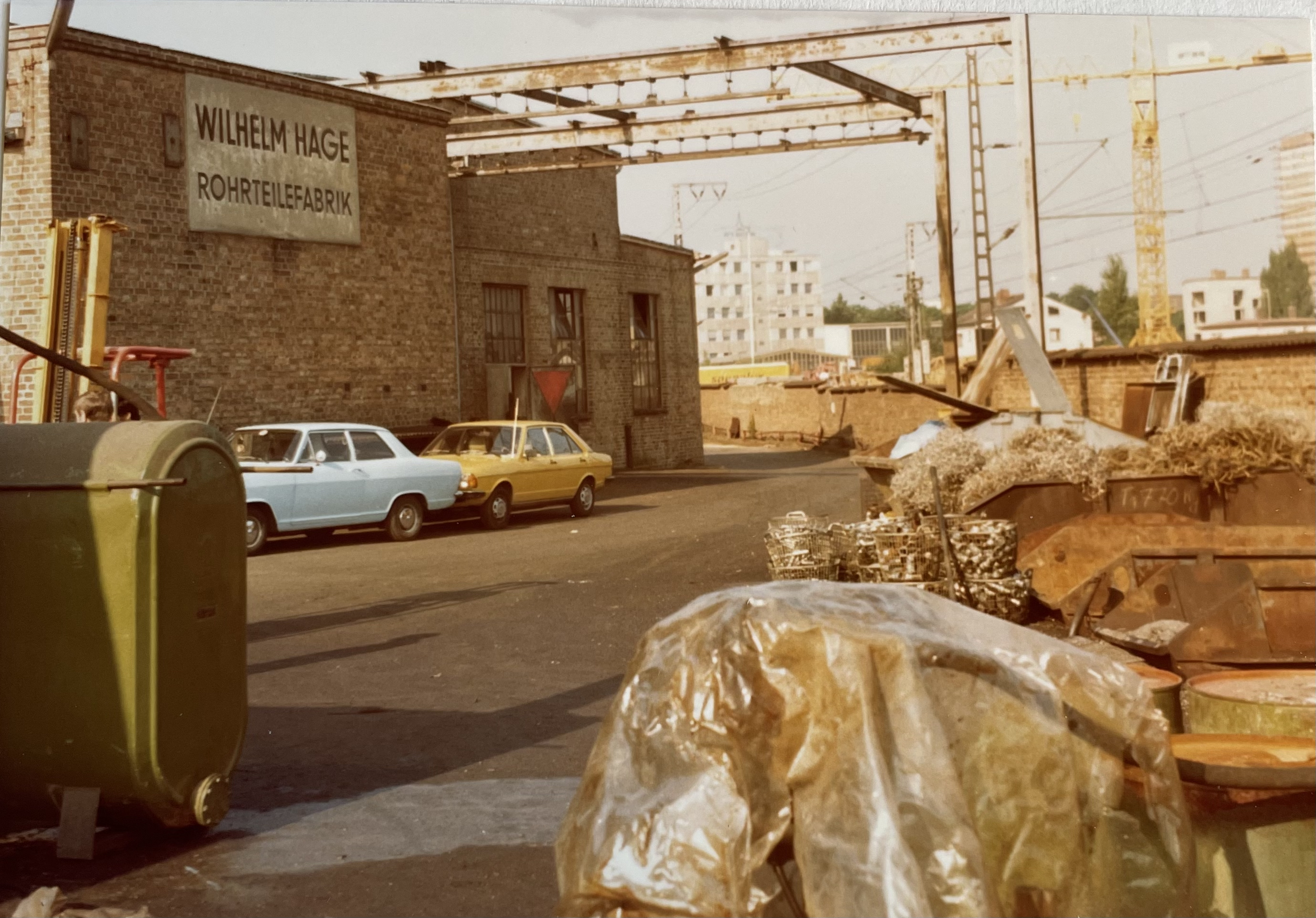
Rohrteilefabrik Wilhelm Hage, heute bekannt als Hage Fittings und Flanschen (1978)
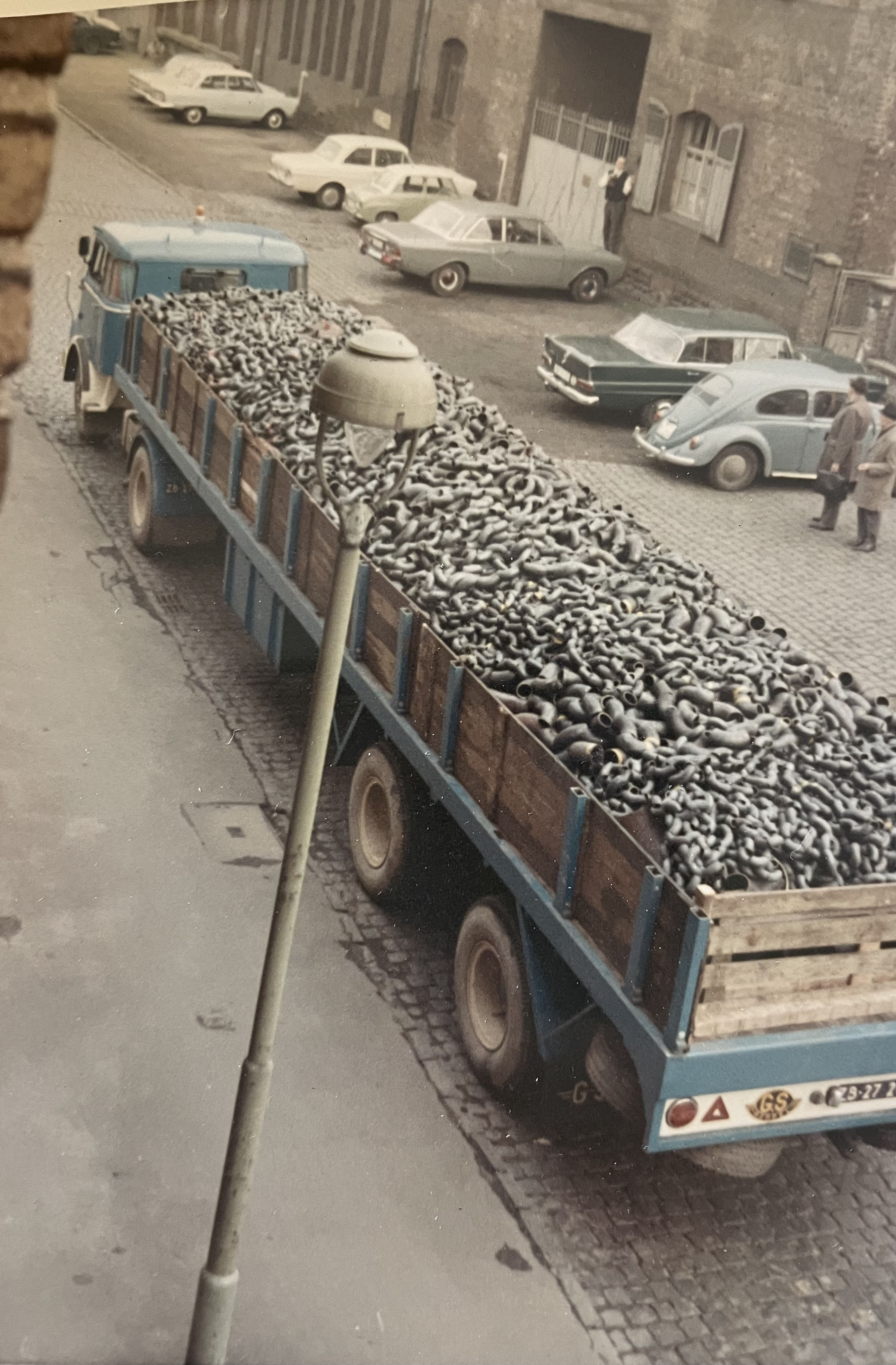
Transport von Edelstahl-Schweiß- und Pressfittings von Frankfurt nach Attendorn für die Weiterverarbeitung (1978)

Fast 60 Jahre, von 1923 bis 1980, hatte die Bockenheimer Fittingsfabrik Wilhelm Hage in der Solmsstraße 70–74 ihren Geschäfts- und Produktionssitz. 1890 hatte der Wagen- und Hufschmied Wilhelm Hage die Firma in Schussenried gegründet und sie 1923 während der Weltwirtschaftskrise nach Bockenheim verlegt. Die Bombentreffer im Zweiten Weltkrieg zerstörten viele Unternehmensteile, jedoch wurde die Produktion nur kurzzeitig unterbrochen. Bald konnte die Herstellung u. a. von nahtlosen Stahlrohr-Schweißbögen, Kupferlötfittings sowie Edelstahl-Schweißbogen, Pressfittings (GDPRESS, HFFPRESS, STARPRESS) und Gewindefittings wieder aufgenommen werden. Absatz und Umsatz stiegen über das Vorkriegsniveau. Nach ca. 60 Jahren musste der gesamte Betrieb von Bockenheim nach Rodgau-Dudenhofen, ca. 20 km südöstlich von Frankfurt am Main, verlegt werden. Heute betreibt weiterhin die Familie Hage (in der 4. Generation) das Unternehmen. Die nach dem Zweiten Weltkrieg wiederaufgebauten ehemaligen Firmengebäude werden von einem Dienstleistungsunternehmen genutzt.
Produktion von:
- Pressfittings aus Edelstahl
- Schweißfittings aus Edelstahl (Bögen, Reduzierungen)
- Gewindefittings aus Edelstahl
- Gewinderohrteilen aus Edelstahl

#### Solmsstraße 38

##### Wasserturm des Gaswerks Bockenheim

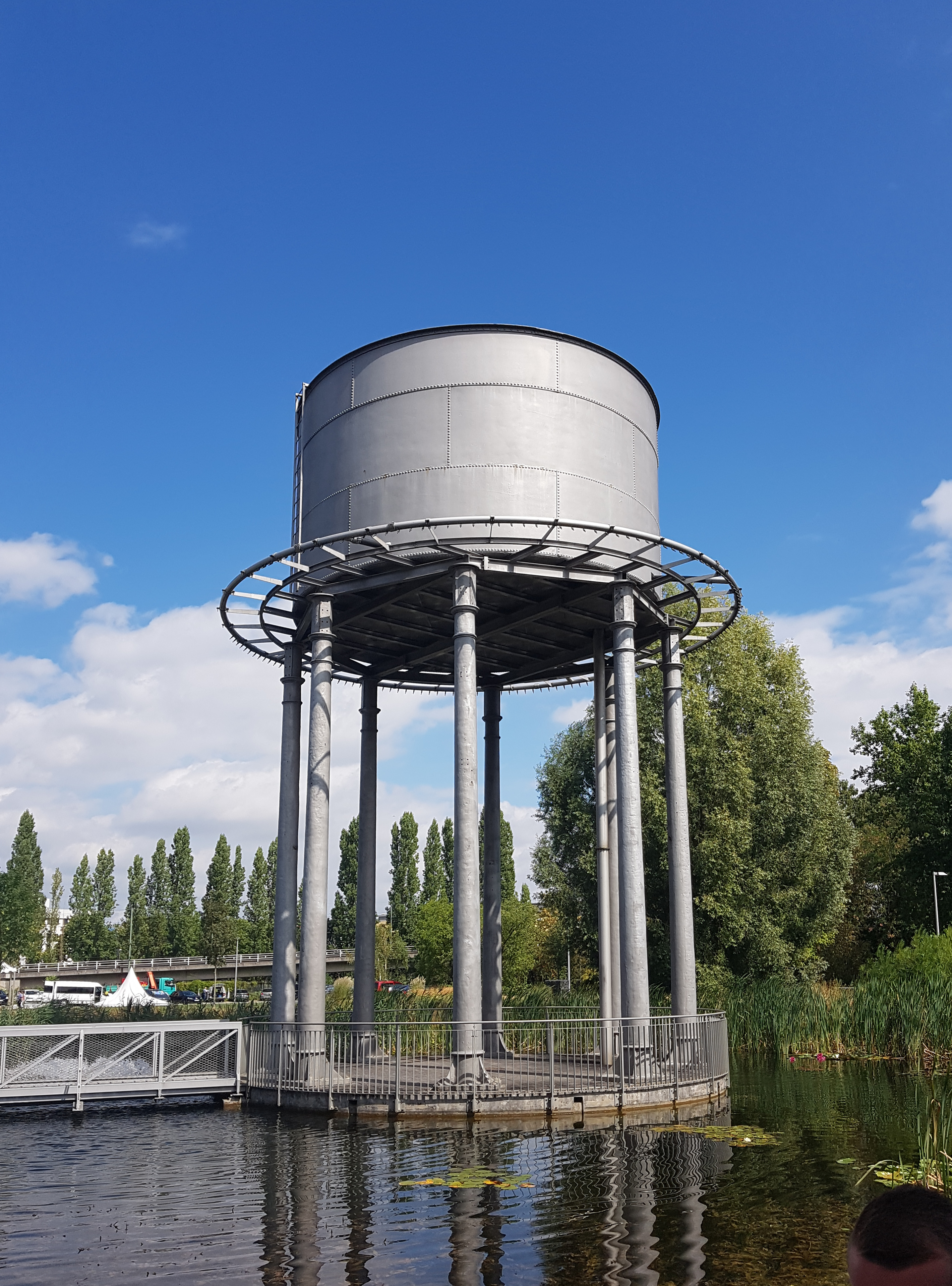
Wasserturm (2018)

Der denkmalgeschützte Wasserturm wurde 1869 von der englischen Imperial Continental Gas Association (ICGA) beim Erbau des Gaswerks Bockenheim in der Solmsstraße 38 errichtet. 1896 war er ein zylindrischer Schacht aus Eisenfachwerk mit zweifarbiger Ziegelausmauerung unter oktogonalem Zeltdach. 1989 wurde der Wasserturm unter Denkmalschutz gestellt, wiewohl die gemauerte Außenfassade schon damals baufällig war. 1995 wurde die Fassade schließlich abgebrochen unter Erhaltung des früher unter der Fassade verborgenen Stahlgerüsts auf seinem Klinkersockel. Heute ist er der Wasserturm des Werksgeländes Solmsstraße der Mainova AG. Im Jahr 2000 wurde das Turmskelett zugunsten eines Neubaus demontiert, konserviert und im Jahr 2007 nur wenig von seinem ursprünglichen Standort entfernt wieder aufgestellt und um seinen Fuß herum ein kleiner Teich angelegt. Der Wasserbehälter ist befüllt, bei geeigneter Witterung sprühen aus ringsum angebrachten Düsen Wasserfontänen, die bei Dämmerung mit farbigen LEDs hervorgehoben werden.

#### Solmsstraße 39

##### Alliance Healthcare Deutschland

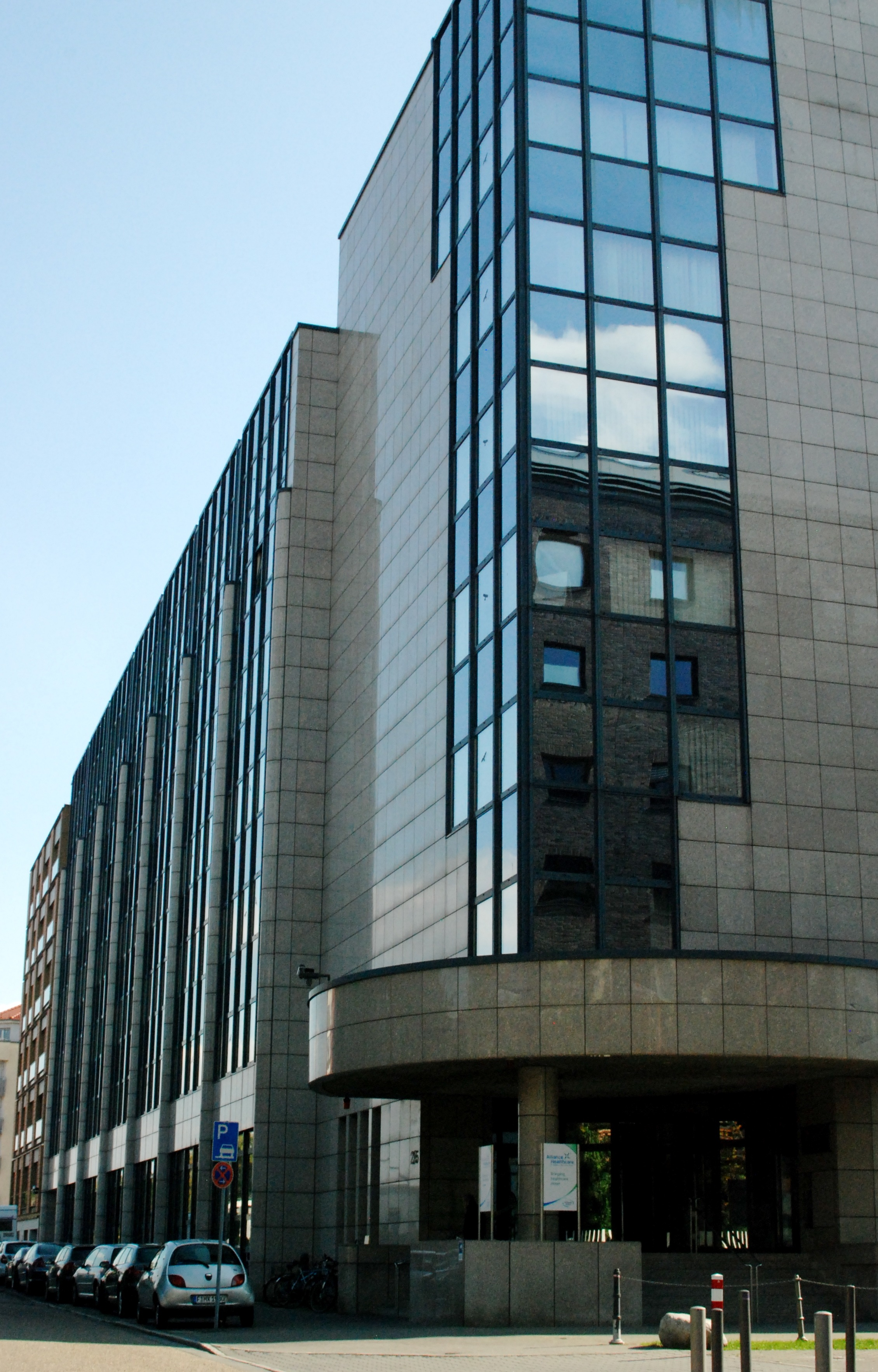
Alliance Healthcare AG (2013)

Die Alliance Healthcare Deutschland (vormals Andreae-Noris Zahn AG, ANZAG), mit Sitz in der Solmsstraße 25. ist der drittgrößte Pharmagroßhändler in Deutschland und verfügt mit zahlreichen Niederlassungen über ein dichtes Auslieferungsnetz. Im August 2014 übernahm Walgreens ihren britisch-schweizerischen Konkurrenten Alliance Boots komplett und nannte sich fortan Walgreens Boots Alliance. Ein Einsparergebnis ist der vollzogene Verkauf der bisherigen Hauptverwaltung in der Solmsstraße 25. Das noch recht neue Bürogebäude wird abgerissen; ein anderer Investor errichtet 2016–2017 an gleicher Stelle ein bereits geplantes neues Wohngebäude namens SOPHIE25. Für die Hauptverwaltung wurden an anderer Stelle in der Solmsstraße neue Büroräume angemietet. Der neue Investor projektierte 2020 ein aus fünf Wohngebäuden für 126 Eigentumswohnungen bestehendes Objekt namens W – Double U Frankfurt, wobei W oder VEE neuerdings auch als DOUBLE U, wie beim EX-US-Präsidenten George Double-U, benannt wird, siehe auch DOUBLE U für W oder VEE wie beim SUV Kfz

#### Solmsstraße 41

##### MAN-Niederlassung Frankfurt

LOGO der MAN SE (2008)

Auf einem westlichen Teil der liquidierten Maschinenfabrik Moenus wurde in den 1960–1970 Jahren eine umfangreiche MAN-Niederlassung errichtet. Übernahmen, Fusionen und Kapitalverschiebungen kennzeichneten den LKW-Hersteller schon damals. Ab 2000 wurde auch wegen neuer Bebauungspläne der Stadt Frankfurt die Firma „MAN Truck & Bus Service und Verkauf Vertriebsregion West“ in die Heinrich-Hopf-Str. 20, Ffm-Sossenheim verlegt. Heute ist diese Niederlassung über die Traton-Group ein Teil des Volkswagen-Konzerns.
Auf einem Teil des vollständig geräumten Geländes im Bereich An der Dammheide 10, Solmsstraße 41, wurde 2003 ein 26 m hohes Miet-Bürohaus mit sieben Etagen noch vor Fertigstellung an das Versorgungswerk der niedersächsischen Ärzte in Hannover, Palais Gutenberg, verkauft, die ihren Neubau in Frankfurt dann auch Palais Gutenberg nannten. Auch der Bereich Voltastraße 82, An der Dammheide 6-8 und Ohmstraße 65-67, wurde von einem anderen Investor mit einem Büro- und Wohnhaus mit acht Etagen bebaut.

#### Solmsstraße 58–68

##### Fritz Voltz Sohn Apparatebau
Im 16. Jahrhundert begann bereits die Flucht französischsprachiger reformierter Christen zunächst Wallonen aus den Niederlanden, die dem Druck Herzog Albas und der spanischen Besatzer entwichen waren und vor allem entlang des Rheins in Wesel, Köln, Frankfurt, Hanau, in der Pfalz und in Straßburg eine neue Heimat fanden. Die Wallonen, wie auch später die Hugenotten, waren keine Wirtschaftsflüchtlinge, die in anderen Ländern günstigere Lebensbedingungen suchten. Sie verließen in der Regel gesicherte finanzielle Verhältnisse und wussten nicht, was sie im Refuge erwartete. Der einzige Grund für sie, das Land zu verlassen, war der Wunsch, als reformierte Christen ohne Verfolgungen und Einschränkungen in ihrem Glauben und ihrer Überzeugung leben zu können. Sie waren Glaubensflüchtlinge. So auch der am 16. August 1673 in Hanau als Hufschmied verstorbene August Voltz. Er war der Vater des am 30. August 1663 geborenen Johann Georg Voltz, Bürger und Hufschmied in der Hanauer Neustadt. Am 8. August 1833 wurde Fritz Voltz geboren. Er nannte sich noch Frédéric Charles Voltz, stolz auf seine wallonische Herkunft und seinen reformierten Glauben dank der Hanauer Landgrafen. Er war Sohn eines Schmieds, Firmengründer und hatte sieben Kinder. Sein Unternehmen, eine Kupferschmiede in Hanau, erhielt er 1858 als Dank für seinen beruflichen Einsatz durch seinen Dienstherrn Meister Jacob Theodor Petsch. Nach dem Tod der Ehefrau übernahm 1895 Sohn Ludwig Voltz (1869–1945) die väterliche Firma. Mitgesellschafter der OHG wurden die langjährigen Mitarbeiter Otto Velte († 1956) und Edmund Küchler. Fritz Voltz trat am 1. Januar 1940 in das Unternehmen ein und wurde später Firmenleiter. Auch war er später Vorsitzender der Landesvertretung Hessen im Bundesverband der Deutschen Industrie und Stellvertretender Vereinspräsident der „VHI Vereinigung hessischer Industrieller e. V“. Laut Dokumenten des Firmenarchivs, erhalten im ISG Institut für Stadtgeschichte Frankfurt am Main, erwarben Fritz Voltz und seine Ehefrau Elisabeth Toska geb. Brust, 1941 das unbebautes Grundstück, Solmsstr. 58–68, in der Gemarkung Frankfurt-Bockenheim, Kartenblatt O, Parzelle 636/50 des Freiherrn Wilhelm Carl von Rothschild. Auch wurde der Schwiegersohn des Mitgesellschafters Otto Velte Gerhard Türk Mitgesellschafter, später alleiniger Geschäftsführer. Das Aufkommen säurefester Edelstähle, wie sie von Krupp 1912 entwickelt wurden, begünstigte den wirtschaftlichen Aufschwung des Unternehmens, zumal das bisherige Kupfer und dessen Legierungen nicht mehr den Ansprüchen der verarbeitenden Industriekundschaft genügten. Somit spaltete sich das Fabrikationsprogramm der FVS in den chemischen Apparatebau, die Armaturenfabrikation und den Bereich Gießereierzeugnisse. Bald nach Kriegsende integrierte und fusionierte man die benachbarte Bockenheimer Eisengießerei und Maschinenfabrik GmbH in der Solmsstraße 83. 1966 schenkte man als bekanntes Apparatebauunternehmen FVS Fritz Voltz Sohn der Forschungsstelle Papiergeschichte in Mainz das Modell eines Sulfitzellstoffkochers. 1989 entwickelten der Zweckverband Sondermüll-Entsorgung Mittelfranken (ZVSMM) und die Firma Fritz Voltz Sohn ein Verfahrenskonzept zur Eindampfung von Sickerwasser. Es wurde eine Eindampfungsanlage mit einer Verdampfungsleistung von 3,6 t/h Sickerwasser erstellt. Da mit derartigen großtechnischen Anlagen noch keinerlei Erfahrungen vorlagen, sollte ein begleitendes Forschungsprogramm durchgeführt werden mit dem Ziel, die Eindampfung zu einem die Umwelt nur gering belastenden, dem Stand der Technik entsprechenden Verfahren zu entwickeln.
Auf dem damaligen Betriebsgrundstück Solmsstraße 58–68, wurden zwischenzeitlich mehrere mehrstöckige Wohn- und Geschäftsgebäude errichtet. Das Unternehmen Fritz Voltz Sohn GmbH mit Geschäftssitz Bad Vilbel vertreibt heute noch Valves (Ventile) in alle Welt.

#### Solmsstraße 83

##### Gießerei Pilger & Neidhardt
Das markante Gebäude der untergegangenen Gießerei Pilger & Neidhardt am Ende der Solmsstraße (ehedem Rödelheimer Sandweg 28) übernahm 1912, nur 14 Jahre nach ihrer Errichtung, die durch ihren Bau- und Kunstguss im damaligen Kaiserreich bekannte Bockenheimer Firma Julius Wurmbach, Eisengießerei, Maschinen-, Ofen- und Herdfabrik, deren Werkstatthalle aus dem Jahr 1898 mit ihren antikhaften Thermenfenster und entsprechendem Giebel die damalige Fabrikarchitektur dominierte. Diese Thermen- bzw. Rundbogenfenster in Form eines über dem Durchmesser errichteten Halbkreises, waren durch zwei senkrechte Stege in drei etwa gleich breite Bahnen geteilt. Das Thermenfenster erhielt seinen Namen wegen seines Vorkommens an den Diokletiansthermen in Rom und wurde auch von der Fabrikarchitektur der Kaiserzeit gerne zitiert. Die Firma Julius Wurmbach überstand die Wirren nach dem Ersten Weltkrieg nicht, diese Werkstatthalle aber sogar die Bombenangriffe des Zweiten Weltkrieges. Ihr Grund wurde aber für die 2001 erbaute 18-geschossige Büroimmobilie Scala west benötigt, die mit rund 20.100 Quadratmeter vermietbarer Fläche im Besitz der Deka Immobilien ist.

##### Eisengießerei, Ofen- und Herdfabrik Julius Wurmbach

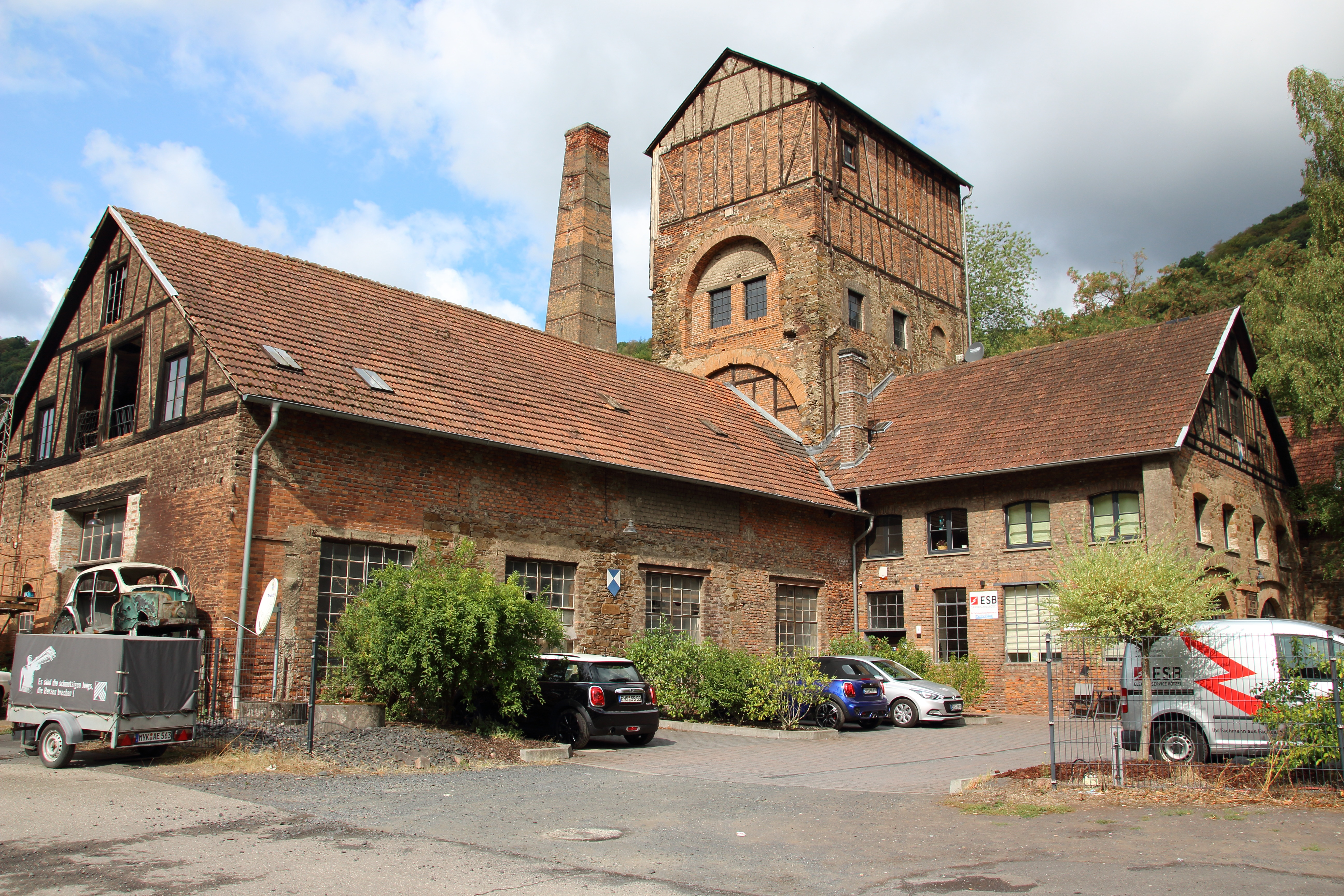
Nieverner Hütte (2018)

Julius Wurmbach (1831–1901) gründete 1872 seine eigene Eisengießerei, Ofen- und Herdfabrik Julius Wurmbach in Bockenheim. Im Adressbuch der Stadt Frankfurt von 1877 wird er mit Sitz im Rödelheimer Sandweg, dem Vorgänger der heutigen Solmsstraße dokumentiert. Wurmbach entstammte einer von Landwirtschaft und Hüttenwesen geprägten Familie. Sein Großvater Johann Georg Wurmbach (1739–1811) war Landwirt und Bergschöffe, sein Vater Johann Wurmbach (1796–1875) war Bergingenieur und wirkte als Grubenverwalter in Ramsbeck. Wurmbach war verheiratet mit Charlotte Meinhard (1839–1878). Ihr Sohn und späterer Firmenerbe war Julius Wurmbach jr. (1860–1926). Auch er war Fabrikant und Kommunalpolitiker in Frankfurt am Main. Julius Wurmbach war bereits ab seinem 30. Lebensjahr zehn Jahre von 1861 bis 1871 an der Nieverner Hütte, einer ehemaligen, heute unter Denkmalschutz stehenden Eisenhütte bei Fachbach an der Lahn, nahe Bad Ems, mit großem Eigenkapital beteiligt und auch dort im Management mit tätig. 1871 verkaufte er seine Beteiligung an der Nieverner Hütte. 1872 gründete er seine eigene Eisengießerei, Ofen- und Herdfabrik Julius Wurmbach in Bockenheim. Er fokussierte sich am Anfang auf den steigenden Bedarf der chemischen Industrie an großen Gussstücken und Lehmgusskesseln, deren porenfreie Beschaffenheit besonders nachgefragt wurde. Daneben produzierte er auch Maschinen- und Baugussteile sowie besonders verzierte Säulen und Kandelaber. Auch nahm er die Herstellung gusseiserner Öfen und Herde auf.
Die Ofen- und Herdfabrik Julius Wurmbach produzierte Ende des 19. Jahrhunderts u. a. erfolgreich verschiedene Modelle von Gussöfen mit reichhaltigen Verzierungen, Emaillierungen und Bemalungen in nennenswerter Stückzahl. Es wurden zeitgemäße wahre gusseiserne Ungetümer mit ausgefeilter Luftführung und -regulierung hergestellt. Der Sammler und Restaurator Ronald Koch aus Günserode in Thüringen urteilte: „War jemand reich, kam ein ‚Wurmbach‘ ins Haus, war er noch reicher, musste es ein bunter ‚Wurmbach‘ sein. Und wenn jemand etwas ganz Besonderes wollte, dann schaffte er sich gar ein weißes Exemplar an.“ Nicht nur seiner Einschätzung nach waren die Wurmbach-Öfen anerkannte Gebrauchskunst. Die damals produzierten Stubenöfen werden heute antiquarisch gehandelt. Die mit der Gießerei verbundenen Bearbeitungswerkstätte entwickelte sich zu einer Maschinenfabrik, die u. a. Reinigungs- und Filtrieranlagen produzierte. Auch schwere Pfannen und Kessel für chemische Fabriken wurden hergestellt. Um die Jahrhundertwende zählte das Unternehmen mit 140 Arbeitern und u. a. mit einer 25 PS starken Dampfmaschine zu den größten Arbeitgebern Bockenheims.
Der technische Fortschritt, besonders die Verdrängung von Gusseisen durch säureresistente Stahl- und Aluminiumprodukte, die Auswirkungen des Ersten Weltkriegs und die Inflation beeinträchtigten Absatz, Umsatz und Beschäftigung.
Nach dem unerwarteten Herztod des Firmengründers 1901 und schon vor dem Suizid des Sohns und Firmenerben Julius Heinrich Friedrich Wurmbach jr. 1926 kam das Unternehmen in den Besitz des Frankfurter Bankiers Clemens Harlacher, Frankfurt, Hohenzollernplatz 14, der später im Verlauf der Arisierung seines Vermögens beraubt wurde. Das Unternehmen nannte sich jetzt Bockenheimer Eisengießerei und Maschinenfabrik GmbH, taumelte durch Wirtschaftskrisen, den Zweiten Weltkrieg und Kriegszerstörungen in Folge von Bombentreffern durch die Zeit. Nach Kriegsende wurde es 1947 von der benachbarten Firma Fritz Voltz Sohn, Solmsstraße 62–68, gekauft und später fusioniert.
Auf Teilen des ehemals großen Firmengeländes, das von der Solmsstraße bis zum Kreisel reichte, wurde unter anderem 2001 das 73 m hohe, 17-stöckige Scala-Hochhaus errichtet. Der maßgebliche Architekt war Christoph Mäckler. Vor ihrem Absturz war hier die AIG Versicherung Deutschland Mieter. 2008 meldete der Eigentümer, die Immobiliengesellschaft DEKA der Sparkasse, dass als neuer Ankermieter das Finanzdienstleistungsunternehmen und Depotbank State Street aus Boston unterschrieben habe. Vom ehemals produzierenden Gewerbe finden sich hier keine Spuren mehr.

#### Solmsstraße 83

##### Scala West
Das „Scala West“, Solmsstraße 83, wurde 2001 nach einem Entwurf von Christoph Mäckler Architekten gebaut. Das Bürohochhaus ist 73 Meter hoch, hat 14 Geschosse und verfügt über eine Gesamtmietfläche von 21.200 m². Das Y-förmige „Scala West“ hatte anfangs als Hauptmieter die AIG.
Die American International Group, Inc. (AIG) war und ist wieder ein börsennotierter Versicherungskonzern mit Hauptsitz in New York City. Das Unternehmen war lange Zeit der größte Erstversicherungs-Konzern der Welt; im Jahr 2008 stand es nach der Allianz SE und der ING Groep an dritter Stelle.
Das Unternehmen bietet Versicherungen für Geschäfts- und Privatkunden sowie viele weitere Finanzdienstleistungen an. Im Geschäftsjahr 2007 machte AIG einen Umsatz von 110,1 (Vorjahr: 113,2) Milliarden US-Dollar und wies einen Gewinn von 6,2 (Vorjahr: 14,0) Milliarden USD aus. AIG beschäftigt etwa 116.000 Mitarbeiter in 130 Ländern (Stand 2007) und zählt 74 Millionen Kunden – unter ihnen Banken, Versicherungen, Großunternehmen, Städte und Gemeinden. 2008 verbuchte das Unternehmen einen Verlust von 99,3 Milliarden Dollar, allein auf das vierte Quartal entfallen 61,7 Milliarden Dollar – der höchste Verlust eines Unternehmens in einem Quartal in der Wirtschaftsgeschichte. Am 16. September 2008 gewährte die Fed dem Konzern einen Kredit von 85 Milliarden US-Dollar, übernahm aber im Gegenzug 79,9 Prozent der Anteile. Es kam also de facto zu einer Notverstaatlichung. Das hatte natürlich Auswirkungen auf die Mieteinnahmen der „Scala West“. Die AIG flog raus. Auch die neuen Mieter sind überwiegend Versicherungs- und Finanzdienstleister. Angeblich ist das Objekt Scala West zu fast 100 % vermietet. Anfang 2023 verkaufte Deka Immobilien das Hochhaus an Conren Land, einem eigentümergeführten Investmentunternehmen mit Fokus auf Büroimmobilien, das Investitionsprogramme für institutionelle und private Kapitalgeber vermittelt.

### Sophienstraße

#### Sophienstraße 1-3

##### Erweiterungsbau Dondorfsche Druckerei
Siehe unter Bockenheimer Landstraße 136.

#### Sophienstraße 50

##### Neuapostolische Kirche

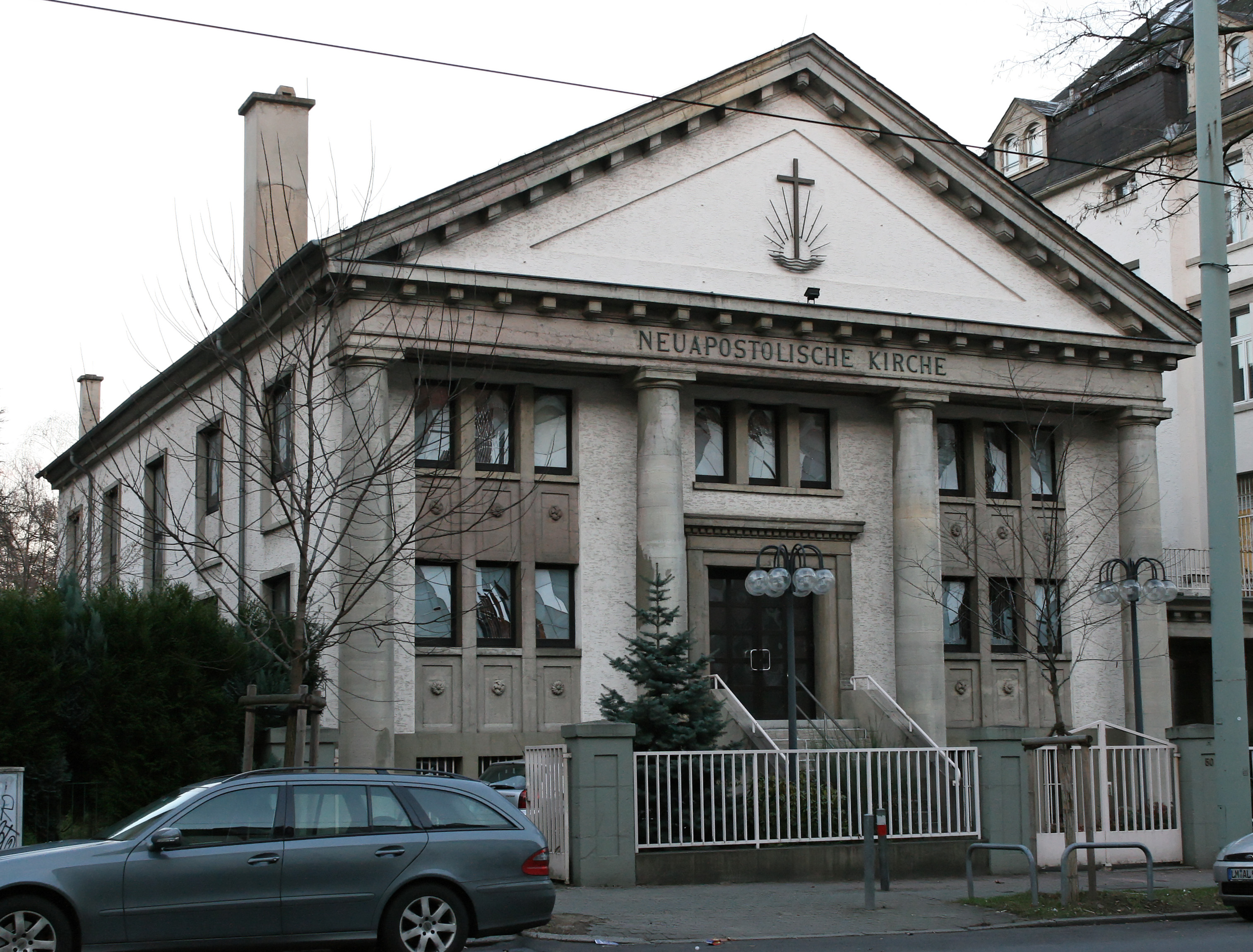
Neuapostolische Kirche (2008)

In der Sophienstraße 50 unterhält die neuapostolischen Gemeinde ein größeres Kirchengebäude.

### Theodor-Heuss-Allee

#### Theodor-Heuss-Allee 70

##### Robert Bosch GmbH

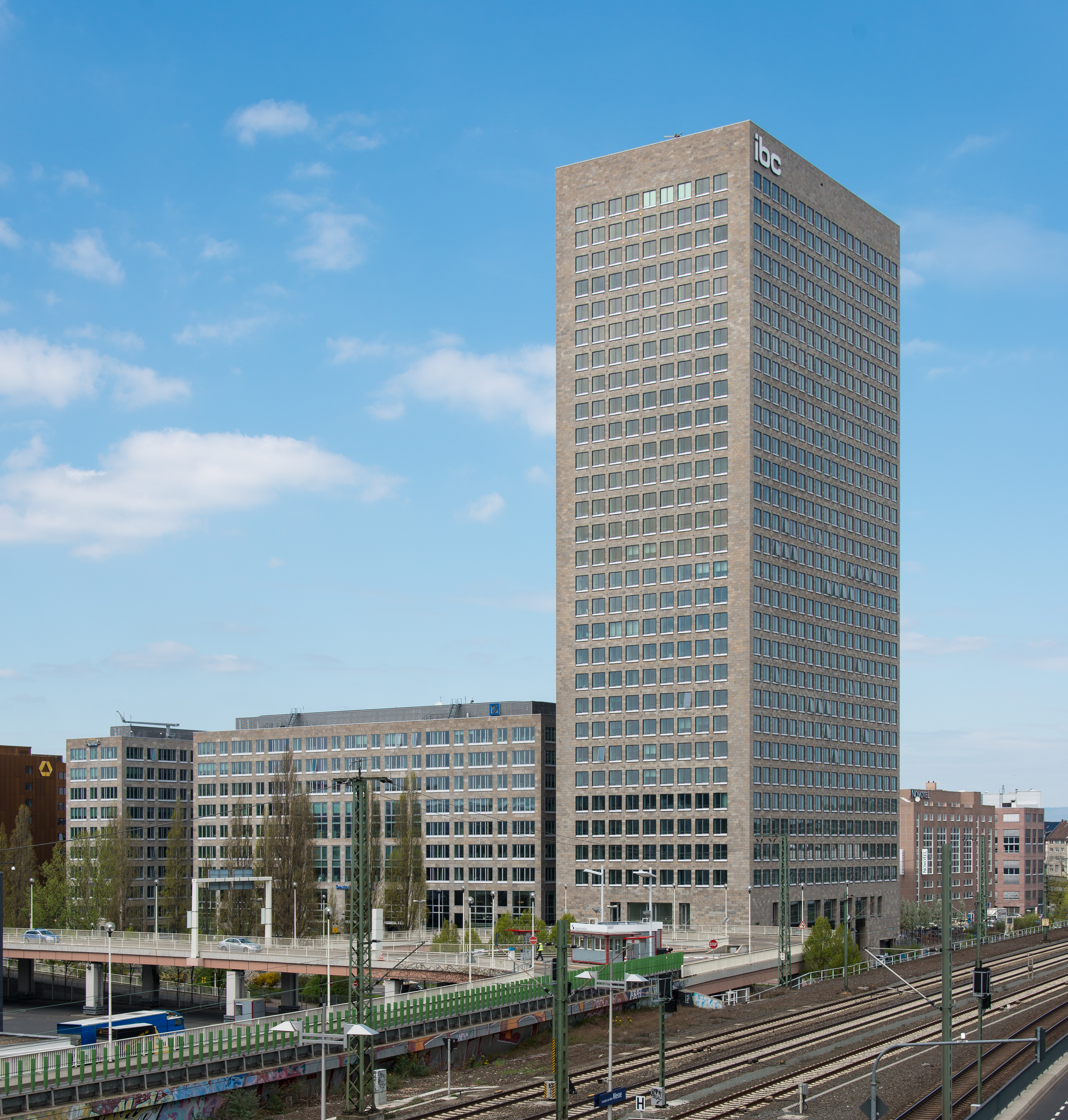
IBC Frankfurt am Main, Theodor-Heuss-Allee 70–74 (2013)

Das ehemalige fünfstöckige Gebäude des Verkaufsbüros Frankfurt am Main der Robert Bosch GmbH mit markantem Sheddach in der Theodor-Heuss-Allee 70, wurde in verkehrsgünstiger Lage im Westen der Stadt in der Nachkriegszeit in Zeiten des sogenannten Wirtschaftswunders errichtet. Der ausgeprägte Wachstumskurs des Robert-Bosch-Konzern erforderte ständige Neuorganisation.
Nach Verkauf und Abriss Ende 1990 baute hier die Deutsche Bank von 2001–2003 an der Theodor-Heuss-Allee 70–74 den [IBC (Frankfurt am Main)] genannten Gebäudekomplex, der aus drei Gebäudeteilen besteht. (ibc-Corner (A), ibc-Forum (B) und ibc-Tower (C) genannt). Der IBC-Tower ist ein Hochhaus mit 112 Metern Höhe. In der Eingangshalle des IBC wurde die imposante Skulptur „Cashflow“ des Bildhauers Olaf Metzel von 2005 platziert. Sie schwebt dort als Gebilde aus Aluminium und Acrylglas über dem Empfangscounter und schimmert in den Euroschein-Farben gelb, orange, violett, grün und blau. Dass es hier auch um den Geldfluss geht, deutet der Titel „Cashflow“der Arbeit an.
Für das IBC (Individual Business Center) verwendet seit 2016 der neue Eigentümer gerne die Bezeichnung International Business Campus. Die GEG German Estate Group AG, Tochter der DIC Asset AG, übernahm als deutsches börsennotiertes Immobilienunternehmen mit dem Fokus auf Gewerbeimmobilien 2016 für 400 Millionen Euro komplett diese Liegenschaft
In der Nähe befand sich das denkmalgeschützte Gebäudeensemble der ehemaligen Elektrizitäts-AG vorm. Lahmeyer & Co. in der Kuhwaldstraße. Hier befand sich später eine Niederlassung des hessenweit bekannten Bosch-Händlers „Bosch-Dipl.-Ing. Schmitt“, der sich auf Kfz-Elektronik fokussiert hatte und die heute der Würth-Gruppe gehört. Bedingt durch Baulichkeiten und Betriebszweck wurde die Immobilie „BOSCH-Fabrik“ genannt, obwohl nie eine Anbindung an die Robert-Bosch-Gruppe bestand. Diese Immobilie wurde 2020 aufwendig in eine Wohn- und Geschäftsanlage umgebaut und an einen neuen Investor verkauft.

#### Theodor-Heuss-Allee 80

##### Goldenes Haus

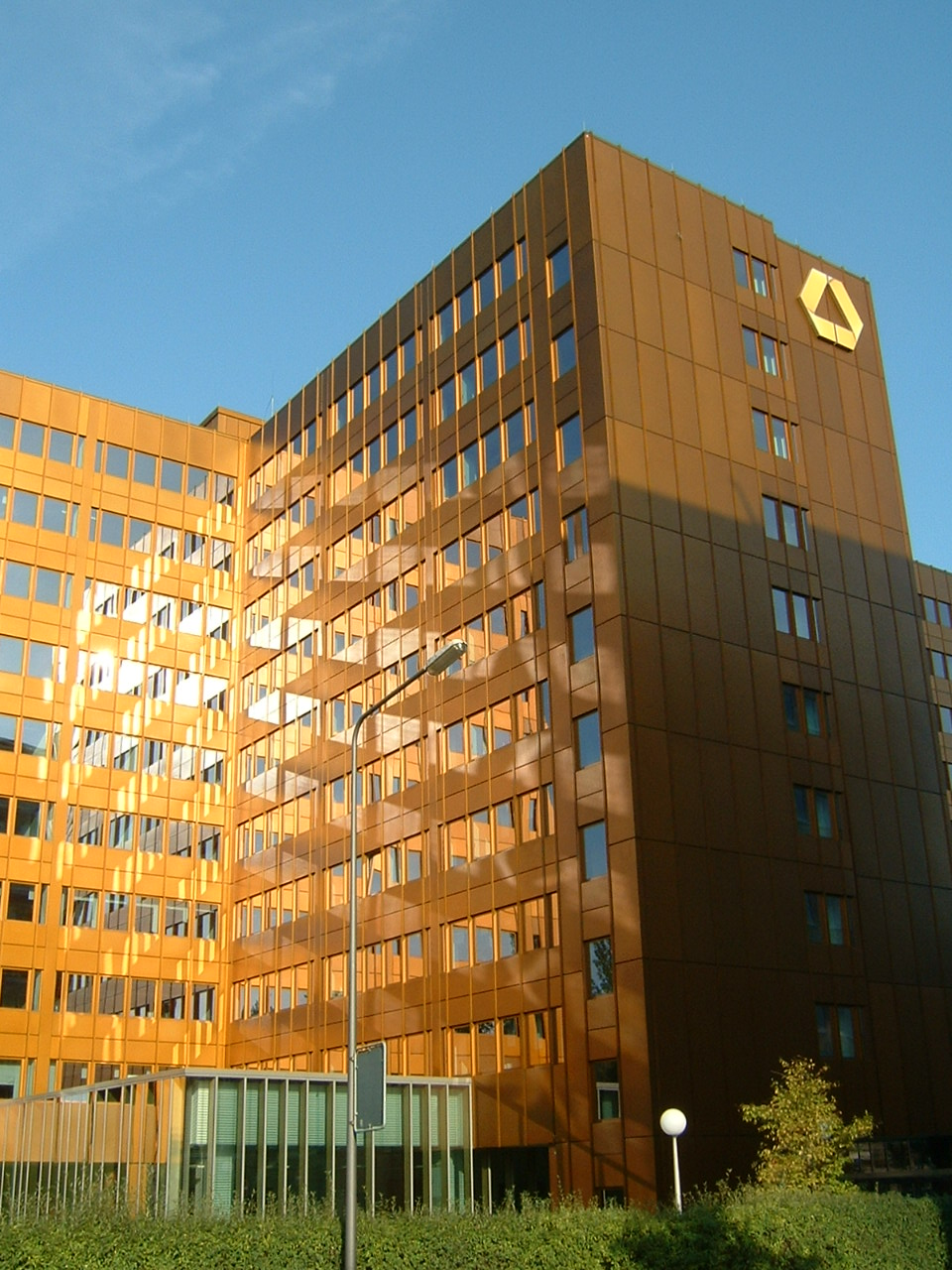
Goldenes Haus (2011)

Das Goldene Haus oder auch Bürocenter an der Messe genannt, wurde 1984 eröffnet, umfasst etwa 33.000 m² Mietfläche und hat seinen Namen von der markanten, rötlich-goldenen Fassade aus eloxiertem Aluminium. Käufer war seit 1987 der Fond Hausinvest der Commerz Real, heute einer der größten und ältesten offenen Immobilienfonds für Privatanleger in Europa, und Tochter der Commerzbank. Der damalige Ankaufspreis betrug umgerechnet etwa 86,7 Mio. Euro. Das Fondsvermögen belief sich zum 31. März 2020 auf 16,1 Milliarden Euro. Hauptmieter war die Commerzbank AG. Die Immobilie wurde 1999 umfassend saniert.
Ende 2017 wurde das „Goldene Haus“ nach 30 Jahren an den neuen Eigentümer der Finch Properties und Partners Group für deren institutionelle Investoren verkauft. Der Preis lag über dem letzten Verkehrswert von 94,5 Mio. Euro.
Hauptmieter blieb zunächst die Commerzbank (etwa 15.000 m²) und die Finanz Informatik, der IT-Dienstleister der Sparkassen-Finanzgruppe (etwa 16.000 m²). Der Kurzzeitmietvertrag der bisherigen Hauptmieterin, der Commerzbank AG, wurde vom neuen Vermieter nicht mehr verlängert. Die Commerzbank mietete daraufhin mit dem ehemaligen ING DiBa Hochhäusern in der Theodor-Heuss-Allee 100-104 und in der Theodor-Heuss-Allee 106 neue Liegenschaften an.
Zum 1. Oktober 2010 mietete die Landwirtschaftliche Rentenbank, die Förderbank für die Agrarwirtschaft und den ländlichen Raum, für fünf Jahre rund 12.300 m² im Bürogebäude Goldenes Haus an der Theodor-Heuss-Allee 80 in der City West im Frankfurter Stadtteil Bockenheim an, um ihren in den 1950er Jahren errichteten Sitz in der Frankfurter Hochstraße denkmalgerecht zu sanieren und zu erweitern

#### Theodor-Heuss-Allee 90-98

##### Hauptgeschäftsstelle Coca-Cola GmbH mit Abfüllstation
1952 schuf der Architekt Max Meid (1910–2009) zusammen seinem Kollegen Helmut Romeick (1913–1990). Eine leider bereits untergegangene Arbeit der beiden war der Bau der Hauptgeschäftsstelle für die Coca-Cola GmbH, wo die Neugierigen der Brause-Produktion durch die großformatigen Fensterflächen im Erdgeschoss zuschauen konnten. Foto des Gebäudes siehe Baunetz.de. Diese europaweit modernste Coca-Cola Abfüllanlage wurde auch zur Versorgung der US-Besatzungstruppen errichtet. Der technische Fortschritt und das starke Wirtschaftswachstum machten Ende der 70er Jahre eine Verlagerung der Produktionsstätte nach Liederbach notwendig. Die Nachkriegsbauten wurden abgerissen. Nach fast einem halben Jahrhundert wird 2021 die Produktionsstätte in Liederbach ebenfalls abgerissen und die Produktionsstätte erneut verlagert.

##### Union-Druckerei- und Verlagsanstalt GmbH
Das Gelände wurde danach zeitweise von einem selbstverwalteten sogenannten wilden Wagenplatz besetzt und benutzt. Neuer Eigentümer des Geländes wurde die IG Metall, die die Platzräumung betrieb, um hier ihren Produktionsstandort in der Theodor-Heuss-Allee 90-98 für die gewerkschaftseigenen Union-Druckerei und Verlagsanstalt (UA) aufzubauen.
Sie war ein über hundert Jahre altes Frankfurter Traditionsunternehmen und wurde ursprünglich einmal von der SPD gegründet, um die „Volksstimme“ zu produzieren. Seit der Nachkriegszeit befand sich die UD in gewerkschaftlicher Hand, derzeit im vollständigen Besitz der IG Metall, der Transnet, der ver.di und der IG BAU. Der größte Teil ihrer Aufträge waren Gewerkschaftsaufträge, darunter die verschiedenen Periodika, aber auch Broschüren, Tarifverträge, Geschäftsdrucksachen, Plakate und in Tarifrunden und Streikzeiten – natürlich Flugblätter, Streikzeitungen und sonstige Streikunterlagen. Im negativen Abwärtsstrudel der gewerkschaftlichen Besitz- und Beteiligungen, wie Neue Heimat, Coop, BfG-Bank und neues IG-Metallhochhaus, geriet auch die Union-Druckerei und Verlagsanstalt (UA) in Schieflage. Der Umzug zunächst nach Dietzenbach wurde beschlossen, die Immobilie wieder verkauft. 2020 ist die Union-Druckerei- und Verlagsanstalt GmbH in Frankfurt am Main, Wilhelm-Leuschner-Str. 83 gemeldet.

##### Sparkasseninformatik

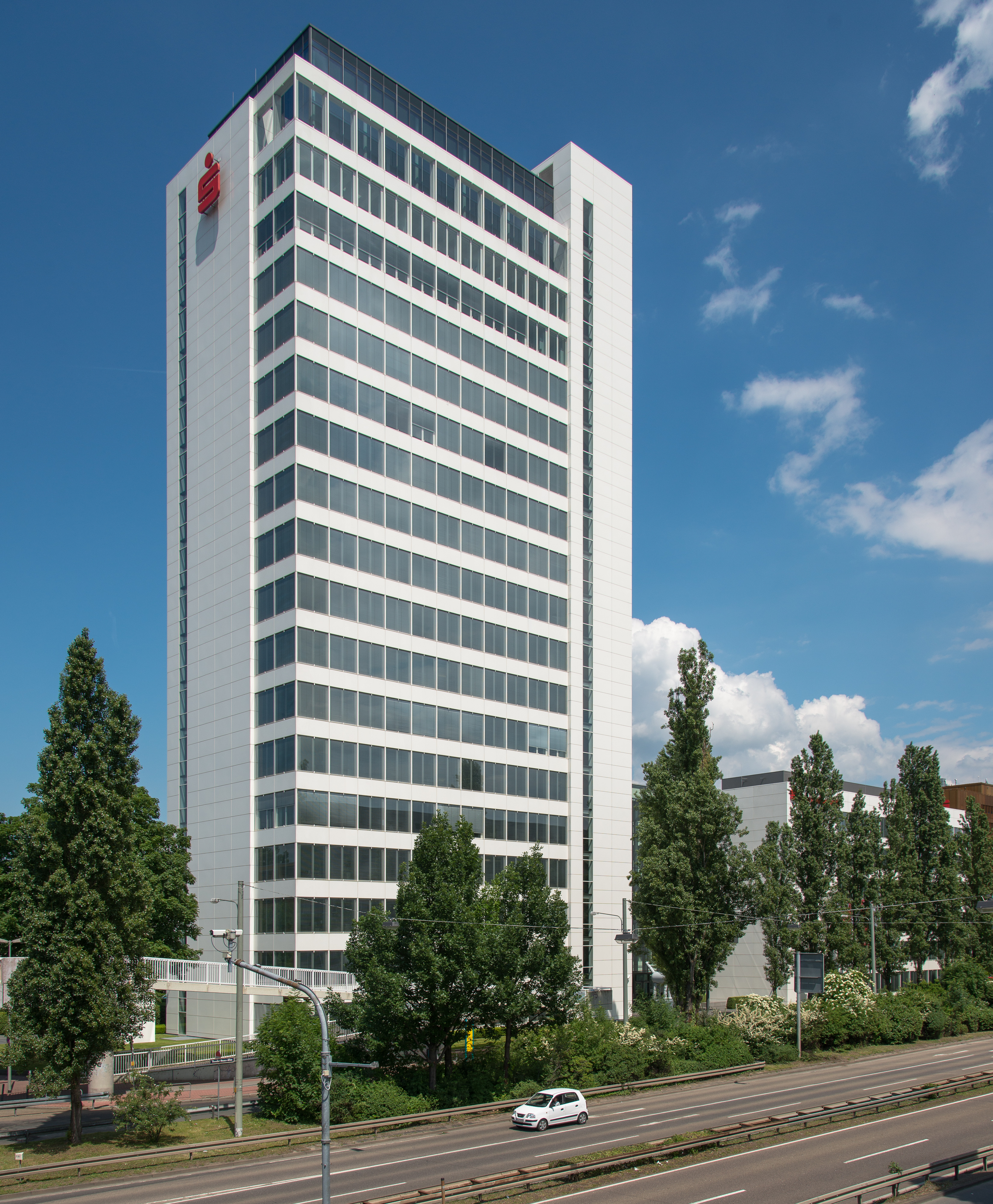
Sparkasseninformatik-Hochhaus, Blick von Südwest (2013)

Neuer Grundstückseigentümer wurde 2006 die Sparkasseninformatik GmbH, die hier insgesamt 17.800 m² einschließlich einem 70 Meter hohen Büroturm als Teil des Komplexes ihrer „Drehscheibe“ Frankfurt – Sparkasseninformatik GmbH durch das Büro der MOW Architekten investierte

#### Theodor-Heuss-Allee 100-104

##### Bürohochhaus der Direktbank ING DiBa „Cielo“

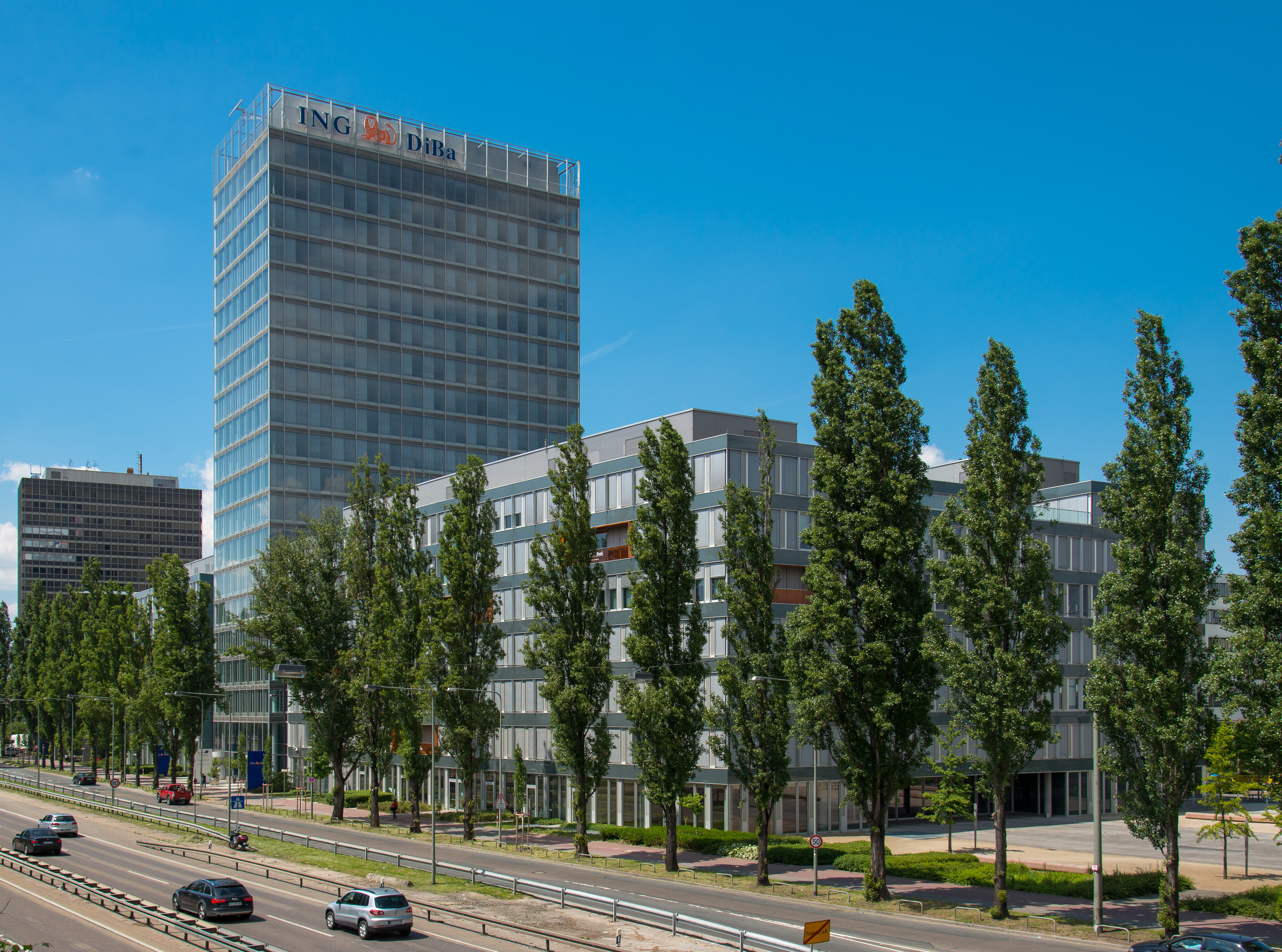
Theodor-Heuss-Allee 100-104, Cielo (2013)

Der Hochhaus-Komplex genannt Cielo, entworfen von Gewers, Kühn & Kühn wurde 2003 fertig gestellt. Das Cielo besteht aus zwei siebengeschossigen Bauten und einem 21-geschossigen 70 Meter hohen Büroturm. Bauherr und Investor war eine Gesellschaft von Dreyer Brettel & Kollegen. Es wurde nach der Fertigstellung 2003 zunächst von der Dresdner Bank genutzt und stand nach deren Übernahme durch die Commerzbank leer. Der letzte Hauptmieter bis 2013 war die ING-DiBa-Bank AG, eine Direktbank und ein vollständiges Tochterunternehmen der international tätigen niederländischen ING Groep.
2013 zog die ING-DiBa aus und mietete 40.000 m² Büroflächen in die Theodor-Heuss-Allee 2 in die ehemalige Hauptverwaltung der Aventis Pharma AG in das revitalisierte und umgebaute LEO-Poseidon Gebäude.
Das komplette leere Bürohaus „Cielo“ mit 34.800 m² Mietfläche mietete 2018 die Commerzbank und begann mit Sanierungsarbeiten.

#### Theodor-Heuss-Allee 106

##### Hauptverwaltung der ING Diba

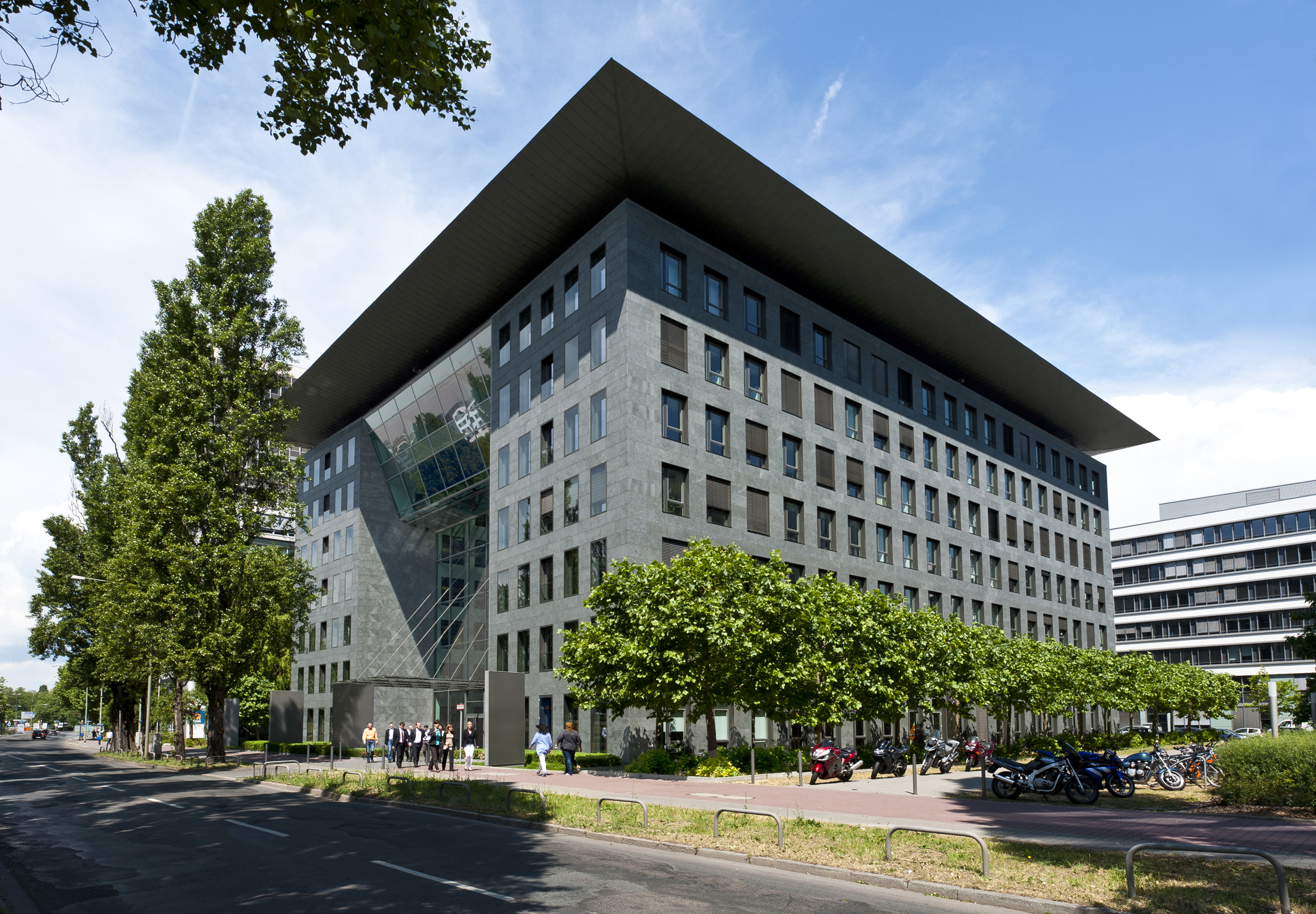
Büroimmobilie (2012)
Logo (2013)

Das Bürogebäude Theodor-Heuss-Allee 106 wurde 2002 nach Plänen von Jo. Franzke für die Hauptverwaltung der Bank ING-DiBa erbaut.
1998 erwarb der niederländische Bankkonzern ING Groep zunächst 49 % der DiBa-Anteile, bis er 2003 die DiBa (für: Direktbank) ganz übernahm. Fast zeitgleich übernahm er auch die ehemalige Quelle Bank und wurde so als ING-DiBa AG zur zweitgrößten Direktbank Deutschlands. Für ihre Hauptverwaltung mieteten sie das Bürohochhaus in der Theodor-Heuss-Allee 106. Die starke geschäftliche Expansion führte zur zeitnahen weiteren Anmietung des benachbarten Hochhaus-Komplexes Cielo in der Theodor-Heuss-Allee 100-104.
2013 beendete die ING-DiBa nach zehnjähriger Mietdauer komplett die Mietverträge der Liegenschaften Theodor-Heuss-Allee 100–104 und Theodor-Heuss-Allee 106 und zog in die revitalisierte und umgebaute ehemalige Hauptverwaltung der Aventis Pharma AG namens Poseidon Gebäude der DEKA Immobilien Investment GmbH in der Theodor-Heuss-Allee 2. Diese Liegenschaft mit ihrer neuen architektonisch anspruchsvolle Fassade aus Glasfaserbeton und ihren 40.000 m² Büroflächen nennt sich nunmehr Leo (ehemals Poseidon-Haus).
Drei Jahre lang stand das elegante Bürogebäude an der Frankfurter Theodor-Heuss-Allee 106 leer. Dann fand sich mit der Commerzbank AG ein neuer Mieter. Deutschlands zweitgrößte Bank wird die gesamte Bürofläche von 10 600 Quadratmetern, die sich über sieben Etagen erstrecken, nutzen. Den zehnjährigen Mietvertrag haben die Commerzbank und die Frankfurter Fondsgesellschaft Union Investment unterzeichnet. Auch der leerstehende benachbarte Hochhaus-Komplexes Cielo in der Theodor-Heuss-Allee 100-104 wurde von der Commerzbank AG angemietet.

#### Theodor-Heuss-Allee 110

##### Hauptverwaltung der Bauunternehmung Wayss & Freytag AG

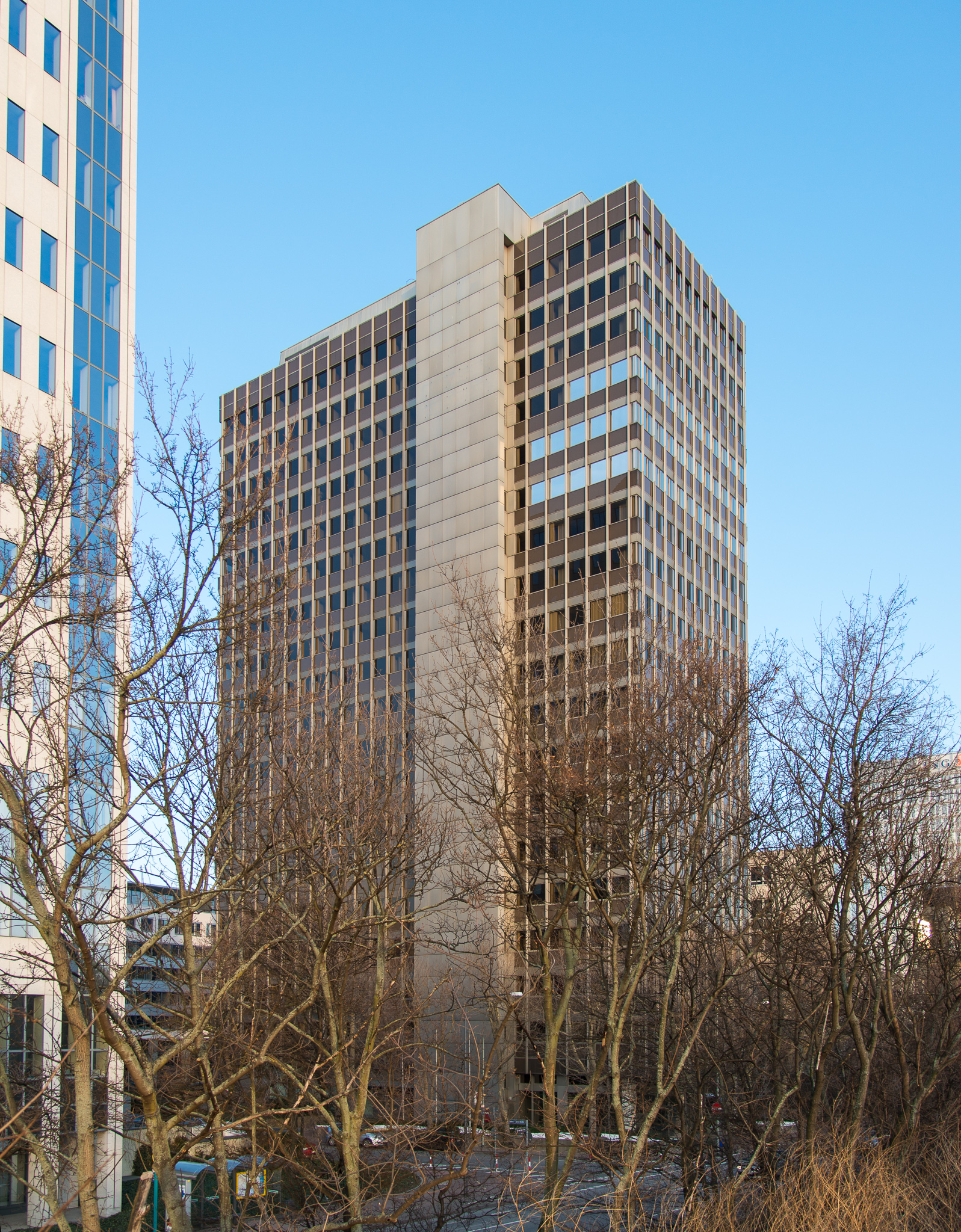
Theodor-Heuss-Allee 110 (2013)

Erst 1923 wurde der Hauptsitz der Gesellschaft von Neustadt an der Haardt nach Frankfurt am Main verlegt, auch um die Auswirkungen und Folgen des Ersten Weltkriegs für die Firma zu mindern. Ende der 1970er Jahre beschloss die Baufirma den Neubau ihrer Hauptverwaltung in Bockenheim. Damit wurde Bockenheim, Theodor-Heuss-Allee 110, zum Hauptsitz eines der größten Bauunternehmen Deutschlands. Das 19 Stockwerke hohe Bürogebäude mit prägnanter Glas- und Metallfassade wurde 1980–1982 für die Hauptverwaltung der international agierenden Bauunternehmung Wayss & Freytag AG in der Theodor-Heuss-Allee 110 vom Frankfurter Architekten Richard Heil und Partnern errichtet. Mit der Aufspaltung der Wayss & Freytag AG wurde dieser Standort aufgegeben und die Liegenschaft 2010 teilweise renoviert.
Heute beherbergt das Bürohochhaus vornehmlich die NRM Netzdienste Rhein-Main GmbH, eine Tochter der Mainova, des größten Energieversorgers Hessens. Ein Teil des ursprünglichen Hauptmieters residiert mittlerweile als Wayss & Freytag Ingenieurbau AG in der Eschborner Landstraße im Stadtteil Rödelheim. Heute ist diese eine Tochtergesellschaft der Royal BAM Group, einem europäischen Bauunternehmen mit Sitz in den Niederlanden. Literatur zu Wayss&Freytag :
- Festschrift Wayss & Freytag AG. 50 Jahre Beton- und Eisenbetonbau. 1875–1925. Verlag Konrad Wittwer Stuttgart, 1925.
- 100 Jahre Wayss & Freytag 1875–1975, Brönners Druckerei Breidenstein, 1975
- Ein Unternehmen schreibt Baugeschichte in Frankfurt am Main: 130 Jahre Wayss & Freytag, Wayss & Freytag Ingenieurbau, 2006

#### Theodor-Heuss-Allee 112

##### Centurion-Gebäude

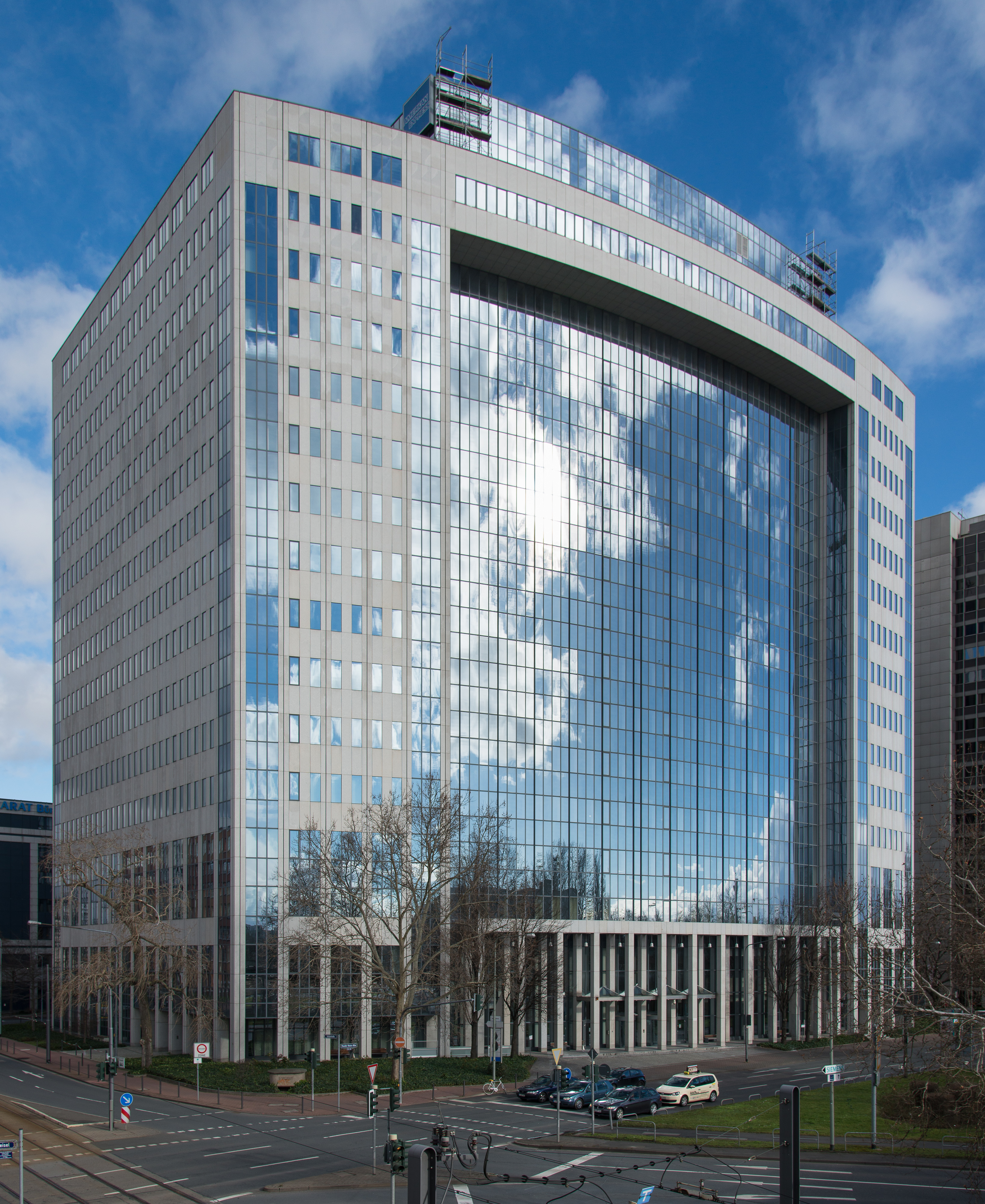
American Express Tower (2014)
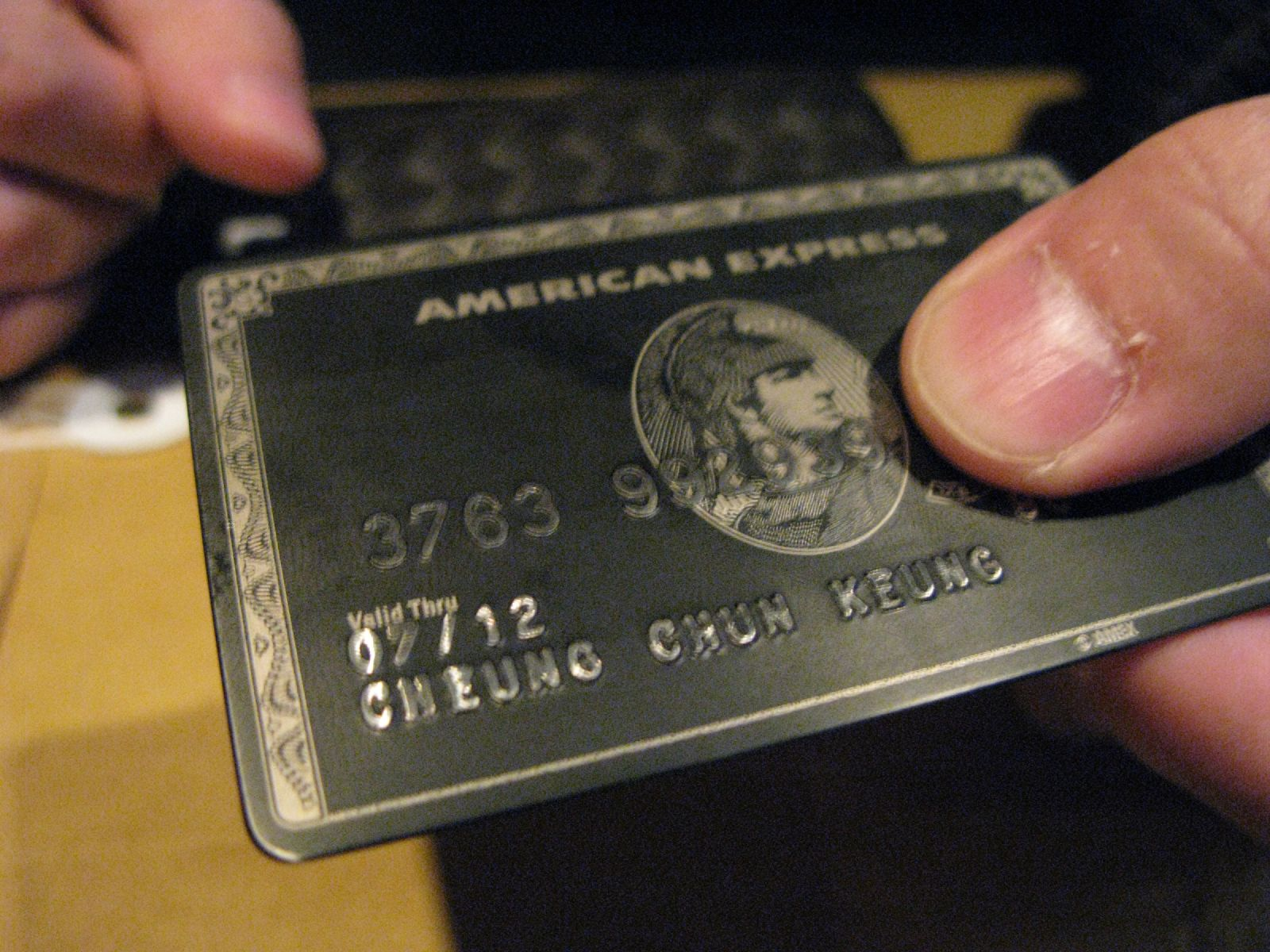
American Express Centurion Card (2008)

Das sogenannte American-Express-Hochhaus ist ein 17-stöckiges Gebäude in der Theodor-Heuss-Allee 112, das als Deutschlandzentrale des Kreditkartenunternehmens der American Express dient. Offiziell heißt das Gebäude Centurion-Gebäude. Centurio oder auch Zenturio („Hundertschaftsführer“) war die Bezeichnung für einen Offizier des Römischen Reiches, der normalerweise eine Centuria („Hundertschaft“) der römischen Legion befehligte. Die Benennung Centurion war aber hier auch eine Würdigung des damaligen Hauptmieters American Express für eine markante Kreditkartenart. Die Centurion Credid Card wird bestimmten Kunden selektiv angeboten, d. h. der Kunde kann die Karte nicht von sich aus beantragen. Für den Erhalt einer (schwarzen) American Express Centurion Card muss zunächst über Jahre hinweg ein hoher sechsstelliger Jahresumsatz über eine andere Amex-Karte generiert werden. Erst dann lädt American Express den Kunden zur entsprechenden Karte ein. Inhaber dieser Karte genießen eine besondere Betreuung durch einen persönlichen Ansprechpartner, den sogenannten Centurion Relationship Manager. Die Jahresgebühr für eine Centurion Card beträgt in Deutschland 5.000 Euro.
Mit einer Höhe von 75 Metern belegt das 1993 fertiggestellte Centurion-Gebäude 2020 nur noch einen durchschnittlichen Platz in der Rangliste der Hochhäuser Frankfurts. Es wurde vom Objekteigentümer DEGI Fondgesellschaft im Jahre 2008 umfassend revitalisiert. Der Hauptmieter American Express gab wegen wirtschaftlicher Schwierigkeiten und Reorganisation eine Vielzahl der Mieträume zurück.
Neuer Ankermieter ist die deutsche Avaya-Gesellschaft, die seitdem hier ihren Sitz festlegte und dies auch durch ein großes Display des Firmenlogos an der Außenfassade bekundete, welches das alte Display mit dem Markennamen American Express an der Hochhausfassade ablöste. Avaya ist die Tochter des US-amerikanischen Kommunikationsunternehmens Avaya Inc. mit Sitz in Santa Clara (Kalifornien) und übernahm 2004 das deutsche Telekommunikationsunternehmen Tenovis, dem Nachfolger von Telefonbau und Normalzeit (TN), Telenorma Bosch und Telenorma. Stärke der Avaya liegt im Bereich IP-Telefonie (VoIP), Unified Communications und Callcenter-Lösungen.
Im Jahr 2013 kaufte der österreichische Investor Signa, später bekannt als Käufer der Galerie Kaufhof-Karstadt Gruppe, die Immobilie von der Aberdeen Standard Investments. Drei Jahre später veräußert 2016 die Signa-Holding den Frankfurter Bürokomplex Theodor-Heuss-Allee 112 für rund 75 Mio. Euro an das Amsterdamer Family Office Golden Star, hinter dem laut Marktkreisen israelisches Geld steht. Der Kaufpreis für das als Centurion-Tower bekannte Gebäude lag beim 17fachen der Nettojahresmiete. Die 30.000 m² Mietfläche sind vorwiegend von American Express und Avaya belegt. Signa hatte das Bürohaus erst 2013 dem Aberdeen-Fonds abgekauft, damals soll der Preis bei 58 Mio. Euro gelegen haben. Ende 2019 übernahm der Investor und Asset-Manager publity ag für seine Tochter Preos Real Estate das Bürohochhaus Centurion

#### Theodor-Heuss-Allee 116

##### St Martin Tower

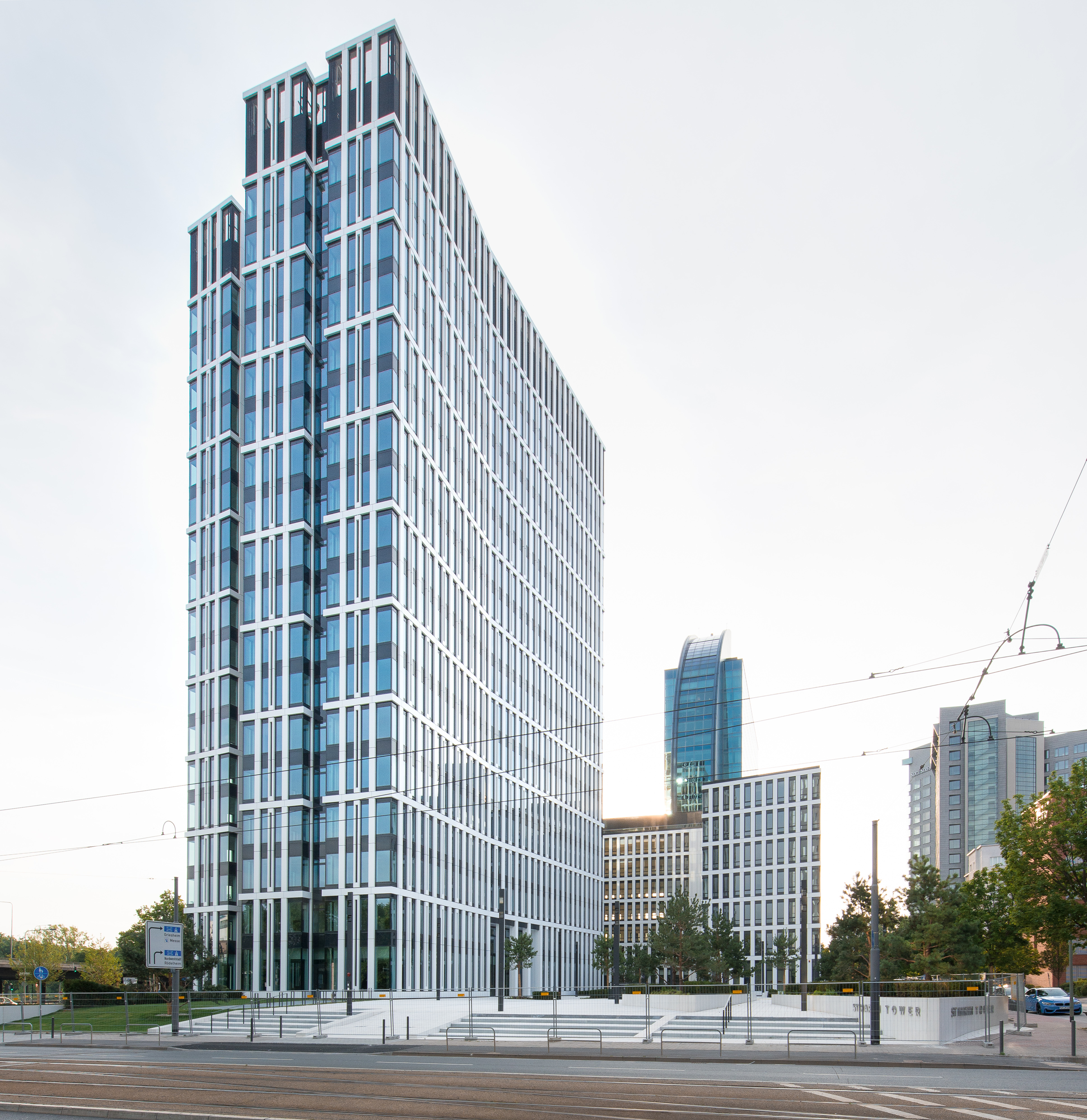
St Martin Tower (2015)

Lange war das Grundstück ein willkommener Lager- und Parkplatz, bis er das Interesse von Investoren erweckte. Letztlich wurde die Hansa AG neuer Investor. Im Oktober 2012 verkündete die Schweizer Georg von Opel GmbH als Eigentümer der Hansa AG den Baubeginn für das Frühjahr 2013 unter der Projektbezeichnung St Martin Tower sowie „St Martin Wing“ für das Nebengebäude. Bei Fundamentarbeiten fand man im Mai 2013 in nur eineinhalb Meter Tiefe eine amerikanische 10-Zentner-Fliegerbombe, die umgehend entschärft wurde.
Der 2013 bis 2015 erbaute 70 Meter große „St Martin Tower“ sowie der „St Martin Wing“ in der Theodor-Heuss-Allee 116 haben als Namenspaten Martin von Tours (* um 316/317; † 397), den dritten Bischof von Tours, auch bekannt als Sankt Martin. 2020 ist die Immobilie fast vollständig vermietet, u. a. auch an eine Tochtergesellschaft der American Express Company aus der unmittelbaren Nachbarschaft.

### Tilsiter Straße

#### Tilsiter Straße 4-6

##### Torbogen Industriehof

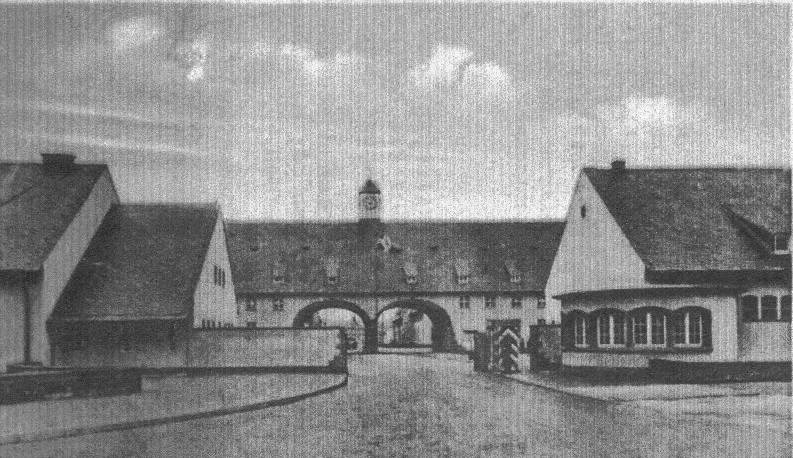
Torbogen und Kaserneneingang (1938)
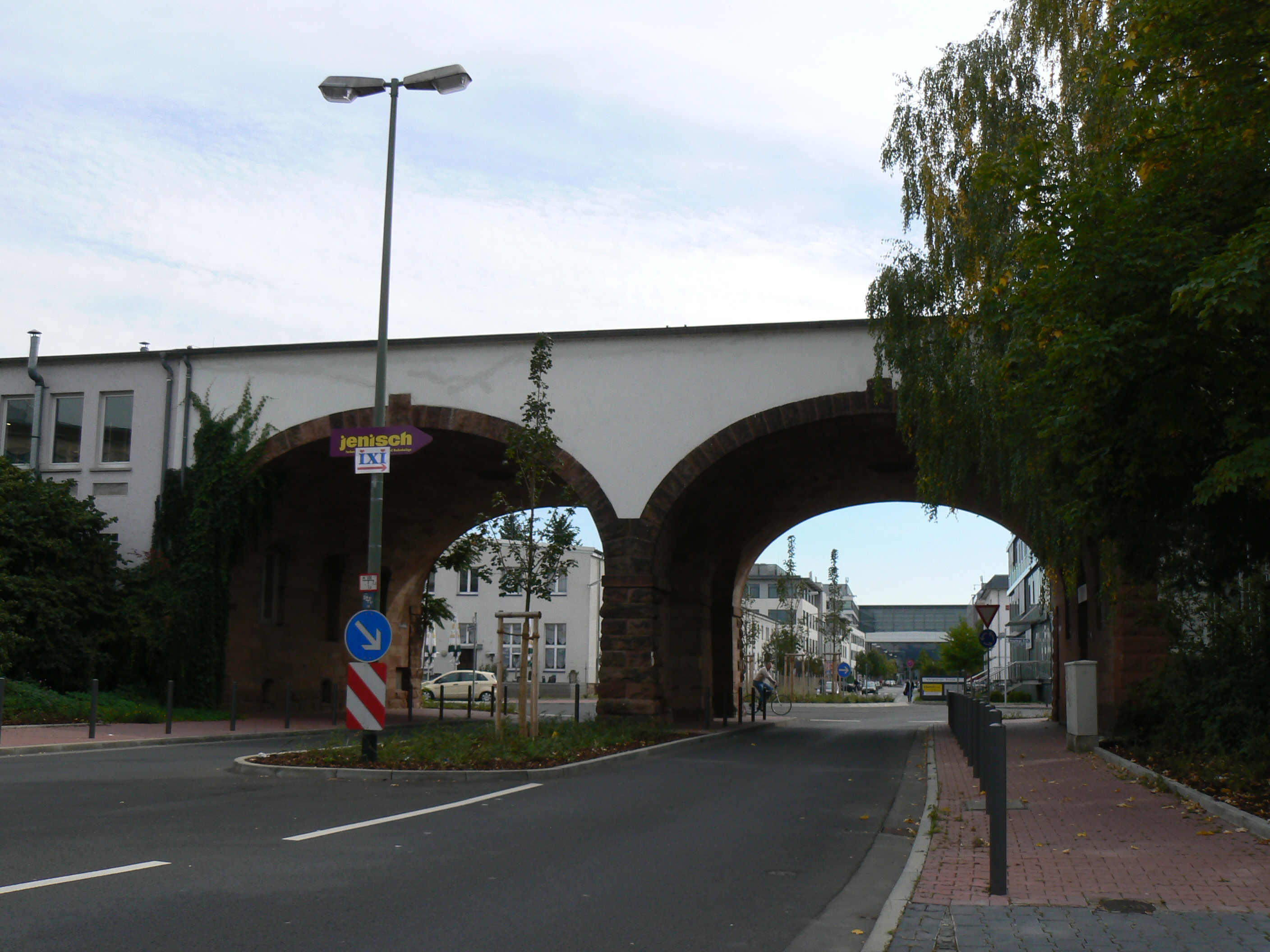
Torbogen als Einfahrt zum Industriehof (2007)

Torbogen zum Eingang in die damals größte Flak-Kaserne des Deutschen Reiches (jetzt Eingang Industriehof). Ende 1938 wurde das 30.000 Quadratmeter große Gelände, von einer teilweise heute noch sichtbaren Steinmauer vollständig umgeben, vom Flak-Regiment 29 in Betrieb genommen. 1944 und 1945 war das Gelände oftmals Bombenziel der alliierten Luftstreitkräfte. Nach dem Krieg wurde es teilweise von neu gegründeten Industriefirmen genutzt. 1956 eröffnete der Autohof West; später war hier ein neuer Standort für Dienstleister, aber auch des U.S. Army Equipment Maintenance Centers der amerikanischen Streitkräfte, das dort Anfang der 1980er Jahre im Geheimen Pershing-II-Raketen montierte und nach Bekanntwerden öffentlichem Protest und Demonstrationen ausgesetzt war. Auf dem ehemaligen Gelände der US-Armee wurde im Jahr 2000 der neue Sitz der Neuen Börse fertiggestellt, die 2010 nach Eschborn umzog.

### Varrentrappstraße

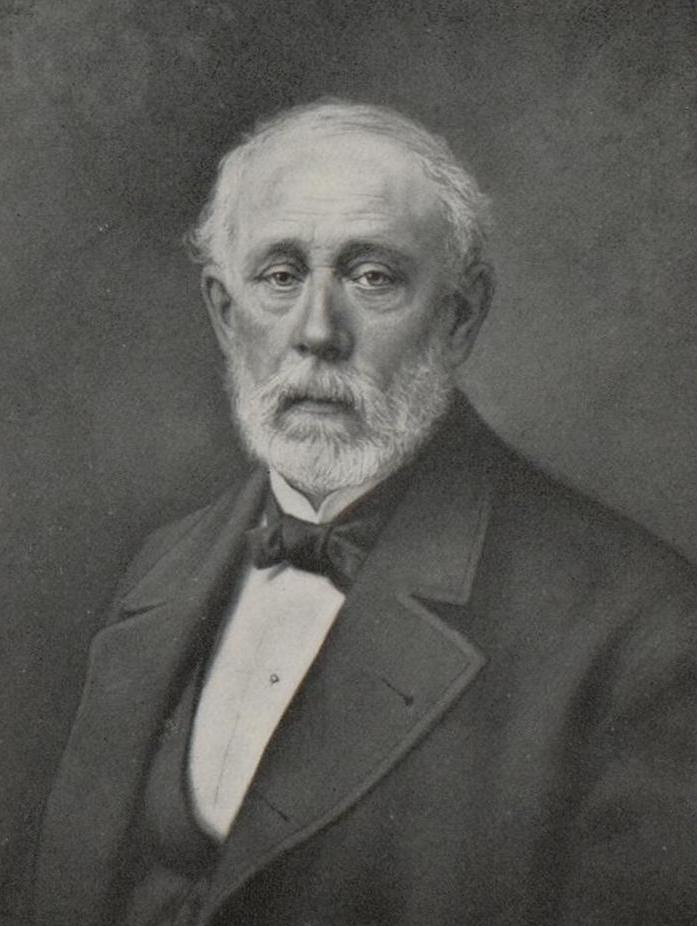
Georg Varrentrapp (1809–1886)

#### Varrentrappstraße 38

##### Ehemaliges JUZ Bockenheim

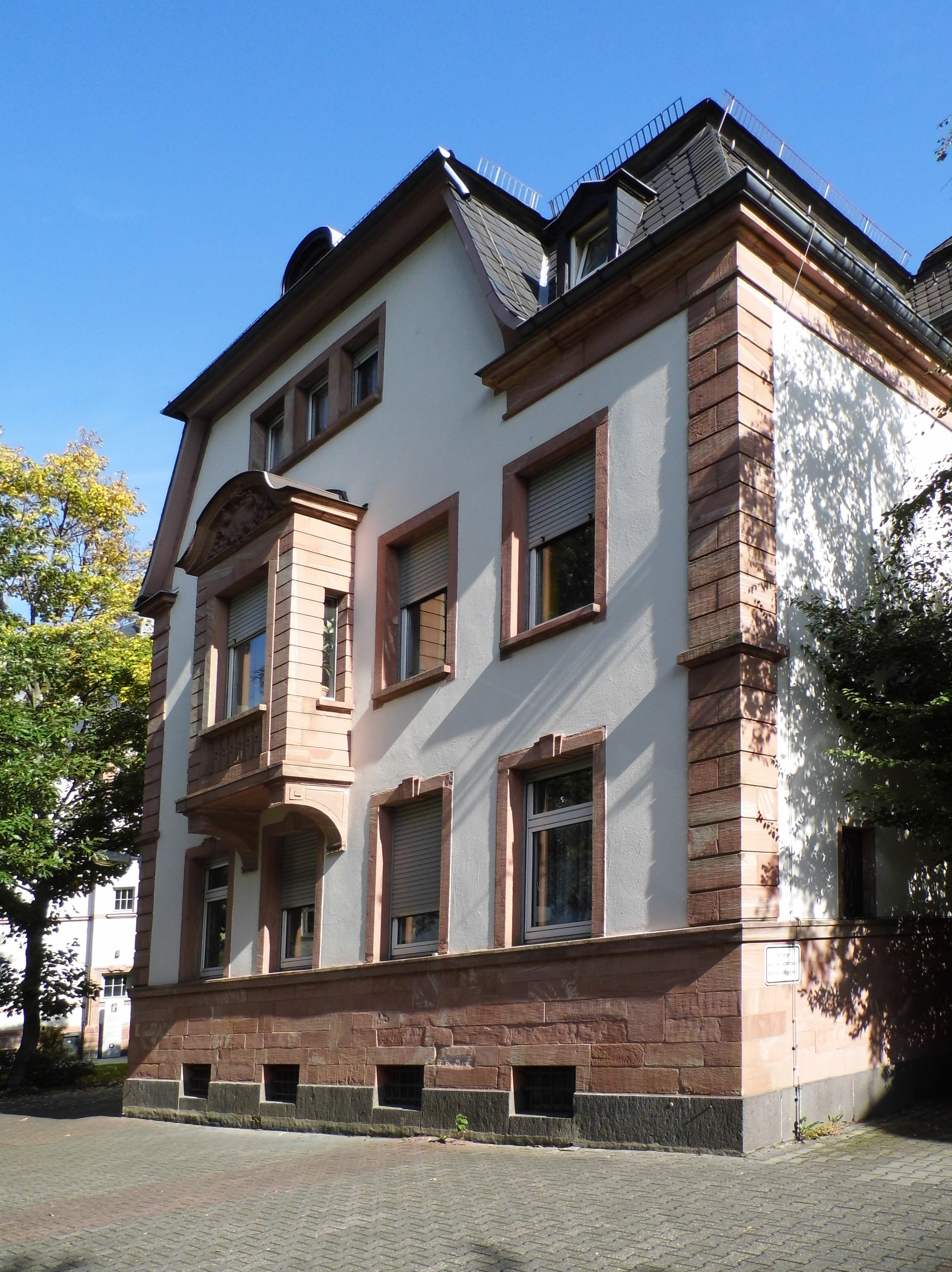
Varrentrappstraße 38 (2013)

Die Stadt Frankfurt richtete 1975 in diesem Teilbereich der Gutenbergschule, der ehemaligen Villa für Rektor und Schulverwaltung in der Varrentrappstraße 38, ein Jugendzentrum für Bockenheim ein. Daraus entwickelte sich bald das selbstverwaltetes JUZ Bockenheim, das u. a. zu einem bundesweit bekannten Zentrum der damaligen Punk-Jugendkultur wurde. Gruppen wie Böhse Onkelz und Die Toten Hosen hatten hier einige ihrer ersten, noch amateurhaften Musikauftritte. Das Haus war eines der ersten selbstverwalteten Jugendzentren in Deutschland und war damals bekannt. Nachdem die ursprünglichen Nutzer durch Alterung nicht mehr im JUZ Bockenheim aktiv tätig waren und die Räumlichkeiten 2001 verließen, eröffnete die Stadt Frankfurt ein neues Jugendzentrum in der nahen Schloßstraße.
Ohne hinreichende Gebäudeinvestitionen verfiel die Bausubstanz im Laufe der Jahre. Die Stadt investierte hohe Summen in die Sanierung des Berufsschulkomplexes Hamburger Allee 23 und baute insbesondere die Gutenbergschule und die Frankfurter Schule für Bekleidung und Mode, beide in der Hamburger Allee 23, kostenintensiv um und aus. Die Frankfurter Schule für Bekleidung und Mode meldete bei der Stadt Frankfurt zusätzlichen Raumbedarf u. a. für ihre Schulverwaltung an und erhielt auch einen positiven Bescheid. Am 2. August 2008 besetzte die Initiative „Faites votre jeu!“ mit einer Eröffnungsparty das ehemalige JUZ Bockenheim. Das seit 7 Jahren leerstehende Haus wurde mit dem Ziel besetzt, Räume für die Initiative zu schaffen. Die Gruppe verweigerte einen baldigen Auszug. Nach anhaltenden Protesten mit Polizeieinsatz und Einschaltung eines Vermittlers, schlug die damals zuständige Dezernentin der Stadt andere kostenfreie Räumlichkeiten für diese autonome Gruppe vor, falls sie freiwillig ihre Besetzung aufgäben. Nach langwierigen Verhandlungen stimmte letztendlich die Gruppe Faites votre jeu! einem Umzug in das ehemalige Arrestgefängnis in der Klapperfeldstraße zu. Die Zeit des JUZ Bockenheim in der Varrentrappstraße 38 war damit beendet.

#### Varrentrappstraße 40-42

##### GDCh und Goethe-Universität
In diesen Gebäude sitzen die Gesellschaft deutscher Chemiker sowie seit etwa der Jahrtausendwende die Goethe-Universität. Seit etwas 2010 hauptsächlich der Fachbereich 5 mit dem Fachbereich und Angewandten Psychologie.

#### Varrentrappstraße 55

##### Nachtclub Ellis Elliot
Laut Dokument des ISG Frankfurt am Main wurde am 5. Dezember 1949 in der Nähe des Frankfurter Messegeländes die internationale Nachtbar „Elli’s Elliot“, Varrentrappstraße 55 Ecke Hamburger Allee, von Madame Ellis Elliot eröffnet. Am 4. Juli 1951 berichtete „Der Spiegel“ über eine Zivilklage des Bundeskanzlers Konrad Adenauer (1876–1967) und des Bonner Büros von Kurt Schumacher (1895–1952) gegen die 32-jährige Chefin Waldtraud Schmidt-Elliot des Frankfurter Nachtkabaretts „bei Ellis Elliot“. Die Firma Pariser Nachtleben bei Ellis Elliot, Inhaber Hans Czonstke, war einst im Handelsregister beim Amtsgericht Frankfurt am Main unter der Nummer HRA 15944 eingetragen. Lange war dieser Nachtclub, zusammen mit dem BB-Club in der Adalbertstraße, der marktbeherrschende Nachtclub im Stadtteil Bockenheim, bis die Diskothekenwelle diese Lokalität immer mehr ins Rotlichtmilieu abdrängte. Beschränkte Größe, veränderte Sexualmoral und sinkende Kundenzahlen führten zum Umsatzeinbruch und später zu Geschäftsaufgabe und Löschung aus dem Handelsregister. 2017 wurde das Geschäftslokal geräumt und eine Neuvermietung vorbereitet.

### Voltastraße

#### Voltastraße 1

##### CompuNet-Niederlassung

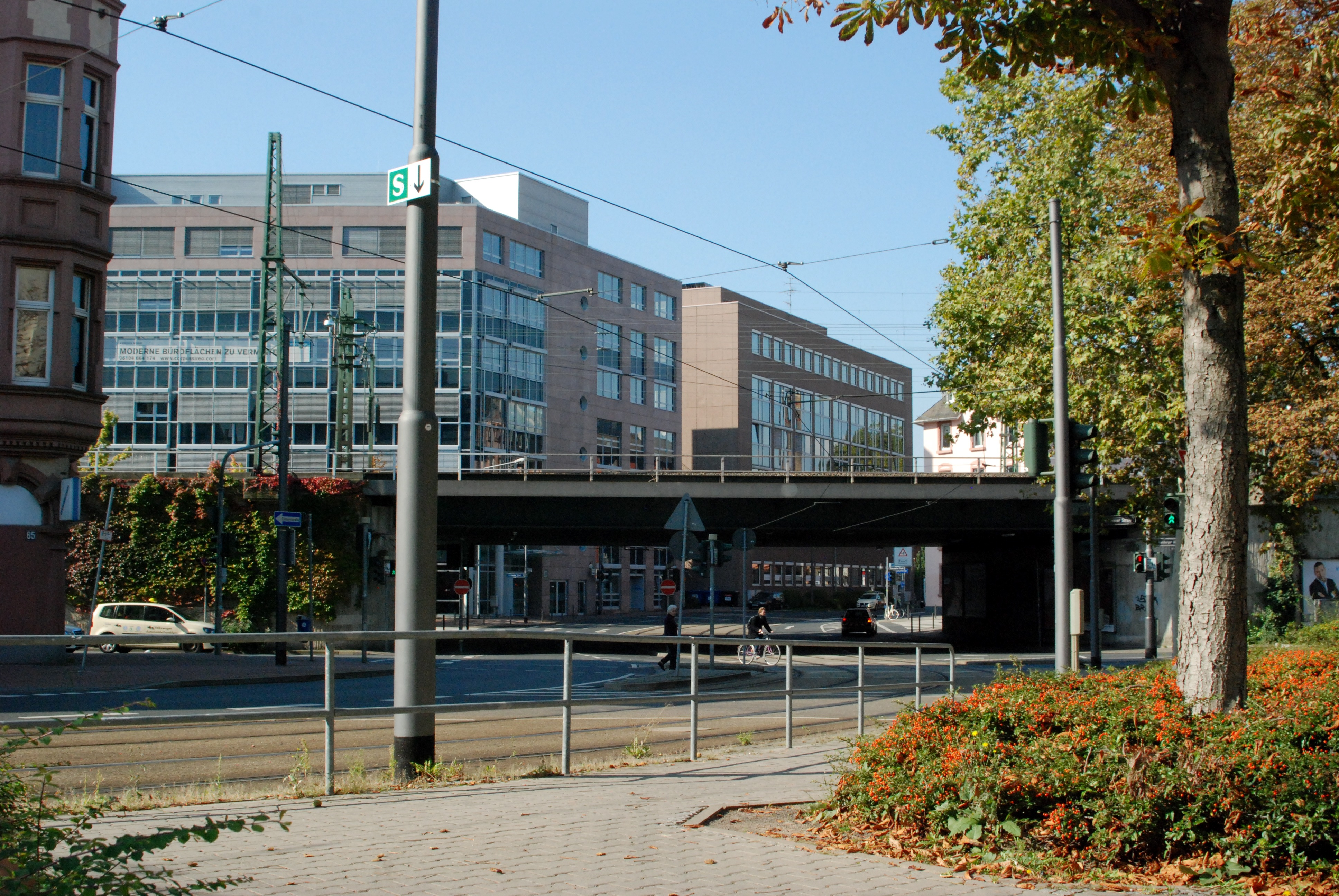
Gebäudekomplex Kreuznacher Straße 30, Ecke Voltastraße 1 (2013)

Die CompuNet Computer Vertriebs-GmbH wurde 1984 durch Jost Stollmann gegründet, der 1998 zeitweise Schattenwirtschaftsminister der SPD unter Gerhard Schröder war. Noch unter Stollmann plante die Firma CompuNet Computer AG & Co. OHG, Kerpen, für ihre Frankfurter Niederlassung in Bockenheim im Carré Volta-, Kreuznacher- und Lise-Meitner-Straße, nahe dem sogenannten Bahnviadukt ein siebenstöckiges Bürohaus mit Vorhängefassade, das CompuNet-Haus. 1997 war der Bau vollendet. Bereits 1996 kaufte der größte amerikanische Elektrokonzern General Electric das Unternehmen; es trug fortan den Namen GE CompuNet. Ende 2002 wurde das Unternehmen an die britische Firma Computacenter verkauft. Nach einer kurzen Übergangsphase unter dem Namen CC CompuNet wurde der Name Computacenter auch in Deutschland eingeführt. Längst ist die Firma Computacenter hier wieder aus und in die Mainzer Landstraße 209-211 umgezogen. Die Büroimmobilie wird seitdem von unterschiedlichen Mietern genutzt.

#### Voltastraße 1a

##### Nixdorf-Schulungscenter
Die bei der Konzeption noch selbständige Paderborner EDV-Firma Nixdorf Computer plante den Betrieb eines bankenorientierten Schulungszentrums in der Bankenstadt Frankfurt am Main, Voltastraße 1a. Die rasante IT-Entwicklung führte über die Übernahme von Nixdorf durch Siemens 1990 zur Gründung der Siemens Nixdorf Informationssysteme AG (SNI). Die Geschäftsidee Schulungszentrum in der Voltastraße 1a wurde später aufgegeben. Die SRH Holding wurde zum Nachmieter für ihre SRH Schulen GmbH Mundanis Frankfurter Stadtschule. Auch deren Geschäftsidee war nicht tragend, und so verkaufte die SRH-Holding den Schulträger Mundanis an den Arbeiter-Samariter-Bund. Der ASB benannte die Mundanis-Schule um in Erasmus Frankfurter Stadtschule. Auch wechselte er den Schulstandort und zog auf den Campus Sonnemannstraße der in einen Neubau selbst umgezogenen privaten Frankfurt School of Finance & Management. Die freien Räume in der Voltastraße 1a mietete 2018 der Magistrat der Stadt Frankfurt am Main. Er beschloss den Umzug der „Neuen Gymnasialen Oberstufe“ (NGO), die derzeit noch in einer Containeranlage auf dem Riedberg untergebracht ist, nach Bockenheim in die Voltastraße 1a.

#### Voltastraße 31

##### Werkzeugfabrik „Günther & Co.“
Die 1890 gegründete Präzisions-Werkzeugfabrik Günther & Co. hatte lange ihren Geschäftssitz in der Voltastraße 31 sowie in der Nähe Produktionsstätten in der Pfingstbrunnen- und der Ohmstraße.
Heute existiert das Unternehmen als Günther & Co., Zweigniederlassung der Sandvik Tooling Deutschland GmbH in Rödelheim weiter und gehört zum schwedischen Sandvik-Konzern. Das Gebäude ihrer einstigen Hauptverwaltung in der Voltastraße ist heute im Eigentum eines Deutschen Immobilienfonds der Sparkassen und wird von diesem vermietet.

#### Voltastraße 64

##### Thyssen Edelstahl Vertriebs- und Service GmbH

Thyssen-Logo (1976–1999)

Auf einem 3.000 m² großen Grundstück im Straßenwinkel Volta- und Galvanistraße, ehemals Philipp-Reis-Straße, errichtete die Thyssen Edelstahl auf einem Teil der liquidierten Maschinenfabrik Moenus ein Bürogebäude und eine große Lagerhalle für seine Edelstahlsparte und nutzte diese selbst bis Ende der Neunziger Jahre. Der stark bewegte Markt führte nicht nur bei dem Mutterkonzern Thyssenkrupp, sondern auch bei deren Werkstofftochter Thyssenkrupp Schulte mit 40 Standorten, zu ständiger Marktanpassung. So wurde auch der bisherige Frankfurter Standort Voltastraße 64 aufgegeben und dafür der Standort Frankfurt Osthafen ausgebaut.
Nach dem Abriss musste Thyssen Edelstahl wegen schwacher Konjunktur einige Jahre nach einem Käufer suchen, bis ein Investor das Grundstück Galvanistraße, Voltastraße 70-72, Ohmstraße 53 erwarb und hier die Wohnanlage „Living Galvani“ mit 124 Mietwohnungen errichtete, die sie im Jahr 2009 an die AXA Investment Managers Deutschland GmbH Colonia (Versicherung) veräußerte.

#### Voltastraße 74-76

##### Autohaus Otto Glöckler

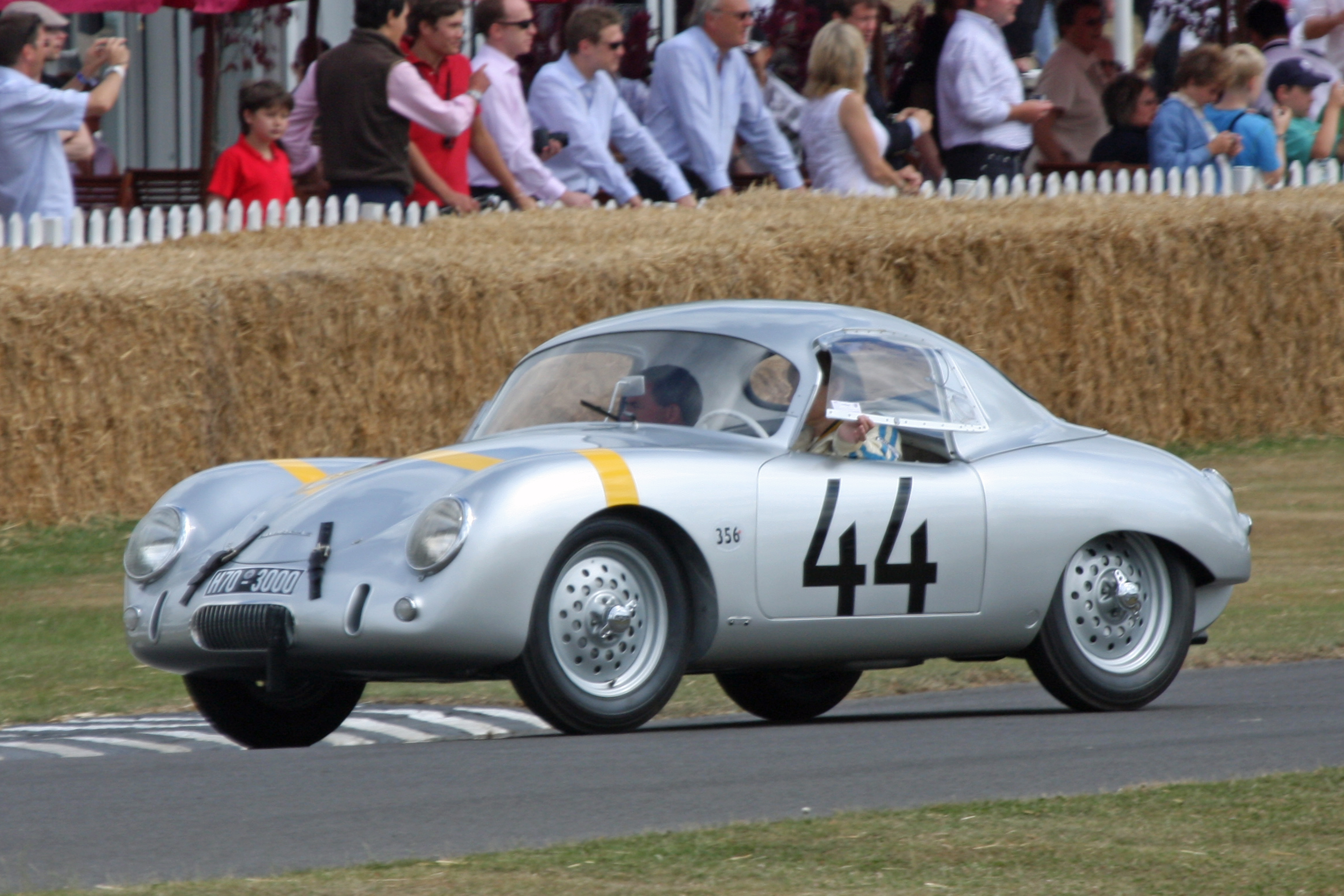
Porsche 356 Glöckler Special (1952)

Das Unternehmen Otto Glöckler war seit dem Ersten Weltkrieg als Motorrad- und Automobilhändler in Frankfurt am Main tätig. Nach Ende des Zweiten Weltkriegs war Sohn Walter Glöckler (1908–1988) Inhaber des Betriebes und wurde zu einem der ersten Generalvertreter für Volkswagen. 1950 übernahm er auch die Frankfurter Generalvertretung für Porsche. Die Nachkriegszeit und die begleitende Motorisierung führten zu einem starken Wachstum, der zur Gründung zahlreicher Filialen im Rhein-Main-Gebiet führte. Glöckler wurde nach eigenen Angaben mit rund 700 Mitarbeitern zum größten Volkswagen- und Audi-Händler in Deutschland mit über 14 Betrieben an Standorten in Frankfurt, Hanau, Langen, Oberursel, Hattersheim und Neu-Isenburg. So wurde auch auf einem Teil der liquidierten Maschinenfabrik Moenus in der Voltastraße 74–76 vom Autohaus Otto Glöckler eine zusätzliche VW-Vertragswerkstatt mit großer Kfz-Werkstatt, eine große Lagerhalle für Ersatzteile und Gebäude für Kundenannahme und Sozialräume errichtet. Der Konjunktureinbruch in den Jahren 1970–1980, der Tod Walter Glöcklers sowie besonders die Neuausrichtung der VW-Vertriebspolitik mit neuen hohen Standards, die von VW und Audi nach den neuen Händlerverträgen verlangt wurden machten eine Schließung nicht nur dieser Niederlassung des Autohauses Otto Glöckler zwingend. 2006 wurde das Autohaus an die Volkswagen AG verkauft. Heute besteht das vormalige Autohaus Otto Glöckler an einem anderen Ort als Porsche-Zentrum Frankfurt Otto Glöckler Sportwagen GmbH weiter.
Die Bebauung in der Voltastraße wurde vollständig niedergelegt. Dafür entstanden ab 1995 ein Gebäudekomplex aus mehreren Büro- und Wohnbauten namens Athlon Place.

#### Voltastraße 74-80

##### Maschinenfabrik Moenus AG

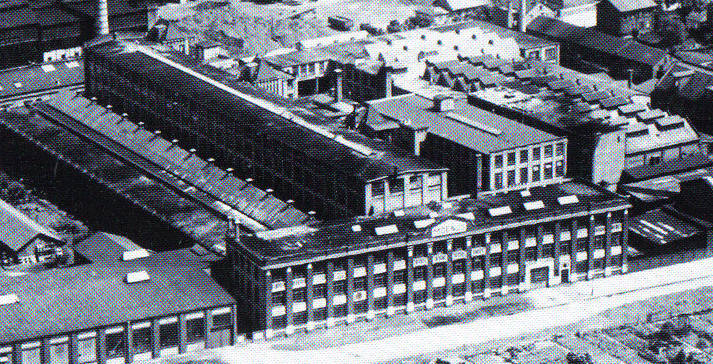
Maschinenbau Moenus AG (1926)

Friedrich Miller, gründete die spätere Maschinenfabrik Moenus AG, die sich zu einem der dominanten Arbeitgeber Bockenheims entwickelte. Nach zwei Weltkriegen und vielen Verwerfungen wurde das Unternehmen in den 1970er aufgelöst. Die Stadt Frankfurt projektierte die City West (Frankfurt am Main) mit neuem Bebauungsplan und legte eine Wohnbebauung für dieses Gelände und ihre Nachbarschaft fest.

##### Music-Hall
Anfang der 1980er Jahre wurde eine leerstehende Fabrikhalle der untergegangenen Maschinenfabrik Moenus AG in eine Musikhalle umgebaut. Anfänglich ein reiner Konzert- und Live-Club entwickelte sie sich zu Europas größter Diskothek. Heute noch legendär und bekannt als absolute „Highlights“ waren die dort eingemauerten Bässe unter der Bühne und die Laseranlage. Die Öffnung währte aber nur neun Jahre von 1985 bis 1994. Der Pächter, die Stadt Frankfurt, hatte zwischenzeitig den Bebauungsplan für die City West verändert. Die Pachtsache musste zurückgegeben werden, wurde niedergelegt und Teil einer großen Wohnbebauung Athlon Place.

##### Wohn- und Gewerbepark Athlon Place

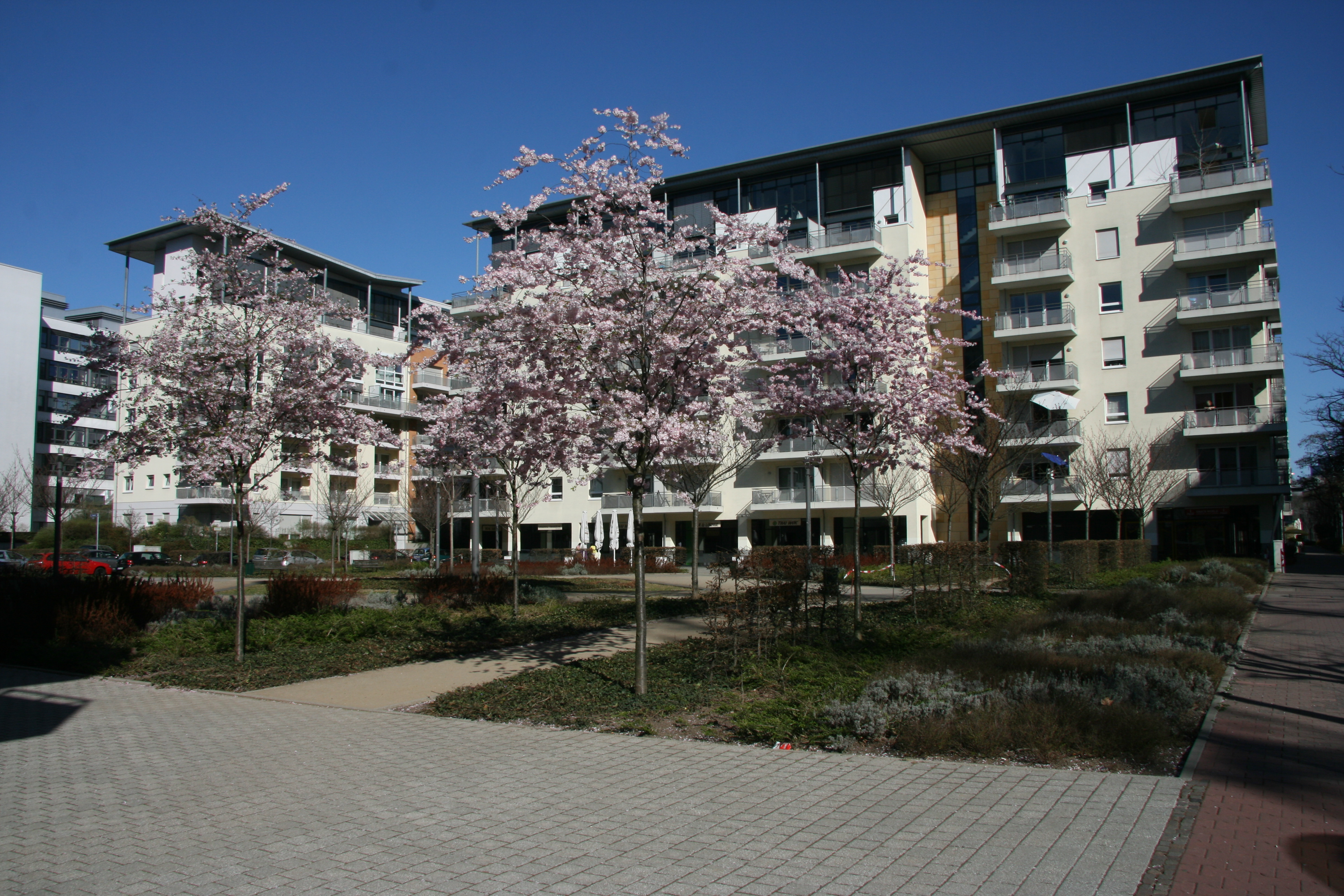
Athlon Place am Celsiusplatz (2012)

Der Mikroprozessorhersteller AMD verkauft unter dem seit 1999 eingetragenen Markennamen Athlon eine Prozessorfamilie. Dazu passend benannte die Bayerische Hypo- und Vereinsbank AG (HVB) als Investor ihr mehrteiliges Bauobjekt Wohn- und Gewerbepark Athlon Place. Nach einer Übernahme gehört der damalige Investor zur Unicredit Bank.

### Zeppelinallee
Die hier beschriebenen Gebäude Anfang der Zeppelinallee gehörten zum Westend, werden aber wegen deren Bedeutung für Bockenheim, bzw. der nahen Universität, hier mit aufgeführt. Namensgeber der Zeppelinallee war Ferdinand Graf von Zeppelin (1838–1917), der u. a. die nach ihm benannten Luftschiffe konstruierte, die im Stadtteil Bockenheim mit dem Luftschiffhafen Rebstock ihren ersten Frankfurter Landeplatz hatten.

#### Zeppelinallee 2

##### Hotel Zeppelin
Mittelklasse-Hotelbau der Nachkriegszeit in der Zeppelinallee 2. Es wurde 1959 niedergelegt, um Platz für den Neubau der Deutschen Bibliothek von 1959 der Architekten Alois Giefer und Hermann Mäckler zu schaffen.

##### Deutsche Bibliothek

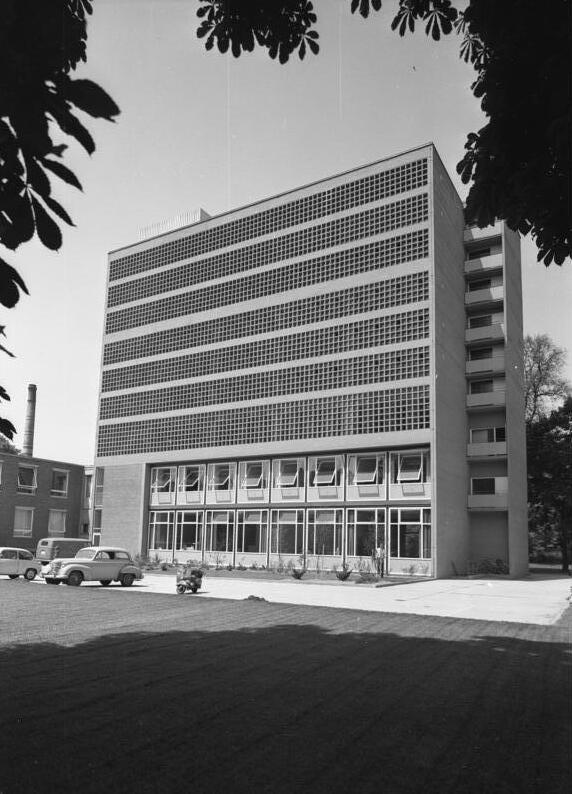
Magazinturm der Deutschen Bibliothek (1959)
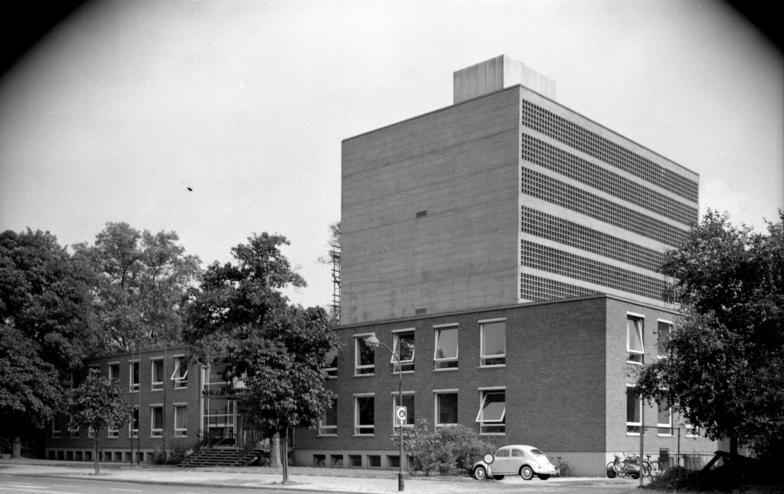
Verwaltungstrakt der Deutschen Bibliothek (1960)
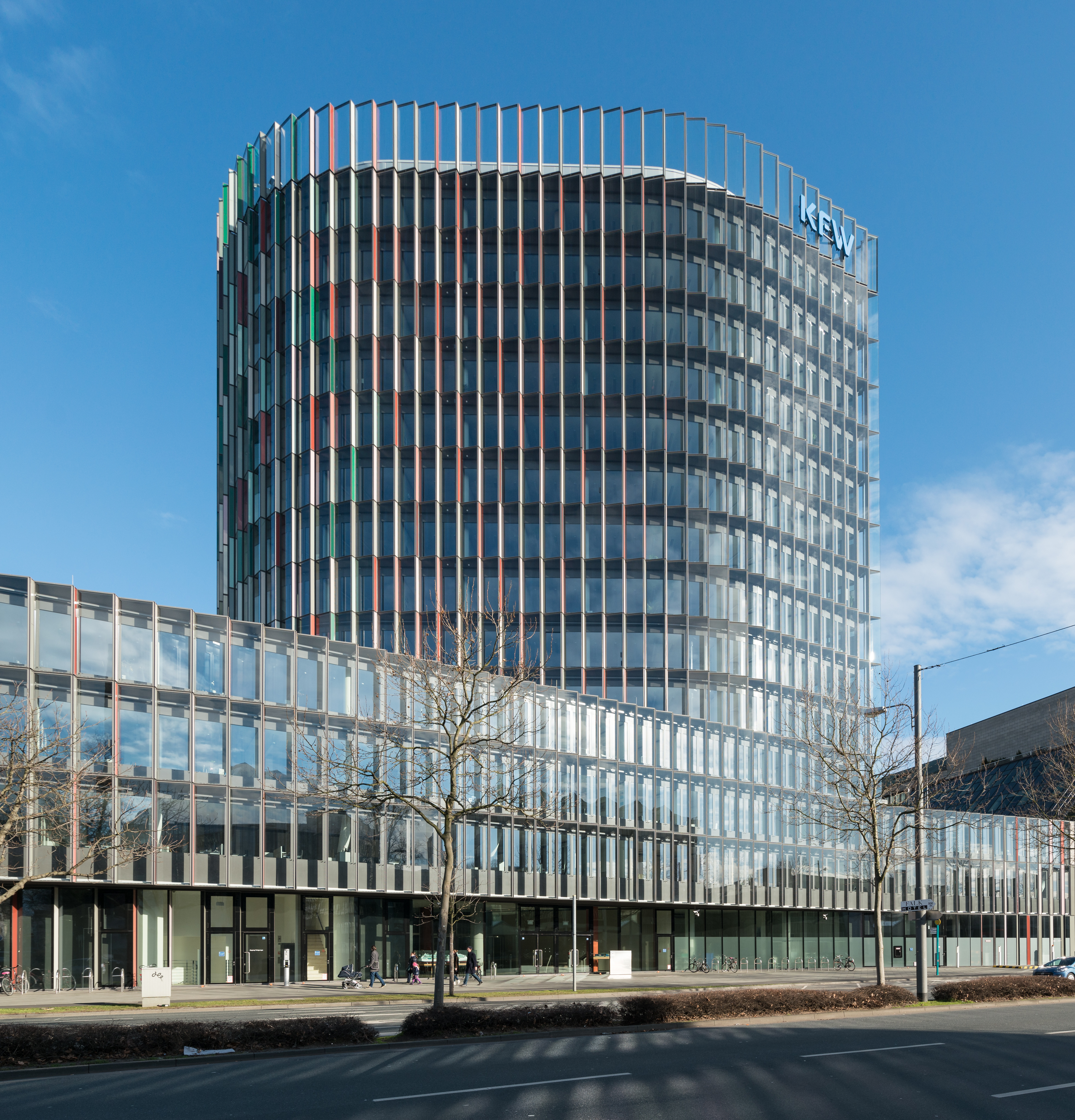
Neubebauung Westarkade KfW (2017)

1959 wurde an der Zeppelinallee 2 von den Architekten Alois Giefer und Hermann Mäckler im Stil der Nachkriegsmoderne ein Neubau einschließlich zweier Magazintürme für die Deutsche Bibliothek (Frankfurt) errichtet, deren Bestände anfangs rund 480.000 Einheiten umfassten. Nach der Wiedervereinigung Deutschlands bezog im Mai 1997 die „Deutsche Bibliothek Frankfurt“ einen Neubau an der Adickesallee. 2006 wurde „Die Deutsche Bibliothek“ durch das „Gesetz über die Deutsche Nationalbibliothek“ in DNB „Deutsche Nationalbibliothek“ umbenannt.
Kurzzeitig wurden einige Etagen auch für die Goethe-Universität genutzt.
Der Gebäudekomplex „Deutsche Bibliothek (Frankfurt)“ von 1959 wurde 2004 nach Verkauf an die Kreditanstalt für Wiederaufbau abgerissen. Keines der Häuser ist heute noch vorhanden, da 2006 hier die KfW ihren Gebäudekomplex Westarkade errichtete.

##### Restaurant „Nürnberger Hof“, später „Wienerwald“
Auf dem Eckgrundstück der Bockenheimer Landstraße/Zeppelinallee wurde noch in den 1960er Jahren ein Restaurant namens „Nürnberger Hof“ betrieben, dessen Fake-Fassade mit Fachwerkimitationen einschließlich Butzenscheibenfenster sich als gehobene Gastronomie anbot. Später wurde daraus eine zunächst erfolgreiche Filiale des Franchise- und Systemgastronomie-Unternehmens Wienerwald. Auch dieses Gebäude ist heute nicht mehr vorhanden, da 2006 hier die KfW ihren Gebäudekomplex Westarkade errichtete.

##### Mackie-Messer-Keller
Im Keller der Immobilie „Nürnberger Hof“ Bockenheimer Landstraße/Zeppelinallee wurde der Nachtclub bzw. das Musiklokal Mackie Messer Keller mit kleiner Tanzfläche betrieben, der zeitweise eine lokal bekannte Frankfurter Szenekneipe war, gern besucht auch von US-Besatzungssoldaten. Dieser Club zog nach Kündigung wegen Neubebauungsabsicht des Grundstückseigentümers KfW in die Räume ihres vormaligen Mitbewerbers SAINT GERMAIN CLUB in die Mainzer Landstraße um, bis er letztlich auch dort wegen der Diskowelle und Neubauprojekte schloss.

##### Westarkade der KfW-Bank

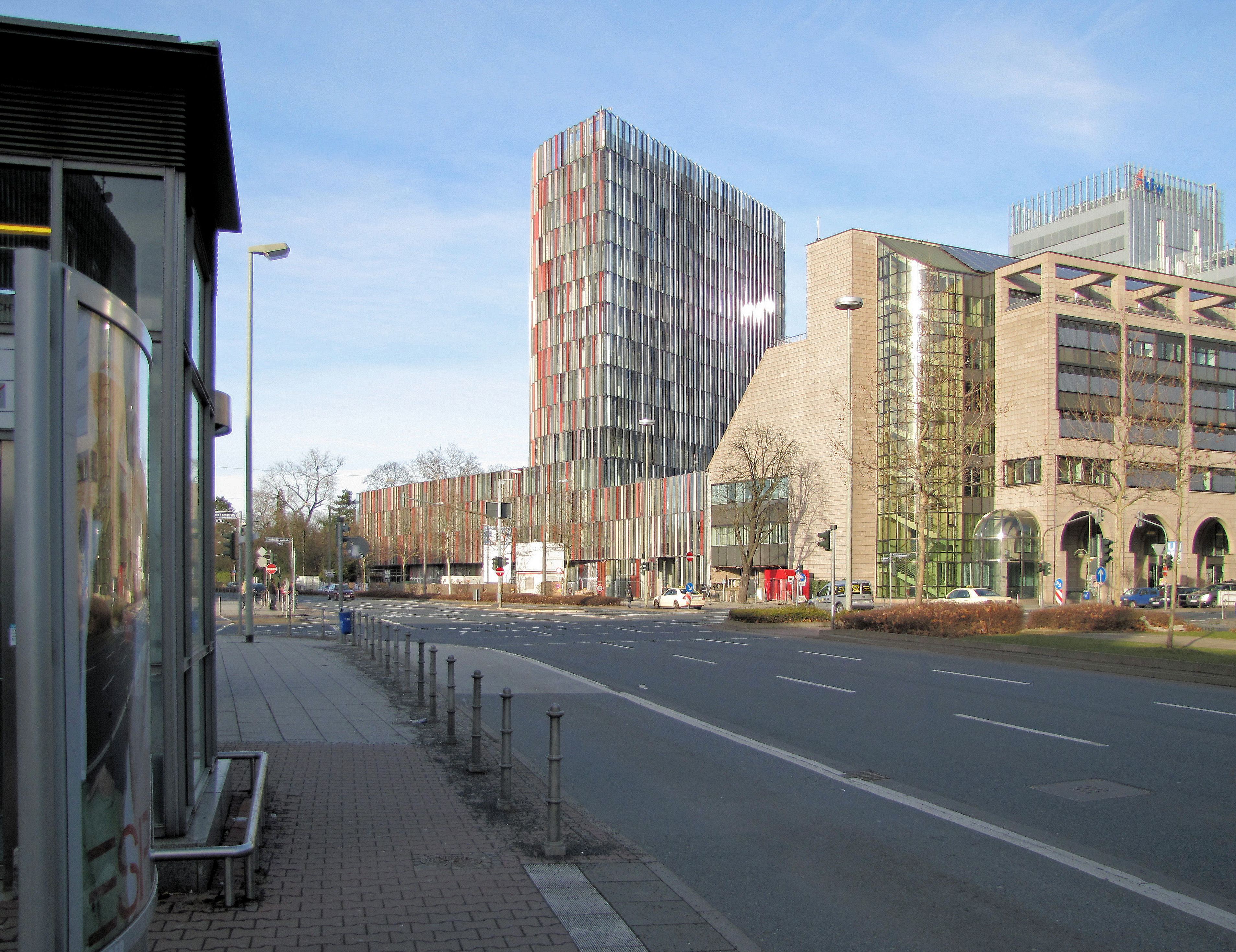
Westarkade der KfW (2010)

Die Westarkade ist ein Bürogebäude in Frankfurt am Main. Das Gebäude steht im Stadtteil Westend am Beginn der Zeppelinallee zwischen Bockenheimer Landstraße und Palmengarten. Bauherr und Eigentümer der 95 Millionen Euro teuren Westarkade ist die KfW. Alleinige Nutzerin des 56 Meter hohen Gebäudes ist die KfW IPEX-Bank

##### Ostarkade der KfW-Bank
Die Gesamtliegenschaft der KfW wurde zwischen 2003 und 2008 um die sogenannte Ostarkade erweitert, die wie die gegenüberliegende Westarkade zwischen Bockenheim Landstraße und Senckenberg Anlage errichtet wurde.

#### Zeppelinallee 6

##### Symbolhafte Bahnhofs-Attrappe im Palmengarten
Der seit 1972 durch den Palmengarten fahrenden kleiner Palmengarten-Express für Kinder erhielt 2012–2013 einen symbolhaften hölzernen Bahnhofsteil durch eine anerkannte Arbeit der Turkali Architekten (turkali-architekten.de) aus senkrechten Lärchenbrettern mit überhöhten Vordach, Vorplatz nebst einer kleinen Bahnhofsuhr im Palmengarten: Eingang – Siesmayerstraße 63. Ein Teil dieses Bahnhofsbaus grenzt direkt an die Zeppelinallee, aber kein Zugang.

#### Zeppelinallee 8

##### Papageno Musiktheater
Das Papageno Musiktheater ist ein kleines Musiktheater in der Zeppelinallee 8 in Höhe der Kreuzung Sophienstraße oder auch von der Palmengartenstraße 11a. Mit finanzieller Unterstützung durch die Dietmar-Hopp-Stiftung wurde 2003 der Neubau mit einer stählernen Bogenkonstruktion erbaut und das voll klimatisierten, 199 Sitzplätze umfassende, Musiktheater genutzt.

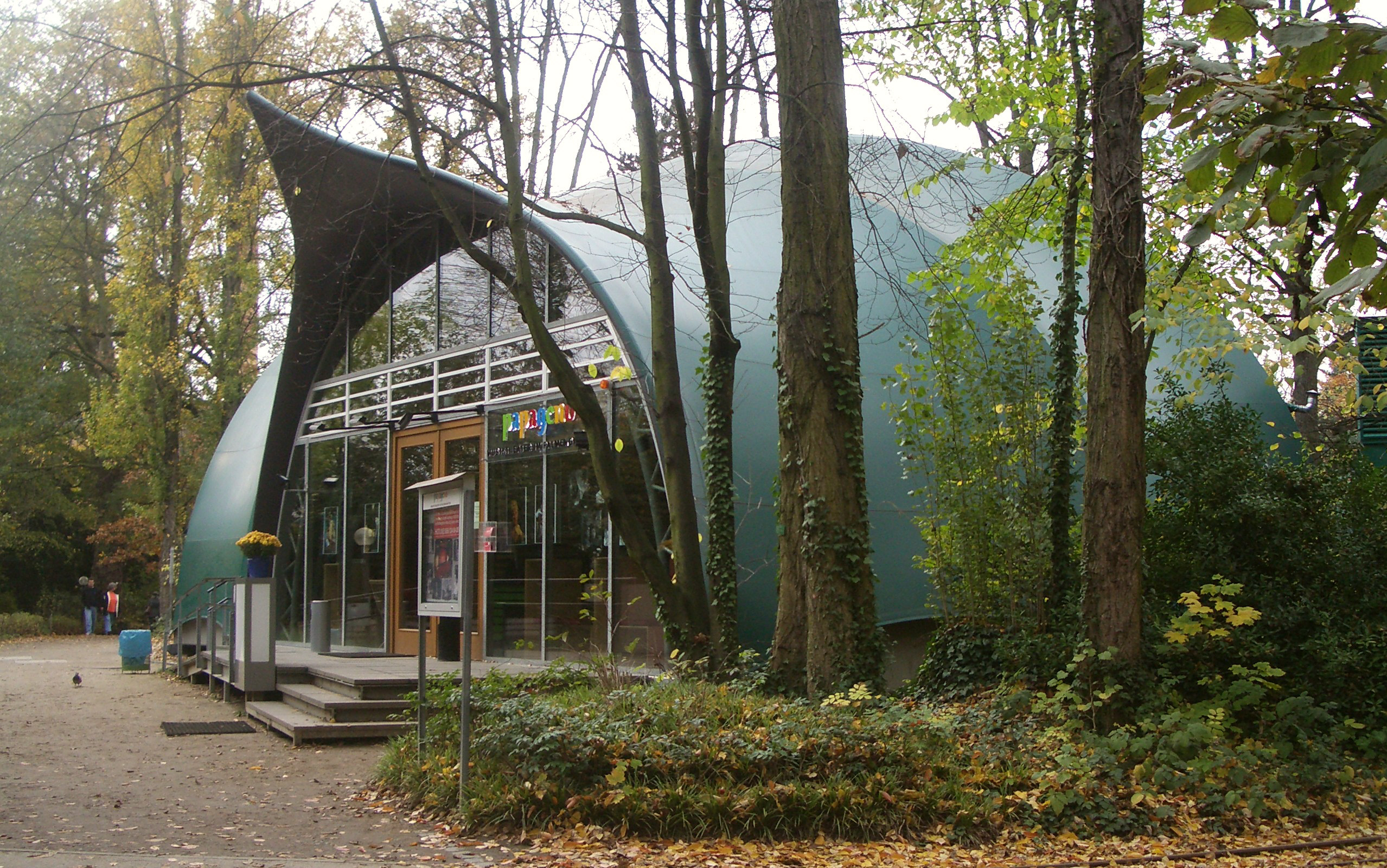
Papageno Musiktheater

#### Zeppelinallee 12

##### Kassenhäuschen zum Palmengarten
Das vom Büro des Stararchitekten David Chipperfield entworfene Kassenhäuschen für Ticketverkauf, auch für Zugang zum Palmengarten und kleinem Laden neben dem Papageno-Theater über die Zeppelinallee 12 und Palmengartenstraße wurde Anfang 2013 fertiggestellt und kurz darauf aber wegen Schimmel und feuchten Wänden wieder geschlossen. Wie die Palmenparkleitung mitteilte, sind „gravierende Baumängel“ und „erhebliche Feuchteschäden“ festgestellt worden, „die einen schweren Befall von Schimmelpilz“ verursachten. Das völlig überdimensionierte Kassenhaus wurde an die falsche Stelle gebaut. Alle, die dort Eintrittskarten kauften, mussten um das gesamte Gesellschaftshaus laufen oder mit Kinderwagen, Rollator oder Rolli fahren müssen, um zu den im Sommer sehr beliebten Musikveranstaltungen an der Konzertmuschel zu kommen. Der Prozess gegen den insolventen Bauträger kommt nicht voran.

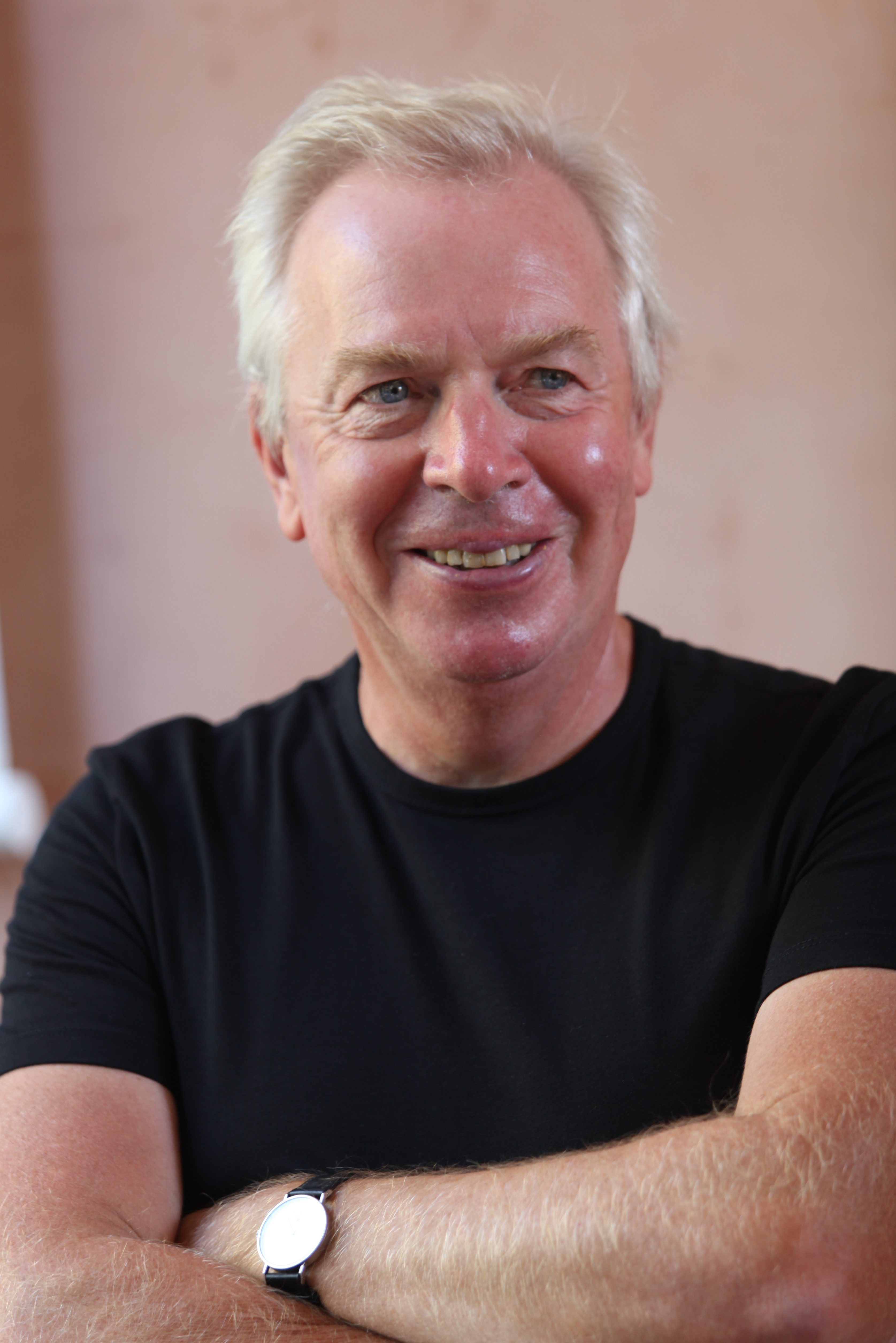
David Chipperfield geb.1953

#### Zeppelinallee 18

##### Villa Leonhardi

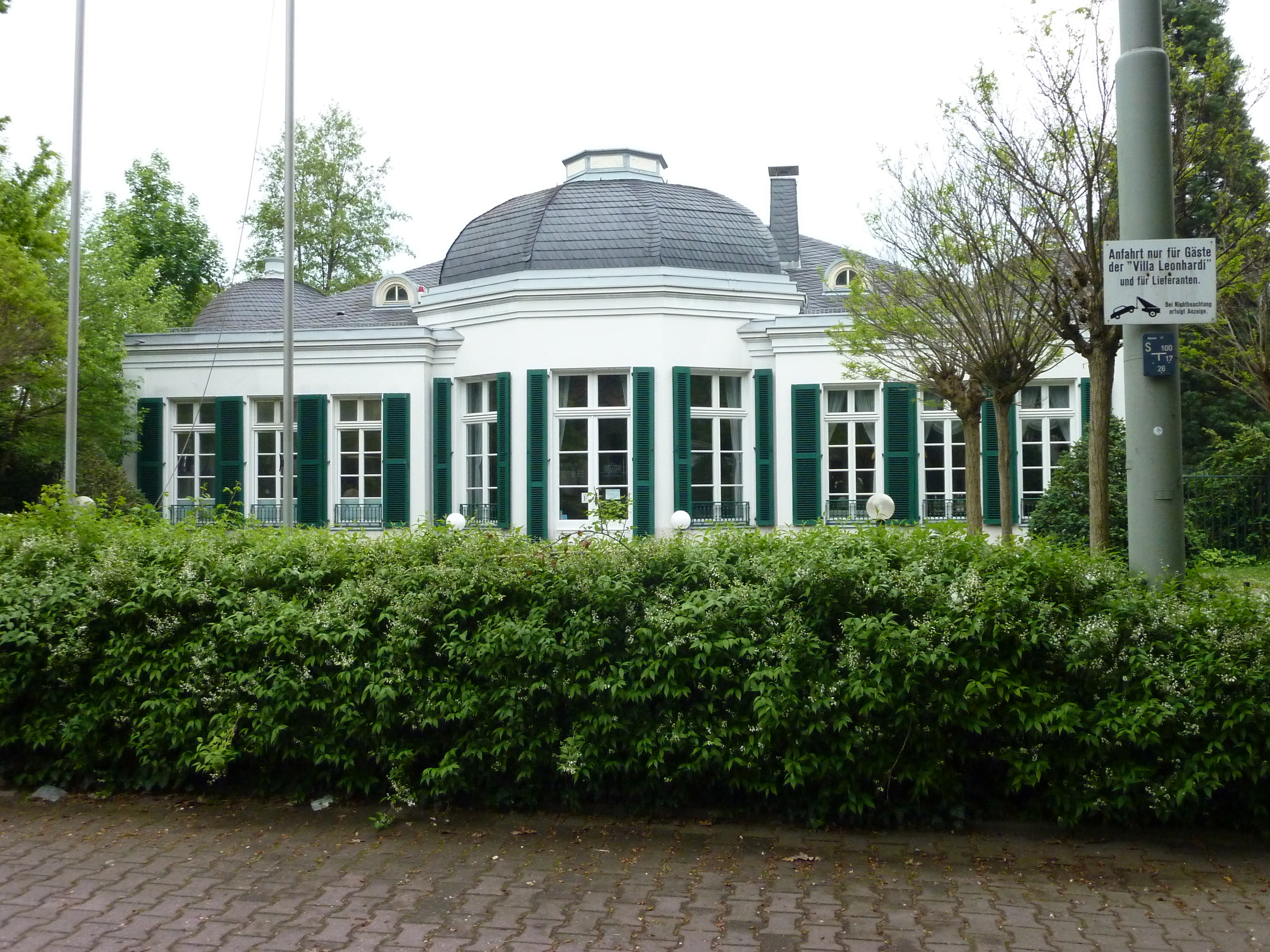
Villa Leonhardi im Palmengarten (2010)

Johann Peter von Leonhardi (1747–1830), Frankfurter Bankier, Kaufmann, Politiker und Freimaurer ließ sich 1806 außerhalb der damaligen Frankfurter Landwehr auf dem Gelände der Stadt Bockenheim eine Gartenvilla errichten. Architekt war Nicolas Alexandre Salins de Montfort. Ab 1842 gehörte die Liegenschaft mit Villa dem Bankier Raphael Freiherr von Erlanger (1806–1878), der zahlreiche bauliche Veränderungen vornahm, so unter anderem den Anbau einer großen Orangerie. 1905 wurde das Gebäude abgebrochen und die Front des Mittelpavillons mit der Sandstein-Säulenhalle dem Palmengarten zur Verfügung gestellt. Heute wird dieser Bau als Villa Leonhardi für ein Café-Restaurant und einen Vortragssaal genutzt.

#### Zeppelinallee 38

##### Villa Sonneck

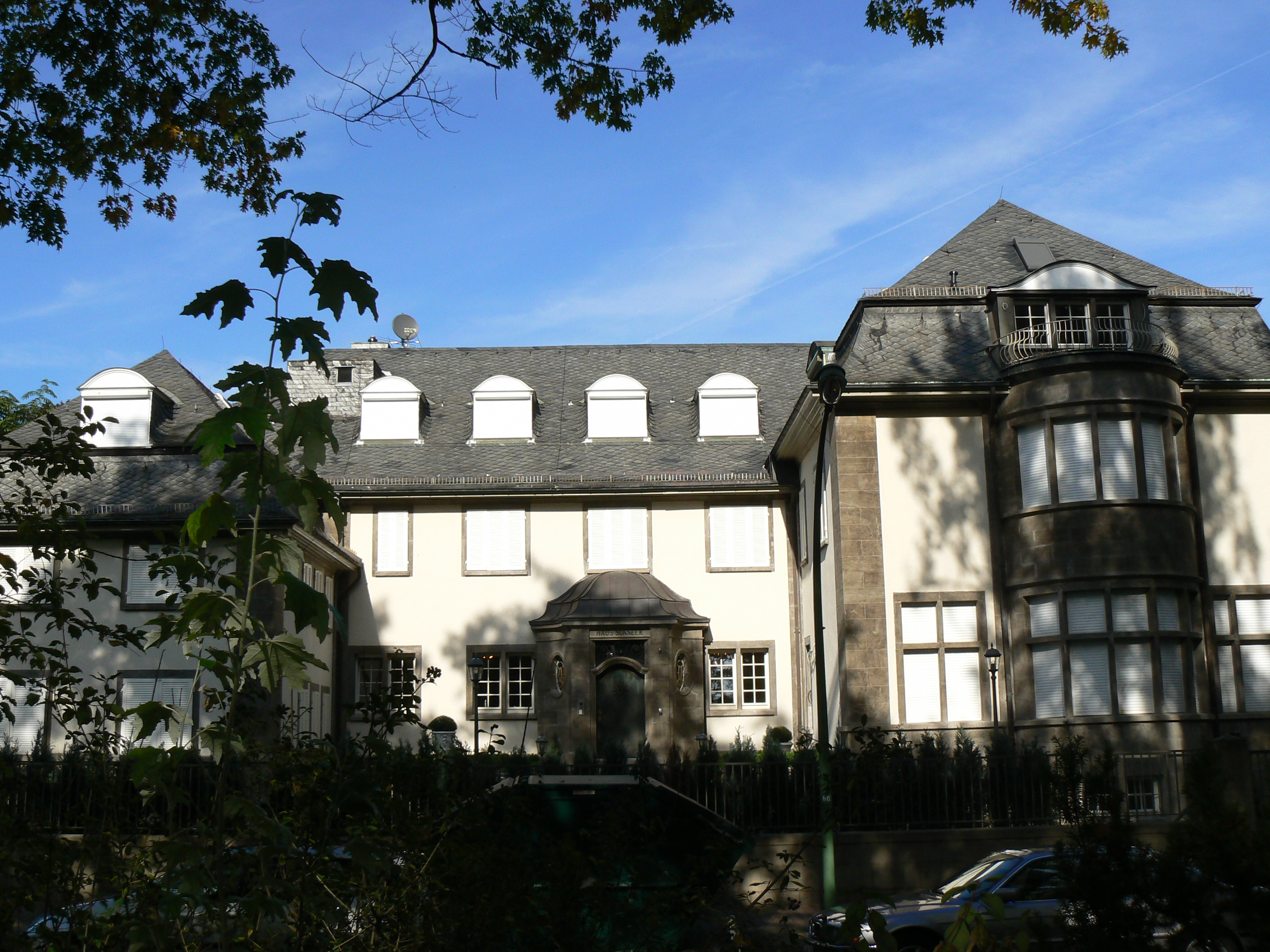
Villa Sonneck (2007)

Die Villa Sonneck liegt in der Zeppelinallee 38, im Diplomatenviertel. Sie wurde erbaut für Heinrich Irenaeus Quincke, einen damals berühmten Internisten und Chirurgen. Als Architekt beauftragte er den bekannten Hermann Muthesius, der die zweistöckige Villa von 1907 bis 1910 im englischen Landhausstil errichtete. Bis 1975 war sie in Privatbesitz, dann wurde die Villa von der später berüchtigten IKB Deutsche Industriebank erworben, die das Haus in elf Monaten renovieren und für ihre Interessen umbauen ließ, einschließlich des Einbaus einer großen Tiefgarage. 2004 wurde die Villa an einen privaten Investor verkauft, der die Liegenschaft von 2004 bis 2007 wieder ihrem ursprünglichen Zweck als Wohnhaus zuführen ließ.

#### Zeppelinallee 47

##### Villa Herxheimer

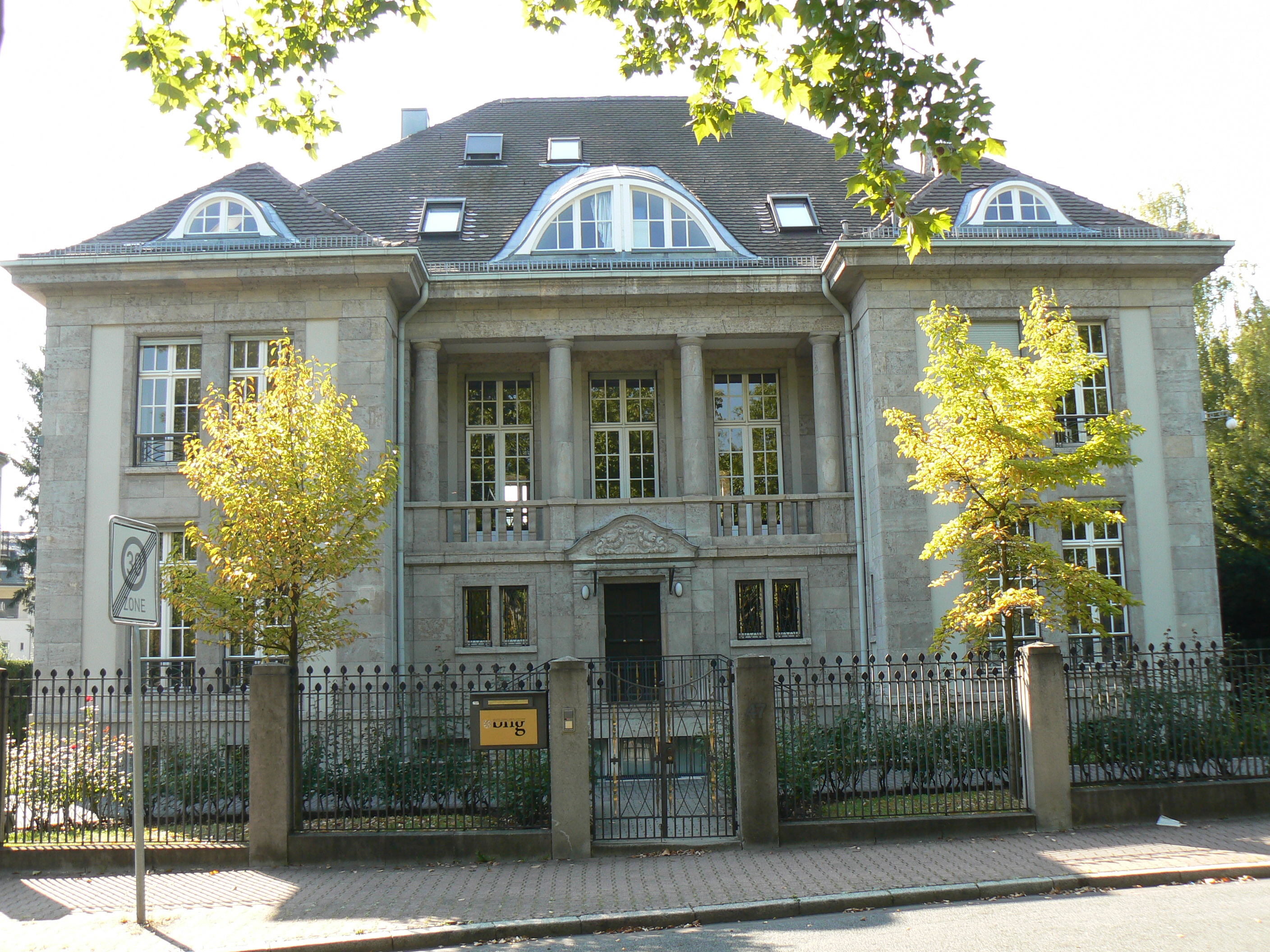
Villa Herxheimer (2007)
Porträt Karl Herxheimer

Die Villa Herxheimer liegt in der Zeppelinallee 47 und wurde für Karl Herxheimer (1861–1942) gebaut. Er war ein führender Dermatologe seiner Zeit und gehört zu den Mitbegründern der Universität in Frankfurt. Er beauftragte 1911 den damaligen Stararchitekten Bruno Paul (1874–1968) mit dem Bau der Villa. Der Mitbegründer des Werkbundes baute ein Gesamtkunstwerk. Der äußere Stil lehnt sich am Klassizismus und am deutschen Biedermeier an. Der zweigeschossige Baukörper ist dreigeteilt, wobei sich zwischen den zwei vorspringenden schmalen Eckbauten ein breiterer eingezogener Mittelbau befindet. Als führender Innenarchitekt plante Paul auch den Innenausbau. 1942 wurde der Hausherr, vielfacher Mäzen Frankfurts, als 80-Jähriger aus Frankfurt nach Theresienstadt deportiert und dort umgebracht. Seine Ehefrau wurde in Auschwitz ermordet. Die Villa wurde nach dem Krieg bis 1968 Sitz des britischen Konsulats, dann für 25 Jahre Sitz einer Werbeagentur. Heute ist die Villa Geschäftssitz von Rechtsanwälten und Stiftungen.

#### Zeppelinallee 58

##### Villa Wertheimer
Die Villa Wertheimer in der Zeppelinallee 69 ist nicht zu verwechseln mit der Villa Wertheimber in der Zeppelinallee 58. Diese gehörte dem Bankier Ernst von Wertheimber-de Bary. Auch er verlor als Jude seinen Besitz. Ende des Zweiten Weltkriegs wurde die Villa Wertheimer bombardiert und teilweise zerstört. Sie sollte zu einer Hochschule für Theater umfunktioniert werden.

#### Zeppelinallee 69

##### Villa Wertheimer

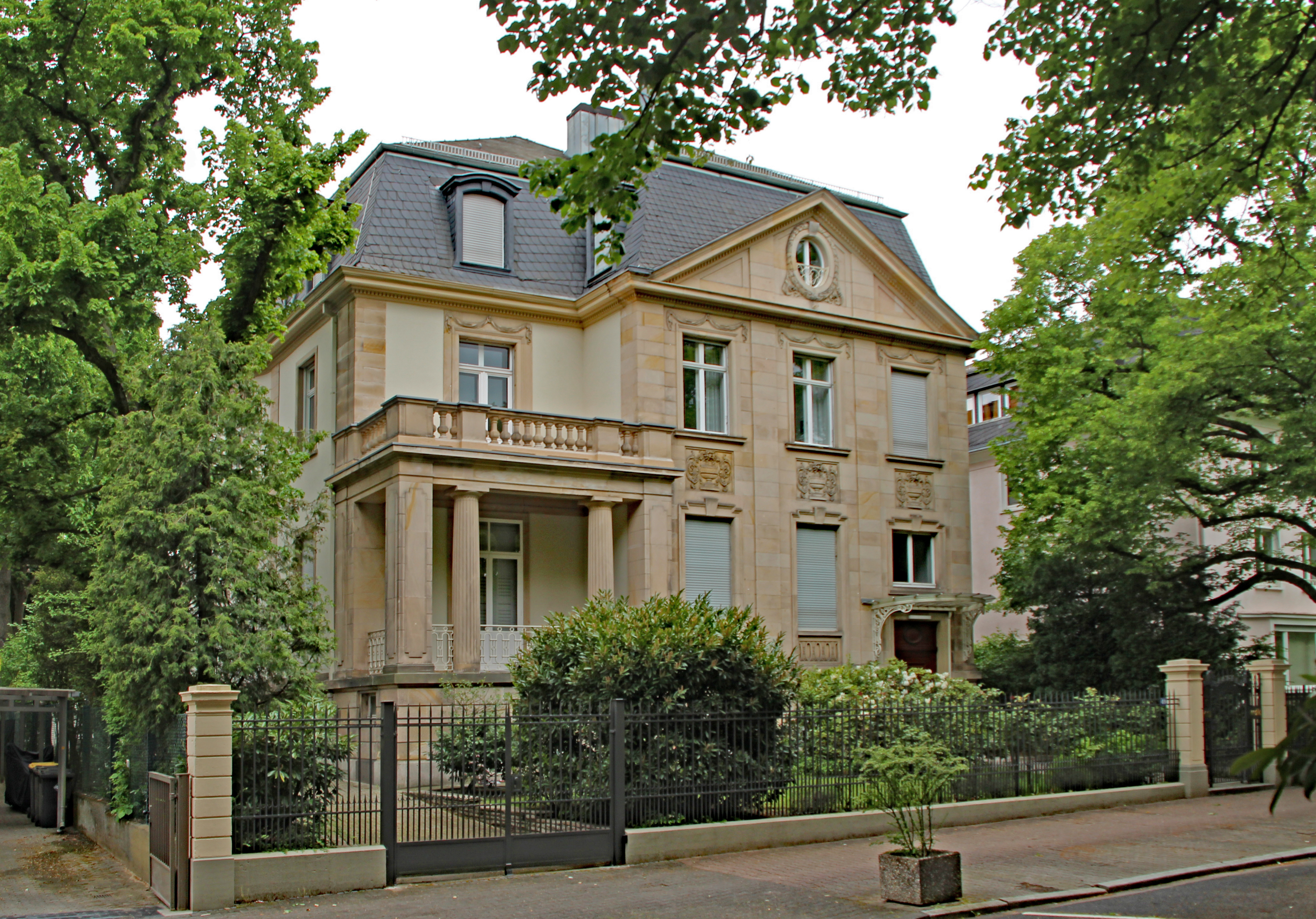
Villa Wertheimer (2016)

Die Villa Wertheimer in der Zeppelinallee 69 wurde für einen Bankier Wertheimer erbaut. Er stammte aus der einflussreichen, weitverzweigten Großfamilie der Wertheimers, denen unter anderem das Bankhaus E. & L. Wertheimer der Brüder Emanuel und Louis gehörte und zu deren Ahnen Samson Wertheimer zählt. Später gehörte die Villa Wertheimer dem Landrat des Obertaunuskreises Ernst von Marx (1905–1921), dann seinem Sohn Alexander. Alexander von Marx wurde aufgrund seiner jüdischen Herkunft seines Besitzes beraubt. Die Villa wurde Sitz des Französischen Konsulats.
Die Villa Wertheimer in der Zeppelinallee 69 ist nicht zu verwechseln mit der Villa Wertheimber in der Zeppelinallee 58.

##### Villa Rohmer

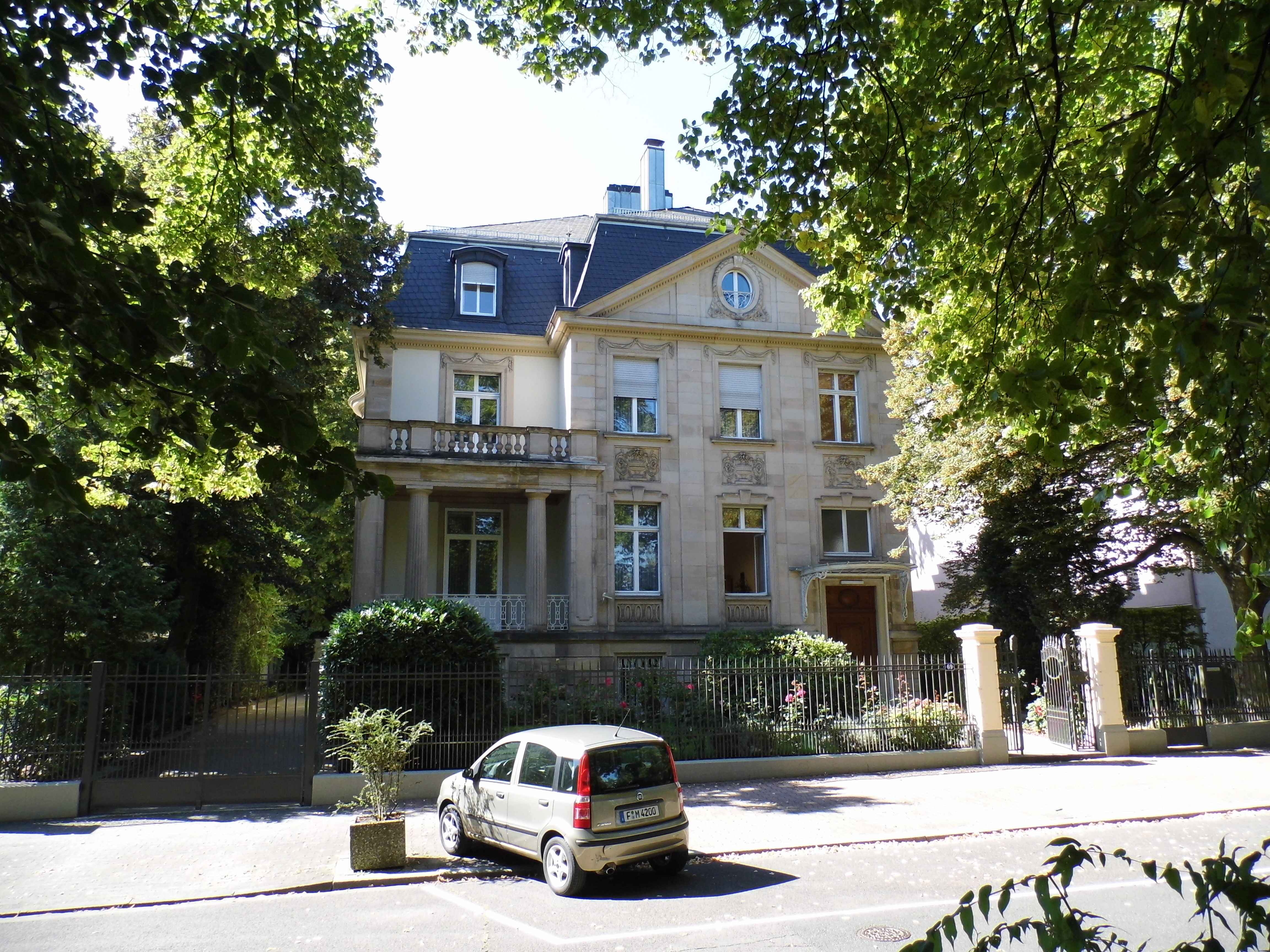
Villa Wilhelm Rohmer (2012)

Die Villa in der Zeppelinallee 69 wurde gebaut von Wilhelm Rohmer (1859–1912). Er war seit 23. Juli 1896 verheiratet mit Frau Helena (* 5. Dezember 1877 in Mexiko; † 3. Oktober 1960), geborene de Chapeaurouge. Ihre Familie stammte aus der Schweiz, Familienzweige zählten später zum vermögenden Bürgertum von Hamburg. Wilhelm Rohmer verkaufte großen Liegenschaftsbesitz an die Stadt Frankfurt. Er ist Namenspatron der Rohmerstraße und des Rohmerplatzes. Die Villa ist heute Sitz eines Industrieverbandes.

#### Zeppelinallee 77

##### Villa Weil

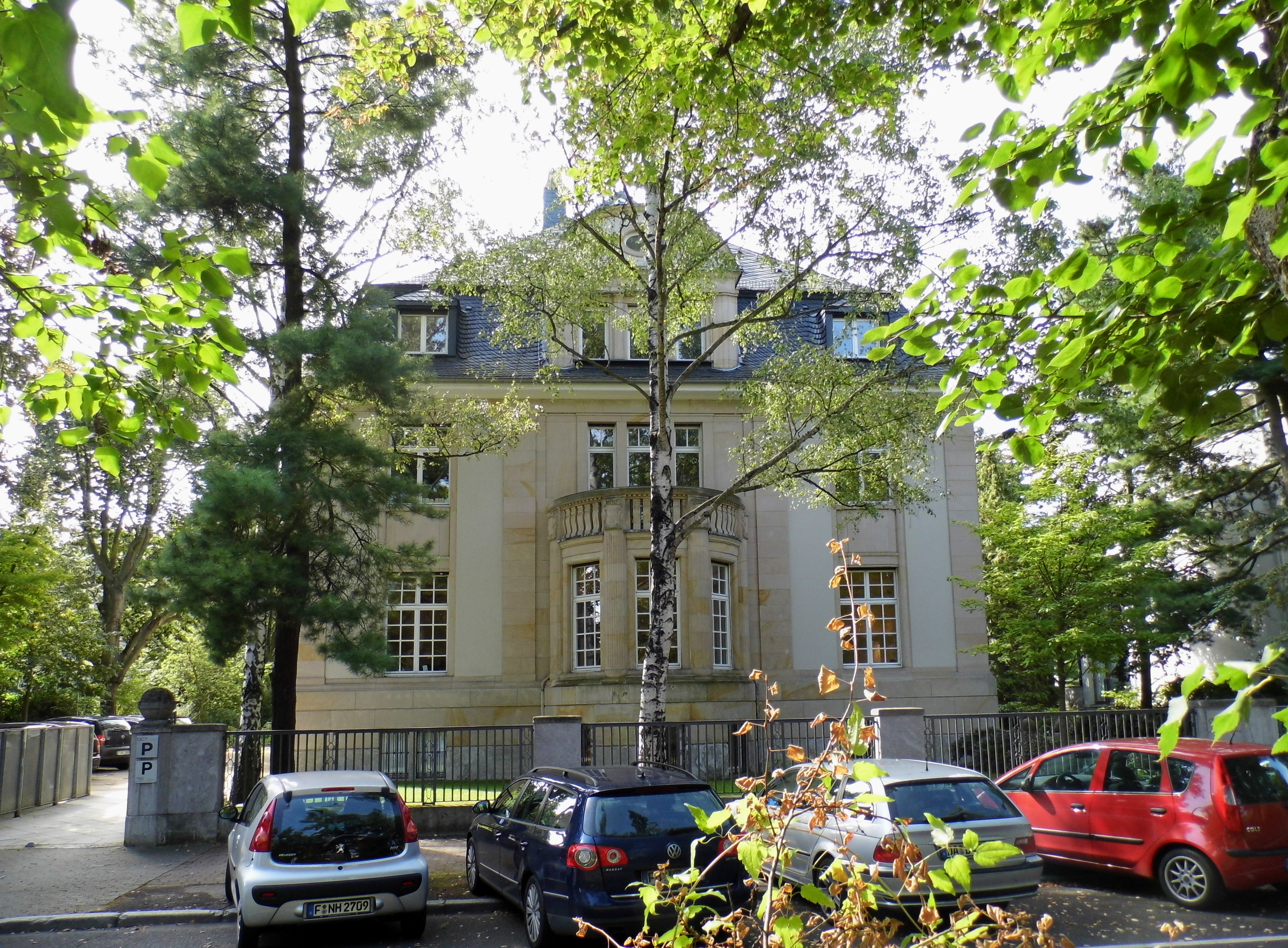
Villa Hermann Weil (2012)

Diese denkmalgeschützte, großbürgerliche, neoklassizistische Villa mit symmetrischer Fassade von 1912 nach dem Entwurf von A. Engelhardt in der Zeppelinallee 77 ließen der Unternehmer Hermann Weil und seine Frau Rosa erbauen. Weil und sein Sohn Felix waren bekannte Mäzene in Frankfurt am Main, sie gründeten u. a. das Frankfurter Institut für Sozialforschung. 1930 verkaufte Felix Weil die Villa an den Kaufmann Ludwig Beckhardt (zusammen mit seinem Bruder Adolf Besitzer des Kaufhauses Fuhrländer Nachf. auf der Zeil). 1939 musste Beckhardt aufgrund seiner jüdischen Herkunft die Villa an das „Deutsche Reich“ verkaufen, sie wurde zum Wohnsitz hoher Wehrmachtsangehöriger. Ludwig Beckhardt musste sich nach seiner Inhaftierung im KZ Buchenwald eine Wohnung im Erdgeschoss der Villa Hirsch (Zeppelinallee 65) mit etlichen anderen zwangsweise aus ihren Wohnungen Vertriebenen teilen. Im August 1941 gelangen ihm und seiner Familie die Flucht nach New York, wo Ludwig Beckhardt bereits im November 1944 an den Folgen seiner Inhaftierung verstarb. Nach 1945 wurde die Villa Weil bis 1953 Sitz des amerikanischen Militärs. 1953 erwarb der Deutsche Fußball-Bund die Liegenschaft. Dieser nutzte die Villa als seine Zentrale bis zum Neubau in Frankfurt-Sachsenhausen. Nach erneutem Umbau waren die aufgelösten Werbefirmen Lintas/Unilever, dann DSB+K Hauptmieter dieser Villa. Jetzt ist sie Geschäftssitz einer Rechtsanwaltsgemeinschaft und einer Investmentgesellschaft.

#### Zeppelinallee 99–103

##### Frauenfriedenskirche

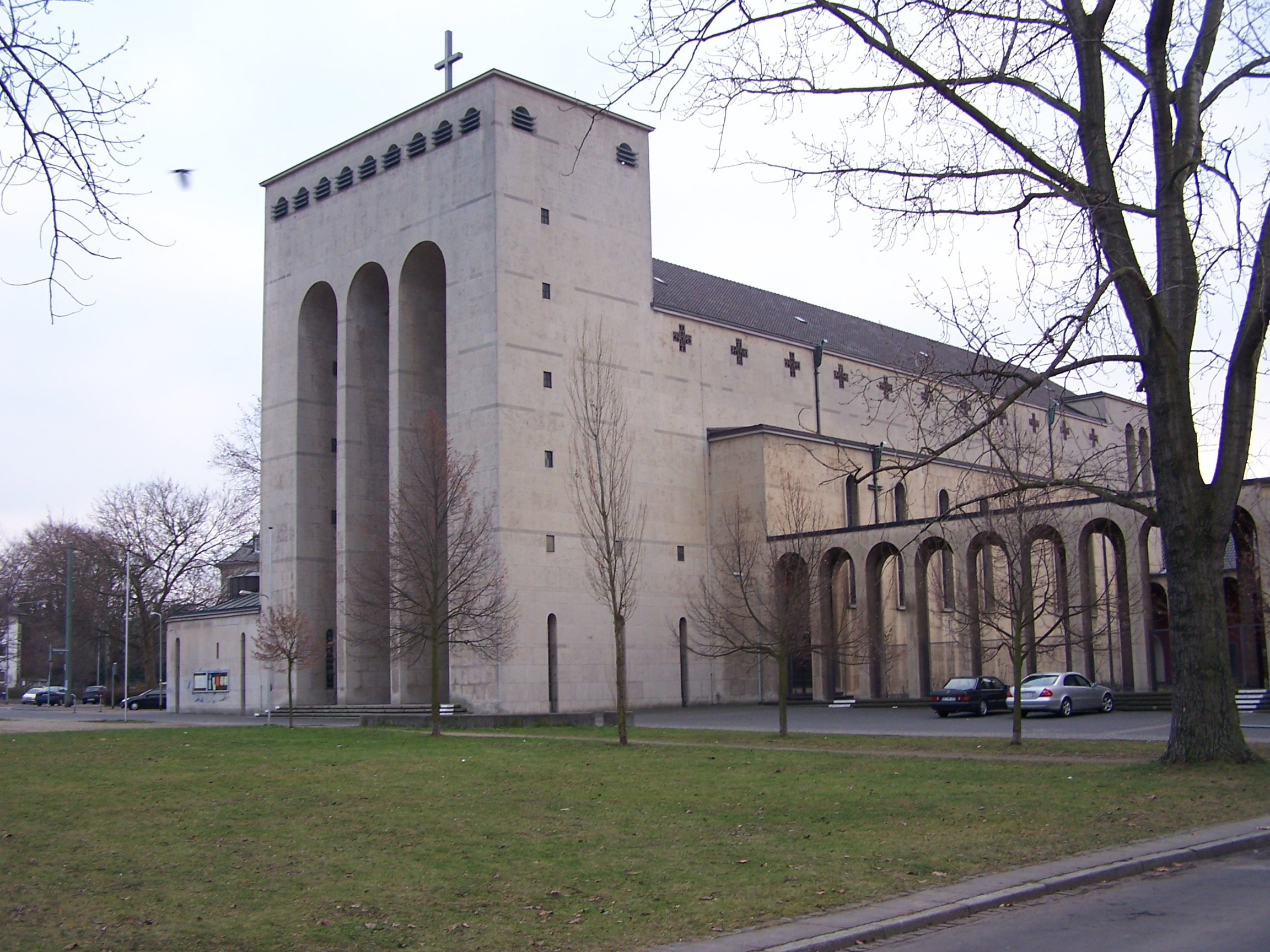
Frauenfriedenskirche (2006)
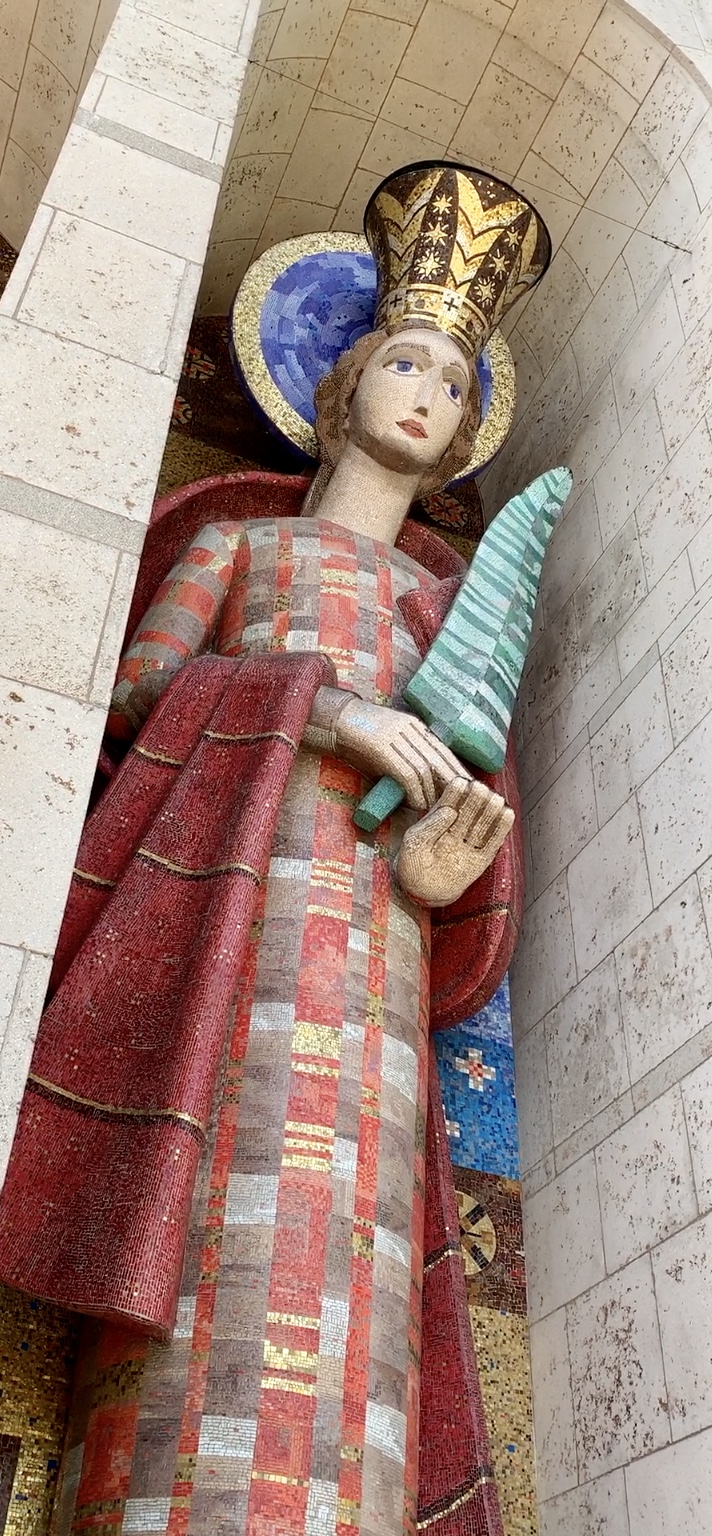
Marienplastik am Portal (2020)

Die Frauenfriedenskirche, Zeppelinallee 99–103, errichtet 1927 bis 1929 von Hans Herkommer entstand auf Initiative von Hedwig Dransfeld, der Vorsitzenden des Katholischen Deutschen Frauenbundes. Die monumentale, architektonisch bedeutende und künstlerisch reich ausgestattete Kirche ist eine Stätte des Gedenkens an die Opfer der Kriege und des Gebets für den Frieden.

### Zum Rebstockbad

#### Zum Rebstockbad 7

##### Rebstock-Bad

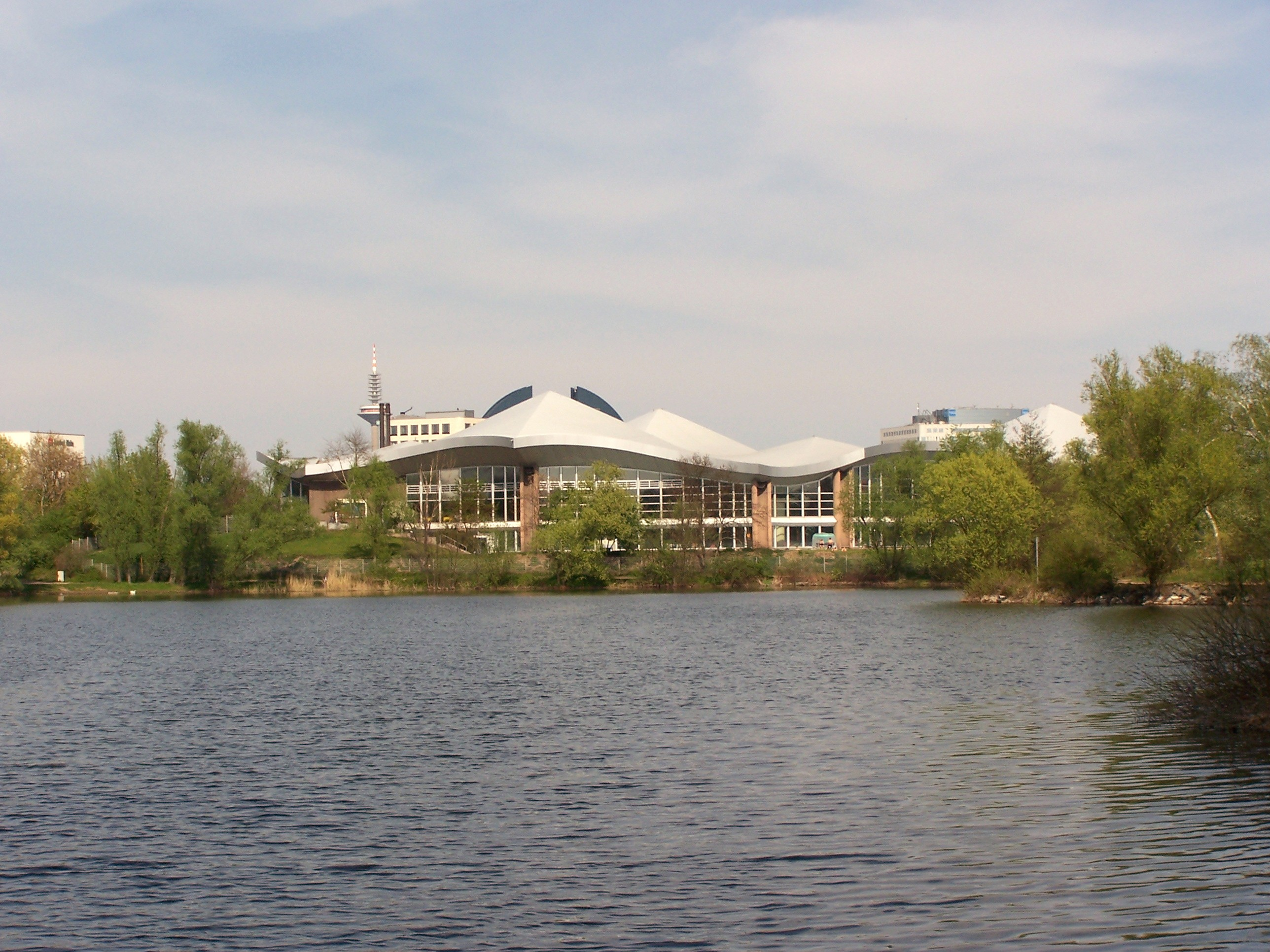
Rebstockbad hinter dem Rebstockweiher (2007)
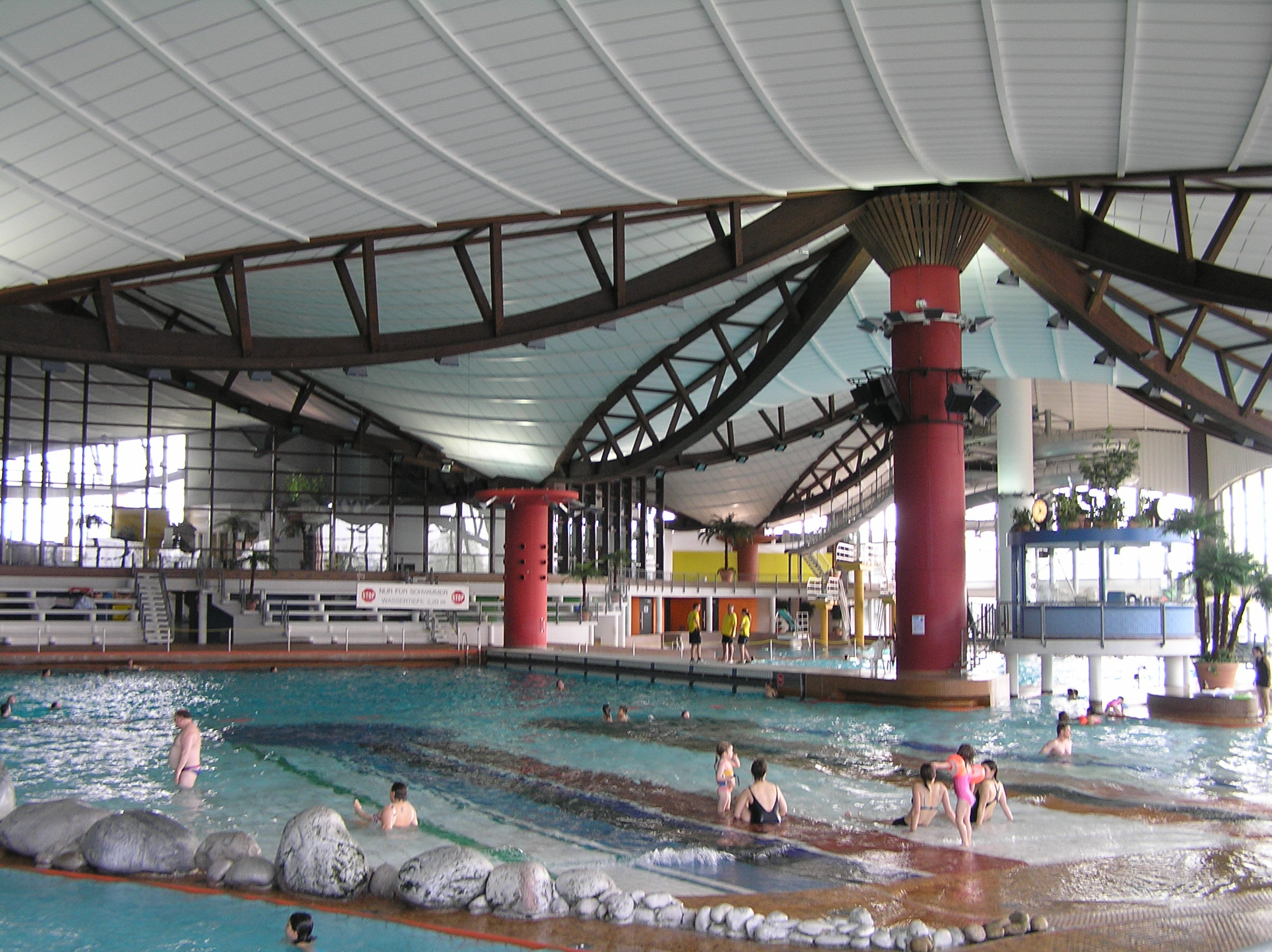
Innenansicht (2007)

Das 1979 bis 1982 erbaute Rebstockbad wurde 1982 als eines der ersten Erlebnisbäder Deutschlands eröffnet. Es fasste bis zu 3000 Badegäste und war mit einer halben Million Besucher im Jahr eines der meistbesuchten Bäder Deutschlands. Wegen massiver Bauschäden wurde es am 30. April 2021 geschlossen und 2022 abgebrochen. Ein Neubau an alter Stelle ist durch die Stadt Frankfurt in Planung.

## Die höchsten Gebäude Bockenheims
| Höchste Gebäude Bockenheims | Höchste Gebäude Bockenheims | Höchste Gebäude Bockenheims |
| --------------------------- | --- | --------------------------- |
| 1.                          | Europaturm (Ginnheimer Spargel) | 337,5 Meter                 |
| 2.                          | Messe Torhaus Ludwig-Erhard-Anlage 1 Baujahr 1984/Architekt Oswald Mathias Ungers Nutzer Frankfurter Messe                                                  | 117 Meter                   |
| 3.                          | IBC Theodor-Heuss-Allee 70 Baujahr 2003/Architekt Köhler Architekten Nutzer unter anderem Deutsche Bank                                                     | 112 Meter                   |
| 4.                          | Radisson SAS Hotel Franklinstraße 81–83 Baujahr 2005/Architekten John Seifert Architects Nutzer Hotel Radisson SAS                                          | 87 Meter                    |
| 5.                          | American Express-Hochhaus Theodor-Heuss-Allee 112 Baujahr 1991–1993/Architekt Novotny, Mähner & Assoziierte Hauptmieter ist American Express                | 75 Meter                    |
| 5.                          | Theodor-Heuss-Allee 80 Goldenes Haus-Bürocenter an der Messe Baujahr 1984/ Hauptmieter vormals GZS, zurzeit The Royal Bank of Scotland                      | 75 Meter                    |
| 6.                          | Scala – Solmsstraße 91 Baujahr 2001/Architekt Christoph Mäckler& Assoziierte                                                                                | 73 Meter                    |
| 7.                          | Theodor-Heuss-Allee 110 Baujahr 1982/Architekt Richard Heil Nutzer vormals Wayss & Freitag Bauunternehmen                                                   | 72 Meter                    |
| 8.                          | Cielo – Theodor-Heuss-Allee 100 Baujahr 2003/Architekt Gewers, Kühn & Kühn vormals Nutzer u. a. Dresdner Bank, z. Z. noch DiBa                              | 70 Meter                    |
| 8.                          | Finanz Informatik/Drehscheibe Frankfurt Theodor-Heuss-Allee 90–98 Baujahr 2003/MOW Architekten Sparkassen Informatik                                        | 70 Meter                    |
| 8.                          | St Martin Tower/am ehemaligen Opel-Kreisel Theodor-Heuss-Allee 116 Baujahr 2013–2015/msm meyer schmitz-morkramer Vermieter Hansa AG für Georg von Opel GmbH | 70 Meter                    |
| 9.                          | Zentrale der Deutschen Bundesbank Wilhelm-Epstein-Straße 14 Baujahr 1962/ABB Architekten                                                                    | 54 Meter                    |